# Liste der Länderspiele der sowjetischen Eishockeynationalmannschaft 1970 bis 1979
Diese Liste der Länderspiele der sowjetischen Eishockeynationalmannschaft beinhaltet die Länderspiele der sowjetischen Eishockeynationalmannschaft der Männer im Zeitraum von 1970 bis 1979.

## Legende
Dieser Abschnitt dient als Legende für die nachfolgende Tabelle. Alle Ergebnisse sind aus der Sicht der sowjetischen Mannschaft angegeben. In Klammern sind die erzielten Tore angegeben.
- grüne Hintergrundfarbe = Sieg der sowjetischen Mannschaft
- gelbe Hintergrundfarbe = Unentschieden
- rote Hintergrundfarbe = Niederlage der sowjetischen Mannschaft
- H = Heimspiel
- A = Auswärtsspiel
- * = Spiel auf neutralem Eis
- OS = Olympische Winterspiele
- WM = Weltmeisterschaft
- EM = Europameisterschaft

## 1970 bis 1979
| Nr. / Datum                | Ergebnis | Gegner | | Austragungsort | Anlass | Bemerkungen |
| -------------------------- | --- | --- | --- | --- | --- | --- |
| Nr. 283 25. Februar 1970   | 9:2 (0:0, 8:0, 1:2) | 0 Schweden | A | 0Stockholm, SWE | 0Freundschaftsspiel | |
| Aufstellung                | Tor: Wiktor Konowalenko Verteidigung: Alexander Ragulin, Wladimir Luttschenko, Waleri Wassiljew, Witali Dawydow, Waleri Nikitin, Jewgeni Paladjew (1) Sturm: Wladimir Wikulow, Jewgeni Mischakow (1), Anatoli Firsow (2), Juri Reps, Wjatscheslaw Starschinow (3), Alexander Malzew (1), Alexander Martynjuk, Wladimir Schadrin (1), Alexander Jakuschew, Igor Samotschernow Trainer / Assistent: Arkadi Tschernyschow / Anatoli Tarassow | Tor: Wiktor Konowalenko Verteidigung: Alexander Ragulin, Wladimir Luttschenko, Waleri Wassiljew, Witali Dawydow, Waleri Nikitin, Jewgeni Paladjew (1) Sturm: Wladimir Wikulow, Jewgeni Mischakow (1), Anatoli Firsow (2), Juri Reps, Wjatscheslaw Starschinow (3), Alexander Malzew (1), Alexander Martynjuk, Wladimir Schadrin (1), Alexander Jakuschew, Igor Samotschernow Trainer / Assistent: Arkadi Tschernyschow / Anatoli Tarassow | Tor: Wiktor Konowalenko Verteidigung: Alexander Ragulin, Wladimir Luttschenko, Waleri Wassiljew, Witali Dawydow, Waleri Nikitin, Jewgeni Paladjew (1) Sturm: Wladimir Wikulow, Jewgeni Mischakow (1), Anatoli Firsow (2), Juri Reps, Wjatscheslaw Starschinow (3), Alexander Malzew (1), Alexander Martynjuk, Wladimir Schadrin (1), Alexander Jakuschew, Igor Samotschernow Trainer / Assistent: Arkadi Tschernyschow / Anatoli Tarassow | Tor: Wiktor Konowalenko Verteidigung: Alexander Ragulin, Wladimir Luttschenko, Waleri Wassiljew, Witali Dawydow, Waleri Nikitin, Jewgeni Paladjew (1) Sturm: Wladimir Wikulow, Jewgeni Mischakow (1), Anatoli Firsow (2), Juri Reps, Wjatscheslaw Starschinow (3), Alexander Malzew (1), Alexander Martynjuk, Wladimir Schadrin (1), Alexander Jakuschew, Igor Samotschernow Trainer / Assistent: Arkadi Tschernyschow / Anatoli Tarassow | Tor: Wiktor Konowalenko Verteidigung: Alexander Ragulin, Wladimir Luttschenko, Waleri Wassiljew, Witali Dawydow, Waleri Nikitin, Jewgeni Paladjew (1) Sturm: Wladimir Wikulow, Jewgeni Mischakow (1), Anatoli Firsow (2), Juri Reps, Wjatscheslaw Starschinow (3), Alexander Malzew (1), Alexander Martynjuk, Wladimir Schadrin (1), Alexander Jakuschew, Igor Samotschernow Trainer / Assistent: Arkadi Tschernyschow / Anatoli Tarassow | Tor: Wiktor Konowalenko Verteidigung: Alexander Ragulin, Wladimir Luttschenko, Waleri Wassiljew, Witali Dawydow, Waleri Nikitin, Jewgeni Paladjew (1) Sturm: Wladimir Wikulow, Jewgeni Mischakow (1), Anatoli Firsow (2), Juri Reps, Wjatscheslaw Starschinow (3), Alexander Malzew (1), Alexander Martynjuk, Wladimir Schadrin (1), Alexander Jakuschew, Igor Samotschernow Trainer / Assistent: Arkadi Tschernyschow / Anatoli Tarassow |
| Nr. 284 27. Februar 1970   | 2:2 (0:0, 0:1, 2:1) | 0 Schweden | A | 0Stockholm, SWE | 0Freundschaftsspiel | |
| Aufstellung                | Tor: Wladislaw Tretjak Verteidigung: Alexander Ragulin, Wladimir Luttschenko, Waleri Wassiljew, Witali Dawydow, Jewgeni Paladjew, Igor Romischewski Sturm: Boris Michailow, Wladimir Petrow (1), Waleri Charlamow, Jewgeni Mischakow, Wjatscheslaw Starschinow (1), Alexander Malzew, Igor Samotschernow, Wladimir Schadrin, Alexander Jakuschew, Alexander Martynjuk, Waleri Nikitin Trainer / Assistent: Arkadi Tschernyschow / Anatoli Tarassow                                                                                                 | Tor: Wladislaw Tretjak Verteidigung: Alexander Ragulin, Wladimir Luttschenko, Waleri Wassiljew, Witali Dawydow, Jewgeni Paladjew, Igor Romischewski Sturm: Boris Michailow, Wladimir Petrow (1), Waleri Charlamow, Jewgeni Mischakow, Wjatscheslaw Starschinow (1), Alexander Malzew, Igor Samotschernow, Wladimir Schadrin, Alexander Jakuschew, Alexander Martynjuk, Waleri Nikitin Trainer / Assistent: Arkadi Tschernyschow / Anatoli Tarassow                                                                                                 | Tor: Wladislaw Tretjak Verteidigung: Alexander Ragulin, Wladimir Luttschenko, Waleri Wassiljew, Witali Dawydow, Jewgeni Paladjew, Igor Romischewski Sturm: Boris Michailow, Wladimir Petrow (1), Waleri Charlamow, Jewgeni Mischakow, Wjatscheslaw Starschinow (1), Alexander Malzew, Igor Samotschernow, Wladimir Schadrin, Alexander Jakuschew, Alexander Martynjuk, Waleri Nikitin Trainer / Assistent: Arkadi Tschernyschow / Anatoli Tarassow                                                                                                 | Tor: Wladislaw Tretjak Verteidigung: Alexander Ragulin, Wladimir Luttschenko, Waleri Wassiljew, Witali Dawydow, Jewgeni Paladjew, Igor Romischewski Sturm: Boris Michailow, Wladimir Petrow (1), Waleri Charlamow, Jewgeni Mischakow, Wjatscheslaw Starschinow (1), Alexander Malzew, Igor Samotschernow, Wladimir Schadrin, Alexander Jakuschew, Alexander Martynjuk, Waleri Nikitin Trainer / Assistent: Arkadi Tschernyschow / Anatoli Tarassow                                                                                                 | Tor: Wladislaw Tretjak Verteidigung: Alexander Ragulin, Wladimir Luttschenko, Waleri Wassiljew, Witali Dawydow, Jewgeni Paladjew, Igor Romischewski Sturm: Boris Michailow, Wladimir Petrow (1), Waleri Charlamow, Jewgeni Mischakow, Wjatscheslaw Starschinow (1), Alexander Malzew, Igor Samotschernow, Wladimir Schadrin, Alexander Jakuschew, Alexander Martynjuk, Waleri Nikitin Trainer / Assistent: Arkadi Tschernyschow / Anatoli Tarassow                                                                                                 | Tor: Wladislaw Tretjak Verteidigung: Alexander Ragulin, Wladimir Luttschenko, Waleri Wassiljew, Witali Dawydow, Jewgeni Paladjew, Igor Romischewski Sturm: Boris Michailow, Wladimir Petrow (1), Waleri Charlamow, Jewgeni Mischakow, Wjatscheslaw Starschinow (1), Alexander Malzew, Igor Samotschernow, Wladimir Schadrin, Alexander Jakuschew, Alexander Martynjuk, Waleri Nikitin Trainer / Assistent: Arkadi Tschernyschow / Anatoli Tarassow                                                                                                 |
| Nr. 285 3. März 1970       | 3:1 (1:0, 0:1, 2:0) | 0 Finnland | A | 0Tampere, FIN | 0Freundschaftsspiel | |
| Aufstellung                | Tor: Wladislaw Tretjak Verteidigung: Alexander Ragulin, Igor Romischewski, Jewgeni Paladjew, Wladimir Luttschenko, Waleri Wassiljew, Witali Dawydow Sturm: Boris Michailow, Wladimir Petrow (1), Waleri Charlamow (1), Wladimir Wikulow (1), Wiktor Polupanow, Anatoli Firsow, Jewgeni Mischakow, Wjatscheslaw Starschinow, Alexander Jakuschew, Waleri Nikitin Trainer / Assistent: Arkadi Tschernyschow / Anatoli Tarassow | Tor: Wladislaw Tretjak Verteidigung: Alexander Ragulin, Igor Romischewski, Jewgeni Paladjew, Wladimir Luttschenko, Waleri Wassiljew, Witali Dawydow Sturm: Boris Michailow, Wladimir Petrow (1), Waleri Charlamow (1), Wladimir Wikulow (1), Wiktor Polupanow, Anatoli Firsow, Jewgeni Mischakow, Wjatscheslaw Starschinow, Alexander Jakuschew, Waleri Nikitin Trainer / Assistent: Arkadi Tschernyschow / Anatoli Tarassow | Tor: Wladislaw Tretjak Verteidigung: Alexander Ragulin, Igor Romischewski, Jewgeni Paladjew, Wladimir Luttschenko, Waleri Wassiljew, Witali Dawydow Sturm: Boris Michailow, Wladimir Petrow (1), Waleri Charlamow (1), Wladimir Wikulow (1), Wiktor Polupanow, Anatoli Firsow, Jewgeni Mischakow, Wjatscheslaw Starschinow, Alexander Jakuschew, Waleri Nikitin Trainer / Assistent: Arkadi Tschernyschow / Anatoli Tarassow | Tor: Wladislaw Tretjak Verteidigung: Alexander Ragulin, Igor Romischewski, Jewgeni Paladjew, Wladimir Luttschenko, Waleri Wassiljew, Witali Dawydow Sturm: Boris Michailow, Wladimir Petrow (1), Waleri Charlamow (1), Wladimir Wikulow (1), Wiktor Polupanow, Anatoli Firsow, Jewgeni Mischakow, Wjatscheslaw Starschinow, Alexander Jakuschew, Waleri Nikitin Trainer / Assistent: Arkadi Tschernyschow / Anatoli Tarassow | Tor: Wladislaw Tretjak Verteidigung: Alexander Ragulin, Igor Romischewski, Jewgeni Paladjew, Wladimir Luttschenko, Waleri Wassiljew, Witali Dawydow Sturm: Boris Michailow, Wladimir Petrow (1), Waleri Charlamow (1), Wladimir Wikulow (1), Wiktor Polupanow, Anatoli Firsow, Jewgeni Mischakow, Wjatscheslaw Starschinow, Alexander Jakuschew, Waleri Nikitin Trainer / Assistent: Arkadi Tschernyschow / Anatoli Tarassow | Tor: Wladislaw Tretjak Verteidigung: Alexander Ragulin, Igor Romischewski, Jewgeni Paladjew, Wladimir Luttschenko, Waleri Wassiljew, Witali Dawydow Sturm: Boris Michailow, Wladimir Petrow (1), Waleri Charlamow (1), Wladimir Wikulow (1), Wiktor Polupanow, Anatoli Firsow, Jewgeni Mischakow, Wjatscheslaw Starschinow, Alexander Jakuschew, Waleri Nikitin Trainer / Assistent: Arkadi Tschernyschow / Anatoli Tarassow |
| Nr. 286 4. März 1970       | 7:3 (2:1, 2:2, 3:0) | 0 Finnland | A | 0Helsinki, FIN | 0Freundschaftsspiel | |
| Aufstellung                | Tor: Wiktor Konowalenko Verteidigung: Alexander Ragulin, Igor Romischewski, Jewgeni Paladjew, Wladimir Luttschenko, Witali Dawydow, Waleri Nikitin Sturm: Boris Michailow (3), Wladimir Petrow (1), Waleri Charlamow, Wladimir Wikulow, Wiktor Polupanow, Anatoli Firsow (2), Jewgeni Mischakow, Wjatscheslaw Starschinow (1), Alexander Jakuschew, Wladimir Schadrin Trainer / Assistent: Arkadi Tschernyschow / Anatoli Tarassow | Tor: Wiktor Konowalenko Verteidigung: Alexander Ragulin, Igor Romischewski, Jewgeni Paladjew, Wladimir Luttschenko, Witali Dawydow, Waleri Nikitin Sturm: Boris Michailow (3), Wladimir Petrow (1), Waleri Charlamow, Wladimir Wikulow, Wiktor Polupanow, Anatoli Firsow (2), Jewgeni Mischakow, Wjatscheslaw Starschinow (1), Alexander Jakuschew, Wladimir Schadrin Trainer / Assistent: Arkadi Tschernyschow / Anatoli Tarassow | Tor: Wiktor Konowalenko Verteidigung: Alexander Ragulin, Igor Romischewski, Jewgeni Paladjew, Wladimir Luttschenko, Witali Dawydow, Waleri Nikitin Sturm: Boris Michailow (3), Wladimir Petrow (1), Waleri Charlamow, Wladimir Wikulow, Wiktor Polupanow, Anatoli Firsow (2), Jewgeni Mischakow, Wjatscheslaw Starschinow (1), Alexander Jakuschew, Wladimir Schadrin Trainer / Assistent: Arkadi Tschernyschow / Anatoli Tarassow | Tor: Wiktor Konowalenko Verteidigung: Alexander Ragulin, Igor Romischewski, Jewgeni Paladjew, Wladimir Luttschenko, Witali Dawydow, Waleri Nikitin Sturm: Boris Michailow (3), Wladimir Petrow (1), Waleri Charlamow, Wladimir Wikulow, Wiktor Polupanow, Anatoli Firsow (2), Jewgeni Mischakow, Wjatscheslaw Starschinow (1), Alexander Jakuschew, Wladimir Schadrin Trainer / Assistent: Arkadi Tschernyschow / Anatoli Tarassow | Tor: Wiktor Konowalenko Verteidigung: Alexander Ragulin, Igor Romischewski, Jewgeni Paladjew, Wladimir Luttschenko, Witali Dawydow, Waleri Nikitin Sturm: Boris Michailow (3), Wladimir Petrow (1), Waleri Charlamow, Wladimir Wikulow, Wiktor Polupanow, Anatoli Firsow (2), Jewgeni Mischakow, Wjatscheslaw Starschinow (1), Alexander Jakuschew, Wladimir Schadrin Trainer / Assistent: Arkadi Tschernyschow / Anatoli Tarassow | Tor: Wiktor Konowalenko Verteidigung: Alexander Ragulin, Igor Romischewski, Jewgeni Paladjew, Wladimir Luttschenko, Witali Dawydow, Waleri Nikitin Sturm: Boris Michailow (3), Wladimir Petrow (1), Waleri Charlamow, Wladimir Wikulow, Wiktor Polupanow, Anatoli Firsow (2), Jewgeni Mischakow, Wjatscheslaw Starschinow (1), Alexander Jakuschew, Wladimir Schadrin Trainer / Assistent: Arkadi Tschernyschow / Anatoli Tarassow |
| Nr. 287 14. März 1970      | 2:1 (0:0, 0:0, 2:1) | 0 Finnland | * | 0Stockholm, SWE | 0WM 1970 / EM 1970 | |
| Aufstellung                | Tor: Wiktor Konowalenko Verteidigung: Alexander Ragulin, Igor Romischewski, Jewgeni Paladjew, Wladimir Luttschenko, Waleri Nikitin, Witali Dawydow Sturm: Wladimir Wikulow, Wiktor Polupanow, Anatoli Firsow, Boris Michailow, Wladimir Petrow (1), Waleri Charlamow, Alexander Malzew (1), Wjatscheslaw Starschinow, Jewgeni Mischakow Trainer / Assistent: Arkadi Tschernyschow / Anatoli Tarassow | Tor: Wiktor Konowalenko Verteidigung: Alexander Ragulin, Igor Romischewski, Jewgeni Paladjew, Wladimir Luttschenko, Waleri Nikitin, Witali Dawydow Sturm: Wladimir Wikulow, Wiktor Polupanow, Anatoli Firsow, Boris Michailow, Wladimir Petrow (1), Waleri Charlamow, Alexander Malzew (1), Wjatscheslaw Starschinow, Jewgeni Mischakow Trainer / Assistent: Arkadi Tschernyschow / Anatoli Tarassow | Tor: Wiktor Konowalenko Verteidigung: Alexander Ragulin, Igor Romischewski, Jewgeni Paladjew, Wladimir Luttschenko, Waleri Nikitin, Witali Dawydow Sturm: Wladimir Wikulow, Wiktor Polupanow, Anatoli Firsow, Boris Michailow, Wladimir Petrow (1), Waleri Charlamow, Alexander Malzew (1), Wjatscheslaw Starschinow, Jewgeni Mischakow Trainer / Assistent: Arkadi Tschernyschow / Anatoli Tarassow | Tor: Wiktor Konowalenko Verteidigung: Alexander Ragulin, Igor Romischewski, Jewgeni Paladjew, Wladimir Luttschenko, Waleri Nikitin, Witali Dawydow Sturm: Wladimir Wikulow, Wiktor Polupanow, Anatoli Firsow, Boris Michailow, Wladimir Petrow (1), Waleri Charlamow, Alexander Malzew (1), Wjatscheslaw Starschinow, Jewgeni Mischakow Trainer / Assistent: Arkadi Tschernyschow / Anatoli Tarassow | Tor: Wiktor Konowalenko Verteidigung: Alexander Ragulin, Igor Romischewski, Jewgeni Paladjew, Wladimir Luttschenko, Waleri Nikitin, Witali Dawydow Sturm: Wladimir Wikulow, Wiktor Polupanow, Anatoli Firsow, Boris Michailow, Wladimir Petrow (1), Waleri Charlamow, Alexander Malzew (1), Wjatscheslaw Starschinow, Jewgeni Mischakow Trainer / Assistent: Arkadi Tschernyschow / Anatoli Tarassow | Tor: Wiktor Konowalenko Verteidigung: Alexander Ragulin, Igor Romischewski, Jewgeni Paladjew, Wladimir Luttschenko, Waleri Nikitin, Witali Dawydow Sturm: Wladimir Wikulow, Wiktor Polupanow, Anatoli Firsow, Boris Michailow, Wladimir Petrow (1), Waleri Charlamow, Alexander Malzew (1), Wjatscheslaw Starschinow, Jewgeni Mischakow Trainer / Assistent: Arkadi Tschernyschow / Anatoli Tarassow |
| Nr. 288 15. März 1970      | 12:1 (3:0, 3:1, 6:0) | 0 DDR | * | 0Stockholm, SWE | 0WM 1970 / EM 1970 | |
| Aufstellung                | Tor: Wladislaw Tretjak Verteidigung: Alexander Ragulin, Igor Romischewski, Jewgeni Paladjew, Wladimir Luttschenko, Waleri Wassiljew, Witali Dawydow Sturm: Wladimir Wikulow (1), Jewgeni Mischakow (3), Anatoli Firsow (1), Boris Michailow, Wladimir Petrow (1), Waleri Charlamow (1), Alexander Malzew (4), Wjatscheslaw Starschinow (1), Waleri Nikitin Trainer / Assistent: Arkadi Tschernyschow / Anatoli Tarassow | Tor: Wladislaw Tretjak Verteidigung: Alexander Ragulin, Igor Romischewski, Jewgeni Paladjew, Wladimir Luttschenko, Waleri Wassiljew, Witali Dawydow Sturm: Wladimir Wikulow (1), Jewgeni Mischakow (3), Anatoli Firsow (1), Boris Michailow, Wladimir Petrow (1), Waleri Charlamow (1), Alexander Malzew (4), Wjatscheslaw Starschinow (1), Waleri Nikitin Trainer / Assistent: Arkadi Tschernyschow / Anatoli Tarassow | Tor: Wladislaw Tretjak Verteidigung: Alexander Ragulin, Igor Romischewski, Jewgeni Paladjew, Wladimir Luttschenko, Waleri Wassiljew, Witali Dawydow Sturm: Wladimir Wikulow (1), Jewgeni Mischakow (3), Anatoli Firsow (1), Boris Michailow, Wladimir Petrow (1), Waleri Charlamow (1), Alexander Malzew (4), Wjatscheslaw Starschinow (1), Waleri Nikitin Trainer / Assistent: Arkadi Tschernyschow / Anatoli Tarassow | Tor: Wladislaw Tretjak Verteidigung: Alexander Ragulin, Igor Romischewski, Jewgeni Paladjew, Wladimir Luttschenko, Waleri Wassiljew, Witali Dawydow Sturm: Wladimir Wikulow (1), Jewgeni Mischakow (3), Anatoli Firsow (1), Boris Michailow, Wladimir Petrow (1), Waleri Charlamow (1), Alexander Malzew (4), Wjatscheslaw Starschinow (1), Waleri Nikitin Trainer / Assistent: Arkadi Tschernyschow / Anatoli Tarassow | Tor: Wladislaw Tretjak Verteidigung: Alexander Ragulin, Igor Romischewski, Jewgeni Paladjew, Wladimir Luttschenko, Waleri Wassiljew, Witali Dawydow Sturm: Wladimir Wikulow (1), Jewgeni Mischakow (3), Anatoli Firsow (1), Boris Michailow, Wladimir Petrow (1), Waleri Charlamow (1), Alexander Malzew (4), Wjatscheslaw Starschinow (1), Waleri Nikitin Trainer / Assistent: Arkadi Tschernyschow / Anatoli Tarassow | Tor: Wladislaw Tretjak Verteidigung: Alexander Ragulin, Igor Romischewski, Jewgeni Paladjew, Wladimir Luttschenko, Waleri Wassiljew, Witali Dawydow Sturm: Wladimir Wikulow (1), Jewgeni Mischakow (3), Anatoli Firsow (1), Boris Michailow, Wladimir Petrow (1), Waleri Charlamow (1), Alexander Malzew (4), Wjatscheslaw Starschinow (1), Waleri Nikitin Trainer / Assistent: Arkadi Tschernyschow / Anatoli Tarassow |
| Nr. 289 17. März 1970      | 7:0 (2:0, 5:0, 0:0) | 0 Polen | * | 0Stockholm, SWE | 0WM 1970 / EM 1970 | |
| Aufstellung                | Tor: Wiktor Konowalenko, Wladislaw Tretjak (41. Min.) Verteidigung: Alexander Ragulin, Igor Romischewski, Jewgeni Paladjew, Wladimir Luttschenko, Waleri Wassiljew, Witali Dawydow Sturm: Wladimir Wikulow (3), Jewgeni Mischakow, Anatoli Firsow (1), Boris Michailow (1), Wladimir Petrow, Wiktor Polupanow, Alexander Malzew (2), Wjatscheslaw Starschinow, Waleri Nikitin Trainer / Assistent: Arkadi Tschernyschow / Anatoli Tarassow | Tor: Wiktor Konowalenko, Wladislaw Tretjak (41. Min.) Verteidigung: Alexander Ragulin, Igor Romischewski, Jewgeni Paladjew, Wladimir Luttschenko, Waleri Wassiljew, Witali Dawydow Sturm: Wladimir Wikulow (3), Jewgeni Mischakow, Anatoli Firsow (1), Boris Michailow (1), Wladimir Petrow, Wiktor Polupanow, Alexander Malzew (2), Wjatscheslaw Starschinow, Waleri Nikitin Trainer / Assistent: Arkadi Tschernyschow / Anatoli Tarassow | Tor: Wiktor Konowalenko, Wladislaw Tretjak (41. Min.) Verteidigung: Alexander Ragulin, Igor Romischewski, Jewgeni Paladjew, Wladimir Luttschenko, Waleri Wassiljew, Witali Dawydow Sturm: Wladimir Wikulow (3), Jewgeni Mischakow, Anatoli Firsow (1), Boris Michailow (1), Wladimir Petrow, Wiktor Polupanow, Alexander Malzew (2), Wjatscheslaw Starschinow, Waleri Nikitin Trainer / Assistent: Arkadi Tschernyschow / Anatoli Tarassow | Tor: Wiktor Konowalenko, Wladislaw Tretjak (41. Min.) Verteidigung: Alexander Ragulin, Igor Romischewski, Jewgeni Paladjew, Wladimir Luttschenko, Waleri Wassiljew, Witali Dawydow Sturm: Wladimir Wikulow (3), Jewgeni Mischakow, Anatoli Firsow (1), Boris Michailow (1), Wladimir Petrow, Wiktor Polupanow, Alexander Malzew (2), Wjatscheslaw Starschinow, Waleri Nikitin Trainer / Assistent: Arkadi Tschernyschow / Anatoli Tarassow | Tor: Wiktor Konowalenko, Wladislaw Tretjak (41. Min.) Verteidigung: Alexander Ragulin, Igor Romischewski, Jewgeni Paladjew, Wladimir Luttschenko, Waleri Wassiljew, Witali Dawydow Sturm: Wladimir Wikulow (3), Jewgeni Mischakow, Anatoli Firsow (1), Boris Michailow (1), Wladimir Petrow, Wiktor Polupanow, Alexander Malzew (2), Wjatscheslaw Starschinow, Waleri Nikitin Trainer / Assistent: Arkadi Tschernyschow / Anatoli Tarassow | Tor: Wiktor Konowalenko, Wladislaw Tretjak (41. Min.) Verteidigung: Alexander Ragulin, Igor Romischewski, Jewgeni Paladjew, Wladimir Luttschenko, Waleri Wassiljew, Witali Dawydow Sturm: Wladimir Wikulow (3), Jewgeni Mischakow, Anatoli Firsow (1), Boris Michailow (1), Wladimir Petrow, Wiktor Polupanow, Alexander Malzew (2), Wjatscheslaw Starschinow, Waleri Nikitin Trainer / Assistent: Arkadi Tschernyschow / Anatoli Tarassow |
| Nr. 290 18. März 1970      | 3:1 (1:0, 0:1, 2:0) | 0 Tschechoslowakei | * | 0Stockholm, SWE | 0WM 1970 / EM 1970 | |
| Aufstellung                | Tor: Wiktor Konowalenko Verteidigung: Jewgeni Paladjew, Wladimir Luttschenko, Alexander Ragulin, Igor Romischewski, Waleri Wassiljew, Witali Dawydow Sturm: Boris Michailow, Wladimir Petrow, Waleri Charlamow, Wladimir Wikulow (1), Wiktor Polupanow, Jewgeni Mischakow, Alexander Malzew (1), Wjatscheslaw Starschinow, Waleri Nikitin (1) Trainer / Assistent: Arkadi Tschernyschow / Anatoli Tarassow | Tor: Wiktor Konowalenko Verteidigung: Jewgeni Paladjew, Wladimir Luttschenko, Alexander Ragulin, Igor Romischewski, Waleri Wassiljew, Witali Dawydow Sturm: Boris Michailow, Wladimir Petrow, Waleri Charlamow, Wladimir Wikulow (1), Wiktor Polupanow, Jewgeni Mischakow, Alexander Malzew (1), Wjatscheslaw Starschinow, Waleri Nikitin (1) Trainer / Assistent: Arkadi Tschernyschow / Anatoli Tarassow | Tor: Wiktor Konowalenko Verteidigung: Jewgeni Paladjew, Wladimir Luttschenko, Alexander Ragulin, Igor Romischewski, Waleri Wassiljew, Witali Dawydow Sturm: Boris Michailow, Wladimir Petrow, Waleri Charlamow, Wladimir Wikulow (1), Wiktor Polupanow, Jewgeni Mischakow, Alexander Malzew (1), Wjatscheslaw Starschinow, Waleri Nikitin (1) Trainer / Assistent: Arkadi Tschernyschow / Anatoli Tarassow | Tor: Wiktor Konowalenko Verteidigung: Jewgeni Paladjew, Wladimir Luttschenko, Alexander Ragulin, Igor Romischewski, Waleri Wassiljew, Witali Dawydow Sturm: Boris Michailow, Wladimir Petrow, Waleri Charlamow, Wladimir Wikulow (1), Wiktor Polupanow, Jewgeni Mischakow, Alexander Malzew (1), Wjatscheslaw Starschinow, Waleri Nikitin (1) Trainer / Assistent: Arkadi Tschernyschow / Anatoli Tarassow | Tor: Wiktor Konowalenko Verteidigung: Jewgeni Paladjew, Wladimir Luttschenko, Alexander Ragulin, Igor Romischewski, Waleri Wassiljew, Witali Dawydow Sturm: Boris Michailow, Wladimir Petrow, Waleri Charlamow, Wladimir Wikulow (1), Wiktor Polupanow, Jewgeni Mischakow, Alexander Malzew (1), Wjatscheslaw Starschinow, Waleri Nikitin (1) Trainer / Assistent: Arkadi Tschernyschow / Anatoli Tarassow | Tor: Wiktor Konowalenko Verteidigung: Jewgeni Paladjew, Wladimir Luttschenko, Alexander Ragulin, Igor Romischewski, Waleri Wassiljew, Witali Dawydow Sturm: Boris Michailow, Wladimir Petrow, Waleri Charlamow, Wladimir Wikulow (1), Wiktor Polupanow, Jewgeni Mischakow, Alexander Malzew (1), Wjatscheslaw Starschinow, Waleri Nikitin (1) Trainer / Assistent: Arkadi Tschernyschow / Anatoli Tarassow |
| Nr. 291 20. März 1970      | 2:4 (1:1, 0:2, 1:1) | 0 Schweden | A | 0Stockholm, SWE | 0WM 1970 / EM 1970 | |
| Aufstellung                | Tor: Wiktor Konowalenko, Wladislaw Tretjak (26. Min.) Verteidigung: Alexander Ragulin, Igor Romischewski, Jewgeni Paladjew, Wladimir Luttschenko, Waleri Wassiljew, Witali Dawydow Sturm: Boris Michailow, Wladimir Petrow, Waleri Charlamow (1), Wladimir Wikulow, Jewgeni Mischakow, Anatoli Firsow, Alexander Malzew, Wjatscheslaw Starschinow (1), Waleri Nikitin Trainer / Assistent: Arkadi Tschernyschow / Anatoli Tarassow | Tor: Wiktor Konowalenko, Wladislaw Tretjak (26. Min.) Verteidigung: Alexander Ragulin, Igor Romischewski, Jewgeni Paladjew, Wladimir Luttschenko, Waleri Wassiljew, Witali Dawydow Sturm: Boris Michailow, Wladimir Petrow, Waleri Charlamow (1), Wladimir Wikulow, Jewgeni Mischakow, Anatoli Firsow, Alexander Malzew, Wjatscheslaw Starschinow (1), Waleri Nikitin Trainer / Assistent: Arkadi Tschernyschow / Anatoli Tarassow | Tor: Wiktor Konowalenko, Wladislaw Tretjak (26. Min.) Verteidigung: Alexander Ragulin, Igor Romischewski, Jewgeni Paladjew, Wladimir Luttschenko, Waleri Wassiljew, Witali Dawydow Sturm: Boris Michailow, Wladimir Petrow, Waleri Charlamow (1), Wladimir Wikulow, Jewgeni Mischakow, Anatoli Firsow, Alexander Malzew, Wjatscheslaw Starschinow (1), Waleri Nikitin Trainer / Assistent: Arkadi Tschernyschow / Anatoli Tarassow | Tor: Wiktor Konowalenko, Wladislaw Tretjak (26. Min.) Verteidigung: Alexander Ragulin, Igor Romischewski, Jewgeni Paladjew, Wladimir Luttschenko, Waleri Wassiljew, Witali Dawydow Sturm: Boris Michailow, Wladimir Petrow, Waleri Charlamow (1), Wladimir Wikulow, Jewgeni Mischakow, Anatoli Firsow, Alexander Malzew, Wjatscheslaw Starschinow (1), Waleri Nikitin Trainer / Assistent: Arkadi Tschernyschow / Anatoli Tarassow | Tor: Wiktor Konowalenko, Wladislaw Tretjak (26. Min.) Verteidigung: Alexander Ragulin, Igor Romischewski, Jewgeni Paladjew, Wladimir Luttschenko, Waleri Wassiljew, Witali Dawydow Sturm: Boris Michailow, Wladimir Petrow, Waleri Charlamow (1), Wladimir Wikulow, Jewgeni Mischakow, Anatoli Firsow, Alexander Malzew, Wjatscheslaw Starschinow (1), Waleri Nikitin Trainer / Assistent: Arkadi Tschernyschow / Anatoli Tarassow | Tor: Wiktor Konowalenko, Wladislaw Tretjak (26. Min.) Verteidigung: Alexander Ragulin, Igor Romischewski, Jewgeni Paladjew, Wladimir Luttschenko, Waleri Wassiljew, Witali Dawydow Sturm: Boris Michailow, Wladimir Petrow, Waleri Charlamow (1), Wladimir Wikulow, Jewgeni Mischakow, Anatoli Firsow, Alexander Malzew, Wjatscheslaw Starschinow (1), Waleri Nikitin Trainer / Assistent: Arkadi Tschernyschow / Anatoli Tarassow |
| Nr. 292 22. März 1970      | 16:1 (5:0, 8:0, 3:1) | 0 Finnland | * | 0Stockholm, SWE | 0WM 1970 / EM 1970 | |
| Aufstellung                | Tor: Wiktor Konowalenko, Wladislaw Tretjak (41. Min.) Verteidigung: Alexander Ragulin, Igor Romischewski, Jewgeni Paladjew, Wladimir Luttschenko, Waleri Nikitin, Witali Dawydow Sturm: Boris Michailow (3), Wladimir Petrow (1), Waleri Charlamow (3), Wladimir Wikulow (1), Wiktor Polupanow (1), Anatoli Firsow (2), Alexander Malzew (2), Wjatscheslaw Starschinow (1), Alexander Jakuschew (2) Trainer / Assistent: Arkadi Tschernyschow / Anatoli Tarassow                                                                                   | Tor: Wiktor Konowalenko, Wladislaw Tretjak (41. Min.) Verteidigung: Alexander Ragulin, Igor Romischewski, Jewgeni Paladjew, Wladimir Luttschenko, Waleri Nikitin, Witali Dawydow Sturm: Boris Michailow (3), Wladimir Petrow (1), Waleri Charlamow (3), Wladimir Wikulow (1), Wiktor Polupanow (1), Anatoli Firsow (2), Alexander Malzew (2), Wjatscheslaw Starschinow (1), Alexander Jakuschew (2) Trainer / Assistent: Arkadi Tschernyschow / Anatoli Tarassow                                                                                   | Tor: Wiktor Konowalenko, Wladislaw Tretjak (41. Min.) Verteidigung: Alexander Ragulin, Igor Romischewski, Jewgeni Paladjew, Wladimir Luttschenko, Waleri Nikitin, Witali Dawydow Sturm: Boris Michailow (3), Wladimir Petrow (1), Waleri Charlamow (3), Wladimir Wikulow (1), Wiktor Polupanow (1), Anatoli Firsow (2), Alexander Malzew (2), Wjatscheslaw Starschinow (1), Alexander Jakuschew (2) Trainer / Assistent: Arkadi Tschernyschow / Anatoli Tarassow                                                                                   | Tor: Wiktor Konowalenko, Wladislaw Tretjak (41. Min.) Verteidigung: Alexander Ragulin, Igor Romischewski, Jewgeni Paladjew, Wladimir Luttschenko, Waleri Nikitin, Witali Dawydow Sturm: Boris Michailow (3), Wladimir Petrow (1), Waleri Charlamow (3), Wladimir Wikulow (1), Wiktor Polupanow (1), Anatoli Firsow (2), Alexander Malzew (2), Wjatscheslaw Starschinow (1), Alexander Jakuschew (2) Trainer / Assistent: Arkadi Tschernyschow / Anatoli Tarassow                                                                                   | Tor: Wiktor Konowalenko, Wladislaw Tretjak (41. Min.) Verteidigung: Alexander Ragulin, Igor Romischewski, Jewgeni Paladjew, Wladimir Luttschenko, Waleri Nikitin, Witali Dawydow Sturm: Boris Michailow (3), Wladimir Petrow (1), Waleri Charlamow (3), Wladimir Wikulow (1), Wiktor Polupanow (1), Anatoli Firsow (2), Alexander Malzew (2), Wjatscheslaw Starschinow (1), Alexander Jakuschew (2) Trainer / Assistent: Arkadi Tschernyschow / Anatoli Tarassow                                                                                   | Tor: Wiktor Konowalenko, Wladislaw Tretjak (41. Min.) Verteidigung: Alexander Ragulin, Igor Romischewski, Jewgeni Paladjew, Wladimir Luttschenko, Waleri Nikitin, Witali Dawydow Sturm: Boris Michailow (3), Wladimir Petrow (1), Waleri Charlamow (3), Wladimir Wikulow (1), Wiktor Polupanow (1), Anatoli Firsow (2), Alexander Malzew (2), Wjatscheslaw Starschinow (1), Alexander Jakuschew (2) Trainer / Assistent: Arkadi Tschernyschow / Anatoli Tarassow                                                                                   |
| Nr. 293 24. März 1970      | 7:1 (4:0, 0:1, 3:0) | 0 DDR | * | 0Stockholm, SWE | 0WM 1970 / EM 1970 | |
| Aufstellung                | Tor: Wiktor Konowalenko, Wladislaw Tretjak (41. Min.) Verteidigung: Alexander Ragulin, Igor Romischewski, Jewgeni Paladjew, Wladimir Luttschenko, Waleri Wassiljew, Witali Dawydow Sturm: Boris Michailow (1), Wladimir Petrow, Waleri Charlamow (1), Wladimir Wikulow, Jewgeni Mischakow (2), Anatoli Firsow (1), Alexander Malzew, Wjatscheslaw Starschinow (1), Alexander Jakuschew (1) Trainer / Assistent: Arkadi Tschernyschow / Anatoli Tarassow                                                                                            | Tor: Wiktor Konowalenko, Wladislaw Tretjak (41. Min.) Verteidigung: Alexander Ragulin, Igor Romischewski, Jewgeni Paladjew, Wladimir Luttschenko, Waleri Wassiljew, Witali Dawydow Sturm: Boris Michailow (1), Wladimir Petrow, Waleri Charlamow (1), Wladimir Wikulow, Jewgeni Mischakow (2), Anatoli Firsow (1), Alexander Malzew, Wjatscheslaw Starschinow (1), Alexander Jakuschew (1) Trainer / Assistent: Arkadi Tschernyschow / Anatoli Tarassow                                                                                            | Tor: Wiktor Konowalenko, Wladislaw Tretjak (41. Min.) Verteidigung: Alexander Ragulin, Igor Romischewski, Jewgeni Paladjew, Wladimir Luttschenko, Waleri Wassiljew, Witali Dawydow Sturm: Boris Michailow (1), Wladimir Petrow, Waleri Charlamow (1), Wladimir Wikulow, Jewgeni Mischakow (2), Anatoli Firsow (1), Alexander Malzew, Wjatscheslaw Starschinow (1), Alexander Jakuschew (1) Trainer / Assistent: Arkadi Tschernyschow / Anatoli Tarassow                                                                                            | Tor: Wiktor Konowalenko, Wladislaw Tretjak (41. Min.) Verteidigung: Alexander Ragulin, Igor Romischewski, Jewgeni Paladjew, Wladimir Luttschenko, Waleri Wassiljew, Witali Dawydow Sturm: Boris Michailow (1), Wladimir Petrow, Waleri Charlamow (1), Wladimir Wikulow, Jewgeni Mischakow (2), Anatoli Firsow (1), Alexander Malzew, Wjatscheslaw Starschinow (1), Alexander Jakuschew (1) Trainer / Assistent: Arkadi Tschernyschow / Anatoli Tarassow                                                                                            | Tor: Wiktor Konowalenko, Wladislaw Tretjak (41. Min.) Verteidigung: Alexander Ragulin, Igor Romischewski, Jewgeni Paladjew, Wladimir Luttschenko, Waleri Wassiljew, Witali Dawydow Sturm: Boris Michailow (1), Wladimir Petrow, Waleri Charlamow (1), Wladimir Wikulow, Jewgeni Mischakow (2), Anatoli Firsow (1), Alexander Malzew, Wjatscheslaw Starschinow (1), Alexander Jakuschew (1) Trainer / Assistent: Arkadi Tschernyschow / Anatoli Tarassow                                                                                            | Tor: Wiktor Konowalenko, Wladislaw Tretjak (41. Min.) Verteidigung: Alexander Ragulin, Igor Romischewski, Jewgeni Paladjew, Wladimir Luttschenko, Waleri Wassiljew, Witali Dawydow Sturm: Boris Michailow (1), Wladimir Petrow, Waleri Charlamow (1), Wladimir Wikulow, Jewgeni Mischakow (2), Anatoli Firsow (1), Alexander Malzew, Wjatscheslaw Starschinow (1), Alexander Jakuschew (1) Trainer / Assistent: Arkadi Tschernyschow / Anatoli Tarassow                                                                                            |
| Nr. 294 25. März 1970      | 11:0 (3:0, 6:0, 2:0) | 0 Polen | * | 0Stockholm, SWE | 0WM 1970 / EM 1970 | |
| Aufstellung                | Tor: Wladislaw Tretjak Verteidigung: Alexander Ragulin, Waleri Wassiljew, Jewgeni Paladjew, Wladimir Luttschenko, Waleri Nikitin, Witali Dawydow Sturm: Wladimir Wikulow, Wiktor Polupanow (2), Jewgeni Mischakow (1), Boris Michailow (2), Wladimir Petrow, Waleri Charlamow (1), Alexander Malzew (4), Wladimir Schadrin (1), Alexander Jakuschew Trainer / Assistent: Arkadi Tschernyschow / Anatoli Tarassow | Tor: Wladislaw Tretjak Verteidigung: Alexander Ragulin, Waleri Wassiljew, Jewgeni Paladjew, Wladimir Luttschenko, Waleri Nikitin, Witali Dawydow Sturm: Wladimir Wikulow, Wiktor Polupanow (2), Jewgeni Mischakow (1), Boris Michailow (2), Wladimir Petrow, Waleri Charlamow (1), Alexander Malzew (4), Wladimir Schadrin (1), Alexander Jakuschew Trainer / Assistent: Arkadi Tschernyschow / Anatoli Tarassow | Tor: Wladislaw Tretjak Verteidigung: Alexander Ragulin, Waleri Wassiljew, Jewgeni Paladjew, Wladimir Luttschenko, Waleri Nikitin, Witali Dawydow Sturm: Wladimir Wikulow, Wiktor Polupanow (2), Jewgeni Mischakow (1), Boris Michailow (2), Wladimir Petrow, Waleri Charlamow (1), Alexander Malzew (4), Wladimir Schadrin (1), Alexander Jakuschew Trainer / Assistent: Arkadi Tschernyschow / Anatoli Tarassow | Tor: Wladislaw Tretjak Verteidigung: Alexander Ragulin, Waleri Wassiljew, Jewgeni Paladjew, Wladimir Luttschenko, Waleri Nikitin, Witali Dawydow Sturm: Wladimir Wikulow, Wiktor Polupanow (2), Jewgeni Mischakow (1), Boris Michailow (2), Wladimir Petrow, Waleri Charlamow (1), Alexander Malzew (4), Wladimir Schadrin (1), Alexander Jakuschew Trainer / Assistent: Arkadi Tschernyschow / Anatoli Tarassow | Tor: Wladislaw Tretjak Verteidigung: Alexander Ragulin, Waleri Wassiljew, Jewgeni Paladjew, Wladimir Luttschenko, Waleri Nikitin, Witali Dawydow Sturm: Wladimir Wikulow, Wiktor Polupanow (2), Jewgeni Mischakow (1), Boris Michailow (2), Wladimir Petrow, Waleri Charlamow (1), Alexander Malzew (4), Wladimir Schadrin (1), Alexander Jakuschew Trainer / Assistent: Arkadi Tschernyschow / Anatoli Tarassow | Tor: Wladislaw Tretjak Verteidigung: Alexander Ragulin, Waleri Wassiljew, Jewgeni Paladjew, Wladimir Luttschenko, Waleri Nikitin, Witali Dawydow Sturm: Wladimir Wikulow, Wiktor Polupanow (2), Jewgeni Mischakow (1), Boris Michailow (2), Wladimir Petrow, Waleri Charlamow (1), Alexander Malzew (4), Wladimir Schadrin (1), Alexander Jakuschew Trainer / Assistent: Arkadi Tschernyschow / Anatoli Tarassow |
| Nr. 295 27. März 1970      | 5:1 (2:0, 2:0, 1:1) | 0 Tschechoslowakei | * | 0Stockholm, SWE | 0WM 1970 / EM 1970 | |
| Aufstellung                | Tor: Wiktor Konowalenko Verteidigung: Alexander Ragulin, Igor Romischewski, Jewgeni Paladjew, Wladimir Luttschenko, Waleri Nikitin, Witali Dawydow Sturm: Wladimir Wikulow (2), Wiktor Polupanow, Anatoli Firsow (1), Boris Michailow, Wladimir Petrow (1), Waleri Charlamow, Alexander Malzew, Wjatscheslaw Starschinow (1), Alexander Jakuschew Trainer / Assistent: Arkadi Tschernyschow / Anatoli Tarassow | Tor: Wiktor Konowalenko Verteidigung: Alexander Ragulin, Igor Romischewski, Jewgeni Paladjew, Wladimir Luttschenko, Waleri Nikitin, Witali Dawydow Sturm: Wladimir Wikulow (2), Wiktor Polupanow, Anatoli Firsow (1), Boris Michailow, Wladimir Petrow (1), Waleri Charlamow, Alexander Malzew, Wjatscheslaw Starschinow (1), Alexander Jakuschew Trainer / Assistent: Arkadi Tschernyschow / Anatoli Tarassow | Tor: Wiktor Konowalenko Verteidigung: Alexander Ragulin, Igor Romischewski, Jewgeni Paladjew, Wladimir Luttschenko, Waleri Nikitin, Witali Dawydow Sturm: Wladimir Wikulow (2), Wiktor Polupanow, Anatoli Firsow (1), Boris Michailow, Wladimir Petrow (1), Waleri Charlamow, Alexander Malzew, Wjatscheslaw Starschinow (1), Alexander Jakuschew Trainer / Assistent: Arkadi Tschernyschow / Anatoli Tarassow | Tor: Wiktor Konowalenko Verteidigung: Alexander Ragulin, Igor Romischewski, Jewgeni Paladjew, Wladimir Luttschenko, Waleri Nikitin, Witali Dawydow Sturm: Wladimir Wikulow (2), Wiktor Polupanow, Anatoli Firsow (1), Boris Michailow, Wladimir Petrow (1), Waleri Charlamow, Alexander Malzew, Wjatscheslaw Starschinow (1), Alexander Jakuschew Trainer / Assistent: Arkadi Tschernyschow / Anatoli Tarassow | Tor: Wiktor Konowalenko Verteidigung: Alexander Ragulin, Igor Romischewski, Jewgeni Paladjew, Wladimir Luttschenko, Waleri Nikitin, Witali Dawydow Sturm: Wladimir Wikulow (2), Wiktor Polupanow, Anatoli Firsow (1), Boris Michailow, Wladimir Petrow (1), Waleri Charlamow, Alexander Malzew, Wjatscheslaw Starschinow (1), Alexander Jakuschew Trainer / Assistent: Arkadi Tschernyschow / Anatoli Tarassow | Tor: Wiktor Konowalenko Verteidigung: Alexander Ragulin, Igor Romischewski, Jewgeni Paladjew, Wladimir Luttschenko, Waleri Nikitin, Witali Dawydow Sturm: Wladimir Wikulow (2), Wiktor Polupanow, Anatoli Firsow (1), Boris Michailow, Wladimir Petrow (1), Waleri Charlamow, Alexander Malzew, Wjatscheslaw Starschinow (1), Alexander Jakuschew Trainer / Assistent: Arkadi Tschernyschow / Anatoli Tarassow |
| Nr. 296 30. März 1970      | 3:1 (0:0, 2:1, 1:0) | 0 Schweden | A | 0Stockholm, SWE | 0WM 1970 / EM 1970 | 010. WM-Titel 014. EM-Titel |
| Aufstellung                | Tor: Wiktor Konowalenko Verteidigung: Alexander Ragulin, Igor Romischewski, Jewgeni Paladjew, Wladimir Luttschenko, Waleri Nikitin, Witali Dawydow Sturm: Wladimir Wikulow (1), Wiktor Polupanow, Anatoli Firsow, Boris Michailow, Wladimir Petrow) (1), Waleri Charlamow, Alexander Malzew (1), Wjatscheslaw Starschinow, Alexander Jakuschew Trainer / Assistent: Arkadi Tschernyschow / Anatoli Tarassow | Tor: Wiktor Konowalenko Verteidigung: Alexander Ragulin, Igor Romischewski, Jewgeni Paladjew, Wladimir Luttschenko, Waleri Nikitin, Witali Dawydow Sturm: Wladimir Wikulow (1), Wiktor Polupanow, Anatoli Firsow, Boris Michailow, Wladimir Petrow) (1), Waleri Charlamow, Alexander Malzew (1), Wjatscheslaw Starschinow, Alexander Jakuschew Trainer / Assistent: Arkadi Tschernyschow / Anatoli Tarassow | Tor: Wiktor Konowalenko Verteidigung: Alexander Ragulin, Igor Romischewski, Jewgeni Paladjew, Wladimir Luttschenko, Waleri Nikitin, Witali Dawydow Sturm: Wladimir Wikulow (1), Wiktor Polupanow, Anatoli Firsow, Boris Michailow, Wladimir Petrow) (1), Waleri Charlamow, Alexander Malzew (1), Wjatscheslaw Starschinow, Alexander Jakuschew Trainer / Assistent: Arkadi Tschernyschow / Anatoli Tarassow | Tor: Wiktor Konowalenko Verteidigung: Alexander Ragulin, Igor Romischewski, Jewgeni Paladjew, Wladimir Luttschenko, Waleri Nikitin, Witali Dawydow Sturm: Wladimir Wikulow (1), Wiktor Polupanow, Anatoli Firsow, Boris Michailow, Wladimir Petrow) (1), Waleri Charlamow, Alexander Malzew (1), Wjatscheslaw Starschinow, Alexander Jakuschew Trainer / Assistent: Arkadi Tschernyschow / Anatoli Tarassow | Tor: Wiktor Konowalenko Verteidigung: Alexander Ragulin, Igor Romischewski, Jewgeni Paladjew, Wladimir Luttschenko, Waleri Nikitin, Witali Dawydow Sturm: Wladimir Wikulow (1), Wiktor Polupanow, Anatoli Firsow, Boris Michailow, Wladimir Petrow) (1), Waleri Charlamow, Alexander Malzew (1), Wjatscheslaw Starschinow, Alexander Jakuschew Trainer / Assistent: Arkadi Tschernyschow / Anatoli Tarassow | Tor: Wiktor Konowalenko Verteidigung: Alexander Ragulin, Igor Romischewski, Jewgeni Paladjew, Wladimir Luttschenko, Waleri Nikitin, Witali Dawydow Sturm: Wladimir Wikulow (1), Wiktor Polupanow, Anatoli Firsow, Boris Michailow, Wladimir Petrow) (1), Waleri Charlamow, Alexander Malzew (1), Wjatscheslaw Starschinow, Alexander Jakuschew Trainer / Assistent: Arkadi Tschernyschow / Anatoli Tarassow |
| Nr. 297 6. Dezember 1970   | 8:3 (2:0, 3:1, 3:2) | 0 Finnland | H | 0Moskau | 0Iswestija-Pokal 1970 | |
| Aufstellung                | Tor: Wladislaw Tretjak Verteidigung: Alexander Ragulin, Wladimir Luttschenko, Jewgeni Paladjew, Juri Ljapkin, Waleri Wassiljew, Witali Dawydow Sturm: Wladimir Wikulow (2), Wiktor Polupanow, Anatoli Firsow (1), Jewgeni Simin (1), Wjatscheslaw Starschinow, Alexander Syrzow, Juri Tschitschurin (1), Alexander Malzew (2), Anatoli Belonoschkin (1) Trainer / Assistent: Arkadi Tschernyschow / Anatoli Tarassow | Tor: Wladislaw Tretjak Verteidigung: Alexander Ragulin, Wladimir Luttschenko, Jewgeni Paladjew, Juri Ljapkin, Waleri Wassiljew, Witali Dawydow Sturm: Wladimir Wikulow (2), Wiktor Polupanow, Anatoli Firsow (1), Jewgeni Simin (1), Wjatscheslaw Starschinow, Alexander Syrzow, Juri Tschitschurin (1), Alexander Malzew (2), Anatoli Belonoschkin (1) Trainer / Assistent: Arkadi Tschernyschow / Anatoli Tarassow | Tor: Wladislaw Tretjak Verteidigung: Alexander Ragulin, Wladimir Luttschenko, Jewgeni Paladjew, Juri Ljapkin, Waleri Wassiljew, Witali Dawydow Sturm: Wladimir Wikulow (2), Wiktor Polupanow, Anatoli Firsow (1), Jewgeni Simin (1), Wjatscheslaw Starschinow, Alexander Syrzow, Juri Tschitschurin (1), Alexander Malzew (2), Anatoli Belonoschkin (1) Trainer / Assistent: Arkadi Tschernyschow / Anatoli Tarassow | Tor: Wladislaw Tretjak Verteidigung: Alexander Ragulin, Wladimir Luttschenko, Jewgeni Paladjew, Juri Ljapkin, Waleri Wassiljew, Witali Dawydow Sturm: Wladimir Wikulow (2), Wiktor Polupanow, Anatoli Firsow (1), Jewgeni Simin (1), Wjatscheslaw Starschinow, Alexander Syrzow, Juri Tschitschurin (1), Alexander Malzew (2), Anatoli Belonoschkin (1) Trainer / Assistent: Arkadi Tschernyschow / Anatoli Tarassow | Tor: Wladislaw Tretjak Verteidigung: Alexander Ragulin, Wladimir Luttschenko, Jewgeni Paladjew, Juri Ljapkin, Waleri Wassiljew, Witali Dawydow Sturm: Wladimir Wikulow (2), Wiktor Polupanow, Anatoli Firsow (1), Jewgeni Simin (1), Wjatscheslaw Starschinow, Alexander Syrzow, Juri Tschitschurin (1), Alexander Malzew (2), Anatoli Belonoschkin (1) Trainer / Assistent: Arkadi Tschernyschow / Anatoli Tarassow | Tor: Wladislaw Tretjak Verteidigung: Alexander Ragulin, Wladimir Luttschenko, Jewgeni Paladjew, Juri Ljapkin, Waleri Wassiljew, Witali Dawydow Sturm: Wladimir Wikulow (2), Wiktor Polupanow, Anatoli Firsow (1), Jewgeni Simin (1), Wjatscheslaw Starschinow, Alexander Syrzow, Juri Tschitschurin (1), Alexander Malzew (2), Anatoli Belonoschkin (1) Trainer / Assistent: Arkadi Tschernyschow / Anatoli Tarassow |
| Nr. 298 9. Dezember 1970   | 1:3 (1:2, 0:1, 0:0) | 0 Tschechoslowakei | H | 0Moskau | 0Iswestija-Pokal 1970 | |
| Aufstellung                | Tor: Wiktor Konowalenko Verteidigung: Wiktor Kuskin, Igor Romischewski, Jewgeni Paladjew, Juri Ljapkin, Waleri Wassiljew, Witali Dawydow Sturm: Boris Michailow, Wladimir Petrow (1), Waleri Charlamow, Jewgeni Simin, Wjatscheslaw Starschinow, Alexander Syrzow, Juri Tschitschurin, Alexander Malzew, Anatoli Belonoschkin, Wladimir Wikulow, Wiktor Polupanow, Anatoli Firsow Trainer / Assistent: Arkadi Tschernyschow / Anatoli Tarassow | Tor: Wiktor Konowalenko Verteidigung: Wiktor Kuskin, Igor Romischewski, Jewgeni Paladjew, Juri Ljapkin, Waleri Wassiljew, Witali Dawydow Sturm: Boris Michailow, Wladimir Petrow (1), Waleri Charlamow, Jewgeni Simin, Wjatscheslaw Starschinow, Alexander Syrzow, Juri Tschitschurin, Alexander Malzew, Anatoli Belonoschkin, Wladimir Wikulow, Wiktor Polupanow, Anatoli Firsow Trainer / Assistent: Arkadi Tschernyschow / Anatoli Tarassow | Tor: Wiktor Konowalenko Verteidigung: Wiktor Kuskin, Igor Romischewski, Jewgeni Paladjew, Juri Ljapkin, Waleri Wassiljew, Witali Dawydow Sturm: Boris Michailow, Wladimir Petrow (1), Waleri Charlamow, Jewgeni Simin, Wjatscheslaw Starschinow, Alexander Syrzow, Juri Tschitschurin, Alexander Malzew, Anatoli Belonoschkin, Wladimir Wikulow, Wiktor Polupanow, Anatoli Firsow Trainer / Assistent: Arkadi Tschernyschow / Anatoli Tarassow | Tor: Wiktor Konowalenko Verteidigung: Wiktor Kuskin, Igor Romischewski, Jewgeni Paladjew, Juri Ljapkin, Waleri Wassiljew, Witali Dawydow Sturm: Boris Michailow, Wladimir Petrow (1), Waleri Charlamow, Jewgeni Simin, Wjatscheslaw Starschinow, Alexander Syrzow, Juri Tschitschurin, Alexander Malzew, Anatoli Belonoschkin, Wladimir Wikulow, Wiktor Polupanow, Anatoli Firsow Trainer / Assistent: Arkadi Tschernyschow / Anatoli Tarassow | Tor: Wiktor Konowalenko Verteidigung: Wiktor Kuskin, Igor Romischewski, Jewgeni Paladjew, Juri Ljapkin, Waleri Wassiljew, Witali Dawydow Sturm: Boris Michailow, Wladimir Petrow (1), Waleri Charlamow, Jewgeni Simin, Wjatscheslaw Starschinow, Alexander Syrzow, Juri Tschitschurin, Alexander Malzew, Anatoli Belonoschkin, Wladimir Wikulow, Wiktor Polupanow, Anatoli Firsow Trainer / Assistent: Arkadi Tschernyschow / Anatoli Tarassow | Tor: Wiktor Konowalenko Verteidigung: Wiktor Kuskin, Igor Romischewski, Jewgeni Paladjew, Juri Ljapkin, Waleri Wassiljew, Witali Dawydow Sturm: Boris Michailow, Wladimir Petrow (1), Waleri Charlamow, Jewgeni Simin, Wjatscheslaw Starschinow, Alexander Syrzow, Juri Tschitschurin, Alexander Malzew, Anatoli Belonoschkin, Wladimir Wikulow, Wiktor Polupanow, Anatoli Firsow Trainer / Assistent: Arkadi Tschernyschow / Anatoli Tarassow |
| Nr. 299 10. Dezember 1970  | 7:1 (5:0, 0:0, 2:1) | 0 Polen | H | 0Moskau | 0Iswestija-Pokal 1970 | |
| Aufstellung                | Tor: Wladislaw Tretjak Verteidigung: Jewgeni Paladjew, Juri Ljapkin, Wiktor Kuskin, Igor Romischewski (1), Alexander Ragulin, Wladimir Luttschenko Sturm: Jewgeni Simin (2), Wjatscheslaw Starschinow, Alexander Syrzow, Boris Michailow, Wladimir Petrow, Waleri Charlamow (2), Wladimir Wikulow (1), Wiktor Polupanow (1), Anatoli Firsow, Juri Tschitschurin, Alexander Malzew, Anatoli Belonoschkin Trainer / Assistent: Arkadi Tschernyschow / Anatoli Tarassow                                                                               | Tor: Wladislaw Tretjak Verteidigung: Jewgeni Paladjew, Juri Ljapkin, Wiktor Kuskin, Igor Romischewski (1), Alexander Ragulin, Wladimir Luttschenko Sturm: Jewgeni Simin (2), Wjatscheslaw Starschinow, Alexander Syrzow, Boris Michailow, Wladimir Petrow, Waleri Charlamow (2), Wladimir Wikulow (1), Wiktor Polupanow (1), Anatoli Firsow, Juri Tschitschurin, Alexander Malzew, Anatoli Belonoschkin Trainer / Assistent: Arkadi Tschernyschow / Anatoli Tarassow                                                                               | Tor: Wladislaw Tretjak Verteidigung: Jewgeni Paladjew, Juri Ljapkin, Wiktor Kuskin, Igor Romischewski (1), Alexander Ragulin, Wladimir Luttschenko Sturm: Jewgeni Simin (2), Wjatscheslaw Starschinow, Alexander Syrzow, Boris Michailow, Wladimir Petrow, Waleri Charlamow (2), Wladimir Wikulow (1), Wiktor Polupanow (1), Anatoli Firsow, Juri Tschitschurin, Alexander Malzew, Anatoli Belonoschkin Trainer / Assistent: Arkadi Tschernyschow / Anatoli Tarassow                                                                               | Tor: Wladislaw Tretjak Verteidigung: Jewgeni Paladjew, Juri Ljapkin, Wiktor Kuskin, Igor Romischewski (1), Alexander Ragulin, Wladimir Luttschenko Sturm: Jewgeni Simin (2), Wjatscheslaw Starschinow, Alexander Syrzow, Boris Michailow, Wladimir Petrow, Waleri Charlamow (2), Wladimir Wikulow (1), Wiktor Polupanow (1), Anatoli Firsow, Juri Tschitschurin, Alexander Malzew, Anatoli Belonoschkin Trainer / Assistent: Arkadi Tschernyschow / Anatoli Tarassow                                                                               | Tor: Wladislaw Tretjak Verteidigung: Jewgeni Paladjew, Juri Ljapkin, Wiktor Kuskin, Igor Romischewski (1), Alexander Ragulin, Wladimir Luttschenko Sturm: Jewgeni Simin (2), Wjatscheslaw Starschinow, Alexander Syrzow, Boris Michailow, Wladimir Petrow, Waleri Charlamow (2), Wladimir Wikulow (1), Wiktor Polupanow (1), Anatoli Firsow, Juri Tschitschurin, Alexander Malzew, Anatoli Belonoschkin Trainer / Assistent: Arkadi Tschernyschow / Anatoli Tarassow                                                                               | Tor: Wladislaw Tretjak Verteidigung: Jewgeni Paladjew, Juri Ljapkin, Wiktor Kuskin, Igor Romischewski (1), Alexander Ragulin, Wladimir Luttschenko Sturm: Jewgeni Simin (2), Wjatscheslaw Starschinow, Alexander Syrzow, Boris Michailow, Wladimir Petrow, Waleri Charlamow (2), Wladimir Wikulow (1), Wiktor Polupanow (1), Anatoli Firsow, Juri Tschitschurin, Alexander Malzew, Anatoli Belonoschkin Trainer / Assistent: Arkadi Tschernyschow / Anatoli Tarassow                                                                               |
| Nr. 300 13. Dezember 1970  | 4:0 (0:0, 3:0, 1:0) | 0 Schweden | H | 0Moskau | 0Iswestija-Pokal 1970 | 02. Platz im Iswestija-Pokal |
| Aufstellung                | Tor: Wiktor Konowalenko, Wladislaw Tretjak (41. Min.) Verteidigung: Alexander Ragulin, Wladimir Luttschenko, Wiktor Kuskin, Igor Romischewski, Juri Ljapkin, Witali Dawydow Sturm: Wladimir Wikulow, Wjatscheslaw Starschinow, Anatoli Firsow (2), Boris Michailow, Wladimir Petrow (1), Waleri Charlamow (1), Juri Tschitschurin, Alexander Malzew, Anatoli Belonoschkin, Jewgeni Simin, Alexander Syrzow Trainer / Assistent: Arkadi Tschernyschow / Anatoli Tarassow                                                                            | Tor: Wiktor Konowalenko, Wladislaw Tretjak (41. Min.) Verteidigung: Alexander Ragulin, Wladimir Luttschenko, Wiktor Kuskin, Igor Romischewski, Juri Ljapkin, Witali Dawydow Sturm: Wladimir Wikulow, Wjatscheslaw Starschinow, Anatoli Firsow (2), Boris Michailow, Wladimir Petrow (1), Waleri Charlamow (1), Juri Tschitschurin, Alexander Malzew, Anatoli Belonoschkin, Jewgeni Simin, Alexander Syrzow Trainer / Assistent: Arkadi Tschernyschow / Anatoli Tarassow                                                                            | Tor: Wiktor Konowalenko, Wladislaw Tretjak (41. Min.) Verteidigung: Alexander Ragulin, Wladimir Luttschenko, Wiktor Kuskin, Igor Romischewski, Juri Ljapkin, Witali Dawydow Sturm: Wladimir Wikulow, Wjatscheslaw Starschinow, Anatoli Firsow (2), Boris Michailow, Wladimir Petrow (1), Waleri Charlamow (1), Juri Tschitschurin, Alexander Malzew, Anatoli Belonoschkin, Jewgeni Simin, Alexander Syrzow Trainer / Assistent: Arkadi Tschernyschow / Anatoli Tarassow                                                                            | Tor: Wiktor Konowalenko, Wladislaw Tretjak (41. Min.) Verteidigung: Alexander Ragulin, Wladimir Luttschenko, Wiktor Kuskin, Igor Romischewski, Juri Ljapkin, Witali Dawydow Sturm: Wladimir Wikulow, Wjatscheslaw Starschinow, Anatoli Firsow (2), Boris Michailow, Wladimir Petrow (1), Waleri Charlamow (1), Juri Tschitschurin, Alexander Malzew, Anatoli Belonoschkin, Jewgeni Simin, Alexander Syrzow Trainer / Assistent: Arkadi Tschernyschow / Anatoli Tarassow                                                                            | Tor: Wiktor Konowalenko, Wladislaw Tretjak (41. Min.) Verteidigung: Alexander Ragulin, Wladimir Luttschenko, Wiktor Kuskin, Igor Romischewski, Juri Ljapkin, Witali Dawydow Sturm: Wladimir Wikulow, Wjatscheslaw Starschinow, Anatoli Firsow (2), Boris Michailow, Wladimir Petrow (1), Waleri Charlamow (1), Juri Tschitschurin, Alexander Malzew, Anatoli Belonoschkin, Jewgeni Simin, Alexander Syrzow Trainer / Assistent: Arkadi Tschernyschow / Anatoli Tarassow                                                                            | Tor: Wiktor Konowalenko, Wladislaw Tretjak (41. Min.) Verteidigung: Alexander Ragulin, Wladimir Luttschenko, Wiktor Kuskin, Igor Romischewski, Juri Ljapkin, Witali Dawydow Sturm: Wladimir Wikulow, Wjatscheslaw Starschinow, Anatoli Firsow (2), Boris Michailow, Wladimir Petrow (1), Waleri Charlamow (1), Juri Tschitschurin, Alexander Malzew, Anatoli Belonoschkin, Jewgeni Simin, Alexander Syrzow Trainer / Assistent: Arkadi Tschernyschow / Anatoli Tarassow                                                                            |
| Nr. 301 16. Dezember 1970  | 2:5 (1:1, 0:2, 1:2) | 0 Tschechoslowakei | A | 0Pardubice, TCH | 0Freundschaftsspiel | |
| Aufstellung                | Tor: Wladislaw Tretjak Verteidigung: Alexander Ragulin, Wladimir Luttschenko, Wiktor Kuskin, Waleri Nikitin, Juri Ljapkin Sturm: Boris Michailow, Wladimir Petrow, Waleri Charlamow, Jewgeni Simin, Wjatscheslaw Starschinow, Alexander Jakuschew, Juri Tschitschurin (1), Alexander Malzew (1), Alexander Syrzow, Wladimir Wikulow, Anatoli Firsow, Anatoli Belonoschkin Trainer / Assistent: Arkadi Tschernyschow / Anatoli Tarassow | Tor: Wladislaw Tretjak Verteidigung: Alexander Ragulin, Wladimir Luttschenko, Wiktor Kuskin, Waleri Nikitin, Juri Ljapkin Sturm: Boris Michailow, Wladimir Petrow, Waleri Charlamow, Jewgeni Simin, Wjatscheslaw Starschinow, Alexander Jakuschew, Juri Tschitschurin (1), Alexander Malzew (1), Alexander Syrzow, Wladimir Wikulow, Anatoli Firsow, Anatoli Belonoschkin Trainer / Assistent: Arkadi Tschernyschow / Anatoli Tarassow | Tor: Wladislaw Tretjak Verteidigung: Alexander Ragulin, Wladimir Luttschenko, Wiktor Kuskin, Waleri Nikitin, Juri Ljapkin Sturm: Boris Michailow, Wladimir Petrow, Waleri Charlamow, Jewgeni Simin, Wjatscheslaw Starschinow, Alexander Jakuschew, Juri Tschitschurin (1), Alexander Malzew (1), Alexander Syrzow, Wladimir Wikulow, Anatoli Firsow, Anatoli Belonoschkin Trainer / Assistent: Arkadi Tschernyschow / Anatoli Tarassow | Tor: Wladislaw Tretjak Verteidigung: Alexander Ragulin, Wladimir Luttschenko, Wiktor Kuskin, Waleri Nikitin, Juri Ljapkin Sturm: Boris Michailow, Wladimir Petrow, Waleri Charlamow, Jewgeni Simin, Wjatscheslaw Starschinow, Alexander Jakuschew, Juri Tschitschurin (1), Alexander Malzew (1), Alexander Syrzow, Wladimir Wikulow, Anatoli Firsow, Anatoli Belonoschkin Trainer / Assistent: Arkadi Tschernyschow / Anatoli Tarassow | Tor: Wladislaw Tretjak Verteidigung: Alexander Ragulin, Wladimir Luttschenko, Wiktor Kuskin, Waleri Nikitin, Juri Ljapkin Sturm: Boris Michailow, Wladimir Petrow, Waleri Charlamow, Jewgeni Simin, Wjatscheslaw Starschinow, Alexander Jakuschew, Juri Tschitschurin (1), Alexander Malzew (1), Alexander Syrzow, Wladimir Wikulow, Anatoli Firsow, Anatoli Belonoschkin Trainer / Assistent: Arkadi Tschernyschow / Anatoli Tarassow | Tor: Wladislaw Tretjak Verteidigung: Alexander Ragulin, Wladimir Luttschenko, Wiktor Kuskin, Waleri Nikitin, Juri Ljapkin Sturm: Boris Michailow, Wladimir Petrow, Waleri Charlamow, Jewgeni Simin, Wjatscheslaw Starschinow, Alexander Jakuschew, Juri Tschitschurin (1), Alexander Malzew (1), Alexander Syrzow, Wladimir Wikulow, Anatoli Firsow, Anatoli Belonoschkin Trainer / Assistent: Arkadi Tschernyschow / Anatoli Tarassow |
| Nr. 302 18. Dezember 1970  | 6:0 (3:0, 3:0, 0:0) | 0 Tschechoslowakei | A | 0Ostrava, TCH | 0Freundschaftsspiel | |
| Aufstellung                | Tor: Wiktor Konowalenko, Wladislaw Tretjak (51. Min.) Verteidigung: Wiktor Kuskin, Igor Romischewski, Alexander Ragulin, Wladimir Luttschenko, Waleri Nikitin, Juri Ljapkin Sturm: Boris Michailow, Wladimir Petrow (4), Waleri Charlamow, Wladimir Wikulow, Jewgeni Mischakow, Anatoli Firsow, Alexander Malzew (1), Wjatscheslaw Starschinow, Alexander Jakuschew (1) Trainer / Assistent: Arkadi Tschernyschow / Anatoli Tarassow | Tor: Wiktor Konowalenko, Wladislaw Tretjak (51. Min.) Verteidigung: Wiktor Kuskin, Igor Romischewski, Alexander Ragulin, Wladimir Luttschenko, Waleri Nikitin, Juri Ljapkin Sturm: Boris Michailow, Wladimir Petrow (4), Waleri Charlamow, Wladimir Wikulow, Jewgeni Mischakow, Anatoli Firsow, Alexander Malzew (1), Wjatscheslaw Starschinow, Alexander Jakuschew (1) Trainer / Assistent: Arkadi Tschernyschow / Anatoli Tarassow | Tor: Wiktor Konowalenko, Wladislaw Tretjak (51. Min.) Verteidigung: Wiktor Kuskin, Igor Romischewski, Alexander Ragulin, Wladimir Luttschenko, Waleri Nikitin, Juri Ljapkin Sturm: Boris Michailow, Wladimir Petrow (4), Waleri Charlamow, Wladimir Wikulow, Jewgeni Mischakow, Anatoli Firsow, Alexander Malzew (1), Wjatscheslaw Starschinow, Alexander Jakuschew (1) Trainer / Assistent: Arkadi Tschernyschow / Anatoli Tarassow | Tor: Wiktor Konowalenko, Wladislaw Tretjak (51. Min.) Verteidigung: Wiktor Kuskin, Igor Romischewski, Alexander Ragulin, Wladimir Luttschenko, Waleri Nikitin, Juri Ljapkin Sturm: Boris Michailow, Wladimir Petrow (4), Waleri Charlamow, Wladimir Wikulow, Jewgeni Mischakow, Anatoli Firsow, Alexander Malzew (1), Wjatscheslaw Starschinow, Alexander Jakuschew (1) Trainer / Assistent: Arkadi Tschernyschow / Anatoli Tarassow | Tor: Wiktor Konowalenko, Wladislaw Tretjak (51. Min.) Verteidigung: Wiktor Kuskin, Igor Romischewski, Alexander Ragulin, Wladimir Luttschenko, Waleri Nikitin, Juri Ljapkin Sturm: Boris Michailow, Wladimir Petrow (4), Waleri Charlamow, Wladimir Wikulow, Jewgeni Mischakow, Anatoli Firsow, Alexander Malzew (1), Wjatscheslaw Starschinow, Alexander Jakuschew (1) Trainer / Assistent: Arkadi Tschernyschow / Anatoli Tarassow | Tor: Wiktor Konowalenko, Wladislaw Tretjak (51. Min.) Verteidigung: Wiktor Kuskin, Igor Romischewski, Alexander Ragulin, Wladimir Luttschenko, Waleri Nikitin, Juri Ljapkin Sturm: Boris Michailow, Wladimir Petrow (4), Waleri Charlamow, Wladimir Wikulow, Jewgeni Mischakow, Anatoli Firsow, Alexander Malzew (1), Wjatscheslaw Starschinow, Alexander Jakuschew (1) Trainer / Assistent: Arkadi Tschernyschow / Anatoli Tarassow |
| Nr. 303 20. Dezember 1970  | 6:4 (1:1, 4:1, 1:2) | 0 Finnland | A | 0Tampere, FIN | 0Freundschaftsspiel | |
| Aufstellung                | Tor: Wiktor Konowalenko Verteidigung: Alexander Ragulin, Wladimir Luttschenko, Waleri Nikitin, Juri Ljapkin, Wiktor Kuskin, Igor Romischewski Sturm: Wladimir Wikulow, Jewgeni Mischakow (1), Anatoli Firsow (1), Jewgeni Simin, Wjatscheslaw Starschinow, Alexander Jakuschew (1), Juri Tschitschurin, Alexander Malzew (2), Alexander Syrzow, Anatoli Belonoschkin, Waleri Charlamow (1) Trainer / Assistent: Arkadi Tschernyschow / Anatoli Tarassow                                                                                            | Tor: Wiktor Konowalenko Verteidigung: Alexander Ragulin, Wladimir Luttschenko, Waleri Nikitin, Juri Ljapkin, Wiktor Kuskin, Igor Romischewski Sturm: Wladimir Wikulow, Jewgeni Mischakow (1), Anatoli Firsow (1), Jewgeni Simin, Wjatscheslaw Starschinow, Alexander Jakuschew (1), Juri Tschitschurin, Alexander Malzew (2), Alexander Syrzow, Anatoli Belonoschkin, Waleri Charlamow (1) Trainer / Assistent: Arkadi Tschernyschow / Anatoli Tarassow                                                                                            | Tor: Wiktor Konowalenko Verteidigung: Alexander Ragulin, Wladimir Luttschenko, Waleri Nikitin, Juri Ljapkin, Wiktor Kuskin, Igor Romischewski Sturm: Wladimir Wikulow, Jewgeni Mischakow (1), Anatoli Firsow (1), Jewgeni Simin, Wjatscheslaw Starschinow, Alexander Jakuschew (1), Juri Tschitschurin, Alexander Malzew (2), Alexander Syrzow, Anatoli Belonoschkin, Waleri Charlamow (1) Trainer / Assistent: Arkadi Tschernyschow / Anatoli Tarassow                                                                                            | Tor: Wiktor Konowalenko Verteidigung: Alexander Ragulin, Wladimir Luttschenko, Waleri Nikitin, Juri Ljapkin, Wiktor Kuskin, Igor Romischewski Sturm: Wladimir Wikulow, Jewgeni Mischakow (1), Anatoli Firsow (1), Jewgeni Simin, Wjatscheslaw Starschinow, Alexander Jakuschew (1), Juri Tschitschurin, Alexander Malzew (2), Alexander Syrzow, Anatoli Belonoschkin, Waleri Charlamow (1) Trainer / Assistent: Arkadi Tschernyschow / Anatoli Tarassow                                                                                            | Tor: Wiktor Konowalenko Verteidigung: Alexander Ragulin, Wladimir Luttschenko, Waleri Nikitin, Juri Ljapkin, Wiktor Kuskin, Igor Romischewski Sturm: Wladimir Wikulow, Jewgeni Mischakow (1), Anatoli Firsow (1), Jewgeni Simin, Wjatscheslaw Starschinow, Alexander Jakuschew (1), Juri Tschitschurin, Alexander Malzew (2), Alexander Syrzow, Anatoli Belonoschkin, Waleri Charlamow (1) Trainer / Assistent: Arkadi Tschernyschow / Anatoli Tarassow                                                                                            | Tor: Wiktor Konowalenko Verteidigung: Alexander Ragulin, Wladimir Luttschenko, Waleri Nikitin, Juri Ljapkin, Wiktor Kuskin, Igor Romischewski Sturm: Wladimir Wikulow, Jewgeni Mischakow (1), Anatoli Firsow (1), Jewgeni Simin, Wjatscheslaw Starschinow, Alexander Jakuschew (1), Juri Tschitschurin, Alexander Malzew (2), Alexander Syrzow, Anatoli Belonoschkin, Waleri Charlamow (1) Trainer / Assistent: Arkadi Tschernyschow / Anatoli Tarassow                                                                                            |
| Nr. 304 21. Dezember 1970  | 10:5 (4:3, 3:2, 3:0) | 0 Finnland | A | 0Helsinki, FIN | 0Freundschaftsspiel | |
| Aufstellung                | Tor: Wiktor Konowalenko Verteidigung: Alexander Ragulin, Wladimir Luttschenko, Waleri Nikitin, Juri Ljapkin, Wiktor Kuskin, Igor Romischewski (1) Sturm: Wladimir Wikulow (1), Jewgeni Mischakow (3), Anatoli Firsow, Alexander Malzew (2), Wjatscheslaw Starschinow, Alexander Syrzow (1), Boris Michailow (1), Wladimir Petrow, Waleri Charlamow (1) Trainer / Assistent: Arkadi Tschernyschow / Anatoli Tarassow | Tor: Wiktor Konowalenko Verteidigung: Alexander Ragulin, Wladimir Luttschenko, Waleri Nikitin, Juri Ljapkin, Wiktor Kuskin, Igor Romischewski (1) Sturm: Wladimir Wikulow (1), Jewgeni Mischakow (3), Anatoli Firsow, Alexander Malzew (2), Wjatscheslaw Starschinow, Alexander Syrzow (1), Boris Michailow (1), Wladimir Petrow, Waleri Charlamow (1) Trainer / Assistent: Arkadi Tschernyschow / Anatoli Tarassow | Tor: Wiktor Konowalenko Verteidigung: Alexander Ragulin, Wladimir Luttschenko, Waleri Nikitin, Juri Ljapkin, Wiktor Kuskin, Igor Romischewski (1) Sturm: Wladimir Wikulow (1), Jewgeni Mischakow (3), Anatoli Firsow, Alexander Malzew (2), Wjatscheslaw Starschinow, Alexander Syrzow (1), Boris Michailow (1), Wladimir Petrow, Waleri Charlamow (1) Trainer / Assistent: Arkadi Tschernyschow / Anatoli Tarassow | Tor: Wiktor Konowalenko Verteidigung: Alexander Ragulin, Wladimir Luttschenko, Waleri Nikitin, Juri Ljapkin, Wiktor Kuskin, Igor Romischewski (1) Sturm: Wladimir Wikulow (1), Jewgeni Mischakow (3), Anatoli Firsow, Alexander Malzew (2), Wjatscheslaw Starschinow, Alexander Syrzow (1), Boris Michailow (1), Wladimir Petrow, Waleri Charlamow (1) Trainer / Assistent: Arkadi Tschernyschow / Anatoli Tarassow | Tor: Wiktor Konowalenko Verteidigung: Alexander Ragulin, Wladimir Luttschenko, Waleri Nikitin, Juri Ljapkin, Wiktor Kuskin, Igor Romischewski (1) Sturm: Wladimir Wikulow (1), Jewgeni Mischakow (3), Anatoli Firsow, Alexander Malzew (2), Wjatscheslaw Starschinow, Alexander Syrzow (1), Boris Michailow (1), Wladimir Petrow, Waleri Charlamow (1) Trainer / Assistent: Arkadi Tschernyschow / Anatoli Tarassow | Tor: Wiktor Konowalenko Verteidigung: Alexander Ragulin, Wladimir Luttschenko, Waleri Nikitin, Juri Ljapkin, Wiktor Kuskin, Igor Romischewski (1) Sturm: Wladimir Wikulow (1), Jewgeni Mischakow (3), Anatoli Firsow, Alexander Malzew (2), Wjatscheslaw Starschinow, Alexander Syrzow (1), Boris Michailow (1), Wladimir Petrow, Waleri Charlamow (1) Trainer / Assistent: Arkadi Tschernyschow / Anatoli Tarassow |
| Nr. 305 2. März 1971       | 5:3 (1:1, 2:1, 2:1) | 0 Schweden | A | 0Stockholm, SWE | 0Freundschaftsspiel | |
| Aufstellung                | Tor: Wiktor Konowalenko Verteidigung: Juri Ljapkin, Jewgeni Paladjew, Gennadi Zygankow, Igor Romischewski, Wiktor Kuskin (1), Witali Dawydow Sturm: Jewgeni Simin, Wjatscheslaw Starschinow, Alexander Jakuschew, Jewgeni Mischakow, Alexander Malzew, Juri Tschitschurin (1), Boris Michailow (1), Wladimir Petrow (1), Waleri Charlamow (1), Wladimir Wikulow Trainer / Assistent: Arkadi Tschernyschow / Anatoli Tarassow | Tor: Wiktor Konowalenko Verteidigung: Juri Ljapkin, Jewgeni Paladjew, Gennadi Zygankow, Igor Romischewski, Wiktor Kuskin (1), Witali Dawydow Sturm: Jewgeni Simin, Wjatscheslaw Starschinow, Alexander Jakuschew, Jewgeni Mischakow, Alexander Malzew, Juri Tschitschurin (1), Boris Michailow (1), Wladimir Petrow (1), Waleri Charlamow (1), Wladimir Wikulow Trainer / Assistent: Arkadi Tschernyschow / Anatoli Tarassow | Tor: Wiktor Konowalenko Verteidigung: Juri Ljapkin, Jewgeni Paladjew, Gennadi Zygankow, Igor Romischewski, Wiktor Kuskin (1), Witali Dawydow Sturm: Jewgeni Simin, Wjatscheslaw Starschinow, Alexander Jakuschew, Jewgeni Mischakow, Alexander Malzew, Juri Tschitschurin (1), Boris Michailow (1), Wladimir Petrow (1), Waleri Charlamow (1), Wladimir Wikulow Trainer / Assistent: Arkadi Tschernyschow / Anatoli Tarassow | Tor: Wiktor Konowalenko Verteidigung: Juri Ljapkin, Jewgeni Paladjew, Gennadi Zygankow, Igor Romischewski, Wiktor Kuskin (1), Witali Dawydow Sturm: Jewgeni Simin, Wjatscheslaw Starschinow, Alexander Jakuschew, Jewgeni Mischakow, Alexander Malzew, Juri Tschitschurin (1), Boris Michailow (1), Wladimir Petrow (1), Waleri Charlamow (1), Wladimir Wikulow Trainer / Assistent: Arkadi Tschernyschow / Anatoli Tarassow | Tor: Wiktor Konowalenko Verteidigung: Juri Ljapkin, Jewgeni Paladjew, Gennadi Zygankow, Igor Romischewski, Wiktor Kuskin (1), Witali Dawydow Sturm: Jewgeni Simin, Wjatscheslaw Starschinow, Alexander Jakuschew, Jewgeni Mischakow, Alexander Malzew, Juri Tschitschurin (1), Boris Michailow (1), Wladimir Petrow (1), Waleri Charlamow (1), Wladimir Wikulow Trainer / Assistent: Arkadi Tschernyschow / Anatoli Tarassow | Tor: Wiktor Konowalenko Verteidigung: Juri Ljapkin, Jewgeni Paladjew, Gennadi Zygankow, Igor Romischewski, Wiktor Kuskin (1), Witali Dawydow Sturm: Jewgeni Simin, Wjatscheslaw Starschinow, Alexander Jakuschew, Jewgeni Mischakow, Alexander Malzew, Juri Tschitschurin (1), Boris Michailow (1), Wladimir Petrow (1), Waleri Charlamow (1), Wladimir Wikulow Trainer / Assistent: Arkadi Tschernyschow / Anatoli Tarassow |
| Nr. 306 4. März 1971       | 2:4 (1:1, 0:2, 1:1) | 0 Schweden | A | 0Gävle, SWE | 0Freundschaftsspiel | |
| Aufstellung                | Tor: Wiktor Singer Verteidigung: Alexander Ragulin, Wladimir Luttschenko, Wiktor Kuskin, Witali Dawydow, Juri Ljapkin, Gennadi Zygankow Sturm: Wladimir Wikulow, Alexander Malzew, Anatoli Firsow, Boris Michailow, Wladimir Petrow, Waleri Charlamow (2), Jewgeni Simin, Wjatscheslaw Starschinow, Alexander Jakuschew, Juri Tschitschurin Trainer / Assistent: Arkadi Tschernyschow / Anatoli Tarassow | Tor: Wiktor Singer Verteidigung: Alexander Ragulin, Wladimir Luttschenko, Wiktor Kuskin, Witali Dawydow, Juri Ljapkin, Gennadi Zygankow Sturm: Wladimir Wikulow, Alexander Malzew, Anatoli Firsow, Boris Michailow, Wladimir Petrow, Waleri Charlamow (2), Jewgeni Simin, Wjatscheslaw Starschinow, Alexander Jakuschew, Juri Tschitschurin Trainer / Assistent: Arkadi Tschernyschow / Anatoli Tarassow | Tor: Wiktor Singer Verteidigung: Alexander Ragulin, Wladimir Luttschenko, Wiktor Kuskin, Witali Dawydow, Juri Ljapkin, Gennadi Zygankow Sturm: Wladimir Wikulow, Alexander Malzew, Anatoli Firsow, Boris Michailow, Wladimir Petrow, Waleri Charlamow (2), Jewgeni Simin, Wjatscheslaw Starschinow, Alexander Jakuschew, Juri Tschitschurin Trainer / Assistent: Arkadi Tschernyschow / Anatoli Tarassow | Tor: Wiktor Singer Verteidigung: Alexander Ragulin, Wladimir Luttschenko, Wiktor Kuskin, Witali Dawydow, Juri Ljapkin, Gennadi Zygankow Sturm: Wladimir Wikulow, Alexander Malzew, Anatoli Firsow, Boris Michailow, Wladimir Petrow, Waleri Charlamow (2), Jewgeni Simin, Wjatscheslaw Starschinow, Alexander Jakuschew, Juri Tschitschurin Trainer / Assistent: Arkadi Tschernyschow / Anatoli Tarassow | Tor: Wiktor Singer Verteidigung: Alexander Ragulin, Wladimir Luttschenko, Wiktor Kuskin, Witali Dawydow, Juri Ljapkin, Gennadi Zygankow Sturm: Wladimir Wikulow, Alexander Malzew, Anatoli Firsow, Boris Michailow, Wladimir Petrow, Waleri Charlamow (2), Jewgeni Simin, Wjatscheslaw Starschinow, Alexander Jakuschew, Juri Tschitschurin Trainer / Assistent: Arkadi Tschernyschow / Anatoli Tarassow | Tor: Wiktor Singer Verteidigung: Alexander Ragulin, Wladimir Luttschenko, Wiktor Kuskin, Witali Dawydow, Juri Ljapkin, Gennadi Zygankow Sturm: Wladimir Wikulow, Alexander Malzew, Anatoli Firsow, Boris Michailow, Wladimir Petrow, Waleri Charlamow (2), Jewgeni Simin, Wjatscheslaw Starschinow, Alexander Jakuschew, Juri Tschitschurin Trainer / Assistent: Arkadi Tschernyschow / Anatoli Tarassow |
| Nr. 307 7. März 1971       | 6:0 (3:0, 2:0, 1:0) | 0 Finnland | A | 0Tampere, FIN | 0Freundschaftsspiel | |
| Aufstellung                | Tor: Wiktor Singer Verteidigung: Alexander Ragulin, Wladimir Luttschenko, Wiktor Kuskin, Witali Dawydow, Juri Ljapkin, Gennadi Zygankow, Igor Romischewski Sturm: Wladimir Wikulow (2), Alexander Malzew (1), Anatoli Firsow (1), Jewgeni Simin, Wjatscheslaw Starschinow (1), Alexander Jakuschew, Boris Michailow, Wladimir Petrow, Waleri Charlamow, Juri Moissejew (1) Trainer / Assistent: Arkadi Tschernyschow / Anatoli Tarassow | Tor: Wiktor Singer Verteidigung: Alexander Ragulin, Wladimir Luttschenko, Wiktor Kuskin, Witali Dawydow, Juri Ljapkin, Gennadi Zygankow, Igor Romischewski Sturm: Wladimir Wikulow (2), Alexander Malzew (1), Anatoli Firsow (1), Jewgeni Simin, Wjatscheslaw Starschinow (1), Alexander Jakuschew, Boris Michailow, Wladimir Petrow, Waleri Charlamow, Juri Moissejew (1) Trainer / Assistent: Arkadi Tschernyschow / Anatoli Tarassow | Tor: Wiktor Singer Verteidigung: Alexander Ragulin, Wladimir Luttschenko, Wiktor Kuskin, Witali Dawydow, Juri Ljapkin, Gennadi Zygankow, Igor Romischewski Sturm: Wladimir Wikulow (2), Alexander Malzew (1), Anatoli Firsow (1), Jewgeni Simin, Wjatscheslaw Starschinow (1), Alexander Jakuschew, Boris Michailow, Wladimir Petrow, Waleri Charlamow, Juri Moissejew (1) Trainer / Assistent: Arkadi Tschernyschow / Anatoli Tarassow | Tor: Wiktor Singer Verteidigung: Alexander Ragulin, Wladimir Luttschenko, Wiktor Kuskin, Witali Dawydow, Juri Ljapkin, Gennadi Zygankow, Igor Romischewski Sturm: Wladimir Wikulow (2), Alexander Malzew (1), Anatoli Firsow (1), Jewgeni Simin, Wjatscheslaw Starschinow (1), Alexander Jakuschew, Boris Michailow, Wladimir Petrow, Waleri Charlamow, Juri Moissejew (1) Trainer / Assistent: Arkadi Tschernyschow / Anatoli Tarassow | Tor: Wiktor Singer Verteidigung: Alexander Ragulin, Wladimir Luttschenko, Wiktor Kuskin, Witali Dawydow, Juri Ljapkin, Gennadi Zygankow, Igor Romischewski Sturm: Wladimir Wikulow (2), Alexander Malzew (1), Anatoli Firsow (1), Jewgeni Simin, Wjatscheslaw Starschinow (1), Alexander Jakuschew, Boris Michailow, Wladimir Petrow, Waleri Charlamow, Juri Moissejew (1) Trainer / Assistent: Arkadi Tschernyschow / Anatoli Tarassow | Tor: Wiktor Singer Verteidigung: Alexander Ragulin, Wladimir Luttschenko, Wiktor Kuskin, Witali Dawydow, Juri Ljapkin, Gennadi Zygankow, Igor Romischewski Sturm: Wladimir Wikulow (2), Alexander Malzew (1), Anatoli Firsow (1), Jewgeni Simin, Wjatscheslaw Starschinow (1), Alexander Jakuschew, Boris Michailow, Wladimir Petrow, Waleri Charlamow, Juri Moissejew (1) Trainer / Assistent: Arkadi Tschernyschow / Anatoli Tarassow |
| Nr. 308 8. März 1971       | 9:2 (1:0, 6:1, 2:1) | 0 Finnland | A | 0Helsinki, FIN | 0Freundschaftsspiel | |
| Aufstellung                | Tor: Wiktor Konowalenko, Wiktor Singer (31. Min.) Verteidigung: Alexander Ragulin, Wladimir Luttschenko, Wiktor Kuskin, Witali Dawydow, Juri Ljapkin, Gennadi Zygankow, Jewgeni Paladjew Sturm: Boris Michailow, Wladimir Petrow (3), Waleri Charlamow (3), Alexander Malzew, Wjatscheslaw Starschinow (2), Alexander Jakuschew (1), Wladimir Wikulow, Anatoli Firsow, Juri Moissejew Trainer / Assistent: Arkadi Tschernyschow / Anatoli Tarassow                                                                                                 | Tor: Wiktor Konowalenko, Wiktor Singer (31. Min.) Verteidigung: Alexander Ragulin, Wladimir Luttschenko, Wiktor Kuskin, Witali Dawydow, Juri Ljapkin, Gennadi Zygankow, Jewgeni Paladjew Sturm: Boris Michailow, Wladimir Petrow (3), Waleri Charlamow (3), Alexander Malzew, Wjatscheslaw Starschinow (2), Alexander Jakuschew (1), Wladimir Wikulow, Anatoli Firsow, Juri Moissejew Trainer / Assistent: Arkadi Tschernyschow / Anatoli Tarassow                                                                                                 | Tor: Wiktor Konowalenko, Wiktor Singer (31. Min.) Verteidigung: Alexander Ragulin, Wladimir Luttschenko, Wiktor Kuskin, Witali Dawydow, Juri Ljapkin, Gennadi Zygankow, Jewgeni Paladjew Sturm: Boris Michailow, Wladimir Petrow (3), Waleri Charlamow (3), Alexander Malzew, Wjatscheslaw Starschinow (2), Alexander Jakuschew (1), Wladimir Wikulow, Anatoli Firsow, Juri Moissejew Trainer / Assistent: Arkadi Tschernyschow / Anatoli Tarassow                                                                                                 | Tor: Wiktor Konowalenko, Wiktor Singer (31. Min.) Verteidigung: Alexander Ragulin, Wladimir Luttschenko, Wiktor Kuskin, Witali Dawydow, Juri Ljapkin, Gennadi Zygankow, Jewgeni Paladjew Sturm: Boris Michailow, Wladimir Petrow (3), Waleri Charlamow (3), Alexander Malzew, Wjatscheslaw Starschinow (2), Alexander Jakuschew (1), Wladimir Wikulow, Anatoli Firsow, Juri Moissejew Trainer / Assistent: Arkadi Tschernyschow / Anatoli Tarassow                                                                                                 | Tor: Wiktor Konowalenko, Wiktor Singer (31. Min.) Verteidigung: Alexander Ragulin, Wladimir Luttschenko, Wiktor Kuskin, Witali Dawydow, Juri Ljapkin, Gennadi Zygankow, Jewgeni Paladjew Sturm: Boris Michailow, Wladimir Petrow (3), Waleri Charlamow (3), Alexander Malzew, Wjatscheslaw Starschinow (2), Alexander Jakuschew (1), Wladimir Wikulow, Anatoli Firsow, Juri Moissejew Trainer / Assistent: Arkadi Tschernyschow / Anatoli Tarassow                                                                                                 | Tor: Wiktor Konowalenko, Wiktor Singer (31. Min.) Verteidigung: Alexander Ragulin, Wladimir Luttschenko, Wiktor Kuskin, Witali Dawydow, Juri Ljapkin, Gennadi Zygankow, Jewgeni Paladjew Sturm: Boris Michailow, Wladimir Petrow (3), Waleri Charlamow (3), Alexander Malzew, Wjatscheslaw Starschinow (2), Alexander Jakuschew (1), Wladimir Wikulow, Anatoli Firsow, Juri Moissejew Trainer / Assistent: Arkadi Tschernyschow / Anatoli Tarassow                                                                                                 |
| Nr. 309 19. März 1971      | 11:2 (2:2, 3:0, 6:0) | 0 BR Deutschland | * | 0Bern, SUI | 0WM 1971 / EM 1971 | |
| Aufstellung                | Tor: Wiktor Konowalenko, Wladislaw Tretjak (31. Min.) Verteidigung: Alexander Ragulin, Wladimir Luttschenko, Wiktor Kuskin, Juri Ljapkin, Gennadi Zygankow, Igor Romischewski Sturm: Wladimir Wikulow (2), Alexander Malzew (1), Anatoli Firsow (1), Jewgeni Mischakow (3), Wladimir Petrow (2), Waleri Charlamow, Alexander Martynjuk (1), Wjatscheslaw Starschinow, Jewgeni Simin (1) Trainer / Assistent: Arkadi Tschernyschow / Anatoli Tarassow                                                                                               | Tor: Wiktor Konowalenko, Wladislaw Tretjak (31. Min.) Verteidigung: Alexander Ragulin, Wladimir Luttschenko, Wiktor Kuskin, Juri Ljapkin, Gennadi Zygankow, Igor Romischewski Sturm: Wladimir Wikulow (2), Alexander Malzew (1), Anatoli Firsow (1), Jewgeni Mischakow (3), Wladimir Petrow (2), Waleri Charlamow, Alexander Martynjuk (1), Wjatscheslaw Starschinow, Jewgeni Simin (1) Trainer / Assistent: Arkadi Tschernyschow / Anatoli Tarassow                                                                                               | Tor: Wiktor Konowalenko, Wladislaw Tretjak (31. Min.) Verteidigung: Alexander Ragulin, Wladimir Luttschenko, Wiktor Kuskin, Juri Ljapkin, Gennadi Zygankow, Igor Romischewski Sturm: Wladimir Wikulow (2), Alexander Malzew (1), Anatoli Firsow (1), Jewgeni Mischakow (3), Wladimir Petrow (2), Waleri Charlamow, Alexander Martynjuk (1), Wjatscheslaw Starschinow, Jewgeni Simin (1) Trainer / Assistent: Arkadi Tschernyschow / Anatoli Tarassow                                                                                               | Tor: Wiktor Konowalenko, Wladislaw Tretjak (31. Min.) Verteidigung: Alexander Ragulin, Wladimir Luttschenko, Wiktor Kuskin, Juri Ljapkin, Gennadi Zygankow, Igor Romischewski Sturm: Wladimir Wikulow (2), Alexander Malzew (1), Anatoli Firsow (1), Jewgeni Mischakow (3), Wladimir Petrow (2), Waleri Charlamow, Alexander Martynjuk (1), Wjatscheslaw Starschinow, Jewgeni Simin (1) Trainer / Assistent: Arkadi Tschernyschow / Anatoli Tarassow                                                                                               | Tor: Wiktor Konowalenko, Wladislaw Tretjak (31. Min.) Verteidigung: Alexander Ragulin, Wladimir Luttschenko, Wiktor Kuskin, Juri Ljapkin, Gennadi Zygankow, Igor Romischewski Sturm: Wladimir Wikulow (2), Alexander Malzew (1), Anatoli Firsow (1), Jewgeni Mischakow (3), Wladimir Petrow (2), Waleri Charlamow, Alexander Martynjuk (1), Wjatscheslaw Starschinow, Jewgeni Simin (1) Trainer / Assistent: Arkadi Tschernyschow / Anatoli Tarassow                                                                                               | Tor: Wiktor Konowalenko, Wladislaw Tretjak (31. Min.) Verteidigung: Alexander Ragulin, Wladimir Luttschenko, Wiktor Kuskin, Juri Ljapkin, Gennadi Zygankow, Igor Romischewski Sturm: Wladimir Wikulow (2), Alexander Malzew (1), Anatoli Firsow (1), Jewgeni Mischakow (3), Wladimir Petrow (2), Waleri Charlamow, Alexander Martynjuk (1), Wjatscheslaw Starschinow, Jewgeni Simin (1) Trainer / Assistent: Arkadi Tschernyschow / Anatoli Tarassow                                                                                               |
| Nr. 310 21. März 1971      | 8:1 (1:1, 2:0, 5:0) | 0 Finnland | * | 0Bern, SUI | 0WM 1971 / EM 1971 | |
| Aufstellung                | Tor: Wladislaw Tretjak Verteidigung: Alexander Ragulin, Wladimir Luttschenko, Wiktor Kuskin, Witali Dawydow (1), Gennadi Zygankow, Igor Romischewski Sturm: Wladimir Wikulow (1), Alexander Malzew (2), Anatoli Firsow (1), Boris Michailow (1), Wladimir Petrow (2), Waleri Charlamow, Jewgeni Mischakow, Wjatscheslaw Starschinow, Jewgeni Simin Trainer / Assistent: Arkadi Tschernyschow / Anatoli Tarassow | Tor: Wladislaw Tretjak Verteidigung: Alexander Ragulin, Wladimir Luttschenko, Wiktor Kuskin, Witali Dawydow (1), Gennadi Zygankow, Igor Romischewski Sturm: Wladimir Wikulow (1), Alexander Malzew (2), Anatoli Firsow (1), Boris Michailow (1), Wladimir Petrow (2), Waleri Charlamow, Jewgeni Mischakow, Wjatscheslaw Starschinow, Jewgeni Simin Trainer / Assistent: Arkadi Tschernyschow / Anatoli Tarassow | Tor: Wladislaw Tretjak Verteidigung: Alexander Ragulin, Wladimir Luttschenko, Wiktor Kuskin, Witali Dawydow (1), Gennadi Zygankow, Igor Romischewski Sturm: Wladimir Wikulow (1), Alexander Malzew (2), Anatoli Firsow (1), Boris Michailow (1), Wladimir Petrow (2), Waleri Charlamow, Jewgeni Mischakow, Wjatscheslaw Starschinow, Jewgeni Simin Trainer / Assistent: Arkadi Tschernyschow / Anatoli Tarassow | Tor: Wladislaw Tretjak Verteidigung: Alexander Ragulin, Wladimir Luttschenko, Wiktor Kuskin, Witali Dawydow (1), Gennadi Zygankow, Igor Romischewski Sturm: Wladimir Wikulow (1), Alexander Malzew (2), Anatoli Firsow (1), Boris Michailow (1), Wladimir Petrow (2), Waleri Charlamow, Jewgeni Mischakow, Wjatscheslaw Starschinow, Jewgeni Simin Trainer / Assistent: Arkadi Tschernyschow / Anatoli Tarassow | Tor: Wladislaw Tretjak Verteidigung: Alexander Ragulin, Wladimir Luttschenko, Wiktor Kuskin, Witali Dawydow (1), Gennadi Zygankow, Igor Romischewski Sturm: Wladimir Wikulow (1), Alexander Malzew (2), Anatoli Firsow (1), Boris Michailow (1), Wladimir Petrow (2), Waleri Charlamow, Jewgeni Mischakow, Wjatscheslaw Starschinow, Jewgeni Simin Trainer / Assistent: Arkadi Tschernyschow / Anatoli Tarassow | Tor: Wladislaw Tretjak Verteidigung: Alexander Ragulin, Wladimir Luttschenko, Wiktor Kuskin, Witali Dawydow (1), Gennadi Zygankow, Igor Romischewski Sturm: Wladimir Wikulow (1), Alexander Malzew (2), Anatoli Firsow (1), Boris Michailow (1), Wladimir Petrow (2), Waleri Charlamow, Jewgeni Mischakow, Wjatscheslaw Starschinow, Jewgeni Simin Trainer / Assistent: Arkadi Tschernyschow / Anatoli Tarassow |
| Nr. 311 22. März 1971      | 10:2 (1:0, 7:1, 2:1) | 0 Vereinigte Staaten | * | 0Bern, SUI | 0WM 1971 / EM 1971 | |
| Aufstellung                | Tor: Wiktor Konowalenko Verteidigung: Wiktor Kuskin, Witali Dawydow, Alexander Ragulin, Wladimir Luttschenko (1), Gennadi Zygankow, Igor Romischewski Sturm: Wladimir Wikulow (2), Alexander Malzew (1), Anatoli Firsow (1), Boris Michailow, Wladimir Petrow, Waleri Charlamow (1), Alexander Martynjuk, Wjatscheslaw Starschinow (2), Jewgeni Mischakow (2) Trainer / Assistent: Arkadi Tschernyschow / Anatoli Tarassow | Tor: Wiktor Konowalenko Verteidigung: Wiktor Kuskin, Witali Dawydow, Alexander Ragulin, Wladimir Luttschenko (1), Gennadi Zygankow, Igor Romischewski Sturm: Wladimir Wikulow (2), Alexander Malzew (1), Anatoli Firsow (1), Boris Michailow, Wladimir Petrow, Waleri Charlamow (1), Alexander Martynjuk, Wjatscheslaw Starschinow (2), Jewgeni Mischakow (2) Trainer / Assistent: Arkadi Tschernyschow / Anatoli Tarassow | Tor: Wiktor Konowalenko Verteidigung: Wiktor Kuskin, Witali Dawydow, Alexander Ragulin, Wladimir Luttschenko (1), Gennadi Zygankow, Igor Romischewski Sturm: Wladimir Wikulow (2), Alexander Malzew (1), Anatoli Firsow (1), Boris Michailow, Wladimir Petrow, Waleri Charlamow (1), Alexander Martynjuk, Wjatscheslaw Starschinow (2), Jewgeni Mischakow (2) Trainer / Assistent: Arkadi Tschernyschow / Anatoli Tarassow | Tor: Wiktor Konowalenko Verteidigung: Wiktor Kuskin, Witali Dawydow, Alexander Ragulin, Wladimir Luttschenko (1), Gennadi Zygankow, Igor Romischewski Sturm: Wladimir Wikulow (2), Alexander Malzew (1), Anatoli Firsow (1), Boris Michailow, Wladimir Petrow, Waleri Charlamow (1), Alexander Martynjuk, Wjatscheslaw Starschinow (2), Jewgeni Mischakow (2) Trainer / Assistent: Arkadi Tschernyschow / Anatoli Tarassow | Tor: Wiktor Konowalenko Verteidigung: Wiktor Kuskin, Witali Dawydow, Alexander Ragulin, Wladimir Luttschenko (1), Gennadi Zygankow, Igor Romischewski Sturm: Wladimir Wikulow (2), Alexander Malzew (1), Anatoli Firsow (1), Boris Michailow, Wladimir Petrow, Waleri Charlamow (1), Alexander Martynjuk, Wjatscheslaw Starschinow (2), Jewgeni Mischakow (2) Trainer / Assistent: Arkadi Tschernyschow / Anatoli Tarassow | Tor: Wiktor Konowalenko Verteidigung: Wiktor Kuskin, Witali Dawydow, Alexander Ragulin, Wladimir Luttschenko (1), Gennadi Zygankow, Igor Romischewski Sturm: Wladimir Wikulow (2), Alexander Malzew (1), Anatoli Firsow (1), Boris Michailow, Wladimir Petrow, Waleri Charlamow (1), Alexander Martynjuk, Wjatscheslaw Starschinow (2), Jewgeni Mischakow (2) Trainer / Assistent: Arkadi Tschernyschow / Anatoli Tarassow |
| Nr. 312 24. März 1971      | 3:3 (1:1, 1:1, 1:1) | 0 Tschechoslowakei | * | 0Bern, SUI | 0WM 1971 / EM 1971 | |
| Aufstellung                | Tor: Wiktor Konowalenko Verteidigung: Alexander Ragulin, Wladimir Luttschenko, Wiktor Kuskin, Witali Dawydow, Gennadi Zygankow, Igor Romischewski Sturm: Wladimir Wikulow, Alexander Malzew, Anatoli Firsow (1), Boris Michailow, Wladimir Petrow (1), Waleri Charlamow, Alexander Martynjuk (1), Wjatscheslaw Starschinow, Jewgeni Mischakow Trainer / Assistent: Arkadi Tschernyschow / Anatoli Tarassow | Tor: Wiktor Konowalenko Verteidigung: Alexander Ragulin, Wladimir Luttschenko, Wiktor Kuskin, Witali Dawydow, Gennadi Zygankow, Igor Romischewski Sturm: Wladimir Wikulow, Alexander Malzew, Anatoli Firsow (1), Boris Michailow, Wladimir Petrow (1), Waleri Charlamow, Alexander Martynjuk (1), Wjatscheslaw Starschinow, Jewgeni Mischakow Trainer / Assistent: Arkadi Tschernyschow / Anatoli Tarassow | Tor: Wiktor Konowalenko Verteidigung: Alexander Ragulin, Wladimir Luttschenko, Wiktor Kuskin, Witali Dawydow, Gennadi Zygankow, Igor Romischewski Sturm: Wladimir Wikulow, Alexander Malzew, Anatoli Firsow (1), Boris Michailow, Wladimir Petrow (1), Waleri Charlamow, Alexander Martynjuk (1), Wjatscheslaw Starschinow, Jewgeni Mischakow Trainer / Assistent: Arkadi Tschernyschow / Anatoli Tarassow | Tor: Wiktor Konowalenko Verteidigung: Alexander Ragulin, Wladimir Luttschenko, Wiktor Kuskin, Witali Dawydow, Gennadi Zygankow, Igor Romischewski Sturm: Wladimir Wikulow, Alexander Malzew, Anatoli Firsow (1), Boris Michailow, Wladimir Petrow (1), Waleri Charlamow, Alexander Martynjuk (1), Wjatscheslaw Starschinow, Jewgeni Mischakow Trainer / Assistent: Arkadi Tschernyschow / Anatoli Tarassow | Tor: Wiktor Konowalenko Verteidigung: Alexander Ragulin, Wladimir Luttschenko, Wiktor Kuskin, Witali Dawydow, Gennadi Zygankow, Igor Romischewski Sturm: Wladimir Wikulow, Alexander Malzew, Anatoli Firsow (1), Boris Michailow, Wladimir Petrow (1), Waleri Charlamow, Alexander Martynjuk (1), Wjatscheslaw Starschinow, Jewgeni Mischakow Trainer / Assistent: Arkadi Tschernyschow / Anatoli Tarassow | Tor: Wiktor Konowalenko Verteidigung: Alexander Ragulin, Wladimir Luttschenko, Wiktor Kuskin, Witali Dawydow, Gennadi Zygankow, Igor Romischewski Sturm: Wladimir Wikulow, Alexander Malzew, Anatoli Firsow (1), Boris Michailow, Wladimir Petrow (1), Waleri Charlamow, Alexander Martynjuk (1), Wjatscheslaw Starschinow, Jewgeni Mischakow Trainer / Assistent: Arkadi Tschernyschow / Anatoli Tarassow |
| Nr. 313 26. März 1971      | 8:0 (4:0, 1:0, 3:0) | 0 Schweden | * | 0Bern, SUI | 0WM 1971 / EM 1971 | |
| Aufstellung                | Tor: Wiktor Konowalenko Verteidigung: Alexander Ragulin, Wladimir Luttschenko, Wiktor Kuskin, Witali Dawydow, Gennadi Zygankow, Igor Romischewski Sturm: Wladimir Wikulow, Alexander Malzew, Anatoli Firsow (4), Boris Michailow (2), Wladimir Petrow (1), Waleri Charlamow, Alexander Martynjuk, Wjatscheslaw Starschinow (1), Jewgeni Simin Trainer / Assistent: Arkadi Tschernyschow / Anatoli Tarassow | Tor: Wiktor Konowalenko Verteidigung: Alexander Ragulin, Wladimir Luttschenko, Wiktor Kuskin, Witali Dawydow, Gennadi Zygankow, Igor Romischewski Sturm: Wladimir Wikulow, Alexander Malzew, Anatoli Firsow (4), Boris Michailow (2), Wladimir Petrow (1), Waleri Charlamow, Alexander Martynjuk, Wjatscheslaw Starschinow (1), Jewgeni Simin Trainer / Assistent: Arkadi Tschernyschow / Anatoli Tarassow | Tor: Wiktor Konowalenko Verteidigung: Alexander Ragulin, Wladimir Luttschenko, Wiktor Kuskin, Witali Dawydow, Gennadi Zygankow, Igor Romischewski Sturm: Wladimir Wikulow, Alexander Malzew, Anatoli Firsow (4), Boris Michailow (2), Wladimir Petrow (1), Waleri Charlamow, Alexander Martynjuk, Wjatscheslaw Starschinow (1), Jewgeni Simin Trainer / Assistent: Arkadi Tschernyschow / Anatoli Tarassow | Tor: Wiktor Konowalenko Verteidigung: Alexander Ragulin, Wladimir Luttschenko, Wiktor Kuskin, Witali Dawydow, Gennadi Zygankow, Igor Romischewski Sturm: Wladimir Wikulow, Alexander Malzew, Anatoli Firsow (4), Boris Michailow (2), Wladimir Petrow (1), Waleri Charlamow, Alexander Martynjuk, Wjatscheslaw Starschinow (1), Jewgeni Simin Trainer / Assistent: Arkadi Tschernyschow / Anatoli Tarassow | Tor: Wiktor Konowalenko Verteidigung: Alexander Ragulin, Wladimir Luttschenko, Wiktor Kuskin, Witali Dawydow, Gennadi Zygankow, Igor Romischewski Sturm: Wladimir Wikulow, Alexander Malzew, Anatoli Firsow (4), Boris Michailow (2), Wladimir Petrow (1), Waleri Charlamow, Alexander Martynjuk, Wjatscheslaw Starschinow (1), Jewgeni Simin Trainer / Assistent: Arkadi Tschernyschow / Anatoli Tarassow | Tor: Wiktor Konowalenko Verteidigung: Alexander Ragulin, Wladimir Luttschenko, Wiktor Kuskin, Witali Dawydow, Gennadi Zygankow, Igor Romischewski Sturm: Wladimir Wikulow, Alexander Malzew, Anatoli Firsow (4), Boris Michailow (2), Wladimir Petrow (1), Waleri Charlamow, Alexander Martynjuk, Wjatscheslaw Starschinow (1), Jewgeni Simin Trainer / Assistent: Arkadi Tschernyschow / Anatoli Tarassow |
| Nr. 314 27. März 1971      | 12:2 (1:1, 7:0, 4:1) | 0 BR Deutschland | * | 0Genf, SUI | 0WM 1971 / EM 1971 | |
| Aufstellung                | Tor: Wladislaw Tretjak Verteidigung: Alexander Ragulin, Wladimir Luttschenko (1), Wiktor Kuskin, Witali Dawydow, Gennadi Zygankow, Juri Ljapkin Sturm: Wladimir Wikulow (1), Alexander Malzew (2), Anatoli Firsow (1), Boris Michailow (1), Wladimir Petrow, Waleri Charlamow (2), Alexander Martynjuk, Wladimir Schadrin (3), Jewgeni Simin (1) Trainer / Assistent: Arkadi Tschernyschow / Anatoli Tarassow | Tor: Wladislaw Tretjak Verteidigung: Alexander Ragulin, Wladimir Luttschenko (1), Wiktor Kuskin, Witali Dawydow, Gennadi Zygankow, Juri Ljapkin Sturm: Wladimir Wikulow (1), Alexander Malzew (2), Anatoli Firsow (1), Boris Michailow (1), Wladimir Petrow, Waleri Charlamow (2), Alexander Martynjuk, Wladimir Schadrin (3), Jewgeni Simin (1) Trainer / Assistent: Arkadi Tschernyschow / Anatoli Tarassow | Tor: Wladislaw Tretjak Verteidigung: Alexander Ragulin, Wladimir Luttschenko (1), Wiktor Kuskin, Witali Dawydow, Gennadi Zygankow, Juri Ljapkin Sturm: Wladimir Wikulow (1), Alexander Malzew (2), Anatoli Firsow (1), Boris Michailow (1), Wladimir Petrow, Waleri Charlamow (2), Alexander Martynjuk, Wladimir Schadrin (3), Jewgeni Simin (1) Trainer / Assistent: Arkadi Tschernyschow / Anatoli Tarassow | Tor: Wladislaw Tretjak Verteidigung: Alexander Ragulin, Wladimir Luttschenko (1), Wiktor Kuskin, Witali Dawydow, Gennadi Zygankow, Juri Ljapkin Sturm: Wladimir Wikulow (1), Alexander Malzew (2), Anatoli Firsow (1), Boris Michailow (1), Wladimir Petrow, Waleri Charlamow (2), Alexander Martynjuk, Wladimir Schadrin (3), Jewgeni Simin (1) Trainer / Assistent: Arkadi Tschernyschow / Anatoli Tarassow | Tor: Wladislaw Tretjak Verteidigung: Alexander Ragulin, Wladimir Luttschenko (1), Wiktor Kuskin, Witali Dawydow, Gennadi Zygankow, Juri Ljapkin Sturm: Wladimir Wikulow (1), Alexander Malzew (2), Anatoli Firsow (1), Boris Michailow (1), Wladimir Petrow, Waleri Charlamow (2), Alexander Martynjuk, Wladimir Schadrin (3), Jewgeni Simin (1) Trainer / Assistent: Arkadi Tschernyschow / Anatoli Tarassow | Tor: Wladislaw Tretjak Verteidigung: Alexander Ragulin, Wladimir Luttschenko (1), Wiktor Kuskin, Witali Dawydow, Gennadi Zygankow, Juri Ljapkin Sturm: Wladimir Wikulow (1), Alexander Malzew (2), Anatoli Firsow (1), Boris Michailow (1), Wladimir Petrow, Waleri Charlamow (2), Alexander Martynjuk, Wladimir Schadrin (3), Jewgeni Simin (1) Trainer / Assistent: Arkadi Tschernyschow / Anatoli Tarassow |
| Nr. 315 29. März 1971      | 10:1 (5:1, 1:0, 4:0) | 0 Finnland | * | 0Genf, SUI | 0WM 1971 / EM 1971 | |
| Aufstellung                | Tor: Wiktor Konowalenko, Wladislaw Tretjak (30. Min.) Verteidigung: Alexander Ragulin (1), Wladimir Luttschenko, Wiktor Kuskin, Witali Dawydow, Gennadi Zygankow, Igor Romischewski Sturm: Wladimir Wikulow, Alexander Malzew (2), Anatoli Firsow (1), Boris Michailow (1), Wladimir Petrow (1), Waleri Charlamow, Alexander Martynjuk (1), Wjatscheslaw Starschinow (1), Wladimir Schadrin (2) Trainer / Assistent: Arkadi Tschernyschow / Anatoli Tarassow                                                                                       | Tor: Wiktor Konowalenko, Wladislaw Tretjak (30. Min.) Verteidigung: Alexander Ragulin (1), Wladimir Luttschenko, Wiktor Kuskin, Witali Dawydow, Gennadi Zygankow, Igor Romischewski Sturm: Wladimir Wikulow, Alexander Malzew (2), Anatoli Firsow (1), Boris Michailow (1), Wladimir Petrow (1), Waleri Charlamow, Alexander Martynjuk (1), Wjatscheslaw Starschinow (1), Wladimir Schadrin (2) Trainer / Assistent: Arkadi Tschernyschow / Anatoli Tarassow                                                                                       | Tor: Wiktor Konowalenko, Wladislaw Tretjak (30. Min.) Verteidigung: Alexander Ragulin (1), Wladimir Luttschenko, Wiktor Kuskin, Witali Dawydow, Gennadi Zygankow, Igor Romischewski Sturm: Wladimir Wikulow, Alexander Malzew (2), Anatoli Firsow (1), Boris Michailow (1), Wladimir Petrow (1), Waleri Charlamow, Alexander Martynjuk (1), Wjatscheslaw Starschinow (1), Wladimir Schadrin (2) Trainer / Assistent: Arkadi Tschernyschow / Anatoli Tarassow                                                                                       | Tor: Wiktor Konowalenko, Wladislaw Tretjak (30. Min.) Verteidigung: Alexander Ragulin (1), Wladimir Luttschenko, Wiktor Kuskin, Witali Dawydow, Gennadi Zygankow, Igor Romischewski Sturm: Wladimir Wikulow, Alexander Malzew (2), Anatoli Firsow (1), Boris Michailow (1), Wladimir Petrow (1), Waleri Charlamow, Alexander Martynjuk (1), Wjatscheslaw Starschinow (1), Wladimir Schadrin (2) Trainer / Assistent: Arkadi Tschernyschow / Anatoli Tarassow                                                                                       | Tor: Wiktor Konowalenko, Wladislaw Tretjak (30. Min.) Verteidigung: Alexander Ragulin (1), Wladimir Luttschenko, Wiktor Kuskin, Witali Dawydow, Gennadi Zygankow, Igor Romischewski Sturm: Wladimir Wikulow, Alexander Malzew (2), Anatoli Firsow (1), Boris Michailow (1), Wladimir Petrow (1), Waleri Charlamow, Alexander Martynjuk (1), Wjatscheslaw Starschinow (1), Wladimir Schadrin (2) Trainer / Assistent: Arkadi Tschernyschow / Anatoli Tarassow                                                                                       | Tor: Wiktor Konowalenko, Wladislaw Tretjak (30. Min.) Verteidigung: Alexander Ragulin (1), Wladimir Luttschenko, Wiktor Kuskin, Witali Dawydow, Gennadi Zygankow, Igor Romischewski Sturm: Wladimir Wikulow, Alexander Malzew (2), Anatoli Firsow (1), Boris Michailow (1), Wladimir Petrow (1), Waleri Charlamow, Alexander Martynjuk (1), Wjatscheslaw Starschinow (1), Wladimir Schadrin (2) Trainer / Assistent: Arkadi Tschernyschow / Anatoli Tarassow                                                                                       |
| Nr. 316 30. März 1971      | 7:5 (1:1, 5:2, 1:2) | 0 Vereinigte Staaten | * | 0Genf, SUI | 0WM 1971 / EM 1971 | |
| Aufstellung                | Tor: Wiktor Konowalenko Verteidigung: Alexander Ragulin, Wladimir Luttschenko, Gennadi Zygankow, Igor Romischewski (1), Wiktor Kuskin (1), Witali Dawydow Sturm: Boris Michailow (1), Jewgeni Mischakow (1), Waleri Charlamow, Alexander Martynjuk (1), Wjatscheslaw Starschinow, Wladimir Schadrin (1), Wladimir Wikulow, Alexander Malzew (1), Anatoli Firsow Trainer / Assistent: Arkadi Tschernyschow / Anatoli Tarassow | Tor: Wiktor Konowalenko Verteidigung: Alexander Ragulin, Wladimir Luttschenko, Gennadi Zygankow, Igor Romischewski (1), Wiktor Kuskin (1), Witali Dawydow Sturm: Boris Michailow (1), Jewgeni Mischakow (1), Waleri Charlamow, Alexander Martynjuk (1), Wjatscheslaw Starschinow, Wladimir Schadrin (1), Wladimir Wikulow, Alexander Malzew (1), Anatoli Firsow Trainer / Assistent: Arkadi Tschernyschow / Anatoli Tarassow | Tor: Wiktor Konowalenko Verteidigung: Alexander Ragulin, Wladimir Luttschenko, Gennadi Zygankow, Igor Romischewski (1), Wiktor Kuskin (1), Witali Dawydow Sturm: Boris Michailow (1), Jewgeni Mischakow (1), Waleri Charlamow, Alexander Martynjuk (1), Wjatscheslaw Starschinow, Wladimir Schadrin (1), Wladimir Wikulow, Alexander Malzew (1), Anatoli Firsow Trainer / Assistent: Arkadi Tschernyschow / Anatoli Tarassow | Tor: Wiktor Konowalenko Verteidigung: Alexander Ragulin, Wladimir Luttschenko, Gennadi Zygankow, Igor Romischewski (1), Wiktor Kuskin (1), Witali Dawydow Sturm: Boris Michailow (1), Jewgeni Mischakow (1), Waleri Charlamow, Alexander Martynjuk (1), Wjatscheslaw Starschinow, Wladimir Schadrin (1), Wladimir Wikulow, Alexander Malzew (1), Anatoli Firsow Trainer / Assistent: Arkadi Tschernyschow / Anatoli Tarassow | Tor: Wiktor Konowalenko Verteidigung: Alexander Ragulin, Wladimir Luttschenko, Gennadi Zygankow, Igor Romischewski (1), Wiktor Kuskin (1), Witali Dawydow Sturm: Boris Michailow (1), Jewgeni Mischakow (1), Waleri Charlamow, Alexander Martynjuk (1), Wjatscheslaw Starschinow, Wladimir Schadrin (1), Wladimir Wikulow, Alexander Malzew (1), Anatoli Firsow Trainer / Assistent: Arkadi Tschernyschow / Anatoli Tarassow | Tor: Wiktor Konowalenko Verteidigung: Alexander Ragulin, Wladimir Luttschenko, Gennadi Zygankow, Igor Romischewski (1), Wiktor Kuskin (1), Witali Dawydow Sturm: Boris Michailow (1), Jewgeni Mischakow (1), Waleri Charlamow, Alexander Martynjuk (1), Wjatscheslaw Starschinow, Wladimir Schadrin (1), Wladimir Wikulow, Alexander Malzew (1), Anatoli Firsow Trainer / Assistent: Arkadi Tschernyschow / Anatoli Tarassow |
| Nr. 317 1. April 1971      | 2:5 (1:1, 1:1, 0:3) | 0 Tschechoslowakei | * | 0Genf, SUI | 0WM 1971 / EM 1971 | |
| Aufstellung                | Tor: Wiktor Konowalenko Verteidigung: Alexander Ragulin, Wladimir Luttschenko, Wiktor Kuskin, Witali Dawydow, Gennadi Zygankow, Wladimir Wikulow Sturm: Alexander Malzew (1), Anatoli Firsow, Boris Michailow, Wladimir Petrow, Waleri Charlamow (1), Alexander Martynjuk, Wjatscheslaw Starschinow, Wladimir Schadrin, Jewgeni Mischakow Trainer / Assistent: Arkadi Tschernyschow / Anatoli Tarassow | Tor: Wiktor Konowalenko Verteidigung: Alexander Ragulin, Wladimir Luttschenko, Wiktor Kuskin, Witali Dawydow, Gennadi Zygankow, Wladimir Wikulow Sturm: Alexander Malzew (1), Anatoli Firsow, Boris Michailow, Wladimir Petrow, Waleri Charlamow (1), Alexander Martynjuk, Wjatscheslaw Starschinow, Wladimir Schadrin, Jewgeni Mischakow Trainer / Assistent: Arkadi Tschernyschow / Anatoli Tarassow | Tor: Wiktor Konowalenko Verteidigung: Alexander Ragulin, Wladimir Luttschenko, Wiktor Kuskin, Witali Dawydow, Gennadi Zygankow, Wladimir Wikulow Sturm: Alexander Malzew (1), Anatoli Firsow, Boris Michailow, Wladimir Petrow, Waleri Charlamow (1), Alexander Martynjuk, Wjatscheslaw Starschinow, Wladimir Schadrin, Jewgeni Mischakow Trainer / Assistent: Arkadi Tschernyschow / Anatoli Tarassow | Tor: Wiktor Konowalenko Verteidigung: Alexander Ragulin, Wladimir Luttschenko, Wiktor Kuskin, Witali Dawydow, Gennadi Zygankow, Wladimir Wikulow Sturm: Alexander Malzew (1), Anatoli Firsow, Boris Michailow, Wladimir Petrow, Waleri Charlamow (1), Alexander Martynjuk, Wjatscheslaw Starschinow, Wladimir Schadrin, Jewgeni Mischakow Trainer / Assistent: Arkadi Tschernyschow / Anatoli Tarassow | Tor: Wiktor Konowalenko Verteidigung: Alexander Ragulin, Wladimir Luttschenko, Wiktor Kuskin, Witali Dawydow, Gennadi Zygankow, Wladimir Wikulow Sturm: Alexander Malzew (1), Anatoli Firsow, Boris Michailow, Wladimir Petrow, Waleri Charlamow (1), Alexander Martynjuk, Wjatscheslaw Starschinow, Wladimir Schadrin, Jewgeni Mischakow Trainer / Assistent: Arkadi Tschernyschow / Anatoli Tarassow | Tor: Wiktor Konowalenko Verteidigung: Alexander Ragulin, Wladimir Luttschenko, Wiktor Kuskin, Witali Dawydow, Gennadi Zygankow, Wladimir Wikulow Sturm: Alexander Malzew (1), Anatoli Firsow, Boris Michailow, Wladimir Petrow, Waleri Charlamow (1), Alexander Martynjuk, Wjatscheslaw Starschinow, Wladimir Schadrin, Jewgeni Mischakow Trainer / Assistent: Arkadi Tschernyschow / Anatoli Tarassow |
| Nr. 318 3. April 1971      | 6:3 (2:1, 0:2, 4:0) | 0 Schweden | * | 0Genf, SUI | 0WM 1971 / EM 1971 | 011. WM-Titel 0EM-Zweiter |
| Aufstellung                | Tor: Wladislaw Tretjak Verteidigung: Alexander Ragulin, Wladimir Luttschenko (1), Wiktor Kuskin (1), Witali Dawydow, Gennadi Zygankow, Igor Romischewski Sturm: Wladimir Wikulow, Alexander Malzew, Anatoli Firsow (1), Boris Michailow (1), Wladimir Petrow (1), Waleri Charlamow (1), Alexander Martynjuk, Wjatscheslaw Starschinow, Wladimir Schadrin Trainer / Assistent: Arkadi Tschernyschow / Anatoli Tarassow | Tor: Wladislaw Tretjak Verteidigung: Alexander Ragulin, Wladimir Luttschenko (1), Wiktor Kuskin (1), Witali Dawydow, Gennadi Zygankow, Igor Romischewski Sturm: Wladimir Wikulow, Alexander Malzew, Anatoli Firsow (1), Boris Michailow (1), Wladimir Petrow (1), Waleri Charlamow (1), Alexander Martynjuk, Wjatscheslaw Starschinow, Wladimir Schadrin Trainer / Assistent: Arkadi Tschernyschow / Anatoli Tarassow | Tor: Wladislaw Tretjak Verteidigung: Alexander Ragulin, Wladimir Luttschenko (1), Wiktor Kuskin (1), Witali Dawydow, Gennadi Zygankow, Igor Romischewski Sturm: Wladimir Wikulow, Alexander Malzew, Anatoli Firsow (1), Boris Michailow (1), Wladimir Petrow (1), Waleri Charlamow (1), Alexander Martynjuk, Wjatscheslaw Starschinow, Wladimir Schadrin Trainer / Assistent: Arkadi Tschernyschow / Anatoli Tarassow | Tor: Wladislaw Tretjak Verteidigung: Alexander Ragulin, Wladimir Luttschenko (1), Wiktor Kuskin (1), Witali Dawydow, Gennadi Zygankow, Igor Romischewski Sturm: Wladimir Wikulow, Alexander Malzew, Anatoli Firsow (1), Boris Michailow (1), Wladimir Petrow (1), Waleri Charlamow (1), Alexander Martynjuk, Wjatscheslaw Starschinow, Wladimir Schadrin Trainer / Assistent: Arkadi Tschernyschow / Anatoli Tarassow | Tor: Wladislaw Tretjak Verteidigung: Alexander Ragulin, Wladimir Luttschenko (1), Wiktor Kuskin (1), Witali Dawydow, Gennadi Zygankow, Igor Romischewski Sturm: Wladimir Wikulow, Alexander Malzew, Anatoli Firsow (1), Boris Michailow (1), Wladimir Petrow (1), Waleri Charlamow (1), Alexander Martynjuk, Wjatscheslaw Starschinow, Wladimir Schadrin Trainer / Assistent: Arkadi Tschernyschow / Anatoli Tarassow | Tor: Wladislaw Tretjak Verteidigung: Alexander Ragulin, Wladimir Luttschenko (1), Wiktor Kuskin (1), Witali Dawydow, Gennadi Zygankow, Igor Romischewski Sturm: Wladimir Wikulow, Alexander Malzew, Anatoli Firsow (1), Boris Michailow (1), Wladimir Petrow (1), Waleri Charlamow (1), Alexander Martynjuk, Wjatscheslaw Starschinow, Wladimir Schadrin Trainer / Assistent: Arkadi Tschernyschow / Anatoli Tarassow |
| Nr. 319 24. September 1971 | 9:4 (4:0, 3:1, 2:3) | 0 BR Deutschland | A | 0Düsseldorf, BRD | 0Freundschaftsspiel | |
| Aufstellung                | Tor: Wladislaw Tretjak Verteidigung: Gennadi Zygankow, Igor Romischewski, Wiktor Kuskin, Wladimir Luttschenko, Waleri Wassiljew, Witali Dawydow Sturm: Boris Michailow (1), Wladimir Petrow (1), Waleri Charlamow (3), Wladimir Wikulow (3), Alexander Malzew, Anatoli Firsow (1), Jewgeni Simin, Wjatscheslaw Starschinow, Jewgeni Mischakow Trainer / Assistent: Arkadi Tschernyschow / Anatoli Tarassow | Tor: Wladislaw Tretjak Verteidigung: Gennadi Zygankow, Igor Romischewski, Wiktor Kuskin, Wladimir Luttschenko, Waleri Wassiljew, Witali Dawydow Sturm: Boris Michailow (1), Wladimir Petrow (1), Waleri Charlamow (3), Wladimir Wikulow (3), Alexander Malzew, Anatoli Firsow (1), Jewgeni Simin, Wjatscheslaw Starschinow, Jewgeni Mischakow Trainer / Assistent: Arkadi Tschernyschow / Anatoli Tarassow | Tor: Wladislaw Tretjak Verteidigung: Gennadi Zygankow, Igor Romischewski, Wiktor Kuskin, Wladimir Luttschenko, Waleri Wassiljew, Witali Dawydow Sturm: Boris Michailow (1), Wladimir Petrow (1), Waleri Charlamow (3), Wladimir Wikulow (3), Alexander Malzew, Anatoli Firsow (1), Jewgeni Simin, Wjatscheslaw Starschinow, Jewgeni Mischakow Trainer / Assistent: Arkadi Tschernyschow / Anatoli Tarassow | Tor: Wladislaw Tretjak Verteidigung: Gennadi Zygankow, Igor Romischewski, Wiktor Kuskin, Wladimir Luttschenko, Waleri Wassiljew, Witali Dawydow Sturm: Boris Michailow (1), Wladimir Petrow (1), Waleri Charlamow (3), Wladimir Wikulow (3), Alexander Malzew, Anatoli Firsow (1), Jewgeni Simin, Wjatscheslaw Starschinow, Jewgeni Mischakow Trainer / Assistent: Arkadi Tschernyschow / Anatoli Tarassow | Tor: Wladislaw Tretjak Verteidigung: Gennadi Zygankow, Igor Romischewski, Wiktor Kuskin, Wladimir Luttschenko, Waleri Wassiljew, Witali Dawydow Sturm: Boris Michailow (1), Wladimir Petrow (1), Waleri Charlamow (3), Wladimir Wikulow (3), Alexander Malzew, Anatoli Firsow (1), Jewgeni Simin, Wjatscheslaw Starschinow, Jewgeni Mischakow Trainer / Assistent: Arkadi Tschernyschow / Anatoli Tarassow | Tor: Wladislaw Tretjak Verteidigung: Gennadi Zygankow, Igor Romischewski, Wiktor Kuskin, Wladimir Luttschenko, Waleri Wassiljew, Witali Dawydow Sturm: Boris Michailow (1), Wladimir Petrow (1), Waleri Charlamow (3), Wladimir Wikulow (3), Alexander Malzew, Anatoli Firsow (1), Jewgeni Simin, Wjatscheslaw Starschinow, Jewgeni Mischakow Trainer / Assistent: Arkadi Tschernyschow / Anatoli Tarassow |
| Nr. 320 26. September 1971 | 14:1 (1:1, 9:0, 4:0) | 0 BR Deutschland | A | 0Düsseldorf, BRD | 0Freundschaftsspiel | |
| Aufstellung                | Tor: Wiktor Singer Verteidigung: Gennadi Zygankow (1), Igor Romischewski, Wiktor Kuskin, Wladimir Luttschenko (1), Alexander Ragulin, Alexander Gussew Sturm: Boris Michailow, Wladimir Petrow (4), Waleri Charlamow, Wladimir Wikulow (3), Anatoli Firsow (2), Alexander Malzew (1), Jewgeni Simin (1), Wjatscheslaw Starschinow (1), Jewgeni Mischakow, Anatoli Motowilow Trainer / Assistent: Arkadi Tschernyschow / Anatoli Tarassow | Tor: Wiktor Singer Verteidigung: Gennadi Zygankow (1), Igor Romischewski, Wiktor Kuskin, Wladimir Luttschenko (1), Alexander Ragulin, Alexander Gussew Sturm: Boris Michailow, Wladimir Petrow (4), Waleri Charlamow, Wladimir Wikulow (3), Anatoli Firsow (2), Alexander Malzew (1), Jewgeni Simin (1), Wjatscheslaw Starschinow (1), Jewgeni Mischakow, Anatoli Motowilow Trainer / Assistent: Arkadi Tschernyschow / Anatoli Tarassow | Tor: Wiktor Singer Verteidigung: Gennadi Zygankow (1), Igor Romischewski, Wiktor Kuskin, Wladimir Luttschenko (1), Alexander Ragulin, Alexander Gussew Sturm: Boris Michailow, Wladimir Petrow (4), Waleri Charlamow, Wladimir Wikulow (3), Anatoli Firsow (2), Alexander Malzew (1), Jewgeni Simin (1), Wjatscheslaw Starschinow (1), Jewgeni Mischakow, Anatoli Motowilow Trainer / Assistent: Arkadi Tschernyschow / Anatoli Tarassow | Tor: Wiktor Singer Verteidigung: Gennadi Zygankow (1), Igor Romischewski, Wiktor Kuskin, Wladimir Luttschenko (1), Alexander Ragulin, Alexander Gussew Sturm: Boris Michailow, Wladimir Petrow (4), Waleri Charlamow, Wladimir Wikulow (3), Anatoli Firsow (2), Alexander Malzew (1), Jewgeni Simin (1), Wjatscheslaw Starschinow (1), Jewgeni Mischakow, Anatoli Motowilow Trainer / Assistent: Arkadi Tschernyschow / Anatoli Tarassow | Tor: Wiktor Singer Verteidigung: Gennadi Zygankow (1), Igor Romischewski, Wiktor Kuskin, Wladimir Luttschenko (1), Alexander Ragulin, Alexander Gussew Sturm: Boris Michailow, Wladimir Petrow (4), Waleri Charlamow, Wladimir Wikulow (3), Anatoli Firsow (2), Alexander Malzew (1), Jewgeni Simin (1), Wjatscheslaw Starschinow (1), Jewgeni Mischakow, Anatoli Motowilow Trainer / Assistent: Arkadi Tschernyschow / Anatoli Tarassow | Tor: Wiktor Singer Verteidigung: Gennadi Zygankow (1), Igor Romischewski, Wiktor Kuskin, Wladimir Luttschenko (1), Alexander Ragulin, Alexander Gussew Sturm: Boris Michailow, Wladimir Petrow (4), Waleri Charlamow, Wladimir Wikulow (3), Anatoli Firsow (2), Alexander Malzew (1), Jewgeni Simin (1), Wjatscheslaw Starschinow (1), Jewgeni Mischakow, Anatoli Motowilow Trainer / Assistent: Arkadi Tschernyschow / Anatoli Tarassow |
| Nr. 321 17. Dezember 1971  | 2:4 (0:3, 2:0, 0:1) | 0 Finnland | H | 0Moskau | 0Iswestija-Pokal 1971 | |
| Aufstellung                | Tor: Wiktor Konowalenko, Wladislaw Tretjak (21. Min.) Verteidigung: Gennadi Zygankow, Igor Romischewski, Wiktor Kuskin, Wladimir Luttschenko, Waleri Wassiljew, Witali Dawydow, Juri Ljapkin Sturm: Wladimir Wikulow (2), Anatoli Firsow, Waleri Charlamow, Boris Michailow, Wladimir Petrow, Juri Blinow, Anatoli Motowilow, Alexander Malzew, Jewgeni Simin, Alexander Martynjuk, Wladimir Schadrin Trainer / Assistent: Arkadi Tschernyschow / Anatoli Tarassow                                                                                 | Tor: Wiktor Konowalenko, Wladislaw Tretjak (21. Min.) Verteidigung: Gennadi Zygankow, Igor Romischewski, Wiktor Kuskin, Wladimir Luttschenko, Waleri Wassiljew, Witali Dawydow, Juri Ljapkin Sturm: Wladimir Wikulow (2), Anatoli Firsow, Waleri Charlamow, Boris Michailow, Wladimir Petrow, Juri Blinow, Anatoli Motowilow, Alexander Malzew, Jewgeni Simin, Alexander Martynjuk, Wladimir Schadrin Trainer / Assistent: Arkadi Tschernyschow / Anatoli Tarassow                                                                                 | Tor: Wiktor Konowalenko, Wladislaw Tretjak (21. Min.) Verteidigung: Gennadi Zygankow, Igor Romischewski, Wiktor Kuskin, Wladimir Luttschenko, Waleri Wassiljew, Witali Dawydow, Juri Ljapkin Sturm: Wladimir Wikulow (2), Anatoli Firsow, Waleri Charlamow, Boris Michailow, Wladimir Petrow, Juri Blinow, Anatoli Motowilow, Alexander Malzew, Jewgeni Simin, Alexander Martynjuk, Wladimir Schadrin Trainer / Assistent: Arkadi Tschernyschow / Anatoli Tarassow                                                                                 | Tor: Wiktor Konowalenko, Wladislaw Tretjak (21. Min.) Verteidigung: Gennadi Zygankow, Igor Romischewski, Wiktor Kuskin, Wladimir Luttschenko, Waleri Wassiljew, Witali Dawydow, Juri Ljapkin Sturm: Wladimir Wikulow (2), Anatoli Firsow, Waleri Charlamow, Boris Michailow, Wladimir Petrow, Juri Blinow, Anatoli Motowilow, Alexander Malzew, Jewgeni Simin, Alexander Martynjuk, Wladimir Schadrin Trainer / Assistent: Arkadi Tschernyschow / Anatoli Tarassow                                                                                 | Tor: Wiktor Konowalenko, Wladislaw Tretjak (21. Min.) Verteidigung: Gennadi Zygankow, Igor Romischewski, Wiktor Kuskin, Wladimir Luttschenko, Waleri Wassiljew, Witali Dawydow, Juri Ljapkin Sturm: Wladimir Wikulow (2), Anatoli Firsow, Waleri Charlamow, Boris Michailow, Wladimir Petrow, Juri Blinow, Anatoli Motowilow, Alexander Malzew, Jewgeni Simin, Alexander Martynjuk, Wladimir Schadrin Trainer / Assistent: Arkadi Tschernyschow / Anatoli Tarassow                                                                                 | Tor: Wiktor Konowalenko, Wladislaw Tretjak (21. Min.) Verteidigung: Gennadi Zygankow, Igor Romischewski, Wiktor Kuskin, Wladimir Luttschenko, Waleri Wassiljew, Witali Dawydow, Juri Ljapkin Sturm: Wladimir Wikulow (2), Anatoli Firsow, Waleri Charlamow, Boris Michailow, Wladimir Petrow, Juri Blinow, Anatoli Motowilow, Alexander Malzew, Jewgeni Simin, Alexander Martynjuk, Wladimir Schadrin Trainer / Assistent: Arkadi Tschernyschow / Anatoli Tarassow                                                                                 |
| Nr. 322 18. Dezember 1971  | 5:2 (1:0, 3:1, 1:1) | 0 Tschechoslowakei | H | 0Moskau | 0Iswestija-Pokal 1971 | |
| Aufstellung                | Tor: Wladislaw Tretjak Verteidigung: Gennadi Zygankow, Igor Romischewski, Wiktor Kuskin, Wladimir Luttschenko, Waleri Wassiljew, Witali Dawydow Sturm: Wladimir Wikulow (1), Anatoli Firsow (1), Waleri Charlamow (1), Boris Michailow, Wladimir Petrow, Juri Blinow (1), Alexander Martynjuk, Wladimir Schadrin, Jewgeni Simin, Alexander Malzew (1) Trainer / Assistent: Arkadi Tschernyschow / Anatoli Tarassow | Tor: Wladislaw Tretjak Verteidigung: Gennadi Zygankow, Igor Romischewski, Wiktor Kuskin, Wladimir Luttschenko, Waleri Wassiljew, Witali Dawydow Sturm: Wladimir Wikulow (1), Anatoli Firsow (1), Waleri Charlamow (1), Boris Michailow, Wladimir Petrow, Juri Blinow (1), Alexander Martynjuk, Wladimir Schadrin, Jewgeni Simin, Alexander Malzew (1) Trainer / Assistent: Arkadi Tschernyschow / Anatoli Tarassow | Tor: Wladislaw Tretjak Verteidigung: Gennadi Zygankow, Igor Romischewski, Wiktor Kuskin, Wladimir Luttschenko, Waleri Wassiljew, Witali Dawydow Sturm: Wladimir Wikulow (1), Anatoli Firsow (1), Waleri Charlamow (1), Boris Michailow, Wladimir Petrow, Juri Blinow (1), Alexander Martynjuk, Wladimir Schadrin, Jewgeni Simin, Alexander Malzew (1) Trainer / Assistent: Arkadi Tschernyschow / Anatoli Tarassow | Tor: Wladislaw Tretjak Verteidigung: Gennadi Zygankow, Igor Romischewski, Wiktor Kuskin, Wladimir Luttschenko, Waleri Wassiljew, Witali Dawydow Sturm: Wladimir Wikulow (1), Anatoli Firsow (1), Waleri Charlamow (1), Boris Michailow, Wladimir Petrow, Juri Blinow (1), Alexander Martynjuk, Wladimir Schadrin, Jewgeni Simin, Alexander Malzew (1) Trainer / Assistent: Arkadi Tschernyschow / Anatoli Tarassow | Tor: Wladislaw Tretjak Verteidigung: Gennadi Zygankow, Igor Romischewski, Wiktor Kuskin, Wladimir Luttschenko, Waleri Wassiljew, Witali Dawydow Sturm: Wladimir Wikulow (1), Anatoli Firsow (1), Waleri Charlamow (1), Boris Michailow, Wladimir Petrow, Juri Blinow (1), Alexander Martynjuk, Wladimir Schadrin, Jewgeni Simin, Alexander Malzew (1) Trainer / Assistent: Arkadi Tschernyschow / Anatoli Tarassow | Tor: Wladislaw Tretjak Verteidigung: Gennadi Zygankow, Igor Romischewski, Wiktor Kuskin, Wladimir Luttschenko, Waleri Wassiljew, Witali Dawydow Sturm: Wladimir Wikulow (1), Anatoli Firsow (1), Waleri Charlamow (1), Boris Michailow, Wladimir Petrow, Juri Blinow (1), Alexander Martynjuk, Wladimir Schadrin, Jewgeni Simin, Alexander Malzew (1) Trainer / Assistent: Arkadi Tschernyschow / Anatoli Tarassow |
| Nr. 323 20. Dezember 1971  | 12:1 (4:0, 5:0, 3:1) | 0 Schweden | H | 0Moskau | 0Iswestija-Pokal 1971 | 04. Gewinn des Iswestija-Pokals |
| Aufstellung                | Tor: Wladislaw Tretjak, Wiktor Konowalenko (41. Min.) Verteidigung: Gennadi Zygankow, Igor Romischewski, Wiktor Kuskin, Wladimir Luttschenko, Waleri Wassiljew, Witali Dawydow, Juri Ljapkin (1) Sturm: Wladimir Wikulow (2), Anatoli Firsow, Waleri Charlamow (2), Boris Michailow (2), Wladimir Petrow (1), Juri Blinow (1), Alexander Martynjuk (2), Wladimir Schadrin, Jewgeni Simin, Alexander Malzew (1), Anatoli Motowilow Trainer / Assistent: Arkadi Tschernyschow / Anatoli Tarassow                                                     | Tor: Wladislaw Tretjak, Wiktor Konowalenko (41. Min.) Verteidigung: Gennadi Zygankow, Igor Romischewski, Wiktor Kuskin, Wladimir Luttschenko, Waleri Wassiljew, Witali Dawydow, Juri Ljapkin (1) Sturm: Wladimir Wikulow (2), Anatoli Firsow, Waleri Charlamow (2), Boris Michailow (2), Wladimir Petrow (1), Juri Blinow (1), Alexander Martynjuk (2), Wladimir Schadrin, Jewgeni Simin, Alexander Malzew (1), Anatoli Motowilow Trainer / Assistent: Arkadi Tschernyschow / Anatoli Tarassow                                                     | Tor: Wladislaw Tretjak, Wiktor Konowalenko (41. Min.) Verteidigung: Gennadi Zygankow, Igor Romischewski, Wiktor Kuskin, Wladimir Luttschenko, Waleri Wassiljew, Witali Dawydow, Juri Ljapkin (1) Sturm: Wladimir Wikulow (2), Anatoli Firsow, Waleri Charlamow (2), Boris Michailow (2), Wladimir Petrow (1), Juri Blinow (1), Alexander Martynjuk (2), Wladimir Schadrin, Jewgeni Simin, Alexander Malzew (1), Anatoli Motowilow Trainer / Assistent: Arkadi Tschernyschow / Anatoli Tarassow                                                     | Tor: Wladislaw Tretjak, Wiktor Konowalenko (41. Min.) Verteidigung: Gennadi Zygankow, Igor Romischewski, Wiktor Kuskin, Wladimir Luttschenko, Waleri Wassiljew, Witali Dawydow, Juri Ljapkin (1) Sturm: Wladimir Wikulow (2), Anatoli Firsow, Waleri Charlamow (2), Boris Michailow (2), Wladimir Petrow (1), Juri Blinow (1), Alexander Martynjuk (2), Wladimir Schadrin, Jewgeni Simin, Alexander Malzew (1), Anatoli Motowilow Trainer / Assistent: Arkadi Tschernyschow / Anatoli Tarassow                                                     | Tor: Wladislaw Tretjak, Wiktor Konowalenko (41. Min.) Verteidigung: Gennadi Zygankow, Igor Romischewski, Wiktor Kuskin, Wladimir Luttschenko, Waleri Wassiljew, Witali Dawydow, Juri Ljapkin (1) Sturm: Wladimir Wikulow (2), Anatoli Firsow, Waleri Charlamow (2), Boris Michailow (2), Wladimir Petrow (1), Juri Blinow (1), Alexander Martynjuk (2), Wladimir Schadrin, Jewgeni Simin, Alexander Malzew (1), Anatoli Motowilow Trainer / Assistent: Arkadi Tschernyschow / Anatoli Tarassow                                                     | Tor: Wladislaw Tretjak, Wiktor Konowalenko (41. Min.) Verteidigung: Gennadi Zygankow, Igor Romischewski, Wiktor Kuskin, Wladimir Luttschenko, Waleri Wassiljew, Witali Dawydow, Juri Ljapkin (1) Sturm: Wladimir Wikulow (2), Anatoli Firsow, Waleri Charlamow (2), Boris Michailow (2), Wladimir Petrow (1), Juri Blinow (1), Alexander Martynjuk (2), Wladimir Schadrin, Jewgeni Simin, Alexander Malzew (1), Anatoli Motowilow Trainer / Assistent: Arkadi Tschernyschow / Anatoli Tarassow                                                     |
| Nr. 324 21. Dezember 1971  | 1:3 (1:1, 0:2, 0:0) | 0 Tschechoslowakei | H | 0Moskau | 0Freundschaftsspiel | |
| Aufstellung                | Tor: Wiktor Konowalenko Verteidigung: Wiktor Kuskin, Wladimir Luttschenko, Waleri Wassiljew, Witali Dawydow, Gennadi Zygankow, Juri Ljapkin, Igor Romischewski Sturm: Boris Michailow, Wladimir Petrow, Juri Blinow, Anatoli Motowilow, Alexander Malzew, Waleri Charlamow, Alexander Martynjuk, Wladimir Schadrin (1), Jewgeni Simin, Wladimir Wikulow, Anatoli Firsow Trainer / Assistent: Arkadi Tschernyschow / Anatoli Tarassow | Tor: Wiktor Konowalenko Verteidigung: Wiktor Kuskin, Wladimir Luttschenko, Waleri Wassiljew, Witali Dawydow, Gennadi Zygankow, Juri Ljapkin, Igor Romischewski Sturm: Boris Michailow, Wladimir Petrow, Juri Blinow, Anatoli Motowilow, Alexander Malzew, Waleri Charlamow, Alexander Martynjuk, Wladimir Schadrin (1), Jewgeni Simin, Wladimir Wikulow, Anatoli Firsow Trainer / Assistent: Arkadi Tschernyschow / Anatoli Tarassow | Tor: Wiktor Konowalenko Verteidigung: Wiktor Kuskin, Wladimir Luttschenko, Waleri Wassiljew, Witali Dawydow, Gennadi Zygankow, Juri Ljapkin, Igor Romischewski Sturm: Boris Michailow, Wladimir Petrow, Juri Blinow, Anatoli Motowilow, Alexander Malzew, Waleri Charlamow, Alexander Martynjuk, Wladimir Schadrin (1), Jewgeni Simin, Wladimir Wikulow, Anatoli Firsow Trainer / Assistent: Arkadi Tschernyschow / Anatoli Tarassow | Tor: Wiktor Konowalenko Verteidigung: Wiktor Kuskin, Wladimir Luttschenko, Waleri Wassiljew, Witali Dawydow, Gennadi Zygankow, Juri Ljapkin, Igor Romischewski Sturm: Boris Michailow, Wladimir Petrow, Juri Blinow, Anatoli Motowilow, Alexander Malzew, Waleri Charlamow, Alexander Martynjuk, Wladimir Schadrin (1), Jewgeni Simin, Wladimir Wikulow, Anatoli Firsow Trainer / Assistent: Arkadi Tschernyschow / Anatoli Tarassow | Tor: Wiktor Konowalenko Verteidigung: Wiktor Kuskin, Wladimir Luttschenko, Waleri Wassiljew, Witali Dawydow, Gennadi Zygankow, Juri Ljapkin, Igor Romischewski Sturm: Boris Michailow, Wladimir Petrow, Juri Blinow, Anatoli Motowilow, Alexander Malzew, Waleri Charlamow, Alexander Martynjuk, Wladimir Schadrin (1), Jewgeni Simin, Wladimir Wikulow, Anatoli Firsow Trainer / Assistent: Arkadi Tschernyschow / Anatoli Tarassow | Tor: Wiktor Konowalenko Verteidigung: Wiktor Kuskin, Wladimir Luttschenko, Waleri Wassiljew, Witali Dawydow, Gennadi Zygankow, Juri Ljapkin, Igor Romischewski Sturm: Boris Michailow, Wladimir Petrow, Juri Blinow, Anatoli Motowilow, Alexander Malzew, Waleri Charlamow, Alexander Martynjuk, Wladimir Schadrin (1), Jewgeni Simin, Wladimir Wikulow, Anatoli Firsow Trainer / Assistent: Arkadi Tschernyschow / Anatoli Tarassow |
| Nr. 325 20. Januar 1972    | 8:1 (3:1, 2:0, 3:0) | 0 Finnland | A | 0Helsinki, FIN | 0Freundschaftsspiel | |
| Aufstellung                | Tor: Wladislaw Tretjak Verteidigung: Wiktor Kuskin, Wladimir Luttschenko, Waleri Wassiljew, Witali Dawydow, Igor Romischewski, Wladimir Orlow Sturm: Boris Michailow, Wladimir Petrow, Juri Blinow (2), Jewgeni Mischakow, Alexander Malzew (2), Anatoli Motowilow, Jewgeni Simin (1), Wladimir Schadrin (1), Alexander Jakuschew (2) Trainer / Assistent: Arkadi Tschernyschow / Anatoli Tarassow | Tor: Wladislaw Tretjak Verteidigung: Wiktor Kuskin, Wladimir Luttschenko, Waleri Wassiljew, Witali Dawydow, Igor Romischewski, Wladimir Orlow Sturm: Boris Michailow, Wladimir Petrow, Juri Blinow (2), Jewgeni Mischakow, Alexander Malzew (2), Anatoli Motowilow, Jewgeni Simin (1), Wladimir Schadrin (1), Alexander Jakuschew (2) Trainer / Assistent: Arkadi Tschernyschow / Anatoli Tarassow | Tor: Wladislaw Tretjak Verteidigung: Wiktor Kuskin, Wladimir Luttschenko, Waleri Wassiljew, Witali Dawydow, Igor Romischewski, Wladimir Orlow Sturm: Boris Michailow, Wladimir Petrow, Juri Blinow (2), Jewgeni Mischakow, Alexander Malzew (2), Anatoli Motowilow, Jewgeni Simin (1), Wladimir Schadrin (1), Alexander Jakuschew (2) Trainer / Assistent: Arkadi Tschernyschow / Anatoli Tarassow | Tor: Wladislaw Tretjak Verteidigung: Wiktor Kuskin, Wladimir Luttschenko, Waleri Wassiljew, Witali Dawydow, Igor Romischewski, Wladimir Orlow Sturm: Boris Michailow, Wladimir Petrow, Juri Blinow (2), Jewgeni Mischakow, Alexander Malzew (2), Anatoli Motowilow, Jewgeni Simin (1), Wladimir Schadrin (1), Alexander Jakuschew (2) Trainer / Assistent: Arkadi Tschernyschow / Anatoli Tarassow | Tor: Wladislaw Tretjak Verteidigung: Wiktor Kuskin, Wladimir Luttschenko, Waleri Wassiljew, Witali Dawydow, Igor Romischewski, Wladimir Orlow Sturm: Boris Michailow, Wladimir Petrow, Juri Blinow (2), Jewgeni Mischakow, Alexander Malzew (2), Anatoli Motowilow, Jewgeni Simin (1), Wladimir Schadrin (1), Alexander Jakuschew (2) Trainer / Assistent: Arkadi Tschernyschow / Anatoli Tarassow | Tor: Wladislaw Tretjak Verteidigung: Wiktor Kuskin, Wladimir Luttschenko, Waleri Wassiljew, Witali Dawydow, Igor Romischewski, Wladimir Orlow Sturm: Boris Michailow, Wladimir Petrow, Juri Blinow (2), Jewgeni Mischakow, Alexander Malzew (2), Anatoli Motowilow, Jewgeni Simin (1), Wladimir Schadrin (1), Alexander Jakuschew (2) Trainer / Assistent: Arkadi Tschernyschow / Anatoli Tarassow |
| Nr. 326 21. Januar 1972    | 7:2 (3:1, 1:1, 3:0) | 0 Finnland | A | 0Tampere, FIN | 0Freundschaftsspiel | |
| Aufstellung                | Tor: Alexander Paschkow Verteidigung: Alexander Ragulin, Gennadi Zygankow, Waleri Wassiljew, Witali Dawydow, Igor Romischewski, Wladimir Orlow Sturm: Wladimir Wikulow (2), Anatoli Firsow (1), Waleri Charlamow (2), Jewgeni Mischakow, Alexander Malzew, Anatoli Motowilow, Jewgeni Simin (1), Wladimir Schadrin, Alexander Jakuschew (1) Trainer / Assistent: Arkadi Tschernyschow / Anatoli Tarassow | Tor: Alexander Paschkow Verteidigung: Alexander Ragulin, Gennadi Zygankow, Waleri Wassiljew, Witali Dawydow, Igor Romischewski, Wladimir Orlow Sturm: Wladimir Wikulow (2), Anatoli Firsow (1), Waleri Charlamow (2), Jewgeni Mischakow, Alexander Malzew, Anatoli Motowilow, Jewgeni Simin (1), Wladimir Schadrin, Alexander Jakuschew (1) Trainer / Assistent: Arkadi Tschernyschow / Anatoli Tarassow | Tor: Alexander Paschkow Verteidigung: Alexander Ragulin, Gennadi Zygankow, Waleri Wassiljew, Witali Dawydow, Igor Romischewski, Wladimir Orlow Sturm: Wladimir Wikulow (2), Anatoli Firsow (1), Waleri Charlamow (2), Jewgeni Mischakow, Alexander Malzew, Anatoli Motowilow, Jewgeni Simin (1), Wladimir Schadrin, Alexander Jakuschew (1) Trainer / Assistent: Arkadi Tschernyschow / Anatoli Tarassow | Tor: Alexander Paschkow Verteidigung: Alexander Ragulin, Gennadi Zygankow, Waleri Wassiljew, Witali Dawydow, Igor Romischewski, Wladimir Orlow Sturm: Wladimir Wikulow (2), Anatoli Firsow (1), Waleri Charlamow (2), Jewgeni Mischakow, Alexander Malzew, Anatoli Motowilow, Jewgeni Simin (1), Wladimir Schadrin, Alexander Jakuschew (1) Trainer / Assistent: Arkadi Tschernyschow / Anatoli Tarassow | Tor: Alexander Paschkow Verteidigung: Alexander Ragulin, Gennadi Zygankow, Waleri Wassiljew, Witali Dawydow, Igor Romischewski, Wladimir Orlow Sturm: Wladimir Wikulow (2), Anatoli Firsow (1), Waleri Charlamow (2), Jewgeni Mischakow, Alexander Malzew, Anatoli Motowilow, Jewgeni Simin (1), Wladimir Schadrin, Alexander Jakuschew (1) Trainer / Assistent: Arkadi Tschernyschow / Anatoli Tarassow | Tor: Alexander Paschkow Verteidigung: Alexander Ragulin, Gennadi Zygankow, Waleri Wassiljew, Witali Dawydow, Igor Romischewski, Wladimir Orlow Sturm: Wladimir Wikulow (2), Anatoli Firsow (1), Waleri Charlamow (2), Jewgeni Mischakow, Alexander Malzew, Anatoli Motowilow, Jewgeni Simin (1), Wladimir Schadrin, Alexander Jakuschew (1) Trainer / Assistent: Arkadi Tschernyschow / Anatoli Tarassow |
| Nr. 327 23. Januar 1972    | 7:4 (3:0, 3:2, 1:2) | 0 Schweden | A | 0Göteborg, SWE | 0Freundschaftsspiel | |
| Aufstellung                | Tor: Wladislaw Tretjak Verteidigung: Gennadi Zygankow (1), Alexander Ragulin, Wiktor Kuskin, Wladimir Luttschenko, Waleri Wassiljew, Witali Dawydow Sturm: Alexander Malzew, Anatoli Firsow, Waleri Charlamow (1), Boris Michailow, Wladimir Petrow, Juri Blinow (3), Jewgeni Simin, Wladimir Schadrin, Alexander Jakuschew (2) Trainer / Assistent: Arkadi Tschernyschow / Anatoli Tarassow | Tor: Wladislaw Tretjak Verteidigung: Gennadi Zygankow (1), Alexander Ragulin, Wiktor Kuskin, Wladimir Luttschenko, Waleri Wassiljew, Witali Dawydow Sturm: Alexander Malzew, Anatoli Firsow, Waleri Charlamow (1), Boris Michailow, Wladimir Petrow, Juri Blinow (3), Jewgeni Simin, Wladimir Schadrin, Alexander Jakuschew (2) Trainer / Assistent: Arkadi Tschernyschow / Anatoli Tarassow | Tor: Wladislaw Tretjak Verteidigung: Gennadi Zygankow (1), Alexander Ragulin, Wiktor Kuskin, Wladimir Luttschenko, Waleri Wassiljew, Witali Dawydow Sturm: Alexander Malzew, Anatoli Firsow, Waleri Charlamow (1), Boris Michailow, Wladimir Petrow, Juri Blinow (3), Jewgeni Simin, Wladimir Schadrin, Alexander Jakuschew (2) Trainer / Assistent: Arkadi Tschernyschow / Anatoli Tarassow | Tor: Wladislaw Tretjak Verteidigung: Gennadi Zygankow (1), Alexander Ragulin, Wiktor Kuskin, Wladimir Luttschenko, Waleri Wassiljew, Witali Dawydow Sturm: Alexander Malzew, Anatoli Firsow, Waleri Charlamow (1), Boris Michailow, Wladimir Petrow, Juri Blinow (3), Jewgeni Simin, Wladimir Schadrin, Alexander Jakuschew (2) Trainer / Assistent: Arkadi Tschernyschow / Anatoli Tarassow | Tor: Wladislaw Tretjak Verteidigung: Gennadi Zygankow (1), Alexander Ragulin, Wiktor Kuskin, Wladimir Luttschenko, Waleri Wassiljew, Witali Dawydow Sturm: Alexander Malzew, Anatoli Firsow, Waleri Charlamow (1), Boris Michailow, Wladimir Petrow, Juri Blinow (3), Jewgeni Simin, Wladimir Schadrin, Alexander Jakuschew (2) Trainer / Assistent: Arkadi Tschernyschow / Anatoli Tarassow | Tor: Wladislaw Tretjak Verteidigung: Gennadi Zygankow (1), Alexander Ragulin, Wiktor Kuskin, Wladimir Luttschenko, Waleri Wassiljew, Witali Dawydow Sturm: Alexander Malzew, Anatoli Firsow, Waleri Charlamow (1), Boris Michailow, Wladimir Petrow, Juri Blinow (3), Jewgeni Simin, Wladimir Schadrin, Alexander Jakuschew (2) Trainer / Assistent: Arkadi Tschernyschow / Anatoli Tarassow |
| Nr. 328 24. Januar 1972    | 3:4 (0:1, 2:2, 1:1) | 0 Schweden | A | 0Stockholm, SWE | 0Freundschaftsspiel | |
| Aufstellung                | Tor: Alexander Paschkow Verteidigung: Gennadi Zygankow, Alexander Ragulin, Wiktor Kuskin, Igor Romischewski, Waleri Wassiljew, Witali Dawydow, Wladimir Luttschenko Sturm: Wladimir Wikulow, Anatoli Firsow (1), Waleri Charlamow (1), Jewgeni Mischakow, Wladimir Petrow, Juri Blinow, Jewgeni Simin, Alexander Malzew, Alexander Jakuschew, Boris Michailow (1) Trainer / Assistent: Arkadi Tschernyschow / Anatoli Tarassow | Tor: Alexander Paschkow Verteidigung: Gennadi Zygankow, Alexander Ragulin, Wiktor Kuskin, Igor Romischewski, Waleri Wassiljew, Witali Dawydow, Wladimir Luttschenko Sturm: Wladimir Wikulow, Anatoli Firsow (1), Waleri Charlamow (1), Jewgeni Mischakow, Wladimir Petrow, Juri Blinow, Jewgeni Simin, Alexander Malzew, Alexander Jakuschew, Boris Michailow (1) Trainer / Assistent: Arkadi Tschernyschow / Anatoli Tarassow | Tor: Alexander Paschkow Verteidigung: Gennadi Zygankow, Alexander Ragulin, Wiktor Kuskin, Igor Romischewski, Waleri Wassiljew, Witali Dawydow, Wladimir Luttschenko Sturm: Wladimir Wikulow, Anatoli Firsow (1), Waleri Charlamow (1), Jewgeni Mischakow, Wladimir Petrow, Juri Blinow, Jewgeni Simin, Alexander Malzew, Alexander Jakuschew, Boris Michailow (1) Trainer / Assistent: Arkadi Tschernyschow / Anatoli Tarassow | Tor: Alexander Paschkow Verteidigung: Gennadi Zygankow, Alexander Ragulin, Wiktor Kuskin, Igor Romischewski, Waleri Wassiljew, Witali Dawydow, Wladimir Luttschenko Sturm: Wladimir Wikulow, Anatoli Firsow (1), Waleri Charlamow (1), Jewgeni Mischakow, Wladimir Petrow, Juri Blinow, Jewgeni Simin, Alexander Malzew, Alexander Jakuschew, Boris Michailow (1) Trainer / Assistent: Arkadi Tschernyschow / Anatoli Tarassow | Tor: Alexander Paschkow Verteidigung: Gennadi Zygankow, Alexander Ragulin, Wiktor Kuskin, Igor Romischewski, Waleri Wassiljew, Witali Dawydow, Wladimir Luttschenko Sturm: Wladimir Wikulow, Anatoli Firsow (1), Waleri Charlamow (1), Jewgeni Mischakow, Wladimir Petrow, Juri Blinow, Jewgeni Simin, Alexander Malzew, Alexander Jakuschew, Boris Michailow (1) Trainer / Assistent: Arkadi Tschernyschow / Anatoli Tarassow | Tor: Alexander Paschkow Verteidigung: Gennadi Zygankow, Alexander Ragulin, Wiktor Kuskin, Igor Romischewski, Waleri Wassiljew, Witali Dawydow, Wladimir Luttschenko Sturm: Wladimir Wikulow, Anatoli Firsow (1), Waleri Charlamow (1), Jewgeni Mischakow, Wladimir Petrow, Juri Blinow, Jewgeni Simin, Alexander Malzew, Alexander Jakuschew, Boris Michailow (1) Trainer / Assistent: Arkadi Tschernyschow / Anatoli Tarassow |
| Nr. 329 1. Februar 1972    | 14:1 (7:1, 5:0, 2:0) | 0 BR Deutschland | * | 0Sapporo, JPN | 0Freundschaftsspiel | |
| Aufstellung                | Tor: Wladislaw Tretjak, Alexander Paschkow (41. Min.) Verteidigung: Alexander Ragulin, Gennadi Zygankow, Wiktor Kuskin, Wladimir Luttschenko (1), Waleri Wassiljew, Witali Dawydow, Igor Romischewski Sturm: Wladimir Wikulow, Anatoli Firsow (4), Waleri Charlamow, Boris Michailow (1), Wladimir Petrow (2), Juri Blinow, Alexander Malzew (1), Wladimir Schadrin (3), Alexander Jakuschew (1), Jewgeni Mischakow (1), Jewgeni Simin Trainer / Assistent: Arkadi Tschernyschow / Anatoli Tarassow                                                | Tor: Wladislaw Tretjak, Alexander Paschkow (41. Min.) Verteidigung: Alexander Ragulin, Gennadi Zygankow, Wiktor Kuskin, Wladimir Luttschenko (1), Waleri Wassiljew, Witali Dawydow, Igor Romischewski Sturm: Wladimir Wikulow, Anatoli Firsow (4), Waleri Charlamow, Boris Michailow (1), Wladimir Petrow (2), Juri Blinow, Alexander Malzew (1), Wladimir Schadrin (3), Alexander Jakuschew (1), Jewgeni Mischakow (1), Jewgeni Simin Trainer / Assistent: Arkadi Tschernyschow / Anatoli Tarassow                                                | Tor: Wladislaw Tretjak, Alexander Paschkow (41. Min.) Verteidigung: Alexander Ragulin, Gennadi Zygankow, Wiktor Kuskin, Wladimir Luttschenko (1), Waleri Wassiljew, Witali Dawydow, Igor Romischewski Sturm: Wladimir Wikulow, Anatoli Firsow (4), Waleri Charlamow, Boris Michailow (1), Wladimir Petrow (2), Juri Blinow, Alexander Malzew (1), Wladimir Schadrin (3), Alexander Jakuschew (1), Jewgeni Mischakow (1), Jewgeni Simin Trainer / Assistent: Arkadi Tschernyschow / Anatoli Tarassow                                                | Tor: Wladislaw Tretjak, Alexander Paschkow (41. Min.) Verteidigung: Alexander Ragulin, Gennadi Zygankow, Wiktor Kuskin, Wladimir Luttschenko (1), Waleri Wassiljew, Witali Dawydow, Igor Romischewski Sturm: Wladimir Wikulow, Anatoli Firsow (4), Waleri Charlamow, Boris Michailow (1), Wladimir Petrow (2), Juri Blinow, Alexander Malzew (1), Wladimir Schadrin (3), Alexander Jakuschew (1), Jewgeni Mischakow (1), Jewgeni Simin Trainer / Assistent: Arkadi Tschernyschow / Anatoli Tarassow                                                | Tor: Wladislaw Tretjak, Alexander Paschkow (41. Min.) Verteidigung: Alexander Ragulin, Gennadi Zygankow, Wiktor Kuskin, Wladimir Luttschenko (1), Waleri Wassiljew, Witali Dawydow, Igor Romischewski Sturm: Wladimir Wikulow, Anatoli Firsow (4), Waleri Charlamow, Boris Michailow (1), Wladimir Petrow (2), Juri Blinow, Alexander Malzew (1), Wladimir Schadrin (3), Alexander Jakuschew (1), Jewgeni Mischakow (1), Jewgeni Simin Trainer / Assistent: Arkadi Tschernyschow / Anatoli Tarassow                                                | Tor: Wladislaw Tretjak, Alexander Paschkow (41. Min.) Verteidigung: Alexander Ragulin, Gennadi Zygankow, Wiktor Kuskin, Wladimir Luttschenko (1), Waleri Wassiljew, Witali Dawydow, Igor Romischewski Sturm: Wladimir Wikulow, Anatoli Firsow (4), Waleri Charlamow, Boris Michailow (1), Wladimir Petrow (2), Juri Blinow, Alexander Malzew (1), Wladimir Schadrin (3), Alexander Jakuschew (1), Jewgeni Mischakow (1), Jewgeni Simin Trainer / Assistent: Arkadi Tschernyschow / Anatoli Tarassow                                                |
| Nr. 330 5. Februar 1972    | 9:3 (3:2, 3:1, 3:0) | 0 Finnland | * | 0Sapporo, JPN | 0OS 1972 | |
| Aufstellung                | Tor: Wladislaw Tretjak Verteidigung: Alexander Ragulin, Gennadi Zygankow (1), Wiktor Kuskin, Wladimir Luttschenko, Waleri Wassiljew, Witali Dawydow Sturm: Wladimir Wikulow (2), Anatoli Firsow, Waleri Charlamow (3), Boris Michailow, Wladimir Petrow, Juri Blinow (1), Alexander Malzew (2), Wladimir Schadrin, Alexander Jakuschew Trainer / Assistent: Arkadi Tschernyschow / Anatoli Tarassow | Tor: Wladislaw Tretjak Verteidigung: Alexander Ragulin, Gennadi Zygankow (1), Wiktor Kuskin, Wladimir Luttschenko, Waleri Wassiljew, Witali Dawydow Sturm: Wladimir Wikulow (2), Anatoli Firsow, Waleri Charlamow (3), Boris Michailow, Wladimir Petrow, Juri Blinow (1), Alexander Malzew (2), Wladimir Schadrin, Alexander Jakuschew Trainer / Assistent: Arkadi Tschernyschow / Anatoli Tarassow | Tor: Wladislaw Tretjak Verteidigung: Alexander Ragulin, Gennadi Zygankow (1), Wiktor Kuskin, Wladimir Luttschenko, Waleri Wassiljew, Witali Dawydow Sturm: Wladimir Wikulow (2), Anatoli Firsow, Waleri Charlamow (3), Boris Michailow, Wladimir Petrow, Juri Blinow (1), Alexander Malzew (2), Wladimir Schadrin, Alexander Jakuschew Trainer / Assistent: Arkadi Tschernyschow / Anatoli Tarassow | Tor: Wladislaw Tretjak Verteidigung: Alexander Ragulin, Gennadi Zygankow (1), Wiktor Kuskin, Wladimir Luttschenko, Waleri Wassiljew, Witali Dawydow Sturm: Wladimir Wikulow (2), Anatoli Firsow, Waleri Charlamow (3), Boris Michailow, Wladimir Petrow, Juri Blinow (1), Alexander Malzew (2), Wladimir Schadrin, Alexander Jakuschew Trainer / Assistent: Arkadi Tschernyschow / Anatoli Tarassow | Tor: Wladislaw Tretjak Verteidigung: Alexander Ragulin, Gennadi Zygankow (1), Wiktor Kuskin, Wladimir Luttschenko, Waleri Wassiljew, Witali Dawydow Sturm: Wladimir Wikulow (2), Anatoli Firsow, Waleri Charlamow (3), Boris Michailow, Wladimir Petrow, Juri Blinow (1), Alexander Malzew (2), Wladimir Schadrin, Alexander Jakuschew Trainer / Assistent: Arkadi Tschernyschow / Anatoli Tarassow | Tor: Wladislaw Tretjak Verteidigung: Alexander Ragulin, Gennadi Zygankow (1), Wiktor Kuskin, Wladimir Luttschenko, Waleri Wassiljew, Witali Dawydow Sturm: Wladimir Wikulow (2), Anatoli Firsow, Waleri Charlamow (3), Boris Michailow, Wladimir Petrow, Juri Blinow (1), Alexander Malzew (2), Wladimir Schadrin, Alexander Jakuschew Trainer / Assistent: Arkadi Tschernyschow / Anatoli Tarassow |
| Nr. 331 7. Februar 1972    | 3:3 (1:0, 1:0, 1:3) | 0 Schweden | * | 0Sapporo, JPN | 0OS 1972 | |
| Aufstellung                | Tor: Wladislaw Tretjak Verteidigung: Alexander Ragulin, Gennadi Zygankow, Wladimir Luttschenko, Igor Romischewski, Wiktor Kuskin, Witali Dawydow Sturm: Wladimir Wikulow, Anatoli Firsow (1), Waleri Charlamow (2), Jewgeni Mischakow, Wladimir Petrow, Juri Blinow, Alexander Malzew, Wladimir Schadrin, Alexander Jakuschew Trainer / Assistent: Arkadi Tschernyschow / Anatoli Tarassow | Tor: Wladislaw Tretjak Verteidigung: Alexander Ragulin, Gennadi Zygankow, Wladimir Luttschenko, Igor Romischewski, Wiktor Kuskin, Witali Dawydow Sturm: Wladimir Wikulow, Anatoli Firsow (1), Waleri Charlamow (2), Jewgeni Mischakow, Wladimir Petrow, Juri Blinow, Alexander Malzew, Wladimir Schadrin, Alexander Jakuschew Trainer / Assistent: Arkadi Tschernyschow / Anatoli Tarassow | Tor: Wladislaw Tretjak Verteidigung: Alexander Ragulin, Gennadi Zygankow, Wladimir Luttschenko, Igor Romischewski, Wiktor Kuskin, Witali Dawydow Sturm: Wladimir Wikulow, Anatoli Firsow (1), Waleri Charlamow (2), Jewgeni Mischakow, Wladimir Petrow, Juri Blinow, Alexander Malzew, Wladimir Schadrin, Alexander Jakuschew Trainer / Assistent: Arkadi Tschernyschow / Anatoli Tarassow | Tor: Wladislaw Tretjak Verteidigung: Alexander Ragulin, Gennadi Zygankow, Wladimir Luttschenko, Igor Romischewski, Wiktor Kuskin, Witali Dawydow Sturm: Wladimir Wikulow, Anatoli Firsow (1), Waleri Charlamow (2), Jewgeni Mischakow, Wladimir Petrow, Juri Blinow, Alexander Malzew, Wladimir Schadrin, Alexander Jakuschew Trainer / Assistent: Arkadi Tschernyschow / Anatoli Tarassow | Tor: Wladislaw Tretjak Verteidigung: Alexander Ragulin, Gennadi Zygankow, Wladimir Luttschenko, Igor Romischewski, Wiktor Kuskin, Witali Dawydow Sturm: Wladimir Wikulow, Anatoli Firsow (1), Waleri Charlamow (2), Jewgeni Mischakow, Wladimir Petrow, Juri Blinow, Alexander Malzew, Wladimir Schadrin, Alexander Jakuschew Trainer / Assistent: Arkadi Tschernyschow / Anatoli Tarassow | Tor: Wladislaw Tretjak Verteidigung: Alexander Ragulin, Gennadi Zygankow, Wladimir Luttschenko, Igor Romischewski, Wiktor Kuskin, Witali Dawydow Sturm: Wladimir Wikulow, Anatoli Firsow (1), Waleri Charlamow (2), Jewgeni Mischakow, Wladimir Petrow, Juri Blinow, Alexander Malzew, Wladimir Schadrin, Alexander Jakuschew Trainer / Assistent: Arkadi Tschernyschow / Anatoli Tarassow |
| Nr. 332 9. Februar 1972    | 7:2 (2:0, 3:0, 2:2) | 0 Vereinigte Staaten | * | 0Sapporo, JPN | 0OS 1972 | |
| Aufstellung                | Tor: Wladislaw Tretjak Verteidigung: Alexander Ragulin, Gennadi Zygankow (1), Wladimir Luttschenko, Igor Romischewski, Wiktor Kuskin, Witali Dawydow Sturm: Wladimir Wikulow (1), Anatoli Firsow, Waleri Charlamow (1), Jewgeni Mischakow, Wladimir Petrow, Juri Blinow (1), Jewgeni Simin (1), Alexander Malzew (2), Alexander Jakuschew Trainer / Assistent: Arkadi Tschernyschow / Anatoli Tarassow | Tor: Wladislaw Tretjak Verteidigung: Alexander Ragulin, Gennadi Zygankow (1), Wladimir Luttschenko, Igor Romischewski, Wiktor Kuskin, Witali Dawydow Sturm: Wladimir Wikulow (1), Anatoli Firsow, Waleri Charlamow (1), Jewgeni Mischakow, Wladimir Petrow, Juri Blinow (1), Jewgeni Simin (1), Alexander Malzew (2), Alexander Jakuschew Trainer / Assistent: Arkadi Tschernyschow / Anatoli Tarassow | Tor: Wladislaw Tretjak Verteidigung: Alexander Ragulin, Gennadi Zygankow (1), Wladimir Luttschenko, Igor Romischewski, Wiktor Kuskin, Witali Dawydow Sturm: Wladimir Wikulow (1), Anatoli Firsow, Waleri Charlamow (1), Jewgeni Mischakow, Wladimir Petrow, Juri Blinow (1), Jewgeni Simin (1), Alexander Malzew (2), Alexander Jakuschew Trainer / Assistent: Arkadi Tschernyschow / Anatoli Tarassow | Tor: Wladislaw Tretjak Verteidigung: Alexander Ragulin, Gennadi Zygankow (1), Wladimir Luttschenko, Igor Romischewski, Wiktor Kuskin, Witali Dawydow Sturm: Wladimir Wikulow (1), Anatoli Firsow, Waleri Charlamow (1), Jewgeni Mischakow, Wladimir Petrow, Juri Blinow (1), Jewgeni Simin (1), Alexander Malzew (2), Alexander Jakuschew Trainer / Assistent: Arkadi Tschernyschow / Anatoli Tarassow | Tor: Wladislaw Tretjak Verteidigung: Alexander Ragulin, Gennadi Zygankow (1), Wladimir Luttschenko, Igor Romischewski, Wiktor Kuskin, Witali Dawydow Sturm: Wladimir Wikulow (1), Anatoli Firsow, Waleri Charlamow (1), Jewgeni Mischakow, Wladimir Petrow, Juri Blinow (1), Jewgeni Simin (1), Alexander Malzew (2), Alexander Jakuschew Trainer / Assistent: Arkadi Tschernyschow / Anatoli Tarassow | Tor: Wladislaw Tretjak Verteidigung: Alexander Ragulin, Gennadi Zygankow (1), Wladimir Luttschenko, Igor Romischewski, Wiktor Kuskin, Witali Dawydow Sturm: Wladimir Wikulow (1), Anatoli Firsow, Waleri Charlamow (1), Jewgeni Mischakow, Wladimir Petrow, Juri Blinow (1), Jewgeni Simin (1), Alexander Malzew (2), Alexander Jakuschew Trainer / Assistent: Arkadi Tschernyschow / Anatoli Tarassow |
| Nr. 333 10. Februar 1972   | 9:3 (4:0, 4:2, 1:1) | 0 Polen | * | 0Sapporo, JPN | 0OS 1972 | |
| Aufstellung                | Tor: Alexander Paschkow Verteidigung: Alexander Ragulin, Gennadi Zygankow (1), Wladimir Luttschenko, Igor Romischewski, Waleri Wassiljew, Wiktor Kuskin (1) Sturm: Wladimir Wikulow (2), Anatoli Firsow, Waleri Charlamow (3), Boris Michailow (1), Jewgeni Mischakow, Juri Blinow, Alexander Malzew, Wladimir Schadrin (1), Alexander Jakuschew Trainer / Assistent: Arkadi Tschernyschow / Anatoli Tarassow | Tor: Alexander Paschkow Verteidigung: Alexander Ragulin, Gennadi Zygankow (1), Wladimir Luttschenko, Igor Romischewski, Waleri Wassiljew, Wiktor Kuskin (1) Sturm: Wladimir Wikulow (2), Anatoli Firsow, Waleri Charlamow (3), Boris Michailow (1), Jewgeni Mischakow, Juri Blinow, Alexander Malzew, Wladimir Schadrin (1), Alexander Jakuschew Trainer / Assistent: Arkadi Tschernyschow / Anatoli Tarassow | Tor: Alexander Paschkow Verteidigung: Alexander Ragulin, Gennadi Zygankow (1), Wladimir Luttschenko, Igor Romischewski, Waleri Wassiljew, Wiktor Kuskin (1) Sturm: Wladimir Wikulow (2), Anatoli Firsow, Waleri Charlamow (3), Boris Michailow (1), Jewgeni Mischakow, Juri Blinow, Alexander Malzew, Wladimir Schadrin (1), Alexander Jakuschew Trainer / Assistent: Arkadi Tschernyschow / Anatoli Tarassow | Tor: Alexander Paschkow Verteidigung: Alexander Ragulin, Gennadi Zygankow (1), Wladimir Luttschenko, Igor Romischewski, Waleri Wassiljew, Wiktor Kuskin (1) Sturm: Wladimir Wikulow (2), Anatoli Firsow, Waleri Charlamow (3), Boris Michailow (1), Jewgeni Mischakow, Juri Blinow, Alexander Malzew, Wladimir Schadrin (1), Alexander Jakuschew Trainer / Assistent: Arkadi Tschernyschow / Anatoli Tarassow | Tor: Alexander Paschkow Verteidigung: Alexander Ragulin, Gennadi Zygankow (1), Wladimir Luttschenko, Igor Romischewski, Waleri Wassiljew, Wiktor Kuskin (1) Sturm: Wladimir Wikulow (2), Anatoli Firsow, Waleri Charlamow (3), Boris Michailow (1), Jewgeni Mischakow, Juri Blinow, Alexander Malzew, Wladimir Schadrin (1), Alexander Jakuschew Trainer / Assistent: Arkadi Tschernyschow / Anatoli Tarassow | Tor: Alexander Paschkow Verteidigung: Alexander Ragulin, Gennadi Zygankow (1), Wladimir Luttschenko, Igor Romischewski, Waleri Wassiljew, Wiktor Kuskin (1) Sturm: Wladimir Wikulow (2), Anatoli Firsow, Waleri Charlamow (3), Boris Michailow (1), Jewgeni Mischakow, Juri Blinow, Alexander Malzew, Wladimir Schadrin (1), Alexander Jakuschew Trainer / Assistent: Arkadi Tschernyschow / Anatoli Tarassow |
| Nr. 334 13. Februar 1972   | 5:2 (2:0, 2:1, 1:1) | 0 Tschechoslowakei | * | 0Sapporo, JPN | 0OS 1972 | 04. Olympiasieg |
| Aufstellung                | Tor: Wladislaw Tretjak Verteidigung: Alexander Ragulin, Gennadi Zygankow, Wladimir Luttschenko, Igor Romischewski, Wiktor Kuskin, Witali Dawydow Sturm: Wladimir Wikulow, Anatoli Firsow (1), Waleri Charlamow, Boris Michailow (1), Wladimir Petrow, Juri Blinow (1), Alexander Malzew, Jewgeni Mischakow (2), Alexander Jakuschew Trainer / Assistent: Arkadi Tschernyschow / Anatoli Tarassow | Tor: Wladislaw Tretjak Verteidigung: Alexander Ragulin, Gennadi Zygankow, Wladimir Luttschenko, Igor Romischewski, Wiktor Kuskin, Witali Dawydow Sturm: Wladimir Wikulow, Anatoli Firsow (1), Waleri Charlamow, Boris Michailow (1), Wladimir Petrow, Juri Blinow (1), Alexander Malzew, Jewgeni Mischakow (2), Alexander Jakuschew Trainer / Assistent: Arkadi Tschernyschow / Anatoli Tarassow | Tor: Wladislaw Tretjak Verteidigung: Alexander Ragulin, Gennadi Zygankow, Wladimir Luttschenko, Igor Romischewski, Wiktor Kuskin, Witali Dawydow Sturm: Wladimir Wikulow, Anatoli Firsow (1), Waleri Charlamow, Boris Michailow (1), Wladimir Petrow, Juri Blinow (1), Alexander Malzew, Jewgeni Mischakow (2), Alexander Jakuschew Trainer / Assistent: Arkadi Tschernyschow / Anatoli Tarassow | Tor: Wladislaw Tretjak Verteidigung: Alexander Ragulin, Gennadi Zygankow, Wladimir Luttschenko, Igor Romischewski, Wiktor Kuskin, Witali Dawydow Sturm: Wladimir Wikulow, Anatoli Firsow (1), Waleri Charlamow, Boris Michailow (1), Wladimir Petrow, Juri Blinow (1), Alexander Malzew, Jewgeni Mischakow (2), Alexander Jakuschew Trainer / Assistent: Arkadi Tschernyschow / Anatoli Tarassow | Tor: Wladislaw Tretjak Verteidigung: Alexander Ragulin, Gennadi Zygankow, Wladimir Luttschenko, Igor Romischewski, Wiktor Kuskin, Witali Dawydow Sturm: Wladimir Wikulow, Anatoli Firsow (1), Waleri Charlamow, Boris Michailow (1), Wladimir Petrow, Juri Blinow (1), Alexander Malzew, Jewgeni Mischakow (2), Alexander Jakuschew Trainer / Assistent: Arkadi Tschernyschow / Anatoli Tarassow | Tor: Wladislaw Tretjak Verteidigung: Alexander Ragulin, Gennadi Zygankow, Wladimir Luttschenko, Igor Romischewski, Wiktor Kuskin, Witali Dawydow Sturm: Wladimir Wikulow, Anatoli Firsow (1), Waleri Charlamow, Boris Michailow (1), Wladimir Petrow, Juri Blinow (1), Alexander Malzew, Jewgeni Mischakow (2), Alexander Jakuschew Trainer / Assistent: Arkadi Tschernyschow / Anatoli Tarassow |
| Nr. 335 15. Februar 1972   | 10:0 (3:0, 3:0, 4:0) | 0 Polen | * | 0Tokio, JPN | 0Freundschaftsspiel | |
| Aufstellung                | Tor: Alexander Paschkow Verteidigung: Alexander Ragulin, Gennadi Zygankow (1), Wladimir Luttschenko, Igor Romischewski, Wiktor Kuskin, Witali Dawydow, Waleri Wassiljew Sturm: Wladimir Wikulow (1), Anatoli Firsow, Waleri Charlamow (1), Jewgeni Mischakow (1), Wladimir Petrow, Juri Blinow (2), Alexander Malzew (1), Wladimir Schadrin, Alexander Jakuschew (1), Jewgeni Simin (2) Trainer / Assistent: Arkadi Tschernyschow / Anatoli Tarassow                                                                                               | Tor: Alexander Paschkow Verteidigung: Alexander Ragulin, Gennadi Zygankow (1), Wladimir Luttschenko, Igor Romischewski, Wiktor Kuskin, Witali Dawydow, Waleri Wassiljew Sturm: Wladimir Wikulow (1), Anatoli Firsow, Waleri Charlamow (1), Jewgeni Mischakow (1), Wladimir Petrow, Juri Blinow (2), Alexander Malzew (1), Wladimir Schadrin, Alexander Jakuschew (1), Jewgeni Simin (2) Trainer / Assistent: Arkadi Tschernyschow / Anatoli Tarassow                                                                                               | Tor: Alexander Paschkow Verteidigung: Alexander Ragulin, Gennadi Zygankow (1), Wladimir Luttschenko, Igor Romischewski, Wiktor Kuskin, Witali Dawydow, Waleri Wassiljew Sturm: Wladimir Wikulow (1), Anatoli Firsow, Waleri Charlamow (1), Jewgeni Mischakow (1), Wladimir Petrow, Juri Blinow (2), Alexander Malzew (1), Wladimir Schadrin, Alexander Jakuschew (1), Jewgeni Simin (2) Trainer / Assistent: Arkadi Tschernyschow / Anatoli Tarassow                                                                                               | Tor: Alexander Paschkow Verteidigung: Alexander Ragulin, Gennadi Zygankow (1), Wladimir Luttschenko, Igor Romischewski, Wiktor Kuskin, Witali Dawydow, Waleri Wassiljew Sturm: Wladimir Wikulow (1), Anatoli Firsow, Waleri Charlamow (1), Jewgeni Mischakow (1), Wladimir Petrow, Juri Blinow (2), Alexander Malzew (1), Wladimir Schadrin, Alexander Jakuschew (1), Jewgeni Simin (2) Trainer / Assistent: Arkadi Tschernyschow / Anatoli Tarassow                                                                                               | Tor: Alexander Paschkow Verteidigung: Alexander Ragulin, Gennadi Zygankow (1), Wladimir Luttschenko, Igor Romischewski, Wiktor Kuskin, Witali Dawydow, Waleri Wassiljew Sturm: Wladimir Wikulow (1), Anatoli Firsow, Waleri Charlamow (1), Jewgeni Mischakow (1), Wladimir Petrow, Juri Blinow (2), Alexander Malzew (1), Wladimir Schadrin, Alexander Jakuschew (1), Jewgeni Simin (2) Trainer / Assistent: Arkadi Tschernyschow / Anatoli Tarassow                                                                                               | Tor: Alexander Paschkow Verteidigung: Alexander Ragulin, Gennadi Zygankow (1), Wladimir Luttschenko, Igor Romischewski, Wiktor Kuskin, Witali Dawydow, Waleri Wassiljew Sturm: Wladimir Wikulow (1), Anatoli Firsow, Waleri Charlamow (1), Jewgeni Mischakow (1), Wladimir Petrow, Juri Blinow (2), Alexander Malzew (1), Wladimir Schadrin, Alexander Jakuschew (1), Jewgeni Simin (2) Trainer / Assistent: Arkadi Tschernyschow / Anatoli Tarassow                                                                                               |
| Nr. 336 16. Februar 1972   | 9:5 (2:2, 3:1, 4:2) | 0 Japan | A | 0Tokio, JPN | 0Freundschaftsspiel | |
| Aufstellung                | Tor: Alexander Paschkow Verteidigung: Alexander Ragulin, Gennadi Zygankow, Wladimir Luttschenko, Igor Romischewski, Wiktor Kuskin, Witali Dawydow, Waleri Wassiljew Sturm: Wladimir Wikulow (2), Anatoli Firsow (1), Waleri Charlamow (1), Jewgeni Mischakow (1), Wladimir Petrow (1), Juri Blinow (1), Alexander Malzew (1), Wladimir Schadrin (1), Alexander Jakuschew, Jewgeni Simin Trainer / Assistent: Arkadi Tschernyschow / Anatoli Tarassow                                                                                               | Tor: Alexander Paschkow Verteidigung: Alexander Ragulin, Gennadi Zygankow, Wladimir Luttschenko, Igor Romischewski, Wiktor Kuskin, Witali Dawydow, Waleri Wassiljew Sturm: Wladimir Wikulow (2), Anatoli Firsow (1), Waleri Charlamow (1), Jewgeni Mischakow (1), Wladimir Petrow (1), Juri Blinow (1), Alexander Malzew (1), Wladimir Schadrin (1), Alexander Jakuschew, Jewgeni Simin Trainer / Assistent: Arkadi Tschernyschow / Anatoli Tarassow                                                                                               | Tor: Alexander Paschkow Verteidigung: Alexander Ragulin, Gennadi Zygankow, Wladimir Luttschenko, Igor Romischewski, Wiktor Kuskin, Witali Dawydow, Waleri Wassiljew Sturm: Wladimir Wikulow (2), Anatoli Firsow (1), Waleri Charlamow (1), Jewgeni Mischakow (1), Wladimir Petrow (1), Juri Blinow (1), Alexander Malzew (1), Wladimir Schadrin (1), Alexander Jakuschew, Jewgeni Simin Trainer / Assistent: Arkadi Tschernyschow / Anatoli Tarassow                                                                                               | Tor: Alexander Paschkow Verteidigung: Alexander Ragulin, Gennadi Zygankow, Wladimir Luttschenko, Igor Romischewski, Wiktor Kuskin, Witali Dawydow, Waleri Wassiljew Sturm: Wladimir Wikulow (2), Anatoli Firsow (1), Waleri Charlamow (1), Jewgeni Mischakow (1), Wladimir Petrow (1), Juri Blinow (1), Alexander Malzew (1), Wladimir Schadrin (1), Alexander Jakuschew, Jewgeni Simin Trainer / Assistent: Arkadi Tschernyschow / Anatoli Tarassow                                                                                               | Tor: Alexander Paschkow Verteidigung: Alexander Ragulin, Gennadi Zygankow, Wladimir Luttschenko, Igor Romischewski, Wiktor Kuskin, Witali Dawydow, Waleri Wassiljew Sturm: Wladimir Wikulow (2), Anatoli Firsow (1), Waleri Charlamow (1), Jewgeni Mischakow (1), Wladimir Petrow (1), Juri Blinow (1), Alexander Malzew (1), Wladimir Schadrin (1), Alexander Jakuschew, Jewgeni Simin Trainer / Assistent: Arkadi Tschernyschow / Anatoli Tarassow                                                                                               | Tor: Alexander Paschkow Verteidigung: Alexander Ragulin, Gennadi Zygankow, Wladimir Luttschenko, Igor Romischewski, Wiktor Kuskin, Witali Dawydow, Waleri Wassiljew Sturm: Wladimir Wikulow (2), Anatoli Firsow (1), Waleri Charlamow (1), Jewgeni Mischakow (1), Wladimir Petrow (1), Juri Blinow (1), Alexander Malzew (1), Wladimir Schadrin (1), Alexander Jakuschew, Jewgeni Simin Trainer / Assistent: Arkadi Tschernyschow / Anatoli Tarassow                                                                                               |
| Nr. 337 12. März 1972      | 10:1 (3:0, 1:0, 6:1) | 0 BR Deutschland | A | 0Füssen, BRD | 0Freundschaftsspiel | |
| Aufstellung                | Tor: Wladislaw Tretjak, Wladimir Schepowalow (41. Min.) Verteidigung: Alexander Ragulin, Gennadi Zygankow, Wiktor Kuskin (1), Alexander Gussew (2), Wladimir Luttschenko, Igor Romischewski, Waleri Wassiljew Sturm: Wladimir Wikulow, Alexander Malzew, Waleri Charlamow (3), Boris Michailow, Wladimir Petrow, Wjatscheslaw Anissin, Alexander Martynjuk (1), Wladimir Schadrin (2), Alexander Jakuschew, Wjatscheslaw Soloduchin, Jewgeni Mischakow (1) Trainer / Assistent: Wsewolod Bobrow / Nikolai Putschkow                                | Tor: Wladislaw Tretjak, Wladimir Schepowalow (41. Min.) Verteidigung: Alexander Ragulin, Gennadi Zygankow, Wiktor Kuskin (1), Alexander Gussew (2), Wladimir Luttschenko, Igor Romischewski, Waleri Wassiljew Sturm: Wladimir Wikulow, Alexander Malzew, Waleri Charlamow (3), Boris Michailow, Wladimir Petrow, Wjatscheslaw Anissin, Alexander Martynjuk (1), Wladimir Schadrin (2), Alexander Jakuschew, Wjatscheslaw Soloduchin, Jewgeni Mischakow (1) Trainer / Assistent: Wsewolod Bobrow / Nikolai Putschkow                                | Tor: Wladislaw Tretjak, Wladimir Schepowalow (41. Min.) Verteidigung: Alexander Ragulin, Gennadi Zygankow, Wiktor Kuskin (1), Alexander Gussew (2), Wladimir Luttschenko, Igor Romischewski, Waleri Wassiljew Sturm: Wladimir Wikulow, Alexander Malzew, Waleri Charlamow (3), Boris Michailow, Wladimir Petrow, Wjatscheslaw Anissin, Alexander Martynjuk (1), Wladimir Schadrin (2), Alexander Jakuschew, Wjatscheslaw Soloduchin, Jewgeni Mischakow (1) Trainer / Assistent: Wsewolod Bobrow / Nikolai Putschkow                                | Tor: Wladislaw Tretjak, Wladimir Schepowalow (41. Min.) Verteidigung: Alexander Ragulin, Gennadi Zygankow, Wiktor Kuskin (1), Alexander Gussew (2), Wladimir Luttschenko, Igor Romischewski, Waleri Wassiljew Sturm: Wladimir Wikulow, Alexander Malzew, Waleri Charlamow (3), Boris Michailow, Wladimir Petrow, Wjatscheslaw Anissin, Alexander Martynjuk (1), Wladimir Schadrin (2), Alexander Jakuschew, Wjatscheslaw Soloduchin, Jewgeni Mischakow (1) Trainer / Assistent: Wsewolod Bobrow / Nikolai Putschkow                                | Tor: Wladislaw Tretjak, Wladimir Schepowalow (41. Min.) Verteidigung: Alexander Ragulin, Gennadi Zygankow, Wiktor Kuskin (1), Alexander Gussew (2), Wladimir Luttschenko, Igor Romischewski, Waleri Wassiljew Sturm: Wladimir Wikulow, Alexander Malzew, Waleri Charlamow (3), Boris Michailow, Wladimir Petrow, Wjatscheslaw Anissin, Alexander Martynjuk (1), Wladimir Schadrin (2), Alexander Jakuschew, Wjatscheslaw Soloduchin, Jewgeni Mischakow (1) Trainer / Assistent: Wsewolod Bobrow / Nikolai Putschkow                                | Tor: Wladislaw Tretjak, Wladimir Schepowalow (41. Min.) Verteidigung: Alexander Ragulin, Gennadi Zygankow, Wiktor Kuskin (1), Alexander Gussew (2), Wladimir Luttschenko, Igor Romischewski, Waleri Wassiljew Sturm: Wladimir Wikulow, Alexander Malzew, Waleri Charlamow (3), Boris Michailow, Wladimir Petrow, Wjatscheslaw Anissin, Alexander Martynjuk (1), Wladimir Schadrin (2), Alexander Jakuschew, Wjatscheslaw Soloduchin, Jewgeni Mischakow (1) Trainer / Assistent: Wsewolod Bobrow / Nikolai Putschkow                                |
| Nr. 338 14. März 1972      | 17:0 (4:0, 8:0, 5:0) | 0 BR Deutschland | A | 0Garmisch-Partenkirchen, BRD | 0Freundschaftsspiel | |
| Aufstellung                | Tor: Wladislaw Tretjak, Wladimir Schepowalow (41. Min.) Verteidigung: Alexander Ragulin (1), Gennadi Zygankow, Wiktor Kuskin, Alexander Gussew, Wladimir Luttschenko, Juri Ljapkin, Waleri Wassiljew Sturm: Wladimir Wikulow (1), Alexander Malzew (1), Waleri Charlamow (3), Boris Michailow (1), Wladimir Petrow, Wjatscheslaw Anissin (3), Alexander Martynjuk, Wladimir Schadrin (1), Alexander Jakuschew (3), Wjatscheslaw Soloduchin (3), Jewgeni Mischakow Trainer / Assistent: Wsewolod Bobrow / Nikolai Putschkow                         | Tor: Wladislaw Tretjak, Wladimir Schepowalow (41. Min.) Verteidigung: Alexander Ragulin (1), Gennadi Zygankow, Wiktor Kuskin, Alexander Gussew, Wladimir Luttschenko, Juri Ljapkin, Waleri Wassiljew Sturm: Wladimir Wikulow (1), Alexander Malzew (1), Waleri Charlamow (3), Boris Michailow (1), Wladimir Petrow, Wjatscheslaw Anissin (3), Alexander Martynjuk, Wladimir Schadrin (1), Alexander Jakuschew (3), Wjatscheslaw Soloduchin (3), Jewgeni Mischakow Trainer / Assistent: Wsewolod Bobrow / Nikolai Putschkow                         | Tor: Wladislaw Tretjak, Wladimir Schepowalow (41. Min.) Verteidigung: Alexander Ragulin (1), Gennadi Zygankow, Wiktor Kuskin, Alexander Gussew, Wladimir Luttschenko, Juri Ljapkin, Waleri Wassiljew Sturm: Wladimir Wikulow (1), Alexander Malzew (1), Waleri Charlamow (3), Boris Michailow (1), Wladimir Petrow, Wjatscheslaw Anissin (3), Alexander Martynjuk, Wladimir Schadrin (1), Alexander Jakuschew (3), Wjatscheslaw Soloduchin (3), Jewgeni Mischakow Trainer / Assistent: Wsewolod Bobrow / Nikolai Putschkow                         | Tor: Wladislaw Tretjak, Wladimir Schepowalow (41. Min.) Verteidigung: Alexander Ragulin (1), Gennadi Zygankow, Wiktor Kuskin, Alexander Gussew, Wladimir Luttschenko, Juri Ljapkin, Waleri Wassiljew Sturm: Wladimir Wikulow (1), Alexander Malzew (1), Waleri Charlamow (3), Boris Michailow (1), Wladimir Petrow, Wjatscheslaw Anissin (3), Alexander Martynjuk, Wladimir Schadrin (1), Alexander Jakuschew (3), Wjatscheslaw Soloduchin (3), Jewgeni Mischakow Trainer / Assistent: Wsewolod Bobrow / Nikolai Putschkow                         | Tor: Wladislaw Tretjak, Wladimir Schepowalow (41. Min.) Verteidigung: Alexander Ragulin (1), Gennadi Zygankow, Wiktor Kuskin, Alexander Gussew, Wladimir Luttschenko, Juri Ljapkin, Waleri Wassiljew Sturm: Wladimir Wikulow (1), Alexander Malzew (1), Waleri Charlamow (3), Boris Michailow (1), Wladimir Petrow, Wjatscheslaw Anissin (3), Alexander Martynjuk, Wladimir Schadrin (1), Alexander Jakuschew (3), Wjatscheslaw Soloduchin (3), Jewgeni Mischakow Trainer / Assistent: Wsewolod Bobrow / Nikolai Putschkow                         | Tor: Wladislaw Tretjak, Wladimir Schepowalow (41. Min.) Verteidigung: Alexander Ragulin (1), Gennadi Zygankow, Wiktor Kuskin, Alexander Gussew, Wladimir Luttschenko, Juri Ljapkin, Waleri Wassiljew Sturm: Wladimir Wikulow (1), Alexander Malzew (1), Waleri Charlamow (3), Boris Michailow (1), Wladimir Petrow, Wjatscheslaw Anissin (3), Alexander Martynjuk, Wladimir Schadrin (1), Alexander Jakuschew (3), Wjatscheslaw Soloduchin (3), Jewgeni Mischakow Trainer / Assistent: Wsewolod Bobrow / Nikolai Putschkow                         |
| Nr. 339 15. März 1972      | 9:1 (3:0, 3:0, 3:1) | 0 BR Deutschland | A | 0Landshut, BRD | 0Freundschaftsspiel | |
| Aufstellung                | Tor: Wladimir Schepowalow, Wladislaw Tretjak (41. Min.) Verteidigung: Alexander Ragulin, Gennadi Zygankow (1), Wladimir Luttschenko, Alexander Gussew, Waleri Wassiljew, Juri Ljapkin (1) Sturm: Wladimir Wikulow (1), Alexander Malzew (1), Waleri Charlamow (2), Alexander Martynjuk, Jewgeni Mischakow, Wjatscheslaw Anissin, Wjatscheslaw Soloduchin (2), Wladimir Schadrin, Alexander Jakuschew (1), Juri Blinow Trainer / Assistent: Wsewolod Bobrow / Nikolai Putschkow                                                                     | Tor: Wladimir Schepowalow, Wladislaw Tretjak (41. Min.) Verteidigung: Alexander Ragulin, Gennadi Zygankow (1), Wladimir Luttschenko, Alexander Gussew, Waleri Wassiljew, Juri Ljapkin (1) Sturm: Wladimir Wikulow (1), Alexander Malzew (1), Waleri Charlamow (2), Alexander Martynjuk, Jewgeni Mischakow, Wjatscheslaw Anissin, Wjatscheslaw Soloduchin (2), Wladimir Schadrin, Alexander Jakuschew (1), Juri Blinow Trainer / Assistent: Wsewolod Bobrow / Nikolai Putschkow                                                                     | Tor: Wladimir Schepowalow, Wladislaw Tretjak (41. Min.) Verteidigung: Alexander Ragulin, Gennadi Zygankow (1), Wladimir Luttschenko, Alexander Gussew, Waleri Wassiljew, Juri Ljapkin (1) Sturm: Wladimir Wikulow (1), Alexander Malzew (1), Waleri Charlamow (2), Alexander Martynjuk, Jewgeni Mischakow, Wjatscheslaw Anissin, Wjatscheslaw Soloduchin (2), Wladimir Schadrin, Alexander Jakuschew (1), Juri Blinow Trainer / Assistent: Wsewolod Bobrow / Nikolai Putschkow                                                                     | Tor: Wladimir Schepowalow, Wladislaw Tretjak (41. Min.) Verteidigung: Alexander Ragulin, Gennadi Zygankow (1), Wladimir Luttschenko, Alexander Gussew, Waleri Wassiljew, Juri Ljapkin (1) Sturm: Wladimir Wikulow (1), Alexander Malzew (1), Waleri Charlamow (2), Alexander Martynjuk, Jewgeni Mischakow, Wjatscheslaw Anissin, Wjatscheslaw Soloduchin (2), Wladimir Schadrin, Alexander Jakuschew (1), Juri Blinow Trainer / Assistent: Wsewolod Bobrow / Nikolai Putschkow                                                                     | Tor: Wladimir Schepowalow, Wladislaw Tretjak (41. Min.) Verteidigung: Alexander Ragulin, Gennadi Zygankow (1), Wladimir Luttschenko, Alexander Gussew, Waleri Wassiljew, Juri Ljapkin (1) Sturm: Wladimir Wikulow (1), Alexander Malzew (1), Waleri Charlamow (2), Alexander Martynjuk, Jewgeni Mischakow, Wjatscheslaw Anissin, Wjatscheslaw Soloduchin (2), Wladimir Schadrin, Alexander Jakuschew (1), Juri Blinow Trainer / Assistent: Wsewolod Bobrow / Nikolai Putschkow                                                                     | Tor: Wladimir Schepowalow, Wladislaw Tretjak (41. Min.) Verteidigung: Alexander Ragulin, Gennadi Zygankow (1), Wladimir Luttschenko, Alexander Gussew, Waleri Wassiljew, Juri Ljapkin (1) Sturm: Wladimir Wikulow (1), Alexander Malzew (1), Waleri Charlamow (2), Alexander Martynjuk, Jewgeni Mischakow, Wjatscheslaw Anissin, Wjatscheslaw Soloduchin (2), Wladimir Schadrin, Alexander Jakuschew (1), Juri Blinow Trainer / Assistent: Wsewolod Bobrow / Nikolai Putschkow                                                                     |
| Nr. 340 28. März 1972      | 3:1 (2:0, 0:0, 1:1) | 0 Finnland | A | 0Tampere, FIN | 0Freundschaftsspiel | |
| Aufstellung                | Tor: Wladislaw Tretjak Verteidigung: Alexander Ragulin, Gennadi Zygankow, Wiktor Kuskin, Alexander Gussew, Wladimir Luttschenko, Igor Romischewski Sturm: Wladimir Wikulow (1), Alexander Malzew, Waleri Charlamow, Boris Michailow (1), Wladimir Petrow, Juri Blinow, Wjatscheslaw Soloduchin (1), Wladimir Schadrin, Alexander Jakuschew Trainer / Assistent: Wsewolod Bobrow / Nikolai Putschkow | Tor: Wladislaw Tretjak Verteidigung: Alexander Ragulin, Gennadi Zygankow, Wiktor Kuskin, Alexander Gussew, Wladimir Luttschenko, Igor Romischewski Sturm: Wladimir Wikulow (1), Alexander Malzew, Waleri Charlamow, Boris Michailow (1), Wladimir Petrow, Juri Blinow, Wjatscheslaw Soloduchin (1), Wladimir Schadrin, Alexander Jakuschew Trainer / Assistent: Wsewolod Bobrow / Nikolai Putschkow | Tor: Wladislaw Tretjak Verteidigung: Alexander Ragulin, Gennadi Zygankow, Wiktor Kuskin, Alexander Gussew, Wladimir Luttschenko, Igor Romischewski Sturm: Wladimir Wikulow (1), Alexander Malzew, Waleri Charlamow, Boris Michailow (1), Wladimir Petrow, Juri Blinow, Wjatscheslaw Soloduchin (1), Wladimir Schadrin, Alexander Jakuschew Trainer / Assistent: Wsewolod Bobrow / Nikolai Putschkow | Tor: Wladislaw Tretjak Verteidigung: Alexander Ragulin, Gennadi Zygankow, Wiktor Kuskin, Alexander Gussew, Wladimir Luttschenko, Igor Romischewski Sturm: Wladimir Wikulow (1), Alexander Malzew, Waleri Charlamow, Boris Michailow (1), Wladimir Petrow, Juri Blinow, Wjatscheslaw Soloduchin (1), Wladimir Schadrin, Alexander Jakuschew Trainer / Assistent: Wsewolod Bobrow / Nikolai Putschkow | Tor: Wladislaw Tretjak Verteidigung: Alexander Ragulin, Gennadi Zygankow, Wiktor Kuskin, Alexander Gussew, Wladimir Luttschenko, Igor Romischewski Sturm: Wladimir Wikulow (1), Alexander Malzew, Waleri Charlamow, Boris Michailow (1), Wladimir Petrow, Juri Blinow, Wjatscheslaw Soloduchin (1), Wladimir Schadrin, Alexander Jakuschew Trainer / Assistent: Wsewolod Bobrow / Nikolai Putschkow | Tor: Wladislaw Tretjak Verteidigung: Alexander Ragulin, Gennadi Zygankow, Wiktor Kuskin, Alexander Gussew, Wladimir Luttschenko, Igor Romischewski Sturm: Wladimir Wikulow (1), Alexander Malzew, Waleri Charlamow, Boris Michailow (1), Wladimir Petrow, Juri Blinow, Wjatscheslaw Soloduchin (1), Wladimir Schadrin, Alexander Jakuschew Trainer / Assistent: Wsewolod Bobrow / Nikolai Putschkow |
| Nr. 341 29. März 1972      | 5:3 (3:1, 0:1, 2:1) | 0 Finnland | A | 0Helsinki, FIN | 0Freundschaftsspiel | |
| Aufstellung                | Tor: Wladimir Schepowalow Verteidigung: Gennadi Zygankow (1), Wiktor Kuskin, Alexander Gussew, Wladimir Luttschenko, Waleri Wassiljew, Jewgeni Paladjew Sturm: Wladimir Wikulow, Alexander Malzew (2), Waleri Charlamow, Boris Michailow (1), Wladimir Petrow (1), Juri Blinow, Wjatscheslaw Soloduchin, Jewgeni Mischakow, Wjatscheslaw Anissin Trainer / Assistent: Wsewolod Bobrow / Nikolai Putschkow | Tor: Wladimir Schepowalow Verteidigung: Gennadi Zygankow (1), Wiktor Kuskin, Alexander Gussew, Wladimir Luttschenko, Waleri Wassiljew, Jewgeni Paladjew Sturm: Wladimir Wikulow, Alexander Malzew (2), Waleri Charlamow, Boris Michailow (1), Wladimir Petrow (1), Juri Blinow, Wjatscheslaw Soloduchin, Jewgeni Mischakow, Wjatscheslaw Anissin Trainer / Assistent: Wsewolod Bobrow / Nikolai Putschkow | Tor: Wladimir Schepowalow Verteidigung: Gennadi Zygankow (1), Wiktor Kuskin, Alexander Gussew, Wladimir Luttschenko, Waleri Wassiljew, Jewgeni Paladjew Sturm: Wladimir Wikulow, Alexander Malzew (2), Waleri Charlamow, Boris Michailow (1), Wladimir Petrow (1), Juri Blinow, Wjatscheslaw Soloduchin, Jewgeni Mischakow, Wjatscheslaw Anissin Trainer / Assistent: Wsewolod Bobrow / Nikolai Putschkow | Tor: Wladimir Schepowalow Verteidigung: Gennadi Zygankow (1), Wiktor Kuskin, Alexander Gussew, Wladimir Luttschenko, Waleri Wassiljew, Jewgeni Paladjew Sturm: Wladimir Wikulow, Alexander Malzew (2), Waleri Charlamow, Boris Michailow (1), Wladimir Petrow (1), Juri Blinow, Wjatscheslaw Soloduchin, Jewgeni Mischakow, Wjatscheslaw Anissin Trainer / Assistent: Wsewolod Bobrow / Nikolai Putschkow | Tor: Wladimir Schepowalow Verteidigung: Gennadi Zygankow (1), Wiktor Kuskin, Alexander Gussew, Wladimir Luttschenko, Waleri Wassiljew, Jewgeni Paladjew Sturm: Wladimir Wikulow, Alexander Malzew (2), Waleri Charlamow, Boris Michailow (1), Wladimir Petrow (1), Juri Blinow, Wjatscheslaw Soloduchin, Jewgeni Mischakow, Wjatscheslaw Anissin Trainer / Assistent: Wsewolod Bobrow / Nikolai Putschkow | Tor: Wladimir Schepowalow Verteidigung: Gennadi Zygankow (1), Wiktor Kuskin, Alexander Gussew, Wladimir Luttschenko, Waleri Wassiljew, Jewgeni Paladjew Sturm: Wladimir Wikulow, Alexander Malzew (2), Waleri Charlamow, Boris Michailow (1), Wladimir Petrow (1), Juri Blinow, Wjatscheslaw Soloduchin, Jewgeni Mischakow, Wjatscheslaw Anissin Trainer / Assistent: Wsewolod Bobrow / Nikolai Putschkow |
| Nr. 342 31. März 1972      | 5:4 (1:2, 2:2, 2:0) | 0 Schweden | A | 0Stockholm, SWE | 0Freundschaftsspiel | |
| Aufstellung                | Tor: Wladislaw Tretjak Verteidigung: Alexander Ragulin, Gennadi Zygankow, Wiktor Kuskin, Alexander Gussew, Waleri Wassiljew, Igor Romischewski Sturm: Wladimir Wikulow (1), Alexander Malzew (2), Waleri Charlamow, Boris Michailow, Wladimir Petrow, Juri Blinow (1), Wjatscheslaw Soloduchin (1), Wladimir Schadrin, Alexander Jakuschew, Jewgeni Mischakow Trainer / Assistent: Wsewolod Bobrow / Nikolai Putschkow | Tor: Wladislaw Tretjak Verteidigung: Alexander Ragulin, Gennadi Zygankow, Wiktor Kuskin, Alexander Gussew, Waleri Wassiljew, Igor Romischewski Sturm: Wladimir Wikulow (1), Alexander Malzew (2), Waleri Charlamow, Boris Michailow, Wladimir Petrow, Juri Blinow (1), Wjatscheslaw Soloduchin (1), Wladimir Schadrin, Alexander Jakuschew, Jewgeni Mischakow Trainer / Assistent: Wsewolod Bobrow / Nikolai Putschkow | Tor: Wladislaw Tretjak Verteidigung: Alexander Ragulin, Gennadi Zygankow, Wiktor Kuskin, Alexander Gussew, Waleri Wassiljew, Igor Romischewski Sturm: Wladimir Wikulow (1), Alexander Malzew (2), Waleri Charlamow, Boris Michailow, Wladimir Petrow, Juri Blinow (1), Wjatscheslaw Soloduchin (1), Wladimir Schadrin, Alexander Jakuschew, Jewgeni Mischakow Trainer / Assistent: Wsewolod Bobrow / Nikolai Putschkow | Tor: Wladislaw Tretjak Verteidigung: Alexander Ragulin, Gennadi Zygankow, Wiktor Kuskin, Alexander Gussew, Waleri Wassiljew, Igor Romischewski Sturm: Wladimir Wikulow (1), Alexander Malzew (2), Waleri Charlamow, Boris Michailow, Wladimir Petrow, Juri Blinow (1), Wjatscheslaw Soloduchin (1), Wladimir Schadrin, Alexander Jakuschew, Jewgeni Mischakow Trainer / Assistent: Wsewolod Bobrow / Nikolai Putschkow | Tor: Wladislaw Tretjak Verteidigung: Alexander Ragulin, Gennadi Zygankow, Wiktor Kuskin, Alexander Gussew, Waleri Wassiljew, Igor Romischewski Sturm: Wladimir Wikulow (1), Alexander Malzew (2), Waleri Charlamow, Boris Michailow, Wladimir Petrow, Juri Blinow (1), Wjatscheslaw Soloduchin (1), Wladimir Schadrin, Alexander Jakuschew, Jewgeni Mischakow Trainer / Assistent: Wsewolod Bobrow / Nikolai Putschkow | Tor: Wladislaw Tretjak Verteidigung: Alexander Ragulin, Gennadi Zygankow, Wiktor Kuskin, Alexander Gussew, Waleri Wassiljew, Igor Romischewski Sturm: Wladimir Wikulow (1), Alexander Malzew (2), Waleri Charlamow, Boris Michailow, Wladimir Petrow, Juri Blinow (1), Wjatscheslaw Soloduchin (1), Wladimir Schadrin, Alexander Jakuschew, Jewgeni Mischakow Trainer / Assistent: Wsewolod Bobrow / Nikolai Putschkow |
| Nr. 343 1. April 1972      | 9:4 (5:0, 1:3, 3:1) | 0 Schweden | A | 0Stockholm, SWE | 0Freundschaftsspiel | |
| Aufstellung                | Tor: Wladislaw Tretjak Verteidigung: Alexander Ragulin, Gennadi Zygankow, Wiktor Kuskin, Alexander Gussew, Wladimir Luttschenko (1), Waleri Wassiljew (1), Jewgeni Paladjew Sturm: Wladimir Wikulow, Alexander Malzew (2), Waleri Charlamow (2), Boris Michailow, Wladimir Petrow, Juri Blinow (1), Wjatscheslaw Anissin, Jewgeni Mischakow (1), Alexander Jakuschew (1) Trainer / Assistent: Wsewolod Bobrow / Nikolai Putschkow | Tor: Wladislaw Tretjak Verteidigung: Alexander Ragulin, Gennadi Zygankow, Wiktor Kuskin, Alexander Gussew, Wladimir Luttschenko (1), Waleri Wassiljew (1), Jewgeni Paladjew Sturm: Wladimir Wikulow, Alexander Malzew (2), Waleri Charlamow (2), Boris Michailow, Wladimir Petrow, Juri Blinow (1), Wjatscheslaw Anissin, Jewgeni Mischakow (1), Alexander Jakuschew (1) Trainer / Assistent: Wsewolod Bobrow / Nikolai Putschkow | Tor: Wladislaw Tretjak Verteidigung: Alexander Ragulin, Gennadi Zygankow, Wiktor Kuskin, Alexander Gussew, Wladimir Luttschenko (1), Waleri Wassiljew (1), Jewgeni Paladjew Sturm: Wladimir Wikulow, Alexander Malzew (2), Waleri Charlamow (2), Boris Michailow, Wladimir Petrow, Juri Blinow (1), Wjatscheslaw Anissin, Jewgeni Mischakow (1), Alexander Jakuschew (1) Trainer / Assistent: Wsewolod Bobrow / Nikolai Putschkow | Tor: Wladislaw Tretjak Verteidigung: Alexander Ragulin, Gennadi Zygankow, Wiktor Kuskin, Alexander Gussew, Wladimir Luttschenko (1), Waleri Wassiljew (1), Jewgeni Paladjew Sturm: Wladimir Wikulow, Alexander Malzew (2), Waleri Charlamow (2), Boris Michailow, Wladimir Petrow, Juri Blinow (1), Wjatscheslaw Anissin, Jewgeni Mischakow (1), Alexander Jakuschew (1) Trainer / Assistent: Wsewolod Bobrow / Nikolai Putschkow | Tor: Wladislaw Tretjak Verteidigung: Alexander Ragulin, Gennadi Zygankow, Wiktor Kuskin, Alexander Gussew, Wladimir Luttschenko (1), Waleri Wassiljew (1), Jewgeni Paladjew Sturm: Wladimir Wikulow, Alexander Malzew (2), Waleri Charlamow (2), Boris Michailow, Wladimir Petrow, Juri Blinow (1), Wjatscheslaw Anissin, Jewgeni Mischakow (1), Alexander Jakuschew (1) Trainer / Assistent: Wsewolod Bobrow / Nikolai Putschkow | Tor: Wladislaw Tretjak Verteidigung: Alexander Ragulin, Gennadi Zygankow, Wiktor Kuskin, Alexander Gussew, Wladimir Luttschenko (1), Waleri Wassiljew (1), Jewgeni Paladjew Sturm: Wladimir Wikulow, Alexander Malzew (2), Waleri Charlamow (2), Boris Michailow, Wladimir Petrow, Juri Blinow (1), Wjatscheslaw Anissin, Jewgeni Mischakow (1), Alexander Jakuschew (1) Trainer / Assistent: Wsewolod Bobrow / Nikolai Putschkow |
| Nr. 344 7. April 1972      | 11:0 (3:0, 3:0, 5:0) | 0 BR Deutschland | * | 0Prag, TCH | 0WM 1972 / EM 1972 | |
| Aufstellung                | Tor: Wladislaw Tretjak Verteidigung: Waleri Wassiljew, Alexander Ragulin, Wiktor Kuskin, Alexander Gussew (1), Wladimir Luttschenko, Igor Romischewski Sturm: Wladimir Wikulow (2), Alexander Malzew (1), Waleri Charlamow (2), Boris Michailow (1), Wladimir Petrow, Juri Blinow (1), Wjatscheslaw Soloduchin (1), Wladimir Schadrin (2), Alexander Jakuschew Trainer / Assistent: Wsewolod Bobrow / Nikolai Putschkow | Tor: Wladislaw Tretjak Verteidigung: Waleri Wassiljew, Alexander Ragulin, Wiktor Kuskin, Alexander Gussew (1), Wladimir Luttschenko, Igor Romischewski Sturm: Wladimir Wikulow (2), Alexander Malzew (1), Waleri Charlamow (2), Boris Michailow (1), Wladimir Petrow, Juri Blinow (1), Wjatscheslaw Soloduchin (1), Wladimir Schadrin (2), Alexander Jakuschew Trainer / Assistent: Wsewolod Bobrow / Nikolai Putschkow | Tor: Wladislaw Tretjak Verteidigung: Waleri Wassiljew, Alexander Ragulin, Wiktor Kuskin, Alexander Gussew (1), Wladimir Luttschenko, Igor Romischewski Sturm: Wladimir Wikulow (2), Alexander Malzew (1), Waleri Charlamow (2), Boris Michailow (1), Wladimir Petrow, Juri Blinow (1), Wjatscheslaw Soloduchin (1), Wladimir Schadrin (2), Alexander Jakuschew Trainer / Assistent: Wsewolod Bobrow / Nikolai Putschkow | Tor: Wladislaw Tretjak Verteidigung: Waleri Wassiljew, Alexander Ragulin, Wiktor Kuskin, Alexander Gussew (1), Wladimir Luttschenko, Igor Romischewski Sturm: Wladimir Wikulow (2), Alexander Malzew (1), Waleri Charlamow (2), Boris Michailow (1), Wladimir Petrow, Juri Blinow (1), Wjatscheslaw Soloduchin (1), Wladimir Schadrin (2), Alexander Jakuschew Trainer / Assistent: Wsewolod Bobrow / Nikolai Putschkow | Tor: Wladislaw Tretjak Verteidigung: Waleri Wassiljew, Alexander Ragulin, Wiktor Kuskin, Alexander Gussew (1), Wladimir Luttschenko, Igor Romischewski Sturm: Wladimir Wikulow (2), Alexander Malzew (1), Waleri Charlamow (2), Boris Michailow (1), Wladimir Petrow, Juri Blinow (1), Wjatscheslaw Soloduchin (1), Wladimir Schadrin (2), Alexander Jakuschew Trainer / Assistent: Wsewolod Bobrow / Nikolai Putschkow | Tor: Wladislaw Tretjak Verteidigung: Waleri Wassiljew, Alexander Ragulin, Wiktor Kuskin, Alexander Gussew (1), Wladimir Luttschenko, Igor Romischewski Sturm: Wladimir Wikulow (2), Alexander Malzew (1), Waleri Charlamow (2), Boris Michailow (1), Wladimir Petrow, Juri Blinow (1), Wjatscheslaw Soloduchin (1), Wladimir Schadrin (2), Alexander Jakuschew Trainer / Assistent: Wsewolod Bobrow / Nikolai Putschkow |
| Nr. 345 9. April 1972      | 10:2 (1:0, 6:2, 3:0) | 0 Finnland | * | 0Prag, TCH | 0WM 1972 / EM 1972 | |
| Aufstellung                | Tor: Wladislaw Tretjak Verteidigung: Waleri Wassiljew, Alexander Ragulin, Wiktor Kuskin, Alexander Gussew, Wladimir Luttschenko, Igor Romischewski Sturm: Wladimir Wikulow (2), Alexander Malzew (2), Waleri Charlamow (1), Boris Michailow (3), Wladimir Petrow, Juri Blinow, Wjatscheslaw Soloduchin (1), Wladimir Schadrin, Alexander Jakuschew (1) Trainer / Assistent: Wsewolod Bobrow / Nikolai Putschkow | Tor: Wladislaw Tretjak Verteidigung: Waleri Wassiljew, Alexander Ragulin, Wiktor Kuskin, Alexander Gussew, Wladimir Luttschenko, Igor Romischewski Sturm: Wladimir Wikulow (2), Alexander Malzew (2), Waleri Charlamow (1), Boris Michailow (3), Wladimir Petrow, Juri Blinow, Wjatscheslaw Soloduchin (1), Wladimir Schadrin, Alexander Jakuschew (1) Trainer / Assistent: Wsewolod Bobrow / Nikolai Putschkow | Tor: Wladislaw Tretjak Verteidigung: Waleri Wassiljew, Alexander Ragulin, Wiktor Kuskin, Alexander Gussew, Wladimir Luttschenko, Igor Romischewski Sturm: Wladimir Wikulow (2), Alexander Malzew (2), Waleri Charlamow (1), Boris Michailow (3), Wladimir Petrow, Juri Blinow, Wjatscheslaw Soloduchin (1), Wladimir Schadrin, Alexander Jakuschew (1) Trainer / Assistent: Wsewolod Bobrow / Nikolai Putschkow | Tor: Wladislaw Tretjak Verteidigung: Waleri Wassiljew, Alexander Ragulin, Wiktor Kuskin, Alexander Gussew, Wladimir Luttschenko, Igor Romischewski Sturm: Wladimir Wikulow (2), Alexander Malzew (2), Waleri Charlamow (1), Boris Michailow (3), Wladimir Petrow, Juri Blinow, Wjatscheslaw Soloduchin (1), Wladimir Schadrin, Alexander Jakuschew (1) Trainer / Assistent: Wsewolod Bobrow / Nikolai Putschkow | Tor: Wladislaw Tretjak Verteidigung: Waleri Wassiljew, Alexander Ragulin, Wiktor Kuskin, Alexander Gussew, Wladimir Luttschenko, Igor Romischewski Sturm: Wladimir Wikulow (2), Alexander Malzew (2), Waleri Charlamow (1), Boris Michailow (3), Wladimir Petrow, Juri Blinow, Wjatscheslaw Soloduchin (1), Wladimir Schadrin, Alexander Jakuschew (1) Trainer / Assistent: Wsewolod Bobrow / Nikolai Putschkow | Tor: Wladislaw Tretjak Verteidigung: Waleri Wassiljew, Alexander Ragulin, Wiktor Kuskin, Alexander Gussew, Wladimir Luttschenko, Igor Romischewski Sturm: Wladimir Wikulow (2), Alexander Malzew (2), Waleri Charlamow (1), Boris Michailow (3), Wladimir Petrow, Juri Blinow, Wjatscheslaw Soloduchin (1), Wladimir Schadrin, Alexander Jakuschew (1) Trainer / Assistent: Wsewolod Bobrow / Nikolai Putschkow |
| Nr. 346 10. April 1972     | 10:2 (1:1, 4:1, 5:0) | 0 Schweiz | * | 0Prag, TCH | 0WM 1972 / EM 1972 | |
| Aufstellung                | Tor: Wladimir Schepowalow Verteidigung: Gennadi Zygankow, Alexander Ragulin, Waleri Wassiljew (1), Alexander Gussew, Wladimir Luttschenko Sturm: Wladimir Wikulow, Alexander Malzew (1), Wjatscheslaw Anissin, Boris Michailow, Wladimir Petrow (2), Juri Blinow, Wjatscheslaw Soloduchin (1), Jewgeni Mischakow (1), Alexander Jakuschew (4), Wladimir Schadrin} Trainer / Assistent: Wsewolod Bobrow / Nikolai Putschkow | Tor: Wladimir Schepowalow Verteidigung: Gennadi Zygankow, Alexander Ragulin, Waleri Wassiljew (1), Alexander Gussew, Wladimir Luttschenko Sturm: Wladimir Wikulow, Alexander Malzew (1), Wjatscheslaw Anissin, Boris Michailow, Wladimir Petrow (2), Juri Blinow, Wjatscheslaw Soloduchin (1), Jewgeni Mischakow (1), Alexander Jakuschew (4), Wladimir Schadrin} Trainer / Assistent: Wsewolod Bobrow / Nikolai Putschkow | Tor: Wladimir Schepowalow Verteidigung: Gennadi Zygankow, Alexander Ragulin, Waleri Wassiljew (1), Alexander Gussew, Wladimir Luttschenko Sturm: Wladimir Wikulow, Alexander Malzew (1), Wjatscheslaw Anissin, Boris Michailow, Wladimir Petrow (2), Juri Blinow, Wjatscheslaw Soloduchin (1), Jewgeni Mischakow (1), Alexander Jakuschew (4), Wladimir Schadrin} Trainer / Assistent: Wsewolod Bobrow / Nikolai Putschkow | Tor: Wladimir Schepowalow Verteidigung: Gennadi Zygankow, Alexander Ragulin, Waleri Wassiljew (1), Alexander Gussew, Wladimir Luttschenko Sturm: Wladimir Wikulow, Alexander Malzew (1), Wjatscheslaw Anissin, Boris Michailow, Wladimir Petrow (2), Juri Blinow, Wjatscheslaw Soloduchin (1), Jewgeni Mischakow (1), Alexander Jakuschew (4), Wladimir Schadrin} Trainer / Assistent: Wsewolod Bobrow / Nikolai Putschkow | Tor: Wladimir Schepowalow Verteidigung: Gennadi Zygankow, Alexander Ragulin, Waleri Wassiljew (1), Alexander Gussew, Wladimir Luttschenko Sturm: Wladimir Wikulow, Alexander Malzew (1), Wjatscheslaw Anissin, Boris Michailow, Wladimir Petrow (2), Juri Blinow, Wjatscheslaw Soloduchin (1), Jewgeni Mischakow (1), Alexander Jakuschew (4), Wladimir Schadrin} Trainer / Assistent: Wsewolod Bobrow / Nikolai Putschkow | Tor: Wladimir Schepowalow Verteidigung: Gennadi Zygankow, Alexander Ragulin, Waleri Wassiljew (1), Alexander Gussew, Wladimir Luttschenko Sturm: Wladimir Wikulow, Alexander Malzew (1), Wjatscheslaw Anissin, Boris Michailow, Wladimir Petrow (2), Juri Blinow, Wjatscheslaw Soloduchin (1), Jewgeni Mischakow (1), Alexander Jakuschew (4), Wladimir Schadrin} Trainer / Assistent: Wsewolod Bobrow / Nikolai Putschkow |
| Nr. 347 12. April 1972     | 3:3 (2:0, 0:1, 1:2) | 0 Tschechoslowakei | A | 0Prag, TCH | 0WM 1972 / EM 1972 | |
| Aufstellung                | Tor: Wladislaw Tretjak Verteidigung: Gennadi Zygankow, Alexander Ragulin, Wiktor Kuskin, Alexander Gussew, Wladimir Luttschenko, Igor Romischewski Sturm: Wladimir Wikulow, Alexander Malzew, Waleri Charlamow, Boris Michailow, Wladimir Petrow, Juri Blinow (1), Wjatscheslaw Soloduchin (1), Wladimir Schadrin, Alexander Jakuschew (1) Trainer / Assistent: Wsewolod Bobrow / Nikolai Putschkow | Tor: Wladislaw Tretjak Verteidigung: Gennadi Zygankow, Alexander Ragulin, Wiktor Kuskin, Alexander Gussew, Wladimir Luttschenko, Igor Romischewski Sturm: Wladimir Wikulow, Alexander Malzew, Waleri Charlamow, Boris Michailow, Wladimir Petrow, Juri Blinow (1), Wjatscheslaw Soloduchin (1), Wladimir Schadrin, Alexander Jakuschew (1) Trainer / Assistent: Wsewolod Bobrow / Nikolai Putschkow | Tor: Wladislaw Tretjak Verteidigung: Gennadi Zygankow, Alexander Ragulin, Wiktor Kuskin, Alexander Gussew, Wladimir Luttschenko, Igor Romischewski Sturm: Wladimir Wikulow, Alexander Malzew, Waleri Charlamow, Boris Michailow, Wladimir Petrow, Juri Blinow (1), Wjatscheslaw Soloduchin (1), Wladimir Schadrin, Alexander Jakuschew (1) Trainer / Assistent: Wsewolod Bobrow / Nikolai Putschkow | Tor: Wladislaw Tretjak Verteidigung: Gennadi Zygankow, Alexander Ragulin, Wiktor Kuskin, Alexander Gussew, Wladimir Luttschenko, Igor Romischewski Sturm: Wladimir Wikulow, Alexander Malzew, Waleri Charlamow, Boris Michailow, Wladimir Petrow, Juri Blinow (1), Wjatscheslaw Soloduchin (1), Wladimir Schadrin, Alexander Jakuschew (1) Trainer / Assistent: Wsewolod Bobrow / Nikolai Putschkow | Tor: Wladislaw Tretjak Verteidigung: Gennadi Zygankow, Alexander Ragulin, Wiktor Kuskin, Alexander Gussew, Wladimir Luttschenko, Igor Romischewski Sturm: Wladimir Wikulow, Alexander Malzew, Waleri Charlamow, Boris Michailow, Wladimir Petrow, Juri Blinow (1), Wjatscheslaw Soloduchin (1), Wladimir Schadrin, Alexander Jakuschew (1) Trainer / Assistent: Wsewolod Bobrow / Nikolai Putschkow | Tor: Wladislaw Tretjak Verteidigung: Gennadi Zygankow, Alexander Ragulin, Wiktor Kuskin, Alexander Gussew, Wladimir Luttschenko, Igor Romischewski Sturm: Wladimir Wikulow, Alexander Malzew, Waleri Charlamow, Boris Michailow, Wladimir Petrow, Juri Blinow (1), Wjatscheslaw Soloduchin (1), Wladimir Schadrin, Alexander Jakuschew (1) Trainer / Assistent: Wsewolod Bobrow / Nikolai Putschkow |
| Nr. 348 14. April 1972     | 11:2 (4:1, 3:1, 4:0) | 0 Schweden | * | 0Prag, TCH | 0WM 1972 / EM 1972 | |
| Aufstellung                | Tor: Wladislaw Tretjak, Wladimir Schepowalow (51. Min.) Verteidigung: Gennadi Zygankow, Alexander Ragulin, Wiktor Kuskin, Alexander Gussew, Waleri Wassiljew, Wladimir Luttschenko Sturm: Wladimir Wikulow (3), Alexander Malzew, Waleri Charlamow, Boris Michailow (2), Wladimir Petrow (2), Juri Blinow (2), Wjatscheslaw Soloduchin, Wladimir Schadrin (1), Alexander Jakuschew (1) Trainer / Assistent: Wsewolod Bobrow / Nikolai Putschkow | Tor: Wladislaw Tretjak, Wladimir Schepowalow (51. Min.) Verteidigung: Gennadi Zygankow, Alexander Ragulin, Wiktor Kuskin, Alexander Gussew, Waleri Wassiljew, Wladimir Luttschenko Sturm: Wladimir Wikulow (3), Alexander Malzew, Waleri Charlamow, Boris Michailow (2), Wladimir Petrow (2), Juri Blinow (2), Wjatscheslaw Soloduchin, Wladimir Schadrin (1), Alexander Jakuschew (1) Trainer / Assistent: Wsewolod Bobrow / Nikolai Putschkow | Tor: Wladislaw Tretjak, Wladimir Schepowalow (51. Min.) Verteidigung: Gennadi Zygankow, Alexander Ragulin, Wiktor Kuskin, Alexander Gussew, Waleri Wassiljew, Wladimir Luttschenko Sturm: Wladimir Wikulow (3), Alexander Malzew, Waleri Charlamow, Boris Michailow (2), Wladimir Petrow (2), Juri Blinow (2), Wjatscheslaw Soloduchin, Wladimir Schadrin (1), Alexander Jakuschew (1) Trainer / Assistent: Wsewolod Bobrow / Nikolai Putschkow | Tor: Wladislaw Tretjak, Wladimir Schepowalow (51. Min.) Verteidigung: Gennadi Zygankow, Alexander Ragulin, Wiktor Kuskin, Alexander Gussew, Waleri Wassiljew, Wladimir Luttschenko Sturm: Wladimir Wikulow (3), Alexander Malzew, Waleri Charlamow, Boris Michailow (2), Wladimir Petrow (2), Juri Blinow (2), Wjatscheslaw Soloduchin, Wladimir Schadrin (1), Alexander Jakuschew (1) Trainer / Assistent: Wsewolod Bobrow / Nikolai Putschkow | Tor: Wladislaw Tretjak, Wladimir Schepowalow (51. Min.) Verteidigung: Gennadi Zygankow, Alexander Ragulin, Wiktor Kuskin, Alexander Gussew, Waleri Wassiljew, Wladimir Luttschenko Sturm: Wladimir Wikulow (3), Alexander Malzew, Waleri Charlamow, Boris Michailow (2), Wladimir Petrow (2), Juri Blinow (2), Wjatscheslaw Soloduchin, Wladimir Schadrin (1), Alexander Jakuschew (1) Trainer / Assistent: Wsewolod Bobrow / Nikolai Putschkow | Tor: Wladislaw Tretjak, Wladimir Schepowalow (51. Min.) Verteidigung: Gennadi Zygankow, Alexander Ragulin, Wiktor Kuskin, Alexander Gussew, Waleri Wassiljew, Wladimir Luttschenko Sturm: Wladimir Wikulow (3), Alexander Malzew, Waleri Charlamow, Boris Michailow (2), Wladimir Petrow (2), Juri Blinow (2), Wjatscheslaw Soloduchin, Wladimir Schadrin (1), Alexander Jakuschew (1) Trainer / Assistent: Wsewolod Bobrow / Nikolai Putschkow |
| Nr. 349 15. April 1972     | 7:0 (4:0, 1:0, 2:0) | 0 BR Deutschland | * | 0Prag, TCH | 0WM 1972 / EM 1972 | |
| Aufstellung                | Tor: Wladimir Schepowalow Verteidigung: Waleri Wassiljew (1), Alexander Ragulin, Wiktor Kuskin, Alexander Gussew, Wladimir Luttschenko, Igor Romischewski Sturm: Wladimir Wikulow, Alexander Malzew (1), Waleri Charlamow, Boris Michailow (2), Wladimir Petrow (2), Juri Blinow (1), Wjatscheslaw Anissin, Jewgeni Mischakow, Alexander Jakuschew Trainer / Assistent: Wsewolod Bobrow / Nikolai Putschkow | Tor: Wladimir Schepowalow Verteidigung: Waleri Wassiljew (1), Alexander Ragulin, Wiktor Kuskin, Alexander Gussew, Wladimir Luttschenko, Igor Romischewski Sturm: Wladimir Wikulow, Alexander Malzew (1), Waleri Charlamow, Boris Michailow (2), Wladimir Petrow (2), Juri Blinow (1), Wjatscheslaw Anissin, Jewgeni Mischakow, Alexander Jakuschew Trainer / Assistent: Wsewolod Bobrow / Nikolai Putschkow | Tor: Wladimir Schepowalow Verteidigung: Waleri Wassiljew (1), Alexander Ragulin, Wiktor Kuskin, Alexander Gussew, Wladimir Luttschenko, Igor Romischewski Sturm: Wladimir Wikulow, Alexander Malzew (1), Waleri Charlamow, Boris Michailow (2), Wladimir Petrow (2), Juri Blinow (1), Wjatscheslaw Anissin, Jewgeni Mischakow, Alexander Jakuschew Trainer / Assistent: Wsewolod Bobrow / Nikolai Putschkow | Tor: Wladimir Schepowalow Verteidigung: Waleri Wassiljew (1), Alexander Ragulin, Wiktor Kuskin, Alexander Gussew, Wladimir Luttschenko, Igor Romischewski Sturm: Wladimir Wikulow, Alexander Malzew (1), Waleri Charlamow, Boris Michailow (2), Wladimir Petrow (2), Juri Blinow (1), Wjatscheslaw Anissin, Jewgeni Mischakow, Alexander Jakuschew Trainer / Assistent: Wsewolod Bobrow / Nikolai Putschkow | Tor: Wladimir Schepowalow Verteidigung: Waleri Wassiljew (1), Alexander Ragulin, Wiktor Kuskin, Alexander Gussew, Wladimir Luttschenko, Igor Romischewski Sturm: Wladimir Wikulow, Alexander Malzew (1), Waleri Charlamow, Boris Michailow (2), Wladimir Petrow (2), Juri Blinow (1), Wjatscheslaw Anissin, Jewgeni Mischakow, Alexander Jakuschew Trainer / Assistent: Wsewolod Bobrow / Nikolai Putschkow | Tor: Wladimir Schepowalow Verteidigung: Waleri Wassiljew (1), Alexander Ragulin, Wiktor Kuskin, Alexander Gussew, Wladimir Luttschenko, Igor Romischewski Sturm: Wladimir Wikulow, Alexander Malzew (1), Waleri Charlamow, Boris Michailow (2), Wladimir Petrow (2), Juri Blinow (1), Wjatscheslaw Anissin, Jewgeni Mischakow, Alexander Jakuschew Trainer / Assistent: Wsewolod Bobrow / Nikolai Putschkow |
| Nr. 350 17. April 1972     | 7:2 (2:0, 3:0, 2:2) | 0 Finnland | * | 0Prag, TCH | 0WM 1972 / EM 1972 | |
| Aufstellung                | Tor: Wladislaw Tretjak Verteidigung: Gennadi Zygankow (1), Alexander Ragulin, Wiktor Kuskin, Alexander Gussew, Waleri Wassiljew, Wladimir Luttschenko Sturm: Wladimir Wikulow, Alexander Malzew (2), Waleri Charlamow (3), Boris Michailow, Wladimir Petrow, Juri Blinow, Wjatscheslaw Soloduchin, Wladimir Schadrin (1), Alexander Jakuschew Trainer / Assistent: Wsewolod Bobrow / Nikolai Putschkow | Tor: Wladislaw Tretjak Verteidigung: Gennadi Zygankow (1), Alexander Ragulin, Wiktor Kuskin, Alexander Gussew, Waleri Wassiljew, Wladimir Luttschenko Sturm: Wladimir Wikulow, Alexander Malzew (2), Waleri Charlamow (3), Boris Michailow, Wladimir Petrow, Juri Blinow, Wjatscheslaw Soloduchin, Wladimir Schadrin (1), Alexander Jakuschew Trainer / Assistent: Wsewolod Bobrow / Nikolai Putschkow | Tor: Wladislaw Tretjak Verteidigung: Gennadi Zygankow (1), Alexander Ragulin, Wiktor Kuskin, Alexander Gussew, Waleri Wassiljew, Wladimir Luttschenko Sturm: Wladimir Wikulow, Alexander Malzew (2), Waleri Charlamow (3), Boris Michailow, Wladimir Petrow, Juri Blinow, Wjatscheslaw Soloduchin, Wladimir Schadrin (1), Alexander Jakuschew Trainer / Assistent: Wsewolod Bobrow / Nikolai Putschkow | Tor: Wladislaw Tretjak Verteidigung: Gennadi Zygankow (1), Alexander Ragulin, Wiktor Kuskin, Alexander Gussew, Waleri Wassiljew, Wladimir Luttschenko Sturm: Wladimir Wikulow, Alexander Malzew (2), Waleri Charlamow (3), Boris Michailow, Wladimir Petrow, Juri Blinow, Wjatscheslaw Soloduchin, Wladimir Schadrin (1), Alexander Jakuschew Trainer / Assistent: Wsewolod Bobrow / Nikolai Putschkow | Tor: Wladislaw Tretjak Verteidigung: Gennadi Zygankow (1), Alexander Ragulin, Wiktor Kuskin, Alexander Gussew, Waleri Wassiljew, Wladimir Luttschenko Sturm: Wladimir Wikulow, Alexander Malzew (2), Waleri Charlamow (3), Boris Michailow, Wladimir Petrow, Juri Blinow, Wjatscheslaw Soloduchin, Wladimir Schadrin (1), Alexander Jakuschew Trainer / Assistent: Wsewolod Bobrow / Nikolai Putschkow | Tor: Wladislaw Tretjak Verteidigung: Gennadi Zygankow (1), Alexander Ragulin, Wiktor Kuskin, Alexander Gussew, Waleri Wassiljew, Wladimir Luttschenko Sturm: Wladimir Wikulow, Alexander Malzew (2), Waleri Charlamow (3), Boris Michailow, Wladimir Petrow, Juri Blinow, Wjatscheslaw Soloduchin, Wladimir Schadrin (1), Alexander Jakuschew Trainer / Assistent: Wsewolod Bobrow / Nikolai Putschkow |
| Nr. 351 18. April 1972     | 14:0 (6:0, 4:0, 4:0) | 0 Schweiz | * | 0Prag, TCH | 0WM 1972 / EM 1972 | |
| Aufstellung                | Tor: Wladislaw Tretjak, Wladimir Schepowalow (21. Min.) Verteidigung: Gennadi Zygankow, Alexander Ragulin, Wiktor Kuskin, Waleri Wassiljew, Wladimir Luttschenko, Igor Romischewski Sturm: Wladimir Wikulow (4), Alexander Malzew (3), Waleri Charlamow, Boris Michailow (3), Wladimir Petrow, Wjatscheslaw Anissin, Wjatscheslaw Soloduchin (1), Wladimir Schadrin (1), Alexander Jakuschew (2) Trainer / Assistent: Wsewolod Bobrow / Nikolai Putschkow                                                                                          | Tor: Wladislaw Tretjak, Wladimir Schepowalow (21. Min.) Verteidigung: Gennadi Zygankow, Alexander Ragulin, Wiktor Kuskin, Waleri Wassiljew, Wladimir Luttschenko, Igor Romischewski Sturm: Wladimir Wikulow (4), Alexander Malzew (3), Waleri Charlamow, Boris Michailow (3), Wladimir Petrow, Wjatscheslaw Anissin, Wjatscheslaw Soloduchin (1), Wladimir Schadrin (1), Alexander Jakuschew (2) Trainer / Assistent: Wsewolod Bobrow / Nikolai Putschkow                                                                                          | Tor: Wladislaw Tretjak, Wladimir Schepowalow (21. Min.) Verteidigung: Gennadi Zygankow, Alexander Ragulin, Wiktor Kuskin, Waleri Wassiljew, Wladimir Luttschenko, Igor Romischewski Sturm: Wladimir Wikulow (4), Alexander Malzew (3), Waleri Charlamow, Boris Michailow (3), Wladimir Petrow, Wjatscheslaw Anissin, Wjatscheslaw Soloduchin (1), Wladimir Schadrin (1), Alexander Jakuschew (2) Trainer / Assistent: Wsewolod Bobrow / Nikolai Putschkow                                                                                          | Tor: Wladislaw Tretjak, Wladimir Schepowalow (21. Min.) Verteidigung: Gennadi Zygankow, Alexander Ragulin, Wiktor Kuskin, Waleri Wassiljew, Wladimir Luttschenko, Igor Romischewski Sturm: Wladimir Wikulow (4), Alexander Malzew (3), Waleri Charlamow, Boris Michailow (3), Wladimir Petrow, Wjatscheslaw Anissin, Wjatscheslaw Soloduchin (1), Wladimir Schadrin (1), Alexander Jakuschew (2) Trainer / Assistent: Wsewolod Bobrow / Nikolai Putschkow                                                                                          | Tor: Wladislaw Tretjak, Wladimir Schepowalow (21. Min.) Verteidigung: Gennadi Zygankow, Alexander Ragulin, Wiktor Kuskin, Waleri Wassiljew, Wladimir Luttschenko, Igor Romischewski Sturm: Wladimir Wikulow (4), Alexander Malzew (3), Waleri Charlamow, Boris Michailow (3), Wladimir Petrow, Wjatscheslaw Anissin, Wjatscheslaw Soloduchin (1), Wladimir Schadrin (1), Alexander Jakuschew (2) Trainer / Assistent: Wsewolod Bobrow / Nikolai Putschkow                                                                                          | Tor: Wladislaw Tretjak, Wladimir Schepowalow (21. Min.) Verteidigung: Gennadi Zygankow, Alexander Ragulin, Wiktor Kuskin, Waleri Wassiljew, Wladimir Luttschenko, Igor Romischewski Sturm: Wladimir Wikulow (4), Alexander Malzew (3), Waleri Charlamow, Boris Michailow (3), Wladimir Petrow, Wjatscheslaw Anissin, Wjatscheslaw Soloduchin (1), Wladimir Schadrin (1), Alexander Jakuschew (2) Trainer / Assistent: Wsewolod Bobrow / Nikolai Putschkow                                                                                          |
| Nr. 352 20. April 1972     | 2:3 (0:2, 2:1, 0:0) | 0 Tschechoslowakei | A | 0Prag, TCH | 0WM 1972 / EM 1972 | |
| Aufstellung                | Tor: Wladislaw Tretjak Verteidigung: Gennadi Zygankow, Alexander Ragulin, Wiktor Kuskin, Alexander Gussew, Wladimir Luttschenko, Waleri Wassiljew Sturm: Wladimir Wikulow, Alexander Malzew (1), Waleri Charlamow (1), Boris Michailow, Wladimir Petrow, Juri Blinow, Wjatscheslaw Soloduchin, Wladimir Schadrin, Alexander Jakuschew Trainer / Assistent: Wsewolod Bobrow / Nikolai Putschkow | Tor: Wladislaw Tretjak Verteidigung: Gennadi Zygankow, Alexander Ragulin, Wiktor Kuskin, Alexander Gussew, Wladimir Luttschenko, Waleri Wassiljew Sturm: Wladimir Wikulow, Alexander Malzew (1), Waleri Charlamow (1), Boris Michailow, Wladimir Petrow, Juri Blinow, Wjatscheslaw Soloduchin, Wladimir Schadrin, Alexander Jakuschew Trainer / Assistent: Wsewolod Bobrow / Nikolai Putschkow | Tor: Wladislaw Tretjak Verteidigung: Gennadi Zygankow, Alexander Ragulin, Wiktor Kuskin, Alexander Gussew, Wladimir Luttschenko, Waleri Wassiljew Sturm: Wladimir Wikulow, Alexander Malzew (1), Waleri Charlamow (1), Boris Michailow, Wladimir Petrow, Juri Blinow, Wjatscheslaw Soloduchin, Wladimir Schadrin, Alexander Jakuschew Trainer / Assistent: Wsewolod Bobrow / Nikolai Putschkow | Tor: Wladislaw Tretjak Verteidigung: Gennadi Zygankow, Alexander Ragulin, Wiktor Kuskin, Alexander Gussew, Wladimir Luttschenko, Waleri Wassiljew Sturm: Wladimir Wikulow, Alexander Malzew (1), Waleri Charlamow (1), Boris Michailow, Wladimir Petrow, Juri Blinow, Wjatscheslaw Soloduchin, Wladimir Schadrin, Alexander Jakuschew Trainer / Assistent: Wsewolod Bobrow / Nikolai Putschkow | Tor: Wladislaw Tretjak Verteidigung: Gennadi Zygankow, Alexander Ragulin, Wiktor Kuskin, Alexander Gussew, Wladimir Luttschenko, Waleri Wassiljew Sturm: Wladimir Wikulow, Alexander Malzew (1), Waleri Charlamow (1), Boris Michailow, Wladimir Petrow, Juri Blinow, Wjatscheslaw Soloduchin, Wladimir Schadrin, Alexander Jakuschew Trainer / Assistent: Wsewolod Bobrow / Nikolai Putschkow | Tor: Wladislaw Tretjak Verteidigung: Gennadi Zygankow, Alexander Ragulin, Wiktor Kuskin, Alexander Gussew, Wladimir Luttschenko, Waleri Wassiljew Sturm: Wladimir Wikulow, Alexander Malzew (1), Waleri Charlamow (1), Boris Michailow, Wladimir Petrow, Juri Blinow, Wjatscheslaw Soloduchin, Wladimir Schadrin, Alexander Jakuschew Trainer / Assistent: Wsewolod Bobrow / Nikolai Putschkow |
| Nr. 353 22. April 1972     | 3:3 (0:1, 1:2, 2:0) | 0 Schweden | A | 0Prag, TCH | 0WM 1972 / EM 1972 | 0WM-Zweiter 0EM-Zweiter |
| Aufstellung                | Tor: Wladislaw Tretjak Verteidigung: Gennadi Zygankow, Alexander Ragulin, Wiktor Kuskin, Alexander Gussew, Wladimir Luttschenko, Waleri Wassiljew Sturm: Wladimir Wikulow (1), Alexander Malzew, Waleri Charlamow (1), Boris Michailow, Wladimir Petrow, Juri Blinow, Wjatscheslaw Anissin, Wladimir Schadrin, Alexander Jakuschew (1) Trainer / Assistent: Wsewolod Bobrow / Boris Kulagin | Tor: Wladislaw Tretjak Verteidigung: Gennadi Zygankow, Alexander Ragulin, Wiktor Kuskin, Alexander Gussew, Wladimir Luttschenko, Waleri Wassiljew Sturm: Wladimir Wikulow (1), Alexander Malzew, Waleri Charlamow (1), Boris Michailow, Wladimir Petrow, Juri Blinow, Wjatscheslaw Anissin, Wladimir Schadrin, Alexander Jakuschew (1) Trainer / Assistent: Wsewolod Bobrow / Boris Kulagin | Tor: Wladislaw Tretjak Verteidigung: Gennadi Zygankow, Alexander Ragulin, Wiktor Kuskin, Alexander Gussew, Wladimir Luttschenko, Waleri Wassiljew Sturm: Wladimir Wikulow (1), Alexander Malzew, Waleri Charlamow (1), Boris Michailow, Wladimir Petrow, Juri Blinow, Wjatscheslaw Anissin, Wladimir Schadrin, Alexander Jakuschew (1) Trainer / Assistent: Wsewolod Bobrow / Boris Kulagin | Tor: Wladislaw Tretjak Verteidigung: Gennadi Zygankow, Alexander Ragulin, Wiktor Kuskin, Alexander Gussew, Wladimir Luttschenko, Waleri Wassiljew Sturm: Wladimir Wikulow (1), Alexander Malzew, Waleri Charlamow (1), Boris Michailow, Wladimir Petrow, Juri Blinow, Wjatscheslaw Anissin, Wladimir Schadrin, Alexander Jakuschew (1) Trainer / Assistent: Wsewolod Bobrow / Boris Kulagin | Tor: Wladislaw Tretjak Verteidigung: Gennadi Zygankow, Alexander Ragulin, Wiktor Kuskin, Alexander Gussew, Wladimir Luttschenko, Waleri Wassiljew Sturm: Wladimir Wikulow (1), Alexander Malzew, Waleri Charlamow (1), Boris Michailow, Wladimir Petrow, Juri Blinow, Wjatscheslaw Anissin, Wladimir Schadrin, Alexander Jakuschew (1) Trainer / Assistent: Wsewolod Bobrow / Boris Kulagin | Tor: Wladislaw Tretjak Verteidigung: Gennadi Zygankow, Alexander Ragulin, Wiktor Kuskin, Alexander Gussew, Wladimir Luttschenko, Waleri Wassiljew Sturm: Wladimir Wikulow (1), Alexander Malzew, Waleri Charlamow (1), Boris Michailow, Wladimir Petrow, Juri Blinow, Wjatscheslaw Anissin, Wladimir Schadrin, Alexander Jakuschew (1) Trainer / Assistent: Wsewolod Bobrow / Boris Kulagin |
| Nr. 354 2. September 1972  | 7:3 (2:2, 2:0, 3:1) | 0 Kanada | A | 0Montreal, CAN | 0Summit Series 1972 | |
| Aufstellung                | Tor: Wladislaw Tretjak Verteidigung: Gennadi Zygankow, Alexander Ragulin, Wiktor Kuskin, Alexander Gussew, Jewgeni Paladjew, Juri Ljapkin, Wladimir Luttschenko Sturm: Wladimir Wikulow, Alexander Malzew, Waleri Charlamow (2), Boris Michailow (1), Wladimir Petrow (1), Juri Blinow, Jewgeni Simin (2), Wladimir Schadrin, Alexander Jakuschew (1), Jewgeni Mischakow Trainer / Assistent: Wsewolod Bobrow / Boris Kulagin | Tor: Wladislaw Tretjak Verteidigung: Gennadi Zygankow, Alexander Ragulin, Wiktor Kuskin, Alexander Gussew, Jewgeni Paladjew, Juri Ljapkin, Wladimir Luttschenko Sturm: Wladimir Wikulow, Alexander Malzew, Waleri Charlamow (2), Boris Michailow (1), Wladimir Petrow (1), Juri Blinow, Jewgeni Simin (2), Wladimir Schadrin, Alexander Jakuschew (1), Jewgeni Mischakow Trainer / Assistent: Wsewolod Bobrow / Boris Kulagin | Tor: Wladislaw Tretjak Verteidigung: Gennadi Zygankow, Alexander Ragulin, Wiktor Kuskin, Alexander Gussew, Jewgeni Paladjew, Juri Ljapkin, Wladimir Luttschenko Sturm: Wladimir Wikulow, Alexander Malzew, Waleri Charlamow (2), Boris Michailow (1), Wladimir Petrow (1), Juri Blinow, Jewgeni Simin (2), Wladimir Schadrin, Alexander Jakuschew (1), Jewgeni Mischakow Trainer / Assistent: Wsewolod Bobrow / Boris Kulagin | Tor: Wladislaw Tretjak Verteidigung: Gennadi Zygankow, Alexander Ragulin, Wiktor Kuskin, Alexander Gussew, Jewgeni Paladjew, Juri Ljapkin, Wladimir Luttschenko Sturm: Wladimir Wikulow, Alexander Malzew, Waleri Charlamow (2), Boris Michailow (1), Wladimir Petrow (1), Juri Blinow, Jewgeni Simin (2), Wladimir Schadrin, Alexander Jakuschew (1), Jewgeni Mischakow Trainer / Assistent: Wsewolod Bobrow / Boris Kulagin | Tor: Wladislaw Tretjak Verteidigung: Gennadi Zygankow, Alexander Ragulin, Wiktor Kuskin, Alexander Gussew, Jewgeni Paladjew, Juri Ljapkin, Wladimir Luttschenko Sturm: Wladimir Wikulow, Alexander Malzew, Waleri Charlamow (2), Boris Michailow (1), Wladimir Petrow (1), Juri Blinow, Jewgeni Simin (2), Wladimir Schadrin, Alexander Jakuschew (1), Jewgeni Mischakow Trainer / Assistent: Wsewolod Bobrow / Boris Kulagin | Tor: Wladislaw Tretjak Verteidigung: Gennadi Zygankow, Alexander Ragulin, Wiktor Kuskin, Alexander Gussew, Jewgeni Paladjew, Juri Ljapkin, Wladimir Luttschenko Sturm: Wladimir Wikulow, Alexander Malzew, Waleri Charlamow (2), Boris Michailow (1), Wladimir Petrow (1), Juri Blinow, Jewgeni Simin (2), Wladimir Schadrin, Alexander Jakuschew (1), Jewgeni Mischakow Trainer / Assistent: Wsewolod Bobrow / Boris Kulagin |
| Nr. 355 4. September 1972  | 1:4 (0:0, 0:1, 1:3) | 0 Kanada | A | 0Toronto, CAN | 0Summit Series 1972 | |
| Aufstellung                | Tor: Wladislaw Tretjak Verteidigung: Gennadi Zygankow, Alexander Ragulin, Wiktor Kuskin, Alexander Gussew, Jewgeni Paladjew, Juri Ljapkin, Wladimir Luttschenko Sturm: Alexander Malzew, Wjatscheslaw Starschinow, Waleri Charlamow, Boris Michailow, Wladimir Petrow, Jewgeni Mischakow, Jewgeni Simin, Wladimir Schadrin, Alexander Jakuschew (1), Wjatscheslaw Anissin Trainer / Assistent: Wsewolod Bobrow / Boris Kulagin | Tor: Wladislaw Tretjak Verteidigung: Gennadi Zygankow, Alexander Ragulin, Wiktor Kuskin, Alexander Gussew, Jewgeni Paladjew, Juri Ljapkin, Wladimir Luttschenko Sturm: Alexander Malzew, Wjatscheslaw Starschinow, Waleri Charlamow, Boris Michailow, Wladimir Petrow, Jewgeni Mischakow, Jewgeni Simin, Wladimir Schadrin, Alexander Jakuschew (1), Wjatscheslaw Anissin Trainer / Assistent: Wsewolod Bobrow / Boris Kulagin | Tor: Wladislaw Tretjak Verteidigung: Gennadi Zygankow, Alexander Ragulin, Wiktor Kuskin, Alexander Gussew, Jewgeni Paladjew, Juri Ljapkin, Wladimir Luttschenko Sturm: Alexander Malzew, Wjatscheslaw Starschinow, Waleri Charlamow, Boris Michailow, Wladimir Petrow, Jewgeni Mischakow, Jewgeni Simin, Wladimir Schadrin, Alexander Jakuschew (1), Wjatscheslaw Anissin Trainer / Assistent: Wsewolod Bobrow / Boris Kulagin | Tor: Wladislaw Tretjak Verteidigung: Gennadi Zygankow, Alexander Ragulin, Wiktor Kuskin, Alexander Gussew, Jewgeni Paladjew, Juri Ljapkin, Wladimir Luttschenko Sturm: Alexander Malzew, Wjatscheslaw Starschinow, Waleri Charlamow, Boris Michailow, Wladimir Petrow, Jewgeni Mischakow, Jewgeni Simin, Wladimir Schadrin, Alexander Jakuschew (1), Wjatscheslaw Anissin Trainer / Assistent: Wsewolod Bobrow / Boris Kulagin | Tor: Wladislaw Tretjak Verteidigung: Gennadi Zygankow, Alexander Ragulin, Wiktor Kuskin, Alexander Gussew, Jewgeni Paladjew, Juri Ljapkin, Wladimir Luttschenko Sturm: Alexander Malzew, Wjatscheslaw Starschinow, Waleri Charlamow, Boris Michailow, Wladimir Petrow, Jewgeni Mischakow, Jewgeni Simin, Wladimir Schadrin, Alexander Jakuschew (1), Wjatscheslaw Anissin Trainer / Assistent: Wsewolod Bobrow / Boris Kulagin | Tor: Wladislaw Tretjak Verteidigung: Gennadi Zygankow, Alexander Ragulin, Wiktor Kuskin, Alexander Gussew, Jewgeni Paladjew, Juri Ljapkin, Wladimir Luttschenko Sturm: Alexander Malzew, Wjatscheslaw Starschinow, Waleri Charlamow, Boris Michailow, Wladimir Petrow, Jewgeni Mischakow, Jewgeni Simin, Wladimir Schadrin, Alexander Jakuschew (1), Wjatscheslaw Anissin Trainer / Assistent: Wsewolod Bobrow / Boris Kulagin |
| Nr. 356 6. September 1972  | 4:4 (1:2, 3:2, 0:0) | 0 Kanada | A | 0Winnipeg, CAN | 0Summit Series 1972 | |
| Aufstellung                | Tor: Wladislaw Tretjak Verteidigung: Gennadi Zygankow, Wladimir Luttschenko, Wiktor Kuskin, Alexander Gussew, Waleri Wassiljew, Juri Schatalow Sturm: Boris Michailow, Alexander Malzew, Waleri Charlamow (1), Wjatscheslaw Soloduchin, Wladimir Schadrin, Alexander Jakuschew, Juri Lebedew (1), Wjatscheslaw Anissin, Alexander Bodunow (1), Wladimir Petrow (1), Jewgeni Mischakow Trainer / Assistent: Wsewolod Bobrow / Boris Kulagin | Tor: Wladislaw Tretjak Verteidigung: Gennadi Zygankow, Wladimir Luttschenko, Wiktor Kuskin, Alexander Gussew, Waleri Wassiljew, Juri Schatalow Sturm: Boris Michailow, Alexander Malzew, Waleri Charlamow (1), Wjatscheslaw Soloduchin, Wladimir Schadrin, Alexander Jakuschew, Juri Lebedew (1), Wjatscheslaw Anissin, Alexander Bodunow (1), Wladimir Petrow (1), Jewgeni Mischakow Trainer / Assistent: Wsewolod Bobrow / Boris Kulagin | Tor: Wladislaw Tretjak Verteidigung: Gennadi Zygankow, Wladimir Luttschenko, Wiktor Kuskin, Alexander Gussew, Waleri Wassiljew, Juri Schatalow Sturm: Boris Michailow, Alexander Malzew, Waleri Charlamow (1), Wjatscheslaw Soloduchin, Wladimir Schadrin, Alexander Jakuschew, Juri Lebedew (1), Wjatscheslaw Anissin, Alexander Bodunow (1), Wladimir Petrow (1), Jewgeni Mischakow Trainer / Assistent: Wsewolod Bobrow / Boris Kulagin | Tor: Wladislaw Tretjak Verteidigung: Gennadi Zygankow, Wladimir Luttschenko, Wiktor Kuskin, Alexander Gussew, Waleri Wassiljew, Juri Schatalow Sturm: Boris Michailow, Alexander Malzew, Waleri Charlamow (1), Wjatscheslaw Soloduchin, Wladimir Schadrin, Alexander Jakuschew, Juri Lebedew (1), Wjatscheslaw Anissin, Alexander Bodunow (1), Wladimir Petrow (1), Jewgeni Mischakow Trainer / Assistent: Wsewolod Bobrow / Boris Kulagin | Tor: Wladislaw Tretjak Verteidigung: Gennadi Zygankow, Wladimir Luttschenko, Wiktor Kuskin, Alexander Gussew, Waleri Wassiljew, Juri Schatalow Sturm: Boris Michailow, Alexander Malzew, Waleri Charlamow (1), Wjatscheslaw Soloduchin, Wladimir Schadrin, Alexander Jakuschew, Juri Lebedew (1), Wjatscheslaw Anissin, Alexander Bodunow (1), Wladimir Petrow (1), Jewgeni Mischakow Trainer / Assistent: Wsewolod Bobrow / Boris Kulagin | Tor: Wladislaw Tretjak Verteidigung: Gennadi Zygankow, Wladimir Luttschenko, Wiktor Kuskin, Alexander Gussew, Waleri Wassiljew, Juri Schatalow Sturm: Boris Michailow, Alexander Malzew, Waleri Charlamow (1), Wjatscheslaw Soloduchin, Wladimir Schadrin, Alexander Jakuschew, Juri Lebedew (1), Wjatscheslaw Anissin, Alexander Bodunow (1), Wladimir Petrow (1), Jewgeni Mischakow Trainer / Assistent: Wsewolod Bobrow / Boris Kulagin |
| Nr. 357 8. September 1972  | 5:3 (2:0, 2:1, 1:2) | 0 Kanada | A | 0Vancouver, CAN | 0Summit Series 1972 | |
| Aufstellung                | Tor: Wladislaw Tretjak Verteidigung: Gennadi Zygankow, Alexander Ragulin, Wiktor Kuskin, Wladimir Luttschenko, Waleri Wassiljew, Jewgeni Paladjew Sturm: Wladimir Wikulow (1), Alexander Malzew, Waleri Charlamow, Boris Michailow (2), Wladimir Petrow, Juri Blinow (1), Juri Lebedew, Wjatscheslaw Anissin, Alexander Bodunow, Alexander Jakuschew, Wladimir Schadrin (1) Trainer / Assistent: Wsewolod Bobrow / Boris Kulagin | Tor: Wladislaw Tretjak Verteidigung: Gennadi Zygankow, Alexander Ragulin, Wiktor Kuskin, Wladimir Luttschenko, Waleri Wassiljew, Jewgeni Paladjew Sturm: Wladimir Wikulow (1), Alexander Malzew, Waleri Charlamow, Boris Michailow (2), Wladimir Petrow, Juri Blinow (1), Juri Lebedew, Wjatscheslaw Anissin, Alexander Bodunow, Alexander Jakuschew, Wladimir Schadrin (1) Trainer / Assistent: Wsewolod Bobrow / Boris Kulagin | Tor: Wladislaw Tretjak Verteidigung: Gennadi Zygankow, Alexander Ragulin, Wiktor Kuskin, Wladimir Luttschenko, Waleri Wassiljew, Jewgeni Paladjew Sturm: Wladimir Wikulow (1), Alexander Malzew, Waleri Charlamow, Boris Michailow (2), Wladimir Petrow, Juri Blinow (1), Juri Lebedew, Wjatscheslaw Anissin, Alexander Bodunow, Alexander Jakuschew, Wladimir Schadrin (1) Trainer / Assistent: Wsewolod Bobrow / Boris Kulagin | Tor: Wladislaw Tretjak Verteidigung: Gennadi Zygankow, Alexander Ragulin, Wiktor Kuskin, Wladimir Luttschenko, Waleri Wassiljew, Jewgeni Paladjew Sturm: Wladimir Wikulow (1), Alexander Malzew, Waleri Charlamow, Boris Michailow (2), Wladimir Petrow, Juri Blinow (1), Juri Lebedew, Wjatscheslaw Anissin, Alexander Bodunow, Alexander Jakuschew, Wladimir Schadrin (1) Trainer / Assistent: Wsewolod Bobrow / Boris Kulagin | Tor: Wladislaw Tretjak Verteidigung: Gennadi Zygankow, Alexander Ragulin, Wiktor Kuskin, Wladimir Luttschenko, Waleri Wassiljew, Jewgeni Paladjew Sturm: Wladimir Wikulow (1), Alexander Malzew, Waleri Charlamow, Boris Michailow (2), Wladimir Petrow, Juri Blinow (1), Juri Lebedew, Wjatscheslaw Anissin, Alexander Bodunow, Alexander Jakuschew, Wladimir Schadrin (1) Trainer / Assistent: Wsewolod Bobrow / Boris Kulagin | Tor: Wladislaw Tretjak Verteidigung: Gennadi Zygankow, Alexander Ragulin, Wiktor Kuskin, Wladimir Luttschenko, Waleri Wassiljew, Jewgeni Paladjew Sturm: Wladimir Wikulow (1), Alexander Malzew, Waleri Charlamow, Boris Michailow (2), Wladimir Petrow, Juri Blinow (1), Juri Lebedew, Wjatscheslaw Anissin, Alexander Bodunow, Alexander Jakuschew, Wladimir Schadrin (1) Trainer / Assistent: Wsewolod Bobrow / Boris Kulagin |
| Nr. 358 22. September 1972 | 5:4 (0:1, 0:2, 5:1) | 0 Kanada | H | 0Moskau | 0Summit Series 1972 | |
| Aufstellung                | Tor: Wladislaw Tretjak Verteidigung: Gennadi Zygankow, Alexander Ragulin, Wiktor Kuskin, Alexander Gussew (1), Wladimir Luttschenko, Juri Ljapkin Sturm: Wladimir Wikulow (1), Alexander Malzew, Waleri Charlamow, Boris Michailow, Wladimir Petrow, Juri Blinow (1), Alexander Martynjuk, Wladimir Schadrin (1), Alexander Jakuschew, Jewgeni Mischakow, Wjatscheslaw Anissin (1) Trainer / Assistent: Wsewolod Bobrow / Boris Kulagin | Tor: Wladislaw Tretjak Verteidigung: Gennadi Zygankow, Alexander Ragulin, Wiktor Kuskin, Alexander Gussew (1), Wladimir Luttschenko, Juri Ljapkin Sturm: Wladimir Wikulow (1), Alexander Malzew, Waleri Charlamow, Boris Michailow, Wladimir Petrow, Juri Blinow (1), Alexander Martynjuk, Wladimir Schadrin (1), Alexander Jakuschew, Jewgeni Mischakow, Wjatscheslaw Anissin (1) Trainer / Assistent: Wsewolod Bobrow / Boris Kulagin | Tor: Wladislaw Tretjak Verteidigung: Gennadi Zygankow, Alexander Ragulin, Wiktor Kuskin, Alexander Gussew (1), Wladimir Luttschenko, Juri Ljapkin Sturm: Wladimir Wikulow (1), Alexander Malzew, Waleri Charlamow, Boris Michailow, Wladimir Petrow, Juri Blinow (1), Alexander Martynjuk, Wladimir Schadrin (1), Alexander Jakuschew, Jewgeni Mischakow, Wjatscheslaw Anissin (1) Trainer / Assistent: Wsewolod Bobrow / Boris Kulagin | Tor: Wladislaw Tretjak Verteidigung: Gennadi Zygankow, Alexander Ragulin, Wiktor Kuskin, Alexander Gussew (1), Wladimir Luttschenko, Juri Ljapkin Sturm: Wladimir Wikulow (1), Alexander Malzew, Waleri Charlamow, Boris Michailow, Wladimir Petrow, Juri Blinow (1), Alexander Martynjuk, Wladimir Schadrin (1), Alexander Jakuschew, Jewgeni Mischakow, Wjatscheslaw Anissin (1) Trainer / Assistent: Wsewolod Bobrow / Boris Kulagin | Tor: Wladislaw Tretjak Verteidigung: Gennadi Zygankow, Alexander Ragulin, Wiktor Kuskin, Alexander Gussew (1), Wladimir Luttschenko, Juri Ljapkin Sturm: Wladimir Wikulow (1), Alexander Malzew, Waleri Charlamow, Boris Michailow, Wladimir Petrow, Juri Blinow (1), Alexander Martynjuk, Wladimir Schadrin (1), Alexander Jakuschew, Jewgeni Mischakow, Wjatscheslaw Anissin (1) Trainer / Assistent: Wsewolod Bobrow / Boris Kulagin | Tor: Wladislaw Tretjak Verteidigung: Gennadi Zygankow, Alexander Ragulin, Wiktor Kuskin, Alexander Gussew (1), Wladimir Luttschenko, Juri Ljapkin Sturm: Wladimir Wikulow (1), Alexander Malzew, Waleri Charlamow, Boris Michailow, Wladimir Petrow, Juri Blinow (1), Alexander Martynjuk, Wladimir Schadrin (1), Alexander Jakuschew, Jewgeni Mischakow, Wjatscheslaw Anissin (1) Trainer / Assistent: Wsewolod Bobrow / Boris Kulagin |
| Nr. 359 24. September 1972 | 2:3 (0:0, 2:3, 0:0) | 0 Kanada | H | 0Moskau | 0Summit Series 1972 | |
| Aufstellung                | Tor: Wladislaw Tretjak Verteidigung: Gennadi Zygankow, Alexander Ragulin, Wiktor Kuskin, Alexander Gussew, Wladimir Luttschenko, Juri Ljapkin (1) Sturm: Wladimir Wikulow, Alexander Malzew, Waleri Charlamow, Boris Michailow, Wladimir Petrow, Juri Blinow, Alexander Martynjuk, Wladimir Schadrin, Alexander Jakuschew (1), Jewgeni Mischakow, Wjatscheslaw Anissin Trainer / Assistent: Wsewolod Bobrow / Boris Kulagin | Tor: Wladislaw Tretjak Verteidigung: Gennadi Zygankow, Alexander Ragulin, Wiktor Kuskin, Alexander Gussew, Wladimir Luttschenko, Juri Ljapkin (1) Sturm: Wladimir Wikulow, Alexander Malzew, Waleri Charlamow, Boris Michailow, Wladimir Petrow, Juri Blinow, Alexander Martynjuk, Wladimir Schadrin, Alexander Jakuschew (1), Jewgeni Mischakow, Wjatscheslaw Anissin Trainer / Assistent: Wsewolod Bobrow / Boris Kulagin | Tor: Wladislaw Tretjak Verteidigung: Gennadi Zygankow, Alexander Ragulin, Wiktor Kuskin, Alexander Gussew, Wladimir Luttschenko, Juri Ljapkin (1) Sturm: Wladimir Wikulow, Alexander Malzew, Waleri Charlamow, Boris Michailow, Wladimir Petrow, Juri Blinow, Alexander Martynjuk, Wladimir Schadrin, Alexander Jakuschew (1), Jewgeni Mischakow, Wjatscheslaw Anissin Trainer / Assistent: Wsewolod Bobrow / Boris Kulagin | Tor: Wladislaw Tretjak Verteidigung: Gennadi Zygankow, Alexander Ragulin, Wiktor Kuskin, Alexander Gussew, Wladimir Luttschenko, Juri Ljapkin (1) Sturm: Wladimir Wikulow, Alexander Malzew, Waleri Charlamow, Boris Michailow, Wladimir Petrow, Juri Blinow, Alexander Martynjuk, Wladimir Schadrin, Alexander Jakuschew (1), Jewgeni Mischakow, Wjatscheslaw Anissin Trainer / Assistent: Wsewolod Bobrow / Boris Kulagin | Tor: Wladislaw Tretjak Verteidigung: Gennadi Zygankow, Alexander Ragulin, Wiktor Kuskin, Alexander Gussew, Wladimir Luttschenko, Juri Ljapkin (1) Sturm: Wladimir Wikulow, Alexander Malzew, Waleri Charlamow, Boris Michailow, Wladimir Petrow, Juri Blinow, Alexander Martynjuk, Wladimir Schadrin, Alexander Jakuschew (1), Jewgeni Mischakow, Wjatscheslaw Anissin Trainer / Assistent: Wsewolod Bobrow / Boris Kulagin | Tor: Wladislaw Tretjak Verteidigung: Gennadi Zygankow, Alexander Ragulin, Wiktor Kuskin, Alexander Gussew, Wladimir Luttschenko, Juri Ljapkin (1) Sturm: Wladimir Wikulow, Alexander Malzew, Waleri Charlamow, Boris Michailow, Wladimir Petrow, Juri Blinow, Alexander Martynjuk, Wladimir Schadrin, Alexander Jakuschew (1), Jewgeni Mischakow, Wjatscheslaw Anissin Trainer / Assistent: Wsewolod Bobrow / Boris Kulagin |
| Nr. 360 26. September 1972 | 3:4 (2:2, 0:0, 1:2) | 0 Kanada | H | 0Moskau | 0Summit Series 1972 | |
| Aufstellung                | Tor: Wladislaw Tretjak Verteidigung: Gennadi Zygankow, Alexander Ragulin, Wiktor Kuskin, Alexander Gussew, Wladimir Luttschenko, Juri Ljapkin, Waleri Wassiljew Sturm: Wladimir Wikulow, Jewgeni Mischakow, Alexander Malzew, Boris Michailow, Wladimir Petrow (1), Juri Blinow, Wjatscheslaw Anissin, Wladimir Schadrin, Alexander Jakuschew (2) Trainer / Assistent: Wsewolod Bobrow / Boris Kulagin | Tor: Wladislaw Tretjak Verteidigung: Gennadi Zygankow, Alexander Ragulin, Wiktor Kuskin, Alexander Gussew, Wladimir Luttschenko, Juri Ljapkin, Waleri Wassiljew Sturm: Wladimir Wikulow, Jewgeni Mischakow, Alexander Malzew, Boris Michailow, Wladimir Petrow (1), Juri Blinow, Wjatscheslaw Anissin, Wladimir Schadrin, Alexander Jakuschew (2) Trainer / Assistent: Wsewolod Bobrow / Boris Kulagin | Tor: Wladislaw Tretjak Verteidigung: Gennadi Zygankow, Alexander Ragulin, Wiktor Kuskin, Alexander Gussew, Wladimir Luttschenko, Juri Ljapkin, Waleri Wassiljew Sturm: Wladimir Wikulow, Jewgeni Mischakow, Alexander Malzew, Boris Michailow, Wladimir Petrow (1), Juri Blinow, Wjatscheslaw Anissin, Wladimir Schadrin, Alexander Jakuschew (2) Trainer / Assistent: Wsewolod Bobrow / Boris Kulagin | Tor: Wladislaw Tretjak Verteidigung: Gennadi Zygankow, Alexander Ragulin, Wiktor Kuskin, Alexander Gussew, Wladimir Luttschenko, Juri Ljapkin, Waleri Wassiljew Sturm: Wladimir Wikulow, Jewgeni Mischakow, Alexander Malzew, Boris Michailow, Wladimir Petrow (1), Juri Blinow, Wjatscheslaw Anissin, Wladimir Schadrin, Alexander Jakuschew (2) Trainer / Assistent: Wsewolod Bobrow / Boris Kulagin | Tor: Wladislaw Tretjak Verteidigung: Gennadi Zygankow, Alexander Ragulin, Wiktor Kuskin, Alexander Gussew, Wladimir Luttschenko, Juri Ljapkin, Waleri Wassiljew Sturm: Wladimir Wikulow, Jewgeni Mischakow, Alexander Malzew, Boris Michailow, Wladimir Petrow (1), Juri Blinow, Wjatscheslaw Anissin, Wladimir Schadrin, Alexander Jakuschew (2) Trainer / Assistent: Wsewolod Bobrow / Boris Kulagin | Tor: Wladislaw Tretjak Verteidigung: Gennadi Zygankow, Alexander Ragulin, Wiktor Kuskin, Alexander Gussew, Wladimir Luttschenko, Juri Ljapkin, Waleri Wassiljew Sturm: Wladimir Wikulow, Jewgeni Mischakow, Alexander Malzew, Boris Michailow, Wladimir Petrow (1), Juri Blinow, Wjatscheslaw Anissin, Wladimir Schadrin, Alexander Jakuschew (2) Trainer / Assistent: Wsewolod Bobrow / Boris Kulagin |
| Nr. 361 28. September 1972 | 5:6 (2:2, 3:1, 0:3) | 0 Kanada | H | 0Moskau | 0Summit Series 1972 | |
| Aufstellung                | Tor: Wladislaw Tretjak Verteidigung: Waleri Wassiljew (1), Juri Ljapkin, Gennadi Zygankow, Wladimir Luttschenko (1), Wiktor Kuskin, Alexander Gussew Sturm: Wjatscheslaw Anissin, Wladimir Schadrin (1), Alexander Jakuschew (2), Wladimir Wikulow, Alexander Malzew, Waleri Charlamow, Boris Michailow, Wladimir Petrow, Juri Blinow, Jewgeni Mischakow Trainer / Assistent: Wsewolod Bobrow / Boris Kulagin | Tor: Wladislaw Tretjak Verteidigung: Waleri Wassiljew (1), Juri Ljapkin, Gennadi Zygankow, Wladimir Luttschenko (1), Wiktor Kuskin, Alexander Gussew Sturm: Wjatscheslaw Anissin, Wladimir Schadrin (1), Alexander Jakuschew (2), Wladimir Wikulow, Alexander Malzew, Waleri Charlamow, Boris Michailow, Wladimir Petrow, Juri Blinow, Jewgeni Mischakow Trainer / Assistent: Wsewolod Bobrow / Boris Kulagin | Tor: Wladislaw Tretjak Verteidigung: Waleri Wassiljew (1), Juri Ljapkin, Gennadi Zygankow, Wladimir Luttschenko (1), Wiktor Kuskin, Alexander Gussew Sturm: Wjatscheslaw Anissin, Wladimir Schadrin (1), Alexander Jakuschew (2), Wladimir Wikulow, Alexander Malzew, Waleri Charlamow, Boris Michailow, Wladimir Petrow, Juri Blinow, Jewgeni Mischakow Trainer / Assistent: Wsewolod Bobrow / Boris Kulagin | Tor: Wladislaw Tretjak Verteidigung: Waleri Wassiljew (1), Juri Ljapkin, Gennadi Zygankow, Wladimir Luttschenko (1), Wiktor Kuskin, Alexander Gussew Sturm: Wjatscheslaw Anissin, Wladimir Schadrin (1), Alexander Jakuschew (2), Wladimir Wikulow, Alexander Malzew, Waleri Charlamow, Boris Michailow, Wladimir Petrow, Juri Blinow, Jewgeni Mischakow Trainer / Assistent: Wsewolod Bobrow / Boris Kulagin | Tor: Wladislaw Tretjak Verteidigung: Waleri Wassiljew (1), Juri Ljapkin, Gennadi Zygankow, Wladimir Luttschenko (1), Wiktor Kuskin, Alexander Gussew Sturm: Wjatscheslaw Anissin, Wladimir Schadrin (1), Alexander Jakuschew (2), Wladimir Wikulow, Alexander Malzew, Waleri Charlamow, Boris Michailow, Wladimir Petrow, Juri Blinow, Jewgeni Mischakow Trainer / Assistent: Wsewolod Bobrow / Boris Kulagin | Tor: Wladislaw Tretjak Verteidigung: Waleri Wassiljew (1), Juri Ljapkin, Gennadi Zygankow, Wladimir Luttschenko (1), Wiktor Kuskin, Alexander Gussew Sturm: Wjatscheslaw Anissin, Wladimir Schadrin (1), Alexander Jakuschew (2), Wladimir Wikulow, Alexander Malzew, Waleri Charlamow, Boris Michailow, Wladimir Petrow, Juri Blinow, Jewgeni Mischakow Trainer / Assistent: Wsewolod Bobrow / Boris Kulagin |
| Nr. 362 4. November 1972   | 4:1 (4:1, 0:0, 0:0) | 0 Finnland | A | 0Tampere, FIN | 0Freundschaftsspiel | |
| Aufstellung                | Tor: Wladislaw Tretjak, Alexander Sidelnikow (21. Min.) Verteidigung: Waleri Wassiljew, Juri Ljapkin, Wiktor Kuskin, Alexander Gussew, Wladimir Luttschenko, Gennadi Zygankow Sturm: Alexander Jakuschew (1), Wladimir Schadrin, Waleri Charlamow, Boris Michailow, Wladimir Petrow, Juri Blinow (1), Juri Lebedew, Wjatscheslaw Anissin (1), Alexander Bodunow (1) Trainer / Assistent: Wsewolod Bobrow / Boris Kulagin | Tor: Wladislaw Tretjak, Alexander Sidelnikow (21. Min.) Verteidigung: Waleri Wassiljew, Juri Ljapkin, Wiktor Kuskin, Alexander Gussew, Wladimir Luttschenko, Gennadi Zygankow Sturm: Alexander Jakuschew (1), Wladimir Schadrin, Waleri Charlamow, Boris Michailow, Wladimir Petrow, Juri Blinow (1), Juri Lebedew, Wjatscheslaw Anissin (1), Alexander Bodunow (1) Trainer / Assistent: Wsewolod Bobrow / Boris Kulagin | Tor: Wladislaw Tretjak, Alexander Sidelnikow (21. Min.) Verteidigung: Waleri Wassiljew, Juri Ljapkin, Wiktor Kuskin, Alexander Gussew, Wladimir Luttschenko, Gennadi Zygankow Sturm: Alexander Jakuschew (1), Wladimir Schadrin, Waleri Charlamow, Boris Michailow, Wladimir Petrow, Juri Blinow (1), Juri Lebedew, Wjatscheslaw Anissin (1), Alexander Bodunow (1) Trainer / Assistent: Wsewolod Bobrow / Boris Kulagin | Tor: Wladislaw Tretjak, Alexander Sidelnikow (21. Min.) Verteidigung: Waleri Wassiljew, Juri Ljapkin, Wiktor Kuskin, Alexander Gussew, Wladimir Luttschenko, Gennadi Zygankow Sturm: Alexander Jakuschew (1), Wladimir Schadrin, Waleri Charlamow, Boris Michailow, Wladimir Petrow, Juri Blinow (1), Juri Lebedew, Wjatscheslaw Anissin (1), Alexander Bodunow (1) Trainer / Assistent: Wsewolod Bobrow / Boris Kulagin | Tor: Wladislaw Tretjak, Alexander Sidelnikow (21. Min.) Verteidigung: Waleri Wassiljew, Juri Ljapkin, Wiktor Kuskin, Alexander Gussew, Wladimir Luttschenko, Gennadi Zygankow Sturm: Alexander Jakuschew (1), Wladimir Schadrin, Waleri Charlamow, Boris Michailow, Wladimir Petrow, Juri Blinow (1), Juri Lebedew, Wjatscheslaw Anissin (1), Alexander Bodunow (1) Trainer / Assistent: Wsewolod Bobrow / Boris Kulagin | Tor: Wladislaw Tretjak, Alexander Sidelnikow (21. Min.) Verteidigung: Waleri Wassiljew, Juri Ljapkin, Wiktor Kuskin, Alexander Gussew, Wladimir Luttschenko, Gennadi Zygankow Sturm: Alexander Jakuschew (1), Wladimir Schadrin, Waleri Charlamow, Boris Michailow, Wladimir Petrow, Juri Blinow (1), Juri Lebedew, Wjatscheslaw Anissin (1), Alexander Bodunow (1) Trainer / Assistent: Wsewolod Bobrow / Boris Kulagin |
| Nr. 363 5. November 1972   | 4:1 (0:0, 3:0, 1:1) | 0 Finnland | A | 0Helsinki, FIN | 0Freundschaftsspiel | |
| Aufstellung                | Tor: Alexander Sidelnikow Verteidigung: Waleri Wassiljew, Juri Ljapkin, Alexander Ragulin, Alexander Gussew, Wladimir Luttschenko (1), Juri Schatalow, Gennadi Zygankow Sturm: Wiktor Schalimow, Wladimir Schadrin, Alexander Jakuschew (1), Boris Michailow (1), Wladimir Petrow, Waleri Charlamow, Juri Lebedew, Wjatscheslaw Anissin (1), Alexander Bodunow, Juri Blinow, Sergei Kapustin Trainer / Assistent: Wsewolod Bobrow / Boris Kulagin                                                                                                  | Tor: Alexander Sidelnikow Verteidigung: Waleri Wassiljew, Juri Ljapkin, Alexander Ragulin, Alexander Gussew, Wladimir Luttschenko (1), Juri Schatalow, Gennadi Zygankow Sturm: Wiktor Schalimow, Wladimir Schadrin, Alexander Jakuschew (1), Boris Michailow (1), Wladimir Petrow, Waleri Charlamow, Juri Lebedew, Wjatscheslaw Anissin (1), Alexander Bodunow, Juri Blinow, Sergei Kapustin Trainer / Assistent: Wsewolod Bobrow / Boris Kulagin                                                                                                  | Tor: Alexander Sidelnikow Verteidigung: Waleri Wassiljew, Juri Ljapkin, Alexander Ragulin, Alexander Gussew, Wladimir Luttschenko (1), Juri Schatalow, Gennadi Zygankow Sturm: Wiktor Schalimow, Wladimir Schadrin, Alexander Jakuschew (1), Boris Michailow (1), Wladimir Petrow, Waleri Charlamow, Juri Lebedew, Wjatscheslaw Anissin (1), Alexander Bodunow, Juri Blinow, Sergei Kapustin Trainer / Assistent: Wsewolod Bobrow / Boris Kulagin                                                                                                  | Tor: Alexander Sidelnikow Verteidigung: Waleri Wassiljew, Juri Ljapkin, Alexander Ragulin, Alexander Gussew, Wladimir Luttschenko (1), Juri Schatalow, Gennadi Zygankow Sturm: Wiktor Schalimow, Wladimir Schadrin, Alexander Jakuschew (1), Boris Michailow (1), Wladimir Petrow, Waleri Charlamow, Juri Lebedew, Wjatscheslaw Anissin (1), Alexander Bodunow, Juri Blinow, Sergei Kapustin Trainer / Assistent: Wsewolod Bobrow / Boris Kulagin                                                                                                  | Tor: Alexander Sidelnikow Verteidigung: Waleri Wassiljew, Juri Ljapkin, Alexander Ragulin, Alexander Gussew, Wladimir Luttschenko (1), Juri Schatalow, Gennadi Zygankow Sturm: Wiktor Schalimow, Wladimir Schadrin, Alexander Jakuschew (1), Boris Michailow (1), Wladimir Petrow, Waleri Charlamow, Juri Lebedew, Wjatscheslaw Anissin (1), Alexander Bodunow, Juri Blinow, Sergei Kapustin Trainer / Assistent: Wsewolod Bobrow / Boris Kulagin                                                                                                  | Tor: Alexander Sidelnikow Verteidigung: Waleri Wassiljew, Juri Ljapkin, Alexander Ragulin, Alexander Gussew, Wladimir Luttschenko (1), Juri Schatalow, Gennadi Zygankow Sturm: Wiktor Schalimow, Wladimir Schadrin, Alexander Jakuschew (1), Boris Michailow (1), Wladimir Petrow, Waleri Charlamow, Juri Lebedew, Wjatscheslaw Anissin (1), Alexander Bodunow, Juri Blinow, Sergei Kapustin Trainer / Assistent: Wsewolod Bobrow / Boris Kulagin                                                                                                  |
| Nr. 364 17. Dezember 1972  | 5:1 (2:1, 2:0, 1:0) | 0 Polen | H | 0Moskau | 0Iswestija-Pokal 1972 | |
| Aufstellung                | Tor: Alexander Sidelnikow Verteidigung: Wiktor Kuskin, Alexander Gussew, Waleri Wassiljew, Juri Ljapkin, Wladimir Luttschenko, Wladimir Orlow Sturm: Boris Michailow (1), Wladimir Petrow (2), Waleri Charlamow, Alexander Malzew (1), Wladimir Schadrin, Alexander Jakuschew, Juri Lebedew, Wjatscheslaw Anissin (1), Alexander Bodunow (1), Wladimir Wikulow, Sergei Glasow, Juri Blinow Trainer / Assistent: Wsewolod Bobrow / Boris Kulagin | Tor: Alexander Sidelnikow Verteidigung: Wiktor Kuskin, Alexander Gussew, Waleri Wassiljew, Juri Ljapkin, Wladimir Luttschenko, Wladimir Orlow Sturm: Boris Michailow (1), Wladimir Petrow (2), Waleri Charlamow, Alexander Malzew (1), Wladimir Schadrin, Alexander Jakuschew, Juri Lebedew, Wjatscheslaw Anissin (1), Alexander Bodunow (1), Wladimir Wikulow, Sergei Glasow, Juri Blinow Trainer / Assistent: Wsewolod Bobrow / Boris Kulagin | Tor: Alexander Sidelnikow Verteidigung: Wiktor Kuskin, Alexander Gussew, Waleri Wassiljew, Juri Ljapkin, Wladimir Luttschenko, Wladimir Orlow Sturm: Boris Michailow (1), Wladimir Petrow (2), Waleri Charlamow, Alexander Malzew (1), Wladimir Schadrin, Alexander Jakuschew, Juri Lebedew, Wjatscheslaw Anissin (1), Alexander Bodunow (1), Wladimir Wikulow, Sergei Glasow, Juri Blinow Trainer / Assistent: Wsewolod Bobrow / Boris Kulagin | Tor: Alexander Sidelnikow Verteidigung: Wiktor Kuskin, Alexander Gussew, Waleri Wassiljew, Juri Ljapkin, Wladimir Luttschenko, Wladimir Orlow Sturm: Boris Michailow (1), Wladimir Petrow (2), Waleri Charlamow, Alexander Malzew (1), Wladimir Schadrin, Alexander Jakuschew, Juri Lebedew, Wjatscheslaw Anissin (1), Alexander Bodunow (1), Wladimir Wikulow, Sergei Glasow, Juri Blinow Trainer / Assistent: Wsewolod Bobrow / Boris Kulagin | Tor: Alexander Sidelnikow Verteidigung: Wiktor Kuskin, Alexander Gussew, Waleri Wassiljew, Juri Ljapkin, Wladimir Luttschenko, Wladimir Orlow Sturm: Boris Michailow (1), Wladimir Petrow (2), Waleri Charlamow, Alexander Malzew (1), Wladimir Schadrin, Alexander Jakuschew, Juri Lebedew, Wjatscheslaw Anissin (1), Alexander Bodunow (1), Wladimir Wikulow, Sergei Glasow, Juri Blinow Trainer / Assistent: Wsewolod Bobrow / Boris Kulagin | Tor: Alexander Sidelnikow Verteidigung: Wiktor Kuskin, Alexander Gussew, Waleri Wassiljew, Juri Ljapkin, Wladimir Luttschenko, Wladimir Orlow Sturm: Boris Michailow (1), Wladimir Petrow (2), Waleri Charlamow, Alexander Malzew (1), Wladimir Schadrin, Alexander Jakuschew, Juri Lebedew, Wjatscheslaw Anissin (1), Alexander Bodunow (1), Wladimir Wikulow, Sergei Glasow, Juri Blinow Trainer / Assistent: Wsewolod Bobrow / Boris Kulagin |
| Nr. 365 18. Dezember 1972  | 11:3 (6:0, 3:1, 2:2) | 0 Finnland | H | 0Moskau | 0Iswestija-Pokal 1972 | |
| Aufstellung                | Tor: Wladislaw Tretjak, Alexander Sidelnikow (41. Min.) Verteidigung: Wladimir Luttschenko, Alexander Gussew (2), Waleri Wassiljew (1), Juri Ljapkin, Gennadi Zygankow, Alexander Ragulin, Wladimir Orlow Sturm: Boris Michailow (1), Wladimir Petrow (1), Waleri Charlamow (3), Alexander Malzew (1), Wladimir Schadrin (1), Alexander Jakuschew (1), Juri Lebedew, Wjatscheslaw Anissin, Alexander Bodunow, Sergei Glasow Trainer / Assistent: Wsewolod Bobrow / Boris Kulagin                                                                   | Tor: Wladislaw Tretjak, Alexander Sidelnikow (41. Min.) Verteidigung: Wladimir Luttschenko, Alexander Gussew (2), Waleri Wassiljew (1), Juri Ljapkin, Gennadi Zygankow, Alexander Ragulin, Wladimir Orlow Sturm: Boris Michailow (1), Wladimir Petrow (1), Waleri Charlamow (3), Alexander Malzew (1), Wladimir Schadrin (1), Alexander Jakuschew (1), Juri Lebedew, Wjatscheslaw Anissin, Alexander Bodunow, Sergei Glasow Trainer / Assistent: Wsewolod Bobrow / Boris Kulagin                                                                   | Tor: Wladislaw Tretjak, Alexander Sidelnikow (41. Min.) Verteidigung: Wladimir Luttschenko, Alexander Gussew (2), Waleri Wassiljew (1), Juri Ljapkin, Gennadi Zygankow, Alexander Ragulin, Wladimir Orlow Sturm: Boris Michailow (1), Wladimir Petrow (1), Waleri Charlamow (3), Alexander Malzew (1), Wladimir Schadrin (1), Alexander Jakuschew (1), Juri Lebedew, Wjatscheslaw Anissin, Alexander Bodunow, Sergei Glasow Trainer / Assistent: Wsewolod Bobrow / Boris Kulagin                                                                   | Tor: Wladislaw Tretjak, Alexander Sidelnikow (41. Min.) Verteidigung: Wladimir Luttschenko, Alexander Gussew (2), Waleri Wassiljew (1), Juri Ljapkin, Gennadi Zygankow, Alexander Ragulin, Wladimir Orlow Sturm: Boris Michailow (1), Wladimir Petrow (1), Waleri Charlamow (3), Alexander Malzew (1), Wladimir Schadrin (1), Alexander Jakuschew (1), Juri Lebedew, Wjatscheslaw Anissin, Alexander Bodunow, Sergei Glasow Trainer / Assistent: Wsewolod Bobrow / Boris Kulagin                                                                   | Tor: Wladislaw Tretjak, Alexander Sidelnikow (41. Min.) Verteidigung: Wladimir Luttschenko, Alexander Gussew (2), Waleri Wassiljew (1), Juri Ljapkin, Gennadi Zygankow, Alexander Ragulin, Wladimir Orlow Sturm: Boris Michailow (1), Wladimir Petrow (1), Waleri Charlamow (3), Alexander Malzew (1), Wladimir Schadrin (1), Alexander Jakuschew (1), Juri Lebedew, Wjatscheslaw Anissin, Alexander Bodunow, Sergei Glasow Trainer / Assistent: Wsewolod Bobrow / Boris Kulagin                                                                   | Tor: Wladislaw Tretjak, Alexander Sidelnikow (41. Min.) Verteidigung: Wladimir Luttschenko, Alexander Gussew (2), Waleri Wassiljew (1), Juri Ljapkin, Gennadi Zygankow, Alexander Ragulin, Wladimir Orlow Sturm: Boris Michailow (1), Wladimir Petrow (1), Waleri Charlamow (3), Alexander Malzew (1), Wladimir Schadrin (1), Alexander Jakuschew (1), Juri Lebedew, Wjatscheslaw Anissin, Alexander Bodunow, Sergei Glasow Trainer / Assistent: Wsewolod Bobrow / Boris Kulagin                                                                   |
| Nr. 366 21. Dezember 1972  | 10:2 (5:1, 2:0, 3:1) | 0 Schweden | H | 0Moskau | 0Iswestija-Pokal 1972 | |
| Aufstellung                | Tor: Wladislaw Tretjak Verteidigung: Wiktor Kuskin, Alexander Gussew, Waleri Wassiljew (1), Juri Ljapkin, Wladimir Luttschenko, Alexander Ragulin, Gennadi Zygankow Sturm: Boris Michailow (2), Wladimir Petrow, Waleri Charlamow, Alexander Malzew (4), Wladimir Schadrin (1), Alexander Jakuschew (1), Juri Lebedew, Wjatscheslaw Anissin, Alexander Bodunow (1), Wladimir Wikulow, Sergei Glasow Trainer / Assistent: Wsewolod Bobrow / Boris Kulagin                                                                                           | Tor: Wladislaw Tretjak Verteidigung: Wiktor Kuskin, Alexander Gussew, Waleri Wassiljew (1), Juri Ljapkin, Wladimir Luttschenko, Alexander Ragulin, Gennadi Zygankow Sturm: Boris Michailow (2), Wladimir Petrow, Waleri Charlamow, Alexander Malzew (4), Wladimir Schadrin (1), Alexander Jakuschew (1), Juri Lebedew, Wjatscheslaw Anissin, Alexander Bodunow (1), Wladimir Wikulow, Sergei Glasow Trainer / Assistent: Wsewolod Bobrow / Boris Kulagin                                                                                           | Tor: Wladislaw Tretjak Verteidigung: Wiktor Kuskin, Alexander Gussew, Waleri Wassiljew (1), Juri Ljapkin, Wladimir Luttschenko, Alexander Ragulin, Gennadi Zygankow Sturm: Boris Michailow (2), Wladimir Petrow, Waleri Charlamow, Alexander Malzew (4), Wladimir Schadrin (1), Alexander Jakuschew (1), Juri Lebedew, Wjatscheslaw Anissin, Alexander Bodunow (1), Wladimir Wikulow, Sergei Glasow Trainer / Assistent: Wsewolod Bobrow / Boris Kulagin                                                                                           | Tor: Wladislaw Tretjak Verteidigung: Wiktor Kuskin, Alexander Gussew, Waleri Wassiljew (1), Juri Ljapkin, Wladimir Luttschenko, Alexander Ragulin, Gennadi Zygankow Sturm: Boris Michailow (2), Wladimir Petrow, Waleri Charlamow, Alexander Malzew (4), Wladimir Schadrin (1), Alexander Jakuschew (1), Juri Lebedew, Wjatscheslaw Anissin, Alexander Bodunow (1), Wladimir Wikulow, Sergei Glasow Trainer / Assistent: Wsewolod Bobrow / Boris Kulagin                                                                                           | Tor: Wladislaw Tretjak Verteidigung: Wiktor Kuskin, Alexander Gussew, Waleri Wassiljew (1), Juri Ljapkin, Wladimir Luttschenko, Alexander Ragulin, Gennadi Zygankow Sturm: Boris Michailow (2), Wladimir Petrow, Waleri Charlamow, Alexander Malzew (4), Wladimir Schadrin (1), Alexander Jakuschew (1), Juri Lebedew, Wjatscheslaw Anissin, Alexander Bodunow (1), Wladimir Wikulow, Sergei Glasow Trainer / Assistent: Wsewolod Bobrow / Boris Kulagin                                                                                           | Tor: Wladislaw Tretjak Verteidigung: Wiktor Kuskin, Alexander Gussew, Waleri Wassiljew (1), Juri Ljapkin, Wladimir Luttschenko, Alexander Ragulin, Gennadi Zygankow Sturm: Boris Michailow (2), Wladimir Petrow, Waleri Charlamow, Alexander Malzew (4), Wladimir Schadrin (1), Alexander Jakuschew (1), Juri Lebedew, Wjatscheslaw Anissin, Alexander Bodunow (1), Wladimir Wikulow, Sergei Glasow Trainer / Assistent: Wsewolod Bobrow / Boris Kulagin                                                                                           |
| Nr. 367 23. Dezember 1972  | 8:4 (1:1, 4:3, 3:0) | 0 Tschechoslowakei | H | 0Moskau | 0Iswestija-Pokal 1972 | 05. Sieg im Iswestija-Pokal |
| Aufstellung                | Tor: Wladislaw Tretjak Verteidigung: Wiktor Kuskin, Alexander Gussew (1), Waleri Wassiljew, Juri Ljapkin, Wladimir Luttschenko, Alexander Ragulin, Gennadi Zygankow Sturm: Boris Michailow, Wladimir Petrow, Waleri Charlamow (2), Alexander Malzew (1), Wladimir Schadrin, Alexander Jakuschew (2), Juri Lebedew, Wjatscheslaw Anissin (1), Alexander Bodunow Trainer / Assistent: Wsewolod Bobrow / Boris Kulagin | Tor: Wladislaw Tretjak Verteidigung: Wiktor Kuskin, Alexander Gussew (1), Waleri Wassiljew, Juri Ljapkin, Wladimir Luttschenko, Alexander Ragulin, Gennadi Zygankow Sturm: Boris Michailow, Wladimir Petrow, Waleri Charlamow (2), Alexander Malzew (1), Wladimir Schadrin, Alexander Jakuschew (2), Juri Lebedew, Wjatscheslaw Anissin (1), Alexander Bodunow Trainer / Assistent: Wsewolod Bobrow / Boris Kulagin | Tor: Wladislaw Tretjak Verteidigung: Wiktor Kuskin, Alexander Gussew (1), Waleri Wassiljew, Juri Ljapkin, Wladimir Luttschenko, Alexander Ragulin, Gennadi Zygankow Sturm: Boris Michailow, Wladimir Petrow, Waleri Charlamow (2), Alexander Malzew (1), Wladimir Schadrin, Alexander Jakuschew (2), Juri Lebedew, Wjatscheslaw Anissin (1), Alexander Bodunow Trainer / Assistent: Wsewolod Bobrow / Boris Kulagin | Tor: Wladislaw Tretjak Verteidigung: Wiktor Kuskin, Alexander Gussew (1), Waleri Wassiljew, Juri Ljapkin, Wladimir Luttschenko, Alexander Ragulin, Gennadi Zygankow Sturm: Boris Michailow, Wladimir Petrow, Waleri Charlamow (2), Alexander Malzew (1), Wladimir Schadrin, Alexander Jakuschew (2), Juri Lebedew, Wjatscheslaw Anissin (1), Alexander Bodunow Trainer / Assistent: Wsewolod Bobrow / Boris Kulagin | Tor: Wladislaw Tretjak Verteidigung: Wiktor Kuskin, Alexander Gussew (1), Waleri Wassiljew, Juri Ljapkin, Wladimir Luttschenko, Alexander Ragulin, Gennadi Zygankow Sturm: Boris Michailow, Wladimir Petrow, Waleri Charlamow (2), Alexander Malzew (1), Wladimir Schadrin, Alexander Jakuschew (2), Juri Lebedew, Wjatscheslaw Anissin (1), Alexander Bodunow Trainer / Assistent: Wsewolod Bobrow / Boris Kulagin | Tor: Wladislaw Tretjak Verteidigung: Wiktor Kuskin, Alexander Gussew (1), Waleri Wassiljew, Juri Ljapkin, Wladimir Luttschenko, Alexander Ragulin, Gennadi Zygankow Sturm: Boris Michailow, Wladimir Petrow, Waleri Charlamow (2), Alexander Malzew (1), Wladimir Schadrin, Alexander Jakuschew (2), Juri Lebedew, Wjatscheslaw Anissin (1), Alexander Bodunow Trainer / Assistent: Wsewolod Bobrow / Boris Kulagin |
| Nr. 368 2. Januar 1973     | 12:3 (6:0, 3:2, 3:1) | 0 Kanada | * | 0Colorado Springs, USA | 0Freundschaftsspiel | |
| Aufstellung                | Tor: Wladislaw Tretjak, Alexander Sidelnikow Verteidigung: Wiktor Kuskin, Alexander Gussew, Waleri Wassiljew (1), Juri Ljapkin, Alexander Ragulin, Wladimir Luttschenko, Gennadi Zygankow, Wladimir Orlow (1) Sturm: Boris Michailow (1), Wladimir Petrow (2), Waleri Charlamow (2), Alexander Malzew (1), Wladimir Schadrin, Alexander Jakuschew, Juri Lebedew, Wjatscheslaw Anissin (1), Alexander Bodunow, Wladimir Wikulow (2), Sergei Glasow (1) Trainer / Assistent: Wsewolod Bobrow / Boris Kulagin                                         | Tor: Wladislaw Tretjak, Alexander Sidelnikow Verteidigung: Wiktor Kuskin, Alexander Gussew, Waleri Wassiljew (1), Juri Ljapkin, Alexander Ragulin, Wladimir Luttschenko, Gennadi Zygankow, Wladimir Orlow (1) Sturm: Boris Michailow (1), Wladimir Petrow (2), Waleri Charlamow (2), Alexander Malzew (1), Wladimir Schadrin, Alexander Jakuschew, Juri Lebedew, Wjatscheslaw Anissin (1), Alexander Bodunow, Wladimir Wikulow (2), Sergei Glasow (1) Trainer / Assistent: Wsewolod Bobrow / Boris Kulagin                                         | Tor: Wladislaw Tretjak, Alexander Sidelnikow Verteidigung: Wiktor Kuskin, Alexander Gussew, Waleri Wassiljew (1), Juri Ljapkin, Alexander Ragulin, Wladimir Luttschenko, Gennadi Zygankow, Wladimir Orlow (1) Sturm: Boris Michailow (1), Wladimir Petrow (2), Waleri Charlamow (2), Alexander Malzew (1), Wladimir Schadrin, Alexander Jakuschew, Juri Lebedew, Wjatscheslaw Anissin (1), Alexander Bodunow, Wladimir Wikulow (2), Sergei Glasow (1) Trainer / Assistent: Wsewolod Bobrow / Boris Kulagin                                         | Tor: Wladislaw Tretjak, Alexander Sidelnikow Verteidigung: Wiktor Kuskin, Alexander Gussew, Waleri Wassiljew (1), Juri Ljapkin, Alexander Ragulin, Wladimir Luttschenko, Gennadi Zygankow, Wladimir Orlow (1) Sturm: Boris Michailow (1), Wladimir Petrow (2), Waleri Charlamow (2), Alexander Malzew (1), Wladimir Schadrin, Alexander Jakuschew, Juri Lebedew, Wjatscheslaw Anissin (1), Alexander Bodunow, Wladimir Wikulow (2), Sergei Glasow (1) Trainer / Assistent: Wsewolod Bobrow / Boris Kulagin                                         | Tor: Wladislaw Tretjak, Alexander Sidelnikow Verteidigung: Wiktor Kuskin, Alexander Gussew, Waleri Wassiljew (1), Juri Ljapkin, Alexander Ragulin, Wladimir Luttschenko, Gennadi Zygankow, Wladimir Orlow (1) Sturm: Boris Michailow (1), Wladimir Petrow (2), Waleri Charlamow (2), Alexander Malzew (1), Wladimir Schadrin, Alexander Jakuschew, Juri Lebedew, Wjatscheslaw Anissin (1), Alexander Bodunow, Wladimir Wikulow (2), Sergei Glasow (1) Trainer / Assistent: Wsewolod Bobrow / Boris Kulagin                                         | Tor: Wladislaw Tretjak, Alexander Sidelnikow Verteidigung: Wiktor Kuskin, Alexander Gussew, Waleri Wassiljew (1), Juri Ljapkin, Alexander Ragulin, Wladimir Luttschenko, Gennadi Zygankow, Wladimir Orlow (1) Sturm: Boris Michailow (1), Wladimir Petrow (2), Waleri Charlamow (2), Alexander Malzew (1), Wladimir Schadrin, Alexander Jakuschew, Juri Lebedew, Wjatscheslaw Anissin (1), Alexander Bodunow, Wladimir Wikulow (2), Sergei Glasow (1) Trainer / Assistent: Wsewolod Bobrow / Boris Kulagin                                         |
| Nr. 369 4. Januar 1973     | 13:3 (5:0, 3:1, 5:2) | 0 Vereinigte Staaten | A | 0Colorado Springs, USA | 0Freundschaftsspiel | |
| Aufstellung                | Tor: Wladislaw Tretjak, Alexander Sidelnikow Verteidigung: Wiktor Kuskin, Alexander Gussew, Waleri Wassiljew, Juri Ljapkin, Alexander Ragulin, Wladimir Luttschenko, Gennadi Zygankow, Wladimir Orlow Sturm: Boris Michailow (2), Wladimir Petrow (3), Waleri Charlamow (2), Alexander Malzew (1), Wladimir Schadrin, Alexander Jakuschew (1), Juri Lebedew (2), Wjatscheslaw Anissin, Alexander Bodunow (1), Wladimir Wikulow (1), Sergei Glasow Trainer / Assistent: Wsewolod Bobrow / Boris Kulagin                                             | Tor: Wladislaw Tretjak, Alexander Sidelnikow Verteidigung: Wiktor Kuskin, Alexander Gussew, Waleri Wassiljew, Juri Ljapkin, Alexander Ragulin, Wladimir Luttschenko, Gennadi Zygankow, Wladimir Orlow Sturm: Boris Michailow (2), Wladimir Petrow (3), Waleri Charlamow (2), Alexander Malzew (1), Wladimir Schadrin, Alexander Jakuschew (1), Juri Lebedew (2), Wjatscheslaw Anissin, Alexander Bodunow (1), Wladimir Wikulow (1), Sergei Glasow Trainer / Assistent: Wsewolod Bobrow / Boris Kulagin                                             | Tor: Wladislaw Tretjak, Alexander Sidelnikow Verteidigung: Wiktor Kuskin, Alexander Gussew, Waleri Wassiljew, Juri Ljapkin, Alexander Ragulin, Wladimir Luttschenko, Gennadi Zygankow, Wladimir Orlow Sturm: Boris Michailow (2), Wladimir Petrow (3), Waleri Charlamow (2), Alexander Malzew (1), Wladimir Schadrin, Alexander Jakuschew (1), Juri Lebedew (2), Wjatscheslaw Anissin, Alexander Bodunow (1), Wladimir Wikulow (1), Sergei Glasow Trainer / Assistent: Wsewolod Bobrow / Boris Kulagin                                             | Tor: Wladislaw Tretjak, Alexander Sidelnikow Verteidigung: Wiktor Kuskin, Alexander Gussew, Waleri Wassiljew, Juri Ljapkin, Alexander Ragulin, Wladimir Luttschenko, Gennadi Zygankow, Wladimir Orlow Sturm: Boris Michailow (2), Wladimir Petrow (3), Waleri Charlamow (2), Alexander Malzew (1), Wladimir Schadrin, Alexander Jakuschew (1), Juri Lebedew (2), Wjatscheslaw Anissin, Alexander Bodunow (1), Wladimir Wikulow (1), Sergei Glasow Trainer / Assistent: Wsewolod Bobrow / Boris Kulagin                                             | Tor: Wladislaw Tretjak, Alexander Sidelnikow Verteidigung: Wiktor Kuskin, Alexander Gussew, Waleri Wassiljew, Juri Ljapkin, Alexander Ragulin, Wladimir Luttschenko, Gennadi Zygankow, Wladimir Orlow Sturm: Boris Michailow (2), Wladimir Petrow (3), Waleri Charlamow (2), Alexander Malzew (1), Wladimir Schadrin, Alexander Jakuschew (1), Juri Lebedew (2), Wjatscheslaw Anissin, Alexander Bodunow (1), Wladimir Wikulow (1), Sergei Glasow Trainer / Assistent: Wsewolod Bobrow / Boris Kulagin                                             | Tor: Wladislaw Tretjak, Alexander Sidelnikow Verteidigung: Wiktor Kuskin, Alexander Gussew, Waleri Wassiljew, Juri Ljapkin, Alexander Ragulin, Wladimir Luttschenko, Gennadi Zygankow, Wladimir Orlow Sturm: Boris Michailow (2), Wladimir Petrow (3), Waleri Charlamow (2), Alexander Malzew (1), Wladimir Schadrin, Alexander Jakuschew (1), Juri Lebedew (2), Wjatscheslaw Anissin, Alexander Bodunow (1), Wladimir Wikulow (1), Sergei Glasow Trainer / Assistent: Wsewolod Bobrow / Boris Kulagin                                             |
| Nr. 370 17. März 1973      | 5:1 (1:0, 3:0, 1:1) | 0 Finnland | A | 0Tampere, FIN | 0Freundschaftsspiel | |
| Aufstellung                | Tor: Wladislaw Tretjak Verteidigung: Waleri Wassiljew, Alexander Gussew, Jewgeni Paladjew, Juri Ljapkin, Wladimir Luttschenko, Gennadi Zygankow Sturm: Boris Michailow (1), Wladimir Petrow (1), Waleri Charlamow, Alexander Martynjuk (1), Alexander Malzew (1), Alexander Jakuschew (1), Juri Lebedew, Wjatscheslaw Anissin, Alexander Bodunow, Wladimir Schadrin, Wladimir Wikulow Trainer / Assistent: Wsewolod Bobrow / Boris Kulagin | Tor: Wladislaw Tretjak Verteidigung: Waleri Wassiljew, Alexander Gussew, Jewgeni Paladjew, Juri Ljapkin, Wladimir Luttschenko, Gennadi Zygankow Sturm: Boris Michailow (1), Wladimir Petrow (1), Waleri Charlamow, Alexander Martynjuk (1), Alexander Malzew (1), Alexander Jakuschew (1), Juri Lebedew, Wjatscheslaw Anissin, Alexander Bodunow, Wladimir Schadrin, Wladimir Wikulow Trainer / Assistent: Wsewolod Bobrow / Boris Kulagin | Tor: Wladislaw Tretjak Verteidigung: Waleri Wassiljew, Alexander Gussew, Jewgeni Paladjew, Juri Ljapkin, Wladimir Luttschenko, Gennadi Zygankow Sturm: Boris Michailow (1), Wladimir Petrow (1), Waleri Charlamow, Alexander Martynjuk (1), Alexander Malzew (1), Alexander Jakuschew (1), Juri Lebedew, Wjatscheslaw Anissin, Alexander Bodunow, Wladimir Schadrin, Wladimir Wikulow Trainer / Assistent: Wsewolod Bobrow / Boris Kulagin | Tor: Wladislaw Tretjak Verteidigung: Waleri Wassiljew, Alexander Gussew, Jewgeni Paladjew, Juri Ljapkin, Wladimir Luttschenko, Gennadi Zygankow Sturm: Boris Michailow (1), Wladimir Petrow (1), Waleri Charlamow, Alexander Martynjuk (1), Alexander Malzew (1), Alexander Jakuschew (1), Juri Lebedew, Wjatscheslaw Anissin, Alexander Bodunow, Wladimir Schadrin, Wladimir Wikulow Trainer / Assistent: Wsewolod Bobrow / Boris Kulagin | Tor: Wladislaw Tretjak Verteidigung: Waleri Wassiljew, Alexander Gussew, Jewgeni Paladjew, Juri Ljapkin, Wladimir Luttschenko, Gennadi Zygankow Sturm: Boris Michailow (1), Wladimir Petrow (1), Waleri Charlamow, Alexander Martynjuk (1), Alexander Malzew (1), Alexander Jakuschew (1), Juri Lebedew, Wjatscheslaw Anissin, Alexander Bodunow, Wladimir Schadrin, Wladimir Wikulow Trainer / Assistent: Wsewolod Bobrow / Boris Kulagin | Tor: Wladislaw Tretjak Verteidigung: Waleri Wassiljew, Alexander Gussew, Jewgeni Paladjew, Juri Ljapkin, Wladimir Luttschenko, Gennadi Zygankow Sturm: Boris Michailow (1), Wladimir Petrow (1), Waleri Charlamow, Alexander Martynjuk (1), Alexander Malzew (1), Alexander Jakuschew (1), Juri Lebedew, Wjatscheslaw Anissin, Alexander Bodunow, Wladimir Schadrin, Wladimir Wikulow Trainer / Assistent: Wsewolod Bobrow / Boris Kulagin |
| Nr. 371 18. März 1973      | 5:2 (2:1, 3:0, 0:1) | 0 Finnland | A | 0Helsinki, FIN | 0Freundschaftsspiel | |
| Aufstellung                | Tor: Alexander Sidelnikow Verteidigung: Waleri Wassiljew, Alexander Gussew, Alexander Ragulin, Juri Schatalow, Gennadi Zygankow, Wladimir Luttschenko Sturm: Wladimir Wikulow (1), Wladimir Petrow, Waleri Charlamow, Alexander Martynjuk, Wladimir Schadrin, Alexander Jakuschew, Alexander Bodunow (2), Wjatscheslaw Anissin, Alexander Malzew (2) Trainer / Assistent: Wsewolod Bobrow / Boris Kulagin | Tor: Alexander Sidelnikow Verteidigung: Waleri Wassiljew, Alexander Gussew, Alexander Ragulin, Juri Schatalow, Gennadi Zygankow, Wladimir Luttschenko Sturm: Wladimir Wikulow (1), Wladimir Petrow, Waleri Charlamow, Alexander Martynjuk, Wladimir Schadrin, Alexander Jakuschew, Alexander Bodunow (2), Wjatscheslaw Anissin, Alexander Malzew (2) Trainer / Assistent: Wsewolod Bobrow / Boris Kulagin | Tor: Alexander Sidelnikow Verteidigung: Waleri Wassiljew, Alexander Gussew, Alexander Ragulin, Juri Schatalow, Gennadi Zygankow, Wladimir Luttschenko Sturm: Wladimir Wikulow (1), Wladimir Petrow, Waleri Charlamow, Alexander Martynjuk, Wladimir Schadrin, Alexander Jakuschew, Alexander Bodunow (2), Wjatscheslaw Anissin, Alexander Malzew (2) Trainer / Assistent: Wsewolod Bobrow / Boris Kulagin | Tor: Alexander Sidelnikow Verteidigung: Waleri Wassiljew, Alexander Gussew, Alexander Ragulin, Juri Schatalow, Gennadi Zygankow, Wladimir Luttschenko Sturm: Wladimir Wikulow (1), Wladimir Petrow, Waleri Charlamow, Alexander Martynjuk, Wladimir Schadrin, Alexander Jakuschew, Alexander Bodunow (2), Wjatscheslaw Anissin, Alexander Malzew (2) Trainer / Assistent: Wsewolod Bobrow / Boris Kulagin | Tor: Alexander Sidelnikow Verteidigung: Waleri Wassiljew, Alexander Gussew, Alexander Ragulin, Juri Schatalow, Gennadi Zygankow, Wladimir Luttschenko Sturm: Wladimir Wikulow (1), Wladimir Petrow, Waleri Charlamow, Alexander Martynjuk, Wladimir Schadrin, Alexander Jakuschew, Alexander Bodunow (2), Wjatscheslaw Anissin, Alexander Malzew (2) Trainer / Assistent: Wsewolod Bobrow / Boris Kulagin | Tor: Alexander Sidelnikow Verteidigung: Waleri Wassiljew, Alexander Gussew, Alexander Ragulin, Juri Schatalow, Gennadi Zygankow, Wladimir Luttschenko Sturm: Wladimir Wikulow (1), Wladimir Petrow, Waleri Charlamow, Alexander Martynjuk, Wladimir Schadrin, Alexander Jakuschew, Alexander Bodunow (2), Wjatscheslaw Anissin, Alexander Malzew (2) Trainer / Assistent: Wsewolod Bobrow / Boris Kulagin |
| Nr. 372 21. März 1973      | 9:4 (4:1, 4:0, 1:3) | 0 Schweden | A | 0Stockholm, SWE | 0Freundschaftsspiel | |
| Aufstellung                | Tor: Wladislaw Tretjak Verteidigung: Waleri Wassiljew (1), Alexander Gussew, Jewgeni Paladjew (1), Juri Ljapkin, Gennadi Zygankow, Wladimir Luttschenko Sturm: Boris Michailow (2), Wladimir Petrow (2), Waleri Charlamow, Alexander Malzew (1), Wladimir Schadrin, Alexander Jakuschew (2), Juri Lebedew, Wjatscheslaw Anissin, Alexander Bodunow Trainer / Assistent: Wsewolod Bobrow / Boris Kulagin | Tor: Wladislaw Tretjak Verteidigung: Waleri Wassiljew (1), Alexander Gussew, Jewgeni Paladjew (1), Juri Ljapkin, Gennadi Zygankow, Wladimir Luttschenko Sturm: Boris Michailow (2), Wladimir Petrow (2), Waleri Charlamow, Alexander Malzew (1), Wladimir Schadrin, Alexander Jakuschew (2), Juri Lebedew, Wjatscheslaw Anissin, Alexander Bodunow Trainer / Assistent: Wsewolod Bobrow / Boris Kulagin | Tor: Wladislaw Tretjak Verteidigung: Waleri Wassiljew (1), Alexander Gussew, Jewgeni Paladjew (1), Juri Ljapkin, Gennadi Zygankow, Wladimir Luttschenko Sturm: Boris Michailow (2), Wladimir Petrow (2), Waleri Charlamow, Alexander Malzew (1), Wladimir Schadrin, Alexander Jakuschew (2), Juri Lebedew, Wjatscheslaw Anissin, Alexander Bodunow Trainer / Assistent: Wsewolod Bobrow / Boris Kulagin | Tor: Wladislaw Tretjak Verteidigung: Waleri Wassiljew (1), Alexander Gussew, Jewgeni Paladjew (1), Juri Ljapkin, Gennadi Zygankow, Wladimir Luttschenko Sturm: Boris Michailow (2), Wladimir Petrow (2), Waleri Charlamow, Alexander Malzew (1), Wladimir Schadrin, Alexander Jakuschew (2), Juri Lebedew, Wjatscheslaw Anissin, Alexander Bodunow Trainer / Assistent: Wsewolod Bobrow / Boris Kulagin | Tor: Wladislaw Tretjak Verteidigung: Waleri Wassiljew (1), Alexander Gussew, Jewgeni Paladjew (1), Juri Ljapkin, Gennadi Zygankow, Wladimir Luttschenko Sturm: Boris Michailow (2), Wladimir Petrow (2), Waleri Charlamow, Alexander Malzew (1), Wladimir Schadrin, Alexander Jakuschew (2), Juri Lebedew, Wjatscheslaw Anissin, Alexander Bodunow Trainer / Assistent: Wsewolod Bobrow / Boris Kulagin | Tor: Wladislaw Tretjak Verteidigung: Waleri Wassiljew (1), Alexander Gussew, Jewgeni Paladjew (1), Juri Ljapkin, Gennadi Zygankow, Wladimir Luttschenko Sturm: Boris Michailow (2), Wladimir Petrow (2), Waleri Charlamow, Alexander Malzew (1), Wladimir Schadrin, Alexander Jakuschew (2), Juri Lebedew, Wjatscheslaw Anissin, Alexander Bodunow Trainer / Assistent: Wsewolod Bobrow / Boris Kulagin |
| Nr. 373 22. März 1973      | 3:4 (1:0, 0:2, 2:2) | 0 Schweden | A | 0Gävle, SWE | 0Freundschaftsspiel | |
| Aufstellung                | Tor: Alexander Sidelnikow Verteidigung: Jewgeni Paladjew (1), Juri Ljapkin, Alexander Ragulin, Waleri Wassiljew, Gennadi Zygankow, Wladimir Luttschenko, Alexander Gussew Sturm: Boris Michailow, Wladimir Petrow (1), Waleri Charlamow, Alexander Martynjuk, Wladimir Schadrin, Alexander Jakuschew, Wjatscheslaw Anissin, Alexander Bodunow, Alexander Malzew (1), Juri Lebedew Trainer / Assistent: Wsewolod Bobrow / Boris Kulagin | Tor: Alexander Sidelnikow Verteidigung: Jewgeni Paladjew (1), Juri Ljapkin, Alexander Ragulin, Waleri Wassiljew, Gennadi Zygankow, Wladimir Luttschenko, Alexander Gussew Sturm: Boris Michailow, Wladimir Petrow (1), Waleri Charlamow, Alexander Martynjuk, Wladimir Schadrin, Alexander Jakuschew, Wjatscheslaw Anissin, Alexander Bodunow, Alexander Malzew (1), Juri Lebedew Trainer / Assistent: Wsewolod Bobrow / Boris Kulagin | Tor: Alexander Sidelnikow Verteidigung: Jewgeni Paladjew (1), Juri Ljapkin, Alexander Ragulin, Waleri Wassiljew, Gennadi Zygankow, Wladimir Luttschenko, Alexander Gussew Sturm: Boris Michailow, Wladimir Petrow (1), Waleri Charlamow, Alexander Martynjuk, Wladimir Schadrin, Alexander Jakuschew, Wjatscheslaw Anissin, Alexander Bodunow, Alexander Malzew (1), Juri Lebedew Trainer / Assistent: Wsewolod Bobrow / Boris Kulagin | Tor: Alexander Sidelnikow Verteidigung: Jewgeni Paladjew (1), Juri Ljapkin, Alexander Ragulin, Waleri Wassiljew, Gennadi Zygankow, Wladimir Luttschenko, Alexander Gussew Sturm: Boris Michailow, Wladimir Petrow (1), Waleri Charlamow, Alexander Martynjuk, Wladimir Schadrin, Alexander Jakuschew, Wjatscheslaw Anissin, Alexander Bodunow, Alexander Malzew (1), Juri Lebedew Trainer / Assistent: Wsewolod Bobrow / Boris Kulagin | Tor: Alexander Sidelnikow Verteidigung: Jewgeni Paladjew (1), Juri Ljapkin, Alexander Ragulin, Waleri Wassiljew, Gennadi Zygankow, Wladimir Luttschenko, Alexander Gussew Sturm: Boris Michailow, Wladimir Petrow (1), Waleri Charlamow, Alexander Martynjuk, Wladimir Schadrin, Alexander Jakuschew, Wjatscheslaw Anissin, Alexander Bodunow, Alexander Malzew (1), Juri Lebedew Trainer / Assistent: Wsewolod Bobrow / Boris Kulagin | Tor: Alexander Sidelnikow Verteidigung: Jewgeni Paladjew (1), Juri Ljapkin, Alexander Ragulin, Waleri Wassiljew, Gennadi Zygankow, Wladimir Luttschenko, Alexander Gussew Sturm: Boris Michailow, Wladimir Petrow (1), Waleri Charlamow, Alexander Martynjuk, Wladimir Schadrin, Alexander Jakuschew, Wjatscheslaw Anissin, Alexander Bodunow, Alexander Malzew (1), Juri Lebedew Trainer / Assistent: Wsewolod Bobrow / Boris Kulagin |
| Nr. 374 31. März 1973      | 17:1 (7:1, 8:0, 4:0) | 0 BR Deutschland | H | 0Moskau | 0WM 1973 / EM 1973 | |
| Aufstellung                | Tor: Wladislaw Tretjak Verteidigung: Waleri Wassiljew, Alexander Gussew (1), Jewgeni Paladjew, Juri Ljapkin, Wladimir Luttschenko, Gennadi Zygankow, Alexander Ragulin Sturm: Boris Michailow (3), Wladimir Petrow (2), Waleri Charlamow (1), Alexander Martynjuk (1), Wladimir Schadrin, Alexander Jakuschew (3), Juri Lebedew (2), Alexander Malzew (3), Alexander Bodunow (1), Alexander Woltschkow Trainer / Assistent: Wsewolod Bobrow / Boris Kulagin                                                                                        | Tor: Wladislaw Tretjak Verteidigung: Waleri Wassiljew, Alexander Gussew (1), Jewgeni Paladjew, Juri Ljapkin, Wladimir Luttschenko, Gennadi Zygankow, Alexander Ragulin Sturm: Boris Michailow (3), Wladimir Petrow (2), Waleri Charlamow (1), Alexander Martynjuk (1), Wladimir Schadrin, Alexander Jakuschew (3), Juri Lebedew (2), Alexander Malzew (3), Alexander Bodunow (1), Alexander Woltschkow Trainer / Assistent: Wsewolod Bobrow / Boris Kulagin                                                                                        | Tor: Wladislaw Tretjak Verteidigung: Waleri Wassiljew, Alexander Gussew (1), Jewgeni Paladjew, Juri Ljapkin, Wladimir Luttschenko, Gennadi Zygankow, Alexander Ragulin Sturm: Boris Michailow (3), Wladimir Petrow (2), Waleri Charlamow (1), Alexander Martynjuk (1), Wladimir Schadrin, Alexander Jakuschew (3), Juri Lebedew (2), Alexander Malzew (3), Alexander Bodunow (1), Alexander Woltschkow Trainer / Assistent: Wsewolod Bobrow / Boris Kulagin                                                                                        | Tor: Wladislaw Tretjak Verteidigung: Waleri Wassiljew, Alexander Gussew (1), Jewgeni Paladjew, Juri Ljapkin, Wladimir Luttschenko, Gennadi Zygankow, Alexander Ragulin Sturm: Boris Michailow (3), Wladimir Petrow (2), Waleri Charlamow (1), Alexander Martynjuk (1), Wladimir Schadrin, Alexander Jakuschew (3), Juri Lebedew (2), Alexander Malzew (3), Alexander Bodunow (1), Alexander Woltschkow Trainer / Assistent: Wsewolod Bobrow / Boris Kulagin                                                                                        | Tor: Wladislaw Tretjak Verteidigung: Waleri Wassiljew, Alexander Gussew (1), Jewgeni Paladjew, Juri Ljapkin, Wladimir Luttschenko, Gennadi Zygankow, Alexander Ragulin Sturm: Boris Michailow (3), Wladimir Petrow (2), Waleri Charlamow (1), Alexander Martynjuk (1), Wladimir Schadrin, Alexander Jakuschew (3), Juri Lebedew (2), Alexander Malzew (3), Alexander Bodunow (1), Alexander Woltschkow Trainer / Assistent: Wsewolod Bobrow / Boris Kulagin                                                                                        | Tor: Wladislaw Tretjak Verteidigung: Waleri Wassiljew, Alexander Gussew (1), Jewgeni Paladjew, Juri Ljapkin, Wladimir Luttschenko, Gennadi Zygankow, Alexander Ragulin Sturm: Boris Michailow (3), Wladimir Petrow (2), Waleri Charlamow (1), Alexander Martynjuk (1), Wladimir Schadrin, Alexander Jakuschew (3), Juri Lebedew (2), Alexander Malzew (3), Alexander Bodunow (1), Alexander Woltschkow Trainer / Assistent: Wsewolod Bobrow / Boris Kulagin                                                                                        |
| Nr. 375 2. April 1973      | 8:2 (3:0, 1:2, 4:0) | 0 Finnland | H | 0Moskau | 0WM 1973 / EM 1973 | |
| Aufstellung                | Tor: Alexander Sidelnikow Verteidigung: Waleri Wassiljew, Alexander Gussew (1), Jewgeni Paladjew, Juri Ljapkin, Wladimir Luttschenko, Gennadi Zygankow Sturm: Boris Michailow (1), Wladimir Petrow (1), Waleri Charlamow (1), Alexander Martynjuk (2), Wladimir Schadrin (1), Alexander Jakuschew, Alexander Malzew, Wjatscheslaw Anissin (1), Alexander Bodunow, Alexander Woltschkow Trainer / Assistent: Wsewolod Bobrow / Boris Kulagin | Tor: Alexander Sidelnikow Verteidigung: Waleri Wassiljew, Alexander Gussew (1), Jewgeni Paladjew, Juri Ljapkin, Wladimir Luttschenko, Gennadi Zygankow Sturm: Boris Michailow (1), Wladimir Petrow (1), Waleri Charlamow (1), Alexander Martynjuk (2), Wladimir Schadrin (1), Alexander Jakuschew, Alexander Malzew, Wjatscheslaw Anissin (1), Alexander Bodunow, Alexander Woltschkow Trainer / Assistent: Wsewolod Bobrow / Boris Kulagin | Tor: Alexander Sidelnikow Verteidigung: Waleri Wassiljew, Alexander Gussew (1), Jewgeni Paladjew, Juri Ljapkin, Wladimir Luttschenko, Gennadi Zygankow Sturm: Boris Michailow (1), Wladimir Petrow (1), Waleri Charlamow (1), Alexander Martynjuk (2), Wladimir Schadrin (1), Alexander Jakuschew, Alexander Malzew, Wjatscheslaw Anissin (1), Alexander Bodunow, Alexander Woltschkow Trainer / Assistent: Wsewolod Bobrow / Boris Kulagin | Tor: Alexander Sidelnikow Verteidigung: Waleri Wassiljew, Alexander Gussew (1), Jewgeni Paladjew, Juri Ljapkin, Wladimir Luttschenko, Gennadi Zygankow Sturm: Boris Michailow (1), Wladimir Petrow (1), Waleri Charlamow (1), Alexander Martynjuk (2), Wladimir Schadrin (1), Alexander Jakuschew, Alexander Malzew, Wjatscheslaw Anissin (1), Alexander Bodunow, Alexander Woltschkow Trainer / Assistent: Wsewolod Bobrow / Boris Kulagin | Tor: Alexander Sidelnikow Verteidigung: Waleri Wassiljew, Alexander Gussew (1), Jewgeni Paladjew, Juri Ljapkin, Wladimir Luttschenko, Gennadi Zygankow Sturm: Boris Michailow (1), Wladimir Petrow (1), Waleri Charlamow (1), Alexander Martynjuk (2), Wladimir Schadrin (1), Alexander Jakuschew, Alexander Malzew, Wjatscheslaw Anissin (1), Alexander Bodunow, Alexander Woltschkow Trainer / Assistent: Wsewolod Bobrow / Boris Kulagin | Tor: Alexander Sidelnikow Verteidigung: Waleri Wassiljew, Alexander Gussew (1), Jewgeni Paladjew, Juri Ljapkin, Wladimir Luttschenko, Gennadi Zygankow Sturm: Boris Michailow (1), Wladimir Petrow (1), Waleri Charlamow (1), Alexander Martynjuk (2), Wladimir Schadrin (1), Alexander Jakuschew, Alexander Malzew, Wjatscheslaw Anissin (1), Alexander Bodunow, Alexander Woltschkow Trainer / Assistent: Wsewolod Bobrow / Boris Kulagin |
| Nr. 376 3. April 1973      | 9:3 (2:1, 4:1, 3:1) | 0 Polen | H | 0Moskau | 0WM 1973 / EM 1973 | |
| Aufstellung                | Tor: Wladislaw Tretjak Verteidigung: Waleri Wassiljew, Alexander Gussew (1), Jewgeni Paladjew, Alexander Ragulin, Gennadi Zygankow, Wladimir Luttschenko Sturm: Boris Michailow (1), Wladimir Petrow (2), Waleri Charlamow (1), Alexander Martynjuk, Wladimir Schadrin (1), Alexander Jakuschew (1), Alexander Woltschkow, Wjatscheslaw Anissin (1), Alexander Bodunow (1), Alexander Malzew Trainer / Assistent: Wsewolod Bobrow / Boris Kulagin                                                                                                  | Tor: Wladislaw Tretjak Verteidigung: Waleri Wassiljew, Alexander Gussew (1), Jewgeni Paladjew, Alexander Ragulin, Gennadi Zygankow, Wladimir Luttschenko Sturm: Boris Michailow (1), Wladimir Petrow (2), Waleri Charlamow (1), Alexander Martynjuk, Wladimir Schadrin (1), Alexander Jakuschew (1), Alexander Woltschkow, Wjatscheslaw Anissin (1), Alexander Bodunow (1), Alexander Malzew Trainer / Assistent: Wsewolod Bobrow / Boris Kulagin                                                                                                  | Tor: Wladislaw Tretjak Verteidigung: Waleri Wassiljew, Alexander Gussew (1), Jewgeni Paladjew, Alexander Ragulin, Gennadi Zygankow, Wladimir Luttschenko Sturm: Boris Michailow (1), Wladimir Petrow (2), Waleri Charlamow (1), Alexander Martynjuk, Wladimir Schadrin (1), Alexander Jakuschew (1), Alexander Woltschkow, Wjatscheslaw Anissin (1), Alexander Bodunow (1), Alexander Malzew Trainer / Assistent: Wsewolod Bobrow / Boris Kulagin                                                                                                  | Tor: Wladislaw Tretjak Verteidigung: Waleri Wassiljew, Alexander Gussew (1), Jewgeni Paladjew, Alexander Ragulin, Gennadi Zygankow, Wladimir Luttschenko Sturm: Boris Michailow (1), Wladimir Petrow (2), Waleri Charlamow (1), Alexander Martynjuk, Wladimir Schadrin (1), Alexander Jakuschew (1), Alexander Woltschkow, Wjatscheslaw Anissin (1), Alexander Bodunow (1), Alexander Malzew Trainer / Assistent: Wsewolod Bobrow / Boris Kulagin                                                                                                  | Tor: Wladislaw Tretjak Verteidigung: Waleri Wassiljew, Alexander Gussew (1), Jewgeni Paladjew, Alexander Ragulin, Gennadi Zygankow, Wladimir Luttschenko Sturm: Boris Michailow (1), Wladimir Petrow (2), Waleri Charlamow (1), Alexander Martynjuk, Wladimir Schadrin (1), Alexander Jakuschew (1), Alexander Woltschkow, Wjatscheslaw Anissin (1), Alexander Bodunow (1), Alexander Malzew Trainer / Assistent: Wsewolod Bobrow / Boris Kulagin                                                                                                  | Tor: Wladislaw Tretjak Verteidigung: Waleri Wassiljew, Alexander Gussew (1), Jewgeni Paladjew, Alexander Ragulin, Gennadi Zygankow, Wladimir Luttschenko Sturm: Boris Michailow (1), Wladimir Petrow (2), Waleri Charlamow (1), Alexander Martynjuk, Wladimir Schadrin (1), Alexander Jakuschew (1), Alexander Woltschkow, Wjatscheslaw Anissin (1), Alexander Bodunow (1), Alexander Malzew Trainer / Assistent: Wsewolod Bobrow / Boris Kulagin                                                                                                  |
| Nr. 377 5. April 1973      | 3:2 (1:1, 1:0, 1:1) | 0 Tschechoslowakei | H | 0Moskau | 0WM 1973 / EM 1973 | |
| Aufstellung                | Tor: Wladislaw Tretjak Verteidigung: Waleri Wassiljew, Alexander Gussew, Jewgeni Paladjew, Juri Ljapkin, Gennadi Zygankow, Wladimir Luttschenko Sturm: Boris Michailow, Wladimir Petrow, Waleri Charlamow (1), Alexander Malzew, Wladimir Schadrin, Alexander Jakuschew, Alexander Woltschkow (1), Wjatscheslaw Anissin, Alexander Bodunow (1), Alexander Martynjuk Trainer / Assistent: Wsewolod Bobrow / Boris Kulagin | Tor: Wladislaw Tretjak Verteidigung: Waleri Wassiljew, Alexander Gussew, Jewgeni Paladjew, Juri Ljapkin, Gennadi Zygankow, Wladimir Luttschenko Sturm: Boris Michailow, Wladimir Petrow, Waleri Charlamow (1), Alexander Malzew, Wladimir Schadrin, Alexander Jakuschew, Alexander Woltschkow (1), Wjatscheslaw Anissin, Alexander Bodunow (1), Alexander Martynjuk Trainer / Assistent: Wsewolod Bobrow / Boris Kulagin | Tor: Wladislaw Tretjak Verteidigung: Waleri Wassiljew, Alexander Gussew, Jewgeni Paladjew, Juri Ljapkin, Gennadi Zygankow, Wladimir Luttschenko Sturm: Boris Michailow, Wladimir Petrow, Waleri Charlamow (1), Alexander Malzew, Wladimir Schadrin, Alexander Jakuschew, Alexander Woltschkow (1), Wjatscheslaw Anissin, Alexander Bodunow (1), Alexander Martynjuk Trainer / Assistent: Wsewolod Bobrow / Boris Kulagin | Tor: Wladislaw Tretjak Verteidigung: Waleri Wassiljew, Alexander Gussew, Jewgeni Paladjew, Juri Ljapkin, Gennadi Zygankow, Wladimir Luttschenko Sturm: Boris Michailow, Wladimir Petrow, Waleri Charlamow (1), Alexander Malzew, Wladimir Schadrin, Alexander Jakuschew, Alexander Woltschkow (1), Wjatscheslaw Anissin, Alexander Bodunow (1), Alexander Martynjuk Trainer / Assistent: Wsewolod Bobrow / Boris Kulagin | Tor: Wladislaw Tretjak Verteidigung: Waleri Wassiljew, Alexander Gussew, Jewgeni Paladjew, Juri Ljapkin, Gennadi Zygankow, Wladimir Luttschenko Sturm: Boris Michailow, Wladimir Petrow, Waleri Charlamow (1), Alexander Malzew, Wladimir Schadrin, Alexander Jakuschew, Alexander Woltschkow (1), Wjatscheslaw Anissin, Alexander Bodunow (1), Alexander Martynjuk Trainer / Assistent: Wsewolod Bobrow / Boris Kulagin | Tor: Wladislaw Tretjak Verteidigung: Waleri Wassiljew, Alexander Gussew, Jewgeni Paladjew, Juri Ljapkin, Gennadi Zygankow, Wladimir Luttschenko Sturm: Boris Michailow, Wladimir Petrow, Waleri Charlamow (1), Alexander Malzew, Wladimir Schadrin, Alexander Jakuschew, Alexander Woltschkow (1), Wjatscheslaw Anissin, Alexander Bodunow (1), Alexander Martynjuk Trainer / Assistent: Wsewolod Bobrow / Boris Kulagin |
| Nr. 378 7. April 1973      | 6:1 (4:0, 2:1, 0:0) | 0 Schweden | H | 0Moskau | 0WM 1973 / EM 1973 | |
| Aufstellung                | Tor: Wladislaw Tretjak Verteidigung: Waleri Wassiljew, Alexander Gussew, Alexander Ragulin, Juri Ljapkin, Gennadi Zygankow, Wladimir Luttschenko Sturm: Boris Michailow (1), Wladimir Petrow (2), Waleri Charlamow (1), Alexander Malzew, Wladimir Schadrin, Alexander Jakuschew, Alexander Woltschkow (1), Wjatscheslaw Anissin, Alexander Bodunow (1), Alexander Martynjuk Trainer / Assistent: Wsewolod Bobrow / Boris Kulagin | Tor: Wladislaw Tretjak Verteidigung: Waleri Wassiljew, Alexander Gussew, Alexander Ragulin, Juri Ljapkin, Gennadi Zygankow, Wladimir Luttschenko Sturm: Boris Michailow (1), Wladimir Petrow (2), Waleri Charlamow (1), Alexander Malzew, Wladimir Schadrin, Alexander Jakuschew, Alexander Woltschkow (1), Wjatscheslaw Anissin, Alexander Bodunow (1), Alexander Martynjuk Trainer / Assistent: Wsewolod Bobrow / Boris Kulagin | Tor: Wladislaw Tretjak Verteidigung: Waleri Wassiljew, Alexander Gussew, Alexander Ragulin, Juri Ljapkin, Gennadi Zygankow, Wladimir Luttschenko Sturm: Boris Michailow (1), Wladimir Petrow (2), Waleri Charlamow (1), Alexander Malzew, Wladimir Schadrin, Alexander Jakuschew, Alexander Woltschkow (1), Wjatscheslaw Anissin, Alexander Bodunow (1), Alexander Martynjuk Trainer / Assistent: Wsewolod Bobrow / Boris Kulagin | Tor: Wladislaw Tretjak Verteidigung: Waleri Wassiljew, Alexander Gussew, Alexander Ragulin, Juri Ljapkin, Gennadi Zygankow, Wladimir Luttschenko Sturm: Boris Michailow (1), Wladimir Petrow (2), Waleri Charlamow (1), Alexander Malzew, Wladimir Schadrin, Alexander Jakuschew, Alexander Woltschkow (1), Wjatscheslaw Anissin, Alexander Bodunow (1), Alexander Martynjuk Trainer / Assistent: Wsewolod Bobrow / Boris Kulagin | Tor: Wladislaw Tretjak Verteidigung: Waleri Wassiljew, Alexander Gussew, Alexander Ragulin, Juri Ljapkin, Gennadi Zygankow, Wladimir Luttschenko Sturm: Boris Michailow (1), Wladimir Petrow (2), Waleri Charlamow (1), Alexander Malzew, Wladimir Schadrin, Alexander Jakuschew, Alexander Woltschkow (1), Wjatscheslaw Anissin, Alexander Bodunow (1), Alexander Martynjuk Trainer / Assistent: Wsewolod Bobrow / Boris Kulagin | Tor: Wladislaw Tretjak Verteidigung: Waleri Wassiljew, Alexander Gussew, Alexander Ragulin, Juri Ljapkin, Gennadi Zygankow, Wladimir Luttschenko Sturm: Boris Michailow (1), Wladimir Petrow (2), Waleri Charlamow (1), Alexander Malzew, Wladimir Schadrin, Alexander Jakuschew, Alexander Woltschkow (1), Wjatscheslaw Anissin, Alexander Bodunow (1), Alexander Martynjuk Trainer / Assistent: Wsewolod Bobrow / Boris Kulagin |
| Nr. 379 8. April 1973      | 18:2 (9:1, 2:0, 7:1) | 0 BR Deutschland | H | 0Moskau | 0WM 1973 / EM 1973 | |
| Aufstellung                | Tor: Alexander Sidelnikow Verteidigung: Waleri Wassiljew, Alexander Gussew (2), Jewgeni Paladjew, Alexander Ragulin, Gennadi Zygankow, Wladimir Luttschenko (1) Sturm: Boris Michailow, Wladimir Petrow (2), Waleri Charlamow (1), Alexander Martynjuk (8), Wladimir Schadrin, Alexander Jakuschew (2), Juri Lebedew (1), Wjatscheslaw Anissin (1), Alexander Bodunow, Alexander Woltschkow Trainer / Assistent: Wsewolod Bobrow / Boris Kulagin                                                                                                   | Tor: Alexander Sidelnikow Verteidigung: Waleri Wassiljew, Alexander Gussew (2), Jewgeni Paladjew, Alexander Ragulin, Gennadi Zygankow, Wladimir Luttschenko (1) Sturm: Boris Michailow, Wladimir Petrow (2), Waleri Charlamow (1), Alexander Martynjuk (8), Wladimir Schadrin, Alexander Jakuschew (2), Juri Lebedew (1), Wjatscheslaw Anissin (1), Alexander Bodunow, Alexander Woltschkow Trainer / Assistent: Wsewolod Bobrow / Boris Kulagin                                                                                                   | Tor: Alexander Sidelnikow Verteidigung: Waleri Wassiljew, Alexander Gussew (2), Jewgeni Paladjew, Alexander Ragulin, Gennadi Zygankow, Wladimir Luttschenko (1) Sturm: Boris Michailow, Wladimir Petrow (2), Waleri Charlamow (1), Alexander Martynjuk (8), Wladimir Schadrin, Alexander Jakuschew (2), Juri Lebedew (1), Wjatscheslaw Anissin (1), Alexander Bodunow, Alexander Woltschkow Trainer / Assistent: Wsewolod Bobrow / Boris Kulagin                                                                                                   | Tor: Alexander Sidelnikow Verteidigung: Waleri Wassiljew, Alexander Gussew (2), Jewgeni Paladjew, Alexander Ragulin, Gennadi Zygankow, Wladimir Luttschenko (1) Sturm: Boris Michailow, Wladimir Petrow (2), Waleri Charlamow (1), Alexander Martynjuk (8), Wladimir Schadrin, Alexander Jakuschew (2), Juri Lebedew (1), Wjatscheslaw Anissin (1), Alexander Bodunow, Alexander Woltschkow Trainer / Assistent: Wsewolod Bobrow / Boris Kulagin                                                                                                   | Tor: Alexander Sidelnikow Verteidigung: Waleri Wassiljew, Alexander Gussew (2), Jewgeni Paladjew, Alexander Ragulin, Gennadi Zygankow, Wladimir Luttschenko (1) Sturm: Boris Michailow, Wladimir Petrow (2), Waleri Charlamow (1), Alexander Martynjuk (8), Wladimir Schadrin, Alexander Jakuschew (2), Juri Lebedew (1), Wjatscheslaw Anissin (1), Alexander Bodunow, Alexander Woltschkow Trainer / Assistent: Wsewolod Bobrow / Boris Kulagin                                                                                                   | Tor: Alexander Sidelnikow Verteidigung: Waleri Wassiljew, Alexander Gussew (2), Jewgeni Paladjew, Alexander Ragulin, Gennadi Zygankow, Wladimir Luttschenko (1) Sturm: Boris Michailow, Wladimir Petrow (2), Waleri Charlamow (1), Alexander Martynjuk (8), Wladimir Schadrin, Alexander Jakuschew (2), Juri Lebedew (1), Wjatscheslaw Anissin (1), Alexander Bodunow, Alexander Woltschkow Trainer / Assistent: Wsewolod Bobrow / Boris Kulagin                                                                                                   |
| Nr. 380 10. April 1973     | 9:1 (3:0, 3:1, 3:0) | 0 Finnland | H | 0Moskau | 0WM 1973 / EM 1973 | |
| Aufstellung                | Tor: Wladislaw Tretjak Verteidigung: Waleri Wassiljew, Alexander Gussew, Jewgeni Paladjew, Juri Ljapkin, Gennadi Zygankow, Wladimir Luttschenko Sturm: Boris Michailow, Wladimir Petrow (3), Waleri Charlamow, Alexander Martynjuk (1), Wladimir Schadrin (1), Alexander Jakuschew (1), Alexander Malzew (1), Wjatscheslaw Anissin (1), Alexander Bodunow (1), Alexander Woltschkow, Juri Lebedew Trainer / Assistent: Wsewolod Bobrow / Boris Kulagin                                                                                             | Tor: Wladislaw Tretjak Verteidigung: Waleri Wassiljew, Alexander Gussew, Jewgeni Paladjew, Juri Ljapkin, Gennadi Zygankow, Wladimir Luttschenko Sturm: Boris Michailow, Wladimir Petrow (3), Waleri Charlamow, Alexander Martynjuk (1), Wladimir Schadrin (1), Alexander Jakuschew (1), Alexander Malzew (1), Wjatscheslaw Anissin (1), Alexander Bodunow (1), Alexander Woltschkow, Juri Lebedew Trainer / Assistent: Wsewolod Bobrow / Boris Kulagin                                                                                             | Tor: Wladislaw Tretjak Verteidigung: Waleri Wassiljew, Alexander Gussew, Jewgeni Paladjew, Juri Ljapkin, Gennadi Zygankow, Wladimir Luttschenko Sturm: Boris Michailow, Wladimir Petrow (3), Waleri Charlamow, Alexander Martynjuk (1), Wladimir Schadrin (1), Alexander Jakuschew (1), Alexander Malzew (1), Wjatscheslaw Anissin (1), Alexander Bodunow (1), Alexander Woltschkow, Juri Lebedew Trainer / Assistent: Wsewolod Bobrow / Boris Kulagin                                                                                             | Tor: Wladislaw Tretjak Verteidigung: Waleri Wassiljew, Alexander Gussew, Jewgeni Paladjew, Juri Ljapkin, Gennadi Zygankow, Wladimir Luttschenko Sturm: Boris Michailow, Wladimir Petrow (3), Waleri Charlamow, Alexander Martynjuk (1), Wladimir Schadrin (1), Alexander Jakuschew (1), Alexander Malzew (1), Wjatscheslaw Anissin (1), Alexander Bodunow (1), Alexander Woltschkow, Juri Lebedew Trainer / Assistent: Wsewolod Bobrow / Boris Kulagin                                                                                             | Tor: Wladislaw Tretjak Verteidigung: Waleri Wassiljew, Alexander Gussew, Jewgeni Paladjew, Juri Ljapkin, Gennadi Zygankow, Wladimir Luttschenko Sturm: Boris Michailow, Wladimir Petrow (3), Waleri Charlamow, Alexander Martynjuk (1), Wladimir Schadrin (1), Alexander Jakuschew (1), Alexander Malzew (1), Wjatscheslaw Anissin (1), Alexander Bodunow (1), Alexander Woltschkow, Juri Lebedew Trainer / Assistent: Wsewolod Bobrow / Boris Kulagin                                                                                             | Tor: Wladislaw Tretjak Verteidigung: Waleri Wassiljew, Alexander Gussew, Jewgeni Paladjew, Juri Ljapkin, Gennadi Zygankow, Wladimir Luttschenko Sturm: Boris Michailow, Wladimir Petrow (3), Waleri Charlamow, Alexander Martynjuk (1), Wladimir Schadrin (1), Alexander Jakuschew (1), Alexander Malzew (1), Wjatscheslaw Anissin (1), Alexander Bodunow (1), Alexander Woltschkow, Juri Lebedew Trainer / Assistent: Wsewolod Bobrow / Boris Kulagin                                                                                             |
| Nr. 381 11. April 1973     | 20:0 (6:0, 5:0, 9:0) | 0 Polen | H | 0Moskau | 0WM 1973 / EM 1973 | |
| Aufstellung                | Tor: Alexander Sidelnikow Verteidigung: Waleri Wassiljew, Alexander Gussew, Jewgeni Paladjew, Juri Ljapkin, Gennadi Zygankow, Alexander Ragulin Sturm: Boris Michailow (7), Wladimir Petrow (5), Waleri Charlamow (2), Alexander Malzew (2), Wladimir Schadrin, Alexander Martynjuk, Alexander Woltschkow, Wjatscheslaw Anissin (2), Alexander Bodunow (2), Alexander Jakuschew (1) Trainer / Assistent: Wsewolod Bobrow / Boris Kulagin | Tor: Alexander Sidelnikow Verteidigung: Waleri Wassiljew, Alexander Gussew, Jewgeni Paladjew, Juri Ljapkin, Gennadi Zygankow, Alexander Ragulin Sturm: Boris Michailow (7), Wladimir Petrow (5), Waleri Charlamow (2), Alexander Malzew (2), Wladimir Schadrin, Alexander Martynjuk, Alexander Woltschkow, Wjatscheslaw Anissin (2), Alexander Bodunow (2), Alexander Jakuschew (1) Trainer / Assistent: Wsewolod Bobrow / Boris Kulagin | Tor: Alexander Sidelnikow Verteidigung: Waleri Wassiljew, Alexander Gussew, Jewgeni Paladjew, Juri Ljapkin, Gennadi Zygankow, Alexander Ragulin Sturm: Boris Michailow (7), Wladimir Petrow (5), Waleri Charlamow (2), Alexander Malzew (2), Wladimir Schadrin, Alexander Martynjuk, Alexander Woltschkow, Wjatscheslaw Anissin (2), Alexander Bodunow (2), Alexander Jakuschew (1) Trainer / Assistent: Wsewolod Bobrow / Boris Kulagin | Tor: Alexander Sidelnikow Verteidigung: Waleri Wassiljew, Alexander Gussew, Jewgeni Paladjew, Juri Ljapkin, Gennadi Zygankow, Alexander Ragulin Sturm: Boris Michailow (7), Wladimir Petrow (5), Waleri Charlamow (2), Alexander Malzew (2), Wladimir Schadrin, Alexander Martynjuk, Alexander Woltschkow, Wjatscheslaw Anissin (2), Alexander Bodunow (2), Alexander Jakuschew (1) Trainer / Assistent: Wsewolod Bobrow / Boris Kulagin | Tor: Alexander Sidelnikow Verteidigung: Waleri Wassiljew, Alexander Gussew, Jewgeni Paladjew, Juri Ljapkin, Gennadi Zygankow, Alexander Ragulin Sturm: Boris Michailow (7), Wladimir Petrow (5), Waleri Charlamow (2), Alexander Malzew (2), Wladimir Schadrin, Alexander Martynjuk, Alexander Woltschkow, Wjatscheslaw Anissin (2), Alexander Bodunow (2), Alexander Jakuschew (1) Trainer / Assistent: Wsewolod Bobrow / Boris Kulagin | Tor: Alexander Sidelnikow Verteidigung: Waleri Wassiljew, Alexander Gussew, Jewgeni Paladjew, Juri Ljapkin, Gennadi Zygankow, Alexander Ragulin Sturm: Boris Michailow (7), Wladimir Petrow (5), Waleri Charlamow (2), Alexander Malzew (2), Wladimir Schadrin, Alexander Martynjuk, Alexander Woltschkow, Wjatscheslaw Anissin (2), Alexander Bodunow (2), Alexander Jakuschew (1) Trainer / Assistent: Wsewolod Bobrow / Boris Kulagin |
| Nr. 382 13. April 1973     | 4:2 (2:1, 1:0, 1:1) | 0 Tschechoslowakei | H | 0Moskau | 0WM 1973 / EM 1973 | |
| Aufstellung                | Tor: Wladislaw Tretjak Verteidigung: Waleri Wassiljew, Alexander Gussew, Gennadi Zygankow, Wladimir Luttschenko, Jewgeni Paladjew, Juri Ljapkin, Alexander Ragulin Sturm: Boris Michailow (2), Wladimir Petrow, Waleri Charlamow (1), Alexander Malzew, Wladimir Schadrin, Alexander Jakuschew (1), Alexander Woltschkow, Wjatscheslaw Anissin, Alexander Bodunow, Alexander Martynjuk Trainer / Assistent: Wsewolod Bobrow / Boris Kulagin | Tor: Wladislaw Tretjak Verteidigung: Waleri Wassiljew, Alexander Gussew, Gennadi Zygankow, Wladimir Luttschenko, Jewgeni Paladjew, Juri Ljapkin, Alexander Ragulin Sturm: Boris Michailow (2), Wladimir Petrow, Waleri Charlamow (1), Alexander Malzew, Wladimir Schadrin, Alexander Jakuschew (1), Alexander Woltschkow, Wjatscheslaw Anissin, Alexander Bodunow, Alexander Martynjuk Trainer / Assistent: Wsewolod Bobrow / Boris Kulagin | Tor: Wladislaw Tretjak Verteidigung: Waleri Wassiljew, Alexander Gussew, Gennadi Zygankow, Wladimir Luttschenko, Jewgeni Paladjew, Juri Ljapkin, Alexander Ragulin Sturm: Boris Michailow (2), Wladimir Petrow, Waleri Charlamow (1), Alexander Malzew, Wladimir Schadrin, Alexander Jakuschew (1), Alexander Woltschkow, Wjatscheslaw Anissin, Alexander Bodunow, Alexander Martynjuk Trainer / Assistent: Wsewolod Bobrow / Boris Kulagin | Tor: Wladislaw Tretjak Verteidigung: Waleri Wassiljew, Alexander Gussew, Gennadi Zygankow, Wladimir Luttschenko, Jewgeni Paladjew, Juri Ljapkin, Alexander Ragulin Sturm: Boris Michailow (2), Wladimir Petrow, Waleri Charlamow (1), Alexander Malzew, Wladimir Schadrin, Alexander Jakuschew (1), Alexander Woltschkow, Wjatscheslaw Anissin, Alexander Bodunow, Alexander Martynjuk Trainer / Assistent: Wsewolod Bobrow / Boris Kulagin | Tor: Wladislaw Tretjak Verteidigung: Waleri Wassiljew, Alexander Gussew, Gennadi Zygankow, Wladimir Luttschenko, Jewgeni Paladjew, Juri Ljapkin, Alexander Ragulin Sturm: Boris Michailow (2), Wladimir Petrow, Waleri Charlamow (1), Alexander Malzew, Wladimir Schadrin, Alexander Jakuschew (1), Alexander Woltschkow, Wjatscheslaw Anissin, Alexander Bodunow, Alexander Martynjuk Trainer / Assistent: Wsewolod Bobrow / Boris Kulagin | Tor: Wladislaw Tretjak Verteidigung: Waleri Wassiljew, Alexander Gussew, Gennadi Zygankow, Wladimir Luttschenko, Jewgeni Paladjew, Juri Ljapkin, Alexander Ragulin Sturm: Boris Michailow (2), Wladimir Petrow, Waleri Charlamow (1), Alexander Malzew, Wladimir Schadrin, Alexander Jakuschew (1), Alexander Woltschkow, Wjatscheslaw Anissin, Alexander Bodunow, Alexander Martynjuk Trainer / Assistent: Wsewolod Bobrow / Boris Kulagin |
| Nr. 383 15. April 1973     | 6:4 (2:1, 2:2, 2:1) | 0 Schweden | H | 0Moskau | 0WM 1973 / EM 1973 | 012. WM-Titel 015. EM-Titel |
| Aufstellung                | Tor: Wladislaw Tretjak Verteidigung: Waleri Wassiljew, Alexander Gussew (2), Gennadi Zygankow, Alexander Ragulin, Wladimir Luttschenko, Juri Ljapkin Sturm: Boris Michailow (1), Wladimir Petrow (1), Waleri Charlamow, Alexander Martynjuk, Alexander Malzew (2), Alexander Jakuschew, Juri Lebedew, Wjatscheslaw Anissin, Alexander Bodunow, Alexander Woltschkow Trainer / Assistent: Wsewolod Bobrow / Boris Kulagin | Tor: Wladislaw Tretjak Verteidigung: Waleri Wassiljew, Alexander Gussew (2), Gennadi Zygankow, Alexander Ragulin, Wladimir Luttschenko, Juri Ljapkin Sturm: Boris Michailow (1), Wladimir Petrow (1), Waleri Charlamow, Alexander Martynjuk, Alexander Malzew (2), Alexander Jakuschew, Juri Lebedew, Wjatscheslaw Anissin, Alexander Bodunow, Alexander Woltschkow Trainer / Assistent: Wsewolod Bobrow / Boris Kulagin | Tor: Wladislaw Tretjak Verteidigung: Waleri Wassiljew, Alexander Gussew (2), Gennadi Zygankow, Alexander Ragulin, Wladimir Luttschenko, Juri Ljapkin Sturm: Boris Michailow (1), Wladimir Petrow (1), Waleri Charlamow, Alexander Martynjuk, Alexander Malzew (2), Alexander Jakuschew, Juri Lebedew, Wjatscheslaw Anissin, Alexander Bodunow, Alexander Woltschkow Trainer / Assistent: Wsewolod Bobrow / Boris Kulagin | Tor: Wladislaw Tretjak Verteidigung: Waleri Wassiljew, Alexander Gussew (2), Gennadi Zygankow, Alexander Ragulin, Wladimir Luttschenko, Juri Ljapkin Sturm: Boris Michailow (1), Wladimir Petrow (1), Waleri Charlamow, Alexander Martynjuk, Alexander Malzew (2), Alexander Jakuschew, Juri Lebedew, Wjatscheslaw Anissin, Alexander Bodunow, Alexander Woltschkow Trainer / Assistent: Wsewolod Bobrow / Boris Kulagin | Tor: Wladislaw Tretjak Verteidigung: Waleri Wassiljew, Alexander Gussew (2), Gennadi Zygankow, Alexander Ragulin, Wladimir Luttschenko, Juri Ljapkin Sturm: Boris Michailow (1), Wladimir Petrow (1), Waleri Charlamow, Alexander Martynjuk, Alexander Malzew (2), Alexander Jakuschew, Juri Lebedew, Wjatscheslaw Anissin, Alexander Bodunow, Alexander Woltschkow Trainer / Assistent: Wsewolod Bobrow / Boris Kulagin | Tor: Wladislaw Tretjak Verteidigung: Waleri Wassiljew, Alexander Gussew (2), Gennadi Zygankow, Alexander Ragulin, Wladimir Luttschenko, Juri Ljapkin Sturm: Boris Michailow (1), Wladimir Petrow (1), Waleri Charlamow, Alexander Martynjuk, Alexander Malzew (2), Alexander Jakuschew, Juri Lebedew, Wjatscheslaw Anissin, Alexander Bodunow, Alexander Woltschkow Trainer / Assistent: Wsewolod Bobrow / Boris Kulagin |
| Nr. 384 3. November 1973   | 4:4 (2:1, 0:1, 2:2) | 0 Finnland | A | 0Tampere, FIN | 0Freundschaftsspiel | |
| Aufstellung                | Tor: Wladislaw Tretjak Verteidigung: Waleri Wassiljew, Alexei Woltschenkow, Wiktor Kusnezow, Juri Ljapkin, Wladimir Luttschenko, Gennadi Zygankow Sturm: Boris Michailow (2), Wladimir Petrow, Waleri Charlamow, Alexander Malzew, Wladimir Schadrin, Alexander Jakuschew, Konstantin Klimow (1), Wjatscheslaw Anissin, Alexander Bodunow (1) Trainer / Assistent: Wsewolod Bobrow / Boris Kulagin | Tor: Wladislaw Tretjak Verteidigung: Waleri Wassiljew, Alexei Woltschenkow, Wiktor Kusnezow, Juri Ljapkin, Wladimir Luttschenko, Gennadi Zygankow Sturm: Boris Michailow (2), Wladimir Petrow, Waleri Charlamow, Alexander Malzew, Wladimir Schadrin, Alexander Jakuschew, Konstantin Klimow (1), Wjatscheslaw Anissin, Alexander Bodunow (1) Trainer / Assistent: Wsewolod Bobrow / Boris Kulagin | Tor: Wladislaw Tretjak Verteidigung: Waleri Wassiljew, Alexei Woltschenkow, Wiktor Kusnezow, Juri Ljapkin, Wladimir Luttschenko, Gennadi Zygankow Sturm: Boris Michailow (2), Wladimir Petrow, Waleri Charlamow, Alexander Malzew, Wladimir Schadrin, Alexander Jakuschew, Konstantin Klimow (1), Wjatscheslaw Anissin, Alexander Bodunow (1) Trainer / Assistent: Wsewolod Bobrow / Boris Kulagin | Tor: Wladislaw Tretjak Verteidigung: Waleri Wassiljew, Alexei Woltschenkow, Wiktor Kusnezow, Juri Ljapkin, Wladimir Luttschenko, Gennadi Zygankow Sturm: Boris Michailow (2), Wladimir Petrow, Waleri Charlamow, Alexander Malzew, Wladimir Schadrin, Alexander Jakuschew, Konstantin Klimow (1), Wjatscheslaw Anissin, Alexander Bodunow (1) Trainer / Assistent: Wsewolod Bobrow / Boris Kulagin | Tor: Wladislaw Tretjak Verteidigung: Waleri Wassiljew, Alexei Woltschenkow, Wiktor Kusnezow, Juri Ljapkin, Wladimir Luttschenko, Gennadi Zygankow Sturm: Boris Michailow (2), Wladimir Petrow, Waleri Charlamow, Alexander Malzew, Wladimir Schadrin, Alexander Jakuschew, Konstantin Klimow (1), Wjatscheslaw Anissin, Alexander Bodunow (1) Trainer / Assistent: Wsewolod Bobrow / Boris Kulagin | Tor: Wladislaw Tretjak Verteidigung: Waleri Wassiljew, Alexei Woltschenkow, Wiktor Kusnezow, Juri Ljapkin, Wladimir Luttschenko, Gennadi Zygankow Sturm: Boris Michailow (2), Wladimir Petrow, Waleri Charlamow, Alexander Malzew, Wladimir Schadrin, Alexander Jakuschew, Konstantin Klimow (1), Wjatscheslaw Anissin, Alexander Bodunow (1) Trainer / Assistent: Wsewolod Bobrow / Boris Kulagin |
| Nr. 385 4. November 1973   | 7:1 (1:0, 4:1, 2:0) | 0 Finnland | A | 0Helsinki, FIN | 0Freundschaftsspiel | |
| Aufstellung                | Tor: Alexander Sidelnikow Verteidigung: Waleri Wassiljew (1), Alexei Woltschenkow, Alexander Filippow, Juri Schatalow, Wladimir Luttschenko (1), Gennadi Zygankow Sturm: Boris Michailow, Alexander Malzew (2), Waleri Charlamow (1), Alexander Martynjuk, Wladimir Schadrin (1), Alexander Jakuschew, Juri Lebedew, Wjatscheslaw Anissin (1), Wladimir Repnjow, Alexander Bodunow Trainer / Assistent: Wsewolod Bobrow / Boris Kulagin | Tor: Alexander Sidelnikow Verteidigung: Waleri Wassiljew (1), Alexei Woltschenkow, Alexander Filippow, Juri Schatalow, Wladimir Luttschenko (1), Gennadi Zygankow Sturm: Boris Michailow, Alexander Malzew (2), Waleri Charlamow (1), Alexander Martynjuk, Wladimir Schadrin (1), Alexander Jakuschew, Juri Lebedew, Wjatscheslaw Anissin (1), Wladimir Repnjow, Alexander Bodunow Trainer / Assistent: Wsewolod Bobrow / Boris Kulagin | Tor: Alexander Sidelnikow Verteidigung: Waleri Wassiljew (1), Alexei Woltschenkow, Alexander Filippow, Juri Schatalow, Wladimir Luttschenko (1), Gennadi Zygankow Sturm: Boris Michailow, Alexander Malzew (2), Waleri Charlamow (1), Alexander Martynjuk, Wladimir Schadrin (1), Alexander Jakuschew, Juri Lebedew, Wjatscheslaw Anissin (1), Wladimir Repnjow, Alexander Bodunow Trainer / Assistent: Wsewolod Bobrow / Boris Kulagin | Tor: Alexander Sidelnikow Verteidigung: Waleri Wassiljew (1), Alexei Woltschenkow, Alexander Filippow, Juri Schatalow, Wladimir Luttschenko (1), Gennadi Zygankow Sturm: Boris Michailow, Alexander Malzew (2), Waleri Charlamow (1), Alexander Martynjuk, Wladimir Schadrin (1), Alexander Jakuschew, Juri Lebedew, Wjatscheslaw Anissin (1), Wladimir Repnjow, Alexander Bodunow Trainer / Assistent: Wsewolod Bobrow / Boris Kulagin | Tor: Alexander Sidelnikow Verteidigung: Waleri Wassiljew (1), Alexei Woltschenkow, Alexander Filippow, Juri Schatalow, Wladimir Luttschenko (1), Gennadi Zygankow Sturm: Boris Michailow, Alexander Malzew (2), Waleri Charlamow (1), Alexander Martynjuk, Wladimir Schadrin (1), Alexander Jakuschew, Juri Lebedew, Wjatscheslaw Anissin (1), Wladimir Repnjow, Alexander Bodunow Trainer / Assistent: Wsewolod Bobrow / Boris Kulagin | Tor: Alexander Sidelnikow Verteidigung: Waleri Wassiljew (1), Alexei Woltschenkow, Alexander Filippow, Juri Schatalow, Wladimir Luttschenko (1), Gennadi Zygankow Sturm: Boris Michailow, Alexander Malzew (2), Waleri Charlamow (1), Alexander Martynjuk, Wladimir Schadrin (1), Alexander Jakuschew, Juri Lebedew, Wjatscheslaw Anissin (1), Wladimir Repnjow, Alexander Bodunow Trainer / Assistent: Wsewolod Bobrow / Boris Kulagin |
| Nr. 386 27. November 1973  | 6:1 (1:0, 3:0, 2:1) | 0 DDR | A | 0Weißwasser, DDR | 0Freundschaftsspiel | |
| Aufstellung                | Tor: Wladislaw Tretjak Verteidigung: Waleri Wassiljew, Alexei Woltschenkow, Wladimir Luttschenko, Juri Ljapkin, Wiktor Kusnezow, Juri Schatalow Sturm: Boris Michailow, Wladimir Petrow (1), Waleri Charlamow, Alexander Malzew (2), Wladimir Schadrin, Alexander Jakuschew (2), Konstantin Klimow, Wjatscheslaw Anissin, Alexander Woltschkow (1), Alexander Bodunow, Juri Lebedew, Wladimir Repnjow Trainer / Assistent: Wsewolod Bobrow / Boris Kulagin                                                                                         | Tor: Wladislaw Tretjak Verteidigung: Waleri Wassiljew, Alexei Woltschenkow, Wladimir Luttschenko, Juri Ljapkin, Wiktor Kusnezow, Juri Schatalow Sturm: Boris Michailow, Wladimir Petrow (1), Waleri Charlamow, Alexander Malzew (2), Wladimir Schadrin, Alexander Jakuschew (2), Konstantin Klimow, Wjatscheslaw Anissin, Alexander Woltschkow (1), Alexander Bodunow, Juri Lebedew, Wladimir Repnjow Trainer / Assistent: Wsewolod Bobrow / Boris Kulagin                                                                                         | Tor: Wladislaw Tretjak Verteidigung: Waleri Wassiljew, Alexei Woltschenkow, Wladimir Luttschenko, Juri Ljapkin, Wiktor Kusnezow, Juri Schatalow Sturm: Boris Michailow, Wladimir Petrow (1), Waleri Charlamow, Alexander Malzew (2), Wladimir Schadrin, Alexander Jakuschew (2), Konstantin Klimow, Wjatscheslaw Anissin, Alexander Woltschkow (1), Alexander Bodunow, Juri Lebedew, Wladimir Repnjow Trainer / Assistent: Wsewolod Bobrow / Boris Kulagin                                                                                         | Tor: Wladislaw Tretjak Verteidigung: Waleri Wassiljew, Alexei Woltschenkow, Wladimir Luttschenko, Juri Ljapkin, Wiktor Kusnezow, Juri Schatalow Sturm: Boris Michailow, Wladimir Petrow (1), Waleri Charlamow, Alexander Malzew (2), Wladimir Schadrin, Alexander Jakuschew (2), Konstantin Klimow, Wjatscheslaw Anissin, Alexander Woltschkow (1), Alexander Bodunow, Juri Lebedew, Wladimir Repnjow Trainer / Assistent: Wsewolod Bobrow / Boris Kulagin                                                                                         | Tor: Wladislaw Tretjak Verteidigung: Waleri Wassiljew, Alexei Woltschenkow, Wladimir Luttschenko, Juri Ljapkin, Wiktor Kusnezow, Juri Schatalow Sturm: Boris Michailow, Wladimir Petrow (1), Waleri Charlamow, Alexander Malzew (2), Wladimir Schadrin, Alexander Jakuschew (2), Konstantin Klimow, Wjatscheslaw Anissin, Alexander Woltschkow (1), Alexander Bodunow, Juri Lebedew, Wladimir Repnjow Trainer / Assistent: Wsewolod Bobrow / Boris Kulagin                                                                                         | Tor: Wladislaw Tretjak Verteidigung: Waleri Wassiljew, Alexei Woltschenkow, Wladimir Luttschenko, Juri Ljapkin, Wiktor Kusnezow, Juri Schatalow Sturm: Boris Michailow, Wladimir Petrow (1), Waleri Charlamow, Alexander Malzew (2), Wladimir Schadrin, Alexander Jakuschew (2), Konstantin Klimow, Wjatscheslaw Anissin, Alexander Woltschkow (1), Alexander Bodunow, Juri Lebedew, Wladimir Repnjow Trainer / Assistent: Wsewolod Bobrow / Boris Kulagin                                                                                         |
| Nr. 387 28. November 1973  | 5:1 (1:1, 1:0, 3:0) | 0 DDR | A | 0Ost-Berlin, DDR | 0Freundschaftsspiel | |
| Aufstellung                | Tor: Alexander Sidelnikow Verteidigung: Waleri Wassiljew, Alexei Woltschenkow, Wladimir Luttschenko (1), Juri Ljapkin, Wiktor Kusnezow, Alexander Filippow Sturm: Boris Michailow, Wladimir Petrow, Alexander Malzew (1), Alexander Martynjuk, Wladimir Schadrin, Alexander Jakuschew (2), Juri Lebedew, Wjatscheslaw Anissin, Alexander Bodunow (1) Trainer / Assistent: Wsewolod Bobrow / Boris Kulagin | Tor: Alexander Sidelnikow Verteidigung: Waleri Wassiljew, Alexei Woltschenkow, Wladimir Luttschenko (1), Juri Ljapkin, Wiktor Kusnezow, Alexander Filippow Sturm: Boris Michailow, Wladimir Petrow, Alexander Malzew (1), Alexander Martynjuk, Wladimir Schadrin, Alexander Jakuschew (2), Juri Lebedew, Wjatscheslaw Anissin, Alexander Bodunow (1) Trainer / Assistent: Wsewolod Bobrow / Boris Kulagin | Tor: Alexander Sidelnikow Verteidigung: Waleri Wassiljew, Alexei Woltschenkow, Wladimir Luttschenko (1), Juri Ljapkin, Wiktor Kusnezow, Alexander Filippow Sturm: Boris Michailow, Wladimir Petrow, Alexander Malzew (1), Alexander Martynjuk, Wladimir Schadrin, Alexander Jakuschew (2), Juri Lebedew, Wjatscheslaw Anissin, Alexander Bodunow (1) Trainer / Assistent: Wsewolod Bobrow / Boris Kulagin | Tor: Alexander Sidelnikow Verteidigung: Waleri Wassiljew, Alexei Woltschenkow, Wladimir Luttschenko (1), Juri Ljapkin, Wiktor Kusnezow, Alexander Filippow Sturm: Boris Michailow, Wladimir Petrow, Alexander Malzew (1), Alexander Martynjuk, Wladimir Schadrin, Alexander Jakuschew (2), Juri Lebedew, Wjatscheslaw Anissin, Alexander Bodunow (1) Trainer / Assistent: Wsewolod Bobrow / Boris Kulagin | Tor: Alexander Sidelnikow Verteidigung: Waleri Wassiljew, Alexei Woltschenkow, Wladimir Luttschenko (1), Juri Ljapkin, Wiktor Kusnezow, Alexander Filippow Sturm: Boris Michailow, Wladimir Petrow, Alexander Malzew (1), Alexander Martynjuk, Wladimir Schadrin, Alexander Jakuschew (2), Juri Lebedew, Wjatscheslaw Anissin, Alexander Bodunow (1) Trainer / Assistent: Wsewolod Bobrow / Boris Kulagin | Tor: Alexander Sidelnikow Verteidigung: Waleri Wassiljew, Alexei Woltschenkow, Wladimir Luttschenko (1), Juri Ljapkin, Wiktor Kusnezow, Alexander Filippow Sturm: Boris Michailow, Wladimir Petrow, Alexander Malzew (1), Alexander Martynjuk, Wladimir Schadrin, Alexander Jakuschew (2), Juri Lebedew, Wjatscheslaw Anissin, Alexander Bodunow (1) Trainer / Assistent: Wsewolod Bobrow / Boris Kulagin |
| Nr. 388 16. Dezember 1973  | 8:3 (3:1, 2:1, 3:1) | 0 Schweden | H | 0Moskau | 0Iswestija-Pokal 1973 | |
| Aufstellung                | Tor: Wladislaw Tretjak Verteidigung: Waleri Wassiljew (1), Alexander Gussew (1), Wladimir Luttschenko, Juri Ljapkin, Gennadi Zygankow, Wiktor Kusnezow Sturm: Boris Michailow (3), Wladimir Petrow, Waleri Charlamow (1), Alexander Malzew, Wladimir Schadrin, Alexander Jakuschew, Juri Lebedew, Wjatscheslaw Anissin, Alexander Bodunow (1), Alexander Woltschkow (1), Konstantin Klimow Trainer / Assistent: Wsewolod Bobrow / Boris Kulagin | Tor: Wladislaw Tretjak Verteidigung: Waleri Wassiljew (1), Alexander Gussew (1), Wladimir Luttschenko, Juri Ljapkin, Gennadi Zygankow, Wiktor Kusnezow Sturm: Boris Michailow (3), Wladimir Petrow, Waleri Charlamow (1), Alexander Malzew, Wladimir Schadrin, Alexander Jakuschew, Juri Lebedew, Wjatscheslaw Anissin, Alexander Bodunow (1), Alexander Woltschkow (1), Konstantin Klimow Trainer / Assistent: Wsewolod Bobrow / Boris Kulagin | Tor: Wladislaw Tretjak Verteidigung: Waleri Wassiljew (1), Alexander Gussew (1), Wladimir Luttschenko, Juri Ljapkin, Gennadi Zygankow, Wiktor Kusnezow Sturm: Boris Michailow (3), Wladimir Petrow, Waleri Charlamow (1), Alexander Malzew, Wladimir Schadrin, Alexander Jakuschew, Juri Lebedew, Wjatscheslaw Anissin, Alexander Bodunow (1), Alexander Woltschkow (1), Konstantin Klimow Trainer / Assistent: Wsewolod Bobrow / Boris Kulagin | Tor: Wladislaw Tretjak Verteidigung: Waleri Wassiljew (1), Alexander Gussew (1), Wladimir Luttschenko, Juri Ljapkin, Gennadi Zygankow, Wiktor Kusnezow Sturm: Boris Michailow (3), Wladimir Petrow, Waleri Charlamow (1), Alexander Malzew, Wladimir Schadrin, Alexander Jakuschew, Juri Lebedew, Wjatscheslaw Anissin, Alexander Bodunow (1), Alexander Woltschkow (1), Konstantin Klimow Trainer / Assistent: Wsewolod Bobrow / Boris Kulagin | Tor: Wladislaw Tretjak Verteidigung: Waleri Wassiljew (1), Alexander Gussew (1), Wladimir Luttschenko, Juri Ljapkin, Gennadi Zygankow, Wiktor Kusnezow Sturm: Boris Michailow (3), Wladimir Petrow, Waleri Charlamow (1), Alexander Malzew, Wladimir Schadrin, Alexander Jakuschew, Juri Lebedew, Wjatscheslaw Anissin, Alexander Bodunow (1), Alexander Woltschkow (1), Konstantin Klimow Trainer / Assistent: Wsewolod Bobrow / Boris Kulagin | Tor: Wladislaw Tretjak Verteidigung: Waleri Wassiljew (1), Alexander Gussew (1), Wladimir Luttschenko, Juri Ljapkin, Gennadi Zygankow, Wiktor Kusnezow Sturm: Boris Michailow (3), Wladimir Petrow, Waleri Charlamow (1), Alexander Malzew, Wladimir Schadrin, Alexander Jakuschew, Juri Lebedew, Wjatscheslaw Anissin, Alexander Bodunow (1), Alexander Woltschkow (1), Konstantin Klimow Trainer / Assistent: Wsewolod Bobrow / Boris Kulagin |
| Nr. 389 17. Dezember 1973  | 10:1 (4:0, 5:1, 1:0) | 0 Polen | H | 0Moskau | 0Iswestija-Pokal 1973 | |
| Aufstellung                | Tor: Alexander Sidelnikow Verteidigung: Waleri Wassiljew, Alexander Gussew, Wladimir Luttschenko, Alexei Woltschenkow, Gennadi Zygankow, Wiktor Kusnezow, Juri Schatalow Sturm: Boris Michailow (1), Wladimir Petrow (1), Waleri Charlamow (1), Alexander Martynjuk (1), Alexander Malzew (3), Alexander Jakuschew (1), Alexander Woltschkow, Juri Lebedew (2), Alexander Bodunow, Konstantin Klimow Trainer / Assistent: Wsewolod Bobrow / Boris Kulagin                                                                                          | Tor: Alexander Sidelnikow Verteidigung: Waleri Wassiljew, Alexander Gussew, Wladimir Luttschenko, Alexei Woltschenkow, Gennadi Zygankow, Wiktor Kusnezow, Juri Schatalow Sturm: Boris Michailow (1), Wladimir Petrow (1), Waleri Charlamow (1), Alexander Martynjuk (1), Alexander Malzew (3), Alexander Jakuschew (1), Alexander Woltschkow, Juri Lebedew (2), Alexander Bodunow, Konstantin Klimow Trainer / Assistent: Wsewolod Bobrow / Boris Kulagin                                                                                          | Tor: Alexander Sidelnikow Verteidigung: Waleri Wassiljew, Alexander Gussew, Wladimir Luttschenko, Alexei Woltschenkow, Gennadi Zygankow, Wiktor Kusnezow, Juri Schatalow Sturm: Boris Michailow (1), Wladimir Petrow (1), Waleri Charlamow (1), Alexander Martynjuk (1), Alexander Malzew (3), Alexander Jakuschew (1), Alexander Woltschkow, Juri Lebedew (2), Alexander Bodunow, Konstantin Klimow Trainer / Assistent: Wsewolod Bobrow / Boris Kulagin                                                                                          | Tor: Alexander Sidelnikow Verteidigung: Waleri Wassiljew, Alexander Gussew, Wladimir Luttschenko, Alexei Woltschenkow, Gennadi Zygankow, Wiktor Kusnezow, Juri Schatalow Sturm: Boris Michailow (1), Wladimir Petrow (1), Waleri Charlamow (1), Alexander Martynjuk (1), Alexander Malzew (3), Alexander Jakuschew (1), Alexander Woltschkow, Juri Lebedew (2), Alexander Bodunow, Konstantin Klimow Trainer / Assistent: Wsewolod Bobrow / Boris Kulagin                                                                                          | Tor: Alexander Sidelnikow Verteidigung: Waleri Wassiljew, Alexander Gussew, Wladimir Luttschenko, Alexei Woltschenkow, Gennadi Zygankow, Wiktor Kusnezow, Juri Schatalow Sturm: Boris Michailow (1), Wladimir Petrow (1), Waleri Charlamow (1), Alexander Martynjuk (1), Alexander Malzew (3), Alexander Jakuschew (1), Alexander Woltschkow, Juri Lebedew (2), Alexander Bodunow, Konstantin Klimow Trainer / Assistent: Wsewolod Bobrow / Boris Kulagin                                                                                          | Tor: Alexander Sidelnikow Verteidigung: Waleri Wassiljew, Alexander Gussew, Wladimir Luttschenko, Alexei Woltschenkow, Gennadi Zygankow, Wiktor Kusnezow, Juri Schatalow Sturm: Boris Michailow (1), Wladimir Petrow (1), Waleri Charlamow (1), Alexander Martynjuk (1), Alexander Malzew (3), Alexander Jakuschew (1), Alexander Woltschkow, Juri Lebedew (2), Alexander Bodunow, Konstantin Klimow Trainer / Assistent: Wsewolod Bobrow / Boris Kulagin                                                                                          |
| Nr. 390 19. Dezember 1973  | 7:0 (3:0, 3:0, 1:0) | 0 Finnland | H | 0Moskau | 0Iswestija-Pokal 1973 | |
| Aufstellung                | Tor: Wladislaw Tretjak Verteidigung: Waleri Wassiljew, Alexander Gussew, Wladimir Luttschenko (1), Juri Ljapkin, Gennadi Zygankow, Wiktor Kusnezow, Juri Schatalow Sturm: Boris Michailow, Wladimir Petrow, Waleri Charlamow, Alexander Woltschkow (1), Alexander Malzew, Alexander Jakuschew (2), Juri Lebedew, Wjatscheslaw Anissin (2), Alexander Bodunow (1), Alexander Martynjuk, Konstantin Klimow Trainer / Assistent: Wsewolod Bobrow / Boris Kulagin                                                                                      | Tor: Wladislaw Tretjak Verteidigung: Waleri Wassiljew, Alexander Gussew, Wladimir Luttschenko (1), Juri Ljapkin, Gennadi Zygankow, Wiktor Kusnezow, Juri Schatalow Sturm: Boris Michailow, Wladimir Petrow, Waleri Charlamow, Alexander Woltschkow (1), Alexander Malzew, Alexander Jakuschew (2), Juri Lebedew, Wjatscheslaw Anissin (2), Alexander Bodunow (1), Alexander Martynjuk, Konstantin Klimow Trainer / Assistent: Wsewolod Bobrow / Boris Kulagin                                                                                      | Tor: Wladislaw Tretjak Verteidigung: Waleri Wassiljew, Alexander Gussew, Wladimir Luttschenko (1), Juri Ljapkin, Gennadi Zygankow, Wiktor Kusnezow, Juri Schatalow Sturm: Boris Michailow, Wladimir Petrow, Waleri Charlamow, Alexander Woltschkow (1), Alexander Malzew, Alexander Jakuschew (2), Juri Lebedew, Wjatscheslaw Anissin (2), Alexander Bodunow (1), Alexander Martynjuk, Konstantin Klimow Trainer / Assistent: Wsewolod Bobrow / Boris Kulagin                                                                                      | Tor: Wladislaw Tretjak Verteidigung: Waleri Wassiljew, Alexander Gussew, Wladimir Luttschenko (1), Juri Ljapkin, Gennadi Zygankow, Wiktor Kusnezow, Juri Schatalow Sturm: Boris Michailow, Wladimir Petrow, Waleri Charlamow, Alexander Woltschkow (1), Alexander Malzew, Alexander Jakuschew (2), Juri Lebedew, Wjatscheslaw Anissin (2), Alexander Bodunow (1), Alexander Martynjuk, Konstantin Klimow Trainer / Assistent: Wsewolod Bobrow / Boris Kulagin                                                                                      | Tor: Wladislaw Tretjak Verteidigung: Waleri Wassiljew, Alexander Gussew, Wladimir Luttschenko (1), Juri Ljapkin, Gennadi Zygankow, Wiktor Kusnezow, Juri Schatalow Sturm: Boris Michailow, Wladimir Petrow, Waleri Charlamow, Alexander Woltschkow (1), Alexander Malzew, Alexander Jakuschew (2), Juri Lebedew, Wjatscheslaw Anissin (2), Alexander Bodunow (1), Alexander Martynjuk, Konstantin Klimow Trainer / Assistent: Wsewolod Bobrow / Boris Kulagin                                                                                      | Tor: Wladislaw Tretjak Verteidigung: Waleri Wassiljew, Alexander Gussew, Wladimir Luttschenko (1), Juri Ljapkin, Gennadi Zygankow, Wiktor Kusnezow, Juri Schatalow Sturm: Boris Michailow, Wladimir Petrow, Waleri Charlamow, Alexander Woltschkow (1), Alexander Malzew, Alexander Jakuschew (2), Juri Lebedew, Wjatscheslaw Anissin (2), Alexander Bodunow (1), Alexander Martynjuk, Konstantin Klimow Trainer / Assistent: Wsewolod Bobrow / Boris Kulagin                                                                                      |
| Nr. 391 21. Dezember 1973  | 7:1 (0:1, 3:0, 4:0) | 0 Tschechoslowakei | H | 0Moskau | 0Iswestija-Pokal 1973 | 06. Gewinn im Iswestija-Pokal |
| Aufstellung                | Tor: Wladislaw Tretjak Verteidigung: Waleri Wassiljew (1), Alexander Gussew, Wladimir Luttschenko, Juri Ljapkin, Gennadi Zygankow, Wiktor Kusnezow Sturm: Boris Michailow, Wladimir Petrow (3), Waleri Charlamow (1), Alexander Woltschkow, Alexander Malzew (1), Alexander Jakuschew, Juri Lebedew (1), Wjatscheslaw Anissin, Alexander Bodunow, Wladimir Schadrin Trainer / Assistent: Wsewolod Bobrow / Boris Kulagin | Tor: Wladislaw Tretjak Verteidigung: Waleri Wassiljew (1), Alexander Gussew, Wladimir Luttschenko, Juri Ljapkin, Gennadi Zygankow, Wiktor Kusnezow Sturm: Boris Michailow, Wladimir Petrow (3), Waleri Charlamow (1), Alexander Woltschkow, Alexander Malzew (1), Alexander Jakuschew, Juri Lebedew (1), Wjatscheslaw Anissin, Alexander Bodunow, Wladimir Schadrin Trainer / Assistent: Wsewolod Bobrow / Boris Kulagin | Tor: Wladislaw Tretjak Verteidigung: Waleri Wassiljew (1), Alexander Gussew, Wladimir Luttschenko, Juri Ljapkin, Gennadi Zygankow, Wiktor Kusnezow Sturm: Boris Michailow, Wladimir Petrow (3), Waleri Charlamow (1), Alexander Woltschkow, Alexander Malzew (1), Alexander Jakuschew, Juri Lebedew (1), Wjatscheslaw Anissin, Alexander Bodunow, Wladimir Schadrin Trainer / Assistent: Wsewolod Bobrow / Boris Kulagin | Tor: Wladislaw Tretjak Verteidigung: Waleri Wassiljew (1), Alexander Gussew, Wladimir Luttschenko, Juri Ljapkin, Gennadi Zygankow, Wiktor Kusnezow Sturm: Boris Michailow, Wladimir Petrow (3), Waleri Charlamow (1), Alexander Woltschkow, Alexander Malzew (1), Alexander Jakuschew, Juri Lebedew (1), Wjatscheslaw Anissin, Alexander Bodunow, Wladimir Schadrin Trainer / Assistent: Wsewolod Bobrow / Boris Kulagin | Tor: Wladislaw Tretjak Verteidigung: Waleri Wassiljew (1), Alexander Gussew, Wladimir Luttschenko, Juri Ljapkin, Gennadi Zygankow, Wiktor Kusnezow Sturm: Boris Michailow, Wladimir Petrow (3), Waleri Charlamow (1), Alexander Woltschkow, Alexander Malzew (1), Alexander Jakuschew, Juri Lebedew (1), Wjatscheslaw Anissin, Alexander Bodunow, Wladimir Schadrin Trainer / Assistent: Wsewolod Bobrow / Boris Kulagin | Tor: Wladislaw Tretjak Verteidigung: Waleri Wassiljew (1), Alexander Gussew, Wladimir Luttschenko, Juri Ljapkin, Gennadi Zygankow, Wiktor Kusnezow Sturm: Boris Michailow, Wladimir Petrow (3), Waleri Charlamow (1), Alexander Woltschkow, Alexander Malzew (1), Alexander Jakuschew, Juri Lebedew (1), Wjatscheslaw Anissin, Alexander Bodunow, Wladimir Schadrin Trainer / Assistent: Wsewolod Bobrow / Boris Kulagin |
| Nr. 392 10. März 1974      | 5:7 (1:5, 2:1, 2:1) | 0 Tschechoslowakei | A | 0Prag, TCH | 0Freundschaftsspiel | |
| Aufstellung                | Tor: Alexander Sidelnikow Verteidigung: Waleri Wassiljew, Alexander Gussew, Wladimir Luttschenko, Gennadi Zygankow, Wiktor Kusnezow, Juri Schatalow Sturm: Boris Michailow (1), Wladimir Petrow, Waleri Charlamow, Juri Lebedew, Wjatscheslaw Anissin (1), Alexander Bodunow, Sergei Kotow (1), Wladimir Repnjow, Sergei Kapustin (2) Trainer / Assistent: Wsewolod Bobrow / Boris Kulagin | Tor: Alexander Sidelnikow Verteidigung: Waleri Wassiljew, Alexander Gussew, Wladimir Luttschenko, Gennadi Zygankow, Wiktor Kusnezow, Juri Schatalow Sturm: Boris Michailow (1), Wladimir Petrow, Waleri Charlamow, Juri Lebedew, Wjatscheslaw Anissin (1), Alexander Bodunow, Sergei Kotow (1), Wladimir Repnjow, Sergei Kapustin (2) Trainer / Assistent: Wsewolod Bobrow / Boris Kulagin | Tor: Alexander Sidelnikow Verteidigung: Waleri Wassiljew, Alexander Gussew, Wladimir Luttschenko, Gennadi Zygankow, Wiktor Kusnezow, Juri Schatalow Sturm: Boris Michailow (1), Wladimir Petrow, Waleri Charlamow, Juri Lebedew, Wjatscheslaw Anissin (1), Alexander Bodunow, Sergei Kotow (1), Wladimir Repnjow, Sergei Kapustin (2) Trainer / Assistent: Wsewolod Bobrow / Boris Kulagin | Tor: Alexander Sidelnikow Verteidigung: Waleri Wassiljew, Alexander Gussew, Wladimir Luttschenko, Gennadi Zygankow, Wiktor Kusnezow, Juri Schatalow Sturm: Boris Michailow (1), Wladimir Petrow, Waleri Charlamow, Juri Lebedew, Wjatscheslaw Anissin (1), Alexander Bodunow, Sergei Kotow (1), Wladimir Repnjow, Sergei Kapustin (2) Trainer / Assistent: Wsewolod Bobrow / Boris Kulagin | Tor: Alexander Sidelnikow Verteidigung: Waleri Wassiljew, Alexander Gussew, Wladimir Luttschenko, Gennadi Zygankow, Wiktor Kusnezow, Juri Schatalow Sturm: Boris Michailow (1), Wladimir Petrow, Waleri Charlamow, Juri Lebedew, Wjatscheslaw Anissin (1), Alexander Bodunow, Sergei Kotow (1), Wladimir Repnjow, Sergei Kapustin (2) Trainer / Assistent: Wsewolod Bobrow / Boris Kulagin | Tor: Alexander Sidelnikow Verteidigung: Waleri Wassiljew, Alexander Gussew, Wladimir Luttschenko, Gennadi Zygankow, Wiktor Kusnezow, Juri Schatalow Sturm: Boris Michailow (1), Wladimir Petrow, Waleri Charlamow, Juri Lebedew, Wjatscheslaw Anissin (1), Alexander Bodunow, Sergei Kotow (1), Wladimir Repnjow, Sergei Kapustin (2) Trainer / Assistent: Wsewolod Bobrow / Boris Kulagin |
| Nr. 393 12. März 1974      | 4:3 (0:2, 1:0, 3:1) | 0 Tschechoslowakei | A | 0Prag, TCH | 0Freundschaftsspiel | |
| Aufstellung                | Tor: Wladislaw Tretjak Verteidigung: Waleri Wassiljew, Alexander Gussew, Wladimir Luttschenko (1), Juri Ljapkin, Gennadi Zygankow, Wiktor Kusnezow Sturm: Boris Michailow, Wladimir Petrow, Waleri Charlamow, Alexander Malzew (2), Wladimir Schadrin, Alexander Jakuschew (1), Sergei Kotow, Wladimir Repnjow, Sergei Kapustin, Konstantin Klimow, Alexander Woltschkow Trainer / Assistent: Wsewolod Bobrow / Boris Kulagin | Tor: Wladislaw Tretjak Verteidigung: Waleri Wassiljew, Alexander Gussew, Wladimir Luttschenko (1), Juri Ljapkin, Gennadi Zygankow, Wiktor Kusnezow Sturm: Boris Michailow, Wladimir Petrow, Waleri Charlamow, Alexander Malzew (2), Wladimir Schadrin, Alexander Jakuschew (1), Sergei Kotow, Wladimir Repnjow, Sergei Kapustin, Konstantin Klimow, Alexander Woltschkow Trainer / Assistent: Wsewolod Bobrow / Boris Kulagin | Tor: Wladislaw Tretjak Verteidigung: Waleri Wassiljew, Alexander Gussew, Wladimir Luttschenko (1), Juri Ljapkin, Gennadi Zygankow, Wiktor Kusnezow Sturm: Boris Michailow, Wladimir Petrow, Waleri Charlamow, Alexander Malzew (2), Wladimir Schadrin, Alexander Jakuschew (1), Sergei Kotow, Wladimir Repnjow, Sergei Kapustin, Konstantin Klimow, Alexander Woltschkow Trainer / Assistent: Wsewolod Bobrow / Boris Kulagin | Tor: Wladislaw Tretjak Verteidigung: Waleri Wassiljew, Alexander Gussew, Wladimir Luttschenko (1), Juri Ljapkin, Gennadi Zygankow, Wiktor Kusnezow Sturm: Boris Michailow, Wladimir Petrow, Waleri Charlamow, Alexander Malzew (2), Wladimir Schadrin, Alexander Jakuschew (1), Sergei Kotow, Wladimir Repnjow, Sergei Kapustin, Konstantin Klimow, Alexander Woltschkow Trainer / Assistent: Wsewolod Bobrow / Boris Kulagin | Tor: Wladislaw Tretjak Verteidigung: Waleri Wassiljew, Alexander Gussew, Wladimir Luttschenko (1), Juri Ljapkin, Gennadi Zygankow, Wiktor Kusnezow Sturm: Boris Michailow, Wladimir Petrow, Waleri Charlamow, Alexander Malzew (2), Wladimir Schadrin, Alexander Jakuschew (1), Sergei Kotow, Wladimir Repnjow, Sergei Kapustin, Konstantin Klimow, Alexander Woltschkow Trainer / Assistent: Wsewolod Bobrow / Boris Kulagin | Tor: Wladislaw Tretjak Verteidigung: Waleri Wassiljew, Alexander Gussew, Wladimir Luttschenko (1), Juri Ljapkin, Gennadi Zygankow, Wiktor Kusnezow Sturm: Boris Michailow, Wladimir Petrow, Waleri Charlamow, Alexander Malzew (2), Wladimir Schadrin, Alexander Jakuschew (1), Sergei Kotow, Wladimir Repnjow, Sergei Kapustin, Konstantin Klimow, Alexander Woltschkow Trainer / Assistent: Wsewolod Bobrow / Boris Kulagin |
| Nr. 394 19. März 1974      | 11:2 (3:1, 4:0, 4:1) | 0 Finnland | A | 0Pori, FIN | 0Freundschaftsspiel | |
| Aufstellung                | Tor: Wladislaw Tretjak, Alexander Sidelnikow (31. Min.) Verteidigung: Waleri Wassiljew, Alexander Gussew, Wladimir Luttschenko, Juri Ljapkin (1), Gennadi Zygankow, Wiktor Kusnezow Sturm: Boris Michailow (1), Wladimir Petrow (1), Waleri Charlamow (2), Alexander Malzew (3), Wladimir Schadrin (1), Alexander Jakuschew (1), Alexander Bodunow (1), Wjatscheslaw Anissin, Sergei Kapustin, Alexander Woltschkow, Wladimir Repnjow Trainer / Assistent: Wsewolod Bobrow / Boris Kulagin                                                         | Tor: Wladislaw Tretjak, Alexander Sidelnikow (31. Min.) Verteidigung: Waleri Wassiljew, Alexander Gussew, Wladimir Luttschenko, Juri Ljapkin (1), Gennadi Zygankow, Wiktor Kusnezow Sturm: Boris Michailow (1), Wladimir Petrow (1), Waleri Charlamow (2), Alexander Malzew (3), Wladimir Schadrin (1), Alexander Jakuschew (1), Alexander Bodunow (1), Wjatscheslaw Anissin, Sergei Kapustin, Alexander Woltschkow, Wladimir Repnjow Trainer / Assistent: Wsewolod Bobrow / Boris Kulagin                                                         | Tor: Wladislaw Tretjak, Alexander Sidelnikow (31. Min.) Verteidigung: Waleri Wassiljew, Alexander Gussew, Wladimir Luttschenko, Juri Ljapkin (1), Gennadi Zygankow, Wiktor Kusnezow Sturm: Boris Michailow (1), Wladimir Petrow (1), Waleri Charlamow (2), Alexander Malzew (3), Wladimir Schadrin (1), Alexander Jakuschew (1), Alexander Bodunow (1), Wjatscheslaw Anissin, Sergei Kapustin, Alexander Woltschkow, Wladimir Repnjow Trainer / Assistent: Wsewolod Bobrow / Boris Kulagin                                                         | Tor: Wladislaw Tretjak, Alexander Sidelnikow (31. Min.) Verteidigung: Waleri Wassiljew, Alexander Gussew, Wladimir Luttschenko, Juri Ljapkin (1), Gennadi Zygankow, Wiktor Kusnezow Sturm: Boris Michailow (1), Wladimir Petrow (1), Waleri Charlamow (2), Alexander Malzew (3), Wladimir Schadrin (1), Alexander Jakuschew (1), Alexander Bodunow (1), Wjatscheslaw Anissin, Sergei Kapustin, Alexander Woltschkow, Wladimir Repnjow Trainer / Assistent: Wsewolod Bobrow / Boris Kulagin                                                         | Tor: Wladislaw Tretjak, Alexander Sidelnikow (31. Min.) Verteidigung: Waleri Wassiljew, Alexander Gussew, Wladimir Luttschenko, Juri Ljapkin (1), Gennadi Zygankow, Wiktor Kusnezow Sturm: Boris Michailow (1), Wladimir Petrow (1), Waleri Charlamow (2), Alexander Malzew (3), Wladimir Schadrin (1), Alexander Jakuschew (1), Alexander Bodunow (1), Wjatscheslaw Anissin, Sergei Kapustin, Alexander Woltschkow, Wladimir Repnjow Trainer / Assistent: Wsewolod Bobrow / Boris Kulagin                                                         | Tor: Wladislaw Tretjak, Alexander Sidelnikow (31. Min.) Verteidigung: Waleri Wassiljew, Alexander Gussew, Wladimir Luttschenko, Juri Ljapkin (1), Gennadi Zygankow, Wiktor Kusnezow Sturm: Boris Michailow (1), Wladimir Petrow (1), Waleri Charlamow (2), Alexander Malzew (3), Wladimir Schadrin (1), Alexander Jakuschew (1), Alexander Bodunow (1), Wjatscheslaw Anissin, Sergei Kapustin, Alexander Woltschkow, Wladimir Repnjow Trainer / Assistent: Wsewolod Bobrow / Boris Kulagin                                                         |
| Nr. 395 20. März 1974      | 4:4 (2:1, 2:2, 0:1) | 0 Finnland | A | 0Tampere, FIN | 0Freundschaftsspiel | |
| Aufstellung                | Tor: Alexander Sidelnikow, Wladislaw Tretjak (33. Min.) Verteidigung: Waleri Wassiljew, Alexander Gussew, Gennadi Zygankow, Wiktor Kusnezow, Wladimir Luttschenko, Juri Ljapkin Sturm: Boris Michailow (1), Wladimir Petrow (2), Waleri Charlamow, Sergei Kapustin (1), Wjatscheslaw Anissin, Alexander Bodunow, Alexander Malzew, Wladimir Schadrin, Alexander Jakuschew, Wladimir Repnjow, Alexander Woltschkow Trainer / Assistent: Wsewolod Bobrow / Boris Kulagin                                                                             | Tor: Alexander Sidelnikow, Wladislaw Tretjak (33. Min.) Verteidigung: Waleri Wassiljew, Alexander Gussew, Gennadi Zygankow, Wiktor Kusnezow, Wladimir Luttschenko, Juri Ljapkin Sturm: Boris Michailow (1), Wladimir Petrow (2), Waleri Charlamow, Sergei Kapustin (1), Wjatscheslaw Anissin, Alexander Bodunow, Alexander Malzew, Wladimir Schadrin, Alexander Jakuschew, Wladimir Repnjow, Alexander Woltschkow Trainer / Assistent: Wsewolod Bobrow / Boris Kulagin                                                                             | Tor: Alexander Sidelnikow, Wladislaw Tretjak (33. Min.) Verteidigung: Waleri Wassiljew, Alexander Gussew, Gennadi Zygankow, Wiktor Kusnezow, Wladimir Luttschenko, Juri Ljapkin Sturm: Boris Michailow (1), Wladimir Petrow (2), Waleri Charlamow, Sergei Kapustin (1), Wjatscheslaw Anissin, Alexander Bodunow, Alexander Malzew, Wladimir Schadrin, Alexander Jakuschew, Wladimir Repnjow, Alexander Woltschkow Trainer / Assistent: Wsewolod Bobrow / Boris Kulagin                                                                             | Tor: Alexander Sidelnikow, Wladislaw Tretjak (33. Min.) Verteidigung: Waleri Wassiljew, Alexander Gussew, Gennadi Zygankow, Wiktor Kusnezow, Wladimir Luttschenko, Juri Ljapkin Sturm: Boris Michailow (1), Wladimir Petrow (2), Waleri Charlamow, Sergei Kapustin (1), Wjatscheslaw Anissin, Alexander Bodunow, Alexander Malzew, Wladimir Schadrin, Alexander Jakuschew, Wladimir Repnjow, Alexander Woltschkow Trainer / Assistent: Wsewolod Bobrow / Boris Kulagin                                                                             | Tor: Alexander Sidelnikow, Wladislaw Tretjak (33. Min.) Verteidigung: Waleri Wassiljew, Alexander Gussew, Gennadi Zygankow, Wiktor Kusnezow, Wladimir Luttschenko, Juri Ljapkin Sturm: Boris Michailow (1), Wladimir Petrow (2), Waleri Charlamow, Sergei Kapustin (1), Wjatscheslaw Anissin, Alexander Bodunow, Alexander Malzew, Wladimir Schadrin, Alexander Jakuschew, Wladimir Repnjow, Alexander Woltschkow Trainer / Assistent: Wsewolod Bobrow / Boris Kulagin                                                                             | Tor: Alexander Sidelnikow, Wladislaw Tretjak (33. Min.) Verteidigung: Waleri Wassiljew, Alexander Gussew, Gennadi Zygankow, Wiktor Kusnezow, Wladimir Luttschenko, Juri Ljapkin Sturm: Boris Michailow (1), Wladimir Petrow (2), Waleri Charlamow, Sergei Kapustin (1), Wjatscheslaw Anissin, Alexander Bodunow, Alexander Malzew, Wladimir Schadrin, Alexander Jakuschew, Wladimir Repnjow, Alexander Woltschkow Trainer / Assistent: Wsewolod Bobrow / Boris Kulagin                                                                             |
| Nr. 396 27. März 1974      | 7:2 (3:1, 2:0, 2:1) | 0 Schweden | A | 0Göteborg, SWE | 0Freundschaftsspiel | |
| Aufstellung                | Tor: Wladislaw Tretjak Verteidigung: Waleri Wassiljew, Alexander Gussew, Juri Ljapkin, Wladimir Luttschenko, Gennadi Zygankow, Wiktor Kusnezow, Juri Schatalow Sturm: Boris Michailow, Wladimir Petrow (2), Waleri Charlamow, Alexander Malzew (1), Wladimir Schadrin (1), Alexander Jakuschew (2), Juri Lebedew, Wjatscheslaw Anissin, Alexander Bodunow (1), Sergei Kapustin, Wladimir Repnjow Trainer / Assistent: Wsewolod Bobrow / Boris Kulagin                                                                                              | Tor: Wladislaw Tretjak Verteidigung: Waleri Wassiljew, Alexander Gussew, Juri Ljapkin, Wladimir Luttschenko, Gennadi Zygankow, Wiktor Kusnezow, Juri Schatalow Sturm: Boris Michailow, Wladimir Petrow (2), Waleri Charlamow, Alexander Malzew (1), Wladimir Schadrin (1), Alexander Jakuschew (2), Juri Lebedew, Wjatscheslaw Anissin, Alexander Bodunow (1), Sergei Kapustin, Wladimir Repnjow Trainer / Assistent: Wsewolod Bobrow / Boris Kulagin                                                                                              | Tor: Wladislaw Tretjak Verteidigung: Waleri Wassiljew, Alexander Gussew, Juri Ljapkin, Wladimir Luttschenko, Gennadi Zygankow, Wiktor Kusnezow, Juri Schatalow Sturm: Boris Michailow, Wladimir Petrow (2), Waleri Charlamow, Alexander Malzew (1), Wladimir Schadrin (1), Alexander Jakuschew (2), Juri Lebedew, Wjatscheslaw Anissin, Alexander Bodunow (1), Sergei Kapustin, Wladimir Repnjow Trainer / Assistent: Wsewolod Bobrow / Boris Kulagin                                                                                              | Tor: Wladislaw Tretjak Verteidigung: Waleri Wassiljew, Alexander Gussew, Juri Ljapkin, Wladimir Luttschenko, Gennadi Zygankow, Wiktor Kusnezow, Juri Schatalow Sturm: Boris Michailow, Wladimir Petrow (2), Waleri Charlamow, Alexander Malzew (1), Wladimir Schadrin (1), Alexander Jakuschew (2), Juri Lebedew, Wjatscheslaw Anissin, Alexander Bodunow (1), Sergei Kapustin, Wladimir Repnjow Trainer / Assistent: Wsewolod Bobrow / Boris Kulagin                                                                                              | Tor: Wladislaw Tretjak Verteidigung: Waleri Wassiljew, Alexander Gussew, Juri Ljapkin, Wladimir Luttschenko, Gennadi Zygankow, Wiktor Kusnezow, Juri Schatalow Sturm: Boris Michailow, Wladimir Petrow (2), Waleri Charlamow, Alexander Malzew (1), Wladimir Schadrin (1), Alexander Jakuschew (2), Juri Lebedew, Wjatscheslaw Anissin, Alexander Bodunow (1), Sergei Kapustin, Wladimir Repnjow Trainer / Assistent: Wsewolod Bobrow / Boris Kulagin                                                                                              | Tor: Wladislaw Tretjak Verteidigung: Waleri Wassiljew, Alexander Gussew, Juri Ljapkin, Wladimir Luttschenko, Gennadi Zygankow, Wiktor Kusnezow, Juri Schatalow Sturm: Boris Michailow, Wladimir Petrow (2), Waleri Charlamow, Alexander Malzew (1), Wladimir Schadrin (1), Alexander Jakuschew (2), Juri Lebedew, Wjatscheslaw Anissin, Alexander Bodunow (1), Sergei Kapustin, Wladimir Repnjow Trainer / Assistent: Wsewolod Bobrow / Boris Kulagin                                                                                              |
| Nr. 397 29. März 1974      | 1:1 (0:0, 1:1, 0:0) | 0 Schweden | A | 0Stockholm, SWE | 0Freundschaftsspiel | |
| Aufstellung                | Tor: Wladislaw Tretjak Verteidigung: Waleri Wassiljew, Alexander Gussew, Juri Ljapkin, Wladimir Luttschenko, Gennadi Zygankow, Wiktor Kusnezow Sturm: Boris Michailow, Wladimir Petrow, Waleri Charlamow, Alexander Malzew (1), Wladimir Schadrin, Alexander Jakuschew, Juri Lebedew, Wjatscheslaw Anissin, Alexander Bodunow, Sergei Kapustin Trainer / Assistent: Wsewolod Bobrow / Boris Kulagin | Tor: Wladislaw Tretjak Verteidigung: Waleri Wassiljew, Alexander Gussew, Juri Ljapkin, Wladimir Luttschenko, Gennadi Zygankow, Wiktor Kusnezow Sturm: Boris Michailow, Wladimir Petrow, Waleri Charlamow, Alexander Malzew (1), Wladimir Schadrin, Alexander Jakuschew, Juri Lebedew, Wjatscheslaw Anissin, Alexander Bodunow, Sergei Kapustin Trainer / Assistent: Wsewolod Bobrow / Boris Kulagin | Tor: Wladislaw Tretjak Verteidigung: Waleri Wassiljew, Alexander Gussew, Juri Ljapkin, Wladimir Luttschenko, Gennadi Zygankow, Wiktor Kusnezow Sturm: Boris Michailow, Wladimir Petrow, Waleri Charlamow, Alexander Malzew (1), Wladimir Schadrin, Alexander Jakuschew, Juri Lebedew, Wjatscheslaw Anissin, Alexander Bodunow, Sergei Kapustin Trainer / Assistent: Wsewolod Bobrow / Boris Kulagin | Tor: Wladislaw Tretjak Verteidigung: Waleri Wassiljew, Alexander Gussew, Juri Ljapkin, Wladimir Luttschenko, Gennadi Zygankow, Wiktor Kusnezow Sturm: Boris Michailow, Wladimir Petrow, Waleri Charlamow, Alexander Malzew (1), Wladimir Schadrin, Alexander Jakuschew, Juri Lebedew, Wjatscheslaw Anissin, Alexander Bodunow, Sergei Kapustin Trainer / Assistent: Wsewolod Bobrow / Boris Kulagin | Tor: Wladislaw Tretjak Verteidigung: Waleri Wassiljew, Alexander Gussew, Juri Ljapkin, Wladimir Luttschenko, Gennadi Zygankow, Wiktor Kusnezow Sturm: Boris Michailow, Wladimir Petrow, Waleri Charlamow, Alexander Malzew (1), Wladimir Schadrin, Alexander Jakuschew, Juri Lebedew, Wjatscheslaw Anissin, Alexander Bodunow, Sergei Kapustin Trainer / Assistent: Wsewolod Bobrow / Boris Kulagin | Tor: Wladislaw Tretjak Verteidigung: Waleri Wassiljew, Alexander Gussew, Juri Ljapkin, Wladimir Luttschenko, Gennadi Zygankow, Wiktor Kusnezow Sturm: Boris Michailow, Wladimir Petrow, Waleri Charlamow, Alexander Malzew (1), Wladimir Schadrin, Alexander Jakuschew, Juri Lebedew, Wjatscheslaw Anissin, Alexander Bodunow, Sergei Kapustin Trainer / Assistent: Wsewolod Bobrow / Boris Kulagin |
| Nr. 398 5. April 1974      | 5:0 (2:0,0:0,3:0) | 0 DDR | * | 0Helsinki, FIN | 0WM 1974 / EM 1974 | |
| Aufstellung                | Tor: Wladislaw Tretjak Verteidigung: Waleri Wassiljew, Alexander Gussew, Wladimir Luttschenko, Juri Ljapkin, Gennadi Zygankow, Wiktor Kusnezow (1) Sturm: Boris Michailow (1), Wladimir Petrow, Waleri Charlamow, Alexander Malzew (1), Wladimir Schadrin (1), Alexander Jakuschew (1), Juri Lebedew, Wjatscheslaw Anissin, Alexander Bodunow, Sergei Kapustin Trainer / Assistent: Wsewolod Bobrow / Boris Kulagin | Tor: Wladislaw Tretjak Verteidigung: Waleri Wassiljew, Alexander Gussew, Wladimir Luttschenko, Juri Ljapkin, Gennadi Zygankow, Wiktor Kusnezow (1) Sturm: Boris Michailow (1), Wladimir Petrow, Waleri Charlamow, Alexander Malzew (1), Wladimir Schadrin (1), Alexander Jakuschew (1), Juri Lebedew, Wjatscheslaw Anissin, Alexander Bodunow, Sergei Kapustin Trainer / Assistent: Wsewolod Bobrow / Boris Kulagin | Tor: Wladislaw Tretjak Verteidigung: Waleri Wassiljew, Alexander Gussew, Wladimir Luttschenko, Juri Ljapkin, Gennadi Zygankow, Wiktor Kusnezow (1) Sturm: Boris Michailow (1), Wladimir Petrow, Waleri Charlamow, Alexander Malzew (1), Wladimir Schadrin (1), Alexander Jakuschew (1), Juri Lebedew, Wjatscheslaw Anissin, Alexander Bodunow, Sergei Kapustin Trainer / Assistent: Wsewolod Bobrow / Boris Kulagin | Tor: Wladislaw Tretjak Verteidigung: Waleri Wassiljew, Alexander Gussew, Wladimir Luttschenko, Juri Ljapkin, Gennadi Zygankow, Wiktor Kusnezow (1) Sturm: Boris Michailow (1), Wladimir Petrow, Waleri Charlamow, Alexander Malzew (1), Wladimir Schadrin (1), Alexander Jakuschew (1), Juri Lebedew, Wjatscheslaw Anissin, Alexander Bodunow, Sergei Kapustin Trainer / Assistent: Wsewolod Bobrow / Boris Kulagin | Tor: Wladislaw Tretjak Verteidigung: Waleri Wassiljew, Alexander Gussew, Wladimir Luttschenko, Juri Ljapkin, Gennadi Zygankow, Wiktor Kusnezow (1) Sturm: Boris Michailow (1), Wladimir Petrow, Waleri Charlamow, Alexander Malzew (1), Wladimir Schadrin (1), Alexander Jakuschew (1), Juri Lebedew, Wjatscheslaw Anissin, Alexander Bodunow, Sergei Kapustin Trainer / Assistent: Wsewolod Bobrow / Boris Kulagin | Tor: Wladislaw Tretjak Verteidigung: Waleri Wassiljew, Alexander Gussew, Wladimir Luttschenko, Juri Ljapkin, Gennadi Zygankow, Wiktor Kusnezow (1) Sturm: Boris Michailow (1), Wladimir Petrow, Waleri Charlamow, Alexander Malzew (1), Wladimir Schadrin (1), Alexander Jakuschew (1), Juri Lebedew, Wjatscheslaw Anissin, Alexander Bodunow, Sergei Kapustin Trainer / Assistent: Wsewolod Bobrow / Boris Kulagin |
| Nr. 399 7. April 1974      | 7:1 (1:0, 5:1, 1:0) | 0 Finnland | A | 0Helsinki, FIN | 0WM 1974 / EM 1974 | |
| Aufstellung                | Tor: Wladislaw Tretjak Verteidigung: Waleri Wassiljew, Alexander Gussew (1), Gennadi Zygankow (1), Juri Ljapkin, Wiktor Kusnezow, Juri Schatalow Sturm: Boris Michailow (2), Wladimir Petrow, Waleri Charlamow (1), Alexander Malzew, Wladimir Schadrin, Alexander Jakuschew, Juri Lebedew, Wjatscheslaw Anissin, Sergei Kapustin (2), Wladimir Repnjow Trainer / Assistent: Wsewolod Bobrow / Boris Kulagin | Tor: Wladislaw Tretjak Verteidigung: Waleri Wassiljew, Alexander Gussew (1), Gennadi Zygankow (1), Juri Ljapkin, Wiktor Kusnezow, Juri Schatalow Sturm: Boris Michailow (2), Wladimir Petrow, Waleri Charlamow (1), Alexander Malzew, Wladimir Schadrin, Alexander Jakuschew, Juri Lebedew, Wjatscheslaw Anissin, Sergei Kapustin (2), Wladimir Repnjow Trainer / Assistent: Wsewolod Bobrow / Boris Kulagin | Tor: Wladislaw Tretjak Verteidigung: Waleri Wassiljew, Alexander Gussew (1), Gennadi Zygankow (1), Juri Ljapkin, Wiktor Kusnezow, Juri Schatalow Sturm: Boris Michailow (2), Wladimir Petrow, Waleri Charlamow (1), Alexander Malzew, Wladimir Schadrin, Alexander Jakuschew, Juri Lebedew, Wjatscheslaw Anissin, Sergei Kapustin (2), Wladimir Repnjow Trainer / Assistent: Wsewolod Bobrow / Boris Kulagin | Tor: Wladislaw Tretjak Verteidigung: Waleri Wassiljew, Alexander Gussew (1), Gennadi Zygankow (1), Juri Ljapkin, Wiktor Kusnezow, Juri Schatalow Sturm: Boris Michailow (2), Wladimir Petrow, Waleri Charlamow (1), Alexander Malzew, Wladimir Schadrin, Alexander Jakuschew, Juri Lebedew, Wjatscheslaw Anissin, Sergei Kapustin (2), Wladimir Repnjow Trainer / Assistent: Wsewolod Bobrow / Boris Kulagin | Tor: Wladislaw Tretjak Verteidigung: Waleri Wassiljew, Alexander Gussew (1), Gennadi Zygankow (1), Juri Ljapkin, Wiktor Kusnezow, Juri Schatalow Sturm: Boris Michailow (2), Wladimir Petrow, Waleri Charlamow (1), Alexander Malzew, Wladimir Schadrin, Alexander Jakuschew, Juri Lebedew, Wjatscheslaw Anissin, Sergei Kapustin (2), Wladimir Repnjow Trainer / Assistent: Wsewolod Bobrow / Boris Kulagin | Tor: Wladislaw Tretjak Verteidigung: Waleri Wassiljew, Alexander Gussew (1), Gennadi Zygankow (1), Juri Ljapkin, Wiktor Kusnezow, Juri Schatalow Sturm: Boris Michailow (2), Wladimir Petrow, Waleri Charlamow (1), Alexander Malzew, Wladimir Schadrin, Alexander Jakuschew, Juri Lebedew, Wjatscheslaw Anissin, Sergei Kapustin (2), Wladimir Repnjow Trainer / Assistent: Wsewolod Bobrow / Boris Kulagin |
| Nr. 400 8. April 1974      | 8:3 (2:0, 5:0, 1:3) | 0 Polen | * | 0Helsinki, FIN | 0WM 1974 / EM 1974 | |
| Aufstellung                | Tor: Alexander Sidelnikow Verteidigung: Waleri Wassiljew, Alexander Gussew, Gennadi Zygankow, Juri Ljapkin, Wiktor Kusnezow, Wladimir Luttschenko (2) Sturm: Boris Michailow (1), Wladimir Petrow (1), Waleri Charlamow, Alexander Malzew (1), Wladimir Schadrin (1), Alexander Jakuschew (1), Wjatscheslaw Anissin, Wladimir Repnjow (1), Sergei Kapustin, Alexander Bodunow Trainer / Assistent: Wsewolod Bobrow / Boris Kulagin | Tor: Alexander Sidelnikow Verteidigung: Waleri Wassiljew, Alexander Gussew, Gennadi Zygankow, Juri Ljapkin, Wiktor Kusnezow, Wladimir Luttschenko (2) Sturm: Boris Michailow (1), Wladimir Petrow (1), Waleri Charlamow, Alexander Malzew (1), Wladimir Schadrin (1), Alexander Jakuschew (1), Wjatscheslaw Anissin, Wladimir Repnjow (1), Sergei Kapustin, Alexander Bodunow Trainer / Assistent: Wsewolod Bobrow / Boris Kulagin | Tor: Alexander Sidelnikow Verteidigung: Waleri Wassiljew, Alexander Gussew, Gennadi Zygankow, Juri Ljapkin, Wiktor Kusnezow, Wladimir Luttschenko (2) Sturm: Boris Michailow (1), Wladimir Petrow (1), Waleri Charlamow, Alexander Malzew (1), Wladimir Schadrin (1), Alexander Jakuschew (1), Wjatscheslaw Anissin, Wladimir Repnjow (1), Sergei Kapustin, Alexander Bodunow Trainer / Assistent: Wsewolod Bobrow / Boris Kulagin | Tor: Alexander Sidelnikow Verteidigung: Waleri Wassiljew, Alexander Gussew, Gennadi Zygankow, Juri Ljapkin, Wiktor Kusnezow, Wladimir Luttschenko (2) Sturm: Boris Michailow (1), Wladimir Petrow (1), Waleri Charlamow, Alexander Malzew (1), Wladimir Schadrin (1), Alexander Jakuschew (1), Wjatscheslaw Anissin, Wladimir Repnjow (1), Sergei Kapustin, Alexander Bodunow Trainer / Assistent: Wsewolod Bobrow / Boris Kulagin | Tor: Alexander Sidelnikow Verteidigung: Waleri Wassiljew, Alexander Gussew, Gennadi Zygankow, Juri Ljapkin, Wiktor Kusnezow, Wladimir Luttschenko (2) Sturm: Boris Michailow (1), Wladimir Petrow (1), Waleri Charlamow, Alexander Malzew (1), Wladimir Schadrin (1), Alexander Jakuschew (1), Wjatscheslaw Anissin, Wladimir Repnjow (1), Sergei Kapustin, Alexander Bodunow Trainer / Assistent: Wsewolod Bobrow / Boris Kulagin | Tor: Alexander Sidelnikow Verteidigung: Waleri Wassiljew, Alexander Gussew, Gennadi Zygankow, Juri Ljapkin, Wiktor Kusnezow, Wladimir Luttschenko (2) Sturm: Boris Michailow (1), Wladimir Petrow (1), Waleri Charlamow, Alexander Malzew (1), Wladimir Schadrin (1), Alexander Jakuschew (1), Wjatscheslaw Anissin, Wladimir Repnjow (1), Sergei Kapustin, Alexander Bodunow Trainer / Assistent: Wsewolod Bobrow / Boris Kulagin |
| Nr. 401 10. April 1974     | 2:7 (0:3, 0:3, 2:1) | 0 Tschechoslowakei | * | 0Helsinki, FIN | 0WM 1974 / EM 1974 | |
| Aufstellung                | Tor: Wladislaw Tretjak Verteidigung: Waleri Wassiljew, Alexander Gussew, Gennadi Zygankow, Juri Ljapkin, Wiktor Kusnezow, Wladimir Luttschenko, Juri Schatalow Sturm: Boris Michailow (1), Wladimir Petrow (1), Waleri Charlamow, Alexander Malzew, Wladimir Schadrin, Alexander Jakuschew, Sergei Kapustin, Wjatscheslaw Anissin, Alexander Bodunow, Juri Lebedew Trainer / Assistent: Wsewolod Bobrow / Boris Kulagin | Tor: Wladislaw Tretjak Verteidigung: Waleri Wassiljew, Alexander Gussew, Gennadi Zygankow, Juri Ljapkin, Wiktor Kusnezow, Wladimir Luttschenko, Juri Schatalow Sturm: Boris Michailow (1), Wladimir Petrow (1), Waleri Charlamow, Alexander Malzew, Wladimir Schadrin, Alexander Jakuschew, Sergei Kapustin, Wjatscheslaw Anissin, Alexander Bodunow, Juri Lebedew Trainer / Assistent: Wsewolod Bobrow / Boris Kulagin | Tor: Wladislaw Tretjak Verteidigung: Waleri Wassiljew, Alexander Gussew, Gennadi Zygankow, Juri Ljapkin, Wiktor Kusnezow, Wladimir Luttschenko, Juri Schatalow Sturm: Boris Michailow (1), Wladimir Petrow (1), Waleri Charlamow, Alexander Malzew, Wladimir Schadrin, Alexander Jakuschew, Sergei Kapustin, Wjatscheslaw Anissin, Alexander Bodunow, Juri Lebedew Trainer / Assistent: Wsewolod Bobrow / Boris Kulagin | Tor: Wladislaw Tretjak Verteidigung: Waleri Wassiljew, Alexander Gussew, Gennadi Zygankow, Juri Ljapkin, Wiktor Kusnezow, Wladimir Luttschenko, Juri Schatalow Sturm: Boris Michailow (1), Wladimir Petrow (1), Waleri Charlamow, Alexander Malzew, Wladimir Schadrin, Alexander Jakuschew, Sergei Kapustin, Wjatscheslaw Anissin, Alexander Bodunow, Juri Lebedew Trainer / Assistent: Wsewolod Bobrow / Boris Kulagin | Tor: Wladislaw Tretjak Verteidigung: Waleri Wassiljew, Alexander Gussew, Gennadi Zygankow, Juri Ljapkin, Wiktor Kusnezow, Wladimir Luttschenko, Juri Schatalow Sturm: Boris Michailow (1), Wladimir Petrow (1), Waleri Charlamow, Alexander Malzew, Wladimir Schadrin, Alexander Jakuschew, Sergei Kapustin, Wjatscheslaw Anissin, Alexander Bodunow, Juri Lebedew Trainer / Assistent: Wsewolod Bobrow / Boris Kulagin | Tor: Wladislaw Tretjak Verteidigung: Waleri Wassiljew, Alexander Gussew, Gennadi Zygankow, Juri Ljapkin, Wiktor Kusnezow, Wladimir Luttschenko, Juri Schatalow Sturm: Boris Michailow (1), Wladimir Petrow (1), Waleri Charlamow, Alexander Malzew, Wladimir Schadrin, Alexander Jakuschew, Sergei Kapustin, Wjatscheslaw Anissin, Alexander Bodunow, Juri Lebedew Trainer / Assistent: Wsewolod Bobrow / Boris Kulagin |
| Nr. 402 12. April 1974     | 3:1 (0:1, 2:0, 1:0) | 0 Schweden | * | 0Helsinki, FIN | 0WM 1974 / EM 1974 | |
| Aufstellung                | Tor: Wladislaw Tretjak Verteidigung: Waleri Wassiljew, Alexander Gussew, Gennadi Zygankow, Juri Ljapkin, Wiktor Kusnezow, Juri Schatalow Sturm: Boris Michailow, Wladimir Petrow (2), Waleri Charlamow, Alexander Malzew, Wladimir Schadrin, Alexander Jakuschew (1), Juri Lebedew, Wjatscheslaw Anissin, Alexander Bodunow, Sergei Kapustin Trainer / Assistent: Wsewolod Bobrow / Boris Kulagin | Tor: Wladislaw Tretjak Verteidigung: Waleri Wassiljew, Alexander Gussew, Gennadi Zygankow, Juri Ljapkin, Wiktor Kusnezow, Juri Schatalow Sturm: Boris Michailow, Wladimir Petrow (2), Waleri Charlamow, Alexander Malzew, Wladimir Schadrin, Alexander Jakuschew (1), Juri Lebedew, Wjatscheslaw Anissin, Alexander Bodunow, Sergei Kapustin Trainer / Assistent: Wsewolod Bobrow / Boris Kulagin | Tor: Wladislaw Tretjak Verteidigung: Waleri Wassiljew, Alexander Gussew, Gennadi Zygankow, Juri Ljapkin, Wiktor Kusnezow, Juri Schatalow Sturm: Boris Michailow, Wladimir Petrow (2), Waleri Charlamow, Alexander Malzew, Wladimir Schadrin, Alexander Jakuschew (1), Juri Lebedew, Wjatscheslaw Anissin, Alexander Bodunow, Sergei Kapustin Trainer / Assistent: Wsewolod Bobrow / Boris Kulagin | Tor: Wladislaw Tretjak Verteidigung: Waleri Wassiljew, Alexander Gussew, Gennadi Zygankow, Juri Ljapkin, Wiktor Kusnezow, Juri Schatalow Sturm: Boris Michailow, Wladimir Petrow (2), Waleri Charlamow, Alexander Malzew, Wladimir Schadrin, Alexander Jakuschew (1), Juri Lebedew, Wjatscheslaw Anissin, Alexander Bodunow, Sergei Kapustin Trainer / Assistent: Wsewolod Bobrow / Boris Kulagin | Tor: Wladislaw Tretjak Verteidigung: Waleri Wassiljew, Alexander Gussew, Gennadi Zygankow, Juri Ljapkin, Wiktor Kusnezow, Juri Schatalow Sturm: Boris Michailow, Wladimir Petrow (2), Waleri Charlamow, Alexander Malzew, Wladimir Schadrin, Alexander Jakuschew (1), Juri Lebedew, Wjatscheslaw Anissin, Alexander Bodunow, Sergei Kapustin Trainer / Assistent: Wsewolod Bobrow / Boris Kulagin | Tor: Wladislaw Tretjak Verteidigung: Waleri Wassiljew, Alexander Gussew, Gennadi Zygankow, Juri Ljapkin, Wiktor Kusnezow, Juri Schatalow Sturm: Boris Michailow, Wladimir Petrow (2), Waleri Charlamow, Alexander Malzew, Wladimir Schadrin, Alexander Jakuschew (1), Juri Lebedew, Wjatscheslaw Anissin, Alexander Bodunow, Sergei Kapustin Trainer / Assistent: Wsewolod Bobrow / Boris Kulagin |
| Nr. 403 13. April 1974     | 10:3 (7:1, 2:0, 1:2) | 0 DDR | * | 0Helsinki, FIN | 0WM 1974 / EM 1974 | |
| Aufstellung                | Tor: Alexander Sidelnikow Verteidigung: Waleri Wassiljew, Alexander Gussew, Gennadi Zygankow, Juri Ljapkin, Wiktor Kusnezow, Juri Schatalow (1) Sturm: Boris Michailow, Wladimir Petrow, Waleri Charlamow (3), Alexander Malzew, Wladimir Schadrin (2), Alexander Jakuschew, Juri Lebedew, Wladimir Repnjow, Sergei Kapustin (4), Wjatscheslaw Anissin, Alexander Bodunow Trainer / Assistent: Wsewolod Bobrow / Boris Kulagin | Tor: Alexander Sidelnikow Verteidigung: Waleri Wassiljew, Alexander Gussew, Gennadi Zygankow, Juri Ljapkin, Wiktor Kusnezow, Juri Schatalow (1) Sturm: Boris Michailow, Wladimir Petrow, Waleri Charlamow (3), Alexander Malzew, Wladimir Schadrin (2), Alexander Jakuschew, Juri Lebedew, Wladimir Repnjow, Sergei Kapustin (4), Wjatscheslaw Anissin, Alexander Bodunow Trainer / Assistent: Wsewolod Bobrow / Boris Kulagin | Tor: Alexander Sidelnikow Verteidigung: Waleri Wassiljew, Alexander Gussew, Gennadi Zygankow, Juri Ljapkin, Wiktor Kusnezow, Juri Schatalow (1) Sturm: Boris Michailow, Wladimir Petrow, Waleri Charlamow (3), Alexander Malzew, Wladimir Schadrin (2), Alexander Jakuschew, Juri Lebedew, Wladimir Repnjow, Sergei Kapustin (4), Wjatscheslaw Anissin, Alexander Bodunow Trainer / Assistent: Wsewolod Bobrow / Boris Kulagin | Tor: Alexander Sidelnikow Verteidigung: Waleri Wassiljew, Alexander Gussew, Gennadi Zygankow, Juri Ljapkin, Wiktor Kusnezow, Juri Schatalow (1) Sturm: Boris Michailow, Wladimir Petrow, Waleri Charlamow (3), Alexander Malzew, Wladimir Schadrin (2), Alexander Jakuschew, Juri Lebedew, Wladimir Repnjow, Sergei Kapustin (4), Wjatscheslaw Anissin, Alexander Bodunow Trainer / Assistent: Wsewolod Bobrow / Boris Kulagin | Tor: Alexander Sidelnikow Verteidigung: Waleri Wassiljew, Alexander Gussew, Gennadi Zygankow, Juri Ljapkin, Wiktor Kusnezow, Juri Schatalow (1) Sturm: Boris Michailow, Wladimir Petrow, Waleri Charlamow (3), Alexander Malzew, Wladimir Schadrin (2), Alexander Jakuschew, Juri Lebedew, Wladimir Repnjow, Sergei Kapustin (4), Wjatscheslaw Anissin, Alexander Bodunow Trainer / Assistent: Wsewolod Bobrow / Boris Kulagin | Tor: Alexander Sidelnikow Verteidigung: Waleri Wassiljew, Alexander Gussew, Gennadi Zygankow, Juri Ljapkin, Wiktor Kusnezow, Juri Schatalow (1) Sturm: Boris Michailow, Wladimir Petrow, Waleri Charlamow (3), Alexander Malzew, Wladimir Schadrin (2), Alexander Jakuschew, Juri Lebedew, Wladimir Repnjow, Sergei Kapustin (4), Wjatscheslaw Anissin, Alexander Bodunow Trainer / Assistent: Wsewolod Bobrow / Boris Kulagin |
| Nr. 404 15. April 1974     | 6:1 (3:0, 0:0, 3:1) | 0 Finnland | A | 0Helsinki, FIN | 0WM 1974 / EM 1974 | |
| Aufstellung                | Tor: Wladislaw Tretjak Verteidigung: Waleri Wassiljew, Alexander Gussew, Wladimir Luttschenko, Juri Ljapkin (1), Gennadi Zygankow, Juri Schatalow, Wiktor Kusnezow Sturm: Boris Michailow (1), Wladimir Petrow, Waleri Charlamow, Alexander Malzew, Wladimir Schadrin, Alexander Jakuschew (2), Wjatscheslaw Anissin (1), Wladimir Repnjow, Sergei Kapustin (1), Juri Lebedew Trainer / Assistent: Wsewolod Bobrow / Boris Kulagin | Tor: Wladislaw Tretjak Verteidigung: Waleri Wassiljew, Alexander Gussew, Wladimir Luttschenko, Juri Ljapkin (1), Gennadi Zygankow, Juri Schatalow, Wiktor Kusnezow Sturm: Boris Michailow (1), Wladimir Petrow, Waleri Charlamow, Alexander Malzew, Wladimir Schadrin, Alexander Jakuschew (2), Wjatscheslaw Anissin (1), Wladimir Repnjow, Sergei Kapustin (1), Juri Lebedew Trainer / Assistent: Wsewolod Bobrow / Boris Kulagin | Tor: Wladislaw Tretjak Verteidigung: Waleri Wassiljew, Alexander Gussew, Wladimir Luttschenko, Juri Ljapkin (1), Gennadi Zygankow, Juri Schatalow, Wiktor Kusnezow Sturm: Boris Michailow (1), Wladimir Petrow, Waleri Charlamow, Alexander Malzew, Wladimir Schadrin, Alexander Jakuschew (2), Wjatscheslaw Anissin (1), Wladimir Repnjow, Sergei Kapustin (1), Juri Lebedew Trainer / Assistent: Wsewolod Bobrow / Boris Kulagin | Tor: Wladislaw Tretjak Verteidigung: Waleri Wassiljew, Alexander Gussew, Wladimir Luttschenko, Juri Ljapkin (1), Gennadi Zygankow, Juri Schatalow, Wiktor Kusnezow Sturm: Boris Michailow (1), Wladimir Petrow, Waleri Charlamow, Alexander Malzew, Wladimir Schadrin, Alexander Jakuschew (2), Wjatscheslaw Anissin (1), Wladimir Repnjow, Sergei Kapustin (1), Juri Lebedew Trainer / Assistent: Wsewolod Bobrow / Boris Kulagin | Tor: Wladislaw Tretjak Verteidigung: Waleri Wassiljew, Alexander Gussew, Wladimir Luttschenko, Juri Ljapkin (1), Gennadi Zygankow, Juri Schatalow, Wiktor Kusnezow Sturm: Boris Michailow (1), Wladimir Petrow, Waleri Charlamow, Alexander Malzew, Wladimir Schadrin, Alexander Jakuschew (2), Wjatscheslaw Anissin (1), Wladimir Repnjow, Sergei Kapustin (1), Juri Lebedew Trainer / Assistent: Wsewolod Bobrow / Boris Kulagin | Tor: Wladislaw Tretjak Verteidigung: Waleri Wassiljew, Alexander Gussew, Wladimir Luttschenko, Juri Ljapkin (1), Gennadi Zygankow, Juri Schatalow, Wiktor Kusnezow Sturm: Boris Michailow (1), Wladimir Petrow, Waleri Charlamow, Alexander Malzew, Wladimir Schadrin, Alexander Jakuschew (2), Wjatscheslaw Anissin (1), Wladimir Repnjow, Sergei Kapustin (1), Juri Lebedew Trainer / Assistent: Wsewolod Bobrow / Boris Kulagin |
| Nr. 405 16. April 1974     | 17:0 (6:0, 7:0, 4:0) | 0 Polen | * | 0Helsinki, FIN | 0WM 1974 / EM 1974 | |
| Aufstellung                | Tor: Wladislaw Tretjak, Alexander Sidelnikow (21. Min.) Verteidigung: Waleri Wassiljew, Alexander Gussew (2), Gennadi Zygankow, Juri Ljapkin, Wladimir Luttschenko, Juri Schatalow Sturm: Boris Michailow (2), Alexander Malzew (2), Waleri Charlamow, Juri Lebedew (3), Wladimir Schadrin (1), Alexander Jakuschew (1), Wjatscheslaw Anissin (3), Wladimir Repnjow, Sergei Kapustin (3) Trainer / Assistent: Wsewolod Bobrow / Boris Kulagin | Tor: Wladislaw Tretjak, Alexander Sidelnikow (21. Min.) Verteidigung: Waleri Wassiljew, Alexander Gussew (2), Gennadi Zygankow, Juri Ljapkin, Wladimir Luttschenko, Juri Schatalow Sturm: Boris Michailow (2), Alexander Malzew (2), Waleri Charlamow, Juri Lebedew (3), Wladimir Schadrin (1), Alexander Jakuschew (1), Wjatscheslaw Anissin (3), Wladimir Repnjow, Sergei Kapustin (3) Trainer / Assistent: Wsewolod Bobrow / Boris Kulagin | Tor: Wladislaw Tretjak, Alexander Sidelnikow (21. Min.) Verteidigung: Waleri Wassiljew, Alexander Gussew (2), Gennadi Zygankow, Juri Ljapkin, Wladimir Luttschenko, Juri Schatalow Sturm: Boris Michailow (2), Alexander Malzew (2), Waleri Charlamow, Juri Lebedew (3), Wladimir Schadrin (1), Alexander Jakuschew (1), Wjatscheslaw Anissin (3), Wladimir Repnjow, Sergei Kapustin (3) Trainer / Assistent: Wsewolod Bobrow / Boris Kulagin | Tor: Wladislaw Tretjak, Alexander Sidelnikow (21. Min.) Verteidigung: Waleri Wassiljew, Alexander Gussew (2), Gennadi Zygankow, Juri Ljapkin, Wladimir Luttschenko, Juri Schatalow Sturm: Boris Michailow (2), Alexander Malzew (2), Waleri Charlamow, Juri Lebedew (3), Wladimir Schadrin (1), Alexander Jakuschew (1), Wjatscheslaw Anissin (3), Wladimir Repnjow, Sergei Kapustin (3) Trainer / Assistent: Wsewolod Bobrow / Boris Kulagin | Tor: Wladislaw Tretjak, Alexander Sidelnikow (21. Min.) Verteidigung: Waleri Wassiljew, Alexander Gussew (2), Gennadi Zygankow, Juri Ljapkin, Wladimir Luttschenko, Juri Schatalow Sturm: Boris Michailow (2), Alexander Malzew (2), Waleri Charlamow, Juri Lebedew (3), Wladimir Schadrin (1), Alexander Jakuschew (1), Wjatscheslaw Anissin (3), Wladimir Repnjow, Sergei Kapustin (3) Trainer / Assistent: Wsewolod Bobrow / Boris Kulagin | Tor: Wladislaw Tretjak, Alexander Sidelnikow (21. Min.) Verteidigung: Waleri Wassiljew, Alexander Gussew (2), Gennadi Zygankow, Juri Ljapkin, Wladimir Luttschenko, Juri Schatalow Sturm: Boris Michailow (2), Alexander Malzew (2), Waleri Charlamow, Juri Lebedew (3), Wladimir Schadrin (1), Alexander Jakuschew (1), Wjatscheslaw Anissin (3), Wladimir Repnjow, Sergei Kapustin (3) Trainer / Assistent: Wsewolod Bobrow / Boris Kulagin |
| Nr. 406 18. April 1974     | 3:1 (0:1, 3:0, 0:0) | 0 Tschechoslowakei | * | 0Helsinki, FIN | 0WM 1974 / EM 1974 | |
| Aufstellung                | Tor: Wladislaw Tretjak Verteidigung: Waleri Wassiljew, Alexander Gussew, Gennadi Zygankow, Juri Ljapkin, Wladimir Luttschenko, Juri Schatalow Sturm: Boris Michailow (1), Alexander Malzew (1), Waleri Charlamow, Juri Lebedew, Wladimir Schadrin, Alexander Jakuschew (1), Wjatscheslaw Anissin, Wladimir Repnjow, Sergei Kapustin, Wladimir Petrow Trainer / Assistent: Wsewolod Bobrow / Boris Kulagin | Tor: Wladislaw Tretjak Verteidigung: Waleri Wassiljew, Alexander Gussew, Gennadi Zygankow, Juri Ljapkin, Wladimir Luttschenko, Juri Schatalow Sturm: Boris Michailow (1), Alexander Malzew (1), Waleri Charlamow, Juri Lebedew, Wladimir Schadrin, Alexander Jakuschew (1), Wjatscheslaw Anissin, Wladimir Repnjow, Sergei Kapustin, Wladimir Petrow Trainer / Assistent: Wsewolod Bobrow / Boris Kulagin | Tor: Wladislaw Tretjak Verteidigung: Waleri Wassiljew, Alexander Gussew, Gennadi Zygankow, Juri Ljapkin, Wladimir Luttschenko, Juri Schatalow Sturm: Boris Michailow (1), Alexander Malzew (1), Waleri Charlamow, Juri Lebedew, Wladimir Schadrin, Alexander Jakuschew (1), Wjatscheslaw Anissin, Wladimir Repnjow, Sergei Kapustin, Wladimir Petrow Trainer / Assistent: Wsewolod Bobrow / Boris Kulagin | Tor: Wladislaw Tretjak Verteidigung: Waleri Wassiljew, Alexander Gussew, Gennadi Zygankow, Juri Ljapkin, Wladimir Luttschenko, Juri Schatalow Sturm: Boris Michailow (1), Alexander Malzew (1), Waleri Charlamow, Juri Lebedew, Wladimir Schadrin, Alexander Jakuschew (1), Wjatscheslaw Anissin, Wladimir Repnjow, Sergei Kapustin, Wladimir Petrow Trainer / Assistent: Wsewolod Bobrow / Boris Kulagin | Tor: Wladislaw Tretjak Verteidigung: Waleri Wassiljew, Alexander Gussew, Gennadi Zygankow, Juri Ljapkin, Wladimir Luttschenko, Juri Schatalow Sturm: Boris Michailow (1), Alexander Malzew (1), Waleri Charlamow, Juri Lebedew, Wladimir Schadrin, Alexander Jakuschew (1), Wjatscheslaw Anissin, Wladimir Repnjow, Sergei Kapustin, Wladimir Petrow Trainer / Assistent: Wsewolod Bobrow / Boris Kulagin | Tor: Wladislaw Tretjak Verteidigung: Waleri Wassiljew, Alexander Gussew, Gennadi Zygankow, Juri Ljapkin, Wladimir Luttschenko, Juri Schatalow Sturm: Boris Michailow (1), Alexander Malzew (1), Waleri Charlamow, Juri Lebedew, Wladimir Schadrin, Alexander Jakuschew (1), Wjatscheslaw Anissin, Wladimir Repnjow, Sergei Kapustin, Wladimir Petrow Trainer / Assistent: Wsewolod Bobrow / Boris Kulagin |
| Nr. 407 20. April 1974     | 3:1 (1:0, 1:1, 1:0) | 0 Schweden | * | 0Helsinki, FIN | 0WM 1974 / EM 1974 | 013. WM-Titel 016. EM-Titel |
| Aufstellung                | Tor: Wladislaw Tretjak Verteidigung: Waleri Wassiljew, Alexander Gussew, Gennadi Zygankow, Juri Ljapkin, Wladimir Luttschenko, Juri Schatalow Sturm: Boris Michailow, Alexander Malzew (1), Waleri Charlamow (1), Juri Lebedew, Wladimir Schadrin (1), Alexander Jakuschew, Wjatscheslaw Anissin, Wladimir Repnjow, Sergei Kapustin, Alexander Bodunow Trainer / Assistent: Wsewolod Bobrow / Boris Kulagin | Tor: Wladislaw Tretjak Verteidigung: Waleri Wassiljew, Alexander Gussew, Gennadi Zygankow, Juri Ljapkin, Wladimir Luttschenko, Juri Schatalow Sturm: Boris Michailow, Alexander Malzew (1), Waleri Charlamow (1), Juri Lebedew, Wladimir Schadrin (1), Alexander Jakuschew, Wjatscheslaw Anissin, Wladimir Repnjow, Sergei Kapustin, Alexander Bodunow Trainer / Assistent: Wsewolod Bobrow / Boris Kulagin | Tor: Wladislaw Tretjak Verteidigung: Waleri Wassiljew, Alexander Gussew, Gennadi Zygankow, Juri Ljapkin, Wladimir Luttschenko, Juri Schatalow Sturm: Boris Michailow, Alexander Malzew (1), Waleri Charlamow (1), Juri Lebedew, Wladimir Schadrin (1), Alexander Jakuschew, Wjatscheslaw Anissin, Wladimir Repnjow, Sergei Kapustin, Alexander Bodunow Trainer / Assistent: Wsewolod Bobrow / Boris Kulagin | Tor: Wladislaw Tretjak Verteidigung: Waleri Wassiljew, Alexander Gussew, Gennadi Zygankow, Juri Ljapkin, Wladimir Luttschenko, Juri Schatalow Sturm: Boris Michailow, Alexander Malzew (1), Waleri Charlamow (1), Juri Lebedew, Wladimir Schadrin (1), Alexander Jakuschew, Wjatscheslaw Anissin, Wladimir Repnjow, Sergei Kapustin, Alexander Bodunow Trainer / Assistent: Wsewolod Bobrow / Boris Kulagin | Tor: Wladislaw Tretjak Verteidigung: Waleri Wassiljew, Alexander Gussew, Gennadi Zygankow, Juri Ljapkin, Wladimir Luttschenko, Juri Schatalow Sturm: Boris Michailow, Alexander Malzew (1), Waleri Charlamow (1), Juri Lebedew, Wladimir Schadrin (1), Alexander Jakuschew, Wjatscheslaw Anissin, Wladimir Repnjow, Sergei Kapustin, Alexander Bodunow Trainer / Assistent: Wsewolod Bobrow / Boris Kulagin | Tor: Wladislaw Tretjak Verteidigung: Waleri Wassiljew, Alexander Gussew, Gennadi Zygankow, Juri Ljapkin, Wladimir Luttschenko, Juri Schatalow Sturm: Boris Michailow, Alexander Malzew (1), Waleri Charlamow (1), Juri Lebedew, Wladimir Schadrin (1), Alexander Jakuschew, Wjatscheslaw Anissin, Wladimir Repnjow, Sergei Kapustin, Alexander Bodunow Trainer / Assistent: Wsewolod Bobrow / Boris Kulagin |
| Nr. 408 10. September 1974 | 8:1 (3:0, 4:1, 1:0) | 0 Finnland | H | 0Moskau | 0Iswestija-Pokal 1974 | |
| Aufstellung                | Tor: Wladislaw Tretjak Verteidigung: Waleri Wassiljew, Alexander Gussew (1), Gennadi Zygankow, Juri Ljapkin, Alexander Sapjolkin, Wladimir Luttschenko Sturm: Boris Michailow, Wladimir Petrow, Waleri Charlamow (2), Alexander Malzew (2), Wladimir Schadrin, Alexander Jakuschew (1), Sergei Kotow, Alexander Bodunow (1), Sergei Kapustin (1) Trainer / Assistenten: Boris Kulagin / Konstantin Loktew / Wladimir Jursinow | Tor: Wladislaw Tretjak Verteidigung: Waleri Wassiljew, Alexander Gussew (1), Gennadi Zygankow, Juri Ljapkin, Alexander Sapjolkin, Wladimir Luttschenko Sturm: Boris Michailow, Wladimir Petrow, Waleri Charlamow (2), Alexander Malzew (2), Wladimir Schadrin, Alexander Jakuschew (1), Sergei Kotow, Alexander Bodunow (1), Sergei Kapustin (1) Trainer / Assistenten: Boris Kulagin / Konstantin Loktew / Wladimir Jursinow | Tor: Wladislaw Tretjak Verteidigung: Waleri Wassiljew, Alexander Gussew (1), Gennadi Zygankow, Juri Ljapkin, Alexander Sapjolkin, Wladimir Luttschenko Sturm: Boris Michailow, Wladimir Petrow, Waleri Charlamow (2), Alexander Malzew (2), Wladimir Schadrin, Alexander Jakuschew (1), Sergei Kotow, Alexander Bodunow (1), Sergei Kapustin (1) Trainer / Assistenten: Boris Kulagin / Konstantin Loktew / Wladimir Jursinow | Tor: Wladislaw Tretjak Verteidigung: Waleri Wassiljew, Alexander Gussew (1), Gennadi Zygankow, Juri Ljapkin, Alexander Sapjolkin, Wladimir Luttschenko Sturm: Boris Michailow, Wladimir Petrow, Waleri Charlamow (2), Alexander Malzew (2), Wladimir Schadrin, Alexander Jakuschew (1), Sergei Kotow, Alexander Bodunow (1), Sergei Kapustin (1) Trainer / Assistenten: Boris Kulagin / Konstantin Loktew / Wladimir Jursinow | Tor: Wladislaw Tretjak Verteidigung: Waleri Wassiljew, Alexander Gussew (1), Gennadi Zygankow, Juri Ljapkin, Alexander Sapjolkin, Wladimir Luttschenko Sturm: Boris Michailow, Wladimir Petrow, Waleri Charlamow (2), Alexander Malzew (2), Wladimir Schadrin, Alexander Jakuschew (1), Sergei Kotow, Alexander Bodunow (1), Sergei Kapustin (1) Trainer / Assistenten: Boris Kulagin / Konstantin Loktew / Wladimir Jursinow | Tor: Wladislaw Tretjak Verteidigung: Waleri Wassiljew, Alexander Gussew (1), Gennadi Zygankow, Juri Ljapkin, Alexander Sapjolkin, Wladimir Luttschenko Sturm: Boris Michailow, Wladimir Petrow, Waleri Charlamow (2), Alexander Malzew (2), Wladimir Schadrin, Alexander Jakuschew (1), Sergei Kotow, Alexander Bodunow (1), Sergei Kapustin (1) Trainer / Assistenten: Boris Kulagin / Konstantin Loktew / Wladimir Jursinow |
| Nr. 409 11. September 1974 | 7:3 (3:0, 3:1, 1:2) | 0 Finnland | H | 0Moskau | 0Iswestija-Pokal 1974 | |
| Aufstellung                | Tor: Alexander Sidelnikow Verteidigung: Gennadi Zygankow, Alexander Gussew (1), Wiktor Kusnezow, Juri Fjodorow, Alexander Sapjolkin, Wladimir Luttschenko, Alexander Filippow Sturm: Boris Michailow (1), Wladimir Petrow (1), Waleri Charlamow, Juri Lebedew, Wjatscheslaw Anissin, Konstantin Klimow, Sergei Kotow (1), Alexander Bodunow (1), Sergei Kapustin (1), Alexander Woltschkow, Wiktor Schalimow, Wladimir Popow (1) Trainer / Assistenten: Boris Kulagin / Konstantin Loktew / Wladimir Jursinow                                      | Tor: Alexander Sidelnikow Verteidigung: Gennadi Zygankow, Alexander Gussew (1), Wiktor Kusnezow, Juri Fjodorow, Alexander Sapjolkin, Wladimir Luttschenko, Alexander Filippow Sturm: Boris Michailow (1), Wladimir Petrow (1), Waleri Charlamow, Juri Lebedew, Wjatscheslaw Anissin, Konstantin Klimow, Sergei Kotow (1), Alexander Bodunow (1), Sergei Kapustin (1), Alexander Woltschkow, Wiktor Schalimow, Wladimir Popow (1) Trainer / Assistenten: Boris Kulagin / Konstantin Loktew / Wladimir Jursinow                                      | Tor: Alexander Sidelnikow Verteidigung: Gennadi Zygankow, Alexander Gussew (1), Wiktor Kusnezow, Juri Fjodorow, Alexander Sapjolkin, Wladimir Luttschenko, Alexander Filippow Sturm: Boris Michailow (1), Wladimir Petrow (1), Waleri Charlamow, Juri Lebedew, Wjatscheslaw Anissin, Konstantin Klimow, Sergei Kotow (1), Alexander Bodunow (1), Sergei Kapustin (1), Alexander Woltschkow, Wiktor Schalimow, Wladimir Popow (1) Trainer / Assistenten: Boris Kulagin / Konstantin Loktew / Wladimir Jursinow                                      | Tor: Alexander Sidelnikow Verteidigung: Gennadi Zygankow, Alexander Gussew (1), Wiktor Kusnezow, Juri Fjodorow, Alexander Sapjolkin, Wladimir Luttschenko, Alexander Filippow Sturm: Boris Michailow (1), Wladimir Petrow (1), Waleri Charlamow, Juri Lebedew, Wjatscheslaw Anissin, Konstantin Klimow, Sergei Kotow (1), Alexander Bodunow (1), Sergei Kapustin (1), Alexander Woltschkow, Wiktor Schalimow, Wladimir Popow (1) Trainer / Assistenten: Boris Kulagin / Konstantin Loktew / Wladimir Jursinow                                      | Tor: Alexander Sidelnikow Verteidigung: Gennadi Zygankow, Alexander Gussew (1), Wiktor Kusnezow, Juri Fjodorow, Alexander Sapjolkin, Wladimir Luttschenko, Alexander Filippow Sturm: Boris Michailow (1), Wladimir Petrow (1), Waleri Charlamow, Juri Lebedew, Wjatscheslaw Anissin, Konstantin Klimow, Sergei Kotow (1), Alexander Bodunow (1), Sergei Kapustin (1), Alexander Woltschkow, Wiktor Schalimow, Wladimir Popow (1) Trainer / Assistenten: Boris Kulagin / Konstantin Loktew / Wladimir Jursinow                                      | Tor: Alexander Sidelnikow Verteidigung: Gennadi Zygankow, Alexander Gussew (1), Wiktor Kusnezow, Juri Fjodorow, Alexander Sapjolkin, Wladimir Luttschenko, Alexander Filippow Sturm: Boris Michailow (1), Wladimir Petrow (1), Waleri Charlamow, Juri Lebedew, Wjatscheslaw Anissin, Konstantin Klimow, Sergei Kotow (1), Alexander Bodunow (1), Sergei Kapustin (1), Alexander Woltschkow, Wiktor Schalimow, Wladimir Popow (1) Trainer / Assistenten: Boris Kulagin / Konstantin Loktew / Wladimir Jursinow                                      |
| Nr. 410 13. September 1974 | 4:3 (0:0, 2:2, 2:1) | 0 Finnland | H | 0Moskau | 0Iswestija-Pokal 1974 | |
| Aufstellung                | Tor: Wladislaw Tretjak Verteidigung: Waleri Wassiljew, Alexander Gussew, Gennadi Zygankow, Juri Ljapkin, Wladimir Luttschenko (1), Juri Fjodorow, Alexander Filippow, Wiktor Kusnezow Sturm: Boris Michailow, Wladimir Petrow, Waleri Charlamow, Alexander Malzew (1), Wladimir Schadrin, Alexander Jakuschew (1), Juri Lebedew, Wjatscheslaw Anissin, Alexander Bodunow, Sergei Kotow, Wiktor Schalimow (1), Sergei Kapustin Trainer / Assistenten: Boris Kulagin / Konstantin Loktew / Wladimir Jursinow                                         | Tor: Wladislaw Tretjak Verteidigung: Waleri Wassiljew, Alexander Gussew, Gennadi Zygankow, Juri Ljapkin, Wladimir Luttschenko (1), Juri Fjodorow, Alexander Filippow, Wiktor Kusnezow Sturm: Boris Michailow, Wladimir Petrow, Waleri Charlamow, Alexander Malzew (1), Wladimir Schadrin, Alexander Jakuschew (1), Juri Lebedew, Wjatscheslaw Anissin, Alexander Bodunow, Sergei Kotow, Wiktor Schalimow (1), Sergei Kapustin Trainer / Assistenten: Boris Kulagin / Konstantin Loktew / Wladimir Jursinow                                         | Tor: Wladislaw Tretjak Verteidigung: Waleri Wassiljew, Alexander Gussew, Gennadi Zygankow, Juri Ljapkin, Wladimir Luttschenko (1), Juri Fjodorow, Alexander Filippow, Wiktor Kusnezow Sturm: Boris Michailow, Wladimir Petrow, Waleri Charlamow, Alexander Malzew (1), Wladimir Schadrin, Alexander Jakuschew (1), Juri Lebedew, Wjatscheslaw Anissin, Alexander Bodunow, Sergei Kotow, Wiktor Schalimow (1), Sergei Kapustin Trainer / Assistenten: Boris Kulagin / Konstantin Loktew / Wladimir Jursinow                                         | Tor: Wladislaw Tretjak Verteidigung: Waleri Wassiljew, Alexander Gussew, Gennadi Zygankow, Juri Ljapkin, Wladimir Luttschenko (1), Juri Fjodorow, Alexander Filippow, Wiktor Kusnezow Sturm: Boris Michailow, Wladimir Petrow, Waleri Charlamow, Alexander Malzew (1), Wladimir Schadrin, Alexander Jakuschew (1), Juri Lebedew, Wjatscheslaw Anissin, Alexander Bodunow, Sergei Kotow, Wiktor Schalimow (1), Sergei Kapustin Trainer / Assistenten: Boris Kulagin / Konstantin Loktew / Wladimir Jursinow                                         | Tor: Wladislaw Tretjak Verteidigung: Waleri Wassiljew, Alexander Gussew, Gennadi Zygankow, Juri Ljapkin, Wladimir Luttschenko (1), Juri Fjodorow, Alexander Filippow, Wiktor Kusnezow Sturm: Boris Michailow, Wladimir Petrow, Waleri Charlamow, Alexander Malzew (1), Wladimir Schadrin, Alexander Jakuschew (1), Juri Lebedew, Wjatscheslaw Anissin, Alexander Bodunow, Sergei Kotow, Wiktor Schalimow (1), Sergei Kapustin Trainer / Assistenten: Boris Kulagin / Konstantin Loktew / Wladimir Jursinow                                         | Tor: Wladislaw Tretjak Verteidigung: Waleri Wassiljew, Alexander Gussew, Gennadi Zygankow, Juri Ljapkin, Wladimir Luttschenko (1), Juri Fjodorow, Alexander Filippow, Wiktor Kusnezow Sturm: Boris Michailow, Wladimir Petrow, Waleri Charlamow, Alexander Malzew (1), Wladimir Schadrin, Alexander Jakuschew (1), Juri Lebedew, Wjatscheslaw Anissin, Alexander Bodunow, Sergei Kotow, Wiktor Schalimow (1), Sergei Kapustin Trainer / Assistenten: Boris Kulagin / Konstantin Loktew / Wladimir Jursinow                                         |
| Nr. 411 17. September 1974 | 3:3 (0:1, 3:1, 0:1) | 0 Kanada | A | 0Québec, CAN | 0Summit Series 1974 | |
| Aufstellung                | Tor: Wladislaw Tretjak Verteidigung: Waleri Wassiljew, Alexander Gussew, Juri Ljapkin, Gennadi Zygankow, Wladimir Luttschenko (1), Wiktor Kusnezow Sturm: Boris Michailow, Wladimir Petrow (1), Waleri Charlamow (1), Alexander Malzew, Wladimir Schadrin, Alexander Jakuschew, Juri Lebedew, Wjatscheslaw Anissin, Alexander Bodunow, Sergei Kapustin Trainer / Assistenten: Boris Kulagin / Konstantin Loktew / Wladimir Jursinow | Tor: Wladislaw Tretjak Verteidigung: Waleri Wassiljew, Alexander Gussew, Juri Ljapkin, Gennadi Zygankow, Wladimir Luttschenko (1), Wiktor Kusnezow Sturm: Boris Michailow, Wladimir Petrow (1), Waleri Charlamow (1), Alexander Malzew, Wladimir Schadrin, Alexander Jakuschew, Juri Lebedew, Wjatscheslaw Anissin, Alexander Bodunow, Sergei Kapustin Trainer / Assistenten: Boris Kulagin / Konstantin Loktew / Wladimir Jursinow | Tor: Wladislaw Tretjak Verteidigung: Waleri Wassiljew, Alexander Gussew, Juri Ljapkin, Gennadi Zygankow, Wladimir Luttschenko (1), Wiktor Kusnezow Sturm: Boris Michailow, Wladimir Petrow (1), Waleri Charlamow (1), Alexander Malzew, Wladimir Schadrin, Alexander Jakuschew, Juri Lebedew, Wjatscheslaw Anissin, Alexander Bodunow, Sergei Kapustin Trainer / Assistenten: Boris Kulagin / Konstantin Loktew / Wladimir Jursinow | Tor: Wladislaw Tretjak Verteidigung: Waleri Wassiljew, Alexander Gussew, Juri Ljapkin, Gennadi Zygankow, Wladimir Luttschenko (1), Wiktor Kusnezow Sturm: Boris Michailow, Wladimir Petrow (1), Waleri Charlamow (1), Alexander Malzew, Wladimir Schadrin, Alexander Jakuschew, Juri Lebedew, Wjatscheslaw Anissin, Alexander Bodunow, Sergei Kapustin Trainer / Assistenten: Boris Kulagin / Konstantin Loktew / Wladimir Jursinow | Tor: Wladislaw Tretjak Verteidigung: Waleri Wassiljew, Alexander Gussew, Juri Ljapkin, Gennadi Zygankow, Wladimir Luttschenko (1), Wiktor Kusnezow Sturm: Boris Michailow, Wladimir Petrow (1), Waleri Charlamow (1), Alexander Malzew, Wladimir Schadrin, Alexander Jakuschew, Juri Lebedew, Wjatscheslaw Anissin, Alexander Bodunow, Sergei Kapustin Trainer / Assistenten: Boris Kulagin / Konstantin Loktew / Wladimir Jursinow | Tor: Wladislaw Tretjak Verteidigung: Waleri Wassiljew, Alexander Gussew, Juri Ljapkin, Gennadi Zygankow, Wladimir Luttschenko (1), Wiktor Kusnezow Sturm: Boris Michailow, Wladimir Petrow (1), Waleri Charlamow (1), Alexander Malzew, Wladimir Schadrin, Alexander Jakuschew, Juri Lebedew, Wjatscheslaw Anissin, Alexander Bodunow, Sergei Kapustin Trainer / Assistenten: Boris Kulagin / Konstantin Loktew / Wladimir Jursinow |
| Nr. 412 19. September 1974 | 1:4 (0:2, 1:1, 0:1) | 0 Kanada | A | 0Toronto, CAN | 0Summit Series 1974 | |
| Aufstellung                | Tor: Wladislaw Tretjak Verteidigung: Waleri Wassiljew, Alexander Gussew, Gennadi Zygankow, Juri Ljapkin, Wladimir Luttschenko, Wiktor Kusnezow Sturm: Boris Michailow, Wladimir Petrow, Waleri Charlamow, Juri Lebedew, Wladimir Schadrin, Alexander Jakuschew (1), Alexander Malzew, Wjatscheslaw Anissin, Alexander Bodunow Trainer / Assistenten: Boris Kulagin / Konstantin Loktew / Wladimir Jursinow | Tor: Wladislaw Tretjak Verteidigung: Waleri Wassiljew, Alexander Gussew, Gennadi Zygankow, Juri Ljapkin, Wladimir Luttschenko, Wiktor Kusnezow Sturm: Boris Michailow, Wladimir Petrow, Waleri Charlamow, Juri Lebedew, Wladimir Schadrin, Alexander Jakuschew (1), Alexander Malzew, Wjatscheslaw Anissin, Alexander Bodunow Trainer / Assistenten: Boris Kulagin / Konstantin Loktew / Wladimir Jursinow | Tor: Wladislaw Tretjak Verteidigung: Waleri Wassiljew, Alexander Gussew, Gennadi Zygankow, Juri Ljapkin, Wladimir Luttschenko, Wiktor Kusnezow Sturm: Boris Michailow, Wladimir Petrow, Waleri Charlamow, Juri Lebedew, Wladimir Schadrin, Alexander Jakuschew (1), Alexander Malzew, Wjatscheslaw Anissin, Alexander Bodunow Trainer / Assistenten: Boris Kulagin / Konstantin Loktew / Wladimir Jursinow | Tor: Wladislaw Tretjak Verteidigung: Waleri Wassiljew, Alexander Gussew, Gennadi Zygankow, Juri Ljapkin, Wladimir Luttschenko, Wiktor Kusnezow Sturm: Boris Michailow, Wladimir Petrow, Waleri Charlamow, Juri Lebedew, Wladimir Schadrin, Alexander Jakuschew (1), Alexander Malzew, Wjatscheslaw Anissin, Alexander Bodunow Trainer / Assistenten: Boris Kulagin / Konstantin Loktew / Wladimir Jursinow | Tor: Wladislaw Tretjak Verteidigung: Waleri Wassiljew, Alexander Gussew, Gennadi Zygankow, Juri Ljapkin, Wladimir Luttschenko, Wiktor Kusnezow Sturm: Boris Michailow, Wladimir Petrow, Waleri Charlamow, Juri Lebedew, Wladimir Schadrin, Alexander Jakuschew (1), Alexander Malzew, Wjatscheslaw Anissin, Alexander Bodunow Trainer / Assistenten: Boris Kulagin / Konstantin Loktew / Wladimir Jursinow | Tor: Wladislaw Tretjak Verteidigung: Waleri Wassiljew, Alexander Gussew, Gennadi Zygankow, Juri Ljapkin, Wladimir Luttschenko, Wiktor Kusnezow Sturm: Boris Michailow, Wladimir Petrow, Waleri Charlamow, Juri Lebedew, Wladimir Schadrin, Alexander Jakuschew (1), Alexander Malzew, Wjatscheslaw Anissin, Alexander Bodunow Trainer / Assistenten: Boris Kulagin / Konstantin Loktew / Wladimir Jursinow |
| Nr. 413 21. September 1974 | 8:5 (1:1, 3:1, 4:3) | 0 Kanada | A | 0Winnipeg, CAN | 0Summit Series 1974 | |
| Aufstellung                | Tor: Wladislaw Tretjak Verteidigung: Waleri Wassiljew (1), Alexander Gussew, Gennadi Zygankow, Juri Ljapkin, Wladimir Luttschenko, Wiktor Kusnezow Sturm: Boris Michailow (1), Wladimir Petrow, Waleri Charlamow, Juri Lebedew (1), Wladimir Schadrin (1), Alexander Jakuschew (2), Alexander Malzew (1), Wjatscheslaw Anissin, Alexander Bodunow (1) Trainer / Assistenten: Boris Kulagin / Konstantin Loktew / Wladimir Jursinow | Tor: Wladislaw Tretjak Verteidigung: Waleri Wassiljew (1), Alexander Gussew, Gennadi Zygankow, Juri Ljapkin, Wladimir Luttschenko, Wiktor Kusnezow Sturm: Boris Michailow (1), Wladimir Petrow, Waleri Charlamow, Juri Lebedew (1), Wladimir Schadrin (1), Alexander Jakuschew (2), Alexander Malzew (1), Wjatscheslaw Anissin, Alexander Bodunow (1) Trainer / Assistenten: Boris Kulagin / Konstantin Loktew / Wladimir Jursinow | Tor: Wladislaw Tretjak Verteidigung: Waleri Wassiljew (1), Alexander Gussew, Gennadi Zygankow, Juri Ljapkin, Wladimir Luttschenko, Wiktor Kusnezow Sturm: Boris Michailow (1), Wladimir Petrow, Waleri Charlamow, Juri Lebedew (1), Wladimir Schadrin (1), Alexander Jakuschew (2), Alexander Malzew (1), Wjatscheslaw Anissin, Alexander Bodunow (1) Trainer / Assistenten: Boris Kulagin / Konstantin Loktew / Wladimir Jursinow | Tor: Wladislaw Tretjak Verteidigung: Waleri Wassiljew (1), Alexander Gussew, Gennadi Zygankow, Juri Ljapkin, Wladimir Luttschenko, Wiktor Kusnezow Sturm: Boris Michailow (1), Wladimir Petrow, Waleri Charlamow, Juri Lebedew (1), Wladimir Schadrin (1), Alexander Jakuschew (2), Alexander Malzew (1), Wjatscheslaw Anissin, Alexander Bodunow (1) Trainer / Assistenten: Boris Kulagin / Konstantin Loktew / Wladimir Jursinow | Tor: Wladislaw Tretjak Verteidigung: Waleri Wassiljew (1), Alexander Gussew, Gennadi Zygankow, Juri Ljapkin, Wladimir Luttschenko, Wiktor Kusnezow Sturm: Boris Michailow (1), Wladimir Petrow, Waleri Charlamow, Juri Lebedew (1), Wladimir Schadrin (1), Alexander Jakuschew (2), Alexander Malzew (1), Wjatscheslaw Anissin, Alexander Bodunow (1) Trainer / Assistenten: Boris Kulagin / Konstantin Loktew / Wladimir Jursinow | Tor: Wladislaw Tretjak Verteidigung: Waleri Wassiljew (1), Alexander Gussew, Gennadi Zygankow, Juri Ljapkin, Wladimir Luttschenko, Wiktor Kusnezow Sturm: Boris Michailow (1), Wladimir Petrow, Waleri Charlamow, Juri Lebedew (1), Wladimir Schadrin (1), Alexander Jakuschew (2), Alexander Malzew (1), Wjatscheslaw Anissin, Alexander Bodunow (1) Trainer / Assistenten: Boris Kulagin / Konstantin Loktew / Wladimir Jursinow |
| Nr. 414 23. September 1974 | 5:5 (2:5, 1:0, 2:0) | 0 Kanada | A | 0Vancouver, CAN | 0Summit Series 1974 | |
| Aufstellung                | Tor: Wladislaw Tretjak Verteidigung: Waleri Wassiljew (1), Alexander Gussew (1), Gennadi Zygankow, Juri Ljapkin, Wladimir Luttschenko, Wiktor Kusnezow Sturm: Boris Michailow (1), Wladimir Petrow, Waleri Charlamow, Juri Lebedew, Wladimir Schadrin, Alexander Jakuschew (1), Alexander Malzew (1), Wjatscheslaw Anissin, Alexander Bodunow, Alexander Woltschkow, Konstantin Klimow Trainer / Assistenten: Boris Kulagin / Konstantin Loktew / Wladimir Jursinow                                                                                | Tor: Wladislaw Tretjak Verteidigung: Waleri Wassiljew (1), Alexander Gussew (1), Gennadi Zygankow, Juri Ljapkin, Wladimir Luttschenko, Wiktor Kusnezow Sturm: Boris Michailow (1), Wladimir Petrow, Waleri Charlamow, Juri Lebedew, Wladimir Schadrin, Alexander Jakuschew (1), Alexander Malzew (1), Wjatscheslaw Anissin, Alexander Bodunow, Alexander Woltschkow, Konstantin Klimow Trainer / Assistenten: Boris Kulagin / Konstantin Loktew / Wladimir Jursinow                                                                                | Tor: Wladislaw Tretjak Verteidigung: Waleri Wassiljew (1), Alexander Gussew (1), Gennadi Zygankow, Juri Ljapkin, Wladimir Luttschenko, Wiktor Kusnezow Sturm: Boris Michailow (1), Wladimir Petrow, Waleri Charlamow, Juri Lebedew, Wladimir Schadrin, Alexander Jakuschew (1), Alexander Malzew (1), Wjatscheslaw Anissin, Alexander Bodunow, Alexander Woltschkow, Konstantin Klimow Trainer / Assistenten: Boris Kulagin / Konstantin Loktew / Wladimir Jursinow                                                                                | Tor: Wladislaw Tretjak Verteidigung: Waleri Wassiljew (1), Alexander Gussew (1), Gennadi Zygankow, Juri Ljapkin, Wladimir Luttschenko, Wiktor Kusnezow Sturm: Boris Michailow (1), Wladimir Petrow, Waleri Charlamow, Juri Lebedew, Wladimir Schadrin, Alexander Jakuschew (1), Alexander Malzew (1), Wjatscheslaw Anissin, Alexander Bodunow, Alexander Woltschkow, Konstantin Klimow Trainer / Assistenten: Boris Kulagin / Konstantin Loktew / Wladimir Jursinow                                                                                | Tor: Wladislaw Tretjak Verteidigung: Waleri Wassiljew (1), Alexander Gussew (1), Gennadi Zygankow, Juri Ljapkin, Wladimir Luttschenko, Wiktor Kusnezow Sturm: Boris Michailow (1), Wladimir Petrow, Waleri Charlamow, Juri Lebedew, Wladimir Schadrin, Alexander Jakuschew (1), Alexander Malzew (1), Wjatscheslaw Anissin, Alexander Bodunow, Alexander Woltschkow, Konstantin Klimow Trainer / Assistenten: Boris Kulagin / Konstantin Loktew / Wladimir Jursinow                                                                                | Tor: Wladislaw Tretjak Verteidigung: Waleri Wassiljew (1), Alexander Gussew (1), Gennadi Zygankow, Juri Ljapkin, Wladimir Luttschenko, Wiktor Kusnezow Sturm: Boris Michailow (1), Wladimir Petrow, Waleri Charlamow, Juri Lebedew, Wladimir Schadrin, Alexander Jakuschew (1), Alexander Malzew (1), Wjatscheslaw Anissin, Alexander Bodunow, Alexander Woltschkow, Konstantin Klimow Trainer / Assistenten: Boris Kulagin / Konstantin Loktew / Wladimir Jursinow                                                                                |
| Nr. 415 1. Oktober 1974    | 3:2 (1:0, 1:1, 1:1) | 0 Kanada | H | 0Moskau | 0Summit Series 1974 | |
| Aufstellung                | Tor: Wladislaw Tretjak Verteidigung: Waleri Wassiljew, Alexander Gussew (1), Gennadi Zygankow, Juri Schatalow, Juri Tjurin, Wladimir Luttschenko Sturm: Boris Michailow, Wladimir Petrow, Waleri Charlamow, Juri Lebedew, Wladimir Schadrin, Alexander Bodunow, Wladimir Wikulow, Wjatscheslaw Anissin, Alexander Malzew (2), Sergei Kotow Trainer / Assistenten: Boris Kulagin / Konstantin Loktew / Wladimir Jursinow | Tor: Wladislaw Tretjak Verteidigung: Waleri Wassiljew, Alexander Gussew (1), Gennadi Zygankow, Juri Schatalow, Juri Tjurin, Wladimir Luttschenko Sturm: Boris Michailow, Wladimir Petrow, Waleri Charlamow, Juri Lebedew, Wladimir Schadrin, Alexander Bodunow, Wladimir Wikulow, Wjatscheslaw Anissin, Alexander Malzew (2), Sergei Kotow Trainer / Assistenten: Boris Kulagin / Konstantin Loktew / Wladimir Jursinow | Tor: Wladislaw Tretjak Verteidigung: Waleri Wassiljew, Alexander Gussew (1), Gennadi Zygankow, Juri Schatalow, Juri Tjurin, Wladimir Luttschenko Sturm: Boris Michailow, Wladimir Petrow, Waleri Charlamow, Juri Lebedew, Wladimir Schadrin, Alexander Bodunow, Wladimir Wikulow, Wjatscheslaw Anissin, Alexander Malzew (2), Sergei Kotow Trainer / Assistenten: Boris Kulagin / Konstantin Loktew / Wladimir Jursinow | Tor: Wladislaw Tretjak Verteidigung: Waleri Wassiljew, Alexander Gussew (1), Gennadi Zygankow, Juri Schatalow, Juri Tjurin, Wladimir Luttschenko Sturm: Boris Michailow, Wladimir Petrow, Waleri Charlamow, Juri Lebedew, Wladimir Schadrin, Alexander Bodunow, Wladimir Wikulow, Wjatscheslaw Anissin, Alexander Malzew (2), Sergei Kotow Trainer / Assistenten: Boris Kulagin / Konstantin Loktew / Wladimir Jursinow | Tor: Wladislaw Tretjak Verteidigung: Waleri Wassiljew, Alexander Gussew (1), Gennadi Zygankow, Juri Schatalow, Juri Tjurin, Wladimir Luttschenko Sturm: Boris Michailow, Wladimir Petrow, Waleri Charlamow, Juri Lebedew, Wladimir Schadrin, Alexander Bodunow, Wladimir Wikulow, Wjatscheslaw Anissin, Alexander Malzew (2), Sergei Kotow Trainer / Assistenten: Boris Kulagin / Konstantin Loktew / Wladimir Jursinow | Tor: Wladislaw Tretjak Verteidigung: Waleri Wassiljew, Alexander Gussew (1), Gennadi Zygankow, Juri Schatalow, Juri Tjurin, Wladimir Luttschenko Sturm: Boris Michailow, Wladimir Petrow, Waleri Charlamow, Juri Lebedew, Wladimir Schadrin, Alexander Bodunow, Wladimir Wikulow, Wjatscheslaw Anissin, Alexander Malzew (2), Sergei Kotow Trainer / Assistenten: Boris Kulagin / Konstantin Loktew / Wladimir Jursinow |
| Nr. 416 3. Oktober 1974    | 5:2 (2:1, 2:1, 1:0) | 0 Kanada | H | 0Moskau | 0Summit Series 1974 | |
| Aufstellung                | Tor: Wladislaw Tretjak Verteidigung: Waleri Wassiljew (1), Alexander Gussew, Gennadi Zygankow, Juri Schatalow (1), Juri Tjurin, Wladimir Luttschenko Sturm: Boris Michailow (1), Wladimir Petrow, Waleri Charlamow (1), Juri Lebedew, Alexander Jakuschew (1), Wladimir Wikulow, Wjatscheslaw Anissin, Alexander Malzew, Sergei Kapustin Trainer / Assistenten: Boris Kulagin / Konstantin Loktew / Wladimir Jursinow | Tor: Wladislaw Tretjak Verteidigung: Waleri Wassiljew (1), Alexander Gussew, Gennadi Zygankow, Juri Schatalow (1), Juri Tjurin, Wladimir Luttschenko Sturm: Boris Michailow (1), Wladimir Petrow, Waleri Charlamow (1), Juri Lebedew, Alexander Jakuschew (1), Wladimir Wikulow, Wjatscheslaw Anissin, Alexander Malzew, Sergei Kapustin Trainer / Assistenten: Boris Kulagin / Konstantin Loktew / Wladimir Jursinow | Tor: Wladislaw Tretjak Verteidigung: Waleri Wassiljew (1), Alexander Gussew, Gennadi Zygankow, Juri Schatalow (1), Juri Tjurin, Wladimir Luttschenko Sturm: Boris Michailow (1), Wladimir Petrow, Waleri Charlamow (1), Juri Lebedew, Alexander Jakuschew (1), Wladimir Wikulow, Wjatscheslaw Anissin, Alexander Malzew, Sergei Kapustin Trainer / Assistenten: Boris Kulagin / Konstantin Loktew / Wladimir Jursinow | Tor: Wladislaw Tretjak Verteidigung: Waleri Wassiljew (1), Alexander Gussew, Gennadi Zygankow, Juri Schatalow (1), Juri Tjurin, Wladimir Luttschenko Sturm: Boris Michailow (1), Wladimir Petrow, Waleri Charlamow (1), Juri Lebedew, Alexander Jakuschew (1), Wladimir Wikulow, Wjatscheslaw Anissin, Alexander Malzew, Sergei Kapustin Trainer / Assistenten: Boris Kulagin / Konstantin Loktew / Wladimir Jursinow | Tor: Wladislaw Tretjak Verteidigung: Waleri Wassiljew (1), Alexander Gussew, Gennadi Zygankow, Juri Schatalow (1), Juri Tjurin, Wladimir Luttschenko Sturm: Boris Michailow (1), Wladimir Petrow, Waleri Charlamow (1), Juri Lebedew, Alexander Jakuschew (1), Wladimir Wikulow, Wjatscheslaw Anissin, Alexander Malzew, Sergei Kapustin Trainer / Assistenten: Boris Kulagin / Konstantin Loktew / Wladimir Jursinow | Tor: Wladislaw Tretjak Verteidigung: Waleri Wassiljew (1), Alexander Gussew, Gennadi Zygankow, Juri Schatalow (1), Juri Tjurin, Wladimir Luttschenko Sturm: Boris Michailow (1), Wladimir Petrow, Waleri Charlamow (1), Juri Lebedew, Alexander Jakuschew (1), Wladimir Wikulow, Wjatscheslaw Anissin, Alexander Malzew, Sergei Kapustin Trainer / Assistenten: Boris Kulagin / Konstantin Loktew / Wladimir Jursinow |
| Nr. 417 5. Oktober 1974    | 4:4 (2:1, 2:2, 0:1) | 0 Kanada | H | 0Moskau | 0Summit Series 1974 | |
| Aufstellung                | Tor: Wladislaw Tretjak Verteidigung: Waleri Wassiljew, Alexander Gussew (1), Gennadi Zygankow, Juri Schatalow, Juri Tjurin (1), Wladimir Luttschenko Sturm: Boris Michailow (1), Wladimir Petrow, Waleri Charlamow, Juri Lebedew, Wladimir Schadrin, Alexander Jakuschew, Wladimir Wikulow, Wjatscheslaw Anissin (1), Alexander Malzew, Sergei Kotow, Alexander Bodunow, Sergei Kapustin Trainer / Assistenten: Boris Kulagin / Konstantin Loktew / Wladimir Jursinow                                                                              | Tor: Wladislaw Tretjak Verteidigung: Waleri Wassiljew, Alexander Gussew (1), Gennadi Zygankow, Juri Schatalow, Juri Tjurin (1), Wladimir Luttschenko Sturm: Boris Michailow (1), Wladimir Petrow, Waleri Charlamow, Juri Lebedew, Wladimir Schadrin, Alexander Jakuschew, Wladimir Wikulow, Wjatscheslaw Anissin (1), Alexander Malzew, Sergei Kotow, Alexander Bodunow, Sergei Kapustin Trainer / Assistenten: Boris Kulagin / Konstantin Loktew / Wladimir Jursinow                                                                              | Tor: Wladislaw Tretjak Verteidigung: Waleri Wassiljew, Alexander Gussew (1), Gennadi Zygankow, Juri Schatalow, Juri Tjurin (1), Wladimir Luttschenko Sturm: Boris Michailow (1), Wladimir Petrow, Waleri Charlamow, Juri Lebedew, Wladimir Schadrin, Alexander Jakuschew, Wladimir Wikulow, Wjatscheslaw Anissin (1), Alexander Malzew, Sergei Kotow, Alexander Bodunow, Sergei Kapustin Trainer / Assistenten: Boris Kulagin / Konstantin Loktew / Wladimir Jursinow                                                                              | Tor: Wladislaw Tretjak Verteidigung: Waleri Wassiljew, Alexander Gussew (1), Gennadi Zygankow, Juri Schatalow, Juri Tjurin (1), Wladimir Luttschenko Sturm: Boris Michailow (1), Wladimir Petrow, Waleri Charlamow, Juri Lebedew, Wladimir Schadrin, Alexander Jakuschew, Wladimir Wikulow, Wjatscheslaw Anissin (1), Alexander Malzew, Sergei Kotow, Alexander Bodunow, Sergei Kapustin Trainer / Assistenten: Boris Kulagin / Konstantin Loktew / Wladimir Jursinow                                                                              | Tor: Wladislaw Tretjak Verteidigung: Waleri Wassiljew, Alexander Gussew (1), Gennadi Zygankow, Juri Schatalow, Juri Tjurin (1), Wladimir Luttschenko Sturm: Boris Michailow (1), Wladimir Petrow, Waleri Charlamow, Juri Lebedew, Wladimir Schadrin, Alexander Jakuschew, Wladimir Wikulow, Wjatscheslaw Anissin (1), Alexander Malzew, Sergei Kotow, Alexander Bodunow, Sergei Kapustin Trainer / Assistenten: Boris Kulagin / Konstantin Loktew / Wladimir Jursinow                                                                              | Tor: Wladislaw Tretjak Verteidigung: Waleri Wassiljew, Alexander Gussew (1), Gennadi Zygankow, Juri Schatalow, Juri Tjurin (1), Wladimir Luttschenko Sturm: Boris Michailow (1), Wladimir Petrow, Waleri Charlamow, Juri Lebedew, Wladimir Schadrin, Alexander Jakuschew, Wladimir Wikulow, Wjatscheslaw Anissin (1), Alexander Malzew, Sergei Kotow, Alexander Bodunow, Sergei Kapustin Trainer / Assistenten: Boris Kulagin / Konstantin Loktew / Wladimir Jursinow                                                                              |
| Nr. 418 6. Oktober 1974    | 3:2 (0:1, 1:0, 2:1) | 0 Kanada | H | 0Moskau | 0Summit Series 1974 | |
| Aufstellung                | Tor: Alexander Sidelnikow Verteidigung: Wladimir Luttschenko, Alexander Gussew, Gennadi Zygankow, Wiktor Kusnezow, Juri Ljapkin, Juri Tjurin, Juri Schatalow Sturm: Wladimir Wikulow, Alexander Malzew, Waleri Charlamow, Wiktor Schalimow (2), Wladimir Schadrin, Alexander Jakuschew (1), Sergei Kotow, Wjatscheslaw Anissin, Sergei Kapustin, Wladimir Popow Trainer / Assistenten: Boris Kulagin / Konstantin Loktew / Wladimir Jursinow | Tor: Alexander Sidelnikow Verteidigung: Wladimir Luttschenko, Alexander Gussew, Gennadi Zygankow, Wiktor Kusnezow, Juri Ljapkin, Juri Tjurin, Juri Schatalow Sturm: Wladimir Wikulow, Alexander Malzew, Waleri Charlamow, Wiktor Schalimow (2), Wladimir Schadrin, Alexander Jakuschew (1), Sergei Kotow, Wjatscheslaw Anissin, Sergei Kapustin, Wladimir Popow Trainer / Assistenten: Boris Kulagin / Konstantin Loktew / Wladimir Jursinow | Tor: Alexander Sidelnikow Verteidigung: Wladimir Luttschenko, Alexander Gussew, Gennadi Zygankow, Wiktor Kusnezow, Juri Ljapkin, Juri Tjurin, Juri Schatalow Sturm: Wladimir Wikulow, Alexander Malzew, Waleri Charlamow, Wiktor Schalimow (2), Wladimir Schadrin, Alexander Jakuschew (1), Sergei Kotow, Wjatscheslaw Anissin, Sergei Kapustin, Wladimir Popow Trainer / Assistenten: Boris Kulagin / Konstantin Loktew / Wladimir Jursinow | Tor: Alexander Sidelnikow Verteidigung: Wladimir Luttschenko, Alexander Gussew, Gennadi Zygankow, Wiktor Kusnezow, Juri Ljapkin, Juri Tjurin, Juri Schatalow Sturm: Wladimir Wikulow, Alexander Malzew, Waleri Charlamow, Wiktor Schalimow (2), Wladimir Schadrin, Alexander Jakuschew (1), Sergei Kotow, Wjatscheslaw Anissin, Sergei Kapustin, Wladimir Popow Trainer / Assistenten: Boris Kulagin / Konstantin Loktew / Wladimir Jursinow | Tor: Alexander Sidelnikow Verteidigung: Wladimir Luttschenko, Alexander Gussew, Gennadi Zygankow, Wiktor Kusnezow, Juri Ljapkin, Juri Tjurin, Juri Schatalow Sturm: Wladimir Wikulow, Alexander Malzew, Waleri Charlamow, Wiktor Schalimow (2), Wladimir Schadrin, Alexander Jakuschew (1), Sergei Kotow, Wjatscheslaw Anissin, Sergei Kapustin, Wladimir Popow Trainer / Assistenten: Boris Kulagin / Konstantin Loktew / Wladimir Jursinow | Tor: Alexander Sidelnikow Verteidigung: Wladimir Luttschenko, Alexander Gussew, Gennadi Zygankow, Wiktor Kusnezow, Juri Ljapkin, Juri Tjurin, Juri Schatalow Sturm: Wladimir Wikulow, Alexander Malzew, Waleri Charlamow, Wiktor Schalimow (2), Wladimir Schadrin, Alexander Jakuschew (1), Sergei Kotow, Wjatscheslaw Anissin, Sergei Kapustin, Wladimir Popow Trainer / Assistenten: Boris Kulagin / Konstantin Loktew / Wladimir Jursinow |
| Nr. 419 7. November 1974   | 7:2 (3:0, 3:1, 1:1) | 0 Finnland | A | 0Rauma, FIN | 0Iswestija-Pokal 1974 | |
| Aufstellung                | Tor: Wladislaw Tretjak, Alexander Sidelnikow Verteidigung: Waleri Wassiljew (1), Wladimir Luttschenko (1), Gennadi Zygankow, Alexander Filippow, Juri Tjurin (1), Wiktor Kusnezow Sturm: Boris Michailow (1), Wladimir Petrow, Waleri Charlamow, Juri Lebedew, Wladimir Schadrin, Alexander Jakuschew (1), Wladimir Wikulow, Wjatscheslaw Anissin, Alexander Malzew (1), Wladimir Repnjow, Alexander Bodunow, Sergei Kapustin (1) Trainer / Assistenten: Boris Kulagin / Konstantin Loktew / Wladimir Jursinow                                     | Tor: Wladislaw Tretjak, Alexander Sidelnikow Verteidigung: Waleri Wassiljew (1), Wladimir Luttschenko (1), Gennadi Zygankow, Alexander Filippow, Juri Tjurin (1), Wiktor Kusnezow Sturm: Boris Michailow (1), Wladimir Petrow, Waleri Charlamow, Juri Lebedew, Wladimir Schadrin, Alexander Jakuschew (1), Wladimir Wikulow, Wjatscheslaw Anissin, Alexander Malzew (1), Wladimir Repnjow, Alexander Bodunow, Sergei Kapustin (1) Trainer / Assistenten: Boris Kulagin / Konstantin Loktew / Wladimir Jursinow                                     | Tor: Wladislaw Tretjak, Alexander Sidelnikow Verteidigung: Waleri Wassiljew (1), Wladimir Luttschenko (1), Gennadi Zygankow, Alexander Filippow, Juri Tjurin (1), Wiktor Kusnezow Sturm: Boris Michailow (1), Wladimir Petrow, Waleri Charlamow, Juri Lebedew, Wladimir Schadrin, Alexander Jakuschew (1), Wladimir Wikulow, Wjatscheslaw Anissin, Alexander Malzew (1), Wladimir Repnjow, Alexander Bodunow, Sergei Kapustin (1) Trainer / Assistenten: Boris Kulagin / Konstantin Loktew / Wladimir Jursinow                                     | Tor: Wladislaw Tretjak, Alexander Sidelnikow Verteidigung: Waleri Wassiljew (1), Wladimir Luttschenko (1), Gennadi Zygankow, Alexander Filippow, Juri Tjurin (1), Wiktor Kusnezow Sturm: Boris Michailow (1), Wladimir Petrow, Waleri Charlamow, Juri Lebedew, Wladimir Schadrin, Alexander Jakuschew (1), Wladimir Wikulow, Wjatscheslaw Anissin, Alexander Malzew (1), Wladimir Repnjow, Alexander Bodunow, Sergei Kapustin (1) Trainer / Assistenten: Boris Kulagin / Konstantin Loktew / Wladimir Jursinow                                     | Tor: Wladislaw Tretjak, Alexander Sidelnikow Verteidigung: Waleri Wassiljew (1), Wladimir Luttschenko (1), Gennadi Zygankow, Alexander Filippow, Juri Tjurin (1), Wiktor Kusnezow Sturm: Boris Michailow (1), Wladimir Petrow, Waleri Charlamow, Juri Lebedew, Wladimir Schadrin, Alexander Jakuschew (1), Wladimir Wikulow, Wjatscheslaw Anissin, Alexander Malzew (1), Wladimir Repnjow, Alexander Bodunow, Sergei Kapustin (1) Trainer / Assistenten: Boris Kulagin / Konstantin Loktew / Wladimir Jursinow                                     | Tor: Wladislaw Tretjak, Alexander Sidelnikow Verteidigung: Waleri Wassiljew (1), Wladimir Luttschenko (1), Gennadi Zygankow, Alexander Filippow, Juri Tjurin (1), Wiktor Kusnezow Sturm: Boris Michailow (1), Wladimir Petrow, Waleri Charlamow, Juri Lebedew, Wladimir Schadrin, Alexander Jakuschew (1), Wladimir Wikulow, Wjatscheslaw Anissin, Alexander Malzew (1), Wladimir Repnjow, Alexander Bodunow, Sergei Kapustin (1) Trainer / Assistenten: Boris Kulagin / Konstantin Loktew / Wladimir Jursinow                                     |
| Nr. 420 8. November 1974   | 5:2 (3:2, 0:2, 2:0) | 0 Finnland | A | 0Tampere, FIN | 0Iswestija-Pokal 1974 | |
| Aufstellung                | Tor: Alexander Sidelnikow Verteidigung: Gennadi Zygankow, Alexander Filippow, Waleri Wassiljew, Wladimir Luttschenko, Juri Tjurin, Juri Fjodorow Sturm: Wiktor Schalimow, Wladimir Schadrin, Alexander Jakuschew (1), Wladimir Wikulow, Wjatscheslaw Anissin (1), Alexander Malzew, Sergei Kotow (1), Wladimir Repnjow, Sergei Kapustin (2), Juri Lebedew Trainer / Assistenten: Boris Kulagin / Konstantin Loktew / Wladimir Jursinow | Tor: Alexander Sidelnikow Verteidigung: Gennadi Zygankow, Alexander Filippow, Waleri Wassiljew, Wladimir Luttschenko, Juri Tjurin, Juri Fjodorow Sturm: Wiktor Schalimow, Wladimir Schadrin, Alexander Jakuschew (1), Wladimir Wikulow, Wjatscheslaw Anissin (1), Alexander Malzew, Sergei Kotow (1), Wladimir Repnjow, Sergei Kapustin (2), Juri Lebedew Trainer / Assistenten: Boris Kulagin / Konstantin Loktew / Wladimir Jursinow | Tor: Alexander Sidelnikow Verteidigung: Gennadi Zygankow, Alexander Filippow, Waleri Wassiljew, Wladimir Luttschenko, Juri Tjurin, Juri Fjodorow Sturm: Wiktor Schalimow, Wladimir Schadrin, Alexander Jakuschew (1), Wladimir Wikulow, Wjatscheslaw Anissin (1), Alexander Malzew, Sergei Kotow (1), Wladimir Repnjow, Sergei Kapustin (2), Juri Lebedew Trainer / Assistenten: Boris Kulagin / Konstantin Loktew / Wladimir Jursinow | Tor: Alexander Sidelnikow Verteidigung: Gennadi Zygankow, Alexander Filippow, Waleri Wassiljew, Wladimir Luttschenko, Juri Tjurin, Juri Fjodorow Sturm: Wiktor Schalimow, Wladimir Schadrin, Alexander Jakuschew (1), Wladimir Wikulow, Wjatscheslaw Anissin (1), Alexander Malzew, Sergei Kotow (1), Wladimir Repnjow, Sergei Kapustin (2), Juri Lebedew Trainer / Assistenten: Boris Kulagin / Konstantin Loktew / Wladimir Jursinow | Tor: Alexander Sidelnikow Verteidigung: Gennadi Zygankow, Alexander Filippow, Waleri Wassiljew, Wladimir Luttschenko, Juri Tjurin, Juri Fjodorow Sturm: Wiktor Schalimow, Wladimir Schadrin, Alexander Jakuschew (1), Wladimir Wikulow, Wjatscheslaw Anissin (1), Alexander Malzew, Sergei Kotow (1), Wladimir Repnjow, Sergei Kapustin (2), Juri Lebedew Trainer / Assistenten: Boris Kulagin / Konstantin Loktew / Wladimir Jursinow | Tor: Alexander Sidelnikow Verteidigung: Gennadi Zygankow, Alexander Filippow, Waleri Wassiljew, Wladimir Luttschenko, Juri Tjurin, Juri Fjodorow Sturm: Wiktor Schalimow, Wladimir Schadrin, Alexander Jakuschew (1), Wladimir Wikulow, Wjatscheslaw Anissin (1), Alexander Malzew, Sergei Kotow (1), Wladimir Repnjow, Sergei Kapustin (2), Juri Lebedew Trainer / Assistenten: Boris Kulagin / Konstantin Loktew / Wladimir Jursinow |
| Nr. 421 10. November 1974  | 5:3 (2:1, 3:0, 0:2) | 0 Finnland | A | 0Helsinki, FIN | 0Iswestija-Pokal 1974 | |
| Aufstellung                | Tor: Wladislaw Tretjak, Alexander Sidelnikow Verteidigung: Wiktor Kusnezow, Wladimir Luttschenko, Gennadi Zygankow (1), Alexander Filippow, Juri Tjurin, Juri Fjodorow Sturm: Boris Michailow (1), Wladimir Petrow, Waleri Charlamow, Wiktor Schalimow (2), Wladimir Schadrin, Alexander Jakuschew, Wladimir Wikulow, Wjatscheslaw Anissin, Juri Lebedew, Sergei Kotow, Wladimir Repnjow (1), Sergei Kapustin Trainer / Assistenten: Boris Kulagin / Konstantin Loktew / Wladimir Jursinow                                                         | Tor: Wladislaw Tretjak, Alexander Sidelnikow Verteidigung: Wiktor Kusnezow, Wladimir Luttschenko, Gennadi Zygankow (1), Alexander Filippow, Juri Tjurin, Juri Fjodorow Sturm: Boris Michailow (1), Wladimir Petrow, Waleri Charlamow, Wiktor Schalimow (2), Wladimir Schadrin, Alexander Jakuschew, Wladimir Wikulow, Wjatscheslaw Anissin, Juri Lebedew, Sergei Kotow, Wladimir Repnjow (1), Sergei Kapustin Trainer / Assistenten: Boris Kulagin / Konstantin Loktew / Wladimir Jursinow                                                         | Tor: Wladislaw Tretjak, Alexander Sidelnikow Verteidigung: Wiktor Kusnezow, Wladimir Luttschenko, Gennadi Zygankow (1), Alexander Filippow, Juri Tjurin, Juri Fjodorow Sturm: Boris Michailow (1), Wladimir Petrow, Waleri Charlamow, Wiktor Schalimow (2), Wladimir Schadrin, Alexander Jakuschew, Wladimir Wikulow, Wjatscheslaw Anissin, Juri Lebedew, Sergei Kotow, Wladimir Repnjow (1), Sergei Kapustin Trainer / Assistenten: Boris Kulagin / Konstantin Loktew / Wladimir Jursinow                                                         | Tor: Wladislaw Tretjak, Alexander Sidelnikow Verteidigung: Wiktor Kusnezow, Wladimir Luttschenko, Gennadi Zygankow (1), Alexander Filippow, Juri Tjurin, Juri Fjodorow Sturm: Boris Michailow (1), Wladimir Petrow, Waleri Charlamow, Wiktor Schalimow (2), Wladimir Schadrin, Alexander Jakuschew, Wladimir Wikulow, Wjatscheslaw Anissin, Juri Lebedew, Sergei Kotow, Wladimir Repnjow (1), Sergei Kapustin Trainer / Assistenten: Boris Kulagin / Konstantin Loktew / Wladimir Jursinow                                                         | Tor: Wladislaw Tretjak, Alexander Sidelnikow Verteidigung: Wiktor Kusnezow, Wladimir Luttschenko, Gennadi Zygankow (1), Alexander Filippow, Juri Tjurin, Juri Fjodorow Sturm: Boris Michailow (1), Wladimir Petrow, Waleri Charlamow, Wiktor Schalimow (2), Wladimir Schadrin, Alexander Jakuschew, Wladimir Wikulow, Wjatscheslaw Anissin, Juri Lebedew, Sergei Kotow, Wladimir Repnjow (1), Sergei Kapustin Trainer / Assistenten: Boris Kulagin / Konstantin Loktew / Wladimir Jursinow                                                         | Tor: Wladislaw Tretjak, Alexander Sidelnikow Verteidigung: Wiktor Kusnezow, Wladimir Luttschenko, Gennadi Zygankow (1), Alexander Filippow, Juri Tjurin, Juri Fjodorow Sturm: Boris Michailow (1), Wladimir Petrow, Waleri Charlamow, Wiktor Schalimow (2), Wladimir Schadrin, Alexander Jakuschew, Wladimir Wikulow, Wjatscheslaw Anissin, Juri Lebedew, Sergei Kotow, Wladimir Repnjow (1), Sergei Kapustin Trainer / Assistenten: Boris Kulagin / Konstantin Loktew / Wladimir Jursinow                                                         |
| Nr. 422 12. Dezember 1974  | 7:2 (2:0, 3:2, 2:0) | 0 Schweden | H | 0Moskau | 0Iswestija-Pokal 1974 | |
| Aufstellung                | Tor: Wladislaw Tretjak Verteidigung: Waleri Wassiljew, Alexander Gussew (1), Gennadi Zygankow, Juri Schatalow, Juri Tjurin, Wladimir Luttschenko, Alexander Filippow (1), Wiktor Kusnezow Sturm: Boris Michailow, Wladimir Petrow (1), Waleri Charlamow (1), Wiktor Schalimow, Wladimir Schadrin, Alexander Jakuschew (1), Juri Lebedew (1), Wjatscheslaw Anissin (1), Alexander Bodunow, Wladimir Wikulow, Alexander Malzew, Sergei Kapustin Trainer / Assistenten: Boris Kulagin / Konstantin Loktew / Wladimir Jursinow                         | Tor: Wladislaw Tretjak Verteidigung: Waleri Wassiljew, Alexander Gussew (1), Gennadi Zygankow, Juri Schatalow, Juri Tjurin, Wladimir Luttschenko, Alexander Filippow (1), Wiktor Kusnezow Sturm: Boris Michailow, Wladimir Petrow (1), Waleri Charlamow (1), Wiktor Schalimow, Wladimir Schadrin, Alexander Jakuschew (1), Juri Lebedew (1), Wjatscheslaw Anissin (1), Alexander Bodunow, Wladimir Wikulow, Alexander Malzew, Sergei Kapustin Trainer / Assistenten: Boris Kulagin / Konstantin Loktew / Wladimir Jursinow                         | Tor: Wladislaw Tretjak Verteidigung: Waleri Wassiljew, Alexander Gussew (1), Gennadi Zygankow, Juri Schatalow, Juri Tjurin, Wladimir Luttschenko, Alexander Filippow (1), Wiktor Kusnezow Sturm: Boris Michailow, Wladimir Petrow (1), Waleri Charlamow (1), Wiktor Schalimow, Wladimir Schadrin, Alexander Jakuschew (1), Juri Lebedew (1), Wjatscheslaw Anissin (1), Alexander Bodunow, Wladimir Wikulow, Alexander Malzew, Sergei Kapustin Trainer / Assistenten: Boris Kulagin / Konstantin Loktew / Wladimir Jursinow                         | Tor: Wladislaw Tretjak Verteidigung: Waleri Wassiljew, Alexander Gussew (1), Gennadi Zygankow, Juri Schatalow, Juri Tjurin, Wladimir Luttschenko, Alexander Filippow (1), Wiktor Kusnezow Sturm: Boris Michailow, Wladimir Petrow (1), Waleri Charlamow (1), Wiktor Schalimow, Wladimir Schadrin, Alexander Jakuschew (1), Juri Lebedew (1), Wjatscheslaw Anissin (1), Alexander Bodunow, Wladimir Wikulow, Alexander Malzew, Sergei Kapustin Trainer / Assistenten: Boris Kulagin / Konstantin Loktew / Wladimir Jursinow                         | Tor: Wladislaw Tretjak Verteidigung: Waleri Wassiljew, Alexander Gussew (1), Gennadi Zygankow, Juri Schatalow, Juri Tjurin, Wladimir Luttschenko, Alexander Filippow (1), Wiktor Kusnezow Sturm: Boris Michailow, Wladimir Petrow (1), Waleri Charlamow (1), Wiktor Schalimow, Wladimir Schadrin, Alexander Jakuschew (1), Juri Lebedew (1), Wjatscheslaw Anissin (1), Alexander Bodunow, Wladimir Wikulow, Alexander Malzew, Sergei Kapustin Trainer / Assistenten: Boris Kulagin / Konstantin Loktew / Wladimir Jursinow                         | Tor: Wladislaw Tretjak Verteidigung: Waleri Wassiljew, Alexander Gussew (1), Gennadi Zygankow, Juri Schatalow, Juri Tjurin, Wladimir Luttschenko, Alexander Filippow (1), Wiktor Kusnezow Sturm: Boris Michailow, Wladimir Petrow (1), Waleri Charlamow (1), Wiktor Schalimow, Wladimir Schadrin, Alexander Jakuschew (1), Juri Lebedew (1), Wjatscheslaw Anissin (1), Alexander Bodunow, Wladimir Wikulow, Alexander Malzew, Sergei Kapustin Trainer / Assistenten: Boris Kulagin / Konstantin Loktew / Wladimir Jursinow                         |
| Nr. 423 14. Dezember 1974  | 5:2 (3:0, 2:1, 0:1) | 0 Schweden | H | 0Moskau | 0Iswestija-Pokal 1974 | |
| Aufstellung                | Tor: Wladimir Schepowalow Verteidigung: Waleri Wassiljew, Alexander Gussew (2), Gennadi Zygankow, Juri Schatalow, Juri Tjurin, Wladimir Luttschenko, Alexander Filippow, Wiktor Kusnezow Sturm: Boris Michailow (1), Wladimir Petrow, Waleri Charlamow (2), Wiktor Schalimow, Wladimir Schadrin, Alexander Jakuschew, Juri Lebedew, Wjatscheslaw Anissin, Alexander Bodunow, Wladimir Wikulow, Alexander Malzew, Sergei Kapustin Trainer / Assistenten: Boris Kulagin / Konstantin Loktew / Wladimir Jursinow                                      | Tor: Wladimir Schepowalow Verteidigung: Waleri Wassiljew, Alexander Gussew (2), Gennadi Zygankow, Juri Schatalow, Juri Tjurin, Wladimir Luttschenko, Alexander Filippow, Wiktor Kusnezow Sturm: Boris Michailow (1), Wladimir Petrow, Waleri Charlamow (2), Wiktor Schalimow, Wladimir Schadrin, Alexander Jakuschew, Juri Lebedew, Wjatscheslaw Anissin, Alexander Bodunow, Wladimir Wikulow, Alexander Malzew, Sergei Kapustin Trainer / Assistenten: Boris Kulagin / Konstantin Loktew / Wladimir Jursinow                                      | Tor: Wladimir Schepowalow Verteidigung: Waleri Wassiljew, Alexander Gussew (2), Gennadi Zygankow, Juri Schatalow, Juri Tjurin, Wladimir Luttschenko, Alexander Filippow, Wiktor Kusnezow Sturm: Boris Michailow (1), Wladimir Petrow, Waleri Charlamow (2), Wiktor Schalimow, Wladimir Schadrin, Alexander Jakuschew, Juri Lebedew, Wjatscheslaw Anissin, Alexander Bodunow, Wladimir Wikulow, Alexander Malzew, Sergei Kapustin Trainer / Assistenten: Boris Kulagin / Konstantin Loktew / Wladimir Jursinow                                      | Tor: Wladimir Schepowalow Verteidigung: Waleri Wassiljew, Alexander Gussew (2), Gennadi Zygankow, Juri Schatalow, Juri Tjurin, Wladimir Luttschenko, Alexander Filippow, Wiktor Kusnezow Sturm: Boris Michailow (1), Wladimir Petrow, Waleri Charlamow (2), Wiktor Schalimow, Wladimir Schadrin, Alexander Jakuschew, Juri Lebedew, Wjatscheslaw Anissin, Alexander Bodunow, Wladimir Wikulow, Alexander Malzew, Sergei Kapustin Trainer / Assistenten: Boris Kulagin / Konstantin Loktew / Wladimir Jursinow                                      | Tor: Wladimir Schepowalow Verteidigung: Waleri Wassiljew, Alexander Gussew (2), Gennadi Zygankow, Juri Schatalow, Juri Tjurin, Wladimir Luttschenko, Alexander Filippow, Wiktor Kusnezow Sturm: Boris Michailow (1), Wladimir Petrow, Waleri Charlamow (2), Wiktor Schalimow, Wladimir Schadrin, Alexander Jakuschew, Juri Lebedew, Wjatscheslaw Anissin, Alexander Bodunow, Wladimir Wikulow, Alexander Malzew, Sergei Kapustin Trainer / Assistenten: Boris Kulagin / Konstantin Loktew / Wladimir Jursinow                                      | Tor: Wladimir Schepowalow Verteidigung: Waleri Wassiljew, Alexander Gussew (2), Gennadi Zygankow, Juri Schatalow, Juri Tjurin, Wladimir Luttschenko, Alexander Filippow, Wiktor Kusnezow Sturm: Boris Michailow (1), Wladimir Petrow, Waleri Charlamow (2), Wiktor Schalimow, Wladimir Schadrin, Alexander Jakuschew, Juri Lebedew, Wjatscheslaw Anissin, Alexander Bodunow, Wladimir Wikulow, Alexander Malzew, Sergei Kapustin Trainer / Assistenten: Boris Kulagin / Konstantin Loktew / Wladimir Jursinow                                      |
| Nr. 424 15. Dezember 1974  | 4:3 (0:2, 0:1, 4:0) | 0 Schweden | H | 0Moskau | 0Iswestija-Pokal 1974 | |
| Aufstellung                | Tor: Wladislaw Tretjak Verteidigung: Gennadi Zygankow, Juri Schatalow, Juri Tjurin, Wladimir Luttschenko, Waleri Wassiljew, Alexander Gussew, Alexander Filippow Sturm: Boris Michailow (1), Wiktor Schalimow, Alexander Jakuschew, Juri Lebedew (1), Wjatscheslaw Anissin (1), Alexander Bodunow, Wladimir Wikulow (1), Alexander Malzew, Sergei Kapustin Trainer / Assistenten: Boris Kulagin / Konstantin Loktew / Wladimir Jursinow | Tor: Wladislaw Tretjak Verteidigung: Gennadi Zygankow, Juri Schatalow, Juri Tjurin, Wladimir Luttschenko, Waleri Wassiljew, Alexander Gussew, Alexander Filippow Sturm: Boris Michailow (1), Wiktor Schalimow, Alexander Jakuschew, Juri Lebedew (1), Wjatscheslaw Anissin (1), Alexander Bodunow, Wladimir Wikulow (1), Alexander Malzew, Sergei Kapustin Trainer / Assistenten: Boris Kulagin / Konstantin Loktew / Wladimir Jursinow | Tor: Wladislaw Tretjak Verteidigung: Gennadi Zygankow, Juri Schatalow, Juri Tjurin, Wladimir Luttschenko, Waleri Wassiljew, Alexander Gussew, Alexander Filippow Sturm: Boris Michailow (1), Wiktor Schalimow, Alexander Jakuschew, Juri Lebedew (1), Wjatscheslaw Anissin (1), Alexander Bodunow, Wladimir Wikulow (1), Alexander Malzew, Sergei Kapustin Trainer / Assistenten: Boris Kulagin / Konstantin Loktew / Wladimir Jursinow | Tor: Wladislaw Tretjak Verteidigung: Gennadi Zygankow, Juri Schatalow, Juri Tjurin, Wladimir Luttschenko, Waleri Wassiljew, Alexander Gussew, Alexander Filippow Sturm: Boris Michailow (1), Wiktor Schalimow, Alexander Jakuschew, Juri Lebedew (1), Wjatscheslaw Anissin (1), Alexander Bodunow, Wladimir Wikulow (1), Alexander Malzew, Sergei Kapustin Trainer / Assistenten: Boris Kulagin / Konstantin Loktew / Wladimir Jursinow | Tor: Wladislaw Tretjak Verteidigung: Gennadi Zygankow, Juri Schatalow, Juri Tjurin, Wladimir Luttschenko, Waleri Wassiljew, Alexander Gussew, Alexander Filippow Sturm: Boris Michailow (1), Wiktor Schalimow, Alexander Jakuschew, Juri Lebedew (1), Wjatscheslaw Anissin (1), Alexander Bodunow, Wladimir Wikulow (1), Alexander Malzew, Sergei Kapustin Trainer / Assistenten: Boris Kulagin / Konstantin Loktew / Wladimir Jursinow | Tor: Wladislaw Tretjak Verteidigung: Gennadi Zygankow, Juri Schatalow, Juri Tjurin, Wladimir Luttschenko, Waleri Wassiljew, Alexander Gussew, Alexander Filippow Sturm: Boris Michailow (1), Wiktor Schalimow, Alexander Jakuschew, Juri Lebedew (1), Wjatscheslaw Anissin (1), Alexander Bodunow, Wladimir Wikulow (1), Alexander Malzew, Sergei Kapustin Trainer / Assistenten: Boris Kulagin / Konstantin Loktew / Wladimir Jursinow |
| Nr. 425 18. Dezember 1974  | 6:3 (1:1, 2:1, 3:1) | 0 Tschechoslowakei | H | 0Moskau | 0Iswestija-Pokal 1974 | |
| Aufstellung                | Tor: Wladislaw Tretjak Verteidigung: Waleri Wassiljew (2), Alexander Gussew (1), Gennadi Zygankow, Juri Schatalow, Alexander Filippow, Wladimir Luttschenko Sturm: Boris Michailow, Wladimir Petrow (2), Waleri Charlamow, Wiktor Schalimow, Wladimir Schadrin, Alexander Jakuschew (1), Wladimir Wikulow, Alexander Malzew, Sergei Kapustin, Juri Lebedew Trainer / Assistenten: Boris Kulagin / Konstantin Loktew / Wladimir Jursinow | Tor: Wladislaw Tretjak Verteidigung: Waleri Wassiljew (2), Alexander Gussew (1), Gennadi Zygankow, Juri Schatalow, Alexander Filippow, Wladimir Luttschenko Sturm: Boris Michailow, Wladimir Petrow (2), Waleri Charlamow, Wiktor Schalimow, Wladimir Schadrin, Alexander Jakuschew (1), Wladimir Wikulow, Alexander Malzew, Sergei Kapustin, Juri Lebedew Trainer / Assistenten: Boris Kulagin / Konstantin Loktew / Wladimir Jursinow | Tor: Wladislaw Tretjak Verteidigung: Waleri Wassiljew (2), Alexander Gussew (1), Gennadi Zygankow, Juri Schatalow, Alexander Filippow, Wladimir Luttschenko Sturm: Boris Michailow, Wladimir Petrow (2), Waleri Charlamow, Wiktor Schalimow, Wladimir Schadrin, Alexander Jakuschew (1), Wladimir Wikulow, Alexander Malzew, Sergei Kapustin, Juri Lebedew Trainer / Assistenten: Boris Kulagin / Konstantin Loktew / Wladimir Jursinow | Tor: Wladislaw Tretjak Verteidigung: Waleri Wassiljew (2), Alexander Gussew (1), Gennadi Zygankow, Juri Schatalow, Alexander Filippow, Wladimir Luttschenko Sturm: Boris Michailow, Wladimir Petrow (2), Waleri Charlamow, Wiktor Schalimow, Wladimir Schadrin, Alexander Jakuschew (1), Wladimir Wikulow, Alexander Malzew, Sergei Kapustin, Juri Lebedew Trainer / Assistenten: Boris Kulagin / Konstantin Loktew / Wladimir Jursinow | Tor: Wladislaw Tretjak Verteidigung: Waleri Wassiljew (2), Alexander Gussew (1), Gennadi Zygankow, Juri Schatalow, Alexander Filippow, Wladimir Luttschenko Sturm: Boris Michailow, Wladimir Petrow (2), Waleri Charlamow, Wiktor Schalimow, Wladimir Schadrin, Alexander Jakuschew (1), Wladimir Wikulow, Alexander Malzew, Sergei Kapustin, Juri Lebedew Trainer / Assistenten: Boris Kulagin / Konstantin Loktew / Wladimir Jursinow | Tor: Wladislaw Tretjak Verteidigung: Waleri Wassiljew (2), Alexander Gussew (1), Gennadi Zygankow, Juri Schatalow, Alexander Filippow, Wladimir Luttschenko Sturm: Boris Michailow, Wladimir Petrow (2), Waleri Charlamow, Wiktor Schalimow, Wladimir Schadrin, Alexander Jakuschew (1), Wladimir Wikulow, Alexander Malzew, Sergei Kapustin, Juri Lebedew Trainer / Assistenten: Boris Kulagin / Konstantin Loktew / Wladimir Jursinow |
| Nr. 426 19. Dezember 1974  | 3:3 (2:1, 0:2, 1:0) | 0 Tschechoslowakei | H | 0Moskau | 0Iswestija-Pokal 1974 | |
| Aufstellung                | Tor: Wladimir Schepowalow, Wladislaw Tretjak (33. Min.) Verteidigung: Waleri Wassiljew, Alexander Gussew, Juri Tjurin, Wladimir Luttschenko, Alexander Filippow, Wiktor Kusnezow, Juri Schatalow (1) Sturm: Alexander Malzew, Wladimir Petrow (1), Waleri Charlamow (1), Juri Lebedew, Wjatscheslaw Anissin, Alexander Bodunow, Wiktor Schalimow, Wladimir Schadrin, Alexander Jakuschew, Wladimir Wikulow, Sergei Kapustin Trainer / Assistenten: Boris Kulagin / Konstantin Loktew / Wladimir Jursinow                                           | Tor: Wladimir Schepowalow, Wladislaw Tretjak (33. Min.) Verteidigung: Waleri Wassiljew, Alexander Gussew, Juri Tjurin, Wladimir Luttschenko, Alexander Filippow, Wiktor Kusnezow, Juri Schatalow (1) Sturm: Alexander Malzew, Wladimir Petrow (1), Waleri Charlamow (1), Juri Lebedew, Wjatscheslaw Anissin, Alexander Bodunow, Wiktor Schalimow, Wladimir Schadrin, Alexander Jakuschew, Wladimir Wikulow, Sergei Kapustin Trainer / Assistenten: Boris Kulagin / Konstantin Loktew / Wladimir Jursinow                                           | Tor: Wladimir Schepowalow, Wladislaw Tretjak (33. Min.) Verteidigung: Waleri Wassiljew, Alexander Gussew, Juri Tjurin, Wladimir Luttschenko, Alexander Filippow, Wiktor Kusnezow, Juri Schatalow (1) Sturm: Alexander Malzew, Wladimir Petrow (1), Waleri Charlamow (1), Juri Lebedew, Wjatscheslaw Anissin, Alexander Bodunow, Wiktor Schalimow, Wladimir Schadrin, Alexander Jakuschew, Wladimir Wikulow, Sergei Kapustin Trainer / Assistenten: Boris Kulagin / Konstantin Loktew / Wladimir Jursinow                                           | Tor: Wladimir Schepowalow, Wladislaw Tretjak (33. Min.) Verteidigung: Waleri Wassiljew, Alexander Gussew, Juri Tjurin, Wladimir Luttschenko, Alexander Filippow, Wiktor Kusnezow, Juri Schatalow (1) Sturm: Alexander Malzew, Wladimir Petrow (1), Waleri Charlamow (1), Juri Lebedew, Wjatscheslaw Anissin, Alexander Bodunow, Wiktor Schalimow, Wladimir Schadrin, Alexander Jakuschew, Wladimir Wikulow, Sergei Kapustin Trainer / Assistenten: Boris Kulagin / Konstantin Loktew / Wladimir Jursinow                                           | Tor: Wladimir Schepowalow, Wladislaw Tretjak (33. Min.) Verteidigung: Waleri Wassiljew, Alexander Gussew, Juri Tjurin, Wladimir Luttschenko, Alexander Filippow, Wiktor Kusnezow, Juri Schatalow (1) Sturm: Alexander Malzew, Wladimir Petrow (1), Waleri Charlamow (1), Juri Lebedew, Wjatscheslaw Anissin, Alexander Bodunow, Wiktor Schalimow, Wladimir Schadrin, Alexander Jakuschew, Wladimir Wikulow, Sergei Kapustin Trainer / Assistenten: Boris Kulagin / Konstantin Loktew / Wladimir Jursinow                                           | Tor: Wladimir Schepowalow, Wladislaw Tretjak (33. Min.) Verteidigung: Waleri Wassiljew, Alexander Gussew, Juri Tjurin, Wladimir Luttschenko, Alexander Filippow, Wiktor Kusnezow, Juri Schatalow (1) Sturm: Alexander Malzew, Wladimir Petrow (1), Waleri Charlamow (1), Juri Lebedew, Wjatscheslaw Anissin, Alexander Bodunow, Wiktor Schalimow, Wladimir Schadrin, Alexander Jakuschew, Wladimir Wikulow, Sergei Kapustin Trainer / Assistenten: Boris Kulagin / Konstantin Loktew / Wladimir Jursinow                                           |
| Nr. 427 21. Dezember 1974  | 3:4 (2:2, 1:1, 0:1) | 0 Tschechoslowakei | H | 0Moskau | 0Iswestija-Pokal 1974 | |
| Aufstellung                | Tor: Wladislaw Tretjak Verteidigung: Waleri Wassiljew, Alexander Gussew, Alexander Filippow, Juri Schatalow, Gennadi Zygankow, Wladimir Luttschenko, Juri Tjurin Sturm: Boris Michailow, Wladimir Petrow, Waleri Charlamow, Wladimir Wikulow, Wladimir Schadrin, Alexander Malzew (2), Juri Lebedew, Wjatscheslaw Anissin, Sergei Kapustin (1), Wiktor Schalimow Trainer / Assistenten: Boris Kulagin / Konstantin Loktew / Wladimir Jursinow | Tor: Wladislaw Tretjak Verteidigung: Waleri Wassiljew, Alexander Gussew, Alexander Filippow, Juri Schatalow, Gennadi Zygankow, Wladimir Luttschenko, Juri Tjurin Sturm: Boris Michailow, Wladimir Petrow, Waleri Charlamow, Wladimir Wikulow, Wladimir Schadrin, Alexander Malzew (2), Juri Lebedew, Wjatscheslaw Anissin, Sergei Kapustin (1), Wiktor Schalimow Trainer / Assistenten: Boris Kulagin / Konstantin Loktew / Wladimir Jursinow | Tor: Wladislaw Tretjak Verteidigung: Waleri Wassiljew, Alexander Gussew, Alexander Filippow, Juri Schatalow, Gennadi Zygankow, Wladimir Luttschenko, Juri Tjurin Sturm: Boris Michailow, Wladimir Petrow, Waleri Charlamow, Wladimir Wikulow, Wladimir Schadrin, Alexander Malzew (2), Juri Lebedew, Wjatscheslaw Anissin, Sergei Kapustin (1), Wiktor Schalimow Trainer / Assistenten: Boris Kulagin / Konstantin Loktew / Wladimir Jursinow | Tor: Wladislaw Tretjak Verteidigung: Waleri Wassiljew, Alexander Gussew, Alexander Filippow, Juri Schatalow, Gennadi Zygankow, Wladimir Luttschenko, Juri Tjurin Sturm: Boris Michailow, Wladimir Petrow, Waleri Charlamow, Wladimir Wikulow, Wladimir Schadrin, Alexander Malzew (2), Juri Lebedew, Wjatscheslaw Anissin, Sergei Kapustin (1), Wiktor Schalimow Trainer / Assistenten: Boris Kulagin / Konstantin Loktew / Wladimir Jursinow | Tor: Wladislaw Tretjak Verteidigung: Waleri Wassiljew, Alexander Gussew, Alexander Filippow, Juri Schatalow, Gennadi Zygankow, Wladimir Luttschenko, Juri Tjurin Sturm: Boris Michailow, Wladimir Petrow, Waleri Charlamow, Wladimir Wikulow, Wladimir Schadrin, Alexander Malzew (2), Juri Lebedew, Wjatscheslaw Anissin, Sergei Kapustin (1), Wiktor Schalimow Trainer / Assistenten: Boris Kulagin / Konstantin Loktew / Wladimir Jursinow | Tor: Wladislaw Tretjak Verteidigung: Waleri Wassiljew, Alexander Gussew, Alexander Filippow, Juri Schatalow, Gennadi Zygankow, Wladimir Luttschenko, Juri Tjurin Sturm: Boris Michailow, Wladimir Petrow, Waleri Charlamow, Wladimir Wikulow, Wladimir Schadrin, Alexander Malzew (2), Juri Lebedew, Wjatscheslaw Anissin, Sergei Kapustin (1), Wiktor Schalimow Trainer / Assistenten: Boris Kulagin / Konstantin Loktew / Wladimir Jursinow |
| Nr. 428 9. März 1975       | 10:2 (2:0, 6:1, 2:1) | 0 BR Deutschland | A | 0Landshut, BRD | 0Freundschaftsspiel | |
| Aufstellung                | Tor: Wladislaw Tretjak, Wiktor Kriwolapow (41. Min.) Verteidigung: Waleri Wassiljew, Alexander Gussew, Juri Tjurin, Wladimir Luttschenko (2), Alexander Filippow, Juri Fjodorow (1) Sturm: Boris Michailow (1), Wladimir Petrow (1), Waleri Charlamow, Wiktor Schalimow (2), Wladimir Schadrin, Sergei Kapustin, Juri Lebedew (1), Wjatscheslaw Anissin (1), Konstantin Klimow (1), Wladimir Wikulow Trainer / Assistenten: Boris Kulagin / Konstantin Loktew / Wladimir Jursinow                                                                  | Tor: Wladislaw Tretjak, Wiktor Kriwolapow (41. Min.) Verteidigung: Waleri Wassiljew, Alexander Gussew, Juri Tjurin, Wladimir Luttschenko (2), Alexander Filippow, Juri Fjodorow (1) Sturm: Boris Michailow (1), Wladimir Petrow (1), Waleri Charlamow, Wiktor Schalimow (2), Wladimir Schadrin, Sergei Kapustin, Juri Lebedew (1), Wjatscheslaw Anissin (1), Konstantin Klimow (1), Wladimir Wikulow Trainer / Assistenten: Boris Kulagin / Konstantin Loktew / Wladimir Jursinow                                                                  | Tor: Wladislaw Tretjak, Wiktor Kriwolapow (41. Min.) Verteidigung: Waleri Wassiljew, Alexander Gussew, Juri Tjurin, Wladimir Luttschenko (2), Alexander Filippow, Juri Fjodorow (1) Sturm: Boris Michailow (1), Wladimir Petrow (1), Waleri Charlamow, Wiktor Schalimow (2), Wladimir Schadrin, Sergei Kapustin, Juri Lebedew (1), Wjatscheslaw Anissin (1), Konstantin Klimow (1), Wladimir Wikulow Trainer / Assistenten: Boris Kulagin / Konstantin Loktew / Wladimir Jursinow                                                                  | Tor: Wladislaw Tretjak, Wiktor Kriwolapow (41. Min.) Verteidigung: Waleri Wassiljew, Alexander Gussew, Juri Tjurin, Wladimir Luttschenko (2), Alexander Filippow, Juri Fjodorow (1) Sturm: Boris Michailow (1), Wladimir Petrow (1), Waleri Charlamow, Wiktor Schalimow (2), Wladimir Schadrin, Sergei Kapustin, Juri Lebedew (1), Wjatscheslaw Anissin (1), Konstantin Klimow (1), Wladimir Wikulow Trainer / Assistenten: Boris Kulagin / Konstantin Loktew / Wladimir Jursinow                                                                  | Tor: Wladislaw Tretjak, Wiktor Kriwolapow (41. Min.) Verteidigung: Waleri Wassiljew, Alexander Gussew, Juri Tjurin, Wladimir Luttschenko (2), Alexander Filippow, Juri Fjodorow (1) Sturm: Boris Michailow (1), Wladimir Petrow (1), Waleri Charlamow, Wiktor Schalimow (2), Wladimir Schadrin, Sergei Kapustin, Juri Lebedew (1), Wjatscheslaw Anissin (1), Konstantin Klimow (1), Wladimir Wikulow Trainer / Assistenten: Boris Kulagin / Konstantin Loktew / Wladimir Jursinow                                                                  | Tor: Wladislaw Tretjak, Wiktor Kriwolapow (41. Min.) Verteidigung: Waleri Wassiljew, Alexander Gussew, Juri Tjurin, Wladimir Luttschenko (2), Alexander Filippow, Juri Fjodorow (1) Sturm: Boris Michailow (1), Wladimir Petrow (1), Waleri Charlamow, Wiktor Schalimow (2), Wladimir Schadrin, Sergei Kapustin, Juri Lebedew (1), Wjatscheslaw Anissin (1), Konstantin Klimow (1), Wladimir Wikulow Trainer / Assistenten: Boris Kulagin / Konstantin Loktew / Wladimir Jursinow                                                                  |
| Nr. 429 18. März 1975      | 1:6 (1:2, 0:2, 0:2) | 0 Tschechoslowakei | A | 0Prag, TCH | 0Iswestija-Pokal 1974 | |
| Aufstellung                | Tor: Wladislaw Tretjak Verteidigung: Waleri Wassiljew, Alexander Gussew, Gennadi Zygankow, Juri Ljapkin, Juri Tjurin, Wladimir Luttschenko, Alexander Filippow, Juri Fjodorow Sturm: Boris Michailow, Wladimir Petrow, Waleri Charlamow (1), Wladimir Wikulow, Wladimir Schadrin, Alexander Jakuschew, Alexander Malzew, Wiktor Schalimow, Sergei Kapustin, Juri Lebedew, Wjatscheslaw Anissin Trainer / Assistenten: Boris Kulagin / Konstantin Loktew / Wladimir Jursinow                                                                        | Tor: Wladislaw Tretjak Verteidigung: Waleri Wassiljew, Alexander Gussew, Gennadi Zygankow, Juri Ljapkin, Juri Tjurin, Wladimir Luttschenko, Alexander Filippow, Juri Fjodorow Sturm: Boris Michailow, Wladimir Petrow, Waleri Charlamow (1), Wladimir Wikulow, Wladimir Schadrin, Alexander Jakuschew, Alexander Malzew, Wiktor Schalimow, Sergei Kapustin, Juri Lebedew, Wjatscheslaw Anissin Trainer / Assistenten: Boris Kulagin / Konstantin Loktew / Wladimir Jursinow                                                                        | Tor: Wladislaw Tretjak Verteidigung: Waleri Wassiljew, Alexander Gussew, Gennadi Zygankow, Juri Ljapkin, Juri Tjurin, Wladimir Luttschenko, Alexander Filippow, Juri Fjodorow Sturm: Boris Michailow, Wladimir Petrow, Waleri Charlamow (1), Wladimir Wikulow, Wladimir Schadrin, Alexander Jakuschew, Alexander Malzew, Wiktor Schalimow, Sergei Kapustin, Juri Lebedew, Wjatscheslaw Anissin Trainer / Assistenten: Boris Kulagin / Konstantin Loktew / Wladimir Jursinow                                                                        | Tor: Wladislaw Tretjak Verteidigung: Waleri Wassiljew, Alexander Gussew, Gennadi Zygankow, Juri Ljapkin, Juri Tjurin, Wladimir Luttschenko, Alexander Filippow, Juri Fjodorow Sturm: Boris Michailow, Wladimir Petrow, Waleri Charlamow (1), Wladimir Wikulow, Wladimir Schadrin, Alexander Jakuschew, Alexander Malzew, Wiktor Schalimow, Sergei Kapustin, Juri Lebedew, Wjatscheslaw Anissin Trainer / Assistenten: Boris Kulagin / Konstantin Loktew / Wladimir Jursinow                                                                        | Tor: Wladislaw Tretjak Verteidigung: Waleri Wassiljew, Alexander Gussew, Gennadi Zygankow, Juri Ljapkin, Juri Tjurin, Wladimir Luttschenko, Alexander Filippow, Juri Fjodorow Sturm: Boris Michailow, Wladimir Petrow, Waleri Charlamow (1), Wladimir Wikulow, Wladimir Schadrin, Alexander Jakuschew, Alexander Malzew, Wiktor Schalimow, Sergei Kapustin, Juri Lebedew, Wjatscheslaw Anissin Trainer / Assistenten: Boris Kulagin / Konstantin Loktew / Wladimir Jursinow                                                                        | Tor: Wladislaw Tretjak Verteidigung: Waleri Wassiljew, Alexander Gussew, Gennadi Zygankow, Juri Ljapkin, Juri Tjurin, Wladimir Luttschenko, Alexander Filippow, Juri Fjodorow Sturm: Boris Michailow, Wladimir Petrow, Waleri Charlamow (1), Wladimir Wikulow, Wladimir Schadrin, Alexander Jakuschew, Alexander Malzew, Wiktor Schalimow, Sergei Kapustin, Juri Lebedew, Wjatscheslaw Anissin Trainer / Assistenten: Boris Kulagin / Konstantin Loktew / Wladimir Jursinow                                                                        |
| Nr. 430 19. März 1975      | 2:4 (1:0, 1:1, 0:3) | 0 Tschechoslowakei | A | 0Prag, TCH | 0Iswestija-Pokal 1974 | |
| Aufstellung                | Tor: Wladislaw Tretjak Verteidigung: Waleri Wassiljew, Alexander Gussew, Alexander Filippow, Juri Ljapkin, Gennadi Zygankow, Wladimir Luttschenko Sturm: Boris Michailow (1), Wladimir Petrow, Waleri Charlamow (1), Wiktor Schalimow, Wladimir Schadrin, Alexander Jakuschew, Wladimir Wikulow, Alexander Malzew, Sergei Kapustin Trainer / Assistenten: Boris Kulagin / Konstantin Loktew / Wladimir Jursinow | Tor: Wladislaw Tretjak Verteidigung: Waleri Wassiljew, Alexander Gussew, Alexander Filippow, Juri Ljapkin, Gennadi Zygankow, Wladimir Luttschenko Sturm: Boris Michailow (1), Wladimir Petrow, Waleri Charlamow (1), Wiktor Schalimow, Wladimir Schadrin, Alexander Jakuschew, Wladimir Wikulow, Alexander Malzew, Sergei Kapustin Trainer / Assistenten: Boris Kulagin / Konstantin Loktew / Wladimir Jursinow | Tor: Wladislaw Tretjak Verteidigung: Waleri Wassiljew, Alexander Gussew, Alexander Filippow, Juri Ljapkin, Gennadi Zygankow, Wladimir Luttschenko Sturm: Boris Michailow (1), Wladimir Petrow, Waleri Charlamow (1), Wiktor Schalimow, Wladimir Schadrin, Alexander Jakuschew, Wladimir Wikulow, Alexander Malzew, Sergei Kapustin Trainer / Assistenten: Boris Kulagin / Konstantin Loktew / Wladimir Jursinow | Tor: Wladislaw Tretjak Verteidigung: Waleri Wassiljew, Alexander Gussew, Alexander Filippow, Juri Ljapkin, Gennadi Zygankow, Wladimir Luttschenko Sturm: Boris Michailow (1), Wladimir Petrow, Waleri Charlamow (1), Wiktor Schalimow, Wladimir Schadrin, Alexander Jakuschew, Wladimir Wikulow, Alexander Malzew, Sergei Kapustin Trainer / Assistenten: Boris Kulagin / Konstantin Loktew / Wladimir Jursinow | Tor: Wladislaw Tretjak Verteidigung: Waleri Wassiljew, Alexander Gussew, Alexander Filippow, Juri Ljapkin, Gennadi Zygankow, Wladimir Luttschenko Sturm: Boris Michailow (1), Wladimir Petrow, Waleri Charlamow (1), Wiktor Schalimow, Wladimir Schadrin, Alexander Jakuschew, Wladimir Wikulow, Alexander Malzew, Sergei Kapustin Trainer / Assistenten: Boris Kulagin / Konstantin Loktew / Wladimir Jursinow | Tor: Wladislaw Tretjak Verteidigung: Waleri Wassiljew, Alexander Gussew, Alexander Filippow, Juri Ljapkin, Gennadi Zygankow, Wladimir Luttschenko Sturm: Boris Michailow (1), Wladimir Petrow, Waleri Charlamow (1), Wiktor Schalimow, Wladimir Schadrin, Alexander Jakuschew, Wladimir Wikulow, Alexander Malzew, Sergei Kapustin Trainer / Assistenten: Boris Kulagin / Konstantin Loktew / Wladimir Jursinow |
| Nr. 431 21. März 1975      | 3:9 (1:4, 1:3, 1:2) | 0 Tschechoslowakei | A | 0Prag, TCH | 0Iswestija-Pokal 1974 | |
| Aufstellung                | Tor: Wladislaw Tretjak (41. Min.), Wiktor Kriwolapow (9. Min.) Verteidigung: Waleri Wassiljew, Alexander Gussew, Alexander Filippow, Juri Ljapkin (1), Gennadi Zygankow, Wladimir Luttschenko, Juri Tjurin Sturm: Boris Michailow, Wladimir Petrow (1), Waleri Charlamow, Juri Lebedew, Wladimir Schadrin, Alexander Jakuschew (1), Wladimir Wikulow, Wjatscheslaw Anissin, Alexander Malzew, Sergei Kapustin, Konstantin Klimow, Wiktor Schalimow Trainer / Assistenten: Boris Kulagin / Konstantin Loktew / Wladimir Jursinow                    | Tor: Wladislaw Tretjak (41. Min.), Wiktor Kriwolapow (9. Min.) Verteidigung: Waleri Wassiljew, Alexander Gussew, Alexander Filippow, Juri Ljapkin (1), Gennadi Zygankow, Wladimir Luttschenko, Juri Tjurin Sturm: Boris Michailow, Wladimir Petrow (1), Waleri Charlamow, Juri Lebedew, Wladimir Schadrin, Alexander Jakuschew (1), Wladimir Wikulow, Wjatscheslaw Anissin, Alexander Malzew, Sergei Kapustin, Konstantin Klimow, Wiktor Schalimow Trainer / Assistenten: Boris Kulagin / Konstantin Loktew / Wladimir Jursinow                    | Tor: Wladislaw Tretjak (41. Min.), Wiktor Kriwolapow (9. Min.) Verteidigung: Waleri Wassiljew, Alexander Gussew, Alexander Filippow, Juri Ljapkin (1), Gennadi Zygankow, Wladimir Luttschenko, Juri Tjurin Sturm: Boris Michailow, Wladimir Petrow (1), Waleri Charlamow, Juri Lebedew, Wladimir Schadrin, Alexander Jakuschew (1), Wladimir Wikulow, Wjatscheslaw Anissin, Alexander Malzew, Sergei Kapustin, Konstantin Klimow, Wiktor Schalimow Trainer / Assistenten: Boris Kulagin / Konstantin Loktew / Wladimir Jursinow                    | Tor: Wladislaw Tretjak (41. Min.), Wiktor Kriwolapow (9. Min.) Verteidigung: Waleri Wassiljew, Alexander Gussew, Alexander Filippow, Juri Ljapkin (1), Gennadi Zygankow, Wladimir Luttschenko, Juri Tjurin Sturm: Boris Michailow, Wladimir Petrow (1), Waleri Charlamow, Juri Lebedew, Wladimir Schadrin, Alexander Jakuschew (1), Wladimir Wikulow, Wjatscheslaw Anissin, Alexander Malzew, Sergei Kapustin, Konstantin Klimow, Wiktor Schalimow Trainer / Assistenten: Boris Kulagin / Konstantin Loktew / Wladimir Jursinow                    | Tor: Wladislaw Tretjak (41. Min.), Wiktor Kriwolapow (9. Min.) Verteidigung: Waleri Wassiljew, Alexander Gussew, Alexander Filippow, Juri Ljapkin (1), Gennadi Zygankow, Wladimir Luttschenko, Juri Tjurin Sturm: Boris Michailow, Wladimir Petrow (1), Waleri Charlamow, Juri Lebedew, Wladimir Schadrin, Alexander Jakuschew (1), Wladimir Wikulow, Wjatscheslaw Anissin, Alexander Malzew, Sergei Kapustin, Konstantin Klimow, Wiktor Schalimow Trainer / Assistenten: Boris Kulagin / Konstantin Loktew / Wladimir Jursinow                    | Tor: Wladislaw Tretjak (41. Min.), Wiktor Kriwolapow (9. Min.) Verteidigung: Waleri Wassiljew, Alexander Gussew, Alexander Filippow, Juri Ljapkin (1), Gennadi Zygankow, Wladimir Luttschenko, Juri Tjurin Sturm: Boris Michailow, Wladimir Petrow (1), Waleri Charlamow, Juri Lebedew, Wladimir Schadrin, Alexander Jakuschew (1), Wladimir Wikulow, Wjatscheslaw Anissin, Alexander Malzew, Sergei Kapustin, Konstantin Klimow, Wiktor Schalimow Trainer / Assistenten: Boris Kulagin / Konstantin Loktew / Wladimir Jursinow                    |
| Nr. 432 25. März 1975      | 9:2 (4:1, 3:0, 2:1) | 0 Schweden | A | 0Stockholm, SWE | 0Iswestija-Pokal 1974 | |
| Aufstellung                | Tor: Wladislaw Tretjak Verteidigung: Waleri Wassiljew, Wladimir Luttschenko (4), Juri Tjurin, Juri Ljapkin, Gennadi Zygankow, Alexander Filippow Sturm: Boris Michailow (1), Wladimir Petrow, Waleri Charlamow (1), Wiktor Schalimow (1), Wladimir Schadrin, Alexander Jakuschew (1), Wladimir Wikulow, Alexander Malzew (1), Sergei Kapustin Trainer / Assistenten: Boris Kulagin / Konstantin Loktew / Wladimir Jursinow | Tor: Wladislaw Tretjak Verteidigung: Waleri Wassiljew, Wladimir Luttschenko (4), Juri Tjurin, Juri Ljapkin, Gennadi Zygankow, Alexander Filippow Sturm: Boris Michailow (1), Wladimir Petrow, Waleri Charlamow (1), Wiktor Schalimow (1), Wladimir Schadrin, Alexander Jakuschew (1), Wladimir Wikulow, Alexander Malzew (1), Sergei Kapustin Trainer / Assistenten: Boris Kulagin / Konstantin Loktew / Wladimir Jursinow | Tor: Wladislaw Tretjak Verteidigung: Waleri Wassiljew, Wladimir Luttschenko (4), Juri Tjurin, Juri Ljapkin, Gennadi Zygankow, Alexander Filippow Sturm: Boris Michailow (1), Wladimir Petrow, Waleri Charlamow (1), Wiktor Schalimow (1), Wladimir Schadrin, Alexander Jakuschew (1), Wladimir Wikulow, Alexander Malzew (1), Sergei Kapustin Trainer / Assistenten: Boris Kulagin / Konstantin Loktew / Wladimir Jursinow | Tor: Wladislaw Tretjak Verteidigung: Waleri Wassiljew, Wladimir Luttschenko (4), Juri Tjurin, Juri Ljapkin, Gennadi Zygankow, Alexander Filippow Sturm: Boris Michailow (1), Wladimir Petrow, Waleri Charlamow (1), Wiktor Schalimow (1), Wladimir Schadrin, Alexander Jakuschew (1), Wladimir Wikulow, Alexander Malzew (1), Sergei Kapustin Trainer / Assistenten: Boris Kulagin / Konstantin Loktew / Wladimir Jursinow | Tor: Wladislaw Tretjak Verteidigung: Waleri Wassiljew, Wladimir Luttschenko (4), Juri Tjurin, Juri Ljapkin, Gennadi Zygankow, Alexander Filippow Sturm: Boris Michailow (1), Wladimir Petrow, Waleri Charlamow (1), Wiktor Schalimow (1), Wladimir Schadrin, Alexander Jakuschew (1), Wladimir Wikulow, Alexander Malzew (1), Sergei Kapustin Trainer / Assistenten: Boris Kulagin / Konstantin Loktew / Wladimir Jursinow | Tor: Wladislaw Tretjak Verteidigung: Waleri Wassiljew, Wladimir Luttschenko (4), Juri Tjurin, Juri Ljapkin, Gennadi Zygankow, Alexander Filippow Sturm: Boris Michailow (1), Wladimir Petrow, Waleri Charlamow (1), Wiktor Schalimow (1), Wladimir Schadrin, Alexander Jakuschew (1), Wladimir Wikulow, Alexander Malzew (1), Sergei Kapustin Trainer / Assistenten: Boris Kulagin / Konstantin Loktew / Wladimir Jursinow |
| Nr. 433 26. März 1975      | 7:4 (2:3, 4:0, 1:1) | 0 Schweden | A | 0Stockholm, SWE | 0Iswestija-Pokal 1974 | |
| Aufstellung                | Tor: Wiktor Kriwolapow Verteidigung: Waleri Wassiljew, Wladimir Luttschenko, Juri Tjurin, Juri Ljapkin, Gennadi Zygankow, Juri Fjodorow (1) Sturm: Boris Michailow (1), Wladimir Petrow (3), Waleri Charlamow, Wiktor Schalimow (1), Wladimir Schadrin, Alexander Jakuschew (1), Juri Lebedew, Wjatscheslaw Anissin, Konstantin Klimow Trainer / Assistenten: Boris Kulagin / Konstantin Loktew / Wladimir Jursinow | Tor: Wiktor Kriwolapow Verteidigung: Waleri Wassiljew, Wladimir Luttschenko, Juri Tjurin, Juri Ljapkin, Gennadi Zygankow, Juri Fjodorow (1) Sturm: Boris Michailow (1), Wladimir Petrow (3), Waleri Charlamow, Wiktor Schalimow (1), Wladimir Schadrin, Alexander Jakuschew (1), Juri Lebedew, Wjatscheslaw Anissin, Konstantin Klimow Trainer / Assistenten: Boris Kulagin / Konstantin Loktew / Wladimir Jursinow | Tor: Wiktor Kriwolapow Verteidigung: Waleri Wassiljew, Wladimir Luttschenko, Juri Tjurin, Juri Ljapkin, Gennadi Zygankow, Juri Fjodorow (1) Sturm: Boris Michailow (1), Wladimir Petrow (3), Waleri Charlamow, Wiktor Schalimow (1), Wladimir Schadrin, Alexander Jakuschew (1), Juri Lebedew, Wjatscheslaw Anissin, Konstantin Klimow Trainer / Assistenten: Boris Kulagin / Konstantin Loktew / Wladimir Jursinow | Tor: Wiktor Kriwolapow Verteidigung: Waleri Wassiljew, Wladimir Luttschenko, Juri Tjurin, Juri Ljapkin, Gennadi Zygankow, Juri Fjodorow (1) Sturm: Boris Michailow (1), Wladimir Petrow (3), Waleri Charlamow, Wiktor Schalimow (1), Wladimir Schadrin, Alexander Jakuschew (1), Juri Lebedew, Wjatscheslaw Anissin, Konstantin Klimow Trainer / Assistenten: Boris Kulagin / Konstantin Loktew / Wladimir Jursinow | Tor: Wiktor Kriwolapow Verteidigung: Waleri Wassiljew, Wladimir Luttschenko, Juri Tjurin, Juri Ljapkin, Gennadi Zygankow, Juri Fjodorow (1) Sturm: Boris Michailow (1), Wladimir Petrow (3), Waleri Charlamow, Wiktor Schalimow (1), Wladimir Schadrin, Alexander Jakuschew (1), Juri Lebedew, Wjatscheslaw Anissin, Konstantin Klimow Trainer / Assistenten: Boris Kulagin / Konstantin Loktew / Wladimir Jursinow | Tor: Wiktor Kriwolapow Verteidigung: Waleri Wassiljew, Wladimir Luttschenko, Juri Tjurin, Juri Ljapkin, Gennadi Zygankow, Juri Fjodorow (1) Sturm: Boris Michailow (1), Wladimir Petrow (3), Waleri Charlamow, Wiktor Schalimow (1), Wladimir Schadrin, Alexander Jakuschew (1), Juri Lebedew, Wjatscheslaw Anissin, Konstantin Klimow Trainer / Assistenten: Boris Kulagin / Konstantin Loktew / Wladimir Jursinow |
| Nr. 434 28. März 1975      | 3:3 (1:1, 1:2, 1:0) | 0 Schweden | A | 0Göteborg, SWE | 0Iswestija-Pokal 1974 | 02. Platz im Iswestija-Pokal |
| Aufstellung                | Tor: Wladislaw Tretjak Verteidigung: Waleri Wassiljew, Wladimir Luttschenko, Juri Tjurin, Juri Ljapkin (1), Gennadi Zygankow, Alexander Kulikow, Alexander Filippow, Juri Fjodorow Sturm: Boris Michailow, Wladimir Petrow, Waleri Charlamow, Wiktor Schalimow, Wladimir Schadrin, Alexander Jakuschew, Wladimir Wikulow, Alexander Malzew (2), Sergei Kapustin, Juri Lebedew, Wjatscheslaw Anissin, Konstantin Klimow Trainer / Assistenten: Boris Kulagin / Konstantin Loktew / Wladimir Jursinow                                                | Tor: Wladislaw Tretjak Verteidigung: Waleri Wassiljew, Wladimir Luttschenko, Juri Tjurin, Juri Ljapkin (1), Gennadi Zygankow, Alexander Kulikow, Alexander Filippow, Juri Fjodorow Sturm: Boris Michailow, Wladimir Petrow, Waleri Charlamow, Wiktor Schalimow, Wladimir Schadrin, Alexander Jakuschew, Wladimir Wikulow, Alexander Malzew (2), Sergei Kapustin, Juri Lebedew, Wjatscheslaw Anissin, Konstantin Klimow Trainer / Assistenten: Boris Kulagin / Konstantin Loktew / Wladimir Jursinow                                                | Tor: Wladislaw Tretjak Verteidigung: Waleri Wassiljew, Wladimir Luttschenko, Juri Tjurin, Juri Ljapkin (1), Gennadi Zygankow, Alexander Kulikow, Alexander Filippow, Juri Fjodorow Sturm: Boris Michailow, Wladimir Petrow, Waleri Charlamow, Wiktor Schalimow, Wladimir Schadrin, Alexander Jakuschew, Wladimir Wikulow, Alexander Malzew (2), Sergei Kapustin, Juri Lebedew, Wjatscheslaw Anissin, Konstantin Klimow Trainer / Assistenten: Boris Kulagin / Konstantin Loktew / Wladimir Jursinow                                                | Tor: Wladislaw Tretjak Verteidigung: Waleri Wassiljew, Wladimir Luttschenko, Juri Tjurin, Juri Ljapkin (1), Gennadi Zygankow, Alexander Kulikow, Alexander Filippow, Juri Fjodorow Sturm: Boris Michailow, Wladimir Petrow, Waleri Charlamow, Wiktor Schalimow, Wladimir Schadrin, Alexander Jakuschew, Wladimir Wikulow, Alexander Malzew (2), Sergei Kapustin, Juri Lebedew, Wjatscheslaw Anissin, Konstantin Klimow Trainer / Assistenten: Boris Kulagin / Konstantin Loktew / Wladimir Jursinow                                                | Tor: Wladislaw Tretjak Verteidigung: Waleri Wassiljew, Wladimir Luttschenko, Juri Tjurin, Juri Ljapkin (1), Gennadi Zygankow, Alexander Kulikow, Alexander Filippow, Juri Fjodorow Sturm: Boris Michailow, Wladimir Petrow, Waleri Charlamow, Wiktor Schalimow, Wladimir Schadrin, Alexander Jakuschew, Wladimir Wikulow, Alexander Malzew (2), Sergei Kapustin, Juri Lebedew, Wjatscheslaw Anissin, Konstantin Klimow Trainer / Assistenten: Boris Kulagin / Konstantin Loktew / Wladimir Jursinow                                                | Tor: Wladislaw Tretjak Verteidigung: Waleri Wassiljew, Wladimir Luttschenko, Juri Tjurin, Juri Ljapkin (1), Gennadi Zygankow, Alexander Kulikow, Alexander Filippow, Juri Fjodorow Sturm: Boris Michailow, Wladimir Petrow, Waleri Charlamow, Wiktor Schalimow, Wladimir Schadrin, Alexander Jakuschew, Wladimir Wikulow, Alexander Malzew (2), Sergei Kapustin, Juri Lebedew, Wjatscheslaw Anissin, Konstantin Klimow Trainer / Assistenten: Boris Kulagin / Konstantin Loktew / Wladimir Jursinow                                                |
| Nr. 435 3. April 1975      | 10:5 (5:2, 1:1, 4:2) | 0 Vereinigte Staaten | * | 0München, BRD | 0WM 1975 / EM 1975 | |
| Aufstellung                | Tor: Wladislaw Tretjak Verteidigung: Waleri Wassiljew, Wladimir Luttschenko, Juri Tjurin, Juri Ljapkin, Gennadi Zygankow, Juri Fjodorow Sturm: Boris Michailow (2), Wladimir Petrow, Waleri Charlamow (1), Wiktor Schalimow (1), Wladimir Schadrin (1), Alexander Jakuschew (3), Wladimir Wikulow, Alexander Malzew (1), Sergei Kapustin (1), Wjatscheslaw Anissin Trainer / Assistenten: Boris Kulagin / Konstantin Loktew / Wladimir Jursinow | Tor: Wladislaw Tretjak Verteidigung: Waleri Wassiljew, Wladimir Luttschenko, Juri Tjurin, Juri Ljapkin, Gennadi Zygankow, Juri Fjodorow Sturm: Boris Michailow (2), Wladimir Petrow, Waleri Charlamow (1), Wiktor Schalimow (1), Wladimir Schadrin (1), Alexander Jakuschew (3), Wladimir Wikulow, Alexander Malzew (1), Sergei Kapustin (1), Wjatscheslaw Anissin Trainer / Assistenten: Boris Kulagin / Konstantin Loktew / Wladimir Jursinow | Tor: Wladislaw Tretjak Verteidigung: Waleri Wassiljew, Wladimir Luttschenko, Juri Tjurin, Juri Ljapkin, Gennadi Zygankow, Juri Fjodorow Sturm: Boris Michailow (2), Wladimir Petrow, Waleri Charlamow (1), Wiktor Schalimow (1), Wladimir Schadrin (1), Alexander Jakuschew (3), Wladimir Wikulow, Alexander Malzew (1), Sergei Kapustin (1), Wjatscheslaw Anissin Trainer / Assistenten: Boris Kulagin / Konstantin Loktew / Wladimir Jursinow | Tor: Wladislaw Tretjak Verteidigung: Waleri Wassiljew, Wladimir Luttschenko, Juri Tjurin, Juri Ljapkin, Gennadi Zygankow, Juri Fjodorow Sturm: Boris Michailow (2), Wladimir Petrow, Waleri Charlamow (1), Wiktor Schalimow (1), Wladimir Schadrin (1), Alexander Jakuschew (3), Wladimir Wikulow, Alexander Malzew (1), Sergei Kapustin (1), Wjatscheslaw Anissin Trainer / Assistenten: Boris Kulagin / Konstantin Loktew / Wladimir Jursinow | Tor: Wladislaw Tretjak Verteidigung: Waleri Wassiljew, Wladimir Luttschenko, Juri Tjurin, Juri Ljapkin, Gennadi Zygankow, Juri Fjodorow Sturm: Boris Michailow (2), Wladimir Petrow, Waleri Charlamow (1), Wiktor Schalimow (1), Wladimir Schadrin (1), Alexander Jakuschew (3), Wladimir Wikulow, Alexander Malzew (1), Sergei Kapustin (1), Wjatscheslaw Anissin Trainer / Assistenten: Boris Kulagin / Konstantin Loktew / Wladimir Jursinow | Tor: Wladislaw Tretjak Verteidigung: Waleri Wassiljew, Wladimir Luttschenko, Juri Tjurin, Juri Ljapkin, Gennadi Zygankow, Juri Fjodorow Sturm: Boris Michailow (2), Wladimir Petrow, Waleri Charlamow (1), Wiktor Schalimow (1), Wladimir Schadrin (1), Alexander Jakuschew (3), Wladimir Wikulow, Alexander Malzew (1), Sergei Kapustin (1), Wjatscheslaw Anissin Trainer / Assistenten: Boris Kulagin / Konstantin Loktew / Wladimir Jursinow |
| Nr. 436 5. April 1975      | 8:4 (3:2, 1:1, 4:1) | 0 Finnland | * | 0München, BRD | 0WM 1975 / EM 1975 | |
| Aufstellung                | Tor: Wladislaw Tretjak Verteidigung: Waleri Wassiljew, Wladimir Luttschenko, Juri Ljapkin, Alexander Filippow, Gennadi Zygankow, Juri Fjodorow Sturm: Boris Michailow, Wladimir Petrow (1), Waleri Charlamow (2), Wiktor Schalimow (2), Wladimir Schadrin (1), Alexander Jakuschew, Alexander Malzew (1), Wjatscheslaw Anissin, Sergei Kapustin (1) Trainer / Assistenten: Boris Kulagin / Konstantin Loktew / Wladimir Jursinow | Tor: Wladislaw Tretjak Verteidigung: Waleri Wassiljew, Wladimir Luttschenko, Juri Ljapkin, Alexander Filippow, Gennadi Zygankow, Juri Fjodorow Sturm: Boris Michailow, Wladimir Petrow (1), Waleri Charlamow (2), Wiktor Schalimow (2), Wladimir Schadrin (1), Alexander Jakuschew, Alexander Malzew (1), Wjatscheslaw Anissin, Sergei Kapustin (1) Trainer / Assistenten: Boris Kulagin / Konstantin Loktew / Wladimir Jursinow | Tor: Wladislaw Tretjak Verteidigung: Waleri Wassiljew, Wladimir Luttschenko, Juri Ljapkin, Alexander Filippow, Gennadi Zygankow, Juri Fjodorow Sturm: Boris Michailow, Wladimir Petrow (1), Waleri Charlamow (2), Wiktor Schalimow (2), Wladimir Schadrin (1), Alexander Jakuschew, Alexander Malzew (1), Wjatscheslaw Anissin, Sergei Kapustin (1) Trainer / Assistenten: Boris Kulagin / Konstantin Loktew / Wladimir Jursinow | Tor: Wladislaw Tretjak Verteidigung: Waleri Wassiljew, Wladimir Luttschenko, Juri Ljapkin, Alexander Filippow, Gennadi Zygankow, Juri Fjodorow Sturm: Boris Michailow, Wladimir Petrow (1), Waleri Charlamow (2), Wiktor Schalimow (2), Wladimir Schadrin (1), Alexander Jakuschew, Alexander Malzew (1), Wjatscheslaw Anissin, Sergei Kapustin (1) Trainer / Assistenten: Boris Kulagin / Konstantin Loktew / Wladimir Jursinow | Tor: Wladislaw Tretjak Verteidigung: Waleri Wassiljew, Wladimir Luttschenko, Juri Ljapkin, Alexander Filippow, Gennadi Zygankow, Juri Fjodorow Sturm: Boris Michailow, Wladimir Petrow (1), Waleri Charlamow (2), Wiktor Schalimow (2), Wladimir Schadrin (1), Alexander Jakuschew, Alexander Malzew (1), Wjatscheslaw Anissin, Sergei Kapustin (1) Trainer / Assistenten: Boris Kulagin / Konstantin Loktew / Wladimir Jursinow | Tor: Wladislaw Tretjak Verteidigung: Waleri Wassiljew, Wladimir Luttschenko, Juri Ljapkin, Alexander Filippow, Gennadi Zygankow, Juri Fjodorow Sturm: Boris Michailow, Wladimir Petrow (1), Waleri Charlamow (2), Wiktor Schalimow (2), Wladimir Schadrin (1), Alexander Jakuschew, Alexander Malzew (1), Wjatscheslaw Anissin, Sergei Kapustin (1) Trainer / Assistenten: Boris Kulagin / Konstantin Loktew / Wladimir Jursinow |
| Nr. 437 6. April 1975      | 13:2 (3:0, 7:0, 3:2) | 0 Polen | * | 0München, BRD | 0WM 1975 / EM 1975 | |
| Aufstellung                | Tor: Wiktor Kriwolapow Verteidigung: Waleri Wassiljew, Wladimir Luttschenko, Gennadi Zygankow, Juri Ljapkin, Juri Tjurin, Juri Fjodorow Sturm: Boris Michailow (1), Wladimir Petrow, Waleri Charlamow (1), Wiktor Schalimow (2), Wladimir Schadrin (3), Alexander Jakuschew (2), Alexander Malzew, Wjatscheslaw Anissin (3), Sergei Kapustin (1), Juri Lebedew, Wladimir Wikulow Trainer / Assistenten: Boris Kulagin / Konstantin Loktew / Wladimir Jursinow                                                                                      | Tor: Wiktor Kriwolapow Verteidigung: Waleri Wassiljew, Wladimir Luttschenko, Gennadi Zygankow, Juri Ljapkin, Juri Tjurin, Juri Fjodorow Sturm: Boris Michailow (1), Wladimir Petrow, Waleri Charlamow (1), Wiktor Schalimow (2), Wladimir Schadrin (3), Alexander Jakuschew (2), Alexander Malzew, Wjatscheslaw Anissin (3), Sergei Kapustin (1), Juri Lebedew, Wladimir Wikulow Trainer / Assistenten: Boris Kulagin / Konstantin Loktew / Wladimir Jursinow                                                                                      | Tor: Wiktor Kriwolapow Verteidigung: Waleri Wassiljew, Wladimir Luttschenko, Gennadi Zygankow, Juri Ljapkin, Juri Tjurin, Juri Fjodorow Sturm: Boris Michailow (1), Wladimir Petrow, Waleri Charlamow (1), Wiktor Schalimow (2), Wladimir Schadrin (3), Alexander Jakuschew (2), Alexander Malzew, Wjatscheslaw Anissin (3), Sergei Kapustin (1), Juri Lebedew, Wladimir Wikulow Trainer / Assistenten: Boris Kulagin / Konstantin Loktew / Wladimir Jursinow                                                                                      | Tor: Wiktor Kriwolapow Verteidigung: Waleri Wassiljew, Wladimir Luttschenko, Gennadi Zygankow, Juri Ljapkin, Juri Tjurin, Juri Fjodorow Sturm: Boris Michailow (1), Wladimir Petrow, Waleri Charlamow (1), Wiktor Schalimow (2), Wladimir Schadrin (3), Alexander Jakuschew (2), Alexander Malzew, Wjatscheslaw Anissin (3), Sergei Kapustin (1), Juri Lebedew, Wladimir Wikulow Trainer / Assistenten: Boris Kulagin / Konstantin Loktew / Wladimir Jursinow                                                                                      | Tor: Wiktor Kriwolapow Verteidigung: Waleri Wassiljew, Wladimir Luttschenko, Gennadi Zygankow, Juri Ljapkin, Juri Tjurin, Juri Fjodorow Sturm: Boris Michailow (1), Wladimir Petrow, Waleri Charlamow (1), Wiktor Schalimow (2), Wladimir Schadrin (3), Alexander Jakuschew (2), Alexander Malzew, Wjatscheslaw Anissin (3), Sergei Kapustin (1), Juri Lebedew, Wladimir Wikulow Trainer / Assistenten: Boris Kulagin / Konstantin Loktew / Wladimir Jursinow                                                                                      | Tor: Wiktor Kriwolapow Verteidigung: Waleri Wassiljew, Wladimir Luttschenko, Gennadi Zygankow, Juri Ljapkin, Juri Tjurin, Juri Fjodorow Sturm: Boris Michailow (1), Wladimir Petrow, Waleri Charlamow (1), Wiktor Schalimow (2), Wladimir Schadrin (3), Alexander Jakuschew (2), Alexander Malzew, Wjatscheslaw Anissin (3), Sergei Kapustin (1), Juri Lebedew, Wladimir Wikulow Trainer / Assistenten: Boris Kulagin / Konstantin Loktew / Wladimir Jursinow                                                                                      |
| Nr. 438 8. April 1975      | 5:2 (0:1, 3:0, 2:1) | 0 Tschechoslowakei | * | 0München, BRD | 0WM 1975 / EM 1975 | |
| Aufstellung                | Tor: Wladislaw Tretjak Verteidigung: Waleri Wassiljew, Wladimir Luttschenko, Gennadi Zygankow, Juri Ljapkin, Juri Tjurin, Juri Fjodorow Sturm: Boris Michailow, Wladimir Petrow (1), Waleri Charlamow (1), Wiktor Schalimow, Wladimir Schadrin, Alexander Jakuschew (2), Alexander Malzew, Wjatscheslaw Anissin, Sergei Kapustin (1) Trainer / Assistenten: Boris Kulagin / Konstantin Loktew / Wladimir Jursinow | Tor: Wladislaw Tretjak Verteidigung: Waleri Wassiljew, Wladimir Luttschenko, Gennadi Zygankow, Juri Ljapkin, Juri Tjurin, Juri Fjodorow Sturm: Boris Michailow, Wladimir Petrow (1), Waleri Charlamow (1), Wiktor Schalimow, Wladimir Schadrin, Alexander Jakuschew (2), Alexander Malzew, Wjatscheslaw Anissin, Sergei Kapustin (1) Trainer / Assistenten: Boris Kulagin / Konstantin Loktew / Wladimir Jursinow | Tor: Wladislaw Tretjak Verteidigung: Waleri Wassiljew, Wladimir Luttschenko, Gennadi Zygankow, Juri Ljapkin, Juri Tjurin, Juri Fjodorow Sturm: Boris Michailow, Wladimir Petrow (1), Waleri Charlamow (1), Wiktor Schalimow, Wladimir Schadrin, Alexander Jakuschew (2), Alexander Malzew, Wjatscheslaw Anissin, Sergei Kapustin (1) Trainer / Assistenten: Boris Kulagin / Konstantin Loktew / Wladimir Jursinow | Tor: Wladislaw Tretjak Verteidigung: Waleri Wassiljew, Wladimir Luttschenko, Gennadi Zygankow, Juri Ljapkin, Juri Tjurin, Juri Fjodorow Sturm: Boris Michailow, Wladimir Petrow (1), Waleri Charlamow (1), Wiktor Schalimow, Wladimir Schadrin, Alexander Jakuschew (2), Alexander Malzew, Wjatscheslaw Anissin, Sergei Kapustin (1) Trainer / Assistenten: Boris Kulagin / Konstantin Loktew / Wladimir Jursinow | Tor: Wladislaw Tretjak Verteidigung: Waleri Wassiljew, Wladimir Luttschenko, Gennadi Zygankow, Juri Ljapkin, Juri Tjurin, Juri Fjodorow Sturm: Boris Michailow, Wladimir Petrow (1), Waleri Charlamow (1), Wiktor Schalimow, Wladimir Schadrin, Alexander Jakuschew (2), Alexander Malzew, Wjatscheslaw Anissin, Sergei Kapustin (1) Trainer / Assistenten: Boris Kulagin / Konstantin Loktew / Wladimir Jursinow | Tor: Wladislaw Tretjak Verteidigung: Waleri Wassiljew, Wladimir Luttschenko, Gennadi Zygankow, Juri Ljapkin, Juri Tjurin, Juri Fjodorow Sturm: Boris Michailow, Wladimir Petrow (1), Waleri Charlamow (1), Wiktor Schalimow, Wladimir Schadrin, Alexander Jakuschew (2), Alexander Malzew, Wjatscheslaw Anissin, Sergei Kapustin (1) Trainer / Assistenten: Boris Kulagin / Konstantin Loktew / Wladimir Jursinow |
| Nr. 439 10. April 1975     | 4:1 (2:0,1:1,1:0) | 0 Schweden | * | 0München, BRD | 0WM 1975 / EM 1975 | |
| Aufstellung                | Tor: Wladislaw Tretjak Verteidigung: Waleri Wassiljew, Wladimir Luttschenko, Gennadi Zygankow, Juri Ljapkin, Alexander Filippow, Juri Fjodorow Sturm: Boris Michailow, Wladimir Petrow, Waleri Charlamow (1), Wiktor Schalimow, Wladimir Schadrin, Alexander Jakuschew (1), Alexander Malzew (1), Wjatscheslaw Anissin, Sergei Kapustin (1), Wladimir Wikulow, Juri Lebedew Trainer / Assistenten: Boris Kulagin / Konstantin Loktew / Wladimir Jursinow                                                                                           | Tor: Wladislaw Tretjak Verteidigung: Waleri Wassiljew, Wladimir Luttschenko, Gennadi Zygankow, Juri Ljapkin, Alexander Filippow, Juri Fjodorow Sturm: Boris Michailow, Wladimir Petrow, Waleri Charlamow (1), Wiktor Schalimow, Wladimir Schadrin, Alexander Jakuschew (1), Alexander Malzew (1), Wjatscheslaw Anissin, Sergei Kapustin (1), Wladimir Wikulow, Juri Lebedew Trainer / Assistenten: Boris Kulagin / Konstantin Loktew / Wladimir Jursinow                                                                                           | Tor: Wladislaw Tretjak Verteidigung: Waleri Wassiljew, Wladimir Luttschenko, Gennadi Zygankow, Juri Ljapkin, Alexander Filippow, Juri Fjodorow Sturm: Boris Michailow, Wladimir Petrow, Waleri Charlamow (1), Wiktor Schalimow, Wladimir Schadrin, Alexander Jakuschew (1), Alexander Malzew (1), Wjatscheslaw Anissin, Sergei Kapustin (1), Wladimir Wikulow, Juri Lebedew Trainer / Assistenten: Boris Kulagin / Konstantin Loktew / Wladimir Jursinow                                                                                           | Tor: Wladislaw Tretjak Verteidigung: Waleri Wassiljew, Wladimir Luttschenko, Gennadi Zygankow, Juri Ljapkin, Alexander Filippow, Juri Fjodorow Sturm: Boris Michailow, Wladimir Petrow, Waleri Charlamow (1), Wiktor Schalimow, Wladimir Schadrin, Alexander Jakuschew (1), Alexander Malzew (1), Wjatscheslaw Anissin, Sergei Kapustin (1), Wladimir Wikulow, Juri Lebedew Trainer / Assistenten: Boris Kulagin / Konstantin Loktew / Wladimir Jursinow                                                                                           | Tor: Wladislaw Tretjak Verteidigung: Waleri Wassiljew, Wladimir Luttschenko, Gennadi Zygankow, Juri Ljapkin, Alexander Filippow, Juri Fjodorow Sturm: Boris Michailow, Wladimir Petrow, Waleri Charlamow (1), Wiktor Schalimow, Wladimir Schadrin, Alexander Jakuschew (1), Alexander Malzew (1), Wjatscheslaw Anissin, Sergei Kapustin (1), Wladimir Wikulow, Juri Lebedew Trainer / Assistenten: Boris Kulagin / Konstantin Loktew / Wladimir Jursinow                                                                                           | Tor: Wladislaw Tretjak Verteidigung: Waleri Wassiljew, Wladimir Luttschenko, Gennadi Zygankow, Juri Ljapkin, Alexander Filippow, Juri Fjodorow Sturm: Boris Michailow, Wladimir Petrow, Waleri Charlamow (1), Wiktor Schalimow, Wladimir Schadrin, Alexander Jakuschew (1), Alexander Malzew (1), Wjatscheslaw Anissin, Sergei Kapustin (1), Wladimir Wikulow, Juri Lebedew Trainer / Assistenten: Boris Kulagin / Konstantin Loktew / Wladimir Jursinow                                                                                           |
| Nr. 440 12. April 1975     | 13:1 (1:0, 2:0, 10:1) | 0 Vereinigte Staaten | * | 0Düsseldorf, BRD | 0WM 1975 / EM 1975 | |
| Aufstellung                | Tor: Wladislaw Tretjak Verteidigung: Waleri Wassiljew, Wladimir Luttschenko, Gennadi Zygankow, Juri Ljapkin (1), Juri Tjurin (1), Juri Fjodorow Sturm: Boris Michailow, Wladimir Petrow (2), Wladimir Wikulow (3), Wiktor Schalimow, Wladimir Schadrin (1), Alexander Jakuschew (2), Alexander Malzew (1), Wjatscheslaw Anissin, Sergei Kapustin (2), Juri Lebedew Trainer / Assistenten: Boris Kulagin / Konstantin Loktew / Wladimir Jursinow | Tor: Wladislaw Tretjak Verteidigung: Waleri Wassiljew, Wladimir Luttschenko, Gennadi Zygankow, Juri Ljapkin (1), Juri Tjurin (1), Juri Fjodorow Sturm: Boris Michailow, Wladimir Petrow (2), Wladimir Wikulow (3), Wiktor Schalimow, Wladimir Schadrin (1), Alexander Jakuschew (2), Alexander Malzew (1), Wjatscheslaw Anissin, Sergei Kapustin (2), Juri Lebedew Trainer / Assistenten: Boris Kulagin / Konstantin Loktew / Wladimir Jursinow | Tor: Wladislaw Tretjak Verteidigung: Waleri Wassiljew, Wladimir Luttschenko, Gennadi Zygankow, Juri Ljapkin (1), Juri Tjurin (1), Juri Fjodorow Sturm: Boris Michailow, Wladimir Petrow (2), Wladimir Wikulow (3), Wiktor Schalimow, Wladimir Schadrin (1), Alexander Jakuschew (2), Alexander Malzew (1), Wjatscheslaw Anissin, Sergei Kapustin (2), Juri Lebedew Trainer / Assistenten: Boris Kulagin / Konstantin Loktew / Wladimir Jursinow | Tor: Wladislaw Tretjak Verteidigung: Waleri Wassiljew, Wladimir Luttschenko, Gennadi Zygankow, Juri Ljapkin (1), Juri Tjurin (1), Juri Fjodorow Sturm: Boris Michailow, Wladimir Petrow (2), Wladimir Wikulow (3), Wiktor Schalimow, Wladimir Schadrin (1), Alexander Jakuschew (2), Alexander Malzew (1), Wjatscheslaw Anissin, Sergei Kapustin (2), Juri Lebedew Trainer / Assistenten: Boris Kulagin / Konstantin Loktew / Wladimir Jursinow | Tor: Wladislaw Tretjak Verteidigung: Waleri Wassiljew, Wladimir Luttschenko, Gennadi Zygankow, Juri Ljapkin (1), Juri Tjurin (1), Juri Fjodorow Sturm: Boris Michailow, Wladimir Petrow (2), Wladimir Wikulow (3), Wiktor Schalimow, Wladimir Schadrin (1), Alexander Jakuschew (2), Alexander Malzew (1), Wjatscheslaw Anissin, Sergei Kapustin (2), Juri Lebedew Trainer / Assistenten: Boris Kulagin / Konstantin Loktew / Wladimir Jursinow | Tor: Wladislaw Tretjak Verteidigung: Waleri Wassiljew, Wladimir Luttschenko, Gennadi Zygankow, Juri Ljapkin (1), Juri Tjurin (1), Juri Fjodorow Sturm: Boris Michailow, Wladimir Petrow (2), Wladimir Wikulow (3), Wiktor Schalimow, Wladimir Schadrin (1), Alexander Jakuschew (2), Alexander Malzew (1), Wjatscheslaw Anissin, Sergei Kapustin (2), Juri Lebedew Trainer / Assistenten: Boris Kulagin / Konstantin Loktew / Wladimir Jursinow |
| Nr. 441 14. April 1975     | 5:2 (2:1, 2:0, 1:1) | 0 Finnland | * | 0Düsseldorf, BRD | 0WM 1975 / EM 1975 | |
| Aufstellung                | Tor: Wladislaw Tretjak Verteidigung: Waleri Wassiljew, Wladimir Luttschenko, Gennadi Zygankow, Juri Ljapkin, Juri Tjurin, Juri Fjodorow Sturm: Boris Michailow (3), Wladimir Petrow, Waleri Charlamow (1), Wiktor Schalimow, Wladimir Schadrin, Alexander Jakuschew (1), Alexander Malzew, Wjatscheslaw Anissin, Sergei Kapustin Trainer / Assistenten: Boris Kulagin / Konstantin Loktew / Wladimir Jursinow | Tor: Wladislaw Tretjak Verteidigung: Waleri Wassiljew, Wladimir Luttschenko, Gennadi Zygankow, Juri Ljapkin, Juri Tjurin, Juri Fjodorow Sturm: Boris Michailow (3), Wladimir Petrow, Waleri Charlamow (1), Wiktor Schalimow, Wladimir Schadrin, Alexander Jakuschew (1), Alexander Malzew, Wjatscheslaw Anissin, Sergei Kapustin Trainer / Assistenten: Boris Kulagin / Konstantin Loktew / Wladimir Jursinow | Tor: Wladislaw Tretjak Verteidigung: Waleri Wassiljew, Wladimir Luttschenko, Gennadi Zygankow, Juri Ljapkin, Juri Tjurin, Juri Fjodorow Sturm: Boris Michailow (3), Wladimir Petrow, Waleri Charlamow (1), Wiktor Schalimow, Wladimir Schadrin, Alexander Jakuschew (1), Alexander Malzew, Wjatscheslaw Anissin, Sergei Kapustin Trainer / Assistenten: Boris Kulagin / Konstantin Loktew / Wladimir Jursinow | Tor: Wladislaw Tretjak Verteidigung: Waleri Wassiljew, Wladimir Luttschenko, Gennadi Zygankow, Juri Ljapkin, Juri Tjurin, Juri Fjodorow Sturm: Boris Michailow (3), Wladimir Petrow, Waleri Charlamow (1), Wiktor Schalimow, Wladimir Schadrin, Alexander Jakuschew (1), Alexander Malzew, Wjatscheslaw Anissin, Sergei Kapustin Trainer / Assistenten: Boris Kulagin / Konstantin Loktew / Wladimir Jursinow | Tor: Wladislaw Tretjak Verteidigung: Waleri Wassiljew, Wladimir Luttschenko, Gennadi Zygankow, Juri Ljapkin, Juri Tjurin, Juri Fjodorow Sturm: Boris Michailow (3), Wladimir Petrow, Waleri Charlamow (1), Wiktor Schalimow, Wladimir Schadrin, Alexander Jakuschew (1), Alexander Malzew, Wjatscheslaw Anissin, Sergei Kapustin Trainer / Assistenten: Boris Kulagin / Konstantin Loktew / Wladimir Jursinow | Tor: Wladislaw Tretjak Verteidigung: Waleri Wassiljew, Wladimir Luttschenko, Gennadi Zygankow, Juri Ljapkin, Juri Tjurin, Juri Fjodorow Sturm: Boris Michailow (3), Wladimir Petrow, Waleri Charlamow (1), Wiktor Schalimow, Wladimir Schadrin, Alexander Jakuschew (1), Alexander Malzew, Wjatscheslaw Anissin, Sergei Kapustin Trainer / Assistenten: Boris Kulagin / Konstantin Loktew / Wladimir Jursinow |
| Nr. 442 15. April 1975     | 15:1 (3:0, 7:1, 5:0) | 0 Polen | * | 0Düsseldorf, BRD | 0WM 1975 / EM 1975 | |
| Aufstellung                | Tor: Wiktor Kriwolapow Verteidigung: Waleri Wassiljew (1), Wladimir Luttschenko, Alexander Filippow (2), Gennadi Zygankow, Juri Tjurin (1), Juri Fjodorow Sturm: Wladimir Wikulow (2), Wladimir Petrow, Waleri Charlamow (2), Wiktor Schalimow (2), Wladimir Schadrin (2), Juri Lebedew, Alexander Malzew (1), Wjatscheslaw Anissin, Sergei Kapustin (2) Trainer / Assistenten: Boris Kulagin / Konstantin Loktew / Wladimir Jursinow | Tor: Wiktor Kriwolapow Verteidigung: Waleri Wassiljew (1), Wladimir Luttschenko, Alexander Filippow (2), Gennadi Zygankow, Juri Tjurin (1), Juri Fjodorow Sturm: Wladimir Wikulow (2), Wladimir Petrow, Waleri Charlamow (2), Wiktor Schalimow (2), Wladimir Schadrin (2), Juri Lebedew, Alexander Malzew (1), Wjatscheslaw Anissin, Sergei Kapustin (2) Trainer / Assistenten: Boris Kulagin / Konstantin Loktew / Wladimir Jursinow | Tor: Wiktor Kriwolapow Verteidigung: Waleri Wassiljew (1), Wladimir Luttschenko, Alexander Filippow (2), Gennadi Zygankow, Juri Tjurin (1), Juri Fjodorow Sturm: Wladimir Wikulow (2), Wladimir Petrow, Waleri Charlamow (2), Wiktor Schalimow (2), Wladimir Schadrin (2), Juri Lebedew, Alexander Malzew (1), Wjatscheslaw Anissin, Sergei Kapustin (2) Trainer / Assistenten: Boris Kulagin / Konstantin Loktew / Wladimir Jursinow | Tor: Wiktor Kriwolapow Verteidigung: Waleri Wassiljew (1), Wladimir Luttschenko, Alexander Filippow (2), Gennadi Zygankow, Juri Tjurin (1), Juri Fjodorow Sturm: Wladimir Wikulow (2), Wladimir Petrow, Waleri Charlamow (2), Wiktor Schalimow (2), Wladimir Schadrin (2), Juri Lebedew, Alexander Malzew (1), Wjatscheslaw Anissin, Sergei Kapustin (2) Trainer / Assistenten: Boris Kulagin / Konstantin Loktew / Wladimir Jursinow | Tor: Wiktor Kriwolapow Verteidigung: Waleri Wassiljew (1), Wladimir Luttschenko, Alexander Filippow (2), Gennadi Zygankow, Juri Tjurin (1), Juri Fjodorow Sturm: Wladimir Wikulow (2), Wladimir Petrow, Waleri Charlamow (2), Wiktor Schalimow (2), Wladimir Schadrin (2), Juri Lebedew, Alexander Malzew (1), Wjatscheslaw Anissin, Sergei Kapustin (2) Trainer / Assistenten: Boris Kulagin / Konstantin Loktew / Wladimir Jursinow | Tor: Wiktor Kriwolapow Verteidigung: Waleri Wassiljew (1), Wladimir Luttschenko, Alexander Filippow (2), Gennadi Zygankow, Juri Tjurin (1), Juri Fjodorow Sturm: Wladimir Wikulow (2), Wladimir Petrow, Waleri Charlamow (2), Wiktor Schalimow (2), Wladimir Schadrin (2), Juri Lebedew, Alexander Malzew (1), Wjatscheslaw Anissin, Sergei Kapustin (2) Trainer / Assistenten: Boris Kulagin / Konstantin Loktew / Wladimir Jursinow |
| Nr. 443 17. April 1975     | 4:1 (1:0, 1:1, 2:0) | 0 Tschechoslowakei | * | 0Düsseldorf, BRD | 0WM 1975 / EM 1975 | |
| Aufstellung                | Tor: Wladislaw Tretjak Verteidigung: Waleri Wassiljew, Wladimir Luttschenko (1), Gennadi Zygankow, Juri Ljapkin, Juri Tjurin, Juri Fjodorow Sturm: Boris Michailow, Wladimir Petrow (1), Waleri Charlamow, Wiktor Schalimow (2), Wladimir Schadrin, Alexander Jakuschew, Alexander Malzew, Wjatscheslaw Anissin, Sergei Kapustin Trainer / Assistenten: Boris Kulagin / Konstantin Loktew / Wladimir Jursinow | Tor: Wladislaw Tretjak Verteidigung: Waleri Wassiljew, Wladimir Luttschenko (1), Gennadi Zygankow, Juri Ljapkin, Juri Tjurin, Juri Fjodorow Sturm: Boris Michailow, Wladimir Petrow (1), Waleri Charlamow, Wiktor Schalimow (2), Wladimir Schadrin, Alexander Jakuschew, Alexander Malzew, Wjatscheslaw Anissin, Sergei Kapustin Trainer / Assistenten: Boris Kulagin / Konstantin Loktew / Wladimir Jursinow | Tor: Wladislaw Tretjak Verteidigung: Waleri Wassiljew, Wladimir Luttschenko (1), Gennadi Zygankow, Juri Ljapkin, Juri Tjurin, Juri Fjodorow Sturm: Boris Michailow, Wladimir Petrow (1), Waleri Charlamow, Wiktor Schalimow (2), Wladimir Schadrin, Alexander Jakuschew, Alexander Malzew, Wjatscheslaw Anissin, Sergei Kapustin Trainer / Assistenten: Boris Kulagin / Konstantin Loktew / Wladimir Jursinow | Tor: Wladislaw Tretjak Verteidigung: Waleri Wassiljew, Wladimir Luttschenko (1), Gennadi Zygankow, Juri Ljapkin, Juri Tjurin, Juri Fjodorow Sturm: Boris Michailow, Wladimir Petrow (1), Waleri Charlamow, Wiktor Schalimow (2), Wladimir Schadrin, Alexander Jakuschew, Alexander Malzew, Wjatscheslaw Anissin, Sergei Kapustin Trainer / Assistenten: Boris Kulagin / Konstantin Loktew / Wladimir Jursinow | Tor: Wladislaw Tretjak Verteidigung: Waleri Wassiljew, Wladimir Luttschenko (1), Gennadi Zygankow, Juri Ljapkin, Juri Tjurin, Juri Fjodorow Sturm: Boris Michailow, Wladimir Petrow (1), Waleri Charlamow, Wiktor Schalimow (2), Wladimir Schadrin, Alexander Jakuschew, Alexander Malzew, Wjatscheslaw Anissin, Sergei Kapustin Trainer / Assistenten: Boris Kulagin / Konstantin Loktew / Wladimir Jursinow | Tor: Wladislaw Tretjak Verteidigung: Waleri Wassiljew, Wladimir Luttschenko (1), Gennadi Zygankow, Juri Ljapkin, Juri Tjurin, Juri Fjodorow Sturm: Boris Michailow, Wladimir Petrow (1), Waleri Charlamow, Wiktor Schalimow (2), Wladimir Schadrin, Alexander Jakuschew, Alexander Malzew, Wjatscheslaw Anissin, Sergei Kapustin Trainer / Assistenten: Boris Kulagin / Konstantin Loktew / Wladimir Jursinow |
| Nr. 444 19. April 1975     | 13:4 (4:0, 4:2, 5:2) | 0 Schweden | * | 0Düsseldorf, BRD | 0WM 1975 / EM 1975 | 014. WM-Titel 017. EM-Titel |
| Aufstellung                | Tor: Wladislaw Tretjak, Wiktor Kriwolapow (30. Min.) Verteidigung: Waleri Wassiljew (1), Wladimir Luttschenko, Gennadi Zygankow, Juri Ljapkin, Alexander Filippow, Juri Fjodorow (1), Juri Tjurin Sturm: Boris Michailow (1), Wladimir Petrow (1), Waleri Charlamow (1), Juri Lebedew, Wiktor Schalimow (2), Wladimir Wikulow (1), Alexander Malzew (3), Wjatscheslaw Anissin (1), Sergei Kapustin (1) Trainer / Assistenten: Boris Kulagin / Konstantin Loktew / Wladimir Jursinow                                                                | Tor: Wladislaw Tretjak, Wiktor Kriwolapow (30. Min.) Verteidigung: Waleri Wassiljew (1), Wladimir Luttschenko, Gennadi Zygankow, Juri Ljapkin, Alexander Filippow, Juri Fjodorow (1), Juri Tjurin Sturm: Boris Michailow (1), Wladimir Petrow (1), Waleri Charlamow (1), Juri Lebedew, Wiktor Schalimow (2), Wladimir Wikulow (1), Alexander Malzew (3), Wjatscheslaw Anissin (1), Sergei Kapustin (1) Trainer / Assistenten: Boris Kulagin / Konstantin Loktew / Wladimir Jursinow                                                                | Tor: Wladislaw Tretjak, Wiktor Kriwolapow (30. Min.) Verteidigung: Waleri Wassiljew (1), Wladimir Luttschenko, Gennadi Zygankow, Juri Ljapkin, Alexander Filippow, Juri Fjodorow (1), Juri Tjurin Sturm: Boris Michailow (1), Wladimir Petrow (1), Waleri Charlamow (1), Juri Lebedew, Wiktor Schalimow (2), Wladimir Wikulow (1), Alexander Malzew (3), Wjatscheslaw Anissin (1), Sergei Kapustin (1) Trainer / Assistenten: Boris Kulagin / Konstantin Loktew / Wladimir Jursinow                                                                | Tor: Wladislaw Tretjak, Wiktor Kriwolapow (30. Min.) Verteidigung: Waleri Wassiljew (1), Wladimir Luttschenko, Gennadi Zygankow, Juri Ljapkin, Alexander Filippow, Juri Fjodorow (1), Juri Tjurin Sturm: Boris Michailow (1), Wladimir Petrow (1), Waleri Charlamow (1), Juri Lebedew, Wiktor Schalimow (2), Wladimir Wikulow (1), Alexander Malzew (3), Wjatscheslaw Anissin (1), Sergei Kapustin (1) Trainer / Assistenten: Boris Kulagin / Konstantin Loktew / Wladimir Jursinow                                                                | Tor: Wladislaw Tretjak, Wiktor Kriwolapow (30. Min.) Verteidigung: Waleri Wassiljew (1), Wladimir Luttschenko, Gennadi Zygankow, Juri Ljapkin, Alexander Filippow, Juri Fjodorow (1), Juri Tjurin Sturm: Boris Michailow (1), Wladimir Petrow (1), Waleri Charlamow (1), Juri Lebedew, Wiktor Schalimow (2), Wladimir Wikulow (1), Alexander Malzew (3), Wjatscheslaw Anissin (1), Sergei Kapustin (1) Trainer / Assistenten: Boris Kulagin / Konstantin Loktew / Wladimir Jursinow                                                                | Tor: Wladislaw Tretjak, Wiktor Kriwolapow (30. Min.) Verteidigung: Waleri Wassiljew (1), Wladimir Luttschenko, Gennadi Zygankow, Juri Ljapkin, Alexander Filippow, Juri Fjodorow (1), Juri Tjurin Sturm: Boris Michailow (1), Wladimir Petrow (1), Waleri Charlamow (1), Juri Lebedew, Wiktor Schalimow (2), Wladimir Wikulow (1), Alexander Malzew (3), Wjatscheslaw Anissin (1), Sergei Kapustin (1) Trainer / Assistenten: Boris Kulagin / Konstantin Loktew / Wladimir Jursinow                                                                |
| Nr. 445 11. November 1975  | 5:3 (2:1, 1:2, 2:0) | 0 Tschechoslowakei | A | 0Prag, TCH | 0Freundschaftsspiel | |
| Aufstellung                | Tor: Wladislaw Tretjak Verteidigung: Waleri Wassiljew (1), Wladimir Luttschenko, Sergei Korotkow, Juri Ljapkin, Gennadi Zygankow, Wiktor Kusnezow Sturm: Boris Michailow (1), Wladimir Petrow, Alexander Malzew (1), Wiktor Schalimow, Wladimir Schadrin (3), Alexander Jakuschew, Wladimir Wikulow, Wiktor Schluktow, Boris Alexandrow, Alexander Golikow, Chelmut Balderis Trainer / Assistenten: Boris Kulagin / Konstantin Loktew / Wladimir Jursinow                                                                                          | Tor: Wladislaw Tretjak Verteidigung: Waleri Wassiljew (1), Wladimir Luttschenko, Sergei Korotkow, Juri Ljapkin, Gennadi Zygankow, Wiktor Kusnezow Sturm: Boris Michailow (1), Wladimir Petrow, Alexander Malzew (1), Wiktor Schalimow, Wladimir Schadrin (3), Alexander Jakuschew, Wladimir Wikulow, Wiktor Schluktow, Boris Alexandrow, Alexander Golikow, Chelmut Balderis Trainer / Assistenten: Boris Kulagin / Konstantin Loktew / Wladimir Jursinow                                                                                          | Tor: Wladislaw Tretjak Verteidigung: Waleri Wassiljew (1), Wladimir Luttschenko, Sergei Korotkow, Juri Ljapkin, Gennadi Zygankow, Wiktor Kusnezow Sturm: Boris Michailow (1), Wladimir Petrow, Alexander Malzew (1), Wiktor Schalimow, Wladimir Schadrin (3), Alexander Jakuschew, Wladimir Wikulow, Wiktor Schluktow, Boris Alexandrow, Alexander Golikow, Chelmut Balderis Trainer / Assistenten: Boris Kulagin / Konstantin Loktew / Wladimir Jursinow                                                                                          | Tor: Wladislaw Tretjak Verteidigung: Waleri Wassiljew (1), Wladimir Luttschenko, Sergei Korotkow, Juri Ljapkin, Gennadi Zygankow, Wiktor Kusnezow Sturm: Boris Michailow (1), Wladimir Petrow, Alexander Malzew (1), Wiktor Schalimow, Wladimir Schadrin (3), Alexander Jakuschew, Wladimir Wikulow, Wiktor Schluktow, Boris Alexandrow, Alexander Golikow, Chelmut Balderis Trainer / Assistenten: Boris Kulagin / Konstantin Loktew / Wladimir Jursinow                                                                                          | Tor: Wladislaw Tretjak Verteidigung: Waleri Wassiljew (1), Wladimir Luttschenko, Sergei Korotkow, Juri Ljapkin, Gennadi Zygankow, Wiktor Kusnezow Sturm: Boris Michailow (1), Wladimir Petrow, Alexander Malzew (1), Wiktor Schalimow, Wladimir Schadrin (3), Alexander Jakuschew, Wladimir Wikulow, Wiktor Schluktow, Boris Alexandrow, Alexander Golikow, Chelmut Balderis Trainer / Assistenten: Boris Kulagin / Konstantin Loktew / Wladimir Jursinow                                                                                          | Tor: Wladislaw Tretjak Verteidigung: Waleri Wassiljew (1), Wladimir Luttschenko, Sergei Korotkow, Juri Ljapkin, Gennadi Zygankow, Wiktor Kusnezow Sturm: Boris Michailow (1), Wladimir Petrow, Alexander Malzew (1), Wiktor Schalimow, Wladimir Schadrin (3), Alexander Jakuschew, Wladimir Wikulow, Wiktor Schluktow, Boris Alexandrow, Alexander Golikow, Chelmut Balderis Trainer / Assistenten: Boris Kulagin / Konstantin Loktew / Wladimir Jursinow                                                                                          |
| Nr. 446 13. November 1975  | 4:1 (1:0, 3:1, 0:0) | 0 Tschechoslowakei | A | 0Prag, TCH | 0Freundschaftsspiel | |
| Aufstellung                | Tor: Alexander Sidelnikow Verteidigung: Waleri Wassiljew, Wladimir Luttschenko, Sergei Korotkow (1), Juri Ljapkin, Sergei Babinow, Gennadi Zygankow Sturm: Boris Michailow, Wladimir Petrow, Alexander Malzew, Wiktor Schalimow, Wladimir Schadrin, Alexander Jakuschew (1), Chelmut Balderis, Wiktor Schluktow (1), Alexander Golikow (1) Trainer / Assistenten: Boris Kulagin / Konstantin Loktew / Wladimir Jursinow | Tor: Alexander Sidelnikow Verteidigung: Waleri Wassiljew, Wladimir Luttschenko, Sergei Korotkow (1), Juri Ljapkin, Sergei Babinow, Gennadi Zygankow Sturm: Boris Michailow, Wladimir Petrow, Alexander Malzew, Wiktor Schalimow, Wladimir Schadrin, Alexander Jakuschew (1), Chelmut Balderis, Wiktor Schluktow (1), Alexander Golikow (1) Trainer / Assistenten: Boris Kulagin / Konstantin Loktew / Wladimir Jursinow | Tor: Alexander Sidelnikow Verteidigung: Waleri Wassiljew, Wladimir Luttschenko, Sergei Korotkow (1), Juri Ljapkin, Sergei Babinow, Gennadi Zygankow Sturm: Boris Michailow, Wladimir Petrow, Alexander Malzew, Wiktor Schalimow, Wladimir Schadrin, Alexander Jakuschew (1), Chelmut Balderis, Wiktor Schluktow (1), Alexander Golikow (1) Trainer / Assistenten: Boris Kulagin / Konstantin Loktew / Wladimir Jursinow | Tor: Alexander Sidelnikow Verteidigung: Waleri Wassiljew, Wladimir Luttschenko, Sergei Korotkow (1), Juri Ljapkin, Sergei Babinow, Gennadi Zygankow Sturm: Boris Michailow, Wladimir Petrow, Alexander Malzew, Wiktor Schalimow, Wladimir Schadrin, Alexander Jakuschew (1), Chelmut Balderis, Wiktor Schluktow (1), Alexander Golikow (1) Trainer / Assistenten: Boris Kulagin / Konstantin Loktew / Wladimir Jursinow | Tor: Alexander Sidelnikow Verteidigung: Waleri Wassiljew, Wladimir Luttschenko, Sergei Korotkow (1), Juri Ljapkin, Sergei Babinow, Gennadi Zygankow Sturm: Boris Michailow, Wladimir Petrow, Alexander Malzew, Wiktor Schalimow, Wladimir Schadrin, Alexander Jakuschew (1), Chelmut Balderis, Wiktor Schluktow (1), Alexander Golikow (1) Trainer / Assistenten: Boris Kulagin / Konstantin Loktew / Wladimir Jursinow | Tor: Alexander Sidelnikow Verteidigung: Waleri Wassiljew, Wladimir Luttschenko, Sergei Korotkow (1), Juri Ljapkin, Sergei Babinow, Gennadi Zygankow Sturm: Boris Michailow, Wladimir Petrow, Alexander Malzew, Wiktor Schalimow, Wladimir Schadrin, Alexander Jakuschew (1), Chelmut Balderis, Wiktor Schluktow (1), Alexander Golikow (1) Trainer / Assistenten: Boris Kulagin / Konstantin Loktew / Wladimir Jursinow |
| Nr. 447 17. Dezember 1975  | 6:2 (1:1, 0:0, 5:1) | 0 Finnland | H | 0Moskau | 0Iswestija-Pokal 1975 | |
| Aufstellung                | Tor: Wladislaw Tretjak Verteidigung: Waleri Wassiljew (1), Alexander Gussew, Sergei Korotkow, Juri Ljapkin (1), Gennadi Zygankow, Wladimir Luttschenko, Sergei Babinow, Wiktor Kusnezow Sturm: Boris Michailow (1), Wladimir Petrow, Waleri Charlamow (2), Wiktor Schalimow (1), Wladimir Schadrin, Alexander Jakuschew, Chelmut Balderis, Alexander Malzew, Sergei Kapustin, Juri Lebedew, Wiktor Schluktow, Alexander Golikow Trainer / Assistenten: Boris Kulagin / Konstantin Loktew / Wladimir Jursinow                                       | Tor: Wladislaw Tretjak Verteidigung: Waleri Wassiljew (1), Alexander Gussew, Sergei Korotkow, Juri Ljapkin (1), Gennadi Zygankow, Wladimir Luttschenko, Sergei Babinow, Wiktor Kusnezow Sturm: Boris Michailow (1), Wladimir Petrow, Waleri Charlamow (2), Wiktor Schalimow (1), Wladimir Schadrin, Alexander Jakuschew, Chelmut Balderis, Alexander Malzew, Sergei Kapustin, Juri Lebedew, Wiktor Schluktow, Alexander Golikow Trainer / Assistenten: Boris Kulagin / Konstantin Loktew / Wladimir Jursinow                                       | Tor: Wladislaw Tretjak Verteidigung: Waleri Wassiljew (1), Alexander Gussew, Sergei Korotkow, Juri Ljapkin (1), Gennadi Zygankow, Wladimir Luttschenko, Sergei Babinow, Wiktor Kusnezow Sturm: Boris Michailow (1), Wladimir Petrow, Waleri Charlamow (2), Wiktor Schalimow (1), Wladimir Schadrin, Alexander Jakuschew, Chelmut Balderis, Alexander Malzew, Sergei Kapustin, Juri Lebedew, Wiktor Schluktow, Alexander Golikow Trainer / Assistenten: Boris Kulagin / Konstantin Loktew / Wladimir Jursinow                                       | Tor: Wladislaw Tretjak Verteidigung: Waleri Wassiljew (1), Alexander Gussew, Sergei Korotkow, Juri Ljapkin (1), Gennadi Zygankow, Wladimir Luttschenko, Sergei Babinow, Wiktor Kusnezow Sturm: Boris Michailow (1), Wladimir Petrow, Waleri Charlamow (2), Wiktor Schalimow (1), Wladimir Schadrin, Alexander Jakuschew, Chelmut Balderis, Alexander Malzew, Sergei Kapustin, Juri Lebedew, Wiktor Schluktow, Alexander Golikow Trainer / Assistenten: Boris Kulagin / Konstantin Loktew / Wladimir Jursinow                                       | Tor: Wladislaw Tretjak Verteidigung: Waleri Wassiljew (1), Alexander Gussew, Sergei Korotkow, Juri Ljapkin (1), Gennadi Zygankow, Wladimir Luttschenko, Sergei Babinow, Wiktor Kusnezow Sturm: Boris Michailow (1), Wladimir Petrow, Waleri Charlamow (2), Wiktor Schalimow (1), Wladimir Schadrin, Alexander Jakuschew, Chelmut Balderis, Alexander Malzew, Sergei Kapustin, Juri Lebedew, Wiktor Schluktow, Alexander Golikow Trainer / Assistenten: Boris Kulagin / Konstantin Loktew / Wladimir Jursinow                                       | Tor: Wladislaw Tretjak Verteidigung: Waleri Wassiljew (1), Alexander Gussew, Sergei Korotkow, Juri Ljapkin (1), Gennadi Zygankow, Wladimir Luttschenko, Sergei Babinow, Wiktor Kusnezow Sturm: Boris Michailow (1), Wladimir Petrow, Waleri Charlamow (2), Wiktor Schalimow (1), Wladimir Schadrin, Alexander Jakuschew, Chelmut Balderis, Alexander Malzew, Sergei Kapustin, Juri Lebedew, Wiktor Schluktow, Alexander Golikow Trainer / Assistenten: Boris Kulagin / Konstantin Loktew / Wladimir Jursinow                                       |
| Nr. 448 20. Dezember 1975  | 5:3 (1:0, 1:0, 3:3) | 0 Schweden | H | 0Moskau | 0Iswestija-Pokal 1975 | |
| Aufstellung                | Tor: Alexander Sidelnikow, Wladislaw Tretjak (51. Min.) Verteidigung: Waleri Wassiljew (1), Alexander Gussew, Gennadi Zygankow, Juri Ljapkin, Sergei Babinow, Wladimir Luttschenko Sturm: Boris Michailow, Wladimir Petrow, Waleri Charlamow (1), Wiktor Schalimow, Wladimir Schadrin (2), Alexander Jakuschew, Chelmut Balderis, Alexander Malzew (1), Sergei Kapustin Trainer / Assistenten: Boris Kulagin / Konstantin Loktew / Wladimir Jursinow                                                                                               | Tor: Alexander Sidelnikow, Wladislaw Tretjak (51. Min.) Verteidigung: Waleri Wassiljew (1), Alexander Gussew, Gennadi Zygankow, Juri Ljapkin, Sergei Babinow, Wladimir Luttschenko Sturm: Boris Michailow, Wladimir Petrow, Waleri Charlamow (1), Wiktor Schalimow, Wladimir Schadrin (2), Alexander Jakuschew, Chelmut Balderis, Alexander Malzew (1), Sergei Kapustin Trainer / Assistenten: Boris Kulagin / Konstantin Loktew / Wladimir Jursinow                                                                                               | Tor: Alexander Sidelnikow, Wladislaw Tretjak (51. Min.) Verteidigung: Waleri Wassiljew (1), Alexander Gussew, Gennadi Zygankow, Juri Ljapkin, Sergei Babinow, Wladimir Luttschenko Sturm: Boris Michailow, Wladimir Petrow, Waleri Charlamow (1), Wiktor Schalimow, Wladimir Schadrin (2), Alexander Jakuschew, Chelmut Balderis, Alexander Malzew (1), Sergei Kapustin Trainer / Assistenten: Boris Kulagin / Konstantin Loktew / Wladimir Jursinow                                                                                               | Tor: Alexander Sidelnikow, Wladislaw Tretjak (51. Min.) Verteidigung: Waleri Wassiljew (1), Alexander Gussew, Gennadi Zygankow, Juri Ljapkin, Sergei Babinow, Wladimir Luttschenko Sturm: Boris Michailow, Wladimir Petrow, Waleri Charlamow (1), Wiktor Schalimow, Wladimir Schadrin (2), Alexander Jakuschew, Chelmut Balderis, Alexander Malzew (1), Sergei Kapustin Trainer / Assistenten: Boris Kulagin / Konstantin Loktew / Wladimir Jursinow                                                                                               | Tor: Alexander Sidelnikow, Wladislaw Tretjak (51. Min.) Verteidigung: Waleri Wassiljew (1), Alexander Gussew, Gennadi Zygankow, Juri Ljapkin, Sergei Babinow, Wladimir Luttschenko Sturm: Boris Michailow, Wladimir Petrow, Waleri Charlamow (1), Wiktor Schalimow, Wladimir Schadrin (2), Alexander Jakuschew, Chelmut Balderis, Alexander Malzew (1), Sergei Kapustin Trainer / Assistenten: Boris Kulagin / Konstantin Loktew / Wladimir Jursinow                                                                                               | Tor: Alexander Sidelnikow, Wladislaw Tretjak (51. Min.) Verteidigung: Waleri Wassiljew (1), Alexander Gussew, Gennadi Zygankow, Juri Ljapkin, Sergei Babinow, Wladimir Luttschenko Sturm: Boris Michailow, Wladimir Petrow, Waleri Charlamow (1), Wiktor Schalimow, Wladimir Schadrin (2), Alexander Jakuschew, Chelmut Balderis, Alexander Malzew (1), Sergei Kapustin Trainer / Assistenten: Boris Kulagin / Konstantin Loktew / Wladimir Jursinow                                                                                               |
| Nr. 449 21. Dezember 1975  | 3:2 (2:1, 1:0, 0:1) | 0 Tschechoslowakei | H | 0Moskau | 0Iswestija-Pokal 1975 | 07. Gewinn im Iswestija-Pokal |
| Aufstellung                | Tor: Wladislaw Tretjak Verteidigung: Waleri Wassiljew, Alexander Gussew, Sergei Korotkow, Juri Ljapkin, Gennadi Zygankow, Wladimir Luttschenko Sturm: Boris Michailow, Wladimir Petrow, Waleri Charlamow (2), Wiktor Schalimow, Wladimir Schadrin, Alexander Jakuschew (1), Juri Lebedew, Wiktor Schluktow, Alexander Golikow, Alexander Malzew, Sergei Kapustin Trainer / Assistenten: Boris Kulagin / Konstantin Loktew / Wladimir Jursinow | Tor: Wladislaw Tretjak Verteidigung: Waleri Wassiljew, Alexander Gussew, Sergei Korotkow, Juri Ljapkin, Gennadi Zygankow, Wladimir Luttschenko Sturm: Boris Michailow, Wladimir Petrow, Waleri Charlamow (2), Wiktor Schalimow, Wladimir Schadrin, Alexander Jakuschew (1), Juri Lebedew, Wiktor Schluktow, Alexander Golikow, Alexander Malzew, Sergei Kapustin Trainer / Assistenten: Boris Kulagin / Konstantin Loktew / Wladimir Jursinow | Tor: Wladislaw Tretjak Verteidigung: Waleri Wassiljew, Alexander Gussew, Sergei Korotkow, Juri Ljapkin, Gennadi Zygankow, Wladimir Luttschenko Sturm: Boris Michailow, Wladimir Petrow, Waleri Charlamow (2), Wiktor Schalimow, Wladimir Schadrin, Alexander Jakuschew (1), Juri Lebedew, Wiktor Schluktow, Alexander Golikow, Alexander Malzew, Sergei Kapustin Trainer / Assistenten: Boris Kulagin / Konstantin Loktew / Wladimir Jursinow | Tor: Wladislaw Tretjak Verteidigung: Waleri Wassiljew, Alexander Gussew, Sergei Korotkow, Juri Ljapkin, Gennadi Zygankow, Wladimir Luttschenko Sturm: Boris Michailow, Wladimir Petrow, Waleri Charlamow (2), Wiktor Schalimow, Wladimir Schadrin, Alexander Jakuschew (1), Juri Lebedew, Wiktor Schluktow, Alexander Golikow, Alexander Malzew, Sergei Kapustin Trainer / Assistenten: Boris Kulagin / Konstantin Loktew / Wladimir Jursinow | Tor: Wladislaw Tretjak Verteidigung: Waleri Wassiljew, Alexander Gussew, Sergei Korotkow, Juri Ljapkin, Gennadi Zygankow, Wladimir Luttschenko Sturm: Boris Michailow, Wladimir Petrow, Waleri Charlamow (2), Wiktor Schalimow, Wladimir Schadrin, Alexander Jakuschew (1), Juri Lebedew, Wiktor Schluktow, Alexander Golikow, Alexander Malzew, Sergei Kapustin Trainer / Assistenten: Boris Kulagin / Konstantin Loktew / Wladimir Jursinow | Tor: Wladislaw Tretjak Verteidigung: Waleri Wassiljew, Alexander Gussew, Sergei Korotkow, Juri Ljapkin, Gennadi Zygankow, Wladimir Luttschenko Sturm: Boris Michailow, Wladimir Petrow, Waleri Charlamow (2), Wiktor Schalimow, Wladimir Schadrin, Alexander Jakuschew (1), Juri Lebedew, Wiktor Schluktow, Alexander Golikow, Alexander Malzew, Sergei Kapustin Trainer / Assistenten: Boris Kulagin / Konstantin Loktew / Wladimir Jursinow |
| Nr. 450 20. Januar 1976    | 9:4 (1:2, 2:2, 6:0) | 0 Finnland | A | 0Turku, FIN | 0Freundschaftsspiel | |
| Aufstellung                | Tor: Wladislaw Tretjak Verteidigung: Waleri Wassiljew, Alexander Gussew, Juri Tjurin, Juri Ljapkin (1), Gennadi Zygankow, Wladimir Luttschenko Sturm: Boris Michailow (1), Wladimir Petrow (1), Waleri Charlamow (1), Wiktor Schalimow (1), Wladimir Schadrin, Alexander Jakuschew (3), Alexander Malzew, Wiktor Schluktow, Sergei Kapustin (1), Wjatscheslaw Anissin Trainer / Assistenten: Boris Kulagin / Konstantin Loktew / Wladimir Jursinow                                                                                                 | Tor: Wladislaw Tretjak Verteidigung: Waleri Wassiljew, Alexander Gussew, Juri Tjurin, Juri Ljapkin (1), Gennadi Zygankow, Wladimir Luttschenko Sturm: Boris Michailow (1), Wladimir Petrow (1), Waleri Charlamow (1), Wiktor Schalimow (1), Wladimir Schadrin, Alexander Jakuschew (3), Alexander Malzew, Wiktor Schluktow, Sergei Kapustin (1), Wjatscheslaw Anissin Trainer / Assistenten: Boris Kulagin / Konstantin Loktew / Wladimir Jursinow                                                                                                 | Tor: Wladislaw Tretjak Verteidigung: Waleri Wassiljew, Alexander Gussew, Juri Tjurin, Juri Ljapkin (1), Gennadi Zygankow, Wladimir Luttschenko Sturm: Boris Michailow (1), Wladimir Petrow (1), Waleri Charlamow (1), Wiktor Schalimow (1), Wladimir Schadrin, Alexander Jakuschew (3), Alexander Malzew, Wiktor Schluktow, Sergei Kapustin (1), Wjatscheslaw Anissin Trainer / Assistenten: Boris Kulagin / Konstantin Loktew / Wladimir Jursinow                                                                                                 | Tor: Wladislaw Tretjak Verteidigung: Waleri Wassiljew, Alexander Gussew, Juri Tjurin, Juri Ljapkin (1), Gennadi Zygankow, Wladimir Luttschenko Sturm: Boris Michailow (1), Wladimir Petrow (1), Waleri Charlamow (1), Wiktor Schalimow (1), Wladimir Schadrin, Alexander Jakuschew (3), Alexander Malzew, Wiktor Schluktow, Sergei Kapustin (1), Wjatscheslaw Anissin Trainer / Assistenten: Boris Kulagin / Konstantin Loktew / Wladimir Jursinow                                                                                                 | Tor: Wladislaw Tretjak Verteidigung: Waleri Wassiljew, Alexander Gussew, Juri Tjurin, Juri Ljapkin (1), Gennadi Zygankow, Wladimir Luttschenko Sturm: Boris Michailow (1), Wladimir Petrow (1), Waleri Charlamow (1), Wiktor Schalimow (1), Wladimir Schadrin, Alexander Jakuschew (3), Alexander Malzew, Wiktor Schluktow, Sergei Kapustin (1), Wjatscheslaw Anissin Trainer / Assistenten: Boris Kulagin / Konstantin Loktew / Wladimir Jursinow                                                                                                 | Tor: Wladislaw Tretjak Verteidigung: Waleri Wassiljew, Alexander Gussew, Juri Tjurin, Juri Ljapkin (1), Gennadi Zygankow, Wladimir Luttschenko Sturm: Boris Michailow (1), Wladimir Petrow (1), Waleri Charlamow (1), Wiktor Schalimow (1), Wladimir Schadrin, Alexander Jakuschew (3), Alexander Malzew, Wiktor Schluktow, Sergei Kapustin (1), Wjatscheslaw Anissin Trainer / Assistenten: Boris Kulagin / Konstantin Loktew / Wladimir Jursinow                                                                                                 |
| Nr. 451 22. Januar 1976    | 3:5 (1:2, 1:0, 1:3) | 0 Finnland | A | 0Helsinki, FIN | 0Freundschaftsspiel | |
| Aufstellung                | Tor: Wladislaw Tretjak Verteidigung: Waleri Wassiljew, Alexander Gussew, Juri Tjurin, Juri Ljapkin, Sergei Babinow, Wladimir Luttschenko Sturm: Boris Michailow, Wladimir Petrow (1), Waleri Charlamow (1), Wiktor Schalimow, Wladimir Schadrin, Alexander Jakuschew, Alexander Malzew, Wjatscheslaw Anissin, Sergei Kapustin (1) Trainer / Assistenten: Boris Kulagin / Konstantin Loktew / Wladimir Jursinow | Tor: Wladislaw Tretjak Verteidigung: Waleri Wassiljew, Alexander Gussew, Juri Tjurin, Juri Ljapkin, Sergei Babinow, Wladimir Luttschenko Sturm: Boris Michailow, Wladimir Petrow (1), Waleri Charlamow (1), Wiktor Schalimow, Wladimir Schadrin, Alexander Jakuschew, Alexander Malzew, Wjatscheslaw Anissin, Sergei Kapustin (1) Trainer / Assistenten: Boris Kulagin / Konstantin Loktew / Wladimir Jursinow | Tor: Wladislaw Tretjak Verteidigung: Waleri Wassiljew, Alexander Gussew, Juri Tjurin, Juri Ljapkin, Sergei Babinow, Wladimir Luttschenko Sturm: Boris Michailow, Wladimir Petrow (1), Waleri Charlamow (1), Wiktor Schalimow, Wladimir Schadrin, Alexander Jakuschew, Alexander Malzew, Wjatscheslaw Anissin, Sergei Kapustin (1) Trainer / Assistenten: Boris Kulagin / Konstantin Loktew / Wladimir Jursinow | Tor: Wladislaw Tretjak Verteidigung: Waleri Wassiljew, Alexander Gussew, Juri Tjurin, Juri Ljapkin, Sergei Babinow, Wladimir Luttschenko Sturm: Boris Michailow, Wladimir Petrow (1), Waleri Charlamow (1), Wiktor Schalimow, Wladimir Schadrin, Alexander Jakuschew, Alexander Malzew, Wjatscheslaw Anissin, Sergei Kapustin (1) Trainer / Assistenten: Boris Kulagin / Konstantin Loktew / Wladimir Jursinow | Tor: Wladislaw Tretjak Verteidigung: Waleri Wassiljew, Alexander Gussew, Juri Tjurin, Juri Ljapkin, Sergei Babinow, Wladimir Luttschenko Sturm: Boris Michailow, Wladimir Petrow (1), Waleri Charlamow (1), Wiktor Schalimow, Wladimir Schadrin, Alexander Jakuschew, Alexander Malzew, Wjatscheslaw Anissin, Sergei Kapustin (1) Trainer / Assistenten: Boris Kulagin / Konstantin Loktew / Wladimir Jursinow | Tor: Wladislaw Tretjak Verteidigung: Waleri Wassiljew, Alexander Gussew, Juri Tjurin, Juri Ljapkin, Sergei Babinow, Wladimir Luttschenko Sturm: Boris Michailow, Wladimir Petrow (1), Waleri Charlamow (1), Wiktor Schalimow, Wladimir Schadrin, Alexander Jakuschew, Alexander Malzew, Wjatscheslaw Anissin, Sergei Kapustin (1) Trainer / Assistenten: Boris Kulagin / Konstantin Loktew / Wladimir Jursinow |
| Nr. 452 3. Februar 1976    | 16:3 (4:0, 8:2, 4:1) | 0 Österreich | A | 0Innsbruck, AUT | 0OS 1976 | |
| Aufstellung                | Tor: Alexander Sidelnikow Verteidigung: Waleri Wassiljew, Alexander Gussew, Gennadi Zygankow, Juri Ljapkin, Sergei Babinow, Wladimir Luttschenko Sturm: Boris Michailow (1), Wladimir Petrow (2), Waleri Charlamow, Wiktor Schalimow (2), Wladimir Schadrin (4), Alexander Jakuschew (1), Alexander Malzew (2), Wiktor Schluktow (1), Sergei Kapustin (3), Boris Alexandrow Trainer / Assistenten: Boris Kulagin / Konstantin Loktew / Wladimir Jursinow                                                                                           | Tor: Alexander Sidelnikow Verteidigung: Waleri Wassiljew, Alexander Gussew, Gennadi Zygankow, Juri Ljapkin, Sergei Babinow, Wladimir Luttschenko Sturm: Boris Michailow (1), Wladimir Petrow (2), Waleri Charlamow, Wiktor Schalimow (2), Wladimir Schadrin (4), Alexander Jakuschew (1), Alexander Malzew (2), Wiktor Schluktow (1), Sergei Kapustin (3), Boris Alexandrow Trainer / Assistenten: Boris Kulagin / Konstantin Loktew / Wladimir Jursinow                                                                                           | Tor: Alexander Sidelnikow Verteidigung: Waleri Wassiljew, Alexander Gussew, Gennadi Zygankow, Juri Ljapkin, Sergei Babinow, Wladimir Luttschenko Sturm: Boris Michailow (1), Wladimir Petrow (2), Waleri Charlamow, Wiktor Schalimow (2), Wladimir Schadrin (4), Alexander Jakuschew (1), Alexander Malzew (2), Wiktor Schluktow (1), Sergei Kapustin (3), Boris Alexandrow Trainer / Assistenten: Boris Kulagin / Konstantin Loktew / Wladimir Jursinow                                                                                           | Tor: Alexander Sidelnikow Verteidigung: Waleri Wassiljew, Alexander Gussew, Gennadi Zygankow, Juri Ljapkin, Sergei Babinow, Wladimir Luttschenko Sturm: Boris Michailow (1), Wladimir Petrow (2), Waleri Charlamow, Wiktor Schalimow (2), Wladimir Schadrin (4), Alexander Jakuschew (1), Alexander Malzew (2), Wiktor Schluktow (1), Sergei Kapustin (3), Boris Alexandrow Trainer / Assistenten: Boris Kulagin / Konstantin Loktew / Wladimir Jursinow                                                                                           | Tor: Alexander Sidelnikow Verteidigung: Waleri Wassiljew, Alexander Gussew, Gennadi Zygankow, Juri Ljapkin, Sergei Babinow, Wladimir Luttschenko Sturm: Boris Michailow (1), Wladimir Petrow (2), Waleri Charlamow, Wiktor Schalimow (2), Wladimir Schadrin (4), Alexander Jakuschew (1), Alexander Malzew (2), Wiktor Schluktow (1), Sergei Kapustin (3), Boris Alexandrow Trainer / Assistenten: Boris Kulagin / Konstantin Loktew / Wladimir Jursinow                                                                                           | Tor: Alexander Sidelnikow Verteidigung: Waleri Wassiljew, Alexander Gussew, Gennadi Zygankow, Juri Ljapkin, Sergei Babinow, Wladimir Luttschenko Sturm: Boris Michailow (1), Wladimir Petrow (2), Waleri Charlamow, Wiktor Schalimow (2), Wladimir Schadrin (4), Alexander Jakuschew (1), Alexander Malzew (2), Wiktor Schluktow (1), Sergei Kapustin (3), Boris Alexandrow Trainer / Assistenten: Boris Kulagin / Konstantin Loktew / Wladimir Jursinow                                                                                           |
| Nr. 453 6. Februar 1976    | 6:2 (3:0, 1:1, 2:1) | 0 Vereinigte Staaten | * | 0Innsbruck, AUT | 0OS 1976 | |
| Aufstellung                | Tor: Wladislaw Tretjak Verteidigung: Waleri Wassiljew, Alexander Gussew, Gennadi Zygankow, Juri Ljapkin (1), Sergei Babinow (1), Wladimir Luttschenko Sturm: Boris Michailow, Wladimir Petrow, Waleri Charlamow (1), Wiktor Schalimow, Wladimir Schadrin (1), Alexander Jakuschew, Alexander Malzew (1), Wiktor Schluktow, Sergei Kapustin (1) Trainer / Assistenten: Boris Kulagin / Konstantin Loktew / Wladimir Jursinow | Tor: Wladislaw Tretjak Verteidigung: Waleri Wassiljew, Alexander Gussew, Gennadi Zygankow, Juri Ljapkin (1), Sergei Babinow (1), Wladimir Luttschenko Sturm: Boris Michailow, Wladimir Petrow, Waleri Charlamow (1), Wiktor Schalimow, Wladimir Schadrin (1), Alexander Jakuschew, Alexander Malzew (1), Wiktor Schluktow, Sergei Kapustin (1) Trainer / Assistenten: Boris Kulagin / Konstantin Loktew / Wladimir Jursinow | Tor: Wladislaw Tretjak Verteidigung: Waleri Wassiljew, Alexander Gussew, Gennadi Zygankow, Juri Ljapkin (1), Sergei Babinow (1), Wladimir Luttschenko Sturm: Boris Michailow, Wladimir Petrow, Waleri Charlamow (1), Wiktor Schalimow, Wladimir Schadrin (1), Alexander Jakuschew, Alexander Malzew (1), Wiktor Schluktow, Sergei Kapustin (1) Trainer / Assistenten: Boris Kulagin / Konstantin Loktew / Wladimir Jursinow | Tor: Wladislaw Tretjak Verteidigung: Waleri Wassiljew, Alexander Gussew, Gennadi Zygankow, Juri Ljapkin (1), Sergei Babinow (1), Wladimir Luttschenko Sturm: Boris Michailow, Wladimir Petrow, Waleri Charlamow (1), Wiktor Schalimow, Wladimir Schadrin (1), Alexander Jakuschew, Alexander Malzew (1), Wiktor Schluktow, Sergei Kapustin (1) Trainer / Assistenten: Boris Kulagin / Konstantin Loktew / Wladimir Jursinow | Tor: Wladislaw Tretjak Verteidigung: Waleri Wassiljew, Alexander Gussew, Gennadi Zygankow, Juri Ljapkin (1), Sergei Babinow (1), Wladimir Luttschenko Sturm: Boris Michailow, Wladimir Petrow, Waleri Charlamow (1), Wiktor Schalimow, Wladimir Schadrin (1), Alexander Jakuschew, Alexander Malzew (1), Wiktor Schluktow, Sergei Kapustin (1) Trainer / Assistenten: Boris Kulagin / Konstantin Loktew / Wladimir Jursinow | Tor: Wladislaw Tretjak Verteidigung: Waleri Wassiljew, Alexander Gussew, Gennadi Zygankow, Juri Ljapkin (1), Sergei Babinow (1), Wladimir Luttschenko Sturm: Boris Michailow, Wladimir Petrow, Waleri Charlamow (1), Wiktor Schalimow, Wladimir Schadrin (1), Alexander Jakuschew, Alexander Malzew (1), Wiktor Schluktow, Sergei Kapustin (1) Trainer / Assistenten: Boris Kulagin / Konstantin Loktew / Wladimir Jursinow |
| Nr. 454 8. Februar 1976    | 16:1 (7:1, 6:0, 3:0) | 0 Polen | * | 0Innsbruck, AUT | 0OS 1976 | |
| Aufstellung                | Tor: Alexander Sidelnikow Verteidigung: Waleri Wassiljew, Alexander Gussew (1), Gennadi Zygankow (1), Juri Ljapkin, Sergei Babinow, Wladimir Luttschenko Sturm: Boris Alexandrow (2), Wladimir Petrow (2), Waleri Charlamow (1), Wiktor Schalimow (1), Wladimir Schadrin (3), Alexander Jakuschew (1), Alexander Malzew (1), Wiktor Schluktow (1), Sergei Kapustin (2) Trainer / Assistenten: Boris Kulagin / Konstantin Loktew / Wladimir Jursinow                                                                                                | Tor: Alexander Sidelnikow Verteidigung: Waleri Wassiljew, Alexander Gussew (1), Gennadi Zygankow (1), Juri Ljapkin, Sergei Babinow, Wladimir Luttschenko Sturm: Boris Alexandrow (2), Wladimir Petrow (2), Waleri Charlamow (1), Wiktor Schalimow (1), Wladimir Schadrin (3), Alexander Jakuschew (1), Alexander Malzew (1), Wiktor Schluktow (1), Sergei Kapustin (2) Trainer / Assistenten: Boris Kulagin / Konstantin Loktew / Wladimir Jursinow                                                                                                | Tor: Alexander Sidelnikow Verteidigung: Waleri Wassiljew, Alexander Gussew (1), Gennadi Zygankow (1), Juri Ljapkin, Sergei Babinow, Wladimir Luttschenko Sturm: Boris Alexandrow (2), Wladimir Petrow (2), Waleri Charlamow (1), Wiktor Schalimow (1), Wladimir Schadrin (3), Alexander Jakuschew (1), Alexander Malzew (1), Wiktor Schluktow (1), Sergei Kapustin (2) Trainer / Assistenten: Boris Kulagin / Konstantin Loktew / Wladimir Jursinow                                                                                                | Tor: Alexander Sidelnikow Verteidigung: Waleri Wassiljew, Alexander Gussew (1), Gennadi Zygankow (1), Juri Ljapkin, Sergei Babinow, Wladimir Luttschenko Sturm: Boris Alexandrow (2), Wladimir Petrow (2), Waleri Charlamow (1), Wiktor Schalimow (1), Wladimir Schadrin (3), Alexander Jakuschew (1), Alexander Malzew (1), Wiktor Schluktow (1), Sergei Kapustin (2) Trainer / Assistenten: Boris Kulagin / Konstantin Loktew / Wladimir Jursinow                                                                                                | Tor: Alexander Sidelnikow Verteidigung: Waleri Wassiljew, Alexander Gussew (1), Gennadi Zygankow (1), Juri Ljapkin, Sergei Babinow, Wladimir Luttschenko Sturm: Boris Alexandrow (2), Wladimir Petrow (2), Waleri Charlamow (1), Wiktor Schalimow (1), Wladimir Schadrin (3), Alexander Jakuschew (1), Alexander Malzew (1), Wiktor Schluktow (1), Sergei Kapustin (2) Trainer / Assistenten: Boris Kulagin / Konstantin Loktew / Wladimir Jursinow                                                                                                | Tor: Alexander Sidelnikow Verteidigung: Waleri Wassiljew, Alexander Gussew (1), Gennadi Zygankow (1), Juri Ljapkin, Sergei Babinow, Wladimir Luttschenko Sturm: Boris Alexandrow (2), Wladimir Petrow (2), Waleri Charlamow (1), Wiktor Schalimow (1), Wladimir Schadrin (3), Alexander Jakuschew (1), Alexander Malzew (1), Wiktor Schluktow (1), Sergei Kapustin (2) Trainer / Assistenten: Boris Kulagin / Konstantin Loktew / Wladimir Jursinow                                                                                                |
| Nr. 455 10. Februar 1976   | 7:3 (5:2, 1:0, 1:1) | 0 BR Deutschland | * | 0Innsbruck, AUT | 0OS 1976 | |
| Aufstellung                | Tor: Wladislaw Tretjak Verteidigung: Waleri Wassiljew (1), Alexander Gussew, Gennadi Zygankow, Juri Ljapkin, Sergei Babinow (1), Wladimir Luttschenko Sturm: Boris Michailow (2), Wladimir Petrow (1), Waleri Charlamow, Wiktor Schalimow (1), Wladimir Schadrin, Alexander Jakuschew, Alexander Malzew (1), Wiktor Schluktow, Sergei Kapustin Trainer / Assistenten: Boris Kulagin / Konstantin Loktew / Wladimir Jursinow | Tor: Wladislaw Tretjak Verteidigung: Waleri Wassiljew (1), Alexander Gussew, Gennadi Zygankow, Juri Ljapkin, Sergei Babinow (1), Wladimir Luttschenko Sturm: Boris Michailow (2), Wladimir Petrow (1), Waleri Charlamow, Wiktor Schalimow (1), Wladimir Schadrin, Alexander Jakuschew, Alexander Malzew (1), Wiktor Schluktow, Sergei Kapustin Trainer / Assistenten: Boris Kulagin / Konstantin Loktew / Wladimir Jursinow | Tor: Wladislaw Tretjak Verteidigung: Waleri Wassiljew (1), Alexander Gussew, Gennadi Zygankow, Juri Ljapkin, Sergei Babinow (1), Wladimir Luttschenko Sturm: Boris Michailow (2), Wladimir Petrow (1), Waleri Charlamow, Wiktor Schalimow (1), Wladimir Schadrin, Alexander Jakuschew, Alexander Malzew (1), Wiktor Schluktow, Sergei Kapustin Trainer / Assistenten: Boris Kulagin / Konstantin Loktew / Wladimir Jursinow | Tor: Wladislaw Tretjak Verteidigung: Waleri Wassiljew (1), Alexander Gussew, Gennadi Zygankow, Juri Ljapkin, Sergei Babinow (1), Wladimir Luttschenko Sturm: Boris Michailow (2), Wladimir Petrow (1), Waleri Charlamow, Wiktor Schalimow (1), Wladimir Schadrin, Alexander Jakuschew, Alexander Malzew (1), Wiktor Schluktow, Sergei Kapustin Trainer / Assistenten: Boris Kulagin / Konstantin Loktew / Wladimir Jursinow | Tor: Wladislaw Tretjak Verteidigung: Waleri Wassiljew (1), Alexander Gussew, Gennadi Zygankow, Juri Ljapkin, Sergei Babinow (1), Wladimir Luttschenko Sturm: Boris Michailow (2), Wladimir Petrow (1), Waleri Charlamow, Wiktor Schalimow (1), Wladimir Schadrin, Alexander Jakuschew, Alexander Malzew (1), Wiktor Schluktow, Sergei Kapustin Trainer / Assistenten: Boris Kulagin / Konstantin Loktew / Wladimir Jursinow | Tor: Wladislaw Tretjak Verteidigung: Waleri Wassiljew (1), Alexander Gussew, Gennadi Zygankow, Juri Ljapkin, Sergei Babinow (1), Wladimir Luttschenko Sturm: Boris Michailow (2), Wladimir Petrow (1), Waleri Charlamow, Wiktor Schalimow (1), Wladimir Schadrin, Alexander Jakuschew, Alexander Malzew (1), Wiktor Schluktow, Sergei Kapustin Trainer / Assistenten: Boris Kulagin / Konstantin Loktew / Wladimir Jursinow |
| Nr. 456 12. Februar 1976   | 7:2 (3:0, 1:0, 3:2) | 0 Finnland | * | 0Innsbruck, AUT | 0OS 1976 | |
| Aufstellung                | Tor: Wladislaw Tretjak Verteidigung: Waleri Wassiljew, Alexander Gussew, Gennadi Zygankow, Juri Ljapkin, Sergei Babinow, Wladimir Luttschenko Sturm: Boris Michailow, Wladimir Petrow, Waleri Charlamow, Wiktor Schalimow (3), Wladimir Schadrin (1), Alexander Jakuschew (1), Alexander Malzew (2), Wiktor Schluktow, Sergei Kapustin, Boris Alexandrow Trainer / Assistenten: Boris Kulagin / Konstantin Loktew / Wladimir Jursinow | Tor: Wladislaw Tretjak Verteidigung: Waleri Wassiljew, Alexander Gussew, Gennadi Zygankow, Juri Ljapkin, Sergei Babinow, Wladimir Luttschenko Sturm: Boris Michailow, Wladimir Petrow, Waleri Charlamow, Wiktor Schalimow (3), Wladimir Schadrin (1), Alexander Jakuschew (1), Alexander Malzew (2), Wiktor Schluktow, Sergei Kapustin, Boris Alexandrow Trainer / Assistenten: Boris Kulagin / Konstantin Loktew / Wladimir Jursinow | Tor: Wladislaw Tretjak Verteidigung: Waleri Wassiljew, Alexander Gussew, Gennadi Zygankow, Juri Ljapkin, Sergei Babinow, Wladimir Luttschenko Sturm: Boris Michailow, Wladimir Petrow, Waleri Charlamow, Wiktor Schalimow (3), Wladimir Schadrin (1), Alexander Jakuschew (1), Alexander Malzew (2), Wiktor Schluktow, Sergei Kapustin, Boris Alexandrow Trainer / Assistenten: Boris Kulagin / Konstantin Loktew / Wladimir Jursinow | Tor: Wladislaw Tretjak Verteidigung: Waleri Wassiljew, Alexander Gussew, Gennadi Zygankow, Juri Ljapkin, Sergei Babinow, Wladimir Luttschenko Sturm: Boris Michailow, Wladimir Petrow, Waleri Charlamow, Wiktor Schalimow (3), Wladimir Schadrin (1), Alexander Jakuschew (1), Alexander Malzew (2), Wiktor Schluktow, Sergei Kapustin, Boris Alexandrow Trainer / Assistenten: Boris Kulagin / Konstantin Loktew / Wladimir Jursinow | Tor: Wladislaw Tretjak Verteidigung: Waleri Wassiljew, Alexander Gussew, Gennadi Zygankow, Juri Ljapkin, Sergei Babinow, Wladimir Luttschenko Sturm: Boris Michailow, Wladimir Petrow, Waleri Charlamow, Wiktor Schalimow (3), Wladimir Schadrin (1), Alexander Jakuschew (1), Alexander Malzew (2), Wiktor Schluktow, Sergei Kapustin, Boris Alexandrow Trainer / Assistenten: Boris Kulagin / Konstantin Loktew / Wladimir Jursinow | Tor: Wladislaw Tretjak Verteidigung: Waleri Wassiljew, Alexander Gussew, Gennadi Zygankow, Juri Ljapkin, Sergei Babinow, Wladimir Luttschenko Sturm: Boris Michailow, Wladimir Petrow, Waleri Charlamow, Wiktor Schalimow (3), Wladimir Schadrin (1), Alexander Jakuschew (1), Alexander Malzew (2), Wiktor Schluktow, Sergei Kapustin, Boris Alexandrow Trainer / Assistenten: Boris Kulagin / Konstantin Loktew / Wladimir Jursinow |
| Nr. 457 14. Februar 1976   | 4:3 (0:2, 2:0, 2:1) | 0 Tschechoslowakei | * | 0Innsbruck, AUT | 0OS 1976 | 05. Olympiasieg |
| Aufstellung                | Tor: Wladislaw Tretjak Verteidigung: Waleri Wassiljew, Alexander Gussew, Gennadi Zygankow, Juri Ljapkin, Sergei Babinow, Wladimir Luttschenko Sturm: Boris Michailow, Wladimir Petrow (1), Waleri Charlamow (1), Wiktor Schalimow, Wladimir Schadrin (1), Alexander Jakuschew (1), Alexander Malzew, Wiktor Schluktow, Sergei Kapustin Trainer / Assistenten: Boris Kulagin / Konstantin Loktew / Wladimir Jursinow | Tor: Wladislaw Tretjak Verteidigung: Waleri Wassiljew, Alexander Gussew, Gennadi Zygankow, Juri Ljapkin, Sergei Babinow, Wladimir Luttschenko Sturm: Boris Michailow, Wladimir Petrow (1), Waleri Charlamow (1), Wiktor Schalimow, Wladimir Schadrin (1), Alexander Jakuschew (1), Alexander Malzew, Wiktor Schluktow, Sergei Kapustin Trainer / Assistenten: Boris Kulagin / Konstantin Loktew / Wladimir Jursinow | Tor: Wladislaw Tretjak Verteidigung: Waleri Wassiljew, Alexander Gussew, Gennadi Zygankow, Juri Ljapkin, Sergei Babinow, Wladimir Luttschenko Sturm: Boris Michailow, Wladimir Petrow (1), Waleri Charlamow (1), Wiktor Schalimow, Wladimir Schadrin (1), Alexander Jakuschew (1), Alexander Malzew, Wiktor Schluktow, Sergei Kapustin Trainer / Assistenten: Boris Kulagin / Konstantin Loktew / Wladimir Jursinow | Tor: Wladislaw Tretjak Verteidigung: Waleri Wassiljew, Alexander Gussew, Gennadi Zygankow, Juri Ljapkin, Sergei Babinow, Wladimir Luttschenko Sturm: Boris Michailow, Wladimir Petrow (1), Waleri Charlamow (1), Wiktor Schalimow, Wladimir Schadrin (1), Alexander Jakuschew (1), Alexander Malzew, Wiktor Schluktow, Sergei Kapustin Trainer / Assistenten: Boris Kulagin / Konstantin Loktew / Wladimir Jursinow | Tor: Wladislaw Tretjak Verteidigung: Waleri Wassiljew, Alexander Gussew, Gennadi Zygankow, Juri Ljapkin, Sergei Babinow, Wladimir Luttschenko Sturm: Boris Michailow, Wladimir Petrow (1), Waleri Charlamow (1), Wiktor Schalimow, Wladimir Schadrin (1), Alexander Jakuschew (1), Alexander Malzew, Wiktor Schluktow, Sergei Kapustin Trainer / Assistenten: Boris Kulagin / Konstantin Loktew / Wladimir Jursinow | Tor: Wladislaw Tretjak Verteidigung: Waleri Wassiljew, Alexander Gussew, Gennadi Zygankow, Juri Ljapkin, Sergei Babinow, Wladimir Luttschenko Sturm: Boris Michailow, Wladimir Petrow (1), Waleri Charlamow (1), Wiktor Schalimow, Wladimir Schadrin (1), Alexander Jakuschew (1), Alexander Malzew, Wiktor Schluktow, Sergei Kapustin Trainer / Assistenten: Boris Kulagin / Konstantin Loktew / Wladimir Jursinow |
| Nr. 458 24. März 1976      | 1:2 (0:1, 1:1, 0:0) | 0 Schweden | A | 0Stockholm, SWE | 0Freundschaftsspiel | |
| Aufstellung                | Tor: Alexander Sidelnikow Verteidigung: Wladimir Luttschenko, Alexander Gussew, Juri Tjurin, Juri Ljapkin, Waleri Wassiljew, Witali Filippow, Sergei Babinow Sturm: Boris Michailow, Wladimir Petrow, Waleri Charlamow, Wiktor Schalimow, Alexander Golikow, Alexander Jakuschew, Alexander Malzew, Wiktor Schluktow, Sergei Kapustin (1), Juri Lebedew, Wladimir Golikow Trainer / Assistenten: Boris Kulagin / Konstantin Loktew / Wladimir Jursinow                                                                                             | Tor: Alexander Sidelnikow Verteidigung: Wladimir Luttschenko, Alexander Gussew, Juri Tjurin, Juri Ljapkin, Waleri Wassiljew, Witali Filippow, Sergei Babinow Sturm: Boris Michailow, Wladimir Petrow, Waleri Charlamow, Wiktor Schalimow, Alexander Golikow, Alexander Jakuschew, Alexander Malzew, Wiktor Schluktow, Sergei Kapustin (1), Juri Lebedew, Wladimir Golikow Trainer / Assistenten: Boris Kulagin / Konstantin Loktew / Wladimir Jursinow                                                                                             | Tor: Alexander Sidelnikow Verteidigung: Wladimir Luttschenko, Alexander Gussew, Juri Tjurin, Juri Ljapkin, Waleri Wassiljew, Witali Filippow, Sergei Babinow Sturm: Boris Michailow, Wladimir Petrow, Waleri Charlamow, Wiktor Schalimow, Alexander Golikow, Alexander Jakuschew, Alexander Malzew, Wiktor Schluktow, Sergei Kapustin (1), Juri Lebedew, Wladimir Golikow Trainer / Assistenten: Boris Kulagin / Konstantin Loktew / Wladimir Jursinow                                                                                             | Tor: Alexander Sidelnikow Verteidigung: Wladimir Luttschenko, Alexander Gussew, Juri Tjurin, Juri Ljapkin, Waleri Wassiljew, Witali Filippow, Sergei Babinow Sturm: Boris Michailow, Wladimir Petrow, Waleri Charlamow, Wiktor Schalimow, Alexander Golikow, Alexander Jakuschew, Alexander Malzew, Wiktor Schluktow, Sergei Kapustin (1), Juri Lebedew, Wladimir Golikow Trainer / Assistenten: Boris Kulagin / Konstantin Loktew / Wladimir Jursinow                                                                                             | Tor: Alexander Sidelnikow Verteidigung: Wladimir Luttschenko, Alexander Gussew, Juri Tjurin, Juri Ljapkin, Waleri Wassiljew, Witali Filippow, Sergei Babinow Sturm: Boris Michailow, Wladimir Petrow, Waleri Charlamow, Wiktor Schalimow, Alexander Golikow, Alexander Jakuschew, Alexander Malzew, Wiktor Schluktow, Sergei Kapustin (1), Juri Lebedew, Wladimir Golikow Trainer / Assistenten: Boris Kulagin / Konstantin Loktew / Wladimir Jursinow                                                                                             | Tor: Alexander Sidelnikow Verteidigung: Wladimir Luttschenko, Alexander Gussew, Juri Tjurin, Juri Ljapkin, Waleri Wassiljew, Witali Filippow, Sergei Babinow Sturm: Boris Michailow, Wladimir Petrow, Waleri Charlamow, Wiktor Schalimow, Alexander Golikow, Alexander Jakuschew, Alexander Malzew, Wiktor Schluktow, Sergei Kapustin (1), Juri Lebedew, Wladimir Golikow Trainer / Assistenten: Boris Kulagin / Konstantin Loktew / Wladimir Jursinow                                                                                             |
| Nr. 459 25. März 1976      | 2:2 (0:0, 1:2, 1:0) | 0 Schweden | A | 0Göteborg, SWE | 0Freundschaftsspiel | |
| Aufstellung                | Tor: Wladislaw Tretjak Verteidigung: Wladimir Luttschenko, Alexander Gussew, Waleri Wassiljew, Juri Ljapkin, Sergei Babinow, Witali Filippow Sturm: Boris Michailow, Wladimir Petrow, Sergei Kapustin (1), Wiktor Schalimow, Wiktor Schluktow (1), Alexander Jakuschew, Juri Lebedew, Wladimir Golikow, Alexander Golikow Trainer / Assistenten: Boris Kulagin / Konstantin Loktew / Wladimir Jursinow | Tor: Wladislaw Tretjak Verteidigung: Wladimir Luttschenko, Alexander Gussew, Waleri Wassiljew, Juri Ljapkin, Sergei Babinow, Witali Filippow Sturm: Boris Michailow, Wladimir Petrow, Sergei Kapustin (1), Wiktor Schalimow, Wiktor Schluktow (1), Alexander Jakuschew, Juri Lebedew, Wladimir Golikow, Alexander Golikow Trainer / Assistenten: Boris Kulagin / Konstantin Loktew / Wladimir Jursinow | Tor: Wladislaw Tretjak Verteidigung: Wladimir Luttschenko, Alexander Gussew, Waleri Wassiljew, Juri Ljapkin, Sergei Babinow, Witali Filippow Sturm: Boris Michailow, Wladimir Petrow, Sergei Kapustin (1), Wiktor Schalimow, Wiktor Schluktow (1), Alexander Jakuschew, Juri Lebedew, Wladimir Golikow, Alexander Golikow Trainer / Assistenten: Boris Kulagin / Konstantin Loktew / Wladimir Jursinow | Tor: Wladislaw Tretjak Verteidigung: Wladimir Luttschenko, Alexander Gussew, Waleri Wassiljew, Juri Ljapkin, Sergei Babinow, Witali Filippow Sturm: Boris Michailow, Wladimir Petrow, Sergei Kapustin (1), Wiktor Schalimow, Wiktor Schluktow (1), Alexander Jakuschew, Juri Lebedew, Wladimir Golikow, Alexander Golikow Trainer / Assistenten: Boris Kulagin / Konstantin Loktew / Wladimir Jursinow | Tor: Wladislaw Tretjak Verteidigung: Wladimir Luttschenko, Alexander Gussew, Waleri Wassiljew, Juri Ljapkin, Sergei Babinow, Witali Filippow Sturm: Boris Michailow, Wladimir Petrow, Sergei Kapustin (1), Wiktor Schalimow, Wiktor Schluktow (1), Alexander Jakuschew, Juri Lebedew, Wladimir Golikow, Alexander Golikow Trainer / Assistenten: Boris Kulagin / Konstantin Loktew / Wladimir Jursinow | Tor: Wladislaw Tretjak Verteidigung: Wladimir Luttschenko, Alexander Gussew, Waleri Wassiljew, Juri Ljapkin, Sergei Babinow, Witali Filippow Sturm: Boris Michailow, Wladimir Petrow, Sergei Kapustin (1), Wiktor Schalimow, Wiktor Schluktow (1), Alexander Jakuschew, Juri Lebedew, Wladimir Golikow, Alexander Golikow Trainer / Assistenten: Boris Kulagin / Konstantin Loktew / Wladimir Jursinow |
| Nr. 460 8. April 1976      | 4:6 (0:2, 2:3, 2:1) | 0 Polen | A | 0Kattowitz, POL | 0WM 1976 / EM 1976 | |
| Aufstellung                | Tor: Alexander Sidelnikow, Wladislaw Tretjak (24. Min.) Verteidigung: Waleri Wassiljew, Wladimir Luttschenko, Sergei Korotkow, Juri Ljapkin, Sergei Babinow, Gennadi Zygankow Sturm: Boris Michailow (1), Alexander Malzew, Waleri Charlamow (2), Wiktor Schalimow, Wladimir Schadrin, Alexander Jakuschew (1), Sergei Kapustin, Wladimir Golikow, Alexander Golikow, Chelmut Balderis Trainer / Assistenten: Boris Kulagin / Konstantin Loktew / Wladimir Jursinow                                                                                | Tor: Alexander Sidelnikow, Wladislaw Tretjak (24. Min.) Verteidigung: Waleri Wassiljew, Wladimir Luttschenko, Sergei Korotkow, Juri Ljapkin, Sergei Babinow, Gennadi Zygankow Sturm: Boris Michailow (1), Alexander Malzew, Waleri Charlamow (2), Wiktor Schalimow, Wladimir Schadrin, Alexander Jakuschew (1), Sergei Kapustin, Wladimir Golikow, Alexander Golikow, Chelmut Balderis Trainer / Assistenten: Boris Kulagin / Konstantin Loktew / Wladimir Jursinow                                                                                | Tor: Alexander Sidelnikow, Wladislaw Tretjak (24. Min.) Verteidigung: Waleri Wassiljew, Wladimir Luttschenko, Sergei Korotkow, Juri Ljapkin, Sergei Babinow, Gennadi Zygankow Sturm: Boris Michailow (1), Alexander Malzew, Waleri Charlamow (2), Wiktor Schalimow, Wladimir Schadrin, Alexander Jakuschew (1), Sergei Kapustin, Wladimir Golikow, Alexander Golikow, Chelmut Balderis Trainer / Assistenten: Boris Kulagin / Konstantin Loktew / Wladimir Jursinow                                                                                | Tor: Alexander Sidelnikow, Wladislaw Tretjak (24. Min.) Verteidigung: Waleri Wassiljew, Wladimir Luttschenko, Sergei Korotkow, Juri Ljapkin, Sergei Babinow, Gennadi Zygankow Sturm: Boris Michailow (1), Alexander Malzew, Waleri Charlamow (2), Wiktor Schalimow, Wladimir Schadrin, Alexander Jakuschew (1), Sergei Kapustin, Wladimir Golikow, Alexander Golikow, Chelmut Balderis Trainer / Assistenten: Boris Kulagin / Konstantin Loktew / Wladimir Jursinow                                                                                | Tor: Alexander Sidelnikow, Wladislaw Tretjak (24. Min.) Verteidigung: Waleri Wassiljew, Wladimir Luttschenko, Sergei Korotkow, Juri Ljapkin, Sergei Babinow, Gennadi Zygankow Sturm: Boris Michailow (1), Alexander Malzew, Waleri Charlamow (2), Wiktor Schalimow, Wladimir Schadrin, Alexander Jakuschew (1), Sergei Kapustin, Wladimir Golikow, Alexander Golikow, Chelmut Balderis Trainer / Assistenten: Boris Kulagin / Konstantin Loktew / Wladimir Jursinow                                                                                | Tor: Alexander Sidelnikow, Wladislaw Tretjak (24. Min.) Verteidigung: Waleri Wassiljew, Wladimir Luttschenko, Sergei Korotkow, Juri Ljapkin, Sergei Babinow, Gennadi Zygankow Sturm: Boris Michailow (1), Alexander Malzew, Waleri Charlamow (2), Wiktor Schalimow, Wladimir Schadrin, Alexander Jakuschew (1), Sergei Kapustin, Wladimir Golikow, Alexander Golikow, Chelmut Balderis Trainer / Assistenten: Boris Kulagin / Konstantin Loktew / Wladimir Jursinow                                                                                |
| Nr. 461 9. April 1976      | 4:0 (1:0, 1:0, 2:0) | 0 DDR | * | 0Kattowitz, POL | 0WM 1976 / EM 1976 | |
| Aufstellung                | Tor: Wladislaw Tretjak Verteidigung: Waleri Wassiljew, Wladimir Luttschenko, Sergei Korotkow, Juri Ljapkin, Sergei Babinow, Gennadi Zygankow Sturm: Boris Michailow (1), Alexander Malzew, Waleri Charlamow (1), Wiktor Schalimow, Wladimir Schadrin, Alexander Jakuschew, Chelmut Balderis, Wiktor Schluktow (1), Sergei Kapustin (1), Alexander Golikow Trainer / Assistenten: Boris Kulagin / Konstantin Loktew / Wladimir Jursinow | Tor: Wladislaw Tretjak Verteidigung: Waleri Wassiljew, Wladimir Luttschenko, Sergei Korotkow, Juri Ljapkin, Sergei Babinow, Gennadi Zygankow Sturm: Boris Michailow (1), Alexander Malzew, Waleri Charlamow (1), Wiktor Schalimow, Wladimir Schadrin, Alexander Jakuschew, Chelmut Balderis, Wiktor Schluktow (1), Sergei Kapustin (1), Alexander Golikow Trainer / Assistenten: Boris Kulagin / Konstantin Loktew / Wladimir Jursinow | Tor: Wladislaw Tretjak Verteidigung: Waleri Wassiljew, Wladimir Luttschenko, Sergei Korotkow, Juri Ljapkin, Sergei Babinow, Gennadi Zygankow Sturm: Boris Michailow (1), Alexander Malzew, Waleri Charlamow (1), Wiktor Schalimow, Wladimir Schadrin, Alexander Jakuschew, Chelmut Balderis, Wiktor Schluktow (1), Sergei Kapustin (1), Alexander Golikow Trainer / Assistenten: Boris Kulagin / Konstantin Loktew / Wladimir Jursinow | Tor: Wladislaw Tretjak Verteidigung: Waleri Wassiljew, Wladimir Luttschenko, Sergei Korotkow, Juri Ljapkin, Sergei Babinow, Gennadi Zygankow Sturm: Boris Michailow (1), Alexander Malzew, Waleri Charlamow (1), Wiktor Schalimow, Wladimir Schadrin, Alexander Jakuschew, Chelmut Balderis, Wiktor Schluktow (1), Sergei Kapustin (1), Alexander Golikow Trainer / Assistenten: Boris Kulagin / Konstantin Loktew / Wladimir Jursinow | Tor: Wladislaw Tretjak Verteidigung: Waleri Wassiljew, Wladimir Luttschenko, Sergei Korotkow, Juri Ljapkin, Sergei Babinow, Gennadi Zygankow Sturm: Boris Michailow (1), Alexander Malzew, Waleri Charlamow (1), Wiktor Schalimow, Wladimir Schadrin, Alexander Jakuschew, Chelmut Balderis, Wiktor Schluktow (1), Sergei Kapustin (1), Alexander Golikow Trainer / Assistenten: Boris Kulagin / Konstantin Loktew / Wladimir Jursinow | Tor: Wladislaw Tretjak Verteidigung: Waleri Wassiljew, Wladimir Luttschenko, Sergei Korotkow, Juri Ljapkin, Sergei Babinow, Gennadi Zygankow Sturm: Boris Michailow (1), Alexander Malzew, Waleri Charlamow (1), Wiktor Schalimow, Wladimir Schadrin, Alexander Jakuschew, Chelmut Balderis, Wiktor Schluktow (1), Sergei Kapustin (1), Alexander Golikow Trainer / Assistenten: Boris Kulagin / Konstantin Loktew / Wladimir Jursinow |
| Nr. 462 11. April 1976     | 8:1 (1:0, 3:1, 4:0) | 0 Finnland | * | 0Kattowitz, POL | 0WM 1976 / EM 1976 | |
| Aufstellung                | Tor: Wladislaw Tretjak Verteidigung: Waleri Wassiljew, Wladimir Luttschenko (1), Sergei Korotkow (1), Juri Ljapkin (1), Sergei Babinow, Gennadi Zygankow Sturm: Boris Michailow, Alexander Malzew (1), Waleri Charlamow, Wiktor Schalimow (1), Wladimir Schadrin, Alexander Jakuschew, Chelmut Balderis (1), Wiktor Schluktow (2), Sergei Kapustin, Alexander Golikow Trainer / Assistenten: Boris Kulagin / Konstantin Loktew / Wladimir Jursinow                                                                                                 | Tor: Wladislaw Tretjak Verteidigung: Waleri Wassiljew, Wladimir Luttschenko (1), Sergei Korotkow (1), Juri Ljapkin (1), Sergei Babinow, Gennadi Zygankow Sturm: Boris Michailow, Alexander Malzew (1), Waleri Charlamow, Wiktor Schalimow (1), Wladimir Schadrin, Alexander Jakuschew, Chelmut Balderis (1), Wiktor Schluktow (2), Sergei Kapustin, Alexander Golikow Trainer / Assistenten: Boris Kulagin / Konstantin Loktew / Wladimir Jursinow                                                                                                 | Tor: Wladislaw Tretjak Verteidigung: Waleri Wassiljew, Wladimir Luttschenko (1), Sergei Korotkow (1), Juri Ljapkin (1), Sergei Babinow, Gennadi Zygankow Sturm: Boris Michailow, Alexander Malzew (1), Waleri Charlamow, Wiktor Schalimow (1), Wladimir Schadrin, Alexander Jakuschew, Chelmut Balderis (1), Wiktor Schluktow (2), Sergei Kapustin, Alexander Golikow Trainer / Assistenten: Boris Kulagin / Konstantin Loktew / Wladimir Jursinow                                                                                                 | Tor: Wladislaw Tretjak Verteidigung: Waleri Wassiljew, Wladimir Luttschenko (1), Sergei Korotkow (1), Juri Ljapkin (1), Sergei Babinow, Gennadi Zygankow Sturm: Boris Michailow, Alexander Malzew (1), Waleri Charlamow, Wiktor Schalimow (1), Wladimir Schadrin, Alexander Jakuschew, Chelmut Balderis (1), Wiktor Schluktow (2), Sergei Kapustin, Alexander Golikow Trainer / Assistenten: Boris Kulagin / Konstantin Loktew / Wladimir Jursinow                                                                                                 | Tor: Wladislaw Tretjak Verteidigung: Waleri Wassiljew, Wladimir Luttschenko (1), Sergei Korotkow (1), Juri Ljapkin (1), Sergei Babinow, Gennadi Zygankow Sturm: Boris Michailow, Alexander Malzew (1), Waleri Charlamow, Wiktor Schalimow (1), Wladimir Schadrin, Alexander Jakuschew, Chelmut Balderis (1), Wiktor Schluktow (2), Sergei Kapustin, Alexander Golikow Trainer / Assistenten: Boris Kulagin / Konstantin Loktew / Wladimir Jursinow                                                                                                 | Tor: Wladislaw Tretjak Verteidigung: Waleri Wassiljew, Wladimir Luttschenko (1), Sergei Korotkow (1), Juri Ljapkin (1), Sergei Babinow, Gennadi Zygankow Sturm: Boris Michailow, Alexander Malzew (1), Waleri Charlamow, Wiktor Schalimow (1), Wladimir Schadrin, Alexander Jakuschew, Chelmut Balderis (1), Wiktor Schluktow (2), Sergei Kapustin, Alexander Golikow Trainer / Assistenten: Boris Kulagin / Konstantin Loktew / Wladimir Jursinow                                                                                                 |
| Nr. 463 13. April 1976     | 6:1 (2:0, 2:0, 2:1) | 0 Schweden | * | 0Kattowitz, POL | 0WM 1976 / EM 1976 | |
| Aufstellung                | Tor: Wladislaw Tretjak Verteidigung: Waleri Wassiljew, Wladimir Luttschenko, Sergei Korotkow, Juri Ljapkin, Sergei Babinow, Gennadi Zygankow Sturm: Boris Michailow (2), Alexander Malzew (2), Waleri Charlamow, Wiktor Schalimow (1), Wladimir Schadrin, Alexander Jakuschew (1), Chelmut Balderis, Wiktor Schluktow, Sergei Kapustin Trainer / Assistenten: Boris Kulagin / Konstantin Loktew / Wladimir Jursinow | Tor: Wladislaw Tretjak Verteidigung: Waleri Wassiljew, Wladimir Luttschenko, Sergei Korotkow, Juri Ljapkin, Sergei Babinow, Gennadi Zygankow Sturm: Boris Michailow (2), Alexander Malzew (2), Waleri Charlamow, Wiktor Schalimow (1), Wladimir Schadrin, Alexander Jakuschew (1), Chelmut Balderis, Wiktor Schluktow, Sergei Kapustin Trainer / Assistenten: Boris Kulagin / Konstantin Loktew / Wladimir Jursinow | Tor: Wladislaw Tretjak Verteidigung: Waleri Wassiljew, Wladimir Luttschenko, Sergei Korotkow, Juri Ljapkin, Sergei Babinow, Gennadi Zygankow Sturm: Boris Michailow (2), Alexander Malzew (2), Waleri Charlamow, Wiktor Schalimow (1), Wladimir Schadrin, Alexander Jakuschew (1), Chelmut Balderis, Wiktor Schluktow, Sergei Kapustin Trainer / Assistenten: Boris Kulagin / Konstantin Loktew / Wladimir Jursinow | Tor: Wladislaw Tretjak Verteidigung: Waleri Wassiljew, Wladimir Luttschenko, Sergei Korotkow, Juri Ljapkin, Sergei Babinow, Gennadi Zygankow Sturm: Boris Michailow (2), Alexander Malzew (2), Waleri Charlamow, Wiktor Schalimow (1), Wladimir Schadrin, Alexander Jakuschew (1), Chelmut Balderis, Wiktor Schluktow, Sergei Kapustin Trainer / Assistenten: Boris Kulagin / Konstantin Loktew / Wladimir Jursinow | Tor: Wladislaw Tretjak Verteidigung: Waleri Wassiljew, Wladimir Luttschenko, Sergei Korotkow, Juri Ljapkin, Sergei Babinow, Gennadi Zygankow Sturm: Boris Michailow (2), Alexander Malzew (2), Waleri Charlamow, Wiktor Schalimow (1), Wladimir Schadrin, Alexander Jakuschew (1), Chelmut Balderis, Wiktor Schluktow, Sergei Kapustin Trainer / Assistenten: Boris Kulagin / Konstantin Loktew / Wladimir Jursinow | Tor: Wladislaw Tretjak Verteidigung: Waleri Wassiljew, Wladimir Luttschenko, Sergei Korotkow, Juri Ljapkin, Sergei Babinow, Gennadi Zygankow Sturm: Boris Michailow (2), Alexander Malzew (2), Waleri Charlamow, Wiktor Schalimow (1), Wladimir Schadrin, Alexander Jakuschew (1), Chelmut Balderis, Wiktor Schluktow, Sergei Kapustin Trainer / Assistenten: Boris Kulagin / Konstantin Loktew / Wladimir Jursinow |
| Nr. 464 15. April 1976     | 8:2 (3:1, 3:1, 2:0) | 0 BR Deutschland | * | 0Kattowitz, POL | 0WM 1976 / EM 1976 | |
| Aufstellung                | Tor: Wladislaw Tretjak Verteidigung: Waleri Wassiljew (2), Wladimir Luttschenko, Sergei Korotkow, Juri Ljapkin (1), Sergei Babinow, Gennadi Zygankow, Witali Filippow Sturm: Boris Michailow, Alexander Malzew, Waleri Charlamow (1), Wiktor Schalimow, Wladimir Schadrin, Alexander Jakuschew (2), Chelmut Balderis, Wiktor Schluktow, Sergei Kapustin (2), Alexander Golikow, Wladimir Golikow Trainer / Assistenten: Boris Kulagin / Konstantin Loktew / Wladimir Jursinow                                                                      | Tor: Wladislaw Tretjak Verteidigung: Waleri Wassiljew (2), Wladimir Luttschenko, Sergei Korotkow, Juri Ljapkin (1), Sergei Babinow, Gennadi Zygankow, Witali Filippow Sturm: Boris Michailow, Alexander Malzew, Waleri Charlamow (1), Wiktor Schalimow, Wladimir Schadrin, Alexander Jakuschew (2), Chelmut Balderis, Wiktor Schluktow, Sergei Kapustin (2), Alexander Golikow, Wladimir Golikow Trainer / Assistenten: Boris Kulagin / Konstantin Loktew / Wladimir Jursinow                                                                      | Tor: Wladislaw Tretjak Verteidigung: Waleri Wassiljew (2), Wladimir Luttschenko, Sergei Korotkow, Juri Ljapkin (1), Sergei Babinow, Gennadi Zygankow, Witali Filippow Sturm: Boris Michailow, Alexander Malzew, Waleri Charlamow (1), Wiktor Schalimow, Wladimir Schadrin, Alexander Jakuschew (2), Chelmut Balderis, Wiktor Schluktow, Sergei Kapustin (2), Alexander Golikow, Wladimir Golikow Trainer / Assistenten: Boris Kulagin / Konstantin Loktew / Wladimir Jursinow                                                                      | Tor: Wladislaw Tretjak Verteidigung: Waleri Wassiljew (2), Wladimir Luttschenko, Sergei Korotkow, Juri Ljapkin (1), Sergei Babinow, Gennadi Zygankow, Witali Filippow Sturm: Boris Michailow, Alexander Malzew, Waleri Charlamow (1), Wiktor Schalimow, Wladimir Schadrin, Alexander Jakuschew (2), Chelmut Balderis, Wiktor Schluktow, Sergei Kapustin (2), Alexander Golikow, Wladimir Golikow Trainer / Assistenten: Boris Kulagin / Konstantin Loktew / Wladimir Jursinow                                                                      | Tor: Wladislaw Tretjak Verteidigung: Waleri Wassiljew (2), Wladimir Luttschenko, Sergei Korotkow, Juri Ljapkin (1), Sergei Babinow, Gennadi Zygankow, Witali Filippow Sturm: Boris Michailow, Alexander Malzew, Waleri Charlamow (1), Wiktor Schalimow, Wladimir Schadrin, Alexander Jakuschew (2), Chelmut Balderis, Wiktor Schluktow, Sergei Kapustin (2), Alexander Golikow, Wladimir Golikow Trainer / Assistenten: Boris Kulagin / Konstantin Loktew / Wladimir Jursinow                                                                      | Tor: Wladislaw Tretjak Verteidigung: Waleri Wassiljew (2), Wladimir Luttschenko, Sergei Korotkow, Juri Ljapkin (1), Sergei Babinow, Gennadi Zygankow, Witali Filippow Sturm: Boris Michailow, Alexander Malzew, Waleri Charlamow (1), Wiktor Schalimow, Wladimir Schadrin, Alexander Jakuschew (2), Chelmut Balderis, Wiktor Schluktow, Sergei Kapustin (2), Alexander Golikow, Wladimir Golikow Trainer / Assistenten: Boris Kulagin / Konstantin Loktew / Wladimir Jursinow                                                                      |
| Nr. 465 17. April 1976     | 2:3 (0:1, 1:0, 1:2) | 0 Tschechoslowakei | * | 0Kattowitz, POL | 0WM 1976 / EM 1976 | |
| Aufstellung                | Tor: Wladislaw Tretjak Verteidigung: Waleri Wassiljew (1), Wladimir Luttschenko, Sergei Korotkow, Juri Ljapkin, Sergei Babinow, Gennadi Zygankow Sturm: Boris Michailow, Wladimir Golikow, Waleri Charlamow, Wiktor Schalimow, Wladimir Schadrin, Alexander Jakuschew, Chelmut Balderis (1), Wiktor Schluktow, Alexander Golikow Trainer / Assistenten: Boris Kulagin / Konstantin Loktew / Wladimir Jursinow | Tor: Wladislaw Tretjak Verteidigung: Waleri Wassiljew (1), Wladimir Luttschenko, Sergei Korotkow, Juri Ljapkin, Sergei Babinow, Gennadi Zygankow Sturm: Boris Michailow, Wladimir Golikow, Waleri Charlamow, Wiktor Schalimow, Wladimir Schadrin, Alexander Jakuschew, Chelmut Balderis (1), Wiktor Schluktow, Alexander Golikow Trainer / Assistenten: Boris Kulagin / Konstantin Loktew / Wladimir Jursinow | Tor: Wladislaw Tretjak Verteidigung: Waleri Wassiljew (1), Wladimir Luttschenko, Sergei Korotkow, Juri Ljapkin, Sergei Babinow, Gennadi Zygankow Sturm: Boris Michailow, Wladimir Golikow, Waleri Charlamow, Wiktor Schalimow, Wladimir Schadrin, Alexander Jakuschew, Chelmut Balderis (1), Wiktor Schluktow, Alexander Golikow Trainer / Assistenten: Boris Kulagin / Konstantin Loktew / Wladimir Jursinow | Tor: Wladislaw Tretjak Verteidigung: Waleri Wassiljew (1), Wladimir Luttschenko, Sergei Korotkow, Juri Ljapkin, Sergei Babinow, Gennadi Zygankow Sturm: Boris Michailow, Wladimir Golikow, Waleri Charlamow, Wiktor Schalimow, Wladimir Schadrin, Alexander Jakuschew, Chelmut Balderis (1), Wiktor Schluktow, Alexander Golikow Trainer / Assistenten: Boris Kulagin / Konstantin Loktew / Wladimir Jursinow | Tor: Wladislaw Tretjak Verteidigung: Waleri Wassiljew (1), Wladimir Luttschenko, Sergei Korotkow, Juri Ljapkin, Sergei Babinow, Gennadi Zygankow Sturm: Boris Michailow, Wladimir Golikow, Waleri Charlamow, Wiktor Schalimow, Wladimir Schadrin, Alexander Jakuschew, Chelmut Balderis (1), Wiktor Schluktow, Alexander Golikow Trainer / Assistenten: Boris Kulagin / Konstantin Loktew / Wladimir Jursinow | Tor: Wladislaw Tretjak Verteidigung: Waleri Wassiljew (1), Wladimir Luttschenko, Sergei Korotkow, Juri Ljapkin, Sergei Babinow, Gennadi Zygankow Sturm: Boris Michailow, Wladimir Golikow, Waleri Charlamow, Wiktor Schalimow, Wladimir Schadrin, Alexander Jakuschew, Chelmut Balderis (1), Wiktor Schluktow, Alexander Golikow Trainer / Assistenten: Boris Kulagin / Konstantin Loktew / Wladimir Jursinow |
| Nr. 466 19. April 1976     | 5:2 (2:0, 2:1, 1:1) | 0 Vereinigte Staaten | * | 0Kattowitz, POL | 0WM 1976 / EM 1976 | |
| Aufstellung                | Tor: Wladislaw Tretjak Verteidigung: Waleri Wassiljew, Witali Filippow, Gennadi Zygankow, Juri Ljapkin (1), Sergei Babinow, Wladimir Luttschenko Sturm: Boris Michailow (1), Wladimir Golikow, Waleri Charlamow, Wiktor Schalimow (1), Sergei Korotkow, Alexander Jakuschew, Chelmut Balderis (1), Wiktor Schluktow (1), Alexander Golikow Trainer / Assistenten: Boris Kulagin / Konstantin Loktew / Wladimir Jursinow | Tor: Wladislaw Tretjak Verteidigung: Waleri Wassiljew, Witali Filippow, Gennadi Zygankow, Juri Ljapkin (1), Sergei Babinow, Wladimir Luttschenko Sturm: Boris Michailow (1), Wladimir Golikow, Waleri Charlamow, Wiktor Schalimow (1), Sergei Korotkow, Alexander Jakuschew, Chelmut Balderis (1), Wiktor Schluktow (1), Alexander Golikow Trainer / Assistenten: Boris Kulagin / Konstantin Loktew / Wladimir Jursinow | Tor: Wladislaw Tretjak Verteidigung: Waleri Wassiljew, Witali Filippow, Gennadi Zygankow, Juri Ljapkin (1), Sergei Babinow, Wladimir Luttschenko Sturm: Boris Michailow (1), Wladimir Golikow, Waleri Charlamow, Wiktor Schalimow (1), Sergei Korotkow, Alexander Jakuschew, Chelmut Balderis (1), Wiktor Schluktow (1), Alexander Golikow Trainer / Assistenten: Boris Kulagin / Konstantin Loktew / Wladimir Jursinow | Tor: Wladislaw Tretjak Verteidigung: Waleri Wassiljew, Witali Filippow, Gennadi Zygankow, Juri Ljapkin (1), Sergei Babinow, Wladimir Luttschenko Sturm: Boris Michailow (1), Wladimir Golikow, Waleri Charlamow, Wiktor Schalimow (1), Sergei Korotkow, Alexander Jakuschew, Chelmut Balderis (1), Wiktor Schluktow (1), Alexander Golikow Trainer / Assistenten: Boris Kulagin / Konstantin Loktew / Wladimir Jursinow | Tor: Wladislaw Tretjak Verteidigung: Waleri Wassiljew, Witali Filippow, Gennadi Zygankow, Juri Ljapkin (1), Sergei Babinow, Wladimir Luttschenko Sturm: Boris Michailow (1), Wladimir Golikow, Waleri Charlamow, Wiktor Schalimow (1), Sergei Korotkow, Alexander Jakuschew, Chelmut Balderis (1), Wiktor Schluktow (1), Alexander Golikow Trainer / Assistenten: Boris Kulagin / Konstantin Loktew / Wladimir Jursinow | Tor: Wladislaw Tretjak Verteidigung: Waleri Wassiljew, Witali Filippow, Gennadi Zygankow, Juri Ljapkin (1), Sergei Babinow, Wladimir Luttschenko Sturm: Boris Michailow (1), Wladimir Golikow, Waleri Charlamow, Wiktor Schalimow (1), Sergei Korotkow, Alexander Jakuschew, Chelmut Balderis (1), Wiktor Schluktow (1), Alexander Golikow Trainer / Assistenten: Boris Kulagin / Konstantin Loktew / Wladimir Jursinow |
| Nr. 467 21. April 1976     | 3:4 (0:1, 1:3, 2:0) | 0 Schweden | * | 0Kattowitz, POL | 0WM 1976 / EM 1976 | |
| Aufstellung                | Tor: Wladislaw Tretjak Verteidigung: Waleri Wassiljew, Wladimir Luttschenko, Sergei Korotkow, Juri Ljapkin, Sergei Babinow, Gennadi Zygankow Sturm: Boris Michailow (1), Wladimir Golikow, Waleri Charlamow, Wiktor Schalimow, Wladimir Schadrin (1), Alexander Jakuschew (1), Chelmut Balderis, Wiktor Schluktow, Alexander Golikow Trainer / Assistenten: Boris Kulagin / Konstantin Loktew / Wladimir Jursinow | Tor: Wladislaw Tretjak Verteidigung: Waleri Wassiljew, Wladimir Luttschenko, Sergei Korotkow, Juri Ljapkin, Sergei Babinow, Gennadi Zygankow Sturm: Boris Michailow (1), Wladimir Golikow, Waleri Charlamow, Wiktor Schalimow, Wladimir Schadrin (1), Alexander Jakuschew (1), Chelmut Balderis, Wiktor Schluktow, Alexander Golikow Trainer / Assistenten: Boris Kulagin / Konstantin Loktew / Wladimir Jursinow | Tor: Wladislaw Tretjak Verteidigung: Waleri Wassiljew, Wladimir Luttschenko, Sergei Korotkow, Juri Ljapkin, Sergei Babinow, Gennadi Zygankow Sturm: Boris Michailow (1), Wladimir Golikow, Waleri Charlamow, Wiktor Schalimow, Wladimir Schadrin (1), Alexander Jakuschew (1), Chelmut Balderis, Wiktor Schluktow, Alexander Golikow Trainer / Assistenten: Boris Kulagin / Konstantin Loktew / Wladimir Jursinow | Tor: Wladislaw Tretjak Verteidigung: Waleri Wassiljew, Wladimir Luttschenko, Sergei Korotkow, Juri Ljapkin, Sergei Babinow, Gennadi Zygankow Sturm: Boris Michailow (1), Wladimir Golikow, Waleri Charlamow, Wiktor Schalimow, Wladimir Schadrin (1), Alexander Jakuschew (1), Chelmut Balderis, Wiktor Schluktow, Alexander Golikow Trainer / Assistenten: Boris Kulagin / Konstantin Loktew / Wladimir Jursinow | Tor: Wladislaw Tretjak Verteidigung: Waleri Wassiljew, Wladimir Luttschenko, Sergei Korotkow, Juri Ljapkin, Sergei Babinow, Gennadi Zygankow Sturm: Boris Michailow (1), Wladimir Golikow, Waleri Charlamow, Wiktor Schalimow, Wladimir Schadrin (1), Alexander Jakuschew (1), Chelmut Balderis, Wiktor Schluktow, Alexander Golikow Trainer / Assistenten: Boris Kulagin / Konstantin Loktew / Wladimir Jursinow | Tor: Wladislaw Tretjak Verteidigung: Waleri Wassiljew, Wladimir Luttschenko, Sergei Korotkow, Juri Ljapkin, Sergei Babinow, Gennadi Zygankow Sturm: Boris Michailow (1), Wladimir Golikow, Waleri Charlamow, Wiktor Schalimow, Wladimir Schadrin (1), Alexander Jakuschew (1), Chelmut Balderis, Wiktor Schluktow, Alexander Golikow Trainer / Assistenten: Boris Kulagin / Konstantin Loktew / Wladimir Jursinow |
| Nr. 468 23. April 1976     | 7:1 (1:1, 3:0, 3:0) | 0 Vereinigte Staaten | * | 0Kattowitz, POL | 0WM 1976 / EM 1976 | |
| Aufstellung                | Tor: Wladislaw Tretjak Verteidigung: Waleri Wassiljew (1), Wladimir Luttschenko, Sergei Korotkow, Juri Ljapkin (1), Sergei Babinow, Gennadi Zygankow Sturm: Boris Michailow, Waleri Charlamow, Alexander Golikow (2), Wiktor Schalimow, Wladimir Schadrin (1), Alexander Jakuschew (1), Chelmut Balderis, Wiktor Schluktow, Wladimir Golikow (1) Trainer / Assistenten: Boris Kulagin / Konstantin Loktew / Wladimir Jursinow | Tor: Wladislaw Tretjak Verteidigung: Waleri Wassiljew (1), Wladimir Luttschenko, Sergei Korotkow, Juri Ljapkin (1), Sergei Babinow, Gennadi Zygankow Sturm: Boris Michailow, Waleri Charlamow, Alexander Golikow (2), Wiktor Schalimow, Wladimir Schadrin (1), Alexander Jakuschew (1), Chelmut Balderis, Wiktor Schluktow, Wladimir Golikow (1) Trainer / Assistenten: Boris Kulagin / Konstantin Loktew / Wladimir Jursinow | Tor: Wladislaw Tretjak Verteidigung: Waleri Wassiljew (1), Wladimir Luttschenko, Sergei Korotkow, Juri Ljapkin (1), Sergei Babinow, Gennadi Zygankow Sturm: Boris Michailow, Waleri Charlamow, Alexander Golikow (2), Wiktor Schalimow, Wladimir Schadrin (1), Alexander Jakuschew (1), Chelmut Balderis, Wiktor Schluktow, Wladimir Golikow (1) Trainer / Assistenten: Boris Kulagin / Konstantin Loktew / Wladimir Jursinow | Tor: Wladislaw Tretjak Verteidigung: Waleri Wassiljew (1), Wladimir Luttschenko, Sergei Korotkow, Juri Ljapkin (1), Sergei Babinow, Gennadi Zygankow Sturm: Boris Michailow, Waleri Charlamow, Alexander Golikow (2), Wiktor Schalimow, Wladimir Schadrin (1), Alexander Jakuschew (1), Chelmut Balderis, Wiktor Schluktow, Wladimir Golikow (1) Trainer / Assistenten: Boris Kulagin / Konstantin Loktew / Wladimir Jursinow | Tor: Wladislaw Tretjak Verteidigung: Waleri Wassiljew (1), Wladimir Luttschenko, Sergei Korotkow, Juri Ljapkin (1), Sergei Babinow, Gennadi Zygankow Sturm: Boris Michailow, Waleri Charlamow, Alexander Golikow (2), Wiktor Schalimow, Wladimir Schadrin (1), Alexander Jakuschew (1), Chelmut Balderis, Wiktor Schluktow, Wladimir Golikow (1) Trainer / Assistenten: Boris Kulagin / Konstantin Loktew / Wladimir Jursinow | Tor: Wladislaw Tretjak Verteidigung: Waleri Wassiljew (1), Wladimir Luttschenko, Sergei Korotkow, Juri Ljapkin (1), Sergei Babinow, Gennadi Zygankow Sturm: Boris Michailow, Waleri Charlamow, Alexander Golikow (2), Wiktor Schalimow, Wladimir Schadrin (1), Alexander Jakuschew (1), Chelmut Balderis, Wiktor Schluktow, Wladimir Golikow (1) Trainer / Assistenten: Boris Kulagin / Konstantin Loktew / Wladimir Jursinow |
| Nr. 469 25. April 1976     | 3:3 (3:1, 0:1, 0:1) | 0 Tschechoslowakei | * | 0Kattowitz, POL | 0WM 1976 / EM 1976 | 0WM-Zweiter 0EM-Zweiter |
| Aufstellung                | Tor: Wladislaw Tretjak Verteidigung: Waleri Wassiljew (1), Gennadi Zygankow, Sergei Korotkow, Juri Ljapkin, Sergei Babinow, Wladimir Luttschenko Sturm: Boris Michailow (1), Waleri Charlamow, Alexander Golikow (1), Wiktor Schalimow, Wladimir Schadrin, Alexander Jakuschew, Chelmut Balderis, Wiktor Schluktow, Wladimir Golikow Trainer / Assistenten: Boris Kulagin / Konstantin Loktew / Wladimir Jursinow | Tor: Wladislaw Tretjak Verteidigung: Waleri Wassiljew (1), Gennadi Zygankow, Sergei Korotkow, Juri Ljapkin, Sergei Babinow, Wladimir Luttschenko Sturm: Boris Michailow (1), Waleri Charlamow, Alexander Golikow (1), Wiktor Schalimow, Wladimir Schadrin, Alexander Jakuschew, Chelmut Balderis, Wiktor Schluktow, Wladimir Golikow Trainer / Assistenten: Boris Kulagin / Konstantin Loktew / Wladimir Jursinow | Tor: Wladislaw Tretjak Verteidigung: Waleri Wassiljew (1), Gennadi Zygankow, Sergei Korotkow, Juri Ljapkin, Sergei Babinow, Wladimir Luttschenko Sturm: Boris Michailow (1), Waleri Charlamow, Alexander Golikow (1), Wiktor Schalimow, Wladimir Schadrin, Alexander Jakuschew, Chelmut Balderis, Wiktor Schluktow, Wladimir Golikow Trainer / Assistenten: Boris Kulagin / Konstantin Loktew / Wladimir Jursinow | Tor: Wladislaw Tretjak Verteidigung: Waleri Wassiljew (1), Gennadi Zygankow, Sergei Korotkow, Juri Ljapkin, Sergei Babinow, Wladimir Luttschenko Sturm: Boris Michailow (1), Waleri Charlamow, Alexander Golikow (1), Wiktor Schalimow, Wladimir Schadrin, Alexander Jakuschew, Chelmut Balderis, Wiktor Schluktow, Wladimir Golikow Trainer / Assistenten: Boris Kulagin / Konstantin Loktew / Wladimir Jursinow | Tor: Wladislaw Tretjak Verteidigung: Waleri Wassiljew (1), Gennadi Zygankow, Sergei Korotkow, Juri Ljapkin, Sergei Babinow, Wladimir Luttschenko Sturm: Boris Michailow (1), Waleri Charlamow, Alexander Golikow (1), Wiktor Schalimow, Wladimir Schadrin, Alexander Jakuschew, Chelmut Balderis, Wiktor Schluktow, Wladimir Golikow Trainer / Assistenten: Boris Kulagin / Konstantin Loktew / Wladimir Jursinow | Tor: Wladislaw Tretjak Verteidigung: Waleri Wassiljew (1), Gennadi Zygankow, Sergei Korotkow, Juri Ljapkin, Sergei Babinow, Wladimir Luttschenko Sturm: Boris Michailow (1), Waleri Charlamow, Alexander Golikow (1), Wiktor Schalimow, Wladimir Schadrin, Alexander Jakuschew, Chelmut Balderis, Wiktor Schluktow, Wladimir Golikow Trainer / Assistenten: Boris Kulagin / Konstantin Loktew / Wladimir Jursinow |
| Nr. 470 18. August 1976    | 1:4 (0:1, 1:0, 0:3) | 0 Schweden | A | 0Göteborg, SWE | 0Freundschaftsspiel | |
| Aufstellung                | Tor: Wladislaw Tretjak Verteidigung: Waleri Wassiljew, Juri Fjodorow, Wladimir Luttschenko, Alexander Gussew, Sergei Babinow, Wladimir Krikunow Sturm: Wiktor Schalimow, Alexander Malzew, Alexander Golikow, Chelmut Balderis, Wiktor Schluktow, Boris Alexandrow, Waleri Beloussow (1), Wladimir Kowin, Alexander Skworzow, Wladimir Repnjow Trainer / Assistenten: Wiktor Tichonow / Boris Majorow / Robert Tscherenkow | Tor: Wladislaw Tretjak Verteidigung: Waleri Wassiljew, Juri Fjodorow, Wladimir Luttschenko, Alexander Gussew, Sergei Babinow, Wladimir Krikunow Sturm: Wiktor Schalimow, Alexander Malzew, Alexander Golikow, Chelmut Balderis, Wiktor Schluktow, Boris Alexandrow, Waleri Beloussow (1), Wladimir Kowin, Alexander Skworzow, Wladimir Repnjow Trainer / Assistenten: Wiktor Tichonow / Boris Majorow / Robert Tscherenkow | Tor: Wladislaw Tretjak Verteidigung: Waleri Wassiljew, Juri Fjodorow, Wladimir Luttschenko, Alexander Gussew, Sergei Babinow, Wladimir Krikunow Sturm: Wiktor Schalimow, Alexander Malzew, Alexander Golikow, Chelmut Balderis, Wiktor Schluktow, Boris Alexandrow, Waleri Beloussow (1), Wladimir Kowin, Alexander Skworzow, Wladimir Repnjow Trainer / Assistenten: Wiktor Tichonow / Boris Majorow / Robert Tscherenkow | Tor: Wladislaw Tretjak Verteidigung: Waleri Wassiljew, Juri Fjodorow, Wladimir Luttschenko, Alexander Gussew, Sergei Babinow, Wladimir Krikunow Sturm: Wiktor Schalimow, Alexander Malzew, Alexander Golikow, Chelmut Balderis, Wiktor Schluktow, Boris Alexandrow, Waleri Beloussow (1), Wladimir Kowin, Alexander Skworzow, Wladimir Repnjow Trainer / Assistenten: Wiktor Tichonow / Boris Majorow / Robert Tscherenkow | Tor: Wladislaw Tretjak Verteidigung: Waleri Wassiljew, Juri Fjodorow, Wladimir Luttschenko, Alexander Gussew, Sergei Babinow, Wladimir Krikunow Sturm: Wiktor Schalimow, Alexander Malzew, Alexander Golikow, Chelmut Balderis, Wiktor Schluktow, Boris Alexandrow, Waleri Beloussow (1), Wladimir Kowin, Alexander Skworzow, Wladimir Repnjow Trainer / Assistenten: Wiktor Tichonow / Boris Majorow / Robert Tscherenkow | Tor: Wladislaw Tretjak Verteidigung: Waleri Wassiljew, Juri Fjodorow, Wladimir Luttschenko, Alexander Gussew, Sergei Babinow, Wladimir Krikunow Sturm: Wiktor Schalimow, Alexander Malzew, Alexander Golikow, Chelmut Balderis, Wiktor Schluktow, Boris Alexandrow, Waleri Beloussow (1), Wladimir Kowin, Alexander Skworzow, Wladimir Repnjow Trainer / Assistenten: Wiktor Tichonow / Boris Majorow / Robert Tscherenkow |
| Nr. 471 20. August 1976    | 4:2 (0:1, 2:1, 2:0) | 0 Schweden | A | 0Göteborg, SWE | 0Freundschaftsspiel | |
| Aufstellung                | Tor: Wladislaw Tretjak Verteidigung: Waleri Wassiljew, Sinetula Biljaletdinow, Wladimir Luttschenko, Alexander Gussew, Alexander Kulikow, Wladimir Krikunow, Juri Fjodorow, Sergei Babinow Sturm: Wiktor Schalimow (1), Alexander Malzew (1), Alexander Golikow, Chelmut Balderis (1), Wiktor Schluktow, Boris Alexandrow, Waleri Beloussow, Wladimir Kowin (1), Alexander Skworzow, Juri Lebedew Trainer / Assistenten: Wiktor Tichonow / Boris Majorow / Robert Tscherenkow                                                                      | Tor: Wladislaw Tretjak Verteidigung: Waleri Wassiljew, Sinetula Biljaletdinow, Wladimir Luttschenko, Alexander Gussew, Alexander Kulikow, Wladimir Krikunow, Juri Fjodorow, Sergei Babinow Sturm: Wiktor Schalimow (1), Alexander Malzew (1), Alexander Golikow, Chelmut Balderis (1), Wiktor Schluktow, Boris Alexandrow, Waleri Beloussow, Wladimir Kowin (1), Alexander Skworzow, Juri Lebedew Trainer / Assistenten: Wiktor Tichonow / Boris Majorow / Robert Tscherenkow                                                                      | Tor: Wladislaw Tretjak Verteidigung: Waleri Wassiljew, Sinetula Biljaletdinow, Wladimir Luttschenko, Alexander Gussew, Alexander Kulikow, Wladimir Krikunow, Juri Fjodorow, Sergei Babinow Sturm: Wiktor Schalimow (1), Alexander Malzew (1), Alexander Golikow, Chelmut Balderis (1), Wiktor Schluktow, Boris Alexandrow, Waleri Beloussow, Wladimir Kowin (1), Alexander Skworzow, Juri Lebedew Trainer / Assistenten: Wiktor Tichonow / Boris Majorow / Robert Tscherenkow                                                                      | Tor: Wladislaw Tretjak Verteidigung: Waleri Wassiljew, Sinetula Biljaletdinow, Wladimir Luttschenko, Alexander Gussew, Alexander Kulikow, Wladimir Krikunow, Juri Fjodorow, Sergei Babinow Sturm: Wiktor Schalimow (1), Alexander Malzew (1), Alexander Golikow, Chelmut Balderis (1), Wiktor Schluktow, Boris Alexandrow, Waleri Beloussow, Wladimir Kowin (1), Alexander Skworzow, Juri Lebedew Trainer / Assistenten: Wiktor Tichonow / Boris Majorow / Robert Tscherenkow                                                                      | Tor: Wladislaw Tretjak Verteidigung: Waleri Wassiljew, Sinetula Biljaletdinow, Wladimir Luttschenko, Alexander Gussew, Alexander Kulikow, Wladimir Krikunow, Juri Fjodorow, Sergei Babinow Sturm: Wiktor Schalimow (1), Alexander Malzew (1), Alexander Golikow, Chelmut Balderis (1), Wiktor Schluktow, Boris Alexandrow, Waleri Beloussow, Wladimir Kowin (1), Alexander Skworzow, Juri Lebedew Trainer / Assistenten: Wiktor Tichonow / Boris Majorow / Robert Tscherenkow                                                                      | Tor: Wladislaw Tretjak Verteidigung: Waleri Wassiljew, Sinetula Biljaletdinow, Wladimir Luttschenko, Alexander Gussew, Alexander Kulikow, Wladimir Krikunow, Juri Fjodorow, Sergei Babinow Sturm: Wiktor Schalimow (1), Alexander Malzew (1), Alexander Golikow, Chelmut Balderis (1), Wiktor Schluktow, Boris Alexandrow, Waleri Beloussow, Wladimir Kowin (1), Alexander Skworzow, Juri Lebedew Trainer / Assistenten: Wiktor Tichonow / Boris Majorow / Robert Tscherenkow                                                                      |
| Nr. 472 31. August 1976    | 5:4 (1:1, 3:0, 1:3) | 0 Vereinigte Staaten | * | 0Montreal, CAN | 0Freundschaftsspiel | |
| Aufstellung                | Tor: Wiktor Singer Verteidigung: Alexander Gussew, Wladimir Luttschenko, Sergei Babinow, Wladimir Krikunow, Waleri Wassiljew, Sinetula Biljaletdinow, Wiktor Kusnezow Sturm: Wladimir Wikulow (1), Wiktor Schluktow, Boris Alexandrow, Juri Lebedew, Wladimir Repnjow (2), Sergei Kapustin, Wladimir Kowin (1), Waleri Beloussow, Alexander Skworzow, Wiktor Schalimow, Alexander Golikow (1), Chelmut Balderis Trainer / Assistenten: Wiktor Tichonow / Boris Majorow / Robert Tscherenkow                                                        | Tor: Wiktor Singer Verteidigung: Alexander Gussew, Wladimir Luttschenko, Sergei Babinow, Wladimir Krikunow, Waleri Wassiljew, Sinetula Biljaletdinow, Wiktor Kusnezow Sturm: Wladimir Wikulow (1), Wiktor Schluktow, Boris Alexandrow, Juri Lebedew, Wladimir Repnjow (2), Sergei Kapustin, Wladimir Kowin (1), Waleri Beloussow, Alexander Skworzow, Wiktor Schalimow, Alexander Golikow (1), Chelmut Balderis Trainer / Assistenten: Wiktor Tichonow / Boris Majorow / Robert Tscherenkow                                                        | Tor: Wiktor Singer Verteidigung: Alexander Gussew, Wladimir Luttschenko, Sergei Babinow, Wladimir Krikunow, Waleri Wassiljew, Sinetula Biljaletdinow, Wiktor Kusnezow Sturm: Wladimir Wikulow (1), Wiktor Schluktow, Boris Alexandrow, Juri Lebedew, Wladimir Repnjow (2), Sergei Kapustin, Wladimir Kowin (1), Waleri Beloussow, Alexander Skworzow, Wiktor Schalimow, Alexander Golikow (1), Chelmut Balderis Trainer / Assistenten: Wiktor Tichonow / Boris Majorow / Robert Tscherenkow                                                        | Tor: Wiktor Singer Verteidigung: Alexander Gussew, Wladimir Luttschenko, Sergei Babinow, Wladimir Krikunow, Waleri Wassiljew, Sinetula Biljaletdinow, Wiktor Kusnezow Sturm: Wladimir Wikulow (1), Wiktor Schluktow, Boris Alexandrow, Juri Lebedew, Wladimir Repnjow (2), Sergei Kapustin, Wladimir Kowin (1), Waleri Beloussow, Alexander Skworzow, Wiktor Schalimow, Alexander Golikow (1), Chelmut Balderis Trainer / Assistenten: Wiktor Tichonow / Boris Majorow / Robert Tscherenkow                                                        | Tor: Wiktor Singer Verteidigung: Alexander Gussew, Wladimir Luttschenko, Sergei Babinow, Wladimir Krikunow, Waleri Wassiljew, Sinetula Biljaletdinow, Wiktor Kusnezow Sturm: Wladimir Wikulow (1), Wiktor Schluktow, Boris Alexandrow, Juri Lebedew, Wladimir Repnjow (2), Sergei Kapustin, Wladimir Kowin (1), Waleri Beloussow, Alexander Skworzow, Wiktor Schalimow, Alexander Golikow (1), Chelmut Balderis Trainer / Assistenten: Wiktor Tichonow / Boris Majorow / Robert Tscherenkow                                                        | Tor: Wiktor Singer Verteidigung: Alexander Gussew, Wladimir Luttschenko, Sergei Babinow, Wladimir Krikunow, Waleri Wassiljew, Sinetula Biljaletdinow, Wiktor Kusnezow Sturm: Wladimir Wikulow (1), Wiktor Schluktow, Boris Alexandrow, Juri Lebedew, Wladimir Repnjow (2), Sergei Kapustin, Wladimir Kowin (1), Waleri Beloussow, Alexander Skworzow, Wiktor Schalimow, Alexander Golikow (1), Chelmut Balderis Trainer / Assistenten: Wiktor Tichonow / Boris Majorow / Robert Tscherenkow                                                        |
| Nr. 473 3. September 1976  | 3:5 (0:2, 1:1, 2:2) | 0 Tschechoslowakei | * | 0Montreal, CAN | 0Canada Cup 1976 | |
| Aufstellung                | Tor: Wladislaw Tretjak Verteidigung: Waleri Wassiljew, Sinetula Biljaletdinow, Wladimir Luttschenko, Alexander Gussew, Sergei Babinow, Wladimir Krikunow Sturm: Chelmut Balderis (1), Alexander Malzew (1), Wiktor Schalimow, Wladimir Wikulow, Wiktor Schluktow, Boris Alexandrow, Juri Lebedew, Wladimir Repnjow, Sergei Kapustin, Alexander Skworzow, Wladimir Kowin (1), Waleri Beloussow Trainer / Assistenten: Wiktor Tichonow / Boris Majorow / Robert Tscherenkow                                                                          | Tor: Wladislaw Tretjak Verteidigung: Waleri Wassiljew, Sinetula Biljaletdinow, Wladimir Luttschenko, Alexander Gussew, Sergei Babinow, Wladimir Krikunow Sturm: Chelmut Balderis (1), Alexander Malzew (1), Wiktor Schalimow, Wladimir Wikulow, Wiktor Schluktow, Boris Alexandrow, Juri Lebedew, Wladimir Repnjow, Sergei Kapustin, Alexander Skworzow, Wladimir Kowin (1), Waleri Beloussow Trainer / Assistenten: Wiktor Tichonow / Boris Majorow / Robert Tscherenkow                                                                          | Tor: Wladislaw Tretjak Verteidigung: Waleri Wassiljew, Sinetula Biljaletdinow, Wladimir Luttschenko, Alexander Gussew, Sergei Babinow, Wladimir Krikunow Sturm: Chelmut Balderis (1), Alexander Malzew (1), Wiktor Schalimow, Wladimir Wikulow, Wiktor Schluktow, Boris Alexandrow, Juri Lebedew, Wladimir Repnjow, Sergei Kapustin, Alexander Skworzow, Wladimir Kowin (1), Waleri Beloussow Trainer / Assistenten: Wiktor Tichonow / Boris Majorow / Robert Tscherenkow                                                                          | Tor: Wladislaw Tretjak Verteidigung: Waleri Wassiljew, Sinetula Biljaletdinow, Wladimir Luttschenko, Alexander Gussew, Sergei Babinow, Wladimir Krikunow Sturm: Chelmut Balderis (1), Alexander Malzew (1), Wiktor Schalimow, Wladimir Wikulow, Wiktor Schluktow, Boris Alexandrow, Juri Lebedew, Wladimir Repnjow, Sergei Kapustin, Alexander Skworzow, Wladimir Kowin (1), Waleri Beloussow Trainer / Assistenten: Wiktor Tichonow / Boris Majorow / Robert Tscherenkow                                                                          | Tor: Wladislaw Tretjak Verteidigung: Waleri Wassiljew, Sinetula Biljaletdinow, Wladimir Luttschenko, Alexander Gussew, Sergei Babinow, Wladimir Krikunow Sturm: Chelmut Balderis (1), Alexander Malzew (1), Wiktor Schalimow, Wladimir Wikulow, Wiktor Schluktow, Boris Alexandrow, Juri Lebedew, Wladimir Repnjow, Sergei Kapustin, Alexander Skworzow, Wladimir Kowin (1), Waleri Beloussow Trainer / Assistenten: Wiktor Tichonow / Boris Majorow / Robert Tscherenkow                                                                          | Tor: Wladislaw Tretjak Verteidigung: Waleri Wassiljew, Sinetula Biljaletdinow, Wladimir Luttschenko, Alexander Gussew, Sergei Babinow, Wladimir Krikunow Sturm: Chelmut Balderis (1), Alexander Malzew (1), Wiktor Schalimow, Wladimir Wikulow, Wiktor Schluktow, Boris Alexandrow, Juri Lebedew, Wladimir Repnjow, Sergei Kapustin, Alexander Skworzow, Wladimir Kowin (1), Waleri Beloussow Trainer / Assistenten: Wiktor Tichonow / Boris Majorow / Robert Tscherenkow                                                                          |
| Nr. 474 5. September 1976  | 3:3 (0:2, 1:0, 2:1) | 0 Schweden | * | 0Montreal, CAN | 0Canada Cup 1976 | |
| Aufstellung                | Tor: Wladislaw Tretjak Verteidigung: Sergei Babinow, Wladimir Krikunow, Waleri Wassiljew, Sinetula Biljaletdinow, Wladimir Luttschenko, Alexander Kulikow, Alexander Gussew Sturm: Alexander Skworzow, Wladimir Kowin, Waleri Beloussow, Alexander Malzew, Wladimir Repnjow, Sergei Kapustin (2), Chelmut Balderis (1), Wiktor Schluktow, Boris Alexandrow Trainer / Assistenten: Wiktor Tichonow / Boris Majorow / Robert Tscherenkow | Tor: Wladislaw Tretjak Verteidigung: Sergei Babinow, Wladimir Krikunow, Waleri Wassiljew, Sinetula Biljaletdinow, Wladimir Luttschenko, Alexander Kulikow, Alexander Gussew Sturm: Alexander Skworzow, Wladimir Kowin, Waleri Beloussow, Alexander Malzew, Wladimir Repnjow, Sergei Kapustin (2), Chelmut Balderis (1), Wiktor Schluktow, Boris Alexandrow Trainer / Assistenten: Wiktor Tichonow / Boris Majorow / Robert Tscherenkow | Tor: Wladislaw Tretjak Verteidigung: Sergei Babinow, Wladimir Krikunow, Waleri Wassiljew, Sinetula Biljaletdinow, Wladimir Luttschenko, Alexander Kulikow, Alexander Gussew Sturm: Alexander Skworzow, Wladimir Kowin, Waleri Beloussow, Alexander Malzew, Wladimir Repnjow, Sergei Kapustin (2), Chelmut Balderis (1), Wiktor Schluktow, Boris Alexandrow Trainer / Assistenten: Wiktor Tichonow / Boris Majorow / Robert Tscherenkow | Tor: Wladislaw Tretjak Verteidigung: Sergei Babinow, Wladimir Krikunow, Waleri Wassiljew, Sinetula Biljaletdinow, Wladimir Luttschenko, Alexander Kulikow, Alexander Gussew Sturm: Alexander Skworzow, Wladimir Kowin, Waleri Beloussow, Alexander Malzew, Wladimir Repnjow, Sergei Kapustin (2), Chelmut Balderis (1), Wiktor Schluktow, Boris Alexandrow Trainer / Assistenten: Wiktor Tichonow / Boris Majorow / Robert Tscherenkow | Tor: Wladislaw Tretjak Verteidigung: Sergei Babinow, Wladimir Krikunow, Waleri Wassiljew, Sinetula Biljaletdinow, Wladimir Luttschenko, Alexander Kulikow, Alexander Gussew Sturm: Alexander Skworzow, Wladimir Kowin, Waleri Beloussow, Alexander Malzew, Wladimir Repnjow, Sergei Kapustin (2), Chelmut Balderis (1), Wiktor Schluktow, Boris Alexandrow Trainer / Assistenten: Wiktor Tichonow / Boris Majorow / Robert Tscherenkow | Tor: Wladislaw Tretjak Verteidigung: Sergei Babinow, Wladimir Krikunow, Waleri Wassiljew, Sinetula Biljaletdinow, Wladimir Luttschenko, Alexander Kulikow, Alexander Gussew Sturm: Alexander Skworzow, Wladimir Kowin, Waleri Beloussow, Alexander Malzew, Wladimir Repnjow, Sergei Kapustin (2), Chelmut Balderis (1), Wiktor Schluktow, Boris Alexandrow Trainer / Assistenten: Wiktor Tichonow / Boris Majorow / Robert Tscherenkow |
| Nr. 475 7. September 1976  | 11:3 (4:2, 4:1, 3:0) | 0 Finnland | * | 0Montreal, CAN | 0Canada Cup 1976 | |
| Aufstellung                | Tor: Wladislaw Tretjak Verteidigung: Alexander Kulikow, Alexander Gussew, Waleri Wassiljew, Sinetula Biljaletdinow, Sergei Babinow, Wladimir Krikunow Sturm: Chelmut Balderis, Wiktor Schluktow (4), Boris Alexandrow, Alexander Malzew (2), Wladimir Repnjow (1), Sergei Kapustin (1), Alexander Skworzow, Wladimir Kowin (1), Waleri Beloussow, Juri Lebedew, Wladimir Wikulow (2), Alexander Golikow Trainer / Assistenten: Wiktor Tichonow / Boris Majorow / Robert Tscherenkow                                                                | Tor: Wladislaw Tretjak Verteidigung: Alexander Kulikow, Alexander Gussew, Waleri Wassiljew, Sinetula Biljaletdinow, Sergei Babinow, Wladimir Krikunow Sturm: Chelmut Balderis, Wiktor Schluktow (4), Boris Alexandrow, Alexander Malzew (2), Wladimir Repnjow (1), Sergei Kapustin (1), Alexander Skworzow, Wladimir Kowin (1), Waleri Beloussow, Juri Lebedew, Wladimir Wikulow (2), Alexander Golikow Trainer / Assistenten: Wiktor Tichonow / Boris Majorow / Robert Tscherenkow                                                                | Tor: Wladislaw Tretjak Verteidigung: Alexander Kulikow, Alexander Gussew, Waleri Wassiljew, Sinetula Biljaletdinow, Sergei Babinow, Wladimir Krikunow Sturm: Chelmut Balderis, Wiktor Schluktow (4), Boris Alexandrow, Alexander Malzew (2), Wladimir Repnjow (1), Sergei Kapustin (1), Alexander Skworzow, Wladimir Kowin (1), Waleri Beloussow, Juri Lebedew, Wladimir Wikulow (2), Alexander Golikow Trainer / Assistenten: Wiktor Tichonow / Boris Majorow / Robert Tscherenkow                                                                | Tor: Wladislaw Tretjak Verteidigung: Alexander Kulikow, Alexander Gussew, Waleri Wassiljew, Sinetula Biljaletdinow, Sergei Babinow, Wladimir Krikunow Sturm: Chelmut Balderis, Wiktor Schluktow (4), Boris Alexandrow, Alexander Malzew (2), Wladimir Repnjow (1), Sergei Kapustin (1), Alexander Skworzow, Wladimir Kowin (1), Waleri Beloussow, Juri Lebedew, Wladimir Wikulow (2), Alexander Golikow Trainer / Assistenten: Wiktor Tichonow / Boris Majorow / Robert Tscherenkow                                                                | Tor: Wladislaw Tretjak Verteidigung: Alexander Kulikow, Alexander Gussew, Waleri Wassiljew, Sinetula Biljaletdinow, Sergei Babinow, Wladimir Krikunow Sturm: Chelmut Balderis, Wiktor Schluktow (4), Boris Alexandrow, Alexander Malzew (2), Wladimir Repnjow (1), Sergei Kapustin (1), Alexander Skworzow, Wladimir Kowin (1), Waleri Beloussow, Juri Lebedew, Wladimir Wikulow (2), Alexander Golikow Trainer / Assistenten: Wiktor Tichonow / Boris Majorow / Robert Tscherenkow                                                                | Tor: Wladislaw Tretjak Verteidigung: Alexander Kulikow, Alexander Gussew, Waleri Wassiljew, Sinetula Biljaletdinow, Sergei Babinow, Wladimir Krikunow Sturm: Chelmut Balderis, Wiktor Schluktow (4), Boris Alexandrow, Alexander Malzew (2), Wladimir Repnjow (1), Sergei Kapustin (1), Alexander Skworzow, Wladimir Kowin (1), Waleri Beloussow, Juri Lebedew, Wladimir Wikulow (2), Alexander Golikow Trainer / Assistenten: Wiktor Tichonow / Boris Majorow / Robert Tscherenkow                                                                |
| Nr. 476 9. September 1976  | 5:0 (3:0, 1:0, 1:0) | 0 Vereinigte Staaten | A | 0Philadelphia, USA | 0Canada Cup 1976 | |
| Aufstellung                | Tor: Wladislaw Tretjak Verteidigung: Alexander Kulikow, Alexander Gussew, Waleri Wassiljew, Sinetula Biljaletdinow, Sergei Babinow, Wladimir Krikunow Sturm: Wladimir Wikulow (1), Wiktor Schluktow (1), Boris Alexandrow (2), Chelmut Balderis, Alexander Malzew, Sergei Kapustin, Alexander Skworzow, Wladimir Kowin, Waleri Beloussow, Juri Lebedew, Wladimir Repnjow (1), Alexander Golikow Trainer / Assistenten: Wiktor Tichonow / Boris Majorow / Robert Tscherenkow                                                                        | Tor: Wladislaw Tretjak Verteidigung: Alexander Kulikow, Alexander Gussew, Waleri Wassiljew, Sinetula Biljaletdinow, Sergei Babinow, Wladimir Krikunow Sturm: Wladimir Wikulow (1), Wiktor Schluktow (1), Boris Alexandrow (2), Chelmut Balderis, Alexander Malzew, Sergei Kapustin, Alexander Skworzow, Wladimir Kowin, Waleri Beloussow, Juri Lebedew, Wladimir Repnjow (1), Alexander Golikow Trainer / Assistenten: Wiktor Tichonow / Boris Majorow / Robert Tscherenkow                                                                        | Tor: Wladislaw Tretjak Verteidigung: Alexander Kulikow, Alexander Gussew, Waleri Wassiljew, Sinetula Biljaletdinow, Sergei Babinow, Wladimir Krikunow Sturm: Wladimir Wikulow (1), Wiktor Schluktow (1), Boris Alexandrow (2), Chelmut Balderis, Alexander Malzew, Sergei Kapustin, Alexander Skworzow, Wladimir Kowin, Waleri Beloussow, Juri Lebedew, Wladimir Repnjow (1), Alexander Golikow Trainer / Assistenten: Wiktor Tichonow / Boris Majorow / Robert Tscherenkow                                                                        | Tor: Wladislaw Tretjak Verteidigung: Alexander Kulikow, Alexander Gussew, Waleri Wassiljew, Sinetula Biljaletdinow, Sergei Babinow, Wladimir Krikunow Sturm: Wladimir Wikulow (1), Wiktor Schluktow (1), Boris Alexandrow (2), Chelmut Balderis, Alexander Malzew, Sergei Kapustin, Alexander Skworzow, Wladimir Kowin, Waleri Beloussow, Juri Lebedew, Wladimir Repnjow (1), Alexander Golikow Trainer / Assistenten: Wiktor Tichonow / Boris Majorow / Robert Tscherenkow                                                                        | Tor: Wladislaw Tretjak Verteidigung: Alexander Kulikow, Alexander Gussew, Waleri Wassiljew, Sinetula Biljaletdinow, Sergei Babinow, Wladimir Krikunow Sturm: Wladimir Wikulow (1), Wiktor Schluktow (1), Boris Alexandrow (2), Chelmut Balderis, Alexander Malzew, Sergei Kapustin, Alexander Skworzow, Wladimir Kowin, Waleri Beloussow, Juri Lebedew, Wladimir Repnjow (1), Alexander Golikow Trainer / Assistenten: Wiktor Tichonow / Boris Majorow / Robert Tscherenkow                                                                        | Tor: Wladislaw Tretjak Verteidigung: Alexander Kulikow, Alexander Gussew, Waleri Wassiljew, Sinetula Biljaletdinow, Sergei Babinow, Wladimir Krikunow Sturm: Wladimir Wikulow (1), Wiktor Schluktow (1), Boris Alexandrow (2), Chelmut Balderis, Alexander Malzew, Sergei Kapustin, Alexander Skworzow, Wladimir Kowin, Waleri Beloussow, Juri Lebedew, Wladimir Repnjow (1), Alexander Golikow Trainer / Assistenten: Wiktor Tichonow / Boris Majorow / Robert Tscherenkow                                                                        |
| Nr. 477 11. September 1976 | 1:3 (1:2, 0:1, 0:0) | 0 Kanada | A | 0Toronto, CAN | 0Canada Cup 1976 | 03. Platz beim Canada Cup |
| Aufstellung                | Tor: Wladislaw Tretjak Verteidigung: Waleri Wassiljew, Sinetula Biljaletdinow, Wladimir Luttschenko, Alexander Gussew, Sergei Babinow, Wladimir Krikunow Sturm: Alexander Malzew, Wladimir Repnjow, Sergei Kapustin, Wladimir Wikulow (1), Wiktor Schluktow, Boris Alexandrow, Alexander Skworzow, Wladimir Kowin, Waleri Beloussow, Chelmut Balderis, Juri Lebedew Trainer / Assistenten: Wiktor Tichonow / Boris Majorow / Robert Tscherenkow | Tor: Wladislaw Tretjak Verteidigung: Waleri Wassiljew, Sinetula Biljaletdinow, Wladimir Luttschenko, Alexander Gussew, Sergei Babinow, Wladimir Krikunow Sturm: Alexander Malzew, Wladimir Repnjow, Sergei Kapustin, Wladimir Wikulow (1), Wiktor Schluktow, Boris Alexandrow, Alexander Skworzow, Wladimir Kowin, Waleri Beloussow, Chelmut Balderis, Juri Lebedew Trainer / Assistenten: Wiktor Tichonow / Boris Majorow / Robert Tscherenkow | Tor: Wladislaw Tretjak Verteidigung: Waleri Wassiljew, Sinetula Biljaletdinow, Wladimir Luttschenko, Alexander Gussew, Sergei Babinow, Wladimir Krikunow Sturm: Alexander Malzew, Wladimir Repnjow, Sergei Kapustin, Wladimir Wikulow (1), Wiktor Schluktow, Boris Alexandrow, Alexander Skworzow, Wladimir Kowin, Waleri Beloussow, Chelmut Balderis, Juri Lebedew Trainer / Assistenten: Wiktor Tichonow / Boris Majorow / Robert Tscherenkow | Tor: Wladislaw Tretjak Verteidigung: Waleri Wassiljew, Sinetula Biljaletdinow, Wladimir Luttschenko, Alexander Gussew, Sergei Babinow, Wladimir Krikunow Sturm: Alexander Malzew, Wladimir Repnjow, Sergei Kapustin, Wladimir Wikulow (1), Wiktor Schluktow, Boris Alexandrow, Alexander Skworzow, Wladimir Kowin, Waleri Beloussow, Chelmut Balderis, Juri Lebedew Trainer / Assistenten: Wiktor Tichonow / Boris Majorow / Robert Tscherenkow | Tor: Wladislaw Tretjak Verteidigung: Waleri Wassiljew, Sinetula Biljaletdinow, Wladimir Luttschenko, Alexander Gussew, Sergei Babinow, Wladimir Krikunow Sturm: Alexander Malzew, Wladimir Repnjow, Sergei Kapustin, Wladimir Wikulow (1), Wiktor Schluktow, Boris Alexandrow, Alexander Skworzow, Wladimir Kowin, Waleri Beloussow, Chelmut Balderis, Juri Lebedew Trainer / Assistenten: Wiktor Tichonow / Boris Majorow / Robert Tscherenkow | Tor: Wladislaw Tretjak Verteidigung: Waleri Wassiljew, Sinetula Biljaletdinow, Wladimir Luttschenko, Alexander Gussew, Sergei Babinow, Wladimir Krikunow Sturm: Alexander Malzew, Wladimir Repnjow, Sergei Kapustin, Wladimir Wikulow (1), Wiktor Schluktow, Boris Alexandrow, Alexander Skworzow, Wladimir Kowin, Waleri Beloussow, Chelmut Balderis, Juri Lebedew Trainer / Assistenten: Wiktor Tichonow / Boris Majorow / Robert Tscherenkow |
| Nr. 478 12. November 1976  | 3:5 (1:2, 1:3, 1:0) | 0 Tschechoslowakei | A | 0Prag, TCH | 0Freundschaftsspiel | |
| Aufstellung                | Tor: Wladislaw Tretjak Verteidigung: Wladimir Luttschenko, Alexander Gussew, Gennadi Zygankow, Juri Ljapkin, Waleri Wassiljew, Sinetula Biljaletdinow, Wladimir Krikunow Sturm: Boris Michailow, Wladimir Petrow (1), Wjatscheslaw Anissin (1), Wiktor Schalimow (1), Wladimir Schadrin, Alexander Jakuschew, Pjotr Prirodin, Alexander Malzew, Alexander Golikow, Sergei Kapustin, Wladimir Repnjow Trainer / Assistenten: Boris Kulagin / Konstantin Loktew / Wladimir Jursinow                                                                  | Tor: Wladislaw Tretjak Verteidigung: Wladimir Luttschenko, Alexander Gussew, Gennadi Zygankow, Juri Ljapkin, Waleri Wassiljew, Sinetula Biljaletdinow, Wladimir Krikunow Sturm: Boris Michailow, Wladimir Petrow (1), Wjatscheslaw Anissin (1), Wiktor Schalimow (1), Wladimir Schadrin, Alexander Jakuschew, Pjotr Prirodin, Alexander Malzew, Alexander Golikow, Sergei Kapustin, Wladimir Repnjow Trainer / Assistenten: Boris Kulagin / Konstantin Loktew / Wladimir Jursinow                                                                  | Tor: Wladislaw Tretjak Verteidigung: Wladimir Luttschenko, Alexander Gussew, Gennadi Zygankow, Juri Ljapkin, Waleri Wassiljew, Sinetula Biljaletdinow, Wladimir Krikunow Sturm: Boris Michailow, Wladimir Petrow (1), Wjatscheslaw Anissin (1), Wiktor Schalimow (1), Wladimir Schadrin, Alexander Jakuschew, Pjotr Prirodin, Alexander Malzew, Alexander Golikow, Sergei Kapustin, Wladimir Repnjow Trainer / Assistenten: Boris Kulagin / Konstantin Loktew / Wladimir Jursinow                                                                  | Tor: Wladislaw Tretjak Verteidigung: Wladimir Luttschenko, Alexander Gussew, Gennadi Zygankow, Juri Ljapkin, Waleri Wassiljew, Sinetula Biljaletdinow, Wladimir Krikunow Sturm: Boris Michailow, Wladimir Petrow (1), Wjatscheslaw Anissin (1), Wiktor Schalimow (1), Wladimir Schadrin, Alexander Jakuschew, Pjotr Prirodin, Alexander Malzew, Alexander Golikow, Sergei Kapustin, Wladimir Repnjow Trainer / Assistenten: Boris Kulagin / Konstantin Loktew / Wladimir Jursinow                                                                  | Tor: Wladislaw Tretjak Verteidigung: Wladimir Luttschenko, Alexander Gussew, Gennadi Zygankow, Juri Ljapkin, Waleri Wassiljew, Sinetula Biljaletdinow, Wladimir Krikunow Sturm: Boris Michailow, Wladimir Petrow (1), Wjatscheslaw Anissin (1), Wiktor Schalimow (1), Wladimir Schadrin, Alexander Jakuschew, Pjotr Prirodin, Alexander Malzew, Alexander Golikow, Sergei Kapustin, Wladimir Repnjow Trainer / Assistenten: Boris Kulagin / Konstantin Loktew / Wladimir Jursinow                                                                  | Tor: Wladislaw Tretjak Verteidigung: Wladimir Luttschenko, Alexander Gussew, Gennadi Zygankow, Juri Ljapkin, Waleri Wassiljew, Sinetula Biljaletdinow, Wladimir Krikunow Sturm: Boris Michailow, Wladimir Petrow (1), Wjatscheslaw Anissin (1), Wiktor Schalimow (1), Wladimir Schadrin, Alexander Jakuschew, Pjotr Prirodin, Alexander Malzew, Alexander Golikow, Sergei Kapustin, Wladimir Repnjow Trainer / Assistenten: Boris Kulagin / Konstantin Loktew / Wladimir Jursinow                                                                  |
| Nr. 479 13. November 1976  | 6:3 (2:0, 3:1, 1:2) | 0 Tschechoslowakei | A | 0Prag, TCH | 0Freundschaftsspiel | |
| Aufstellung                | Tor: Wladislaw Tretjak Verteidigung: Gennadi Zygankow, Juri Ljapkin, Waleri Wassiljew, Wladimir Luttschenko, Sergei Babinow, Wladimir Krikunow Sturm: Boris Michailow (2), Wladimir Petrow (1), Wjatscheslaw Anissin, Wladimir Wikulow, Wiktor Schluktow, Boris Alexandrow, Chelmut Balderis (1), Wladimir Repnjow (1), Sergei Kapustin (1) Trainer / Assistenten: Boris Kulagin / Konstantin Loktew / Wladimir Jursinow | Tor: Wladislaw Tretjak Verteidigung: Gennadi Zygankow, Juri Ljapkin, Waleri Wassiljew, Wladimir Luttschenko, Sergei Babinow, Wladimir Krikunow Sturm: Boris Michailow (2), Wladimir Petrow (1), Wjatscheslaw Anissin, Wladimir Wikulow, Wiktor Schluktow, Boris Alexandrow, Chelmut Balderis (1), Wladimir Repnjow (1), Sergei Kapustin (1) Trainer / Assistenten: Boris Kulagin / Konstantin Loktew / Wladimir Jursinow | Tor: Wladislaw Tretjak Verteidigung: Gennadi Zygankow, Juri Ljapkin, Waleri Wassiljew, Wladimir Luttschenko, Sergei Babinow, Wladimir Krikunow Sturm: Boris Michailow (2), Wladimir Petrow (1), Wjatscheslaw Anissin, Wladimir Wikulow, Wiktor Schluktow, Boris Alexandrow, Chelmut Balderis (1), Wladimir Repnjow (1), Sergei Kapustin (1) Trainer / Assistenten: Boris Kulagin / Konstantin Loktew / Wladimir Jursinow | Tor: Wladislaw Tretjak Verteidigung: Gennadi Zygankow, Juri Ljapkin, Waleri Wassiljew, Wladimir Luttschenko, Sergei Babinow, Wladimir Krikunow Sturm: Boris Michailow (2), Wladimir Petrow (1), Wjatscheslaw Anissin, Wladimir Wikulow, Wiktor Schluktow, Boris Alexandrow, Chelmut Balderis (1), Wladimir Repnjow (1), Sergei Kapustin (1) Trainer / Assistenten: Boris Kulagin / Konstantin Loktew / Wladimir Jursinow | Tor: Wladislaw Tretjak Verteidigung: Gennadi Zygankow, Juri Ljapkin, Waleri Wassiljew, Wladimir Luttschenko, Sergei Babinow, Wladimir Krikunow Sturm: Boris Michailow (2), Wladimir Petrow (1), Wjatscheslaw Anissin, Wladimir Wikulow, Wiktor Schluktow, Boris Alexandrow, Chelmut Balderis (1), Wladimir Repnjow (1), Sergei Kapustin (1) Trainer / Assistenten: Boris Kulagin / Konstantin Loktew / Wladimir Jursinow | Tor: Wladislaw Tretjak Verteidigung: Gennadi Zygankow, Juri Ljapkin, Waleri Wassiljew, Wladimir Luttschenko, Sergei Babinow, Wladimir Krikunow Sturm: Boris Michailow (2), Wladimir Petrow (1), Wjatscheslaw Anissin, Wladimir Wikulow, Wiktor Schluktow, Boris Alexandrow, Chelmut Balderis (1), Wladimir Repnjow (1), Sergei Kapustin (1) Trainer / Assistenten: Boris Kulagin / Konstantin Loktew / Wladimir Jursinow |
| Nr. 480 16. Dezember 1976  | 4:2 (1:0, 3:0, 0:2) | 0 Schweden | H | 0Moskau | 0Iswestija-Pokal 1976 | |
| Aufstellung                | Tor: Wladislaw Tretjak Verteidigung: Gennadi Zygankow, Juri Ljapkin, Waleri Wassiljew, Wladimir Luttschenko, Wassili Perwuchin, Sinetula Biljaletdinow, Sergei Babinow, Wladimir Krikunow Sturm: Boris Michailow (1), Wladimir Petrow, Waleri Charlamow (3), Wladimir Wikulow, Wiktor Schluktow, Boris Alexandrow, Pjotr Prirodin, Alexander Malzew, Alexander Golikow, Chelmut Balderis, Wladimir Repnjow, Sergei Kapustin Trainer / Assistenten: Boris Kulagin / Konstantin Loktew / Wladimir Jursinow                                           | Tor: Wladislaw Tretjak Verteidigung: Gennadi Zygankow, Juri Ljapkin, Waleri Wassiljew, Wladimir Luttschenko, Wassili Perwuchin, Sinetula Biljaletdinow, Sergei Babinow, Wladimir Krikunow Sturm: Boris Michailow (1), Wladimir Petrow, Waleri Charlamow (3), Wladimir Wikulow, Wiktor Schluktow, Boris Alexandrow, Pjotr Prirodin, Alexander Malzew, Alexander Golikow, Chelmut Balderis, Wladimir Repnjow, Sergei Kapustin Trainer / Assistenten: Boris Kulagin / Konstantin Loktew / Wladimir Jursinow                                           | Tor: Wladislaw Tretjak Verteidigung: Gennadi Zygankow, Juri Ljapkin, Waleri Wassiljew, Wladimir Luttschenko, Wassili Perwuchin, Sinetula Biljaletdinow, Sergei Babinow, Wladimir Krikunow Sturm: Boris Michailow (1), Wladimir Petrow, Waleri Charlamow (3), Wladimir Wikulow, Wiktor Schluktow, Boris Alexandrow, Pjotr Prirodin, Alexander Malzew, Alexander Golikow, Chelmut Balderis, Wladimir Repnjow, Sergei Kapustin Trainer / Assistenten: Boris Kulagin / Konstantin Loktew / Wladimir Jursinow                                           | Tor: Wladislaw Tretjak Verteidigung: Gennadi Zygankow, Juri Ljapkin, Waleri Wassiljew, Wladimir Luttschenko, Wassili Perwuchin, Sinetula Biljaletdinow, Sergei Babinow, Wladimir Krikunow Sturm: Boris Michailow (1), Wladimir Petrow, Waleri Charlamow (3), Wladimir Wikulow, Wiktor Schluktow, Boris Alexandrow, Pjotr Prirodin, Alexander Malzew, Alexander Golikow, Chelmut Balderis, Wladimir Repnjow, Sergei Kapustin Trainer / Assistenten: Boris Kulagin / Konstantin Loktew / Wladimir Jursinow                                           | Tor: Wladislaw Tretjak Verteidigung: Gennadi Zygankow, Juri Ljapkin, Waleri Wassiljew, Wladimir Luttschenko, Wassili Perwuchin, Sinetula Biljaletdinow, Sergei Babinow, Wladimir Krikunow Sturm: Boris Michailow (1), Wladimir Petrow, Waleri Charlamow (3), Wladimir Wikulow, Wiktor Schluktow, Boris Alexandrow, Pjotr Prirodin, Alexander Malzew, Alexander Golikow, Chelmut Balderis, Wladimir Repnjow, Sergei Kapustin Trainer / Assistenten: Boris Kulagin / Konstantin Loktew / Wladimir Jursinow                                           | Tor: Wladislaw Tretjak Verteidigung: Gennadi Zygankow, Juri Ljapkin, Waleri Wassiljew, Wladimir Luttschenko, Wassili Perwuchin, Sinetula Biljaletdinow, Sergei Babinow, Wladimir Krikunow Sturm: Boris Michailow (1), Wladimir Petrow, Waleri Charlamow (3), Wladimir Wikulow, Wiktor Schluktow, Boris Alexandrow, Pjotr Prirodin, Alexander Malzew, Alexander Golikow, Chelmut Balderis, Wladimir Repnjow, Sergei Kapustin Trainer / Assistenten: Boris Kulagin / Konstantin Loktew / Wladimir Jursinow                                           |
| Nr. 481 17. Dezember 1976  | 9:3 (1:1, 5:1, 3:1) | 0 Finnland | H | 0Moskau | 0Iswestija-Pokal 1976 | |
| Aufstellung                | Tor: Alexander Sidelnikow Verteidigung: Gennadi Zygankow, Juri Ljapkin, Wassili Perwuchin, Sinetula Biljaletdinow, Sergei Babinow, Wladimir Krikunow, Wladimir Luttschenko, Waleri Wassiljew Sturm: Boris Michailow (2), Wladimir Petrow, Waleri Charlamow, Pjotr Prirodin (1), Alexander Malzew (1), Alexander Golikow (1), Chelmut Balderis (1), Wladimir Repnjow, Sergei Kapustin (2), Wladimir Wikulow (1), Wiktor Schluktow, Boris Alexandrow Trainer / Assistenten: Boris Kulagin / Konstantin Loktew / Wladimir Jursinow                    | Tor: Alexander Sidelnikow Verteidigung: Gennadi Zygankow, Juri Ljapkin, Wassili Perwuchin, Sinetula Biljaletdinow, Sergei Babinow, Wladimir Krikunow, Wladimir Luttschenko, Waleri Wassiljew Sturm: Boris Michailow (2), Wladimir Petrow, Waleri Charlamow, Pjotr Prirodin (1), Alexander Malzew (1), Alexander Golikow (1), Chelmut Balderis (1), Wladimir Repnjow, Sergei Kapustin (2), Wladimir Wikulow (1), Wiktor Schluktow, Boris Alexandrow Trainer / Assistenten: Boris Kulagin / Konstantin Loktew / Wladimir Jursinow                    | Tor: Alexander Sidelnikow Verteidigung: Gennadi Zygankow, Juri Ljapkin, Wassili Perwuchin, Sinetula Biljaletdinow, Sergei Babinow, Wladimir Krikunow, Wladimir Luttschenko, Waleri Wassiljew Sturm: Boris Michailow (2), Wladimir Petrow, Waleri Charlamow, Pjotr Prirodin (1), Alexander Malzew (1), Alexander Golikow (1), Chelmut Balderis (1), Wladimir Repnjow, Sergei Kapustin (2), Wladimir Wikulow (1), Wiktor Schluktow, Boris Alexandrow Trainer / Assistenten: Boris Kulagin / Konstantin Loktew / Wladimir Jursinow                    | Tor: Alexander Sidelnikow Verteidigung: Gennadi Zygankow, Juri Ljapkin, Wassili Perwuchin, Sinetula Biljaletdinow, Sergei Babinow, Wladimir Krikunow, Wladimir Luttschenko, Waleri Wassiljew Sturm: Boris Michailow (2), Wladimir Petrow, Waleri Charlamow, Pjotr Prirodin (1), Alexander Malzew (1), Alexander Golikow (1), Chelmut Balderis (1), Wladimir Repnjow, Sergei Kapustin (2), Wladimir Wikulow (1), Wiktor Schluktow, Boris Alexandrow Trainer / Assistenten: Boris Kulagin / Konstantin Loktew / Wladimir Jursinow                    | Tor: Alexander Sidelnikow Verteidigung: Gennadi Zygankow, Juri Ljapkin, Wassili Perwuchin, Sinetula Biljaletdinow, Sergei Babinow, Wladimir Krikunow, Wladimir Luttschenko, Waleri Wassiljew Sturm: Boris Michailow (2), Wladimir Petrow, Waleri Charlamow, Pjotr Prirodin (1), Alexander Malzew (1), Alexander Golikow (1), Chelmut Balderis (1), Wladimir Repnjow, Sergei Kapustin (2), Wladimir Wikulow (1), Wiktor Schluktow, Boris Alexandrow Trainer / Assistenten: Boris Kulagin / Konstantin Loktew / Wladimir Jursinow                    | Tor: Alexander Sidelnikow Verteidigung: Gennadi Zygankow, Juri Ljapkin, Wassili Perwuchin, Sinetula Biljaletdinow, Sergei Babinow, Wladimir Krikunow, Wladimir Luttschenko, Waleri Wassiljew Sturm: Boris Michailow (2), Wladimir Petrow, Waleri Charlamow, Pjotr Prirodin (1), Alexander Malzew (1), Alexander Golikow (1), Chelmut Balderis (1), Wladimir Repnjow, Sergei Kapustin (2), Wladimir Wikulow (1), Wiktor Schluktow, Boris Alexandrow Trainer / Assistenten: Boris Kulagin / Konstantin Loktew / Wladimir Jursinow                    |
| Nr. 482 21. Dezember 1976  | 3:2 (1:1, 0:1, 2:0) | 0 Tschechoslowakei | H | 0Moskau | 0Iswestija-Pokal 1976 | 08. Gewinn im Iswestija-Pokal |
| Aufstellung                | Tor: Wladislaw Tretjak Verteidigung: Gennadi Zygankow, Juri Ljapkin, Sergei Babinow, Wladimir Luttschenko, Waleri Wassiljew, Wassili Perwuchin, Sinetula Biljaletdinow Sturm: Chelmut Balderis (1), Wladimir Petrow (1), Waleri Charlamow, Wladimir Wikulow, Wiktor Schluktow (1), Boris Alexandrow, Pjotr Prirodin, Alexander Malzew, Alexander Golikow, Wladimir Repnjow Trainer / Assistenten: Boris Kulagin / Konstantin Loktew / Wladimir Jursinow                                                                                            | Tor: Wladislaw Tretjak Verteidigung: Gennadi Zygankow, Juri Ljapkin, Sergei Babinow, Wladimir Luttschenko, Waleri Wassiljew, Wassili Perwuchin, Sinetula Biljaletdinow Sturm: Chelmut Balderis (1), Wladimir Petrow (1), Waleri Charlamow, Wladimir Wikulow, Wiktor Schluktow (1), Boris Alexandrow, Pjotr Prirodin, Alexander Malzew, Alexander Golikow, Wladimir Repnjow Trainer / Assistenten: Boris Kulagin / Konstantin Loktew / Wladimir Jursinow                                                                                            | Tor: Wladislaw Tretjak Verteidigung: Gennadi Zygankow, Juri Ljapkin, Sergei Babinow, Wladimir Luttschenko, Waleri Wassiljew, Wassili Perwuchin, Sinetula Biljaletdinow Sturm: Chelmut Balderis (1), Wladimir Petrow (1), Waleri Charlamow, Wladimir Wikulow, Wiktor Schluktow (1), Boris Alexandrow, Pjotr Prirodin, Alexander Malzew, Alexander Golikow, Wladimir Repnjow Trainer / Assistenten: Boris Kulagin / Konstantin Loktew / Wladimir Jursinow                                                                                            | Tor: Wladislaw Tretjak Verteidigung: Gennadi Zygankow, Juri Ljapkin, Sergei Babinow, Wladimir Luttschenko, Waleri Wassiljew, Wassili Perwuchin, Sinetula Biljaletdinow Sturm: Chelmut Balderis (1), Wladimir Petrow (1), Waleri Charlamow, Wladimir Wikulow, Wiktor Schluktow (1), Boris Alexandrow, Pjotr Prirodin, Alexander Malzew, Alexander Golikow, Wladimir Repnjow Trainer / Assistenten: Boris Kulagin / Konstantin Loktew / Wladimir Jursinow                                                                                            | Tor: Wladislaw Tretjak Verteidigung: Gennadi Zygankow, Juri Ljapkin, Sergei Babinow, Wladimir Luttschenko, Waleri Wassiljew, Wassili Perwuchin, Sinetula Biljaletdinow Sturm: Chelmut Balderis (1), Wladimir Petrow (1), Waleri Charlamow, Wladimir Wikulow, Wiktor Schluktow (1), Boris Alexandrow, Pjotr Prirodin, Alexander Malzew, Alexander Golikow, Wladimir Repnjow Trainer / Assistenten: Boris Kulagin / Konstantin Loktew / Wladimir Jursinow                                                                                            | Tor: Wladislaw Tretjak Verteidigung: Gennadi Zygankow, Juri Ljapkin, Sergei Babinow, Wladimir Luttschenko, Waleri Wassiljew, Wassili Perwuchin, Sinetula Biljaletdinow Sturm: Chelmut Balderis (1), Wladimir Petrow (1), Waleri Charlamow, Wladimir Wikulow, Wiktor Schluktow (1), Boris Alexandrow, Pjotr Prirodin, Alexander Malzew, Alexander Golikow, Wladimir Repnjow Trainer / Assistenten: Boris Kulagin / Konstantin Loktew / Wladimir Jursinow                                                                                            |
| Nr. 483 4. April 1977      | 7:1 (3:0, 2:1, 2:0) | 0 Finnland | A | 0Helsinki, FIN | 0Freundschaftsspiel | |
| Aufstellung                | Tor: Wladislaw Tretjak Verteidigung: Gennadi Zygankow, Alexander Gussew, Sergei Babinow, Wladimir Luttschenko, Waleri Wassiljew, Wassili Perwuchin (1) Sturm: Boris Michailow (3), Wladimir Petrow, Waleri Charlamow (1), Wiktor Schalimow, Wladimir Schadrin, Alexander Jakuschew, Chelmut Balderis (1), Wiktor Schluktow, Sergei Kapustin (1) Trainer / Assistenten: Boris Kulagin / Konstantin Loktew / Wladimir Jursinow | Tor: Wladislaw Tretjak Verteidigung: Gennadi Zygankow, Alexander Gussew, Sergei Babinow, Wladimir Luttschenko, Waleri Wassiljew, Wassili Perwuchin (1) Sturm: Boris Michailow (3), Wladimir Petrow, Waleri Charlamow (1), Wiktor Schalimow, Wladimir Schadrin, Alexander Jakuschew, Chelmut Balderis (1), Wiktor Schluktow, Sergei Kapustin (1) Trainer / Assistenten: Boris Kulagin / Konstantin Loktew / Wladimir Jursinow | Tor: Wladislaw Tretjak Verteidigung: Gennadi Zygankow, Alexander Gussew, Sergei Babinow, Wladimir Luttschenko, Waleri Wassiljew, Wassili Perwuchin (1) Sturm: Boris Michailow (3), Wladimir Petrow, Waleri Charlamow (1), Wiktor Schalimow, Wladimir Schadrin, Alexander Jakuschew, Chelmut Balderis (1), Wiktor Schluktow, Sergei Kapustin (1) Trainer / Assistenten: Boris Kulagin / Konstantin Loktew / Wladimir Jursinow | Tor: Wladislaw Tretjak Verteidigung: Gennadi Zygankow, Alexander Gussew, Sergei Babinow, Wladimir Luttschenko, Waleri Wassiljew, Wassili Perwuchin (1) Sturm: Boris Michailow (3), Wladimir Petrow, Waleri Charlamow (1), Wiktor Schalimow, Wladimir Schadrin, Alexander Jakuschew, Chelmut Balderis (1), Wiktor Schluktow, Sergei Kapustin (1) Trainer / Assistenten: Boris Kulagin / Konstantin Loktew / Wladimir Jursinow | Tor: Wladislaw Tretjak Verteidigung: Gennadi Zygankow, Alexander Gussew, Sergei Babinow, Wladimir Luttschenko, Waleri Wassiljew, Wassili Perwuchin (1) Sturm: Boris Michailow (3), Wladimir Petrow, Waleri Charlamow (1), Wiktor Schalimow, Wladimir Schadrin, Alexander Jakuschew, Chelmut Balderis (1), Wiktor Schluktow, Sergei Kapustin (1) Trainer / Assistenten: Boris Kulagin / Konstantin Loktew / Wladimir Jursinow | Tor: Wladislaw Tretjak Verteidigung: Gennadi Zygankow, Alexander Gussew, Sergei Babinow, Wladimir Luttschenko, Waleri Wassiljew, Wassili Perwuchin (1) Sturm: Boris Michailow (3), Wladimir Petrow, Waleri Charlamow (1), Wiktor Schalimow, Wladimir Schadrin, Alexander Jakuschew, Chelmut Balderis (1), Wiktor Schluktow, Sergei Kapustin (1) Trainer / Assistenten: Boris Kulagin / Konstantin Loktew / Wladimir Jursinow |
| Nr. 484 6. April 1977      | 4:0 (0:0, 3:0, 1:0) | 0 Finnland | A | 0Turku, FIN | 0Freundschaftsspiel | |
| Aufstellung                | Tor: Alexander Sidelnikow Verteidigung: Gennadi Zygankow, Alexander Gussew, Sergei Babinow, Wladimir Luttschenko, Waleri Wassiljew, Wassili Perwuchin Sturm: Boris Michailow, Wladimir Petrow (1), Waleri Charlamow, Alexander Malzew, Wladimir Kowin (2), Alexander Golikow, Chelmut Balderis, Wiktor Schluktow, Sergei Kapustin (1) Trainer / Assistenten: Boris Kulagin / Konstantin Loktew / Wladimir Jursinow | Tor: Alexander Sidelnikow Verteidigung: Gennadi Zygankow, Alexander Gussew, Sergei Babinow, Wladimir Luttschenko, Waleri Wassiljew, Wassili Perwuchin Sturm: Boris Michailow, Wladimir Petrow (1), Waleri Charlamow, Alexander Malzew, Wladimir Kowin (2), Alexander Golikow, Chelmut Balderis, Wiktor Schluktow, Sergei Kapustin (1) Trainer / Assistenten: Boris Kulagin / Konstantin Loktew / Wladimir Jursinow | Tor: Alexander Sidelnikow Verteidigung: Gennadi Zygankow, Alexander Gussew, Sergei Babinow, Wladimir Luttschenko, Waleri Wassiljew, Wassili Perwuchin Sturm: Boris Michailow, Wladimir Petrow (1), Waleri Charlamow, Alexander Malzew, Wladimir Kowin (2), Alexander Golikow, Chelmut Balderis, Wiktor Schluktow, Sergei Kapustin (1) Trainer / Assistenten: Boris Kulagin / Konstantin Loktew / Wladimir Jursinow | Tor: Alexander Sidelnikow Verteidigung: Gennadi Zygankow, Alexander Gussew, Sergei Babinow, Wladimir Luttschenko, Waleri Wassiljew, Wassili Perwuchin Sturm: Boris Michailow, Wladimir Petrow (1), Waleri Charlamow, Alexander Malzew, Wladimir Kowin (2), Alexander Golikow, Chelmut Balderis, Wiktor Schluktow, Sergei Kapustin (1) Trainer / Assistenten: Boris Kulagin / Konstantin Loktew / Wladimir Jursinow | Tor: Alexander Sidelnikow Verteidigung: Gennadi Zygankow, Alexander Gussew, Sergei Babinow, Wladimir Luttschenko, Waleri Wassiljew, Wassili Perwuchin Sturm: Boris Michailow, Wladimir Petrow (1), Waleri Charlamow, Alexander Malzew, Wladimir Kowin (2), Alexander Golikow, Chelmut Balderis, Wiktor Schluktow, Sergei Kapustin (1) Trainer / Assistenten: Boris Kulagin / Konstantin Loktew / Wladimir Jursinow | Tor: Alexander Sidelnikow Verteidigung: Gennadi Zygankow, Alexander Gussew, Sergei Babinow, Wladimir Luttschenko, Waleri Wassiljew, Wassili Perwuchin Sturm: Boris Michailow, Wladimir Petrow (1), Waleri Charlamow, Alexander Malzew, Wladimir Kowin (2), Alexander Golikow, Chelmut Balderis, Wiktor Schluktow, Sergei Kapustin (1) Trainer / Assistenten: Boris Kulagin / Konstantin Loktew / Wladimir Jursinow |
| Nr. 485 10. April 1977     | 4:2 (3:0, 0:1, 1:1) | 0 Schweden | A | 0Stockholm, SWE | 0Freundschaftsspiel | |
| Aufstellung                | Tor: Wladislaw Tretjak Verteidigung: Gennadi Zygankow (1), Alexander Gussew, Sergei Babinow, Wladimir Luttschenko, Waleri Wassiljew, Wassili Perwuchin Sturm: Boris Michailow, Wladimir Petrow, Waleri Charlamow, Alexander Malzew (1), Wladimir Schadrin, Alexander Jakuschew (1), Chelmut Balderis (1), Wiktor Schluktow, Sergei Kapustin Trainer / Assistenten: Boris Kulagin / Konstantin Loktew / Wladimir Jursinow | Tor: Wladislaw Tretjak Verteidigung: Gennadi Zygankow (1), Alexander Gussew, Sergei Babinow, Wladimir Luttschenko, Waleri Wassiljew, Wassili Perwuchin Sturm: Boris Michailow, Wladimir Petrow, Waleri Charlamow, Alexander Malzew (1), Wladimir Schadrin, Alexander Jakuschew (1), Chelmut Balderis (1), Wiktor Schluktow, Sergei Kapustin Trainer / Assistenten: Boris Kulagin / Konstantin Loktew / Wladimir Jursinow | Tor: Wladislaw Tretjak Verteidigung: Gennadi Zygankow (1), Alexander Gussew, Sergei Babinow, Wladimir Luttschenko, Waleri Wassiljew, Wassili Perwuchin Sturm: Boris Michailow, Wladimir Petrow, Waleri Charlamow, Alexander Malzew (1), Wladimir Schadrin, Alexander Jakuschew (1), Chelmut Balderis (1), Wiktor Schluktow, Sergei Kapustin Trainer / Assistenten: Boris Kulagin / Konstantin Loktew / Wladimir Jursinow | Tor: Wladislaw Tretjak Verteidigung: Gennadi Zygankow (1), Alexander Gussew, Sergei Babinow, Wladimir Luttschenko, Waleri Wassiljew, Wassili Perwuchin Sturm: Boris Michailow, Wladimir Petrow, Waleri Charlamow, Alexander Malzew (1), Wladimir Schadrin, Alexander Jakuschew (1), Chelmut Balderis (1), Wiktor Schluktow, Sergei Kapustin Trainer / Assistenten: Boris Kulagin / Konstantin Loktew / Wladimir Jursinow | Tor: Wladislaw Tretjak Verteidigung: Gennadi Zygankow (1), Alexander Gussew, Sergei Babinow, Wladimir Luttschenko, Waleri Wassiljew, Wassili Perwuchin Sturm: Boris Michailow, Wladimir Petrow, Waleri Charlamow, Alexander Malzew (1), Wladimir Schadrin, Alexander Jakuschew (1), Chelmut Balderis (1), Wiktor Schluktow, Sergei Kapustin Trainer / Assistenten: Boris Kulagin / Konstantin Loktew / Wladimir Jursinow | Tor: Wladislaw Tretjak Verteidigung: Gennadi Zygankow (1), Alexander Gussew, Sergei Babinow, Wladimir Luttschenko, Waleri Wassiljew, Wassili Perwuchin Sturm: Boris Michailow, Wladimir Petrow, Waleri Charlamow, Alexander Malzew (1), Wladimir Schadrin, Alexander Jakuschew (1), Chelmut Balderis (1), Wiktor Schluktow, Sergei Kapustin Trainer / Assistenten: Boris Kulagin / Konstantin Loktew / Wladimir Jursinow |
| Nr. 486 21. April 1977     | 10:0 (5:0, 3:0, 2:0) | 0 BR Deutschland | * | 0Wien, AUT | 0WM 1977 / EM 1977 | |
| Aufstellung                | Tor: Wladislaw Tretjak, Alexander Sidelnikow (41. Min.) Verteidigung: Gennadi Zygankow, Alexander Gussew, Sergei Babinow (1), Wladimir Luttschenko (2), Waleri Wassiljew, Wassili Perwuchin Sturm: Boris Michailow (1), Wladimir Petrow (1), Waleri Charlamow (2), Alexander Malzew, Wladimir Schadrin, Alexander Jakuschew, Chelmut Balderis (1), Wiktor Schluktow (1), Sergei Kapustin (1), Wiktor Schalimow, Alexander Golikow Trainer / Assistenten: Boris Kulagin / Konstantin Loktew / Wladimir Jursinow                                     | Tor: Wladislaw Tretjak, Alexander Sidelnikow (41. Min.) Verteidigung: Gennadi Zygankow, Alexander Gussew, Sergei Babinow (1), Wladimir Luttschenko (2), Waleri Wassiljew, Wassili Perwuchin Sturm: Boris Michailow (1), Wladimir Petrow (1), Waleri Charlamow (2), Alexander Malzew, Wladimir Schadrin, Alexander Jakuschew, Chelmut Balderis (1), Wiktor Schluktow (1), Sergei Kapustin (1), Wiktor Schalimow, Alexander Golikow Trainer / Assistenten: Boris Kulagin / Konstantin Loktew / Wladimir Jursinow                                     | Tor: Wladislaw Tretjak, Alexander Sidelnikow (41. Min.) Verteidigung: Gennadi Zygankow, Alexander Gussew, Sergei Babinow (1), Wladimir Luttschenko (2), Waleri Wassiljew, Wassili Perwuchin Sturm: Boris Michailow (1), Wladimir Petrow (1), Waleri Charlamow (2), Alexander Malzew, Wladimir Schadrin, Alexander Jakuschew, Chelmut Balderis (1), Wiktor Schluktow (1), Sergei Kapustin (1), Wiktor Schalimow, Alexander Golikow Trainer / Assistenten: Boris Kulagin / Konstantin Loktew / Wladimir Jursinow                                     | Tor: Wladislaw Tretjak, Alexander Sidelnikow (41. Min.) Verteidigung: Gennadi Zygankow, Alexander Gussew, Sergei Babinow (1), Wladimir Luttschenko (2), Waleri Wassiljew, Wassili Perwuchin Sturm: Boris Michailow (1), Wladimir Petrow (1), Waleri Charlamow (2), Alexander Malzew, Wladimir Schadrin, Alexander Jakuschew, Chelmut Balderis (1), Wiktor Schluktow (1), Sergei Kapustin (1), Wiktor Schalimow, Alexander Golikow Trainer / Assistenten: Boris Kulagin / Konstantin Loktew / Wladimir Jursinow                                     | Tor: Wladislaw Tretjak, Alexander Sidelnikow (41. Min.) Verteidigung: Gennadi Zygankow, Alexander Gussew, Sergei Babinow (1), Wladimir Luttschenko (2), Waleri Wassiljew, Wassili Perwuchin Sturm: Boris Michailow (1), Wladimir Petrow (1), Waleri Charlamow (2), Alexander Malzew, Wladimir Schadrin, Alexander Jakuschew, Chelmut Balderis (1), Wiktor Schluktow (1), Sergei Kapustin (1), Wiktor Schalimow, Alexander Golikow Trainer / Assistenten: Boris Kulagin / Konstantin Loktew / Wladimir Jursinow                                     | Tor: Wladislaw Tretjak, Alexander Sidelnikow (41. Min.) Verteidigung: Gennadi Zygankow, Alexander Gussew, Sergei Babinow (1), Wladimir Luttschenko (2), Waleri Wassiljew, Wassili Perwuchin Sturm: Boris Michailow (1), Wladimir Petrow (1), Waleri Charlamow (2), Alexander Malzew, Wladimir Schadrin, Alexander Jakuschew, Chelmut Balderis (1), Wiktor Schluktow (1), Sergei Kapustin (1), Wiktor Schalimow, Alexander Golikow Trainer / Assistenten: Boris Kulagin / Konstantin Loktew / Wladimir Jursinow                                     |
| Nr. 487 22. April 1977     | 11:6 (2:0, 6:2, 3:4) | 0 Finnland | * | 0Wien, AUT | 0WM 1977 / EM 1977 | |
| Aufstellung                | Tor: Wladislaw Tretjak, Alexander Sidelnikow (51. Min.) Verteidigung: Gennadi Zygankow, Alexander Gussew, Sergei Babinow, Wladimir Luttschenko, Waleri Wassiljew, Wassili Perwuchin, Wjatscheslaw Fetissow (1) Sturm: Boris Michailow (1), Wladimir Petrow (2), Waleri Charlamow (3), Alexander Malzew (1), Wladimir Schadrin, Alexander Jakuschew, Chelmut Balderis, Wiktor Schluktow (1), Sergei Kapustin (2), Alexander Golikow Trainer / Assistenten: Boris Kulagin / Konstantin Loktew / Wladimir Jursinow                                    | Tor: Wladislaw Tretjak, Alexander Sidelnikow (51. Min.) Verteidigung: Gennadi Zygankow, Alexander Gussew, Sergei Babinow, Wladimir Luttschenko, Waleri Wassiljew, Wassili Perwuchin, Wjatscheslaw Fetissow (1) Sturm: Boris Michailow (1), Wladimir Petrow (2), Waleri Charlamow (3), Alexander Malzew (1), Wladimir Schadrin, Alexander Jakuschew, Chelmut Balderis, Wiktor Schluktow (1), Sergei Kapustin (2), Alexander Golikow Trainer / Assistenten: Boris Kulagin / Konstantin Loktew / Wladimir Jursinow                                    | Tor: Wladislaw Tretjak, Alexander Sidelnikow (51. Min.) Verteidigung: Gennadi Zygankow, Alexander Gussew, Sergei Babinow, Wladimir Luttschenko, Waleri Wassiljew, Wassili Perwuchin, Wjatscheslaw Fetissow (1) Sturm: Boris Michailow (1), Wladimir Petrow (2), Waleri Charlamow (3), Alexander Malzew (1), Wladimir Schadrin, Alexander Jakuschew, Chelmut Balderis, Wiktor Schluktow (1), Sergei Kapustin (2), Alexander Golikow Trainer / Assistenten: Boris Kulagin / Konstantin Loktew / Wladimir Jursinow                                    | Tor: Wladislaw Tretjak, Alexander Sidelnikow (51. Min.) Verteidigung: Gennadi Zygankow, Alexander Gussew, Sergei Babinow, Wladimir Luttschenko, Waleri Wassiljew, Wassili Perwuchin, Wjatscheslaw Fetissow (1) Sturm: Boris Michailow (1), Wladimir Petrow (2), Waleri Charlamow (3), Alexander Malzew (1), Wladimir Schadrin, Alexander Jakuschew, Chelmut Balderis, Wiktor Schluktow (1), Sergei Kapustin (2), Alexander Golikow Trainer / Assistenten: Boris Kulagin / Konstantin Loktew / Wladimir Jursinow                                    | Tor: Wladislaw Tretjak, Alexander Sidelnikow (51. Min.) Verteidigung: Gennadi Zygankow, Alexander Gussew, Sergei Babinow, Wladimir Luttschenko, Waleri Wassiljew, Wassili Perwuchin, Wjatscheslaw Fetissow (1) Sturm: Boris Michailow (1), Wladimir Petrow (2), Waleri Charlamow (3), Alexander Malzew (1), Wladimir Schadrin, Alexander Jakuschew, Chelmut Balderis, Wiktor Schluktow (1), Sergei Kapustin (2), Alexander Golikow Trainer / Assistenten: Boris Kulagin / Konstantin Loktew / Wladimir Jursinow                                    | Tor: Wladislaw Tretjak, Alexander Sidelnikow (51. Min.) Verteidigung: Gennadi Zygankow, Alexander Gussew, Sergei Babinow, Wladimir Luttschenko, Waleri Wassiljew, Wassili Perwuchin, Wjatscheslaw Fetissow (1) Sturm: Boris Michailow (1), Wladimir Petrow (2), Waleri Charlamow (3), Alexander Malzew (1), Wladimir Schadrin, Alexander Jakuschew, Chelmut Balderis, Wiktor Schluktow (1), Sergei Kapustin (2), Alexander Golikow Trainer / Assistenten: Boris Kulagin / Konstantin Loktew / Wladimir Jursinow                                    |
| Nr. 488 24. April 1977     | 11:1 (3:0, 5:1, 3:0) | 0 Kanada | * | 0Wien, AUT | 0WM 1977 / EM 1977 | |
| Aufstellung                | Tor: Wladislaw Tretjak Verteidigung: Gennadi Zygankow, Alexander Gussew, Sergei Babinow, Wladimir Luttschenko, Waleri Wassiljew (1), Wassili Perwuchin Sturm: Boris Michailow (2), Wladimir Petrow, Waleri Charlamow (1), Alexander Malzew, Wladimir Schadrin, Alexander Jakuschew (4), Chelmut Balderis (2), Wiktor Schluktow (1), Sergei Kapustin, Wiktor Schalimow Trainer / Assistenten: Boris Kulagin / Konstantin Loktew / Wladimir Jursinow                                                                                                 | Tor: Wladislaw Tretjak Verteidigung: Gennadi Zygankow, Alexander Gussew, Sergei Babinow, Wladimir Luttschenko, Waleri Wassiljew (1), Wassili Perwuchin Sturm: Boris Michailow (2), Wladimir Petrow, Waleri Charlamow (1), Alexander Malzew, Wladimir Schadrin, Alexander Jakuschew (4), Chelmut Balderis (2), Wiktor Schluktow (1), Sergei Kapustin, Wiktor Schalimow Trainer / Assistenten: Boris Kulagin / Konstantin Loktew / Wladimir Jursinow                                                                                                 | Tor: Wladislaw Tretjak Verteidigung: Gennadi Zygankow, Alexander Gussew, Sergei Babinow, Wladimir Luttschenko, Waleri Wassiljew (1), Wassili Perwuchin Sturm: Boris Michailow (2), Wladimir Petrow, Waleri Charlamow (1), Alexander Malzew, Wladimir Schadrin, Alexander Jakuschew (4), Chelmut Balderis (2), Wiktor Schluktow (1), Sergei Kapustin, Wiktor Schalimow Trainer / Assistenten: Boris Kulagin / Konstantin Loktew / Wladimir Jursinow                                                                                                 | Tor: Wladislaw Tretjak Verteidigung: Gennadi Zygankow, Alexander Gussew, Sergei Babinow, Wladimir Luttschenko, Waleri Wassiljew (1), Wassili Perwuchin Sturm: Boris Michailow (2), Wladimir Petrow, Waleri Charlamow (1), Alexander Malzew, Wladimir Schadrin, Alexander Jakuschew (4), Chelmut Balderis (2), Wiktor Schluktow (1), Sergei Kapustin, Wiktor Schalimow Trainer / Assistenten: Boris Kulagin / Konstantin Loktew / Wladimir Jursinow                                                                                                 | Tor: Wladislaw Tretjak Verteidigung: Gennadi Zygankow, Alexander Gussew, Sergei Babinow, Wladimir Luttschenko, Waleri Wassiljew (1), Wassili Perwuchin Sturm: Boris Michailow (2), Wladimir Petrow, Waleri Charlamow (1), Alexander Malzew, Wladimir Schadrin, Alexander Jakuschew (4), Chelmut Balderis (2), Wiktor Schluktow (1), Sergei Kapustin, Wiktor Schalimow Trainer / Assistenten: Boris Kulagin / Konstantin Loktew / Wladimir Jursinow                                                                                                 | Tor: Wladislaw Tretjak Verteidigung: Gennadi Zygankow, Alexander Gussew, Sergei Babinow, Wladimir Luttschenko, Waleri Wassiljew (1), Wassili Perwuchin Sturm: Boris Michailow (2), Wladimir Petrow, Waleri Charlamow (1), Alexander Malzew, Wladimir Schadrin, Alexander Jakuschew (4), Chelmut Balderis (2), Wiktor Schluktow (1), Sergei Kapustin, Wiktor Schalimow Trainer / Assistenten: Boris Kulagin / Konstantin Loktew / Wladimir Jursinow                                                                                                 |
| Nr. 489 25. April 1977     | 18:1 (4:0, 8:0, 6:1) | 0 Rumänien | * | 0Wien, AUT | 0WM 1977 / EM 1977 | |
| Aufstellung                | Tor: Alexander Sidelnikow Verteidigung: Gennadi Zygankow, Wjatscheslaw Fetissow (2), Sergei Babinow (1), Wladimir Luttschenko, Waleri Wassiljew, Wassili Perwuchin (1) Sturm: Boris Michailow (3), Wladimir Petrow (2), Waleri Charlamow (1), Wiktor Schalimow (3), Wladimir Schadrin, Alexander Jakuschew, Chelmut Balderis (2), Wiktor Schluktow (1), Sergei Kapustin (2) Trainer / Assistenten: Boris Kulagin / Konstantin Loktew / Wladimir Jursinow                                                                                           | Tor: Alexander Sidelnikow Verteidigung: Gennadi Zygankow, Wjatscheslaw Fetissow (2), Sergei Babinow (1), Wladimir Luttschenko, Waleri Wassiljew, Wassili Perwuchin (1) Sturm: Boris Michailow (3), Wladimir Petrow (2), Waleri Charlamow (1), Wiktor Schalimow (3), Wladimir Schadrin, Alexander Jakuschew, Chelmut Balderis (2), Wiktor Schluktow (1), Sergei Kapustin (2) Trainer / Assistenten: Boris Kulagin / Konstantin Loktew / Wladimir Jursinow                                                                                           | Tor: Alexander Sidelnikow Verteidigung: Gennadi Zygankow, Wjatscheslaw Fetissow (2), Sergei Babinow (1), Wladimir Luttschenko, Waleri Wassiljew, Wassili Perwuchin (1) Sturm: Boris Michailow (3), Wladimir Petrow (2), Waleri Charlamow (1), Wiktor Schalimow (3), Wladimir Schadrin, Alexander Jakuschew, Chelmut Balderis (2), Wiktor Schluktow (1), Sergei Kapustin (2) Trainer / Assistenten: Boris Kulagin / Konstantin Loktew / Wladimir Jursinow                                                                                           | Tor: Alexander Sidelnikow Verteidigung: Gennadi Zygankow, Wjatscheslaw Fetissow (2), Sergei Babinow (1), Wladimir Luttschenko, Waleri Wassiljew, Wassili Perwuchin (1) Sturm: Boris Michailow (3), Wladimir Petrow (2), Waleri Charlamow (1), Wiktor Schalimow (3), Wladimir Schadrin, Alexander Jakuschew, Chelmut Balderis (2), Wiktor Schluktow (1), Sergei Kapustin (2) Trainer / Assistenten: Boris Kulagin / Konstantin Loktew / Wladimir Jursinow                                                                                           | Tor: Alexander Sidelnikow Verteidigung: Gennadi Zygankow, Wjatscheslaw Fetissow (2), Sergei Babinow (1), Wladimir Luttschenko, Waleri Wassiljew, Wassili Perwuchin (1) Sturm: Boris Michailow (3), Wladimir Petrow (2), Waleri Charlamow (1), Wiktor Schalimow (3), Wladimir Schadrin, Alexander Jakuschew, Chelmut Balderis (2), Wiktor Schluktow (1), Sergei Kapustin (2) Trainer / Assistenten: Boris Kulagin / Konstantin Loktew / Wladimir Jursinow                                                                                           | Tor: Alexander Sidelnikow Verteidigung: Gennadi Zygankow, Wjatscheslaw Fetissow (2), Sergei Babinow (1), Wladimir Luttschenko, Waleri Wassiljew, Wassili Perwuchin (1) Sturm: Boris Michailow (3), Wladimir Petrow (2), Waleri Charlamow (1), Wiktor Schalimow (3), Wladimir Schadrin, Alexander Jakuschew, Chelmut Balderis (2), Wiktor Schluktow (1), Sergei Kapustin (2) Trainer / Assistenten: Boris Kulagin / Konstantin Loktew / Wladimir Jursinow                                                                                           |
| Nr. 490 28. April 1977     | 6:1 (1:1,4:0,1:0) | 0 Tschechoslowakei | * | 0Wien, AUT | 0WM 1977 / EM 1977 | |
| Aufstellung                | Tor: Wladislaw Tretjak Verteidigung: Gennadi Zygankow, Alexander Gussew, Sergei Babinow (1), Wladimir Luttschenko, Waleri Wassiljew, Wassili Perwuchin Sturm: Boris Michailow (1), Wladimir Petrow, Waleri Charlamow, Wiktor Schalimow, Wladimir Schadrin, Alexander Jakuschew (1), Chelmut Balderis, Wiktor Schluktow (1), Sergei Kapustin (2) Trainer / Assistenten: Boris Kulagin / Konstantin Loktew / Wladimir Jursinow | Tor: Wladislaw Tretjak Verteidigung: Gennadi Zygankow, Alexander Gussew, Sergei Babinow (1), Wladimir Luttschenko, Waleri Wassiljew, Wassili Perwuchin Sturm: Boris Michailow (1), Wladimir Petrow, Waleri Charlamow, Wiktor Schalimow, Wladimir Schadrin, Alexander Jakuschew (1), Chelmut Balderis, Wiktor Schluktow (1), Sergei Kapustin (2) Trainer / Assistenten: Boris Kulagin / Konstantin Loktew / Wladimir Jursinow | Tor: Wladislaw Tretjak Verteidigung: Gennadi Zygankow, Alexander Gussew, Sergei Babinow (1), Wladimir Luttschenko, Waleri Wassiljew, Wassili Perwuchin Sturm: Boris Michailow (1), Wladimir Petrow, Waleri Charlamow, Wiktor Schalimow, Wladimir Schadrin, Alexander Jakuschew (1), Chelmut Balderis, Wiktor Schluktow (1), Sergei Kapustin (2) Trainer / Assistenten: Boris Kulagin / Konstantin Loktew / Wladimir Jursinow | Tor: Wladislaw Tretjak Verteidigung: Gennadi Zygankow, Alexander Gussew, Sergei Babinow (1), Wladimir Luttschenko, Waleri Wassiljew, Wassili Perwuchin Sturm: Boris Michailow (1), Wladimir Petrow, Waleri Charlamow, Wiktor Schalimow, Wladimir Schadrin, Alexander Jakuschew (1), Chelmut Balderis, Wiktor Schluktow (1), Sergei Kapustin (2) Trainer / Assistenten: Boris Kulagin / Konstantin Loktew / Wladimir Jursinow | Tor: Wladislaw Tretjak Verteidigung: Gennadi Zygankow, Alexander Gussew, Sergei Babinow (1), Wladimir Luttschenko, Waleri Wassiljew, Wassili Perwuchin Sturm: Boris Michailow (1), Wladimir Petrow, Waleri Charlamow, Wiktor Schalimow, Wladimir Schadrin, Alexander Jakuschew (1), Chelmut Balderis, Wiktor Schluktow (1), Sergei Kapustin (2) Trainer / Assistenten: Boris Kulagin / Konstantin Loktew / Wladimir Jursinow | Tor: Wladislaw Tretjak Verteidigung: Gennadi Zygankow, Alexander Gussew, Sergei Babinow (1), Wladimir Luttschenko, Waleri Wassiljew, Wassili Perwuchin Sturm: Boris Michailow (1), Wladimir Petrow, Waleri Charlamow, Wiktor Schalimow, Wladimir Schadrin, Alexander Jakuschew (1), Chelmut Balderis, Wiktor Schluktow (1), Sergei Kapustin (2) Trainer / Assistenten: Boris Kulagin / Konstantin Loktew / Wladimir Jursinow |
| Nr. 491 30. April 1977     | 8:2 (5:0, 3:2, 0:0) | 0 Vereinigte Staaten | * | 0Wien, AUT | 0WM 1977 / EM 1977 | |
| Aufstellung                | Tor: Wladislaw Tretjak, Alexander Sidelnikow (33. Min.) Verteidigung: Gennadi Zygankow, Alexander Gussew, Sergei Babinow, Wladimir Luttschenko, Waleri Wassiljew, Wassili Perwuchin, Wjatscheslaw Fetissow Sturm: Boris Michailow (3), Wladimir Petrow (2), Waleri Charlamow, Wiktor Schalimow (1), Wladimir Schadrin (1), Alexander Jakuschew, Chelmut Balderis, Wiktor Schluktow, Sergei Kapustin (1), Alexander Malzew, Alexander Golikow Trainer / Assistenten: Boris Kulagin / Konstantin Loktew / Wladimir Jursinow                          | Tor: Wladislaw Tretjak, Alexander Sidelnikow (33. Min.) Verteidigung: Gennadi Zygankow, Alexander Gussew, Sergei Babinow, Wladimir Luttschenko, Waleri Wassiljew, Wassili Perwuchin, Wjatscheslaw Fetissow Sturm: Boris Michailow (3), Wladimir Petrow (2), Waleri Charlamow, Wiktor Schalimow (1), Wladimir Schadrin (1), Alexander Jakuschew, Chelmut Balderis, Wiktor Schluktow, Sergei Kapustin (1), Alexander Malzew, Alexander Golikow Trainer / Assistenten: Boris Kulagin / Konstantin Loktew / Wladimir Jursinow                          | Tor: Wladislaw Tretjak, Alexander Sidelnikow (33. Min.) Verteidigung: Gennadi Zygankow, Alexander Gussew, Sergei Babinow, Wladimir Luttschenko, Waleri Wassiljew, Wassili Perwuchin, Wjatscheslaw Fetissow Sturm: Boris Michailow (3), Wladimir Petrow (2), Waleri Charlamow, Wiktor Schalimow (1), Wladimir Schadrin (1), Alexander Jakuschew, Chelmut Balderis, Wiktor Schluktow, Sergei Kapustin (1), Alexander Malzew, Alexander Golikow Trainer / Assistenten: Boris Kulagin / Konstantin Loktew / Wladimir Jursinow                          | Tor: Wladislaw Tretjak, Alexander Sidelnikow (33. Min.) Verteidigung: Gennadi Zygankow, Alexander Gussew, Sergei Babinow, Wladimir Luttschenko, Waleri Wassiljew, Wassili Perwuchin, Wjatscheslaw Fetissow Sturm: Boris Michailow (3), Wladimir Petrow (2), Waleri Charlamow, Wiktor Schalimow (1), Wladimir Schadrin (1), Alexander Jakuschew, Chelmut Balderis, Wiktor Schluktow, Sergei Kapustin (1), Alexander Malzew, Alexander Golikow Trainer / Assistenten: Boris Kulagin / Konstantin Loktew / Wladimir Jursinow                          | Tor: Wladislaw Tretjak, Alexander Sidelnikow (33. Min.) Verteidigung: Gennadi Zygankow, Alexander Gussew, Sergei Babinow, Wladimir Luttschenko, Waleri Wassiljew, Wassili Perwuchin, Wjatscheslaw Fetissow Sturm: Boris Michailow (3), Wladimir Petrow (2), Waleri Charlamow, Wiktor Schalimow (1), Wladimir Schadrin (1), Alexander Jakuschew, Chelmut Balderis, Wiktor Schluktow, Sergei Kapustin (1), Alexander Malzew, Alexander Golikow Trainer / Assistenten: Boris Kulagin / Konstantin Loktew / Wladimir Jursinow                          | Tor: Wladislaw Tretjak, Alexander Sidelnikow (33. Min.) Verteidigung: Gennadi Zygankow, Alexander Gussew, Sergei Babinow, Wladimir Luttschenko, Waleri Wassiljew, Wassili Perwuchin, Wjatscheslaw Fetissow Sturm: Boris Michailow (3), Wladimir Petrow (2), Waleri Charlamow, Wiktor Schalimow (1), Wladimir Schadrin (1), Alexander Jakuschew, Chelmut Balderis, Wiktor Schluktow, Sergei Kapustin (1), Alexander Malzew, Alexander Golikow Trainer / Assistenten: Boris Kulagin / Konstantin Loktew / Wladimir Jursinow                          |
| Nr. 492 2. Mai 1977        | 1:5 (0:1, 0:2, 1:2) | 0 Schweden | * | 0Wien, AUT | 0WM 1977 / EM 1977 | |
| Aufstellung                | Tor: Wladislaw Tretjak Verteidigung: Gennadi Zygankow (1), Alexander Gussew, Sergei Babinow, Wladimir Luttschenko, Waleri Wassiljew, Wassili Perwuchin Sturm: Boris Michailow, Wladimir Petrow, Waleri Charlamow, Wiktor Schalimow, Wladimir Schadrin, Alexander Jakuschew, Alexander Malzew, Wiktor Schluktow, Sergei Kapustin, Alexander Golikow Trainer / Assistenten: Boris Kulagin / Konstantin Loktew / Wladimir Jursinow | Tor: Wladislaw Tretjak Verteidigung: Gennadi Zygankow (1), Alexander Gussew, Sergei Babinow, Wladimir Luttschenko, Waleri Wassiljew, Wassili Perwuchin Sturm: Boris Michailow, Wladimir Petrow, Waleri Charlamow, Wiktor Schalimow, Wladimir Schadrin, Alexander Jakuschew, Alexander Malzew, Wiktor Schluktow, Sergei Kapustin, Alexander Golikow Trainer / Assistenten: Boris Kulagin / Konstantin Loktew / Wladimir Jursinow | Tor: Wladislaw Tretjak Verteidigung: Gennadi Zygankow (1), Alexander Gussew, Sergei Babinow, Wladimir Luttschenko, Waleri Wassiljew, Wassili Perwuchin Sturm: Boris Michailow, Wladimir Petrow, Waleri Charlamow, Wiktor Schalimow, Wladimir Schadrin, Alexander Jakuschew, Alexander Malzew, Wiktor Schluktow, Sergei Kapustin, Alexander Golikow Trainer / Assistenten: Boris Kulagin / Konstantin Loktew / Wladimir Jursinow | Tor: Wladislaw Tretjak Verteidigung: Gennadi Zygankow (1), Alexander Gussew, Sergei Babinow, Wladimir Luttschenko, Waleri Wassiljew, Wassili Perwuchin Sturm: Boris Michailow, Wladimir Petrow, Waleri Charlamow, Wiktor Schalimow, Wladimir Schadrin, Alexander Jakuschew, Alexander Malzew, Wiktor Schluktow, Sergei Kapustin, Alexander Golikow Trainer / Assistenten: Boris Kulagin / Konstantin Loktew / Wladimir Jursinow | Tor: Wladislaw Tretjak Verteidigung: Gennadi Zygankow (1), Alexander Gussew, Sergei Babinow, Wladimir Luttschenko, Waleri Wassiljew, Wassili Perwuchin Sturm: Boris Michailow, Wladimir Petrow, Waleri Charlamow, Wiktor Schalimow, Wladimir Schadrin, Alexander Jakuschew, Alexander Malzew, Wiktor Schluktow, Sergei Kapustin, Alexander Golikow Trainer / Assistenten: Boris Kulagin / Konstantin Loktew / Wladimir Jursinow | Tor: Wladislaw Tretjak Verteidigung: Gennadi Zygankow (1), Alexander Gussew, Sergei Babinow, Wladimir Luttschenko, Waleri Wassiljew, Wassili Perwuchin Sturm: Boris Michailow, Wladimir Petrow, Waleri Charlamow, Wiktor Schalimow, Wladimir Schadrin, Alexander Jakuschew, Alexander Malzew, Wiktor Schluktow, Sergei Kapustin, Alexander Golikow Trainer / Assistenten: Boris Kulagin / Konstantin Loktew / Wladimir Jursinow |
| Nr. 493 4. Mai 1977        | 3:4 (0:3, 3:1, 0:0) | 0 Tschechoslowakei | * | 0Wien, AUT | 0WM 1977 / EM 1977 | |
| Aufstellung                | Tor: Wladislaw Tretjak Verteidigung: Gennadi Zygankow, Wjatscheslaw Fetissow, Sergei Babinow, Wladimir Luttschenko, Waleri Wassiljew, Wassili Perwuchin Sturm: Boris Michailow (1), Wladimir Petrow, Waleri Charlamow (1), Alexander Malzew, Wladimir Schadrin, Alexander Jakuschew, Chelmut Balderis (1), Wiktor Schluktow, Sergei Kapustin Trainer / Assistenten: Boris Kulagin / Konstantin Loktew / Wladimir Jursinow | Tor: Wladislaw Tretjak Verteidigung: Gennadi Zygankow, Wjatscheslaw Fetissow, Sergei Babinow, Wladimir Luttschenko, Waleri Wassiljew, Wassili Perwuchin Sturm: Boris Michailow (1), Wladimir Petrow, Waleri Charlamow (1), Alexander Malzew, Wladimir Schadrin, Alexander Jakuschew, Chelmut Balderis (1), Wiktor Schluktow, Sergei Kapustin Trainer / Assistenten: Boris Kulagin / Konstantin Loktew / Wladimir Jursinow | Tor: Wladislaw Tretjak Verteidigung: Gennadi Zygankow, Wjatscheslaw Fetissow, Sergei Babinow, Wladimir Luttschenko, Waleri Wassiljew, Wassili Perwuchin Sturm: Boris Michailow (1), Wladimir Petrow, Waleri Charlamow (1), Alexander Malzew, Wladimir Schadrin, Alexander Jakuschew, Chelmut Balderis (1), Wiktor Schluktow, Sergei Kapustin Trainer / Assistenten: Boris Kulagin / Konstantin Loktew / Wladimir Jursinow | Tor: Wladislaw Tretjak Verteidigung: Gennadi Zygankow, Wjatscheslaw Fetissow, Sergei Babinow, Wladimir Luttschenko, Waleri Wassiljew, Wassili Perwuchin Sturm: Boris Michailow (1), Wladimir Petrow, Waleri Charlamow (1), Alexander Malzew, Wladimir Schadrin, Alexander Jakuschew, Chelmut Balderis (1), Wiktor Schluktow, Sergei Kapustin Trainer / Assistenten: Boris Kulagin / Konstantin Loktew / Wladimir Jursinow | Tor: Wladislaw Tretjak Verteidigung: Gennadi Zygankow, Wjatscheslaw Fetissow, Sergei Babinow, Wladimir Luttschenko, Waleri Wassiljew, Wassili Perwuchin Sturm: Boris Michailow (1), Wladimir Petrow, Waleri Charlamow (1), Alexander Malzew, Wladimir Schadrin, Alexander Jakuschew, Chelmut Balderis (1), Wiktor Schluktow, Sergei Kapustin Trainer / Assistenten: Boris Kulagin / Konstantin Loktew / Wladimir Jursinow | Tor: Wladislaw Tretjak Verteidigung: Gennadi Zygankow, Wjatscheslaw Fetissow, Sergei Babinow, Wladimir Luttschenko, Waleri Wassiljew, Wassili Perwuchin Sturm: Boris Michailow (1), Wladimir Petrow, Waleri Charlamow (1), Alexander Malzew, Wladimir Schadrin, Alexander Jakuschew, Chelmut Balderis (1), Wiktor Schluktow, Sergei Kapustin Trainer / Assistenten: Boris Kulagin / Konstantin Loktew / Wladimir Jursinow |
| Nr. 494 6. Mai 1977        | 8:1 (1:1, 4:0, 3:0) | 0 Kanada | * | 0Wien, AUT | 0WM 1977 / EM 1977 | |
| Aufstellung                | Tor: Wladislaw Tretjak Verteidigung: Gennadi Zygankow (1), Alexander Gussew, Sergei Babinow, Wladimir Luttschenko, Waleri Wassiljew, Wassili Perwuchin Sturm: Boris Michailow, Wladimir Petrow, Waleri Charlamow (1), Alexander Malzew, Wladimir Schadrin (1), Alexander Jakuschew (2), Chelmut Balderis (2), Wiktor Schluktow, Sergei Kapustin (1) Trainer / Assistenten: Boris Kulagin / Konstantin Loktew / Wladimir Jursinow | Tor: Wladislaw Tretjak Verteidigung: Gennadi Zygankow (1), Alexander Gussew, Sergei Babinow, Wladimir Luttschenko, Waleri Wassiljew, Wassili Perwuchin Sturm: Boris Michailow, Wladimir Petrow, Waleri Charlamow (1), Alexander Malzew, Wladimir Schadrin (1), Alexander Jakuschew (2), Chelmut Balderis (2), Wiktor Schluktow, Sergei Kapustin (1) Trainer / Assistenten: Boris Kulagin / Konstantin Loktew / Wladimir Jursinow | Tor: Wladislaw Tretjak Verteidigung: Gennadi Zygankow (1), Alexander Gussew, Sergei Babinow, Wladimir Luttschenko, Waleri Wassiljew, Wassili Perwuchin Sturm: Boris Michailow, Wladimir Petrow, Waleri Charlamow (1), Alexander Malzew, Wladimir Schadrin (1), Alexander Jakuschew (2), Chelmut Balderis (2), Wiktor Schluktow, Sergei Kapustin (1) Trainer / Assistenten: Boris Kulagin / Konstantin Loktew / Wladimir Jursinow | Tor: Wladislaw Tretjak Verteidigung: Gennadi Zygankow (1), Alexander Gussew, Sergei Babinow, Wladimir Luttschenko, Waleri Wassiljew, Wassili Perwuchin Sturm: Boris Michailow, Wladimir Petrow, Waleri Charlamow (1), Alexander Malzew, Wladimir Schadrin (1), Alexander Jakuschew (2), Chelmut Balderis (2), Wiktor Schluktow, Sergei Kapustin (1) Trainer / Assistenten: Boris Kulagin / Konstantin Loktew / Wladimir Jursinow | Tor: Wladislaw Tretjak Verteidigung: Gennadi Zygankow (1), Alexander Gussew, Sergei Babinow, Wladimir Luttschenko, Waleri Wassiljew, Wassili Perwuchin Sturm: Boris Michailow, Wladimir Petrow, Waleri Charlamow (1), Alexander Malzew, Wladimir Schadrin (1), Alexander Jakuschew (2), Chelmut Balderis (2), Wiktor Schluktow, Sergei Kapustin (1) Trainer / Assistenten: Boris Kulagin / Konstantin Loktew / Wladimir Jursinow | Tor: Wladislaw Tretjak Verteidigung: Gennadi Zygankow (1), Alexander Gussew, Sergei Babinow, Wladimir Luttschenko, Waleri Wassiljew, Wassili Perwuchin Sturm: Boris Michailow, Wladimir Petrow, Waleri Charlamow (1), Alexander Malzew, Wladimir Schadrin (1), Alexander Jakuschew (2), Chelmut Balderis (2), Wiktor Schluktow, Sergei Kapustin (1) Trainer / Assistenten: Boris Kulagin / Konstantin Loktew / Wladimir Jursinow |
| Nr. 495 8. Mai 1977        | 1:3 (1:1, 0:2, 0:0) | 0 Schweden | * | 0Wien, AUT | 0WM 1977 / EM 1977 | 0WM-Zweiter 0EM-Zweiter |
| Aufstellung                | Tor: Wladislaw Tretjak Verteidigung: Gennadi Zygankow, Wjatscheslaw Fetissow, Sergei Babinow, Wladimir Luttschenko, Waleri Wassiljew, Wassili Perwuchin Sturm: Boris Michailow, Wladimir Petrow, Waleri Charlamow, Alexander Malzew, Wladimir Schadrin (1), Alexander Jakuschew, Chelmut Balderis, Wiktor Schluktow, Sergei Kapustin, Wiktor Schalimow Trainer / Assistenten: Boris Kulagin / Konstantin Loktew / Wladimir Jursinow | Tor: Wladislaw Tretjak Verteidigung: Gennadi Zygankow, Wjatscheslaw Fetissow, Sergei Babinow, Wladimir Luttschenko, Waleri Wassiljew, Wassili Perwuchin Sturm: Boris Michailow, Wladimir Petrow, Waleri Charlamow, Alexander Malzew, Wladimir Schadrin (1), Alexander Jakuschew, Chelmut Balderis, Wiktor Schluktow, Sergei Kapustin, Wiktor Schalimow Trainer / Assistenten: Boris Kulagin / Konstantin Loktew / Wladimir Jursinow | Tor: Wladislaw Tretjak Verteidigung: Gennadi Zygankow, Wjatscheslaw Fetissow, Sergei Babinow, Wladimir Luttschenko, Waleri Wassiljew, Wassili Perwuchin Sturm: Boris Michailow, Wladimir Petrow, Waleri Charlamow, Alexander Malzew, Wladimir Schadrin (1), Alexander Jakuschew, Chelmut Balderis, Wiktor Schluktow, Sergei Kapustin, Wiktor Schalimow Trainer / Assistenten: Boris Kulagin / Konstantin Loktew / Wladimir Jursinow | Tor: Wladislaw Tretjak Verteidigung: Gennadi Zygankow, Wjatscheslaw Fetissow, Sergei Babinow, Wladimir Luttschenko, Waleri Wassiljew, Wassili Perwuchin Sturm: Boris Michailow, Wladimir Petrow, Waleri Charlamow, Alexander Malzew, Wladimir Schadrin (1), Alexander Jakuschew, Chelmut Balderis, Wiktor Schluktow, Sergei Kapustin, Wiktor Schalimow Trainer / Assistenten: Boris Kulagin / Konstantin Loktew / Wladimir Jursinow | Tor: Wladislaw Tretjak Verteidigung: Gennadi Zygankow, Wjatscheslaw Fetissow, Sergei Babinow, Wladimir Luttschenko, Waleri Wassiljew, Wassili Perwuchin Sturm: Boris Michailow, Wladimir Petrow, Waleri Charlamow, Alexander Malzew, Wladimir Schadrin (1), Alexander Jakuschew, Chelmut Balderis, Wiktor Schluktow, Sergei Kapustin, Wiktor Schalimow Trainer / Assistenten: Boris Kulagin / Konstantin Loktew / Wladimir Jursinow | Tor: Wladislaw Tretjak Verteidigung: Gennadi Zygankow, Wjatscheslaw Fetissow, Sergei Babinow, Wladimir Luttschenko, Waleri Wassiljew, Wassili Perwuchin Sturm: Boris Michailow, Wladimir Petrow, Waleri Charlamow, Alexander Malzew, Wladimir Schadrin (1), Alexander Jakuschew, Chelmut Balderis, Wiktor Schluktow, Sergei Kapustin, Wiktor Schalimow Trainer / Assistenten: Boris Kulagin / Konstantin Loktew / Wladimir Jursinow |
| Nr. 496 18. September 1977 | 4:1 (1:0, 2:1, 1:0) | 0 Tschechoslowakei | A | 0Prag, TCH | 0Rudé Právo Cup | |
| Aufstellung                | Tor: Wladislaw Tretjak Verteidigung: Gennadi Zygankow, Wjatscheslaw Fetissow, Sinetula Biljaletdinow, Alexander Gussew, Sergei Babinow, Wladimir Luttschenko, Waleri Wassiljew, Wassili Perwuchin Sturm: Boris Michailow (2), Wladimir Petrow (1), Waleri Charlamow, Wiktor Schalimow, Wladimir Schadrin, Alexander Jakuschew, Chelmut Balderis (1), Wiktor Schluktow, Sergei Kapustin, Alexander Malzew, Wladimir Golikow, Alexander Woltschkow Trainer / Assistent: Wiktor Tichonow / Wladimir Jursinow                                          | Tor: Wladislaw Tretjak Verteidigung: Gennadi Zygankow, Wjatscheslaw Fetissow, Sinetula Biljaletdinow, Alexander Gussew, Sergei Babinow, Wladimir Luttschenko, Waleri Wassiljew, Wassili Perwuchin Sturm: Boris Michailow (2), Wladimir Petrow (1), Waleri Charlamow, Wiktor Schalimow, Wladimir Schadrin, Alexander Jakuschew, Chelmut Balderis (1), Wiktor Schluktow, Sergei Kapustin, Alexander Malzew, Wladimir Golikow, Alexander Woltschkow Trainer / Assistent: Wiktor Tichonow / Wladimir Jursinow                                          | Tor: Wladislaw Tretjak Verteidigung: Gennadi Zygankow, Wjatscheslaw Fetissow, Sinetula Biljaletdinow, Alexander Gussew, Sergei Babinow, Wladimir Luttschenko, Waleri Wassiljew, Wassili Perwuchin Sturm: Boris Michailow (2), Wladimir Petrow (1), Waleri Charlamow, Wiktor Schalimow, Wladimir Schadrin, Alexander Jakuschew, Chelmut Balderis (1), Wiktor Schluktow, Sergei Kapustin, Alexander Malzew, Wladimir Golikow, Alexander Woltschkow Trainer / Assistent: Wiktor Tichonow / Wladimir Jursinow                                          | Tor: Wladislaw Tretjak Verteidigung: Gennadi Zygankow, Wjatscheslaw Fetissow, Sinetula Biljaletdinow, Alexander Gussew, Sergei Babinow, Wladimir Luttschenko, Waleri Wassiljew, Wassili Perwuchin Sturm: Boris Michailow (2), Wladimir Petrow (1), Waleri Charlamow, Wiktor Schalimow, Wladimir Schadrin, Alexander Jakuschew, Chelmut Balderis (1), Wiktor Schluktow, Sergei Kapustin, Alexander Malzew, Wladimir Golikow, Alexander Woltschkow Trainer / Assistent: Wiktor Tichonow / Wladimir Jursinow                                          | Tor: Wladislaw Tretjak Verteidigung: Gennadi Zygankow, Wjatscheslaw Fetissow, Sinetula Biljaletdinow, Alexander Gussew, Sergei Babinow, Wladimir Luttschenko, Waleri Wassiljew, Wassili Perwuchin Sturm: Boris Michailow (2), Wladimir Petrow (1), Waleri Charlamow, Wiktor Schalimow, Wladimir Schadrin, Alexander Jakuschew, Chelmut Balderis (1), Wiktor Schluktow, Sergei Kapustin, Alexander Malzew, Wladimir Golikow, Alexander Woltschkow Trainer / Assistent: Wiktor Tichonow / Wladimir Jursinow                                          | Tor: Wladislaw Tretjak Verteidigung: Gennadi Zygankow, Wjatscheslaw Fetissow, Sinetula Biljaletdinow, Alexander Gussew, Sergei Babinow, Wladimir Luttschenko, Waleri Wassiljew, Wassili Perwuchin Sturm: Boris Michailow (2), Wladimir Petrow (1), Waleri Charlamow, Wiktor Schalimow, Wladimir Schadrin, Alexander Jakuschew, Chelmut Balderis (1), Wiktor Schluktow, Sergei Kapustin, Alexander Malzew, Wladimir Golikow, Alexander Woltschkow Trainer / Assistent: Wiktor Tichonow / Wladimir Jursinow                                          |
| Nr. 497 21. September 1977 | 4:5 (2:1, 1:2, 1:2) | 0 Tschechoslowakei | A | 0Prag, TCH | 0Rudé Právo Cup | |
| Aufstellung                | Tor: Wladislaw Tretjak Verteidigung: Gennadi Zygankow, Wjatscheslaw Fetissow, Sinetula Biljaletdinow, Alexander Gussew, Sergei Babinow, Wladimir Luttschenko, Waleri Wassiljew, Wassili Perwuchin Sturm: Boris Michailow, Wladimir Petrow (2), Waleri Charlamow, Wiktor Schalimow, Wladimir Schadrin, Alexander Jakuschew (1), Chelmut Balderis, Wiktor Schluktow, Sergei Kapustin, Alexander Malzew, Wladimir Golikow (1), Alexander Woltschkow Trainer / Assistent: Wiktor Tichonow / Wladimir Jursinow                                          | Tor: Wladislaw Tretjak Verteidigung: Gennadi Zygankow, Wjatscheslaw Fetissow, Sinetula Biljaletdinow, Alexander Gussew, Sergei Babinow, Wladimir Luttschenko, Waleri Wassiljew, Wassili Perwuchin Sturm: Boris Michailow, Wladimir Petrow (2), Waleri Charlamow, Wiktor Schalimow, Wladimir Schadrin, Alexander Jakuschew (1), Chelmut Balderis, Wiktor Schluktow, Sergei Kapustin, Alexander Malzew, Wladimir Golikow (1), Alexander Woltschkow Trainer / Assistent: Wiktor Tichonow / Wladimir Jursinow                                          | Tor: Wladislaw Tretjak Verteidigung: Gennadi Zygankow, Wjatscheslaw Fetissow, Sinetula Biljaletdinow, Alexander Gussew, Sergei Babinow, Wladimir Luttschenko, Waleri Wassiljew, Wassili Perwuchin Sturm: Boris Michailow, Wladimir Petrow (2), Waleri Charlamow, Wiktor Schalimow, Wladimir Schadrin, Alexander Jakuschew (1), Chelmut Balderis, Wiktor Schluktow, Sergei Kapustin, Alexander Malzew, Wladimir Golikow (1), Alexander Woltschkow Trainer / Assistent: Wiktor Tichonow / Wladimir Jursinow                                          | Tor: Wladislaw Tretjak Verteidigung: Gennadi Zygankow, Wjatscheslaw Fetissow, Sinetula Biljaletdinow, Alexander Gussew, Sergei Babinow, Wladimir Luttschenko, Waleri Wassiljew, Wassili Perwuchin Sturm: Boris Michailow, Wladimir Petrow (2), Waleri Charlamow, Wiktor Schalimow, Wladimir Schadrin, Alexander Jakuschew (1), Chelmut Balderis, Wiktor Schluktow, Sergei Kapustin, Alexander Malzew, Wladimir Golikow (1), Alexander Woltschkow Trainer / Assistent: Wiktor Tichonow / Wladimir Jursinow                                          | Tor: Wladislaw Tretjak Verteidigung: Gennadi Zygankow, Wjatscheslaw Fetissow, Sinetula Biljaletdinow, Alexander Gussew, Sergei Babinow, Wladimir Luttschenko, Waleri Wassiljew, Wassili Perwuchin Sturm: Boris Michailow, Wladimir Petrow (2), Waleri Charlamow, Wiktor Schalimow, Wladimir Schadrin, Alexander Jakuschew (1), Chelmut Balderis, Wiktor Schluktow, Sergei Kapustin, Alexander Malzew, Wladimir Golikow (1), Alexander Woltschkow Trainer / Assistent: Wiktor Tichonow / Wladimir Jursinow                                          | Tor: Wladislaw Tretjak Verteidigung: Gennadi Zygankow, Wjatscheslaw Fetissow, Sinetula Biljaletdinow, Alexander Gussew, Sergei Babinow, Wladimir Luttschenko, Waleri Wassiljew, Wassili Perwuchin Sturm: Boris Michailow, Wladimir Petrow (2), Waleri Charlamow, Wiktor Schalimow, Wladimir Schadrin, Alexander Jakuschew (1), Chelmut Balderis, Wiktor Schluktow, Sergei Kapustin, Alexander Malzew, Wladimir Golikow (1), Alexander Woltschkow Trainer / Assistent: Wiktor Tichonow / Wladimir Jursinow                                          |
| Nr. 498 18. Dezember 1977  | 3:8 (0:2, 0:3, 3:3) | 0 Tschechoslowakei | H | 0Moskau | 0Iswestija-Pokal 1977 | |
| Aufstellung                | Tor: Wladislaw Tretjak Verteidigung: Gennadi Zygankow, Juri Fjodorow, Sergei Babinow, Wladimir Luttschenko, Waleri Wassiljew, Wassili Perwuchin Sturm: Boris Michailow (2), Wladimir Petrow, Waleri Charlamow (1), Chelmut Balderis, Wjatscheslaw Anissin, Sergei Kapustin, Wiktor Schalimow, Wladimir Kowin, Juri Lebedew, Wladimir Wikulow, Alexander Lobanow, Boris Alexandrow, Alexander Malzew Trainer / Assistent: Wiktor Tichonow / Wladimir Jursinow                                                                                       | Tor: Wladislaw Tretjak Verteidigung: Gennadi Zygankow, Juri Fjodorow, Sergei Babinow, Wladimir Luttschenko, Waleri Wassiljew, Wassili Perwuchin Sturm: Boris Michailow (2), Wladimir Petrow, Waleri Charlamow (1), Chelmut Balderis, Wjatscheslaw Anissin, Sergei Kapustin, Wiktor Schalimow, Wladimir Kowin, Juri Lebedew, Wladimir Wikulow, Alexander Lobanow, Boris Alexandrow, Alexander Malzew Trainer / Assistent: Wiktor Tichonow / Wladimir Jursinow                                                                                       | Tor: Wladislaw Tretjak Verteidigung: Gennadi Zygankow, Juri Fjodorow, Sergei Babinow, Wladimir Luttschenko, Waleri Wassiljew, Wassili Perwuchin Sturm: Boris Michailow (2), Wladimir Petrow, Waleri Charlamow (1), Chelmut Balderis, Wjatscheslaw Anissin, Sergei Kapustin, Wiktor Schalimow, Wladimir Kowin, Juri Lebedew, Wladimir Wikulow, Alexander Lobanow, Boris Alexandrow, Alexander Malzew Trainer / Assistent: Wiktor Tichonow / Wladimir Jursinow                                                                                       | Tor: Wladislaw Tretjak Verteidigung: Gennadi Zygankow, Juri Fjodorow, Sergei Babinow, Wladimir Luttschenko, Waleri Wassiljew, Wassili Perwuchin Sturm: Boris Michailow (2), Wladimir Petrow, Waleri Charlamow (1), Chelmut Balderis, Wjatscheslaw Anissin, Sergei Kapustin, Wiktor Schalimow, Wladimir Kowin, Juri Lebedew, Wladimir Wikulow, Alexander Lobanow, Boris Alexandrow, Alexander Malzew Trainer / Assistent: Wiktor Tichonow / Wladimir Jursinow                                                                                       | Tor: Wladislaw Tretjak Verteidigung: Gennadi Zygankow, Juri Fjodorow, Sergei Babinow, Wladimir Luttschenko, Waleri Wassiljew, Wassili Perwuchin Sturm: Boris Michailow (2), Wladimir Petrow, Waleri Charlamow (1), Chelmut Balderis, Wjatscheslaw Anissin, Sergei Kapustin, Wiktor Schalimow, Wladimir Kowin, Juri Lebedew, Wladimir Wikulow, Alexander Lobanow, Boris Alexandrow, Alexander Malzew Trainer / Assistent: Wiktor Tichonow / Wladimir Jursinow                                                                                       | Tor: Wladislaw Tretjak Verteidigung: Gennadi Zygankow, Juri Fjodorow, Sergei Babinow, Wladimir Luttschenko, Waleri Wassiljew, Wassili Perwuchin Sturm: Boris Michailow (2), Wladimir Petrow, Waleri Charlamow (1), Chelmut Balderis, Wjatscheslaw Anissin, Sergei Kapustin, Wiktor Schalimow, Wladimir Kowin, Juri Lebedew, Wladimir Wikulow, Alexander Lobanow, Boris Alexandrow, Alexander Malzew Trainer / Assistent: Wiktor Tichonow / Wladimir Jursinow                                                                                       |
| Nr. 499 20. Dezember 1977  | 7:3 (3:0, 2:0, 2:3) | 0 Finnland | H | 0Moskau | 0Iswestija-Pokal 1977 | |
| Aufstellung                | Tor: Wladislaw Tretjak Verteidigung: Gennadi Zygankow (1), Juri Fjodorow (2), Sergei Babinow, Wladimir Luttschenko, Waleri Wassiljew, Wassili Perwuchin (1), Wiktor Chatulew Sturm: Boris Michailow, Wladimir Petrow (1), Waleri Charlamow (1), Chelmut Balderis, Wjatscheslaw Anissin (1), Sergei Kapustin, Wiktor Schalimow, Alexander Malzew, Juri Lebedew, Wladimir Wikulow, Alexander Lobanow, Boris Alexandrow Trainer / Assistent: Wiktor Tichonow / Wladimir Jursinow                                                                      | Tor: Wladislaw Tretjak Verteidigung: Gennadi Zygankow (1), Juri Fjodorow (2), Sergei Babinow, Wladimir Luttschenko, Waleri Wassiljew, Wassili Perwuchin (1), Wiktor Chatulew Sturm: Boris Michailow, Wladimir Petrow (1), Waleri Charlamow (1), Chelmut Balderis, Wjatscheslaw Anissin (1), Sergei Kapustin, Wiktor Schalimow, Alexander Malzew, Juri Lebedew, Wladimir Wikulow, Alexander Lobanow, Boris Alexandrow Trainer / Assistent: Wiktor Tichonow / Wladimir Jursinow                                                                      | Tor: Wladislaw Tretjak Verteidigung: Gennadi Zygankow (1), Juri Fjodorow (2), Sergei Babinow, Wladimir Luttschenko, Waleri Wassiljew, Wassili Perwuchin (1), Wiktor Chatulew Sturm: Boris Michailow, Wladimir Petrow (1), Waleri Charlamow (1), Chelmut Balderis, Wjatscheslaw Anissin (1), Sergei Kapustin, Wiktor Schalimow, Alexander Malzew, Juri Lebedew, Wladimir Wikulow, Alexander Lobanow, Boris Alexandrow Trainer / Assistent: Wiktor Tichonow / Wladimir Jursinow                                                                      | Tor: Wladislaw Tretjak Verteidigung: Gennadi Zygankow (1), Juri Fjodorow (2), Sergei Babinow, Wladimir Luttschenko, Waleri Wassiljew, Wassili Perwuchin (1), Wiktor Chatulew Sturm: Boris Michailow, Wladimir Petrow (1), Waleri Charlamow (1), Chelmut Balderis, Wjatscheslaw Anissin (1), Sergei Kapustin, Wiktor Schalimow, Alexander Malzew, Juri Lebedew, Wladimir Wikulow, Alexander Lobanow, Boris Alexandrow Trainer / Assistent: Wiktor Tichonow / Wladimir Jursinow                                                                      | Tor: Wladislaw Tretjak Verteidigung: Gennadi Zygankow (1), Juri Fjodorow (2), Sergei Babinow, Wladimir Luttschenko, Waleri Wassiljew, Wassili Perwuchin (1), Wiktor Chatulew Sturm: Boris Michailow, Wladimir Petrow (1), Waleri Charlamow (1), Chelmut Balderis, Wjatscheslaw Anissin (1), Sergei Kapustin, Wiktor Schalimow, Alexander Malzew, Juri Lebedew, Wladimir Wikulow, Alexander Lobanow, Boris Alexandrow Trainer / Assistent: Wiktor Tichonow / Wladimir Jursinow                                                                      | Tor: Wladislaw Tretjak Verteidigung: Gennadi Zygankow (1), Juri Fjodorow (2), Sergei Babinow, Wladimir Luttschenko, Waleri Wassiljew, Wassili Perwuchin (1), Wiktor Chatulew Sturm: Boris Michailow, Wladimir Petrow (1), Waleri Charlamow (1), Chelmut Balderis, Wjatscheslaw Anissin (1), Sergei Kapustin, Wiktor Schalimow, Alexander Malzew, Juri Lebedew, Wladimir Wikulow, Alexander Lobanow, Boris Alexandrow Trainer / Assistent: Wiktor Tichonow / Wladimir Jursinow                                                                      |
| Nr. 500 21. Dezember 1977  | 9:2 (2:1, 4:0, 3:1) | 0 Schweden | H | 0Moskau | 0Iswestija-Pokal 1977 | 02. Platz im Iswestija Cup |
| Aufstellung                | Tor: Wladislaw Tretjak, Alexander Sidelnikow (44. Min.) Verteidigung: Gennadi Zygankow, Juri Fjodorow, Sergei Babinow (1), Wladimir Luttschenko, Waleri Wassiljew (1), Wassili Perwuchin, Wiktor Chatulew Sturm: Boris Michailow, Wladimir Petrow, Waleri Charlamow (2), Chelmut Balderis (2), Wjatscheslaw Anissin, Sergei Kapustin (1), Juri Lebedew, Alexander Malzew (1), Boris Alexandrow, Wiktor Schalimow (1), Alexander Lobanow, Wladimir Kowin Trainer / Assistent: Wiktor Tichonow / Wladimir Jursinow                                   | Tor: Wladislaw Tretjak, Alexander Sidelnikow (44. Min.) Verteidigung: Gennadi Zygankow, Juri Fjodorow, Sergei Babinow (1), Wladimir Luttschenko, Waleri Wassiljew (1), Wassili Perwuchin, Wiktor Chatulew Sturm: Boris Michailow, Wladimir Petrow, Waleri Charlamow (2), Chelmut Balderis (2), Wjatscheslaw Anissin, Sergei Kapustin (1), Juri Lebedew, Alexander Malzew (1), Boris Alexandrow, Wiktor Schalimow (1), Alexander Lobanow, Wladimir Kowin Trainer / Assistent: Wiktor Tichonow / Wladimir Jursinow                                   | Tor: Wladislaw Tretjak, Alexander Sidelnikow (44. Min.) Verteidigung: Gennadi Zygankow, Juri Fjodorow, Sergei Babinow (1), Wladimir Luttschenko, Waleri Wassiljew (1), Wassili Perwuchin, Wiktor Chatulew Sturm: Boris Michailow, Wladimir Petrow, Waleri Charlamow (2), Chelmut Balderis (2), Wjatscheslaw Anissin, Sergei Kapustin (1), Juri Lebedew, Alexander Malzew (1), Boris Alexandrow, Wiktor Schalimow (1), Alexander Lobanow, Wladimir Kowin Trainer / Assistent: Wiktor Tichonow / Wladimir Jursinow                                   | Tor: Wladislaw Tretjak, Alexander Sidelnikow (44. Min.) Verteidigung: Gennadi Zygankow, Juri Fjodorow, Sergei Babinow (1), Wladimir Luttschenko, Waleri Wassiljew (1), Wassili Perwuchin, Wiktor Chatulew Sturm: Boris Michailow, Wladimir Petrow, Waleri Charlamow (2), Chelmut Balderis (2), Wjatscheslaw Anissin, Sergei Kapustin (1), Juri Lebedew, Alexander Malzew (1), Boris Alexandrow, Wiktor Schalimow (1), Alexander Lobanow, Wladimir Kowin Trainer / Assistent: Wiktor Tichonow / Wladimir Jursinow                                   | Tor: Wladislaw Tretjak, Alexander Sidelnikow (44. Min.) Verteidigung: Gennadi Zygankow, Juri Fjodorow, Sergei Babinow (1), Wladimir Luttschenko, Waleri Wassiljew (1), Wassili Perwuchin, Wiktor Chatulew Sturm: Boris Michailow, Wladimir Petrow, Waleri Charlamow (2), Chelmut Balderis (2), Wjatscheslaw Anissin, Sergei Kapustin (1), Juri Lebedew, Alexander Malzew (1), Boris Alexandrow, Wiktor Schalimow (1), Alexander Lobanow, Wladimir Kowin Trainer / Assistent: Wiktor Tichonow / Wladimir Jursinow                                   | Tor: Wladislaw Tretjak, Alexander Sidelnikow (44. Min.) Verteidigung: Gennadi Zygankow, Juri Fjodorow, Sergei Babinow (1), Wladimir Luttschenko, Waleri Wassiljew (1), Wassili Perwuchin, Wiktor Chatulew Sturm: Boris Michailow, Wladimir Petrow, Waleri Charlamow (2), Chelmut Balderis (2), Wjatscheslaw Anissin, Sergei Kapustin (1), Juri Lebedew, Alexander Malzew (1), Boris Alexandrow, Wiktor Schalimow (1), Alexander Lobanow, Wladimir Kowin Trainer / Assistent: Wiktor Tichonow / Wladimir Jursinow                                   |
| Nr. 501 9. April 1978      | 9:0 (3:0, 3:0, 3:0) | 0 Finnland | A | 0Helsinki, FIN | 0Freundschaftsspiel | |
| Aufstellung                | Tor: Wladislaw Tretjak Verteidigung: Gennadi Zygankow, Wjatscheslaw Fetissow, Wladimir Luttschenko, Juri Fjodorow, Waleri Wassiljew, Wassili Perwuchin, Sinetula Biljaletdinow, Nikolai Makarow Sturm: Boris Michailow (1), Wladimir Petrow, Waleri Charlamow, Chelmut Balderis, Wiktor Schluktow (1), Sergei Kapustin (1), Alexander Malzew, Wladimir Golikow (1), Alexander Golikow (2), Juri Lebedew (1), Wladimir Schadrin, Anatoli Jemeljanenko (1), Sergei Makarow (1) Trainer / Assistent: Wiktor Tichonow / Wladimir Jursinow              | Tor: Wladislaw Tretjak Verteidigung: Gennadi Zygankow, Wjatscheslaw Fetissow, Wladimir Luttschenko, Juri Fjodorow, Waleri Wassiljew, Wassili Perwuchin, Sinetula Biljaletdinow, Nikolai Makarow Sturm: Boris Michailow (1), Wladimir Petrow, Waleri Charlamow, Chelmut Balderis, Wiktor Schluktow (1), Sergei Kapustin (1), Alexander Malzew, Wladimir Golikow (1), Alexander Golikow (2), Juri Lebedew (1), Wladimir Schadrin, Anatoli Jemeljanenko (1), Sergei Makarow (1) Trainer / Assistent: Wiktor Tichonow / Wladimir Jursinow              | Tor: Wladislaw Tretjak Verteidigung: Gennadi Zygankow, Wjatscheslaw Fetissow, Wladimir Luttschenko, Juri Fjodorow, Waleri Wassiljew, Wassili Perwuchin, Sinetula Biljaletdinow, Nikolai Makarow Sturm: Boris Michailow (1), Wladimir Petrow, Waleri Charlamow, Chelmut Balderis, Wiktor Schluktow (1), Sergei Kapustin (1), Alexander Malzew, Wladimir Golikow (1), Alexander Golikow (2), Juri Lebedew (1), Wladimir Schadrin, Anatoli Jemeljanenko (1), Sergei Makarow (1) Trainer / Assistent: Wiktor Tichonow / Wladimir Jursinow              | Tor: Wladislaw Tretjak Verteidigung: Gennadi Zygankow, Wjatscheslaw Fetissow, Wladimir Luttschenko, Juri Fjodorow, Waleri Wassiljew, Wassili Perwuchin, Sinetula Biljaletdinow, Nikolai Makarow Sturm: Boris Michailow (1), Wladimir Petrow, Waleri Charlamow, Chelmut Balderis, Wiktor Schluktow (1), Sergei Kapustin (1), Alexander Malzew, Wladimir Golikow (1), Alexander Golikow (2), Juri Lebedew (1), Wladimir Schadrin, Anatoli Jemeljanenko (1), Sergei Makarow (1) Trainer / Assistent: Wiktor Tichonow / Wladimir Jursinow              | Tor: Wladislaw Tretjak Verteidigung: Gennadi Zygankow, Wjatscheslaw Fetissow, Wladimir Luttschenko, Juri Fjodorow, Waleri Wassiljew, Wassili Perwuchin, Sinetula Biljaletdinow, Nikolai Makarow Sturm: Boris Michailow (1), Wladimir Petrow, Waleri Charlamow, Chelmut Balderis, Wiktor Schluktow (1), Sergei Kapustin (1), Alexander Malzew, Wladimir Golikow (1), Alexander Golikow (2), Juri Lebedew (1), Wladimir Schadrin, Anatoli Jemeljanenko (1), Sergei Makarow (1) Trainer / Assistent: Wiktor Tichonow / Wladimir Jursinow              | Tor: Wladislaw Tretjak Verteidigung: Gennadi Zygankow, Wjatscheslaw Fetissow, Wladimir Luttschenko, Juri Fjodorow, Waleri Wassiljew, Wassili Perwuchin, Sinetula Biljaletdinow, Nikolai Makarow Sturm: Boris Michailow (1), Wladimir Petrow, Waleri Charlamow, Chelmut Balderis, Wiktor Schluktow (1), Sergei Kapustin (1), Alexander Malzew, Wladimir Golikow (1), Alexander Golikow (2), Juri Lebedew (1), Wladimir Schadrin, Anatoli Jemeljanenko (1), Sergei Makarow (1) Trainer / Assistent: Wiktor Tichonow / Wladimir Jursinow              |
| Nr. 502 11. April 1978     | 4:2 (1:1, 1:1, 2:0) | 0 Finnland | A | 0Tampere, FIN | 0Freundschaftsspiel | |
| Aufstellung                | Tor: Alexander Paschkow Verteidigung: Wladimir Luttschenko, Juri Fjodorow, Waleri Wassiljew, Wassili Perwuchin, Sinetula Biljaletdinow, Nikolai Makarow Sturm: Chelmut Balderis, Wiktor Schluktow, Sergei Kapustin (1), Alexander Malzew (1), Wladimir Golikow (1), Alexander Golikow, Juri Lebedew, Wladimir Schadrin, Anatoli Jemeljanenko, Sergei Makarow (1) Trainer / Assistent: Wiktor Tichonow / Wladimir Jursinow | Tor: Alexander Paschkow Verteidigung: Wladimir Luttschenko, Juri Fjodorow, Waleri Wassiljew, Wassili Perwuchin, Sinetula Biljaletdinow, Nikolai Makarow Sturm: Chelmut Balderis, Wiktor Schluktow, Sergei Kapustin (1), Alexander Malzew (1), Wladimir Golikow (1), Alexander Golikow, Juri Lebedew, Wladimir Schadrin, Anatoli Jemeljanenko, Sergei Makarow (1) Trainer / Assistent: Wiktor Tichonow / Wladimir Jursinow | Tor: Alexander Paschkow Verteidigung: Wladimir Luttschenko, Juri Fjodorow, Waleri Wassiljew, Wassili Perwuchin, Sinetula Biljaletdinow, Nikolai Makarow Sturm: Chelmut Balderis, Wiktor Schluktow, Sergei Kapustin (1), Alexander Malzew (1), Wladimir Golikow (1), Alexander Golikow, Juri Lebedew, Wladimir Schadrin, Anatoli Jemeljanenko, Sergei Makarow (1) Trainer / Assistent: Wiktor Tichonow / Wladimir Jursinow | Tor: Alexander Paschkow Verteidigung: Wladimir Luttschenko, Juri Fjodorow, Waleri Wassiljew, Wassili Perwuchin, Sinetula Biljaletdinow, Nikolai Makarow Sturm: Chelmut Balderis, Wiktor Schluktow, Sergei Kapustin (1), Alexander Malzew (1), Wladimir Golikow (1), Alexander Golikow, Juri Lebedew, Wladimir Schadrin, Anatoli Jemeljanenko, Sergei Makarow (1) Trainer / Assistent: Wiktor Tichonow / Wladimir Jursinow | Tor: Alexander Paschkow Verteidigung: Wladimir Luttschenko, Juri Fjodorow, Waleri Wassiljew, Wassili Perwuchin, Sinetula Biljaletdinow, Nikolai Makarow Sturm: Chelmut Balderis, Wiktor Schluktow, Sergei Kapustin (1), Alexander Malzew (1), Wladimir Golikow (1), Alexander Golikow, Juri Lebedew, Wladimir Schadrin, Anatoli Jemeljanenko, Sergei Makarow (1) Trainer / Assistent: Wiktor Tichonow / Wladimir Jursinow | Tor: Alexander Paschkow Verteidigung: Wladimir Luttschenko, Juri Fjodorow, Waleri Wassiljew, Wassili Perwuchin, Sinetula Biljaletdinow, Nikolai Makarow Sturm: Chelmut Balderis, Wiktor Schluktow, Sergei Kapustin (1), Alexander Malzew (1), Wladimir Golikow (1), Alexander Golikow, Juri Lebedew, Wladimir Schadrin, Anatoli Jemeljanenko, Sergei Makarow (1) Trainer / Assistent: Wiktor Tichonow / Wladimir Jursinow |
| Nr. 503 13. April 1978     | 10:0 (4:0, 3:0, 3:0) | 0 Schweden | A | 0Göteborg, SWE | 0Freundschaftsspiel | |
| Aufstellung                | Tor: Wladislaw Tretjak Verteidigung: Gennadi Zygankow, Wjatscheslaw Fetissow (1), Wladimir Luttschenko, Juri Fjodorow, Sinetula Biljaletdinow (1), Nikolai Makarow (1) Sturm: Boris Michailow (2), Wladimir Petrow (1), Waleri Charlamow, Chelmut Balderis (1), Wiktor Schluktow, Sergei Kapustin (2), Juri Lebedew (1), Wladimir Schadrin, Anatoli Jemeljanenko, Sergei Makarow Trainer / Assistent: Wiktor Tichonow / Wladimir Jursinow | Tor: Wladislaw Tretjak Verteidigung: Gennadi Zygankow, Wjatscheslaw Fetissow (1), Wladimir Luttschenko, Juri Fjodorow, Sinetula Biljaletdinow (1), Nikolai Makarow (1) Sturm: Boris Michailow (2), Wladimir Petrow (1), Waleri Charlamow, Chelmut Balderis (1), Wiktor Schluktow, Sergei Kapustin (2), Juri Lebedew (1), Wladimir Schadrin, Anatoli Jemeljanenko, Sergei Makarow Trainer / Assistent: Wiktor Tichonow / Wladimir Jursinow | Tor: Wladislaw Tretjak Verteidigung: Gennadi Zygankow, Wjatscheslaw Fetissow (1), Wladimir Luttschenko, Juri Fjodorow, Sinetula Biljaletdinow (1), Nikolai Makarow (1) Sturm: Boris Michailow (2), Wladimir Petrow (1), Waleri Charlamow, Chelmut Balderis (1), Wiktor Schluktow, Sergei Kapustin (2), Juri Lebedew (1), Wladimir Schadrin, Anatoli Jemeljanenko, Sergei Makarow Trainer / Assistent: Wiktor Tichonow / Wladimir Jursinow | Tor: Wladislaw Tretjak Verteidigung: Gennadi Zygankow, Wjatscheslaw Fetissow (1), Wladimir Luttschenko, Juri Fjodorow, Sinetula Biljaletdinow (1), Nikolai Makarow (1) Sturm: Boris Michailow (2), Wladimir Petrow (1), Waleri Charlamow, Chelmut Balderis (1), Wiktor Schluktow, Sergei Kapustin (2), Juri Lebedew (1), Wladimir Schadrin, Anatoli Jemeljanenko, Sergei Makarow Trainer / Assistent: Wiktor Tichonow / Wladimir Jursinow | Tor: Wladislaw Tretjak Verteidigung: Gennadi Zygankow, Wjatscheslaw Fetissow (1), Wladimir Luttschenko, Juri Fjodorow, Sinetula Biljaletdinow (1), Nikolai Makarow (1) Sturm: Boris Michailow (2), Wladimir Petrow (1), Waleri Charlamow, Chelmut Balderis (1), Wiktor Schluktow, Sergei Kapustin (2), Juri Lebedew (1), Wladimir Schadrin, Anatoli Jemeljanenko, Sergei Makarow Trainer / Assistent: Wiktor Tichonow / Wladimir Jursinow | Tor: Wladislaw Tretjak Verteidigung: Gennadi Zygankow, Wjatscheslaw Fetissow (1), Wladimir Luttschenko, Juri Fjodorow, Sinetula Biljaletdinow (1), Nikolai Makarow (1) Sturm: Boris Michailow (2), Wladimir Petrow (1), Waleri Charlamow, Chelmut Balderis (1), Wiktor Schluktow, Sergei Kapustin (2), Juri Lebedew (1), Wladimir Schadrin, Anatoli Jemeljanenko, Sergei Makarow Trainer / Assistent: Wiktor Tichonow / Wladimir Jursinow |
| Nr. 504 14. April 1978     | 7:1 (2:0, 3:1, 2:0) | 0 Schweden | A | 0Stockholm, SWE | 0Freundschaftsspiel | |
| Aufstellung                | Tor: Alexander Paschkow Verteidigung: Gennadi Zygankow, Wjatscheslaw Fetissow, Waleri Wassiljew (1), Wassili Perwuchin, Sinetula Biljaletdinow, Nikolai Makarow Sturm: Boris Michailow, Wladimir Petrow (1), Waleri Charlamow, Alexander Malzew (1), Wladimir Golikow, Alexander Golikow (1), Juri Lebedew (1), Wladimir Schadrin, Anatoli Jemeljanenko (1), Sergei Makarow (1) Trainer / Assistent: Wiktor Tichonow / Wladimir Jursinow | Tor: Alexander Paschkow Verteidigung: Gennadi Zygankow, Wjatscheslaw Fetissow, Waleri Wassiljew (1), Wassili Perwuchin, Sinetula Biljaletdinow, Nikolai Makarow Sturm: Boris Michailow, Wladimir Petrow (1), Waleri Charlamow, Alexander Malzew (1), Wladimir Golikow, Alexander Golikow (1), Juri Lebedew (1), Wladimir Schadrin, Anatoli Jemeljanenko (1), Sergei Makarow (1) Trainer / Assistent: Wiktor Tichonow / Wladimir Jursinow | Tor: Alexander Paschkow Verteidigung: Gennadi Zygankow, Wjatscheslaw Fetissow, Waleri Wassiljew (1), Wassili Perwuchin, Sinetula Biljaletdinow, Nikolai Makarow Sturm: Boris Michailow, Wladimir Petrow (1), Waleri Charlamow, Alexander Malzew (1), Wladimir Golikow, Alexander Golikow (1), Juri Lebedew (1), Wladimir Schadrin, Anatoli Jemeljanenko (1), Sergei Makarow (1) Trainer / Assistent: Wiktor Tichonow / Wladimir Jursinow | Tor: Alexander Paschkow Verteidigung: Gennadi Zygankow, Wjatscheslaw Fetissow, Waleri Wassiljew (1), Wassili Perwuchin, Sinetula Biljaletdinow, Nikolai Makarow Sturm: Boris Michailow, Wladimir Petrow (1), Waleri Charlamow, Alexander Malzew (1), Wladimir Golikow, Alexander Golikow (1), Juri Lebedew (1), Wladimir Schadrin, Anatoli Jemeljanenko (1), Sergei Makarow (1) Trainer / Assistent: Wiktor Tichonow / Wladimir Jursinow | Tor: Alexander Paschkow Verteidigung: Gennadi Zygankow, Wjatscheslaw Fetissow, Waleri Wassiljew (1), Wassili Perwuchin, Sinetula Biljaletdinow, Nikolai Makarow Sturm: Boris Michailow, Wladimir Petrow (1), Waleri Charlamow, Alexander Malzew (1), Wladimir Golikow, Alexander Golikow (1), Juri Lebedew (1), Wladimir Schadrin, Anatoli Jemeljanenko (1), Sergei Makarow (1) Trainer / Assistent: Wiktor Tichonow / Wladimir Jursinow | Tor: Alexander Paschkow Verteidigung: Gennadi Zygankow, Wjatscheslaw Fetissow, Waleri Wassiljew (1), Wassili Perwuchin, Sinetula Biljaletdinow, Nikolai Makarow Sturm: Boris Michailow, Wladimir Petrow (1), Waleri Charlamow, Alexander Malzew (1), Wladimir Golikow, Alexander Golikow (1), Juri Lebedew (1), Wladimir Schadrin, Anatoli Jemeljanenko (1), Sergei Makarow (1) Trainer / Assistent: Wiktor Tichonow / Wladimir Jursinow |
| Nr. 505 26. April 1978     | 9:5 (3:2, 1:2, 5:1) | 0 Vereinigte Staaten | * | 0Prag, TCH | 0WM 1978 / EM 1978 | |
| Aufstellung                | Tor: Wladislaw Tretjak Verteidigung: Sinetula Biljaletdinow, Wjatscheslaw Fetissow, Wladimir Luttschenko, Juri Fjodorow, Waleri Wassiljew, Wassili Perwuchin Sturm: Boris Michailow (3), Wladimir Petrow, Waleri Charlamow, Chelmut Balderis (2), Wiktor Schluktow, Sergei Kapustin, Alexander Malzew (1), Wladimir Golikow (1), Alexander Golikow (2), Sergei Makarow, Juri Lebedew Trainer / Assistent: Wiktor Tichonow / Wladimir Jursinow | Tor: Wladislaw Tretjak Verteidigung: Sinetula Biljaletdinow, Wjatscheslaw Fetissow, Wladimir Luttschenko, Juri Fjodorow, Waleri Wassiljew, Wassili Perwuchin Sturm: Boris Michailow (3), Wladimir Petrow, Waleri Charlamow, Chelmut Balderis (2), Wiktor Schluktow, Sergei Kapustin, Alexander Malzew (1), Wladimir Golikow (1), Alexander Golikow (2), Sergei Makarow, Juri Lebedew Trainer / Assistent: Wiktor Tichonow / Wladimir Jursinow | Tor: Wladislaw Tretjak Verteidigung: Sinetula Biljaletdinow, Wjatscheslaw Fetissow, Wladimir Luttschenko, Juri Fjodorow, Waleri Wassiljew, Wassili Perwuchin Sturm: Boris Michailow (3), Wladimir Petrow, Waleri Charlamow, Chelmut Balderis (2), Wiktor Schluktow, Sergei Kapustin, Alexander Malzew (1), Wladimir Golikow (1), Alexander Golikow (2), Sergei Makarow, Juri Lebedew Trainer / Assistent: Wiktor Tichonow / Wladimir Jursinow | Tor: Wladislaw Tretjak Verteidigung: Sinetula Biljaletdinow, Wjatscheslaw Fetissow, Wladimir Luttschenko, Juri Fjodorow, Waleri Wassiljew, Wassili Perwuchin Sturm: Boris Michailow (3), Wladimir Petrow, Waleri Charlamow, Chelmut Balderis (2), Wiktor Schluktow, Sergei Kapustin, Alexander Malzew (1), Wladimir Golikow (1), Alexander Golikow (2), Sergei Makarow, Juri Lebedew Trainer / Assistent: Wiktor Tichonow / Wladimir Jursinow | Tor: Wladislaw Tretjak Verteidigung: Sinetula Biljaletdinow, Wjatscheslaw Fetissow, Wladimir Luttschenko, Juri Fjodorow, Waleri Wassiljew, Wassili Perwuchin Sturm: Boris Michailow (3), Wladimir Petrow, Waleri Charlamow, Chelmut Balderis (2), Wiktor Schluktow, Sergei Kapustin, Alexander Malzew (1), Wladimir Golikow (1), Alexander Golikow (2), Sergei Makarow, Juri Lebedew Trainer / Assistent: Wiktor Tichonow / Wladimir Jursinow | Tor: Wladislaw Tretjak Verteidigung: Sinetula Biljaletdinow, Wjatscheslaw Fetissow, Wladimir Luttschenko, Juri Fjodorow, Waleri Wassiljew, Wassili Perwuchin Sturm: Boris Michailow (3), Wladimir Petrow, Waleri Charlamow, Chelmut Balderis (2), Wiktor Schluktow, Sergei Kapustin, Alexander Malzew (1), Wladimir Golikow (1), Alexander Golikow (2), Sergei Makarow, Juri Lebedew Trainer / Assistent: Wiktor Tichonow / Wladimir Jursinow |
| Nr. 506 27. April 1978     | 7:4 (4:2, 0:0, 3:2) | 0 BR Deutschland | * | 0Prag, TCH | 0WM 1978 / EM 1978 | |
| Aufstellung                | Tor: Wladislaw Tretjak Verteidigung: Sinetula Biljaletdinow, Wjatscheslaw Fetissow (1), Wladimir Luttschenko, Juri Fjodorow, Waleri Wassiljew, Wassili Perwuchin Sturm: Boris Michailow (1), Wladimir Petrow, Waleri Charlamow (1), Chelmut Balderis, Wiktor Schluktow (1), Sergei Kapustin, Alexander Malzew (1), Wladimir Golikow, Alexander Golikow (1), Sergei Makarow (1), Juri Lebedew Trainer / Assistent: Wiktor Tichonow / Wladimir Jursinow                                                                                              | Tor: Wladislaw Tretjak Verteidigung: Sinetula Biljaletdinow, Wjatscheslaw Fetissow (1), Wladimir Luttschenko, Juri Fjodorow, Waleri Wassiljew, Wassili Perwuchin Sturm: Boris Michailow (1), Wladimir Petrow, Waleri Charlamow (1), Chelmut Balderis, Wiktor Schluktow (1), Sergei Kapustin, Alexander Malzew (1), Wladimir Golikow, Alexander Golikow (1), Sergei Makarow (1), Juri Lebedew Trainer / Assistent: Wiktor Tichonow / Wladimir Jursinow                                                                                              | Tor: Wladislaw Tretjak Verteidigung: Sinetula Biljaletdinow, Wjatscheslaw Fetissow (1), Wladimir Luttschenko, Juri Fjodorow, Waleri Wassiljew, Wassili Perwuchin Sturm: Boris Michailow (1), Wladimir Petrow, Waleri Charlamow (1), Chelmut Balderis, Wiktor Schluktow (1), Sergei Kapustin, Alexander Malzew (1), Wladimir Golikow, Alexander Golikow (1), Sergei Makarow (1), Juri Lebedew Trainer / Assistent: Wiktor Tichonow / Wladimir Jursinow                                                                                              | Tor: Wladislaw Tretjak Verteidigung: Sinetula Biljaletdinow, Wjatscheslaw Fetissow (1), Wladimir Luttschenko, Juri Fjodorow, Waleri Wassiljew, Wassili Perwuchin Sturm: Boris Michailow (1), Wladimir Petrow, Waleri Charlamow (1), Chelmut Balderis, Wiktor Schluktow (1), Sergei Kapustin, Alexander Malzew (1), Wladimir Golikow, Alexander Golikow (1), Sergei Makarow (1), Juri Lebedew Trainer / Assistent: Wiktor Tichonow / Wladimir Jursinow                                                                                              | Tor: Wladislaw Tretjak Verteidigung: Sinetula Biljaletdinow, Wjatscheslaw Fetissow (1), Wladimir Luttschenko, Juri Fjodorow, Waleri Wassiljew, Wassili Perwuchin Sturm: Boris Michailow (1), Wladimir Petrow, Waleri Charlamow (1), Chelmut Balderis, Wiktor Schluktow (1), Sergei Kapustin, Alexander Malzew (1), Wladimir Golikow, Alexander Golikow (1), Sergei Makarow (1), Juri Lebedew Trainer / Assistent: Wiktor Tichonow / Wladimir Jursinow                                                                                              | Tor: Wladislaw Tretjak Verteidigung: Sinetula Biljaletdinow, Wjatscheslaw Fetissow (1), Wladimir Luttschenko, Juri Fjodorow, Waleri Wassiljew, Wassili Perwuchin Sturm: Boris Michailow (1), Wladimir Petrow, Waleri Charlamow (1), Chelmut Balderis, Wiktor Schluktow (1), Sergei Kapustin, Alexander Malzew (1), Wladimir Golikow, Alexander Golikow (1), Sergei Makarow (1), Juri Lebedew Trainer / Assistent: Wiktor Tichonow / Wladimir Jursinow                                                                                              |
| Nr. 507 30. April 1978     | 6:3 (0:2, 3:0, 3:1) | 0 Finnland | * | 0Prag, TCH | 0WM 1978 / EM 1978 | |
| Aufstellung                | Tor: Alexander Paschkow Verteidigung: Sinetula Biljaletdinow, Wjatscheslaw Fetissow (1), Wladimir Luttschenko, Juri Fjodorow, Waleri Wassiljew, Wassili Perwuchin Sturm: Boris Michailow (2), Wladimir Petrow, Waleri Charlamow (1), Chelmut Balderis, Wiktor Schluktow (1), Sergei Kapustin, Alexander Malzew, Wladimir Golikow, Alexander Golikow, Juri Lebedew, Sergei Makarow (1) Trainer / Assistent: Wiktor Tichonow / Wladimir Jursinow | Tor: Alexander Paschkow Verteidigung: Sinetula Biljaletdinow, Wjatscheslaw Fetissow (1), Wladimir Luttschenko, Juri Fjodorow, Waleri Wassiljew, Wassili Perwuchin Sturm: Boris Michailow (2), Wladimir Petrow, Waleri Charlamow (1), Chelmut Balderis, Wiktor Schluktow (1), Sergei Kapustin, Alexander Malzew, Wladimir Golikow, Alexander Golikow, Juri Lebedew, Sergei Makarow (1) Trainer / Assistent: Wiktor Tichonow / Wladimir Jursinow | Tor: Alexander Paschkow Verteidigung: Sinetula Biljaletdinow, Wjatscheslaw Fetissow (1), Wladimir Luttschenko, Juri Fjodorow, Waleri Wassiljew, Wassili Perwuchin Sturm: Boris Michailow (2), Wladimir Petrow, Waleri Charlamow (1), Chelmut Balderis, Wiktor Schluktow (1), Sergei Kapustin, Alexander Malzew, Wladimir Golikow, Alexander Golikow, Juri Lebedew, Sergei Makarow (1) Trainer / Assistent: Wiktor Tichonow / Wladimir Jursinow | Tor: Alexander Paschkow Verteidigung: Sinetula Biljaletdinow, Wjatscheslaw Fetissow (1), Wladimir Luttschenko, Juri Fjodorow, Waleri Wassiljew, Wassili Perwuchin Sturm: Boris Michailow (2), Wladimir Petrow, Waleri Charlamow (1), Chelmut Balderis, Wiktor Schluktow (1), Sergei Kapustin, Alexander Malzew, Wladimir Golikow, Alexander Golikow, Juri Lebedew, Sergei Makarow (1) Trainer / Assistent: Wiktor Tichonow / Wladimir Jursinow | Tor: Alexander Paschkow Verteidigung: Sinetula Biljaletdinow, Wjatscheslaw Fetissow (1), Wladimir Luttschenko, Juri Fjodorow, Waleri Wassiljew, Wassili Perwuchin Sturm: Boris Michailow (2), Wladimir Petrow, Waleri Charlamow (1), Chelmut Balderis, Wiktor Schluktow (1), Sergei Kapustin, Alexander Malzew, Wladimir Golikow, Alexander Golikow, Juri Lebedew, Sergei Makarow (1) Trainer / Assistent: Wiktor Tichonow / Wladimir Jursinow | Tor: Alexander Paschkow Verteidigung: Sinetula Biljaletdinow, Wjatscheslaw Fetissow (1), Wladimir Luttschenko, Juri Fjodorow, Waleri Wassiljew, Wassili Perwuchin Sturm: Boris Michailow (2), Wladimir Petrow, Waleri Charlamow (1), Chelmut Balderis, Wiktor Schluktow (1), Sergei Kapustin, Alexander Malzew, Wladimir Golikow, Alexander Golikow, Juri Lebedew, Sergei Makarow (1) Trainer / Assistent: Wiktor Tichonow / Wladimir Jursinow |
| Nr. 508 1. Mai 1978        | 10:2 (2:1, 0:1, 8:0) | 0 DDR | * | 0Prag, TCH | 0WM 1978 / EM 1978 | |
| Aufstellung                | Tor: Alexander Paschkow Verteidigung: Sinetula Biljaletdinow, Wjatscheslaw Fetissow, Wladimir Luttschenko, Juri Fjodorow, Waleri Wassiljew (2), Wassili Perwuchin Sturm: Boris Michailow, Wladimir Petrow (1), Juri Lebedew, Chelmut Balderis, Wiktor Schluktow, Sergei Kapustin (3), Alexander Malzew (2), Wladimir Golikow (1), Sergei Makarow (1), Waleri Charlamow Trainer / Assistent: Wiktor Tichonow / Wladimir Jursinow | Tor: Alexander Paschkow Verteidigung: Sinetula Biljaletdinow, Wjatscheslaw Fetissow, Wladimir Luttschenko, Juri Fjodorow, Waleri Wassiljew (2), Wassili Perwuchin Sturm: Boris Michailow, Wladimir Petrow (1), Juri Lebedew, Chelmut Balderis, Wiktor Schluktow, Sergei Kapustin (3), Alexander Malzew (2), Wladimir Golikow (1), Sergei Makarow (1), Waleri Charlamow Trainer / Assistent: Wiktor Tichonow / Wladimir Jursinow | Tor: Alexander Paschkow Verteidigung: Sinetula Biljaletdinow, Wjatscheslaw Fetissow, Wladimir Luttschenko, Juri Fjodorow, Waleri Wassiljew (2), Wassili Perwuchin Sturm: Boris Michailow, Wladimir Petrow (1), Juri Lebedew, Chelmut Balderis, Wiktor Schluktow, Sergei Kapustin (3), Alexander Malzew (2), Wladimir Golikow (1), Sergei Makarow (1), Waleri Charlamow Trainer / Assistent: Wiktor Tichonow / Wladimir Jursinow | Tor: Alexander Paschkow Verteidigung: Sinetula Biljaletdinow, Wjatscheslaw Fetissow, Wladimir Luttschenko, Juri Fjodorow, Waleri Wassiljew (2), Wassili Perwuchin Sturm: Boris Michailow, Wladimir Petrow (1), Juri Lebedew, Chelmut Balderis, Wiktor Schluktow, Sergei Kapustin (3), Alexander Malzew (2), Wladimir Golikow (1), Sergei Makarow (1), Waleri Charlamow Trainer / Assistent: Wiktor Tichonow / Wladimir Jursinow | Tor: Alexander Paschkow Verteidigung: Sinetula Biljaletdinow, Wjatscheslaw Fetissow, Wladimir Luttschenko, Juri Fjodorow, Waleri Wassiljew (2), Wassili Perwuchin Sturm: Boris Michailow, Wladimir Petrow (1), Juri Lebedew, Chelmut Balderis, Wiktor Schluktow, Sergei Kapustin (3), Alexander Malzew (2), Wladimir Golikow (1), Sergei Makarow (1), Waleri Charlamow Trainer / Assistent: Wiktor Tichonow / Wladimir Jursinow | Tor: Alexander Paschkow Verteidigung: Sinetula Biljaletdinow, Wjatscheslaw Fetissow, Wladimir Luttschenko, Juri Fjodorow, Waleri Wassiljew (2), Wassili Perwuchin Sturm: Boris Michailow, Wladimir Petrow (1), Juri Lebedew, Chelmut Balderis, Wiktor Schluktow, Sergei Kapustin (3), Alexander Malzew (2), Wladimir Golikow (1), Sergei Makarow (1), Waleri Charlamow Trainer / Assistent: Wiktor Tichonow / Wladimir Jursinow |
| Nr. 509 4. Mai 1978        | 6:1 (2:0, 1:0, 3:1) | 0 Schweden | * | 0Prag, TCH | 0WM 1978 / EM 1978 | |
| Aufstellung                | Tor: Wladislaw Tretjak Verteidigung: Gennadi Zygankow, Wjatscheslaw Fetissow, Sinetula Biljaletdinow, Wladimir Luttschenko, Waleri Wassiljew, Wassili Perwuchin, Juri Fjodorow Sturm: Boris Michailow (1), Wladimir Petrow, Waleri Charlamow (1), Chelmut Balderis (1), Wiktor Schluktow, Sergei Kapustin (1), Alexander Malzew, Wladimir Golikow (2), Alexander Golikow, Sergei Makarow, Juri Lebedew Trainer / Assistent: Wiktor Tichonow / Wladimir Jursinow                                                                                    | Tor: Wladislaw Tretjak Verteidigung: Gennadi Zygankow, Wjatscheslaw Fetissow, Sinetula Biljaletdinow, Wladimir Luttschenko, Waleri Wassiljew, Wassili Perwuchin, Juri Fjodorow Sturm: Boris Michailow (1), Wladimir Petrow, Waleri Charlamow (1), Chelmut Balderis (1), Wiktor Schluktow, Sergei Kapustin (1), Alexander Malzew, Wladimir Golikow (2), Alexander Golikow, Sergei Makarow, Juri Lebedew Trainer / Assistent: Wiktor Tichonow / Wladimir Jursinow                                                                                    | Tor: Wladislaw Tretjak Verteidigung: Gennadi Zygankow, Wjatscheslaw Fetissow, Sinetula Biljaletdinow, Wladimir Luttschenko, Waleri Wassiljew, Wassili Perwuchin, Juri Fjodorow Sturm: Boris Michailow (1), Wladimir Petrow, Waleri Charlamow (1), Chelmut Balderis (1), Wiktor Schluktow, Sergei Kapustin (1), Alexander Malzew, Wladimir Golikow (2), Alexander Golikow, Sergei Makarow, Juri Lebedew Trainer / Assistent: Wiktor Tichonow / Wladimir Jursinow                                                                                    | Tor: Wladislaw Tretjak Verteidigung: Gennadi Zygankow, Wjatscheslaw Fetissow, Sinetula Biljaletdinow, Wladimir Luttschenko, Waleri Wassiljew, Wassili Perwuchin, Juri Fjodorow Sturm: Boris Michailow (1), Wladimir Petrow, Waleri Charlamow (1), Chelmut Balderis (1), Wiktor Schluktow, Sergei Kapustin (1), Alexander Malzew, Wladimir Golikow (2), Alexander Golikow, Sergei Makarow, Juri Lebedew Trainer / Assistent: Wiktor Tichonow / Wladimir Jursinow                                                                                    | Tor: Wladislaw Tretjak Verteidigung: Gennadi Zygankow, Wjatscheslaw Fetissow, Sinetula Biljaletdinow, Wladimir Luttschenko, Waleri Wassiljew, Wassili Perwuchin, Juri Fjodorow Sturm: Boris Michailow (1), Wladimir Petrow, Waleri Charlamow (1), Chelmut Balderis (1), Wiktor Schluktow, Sergei Kapustin (1), Alexander Malzew, Wladimir Golikow (2), Alexander Golikow, Sergei Makarow, Juri Lebedew Trainer / Assistent: Wiktor Tichonow / Wladimir Jursinow                                                                                    | Tor: Wladislaw Tretjak Verteidigung: Gennadi Zygankow, Wjatscheslaw Fetissow, Sinetula Biljaletdinow, Wladimir Luttschenko, Waleri Wassiljew, Wassili Perwuchin, Juri Fjodorow Sturm: Boris Michailow (1), Wladimir Petrow, Waleri Charlamow (1), Chelmut Balderis (1), Wiktor Schluktow, Sergei Kapustin (1), Alexander Malzew, Wladimir Golikow (2), Alexander Golikow, Sergei Makarow, Juri Lebedew Trainer / Assistent: Wiktor Tichonow / Wladimir Jursinow                                                                                    |
| Nr. 510 6. Mai 1978        | 4:6 (2:1, 1:3, 1:2) | 0 Tschechoslowakei | A | 0Prag, TCH | 0WM 1978 / EM 1978 | |
| Aufstellung                | Tor: Wladislaw Tretjak Verteidigung: Gennadi Zygankow, Wjatscheslaw Fetissow, Sinetula Biljaletdinow, Wladimir Luttschenko (1), Waleri Wassiljew, Wassili Perwuchin (1) Sturm: Boris Michailow, Alexander Malzew, Waleri Charlamow, Chelmut Balderis (2), Wiktor Schluktow, Sergei Kapustin, Juri Lebedew, Wladimir Golikow, Sergei Makarow Trainer / Assistent: Wiktor Tichonow / Wladimir Jursinow | Tor: Wladislaw Tretjak Verteidigung: Gennadi Zygankow, Wjatscheslaw Fetissow, Sinetula Biljaletdinow, Wladimir Luttschenko (1), Waleri Wassiljew, Wassili Perwuchin (1) Sturm: Boris Michailow, Alexander Malzew, Waleri Charlamow, Chelmut Balderis (2), Wiktor Schluktow, Sergei Kapustin, Juri Lebedew, Wladimir Golikow, Sergei Makarow Trainer / Assistent: Wiktor Tichonow / Wladimir Jursinow | Tor: Wladislaw Tretjak Verteidigung: Gennadi Zygankow, Wjatscheslaw Fetissow, Sinetula Biljaletdinow, Wladimir Luttschenko (1), Waleri Wassiljew, Wassili Perwuchin (1) Sturm: Boris Michailow, Alexander Malzew, Waleri Charlamow, Chelmut Balderis (2), Wiktor Schluktow, Sergei Kapustin, Juri Lebedew, Wladimir Golikow, Sergei Makarow Trainer / Assistent: Wiktor Tichonow / Wladimir Jursinow | Tor: Wladislaw Tretjak Verteidigung: Gennadi Zygankow, Wjatscheslaw Fetissow, Sinetula Biljaletdinow, Wladimir Luttschenko (1), Waleri Wassiljew, Wassili Perwuchin (1) Sturm: Boris Michailow, Alexander Malzew, Waleri Charlamow, Chelmut Balderis (2), Wiktor Schluktow, Sergei Kapustin, Juri Lebedew, Wladimir Golikow, Sergei Makarow Trainer / Assistent: Wiktor Tichonow / Wladimir Jursinow | Tor: Wladislaw Tretjak Verteidigung: Gennadi Zygankow, Wjatscheslaw Fetissow, Sinetula Biljaletdinow, Wladimir Luttschenko (1), Waleri Wassiljew, Wassili Perwuchin (1) Sturm: Boris Michailow, Alexander Malzew, Waleri Charlamow, Chelmut Balderis (2), Wiktor Schluktow, Sergei Kapustin, Juri Lebedew, Wladimir Golikow, Sergei Makarow Trainer / Assistent: Wiktor Tichonow / Wladimir Jursinow | Tor: Wladislaw Tretjak Verteidigung: Gennadi Zygankow, Wjatscheslaw Fetissow, Sinetula Biljaletdinow, Wladimir Luttschenko (1), Waleri Wassiljew, Wassili Perwuchin (1) Sturm: Boris Michailow, Alexander Malzew, Waleri Charlamow, Chelmut Balderis (2), Wiktor Schluktow, Sergei Kapustin, Juri Lebedew, Wladimir Golikow, Sergei Makarow Trainer / Assistent: Wiktor Tichonow / Wladimir Jursinow |
| Nr. 511 8. Mai 1978        | 4:2 (1:0, 0:0, 3:2) | 0 Kanada | * | 0Prag, TCH | 0WM 1978 / EM 1978 | |
| Aufstellung                | Tor: Wladislaw Tretjak Verteidigung: Gennadi Zygankow, Wjatscheslaw Fetissow (1), Sinetula Biljaletdinow, Wladimir Luttschenko, Waleri Wassiljew, Wassili Perwuchin Sturm: Boris Michailow (1), Alexander Malzew, Waleri Charlamow (1), Chelmut Balderis, Wiktor Schluktow, Sergei Kapustin (1), Sergei Makarow, Wladimir Golikow, Alexander Golikow, Juri Lebedew Trainer / Assistent: Wiktor Tichonow / Wladimir Jursinow | Tor: Wladislaw Tretjak Verteidigung: Gennadi Zygankow, Wjatscheslaw Fetissow (1), Sinetula Biljaletdinow, Wladimir Luttschenko, Waleri Wassiljew, Wassili Perwuchin Sturm: Boris Michailow (1), Alexander Malzew, Waleri Charlamow (1), Chelmut Balderis, Wiktor Schluktow, Sergei Kapustin (1), Sergei Makarow, Wladimir Golikow, Alexander Golikow, Juri Lebedew Trainer / Assistent: Wiktor Tichonow / Wladimir Jursinow | Tor: Wladislaw Tretjak Verteidigung: Gennadi Zygankow, Wjatscheslaw Fetissow (1), Sinetula Biljaletdinow, Wladimir Luttschenko, Waleri Wassiljew, Wassili Perwuchin Sturm: Boris Michailow (1), Alexander Malzew, Waleri Charlamow (1), Chelmut Balderis, Wiktor Schluktow, Sergei Kapustin (1), Sergei Makarow, Wladimir Golikow, Alexander Golikow, Juri Lebedew Trainer / Assistent: Wiktor Tichonow / Wladimir Jursinow | Tor: Wladislaw Tretjak Verteidigung: Gennadi Zygankow, Wjatscheslaw Fetissow (1), Sinetula Biljaletdinow, Wladimir Luttschenko, Waleri Wassiljew, Wassili Perwuchin Sturm: Boris Michailow (1), Alexander Malzew, Waleri Charlamow (1), Chelmut Balderis, Wiktor Schluktow, Sergei Kapustin (1), Sergei Makarow, Wladimir Golikow, Alexander Golikow, Juri Lebedew Trainer / Assistent: Wiktor Tichonow / Wladimir Jursinow | Tor: Wladislaw Tretjak Verteidigung: Gennadi Zygankow, Wjatscheslaw Fetissow (1), Sinetula Biljaletdinow, Wladimir Luttschenko, Waleri Wassiljew, Wassili Perwuchin Sturm: Boris Michailow (1), Alexander Malzew, Waleri Charlamow (1), Chelmut Balderis, Wiktor Schluktow, Sergei Kapustin (1), Sergei Makarow, Wladimir Golikow, Alexander Golikow, Juri Lebedew Trainer / Assistent: Wiktor Tichonow / Wladimir Jursinow | Tor: Wladislaw Tretjak Verteidigung: Gennadi Zygankow, Wjatscheslaw Fetissow (1), Sinetula Biljaletdinow, Wladimir Luttschenko, Waleri Wassiljew, Wassili Perwuchin Sturm: Boris Michailow (1), Alexander Malzew, Waleri Charlamow (1), Chelmut Balderis, Wiktor Schluktow, Sergei Kapustin (1), Sergei Makarow, Wladimir Golikow, Alexander Golikow, Juri Lebedew Trainer / Assistent: Wiktor Tichonow / Wladimir Jursinow |
| Nr. 512 10. Mai 1978       | 5:1 (0:0, 3:0, 2:1) | 0 Kanada | * | 0Prag, TCH | 0WM 1978 / EM 1978 | |
| Aufstellung                | Tor: Wladislaw Tretjak Verteidigung: Gennadi Zygankow, Wjatscheslaw Fetissow (1), Sinetula Biljaletdinow, Wladimir Luttschenko, Waleri Wassiljew, Wassili Perwuchin, Juri Fjodorow Sturm: Boris Michailow, Wladimir Petrow, Waleri Charlamow, Chelmut Balderis, Wiktor Schluktow (1), Sergei Kapustin (1), Alexander Malzew (1), Wladimir Golikow, Alexander Golikow (1), Sergei Makarow, Juri Lebedew Trainer / Assistent: Wiktor Tichonow / Wladimir Jursinow                                                                                    | Tor: Wladislaw Tretjak Verteidigung: Gennadi Zygankow, Wjatscheslaw Fetissow (1), Sinetula Biljaletdinow, Wladimir Luttschenko, Waleri Wassiljew, Wassili Perwuchin, Juri Fjodorow Sturm: Boris Michailow, Wladimir Petrow, Waleri Charlamow, Chelmut Balderis, Wiktor Schluktow (1), Sergei Kapustin (1), Alexander Malzew (1), Wladimir Golikow, Alexander Golikow (1), Sergei Makarow, Juri Lebedew Trainer / Assistent: Wiktor Tichonow / Wladimir Jursinow                                                                                    | Tor: Wladislaw Tretjak Verteidigung: Gennadi Zygankow, Wjatscheslaw Fetissow (1), Sinetula Biljaletdinow, Wladimir Luttschenko, Waleri Wassiljew, Wassili Perwuchin, Juri Fjodorow Sturm: Boris Michailow, Wladimir Petrow, Waleri Charlamow, Chelmut Balderis, Wiktor Schluktow (1), Sergei Kapustin (1), Alexander Malzew (1), Wladimir Golikow, Alexander Golikow (1), Sergei Makarow, Juri Lebedew Trainer / Assistent: Wiktor Tichonow / Wladimir Jursinow                                                                                    | Tor: Wladislaw Tretjak Verteidigung: Gennadi Zygankow, Wjatscheslaw Fetissow (1), Sinetula Biljaletdinow, Wladimir Luttschenko, Waleri Wassiljew, Wassili Perwuchin, Juri Fjodorow Sturm: Boris Michailow, Wladimir Petrow, Waleri Charlamow, Chelmut Balderis, Wiktor Schluktow (1), Sergei Kapustin (1), Alexander Malzew (1), Wladimir Golikow, Alexander Golikow (1), Sergei Makarow, Juri Lebedew Trainer / Assistent: Wiktor Tichonow / Wladimir Jursinow                                                                                    | Tor: Wladislaw Tretjak Verteidigung: Gennadi Zygankow, Wjatscheslaw Fetissow (1), Sinetula Biljaletdinow, Wladimir Luttschenko, Waleri Wassiljew, Wassili Perwuchin, Juri Fjodorow Sturm: Boris Michailow, Wladimir Petrow, Waleri Charlamow, Chelmut Balderis, Wiktor Schluktow (1), Sergei Kapustin (1), Alexander Malzew (1), Wladimir Golikow, Alexander Golikow (1), Sergei Makarow, Juri Lebedew Trainer / Assistent: Wiktor Tichonow / Wladimir Jursinow                                                                                    | Tor: Wladislaw Tretjak Verteidigung: Gennadi Zygankow, Wjatscheslaw Fetissow (1), Sinetula Biljaletdinow, Wladimir Luttschenko, Waleri Wassiljew, Wassili Perwuchin, Juri Fjodorow Sturm: Boris Michailow, Wladimir Petrow, Waleri Charlamow, Chelmut Balderis, Wiktor Schluktow (1), Sergei Kapustin (1), Alexander Malzew (1), Wladimir Golikow, Alexander Golikow (1), Sergei Makarow, Juri Lebedew Trainer / Assistent: Wiktor Tichonow / Wladimir Jursinow                                                                                    |
| Nr. 513 12. Mai 1978       | 7:1 (2:0, 5:1, 0:0) | 0 Schweden | * | 0Prag, TCH | 0WM 1978 / EM 1978 | |
| Aufstellung                | Tor: Wladislaw Tretjak Verteidigung: Gennadi Zygankow, Wjatscheslaw Fetissow, Sinetula Biljaletdinow, Wladimir Luttschenko, Waleri Wassiljew (1), Wassili Perwuchin Sturm: Boris Michailow (1), Wladimir Petrow (1), Waleri Charlamow, Chelmut Balderis (3), Alexander Malzew, Sergei Kapustin, Sergei Makarow, Wladimir Golikow (1), Alexander Golikow Trainer / Assistent: Wiktor Tichonow / Wladimir Jursinow | Tor: Wladislaw Tretjak Verteidigung: Gennadi Zygankow, Wjatscheslaw Fetissow, Sinetula Biljaletdinow, Wladimir Luttschenko, Waleri Wassiljew (1), Wassili Perwuchin Sturm: Boris Michailow (1), Wladimir Petrow (1), Waleri Charlamow, Chelmut Balderis (3), Alexander Malzew, Sergei Kapustin, Sergei Makarow, Wladimir Golikow (1), Alexander Golikow Trainer / Assistent: Wiktor Tichonow / Wladimir Jursinow | Tor: Wladislaw Tretjak Verteidigung: Gennadi Zygankow, Wjatscheslaw Fetissow, Sinetula Biljaletdinow, Wladimir Luttschenko, Waleri Wassiljew (1), Wassili Perwuchin Sturm: Boris Michailow (1), Wladimir Petrow (1), Waleri Charlamow, Chelmut Balderis (3), Alexander Malzew, Sergei Kapustin, Sergei Makarow, Wladimir Golikow (1), Alexander Golikow Trainer / Assistent: Wiktor Tichonow / Wladimir Jursinow | Tor: Wladislaw Tretjak Verteidigung: Gennadi Zygankow, Wjatscheslaw Fetissow, Sinetula Biljaletdinow, Wladimir Luttschenko, Waleri Wassiljew (1), Wassili Perwuchin Sturm: Boris Michailow (1), Wladimir Petrow (1), Waleri Charlamow, Chelmut Balderis (3), Alexander Malzew, Sergei Kapustin, Sergei Makarow, Wladimir Golikow (1), Alexander Golikow Trainer / Assistent: Wiktor Tichonow / Wladimir Jursinow | Tor: Wladislaw Tretjak Verteidigung: Gennadi Zygankow, Wjatscheslaw Fetissow, Sinetula Biljaletdinow, Wladimir Luttschenko, Waleri Wassiljew (1), Wassili Perwuchin Sturm: Boris Michailow (1), Wladimir Petrow (1), Waleri Charlamow, Chelmut Balderis (3), Alexander Malzew, Sergei Kapustin, Sergei Makarow, Wladimir Golikow (1), Alexander Golikow Trainer / Assistent: Wiktor Tichonow / Wladimir Jursinow | Tor: Wladislaw Tretjak Verteidigung: Gennadi Zygankow, Wjatscheslaw Fetissow, Sinetula Biljaletdinow, Wladimir Luttschenko, Waleri Wassiljew (1), Wassili Perwuchin Sturm: Boris Michailow (1), Wladimir Petrow (1), Waleri Charlamow, Chelmut Balderis (3), Alexander Malzew, Sergei Kapustin, Sergei Makarow, Wladimir Golikow (1), Alexander Golikow Trainer / Assistent: Wiktor Tichonow / Wladimir Jursinow |
| Nr. 514 14. Mai 1978       | 3:1 (1:0, 1:0, 1:1) | 0 Tschechoslowakei | A | 0Prag, TCH | 0WM 1978 / EM 1978 | 015. WM-Titel 018. EM-Titel |
| Aufstellung                | Tor: Wladislaw Tretjak Verteidigung: Gennadi Zygankow, Wjatscheslaw Fetissow, Sinetula Biljaletdinow, Wladimir Luttschenko, Waleri Wassiljew, Wassili Perwuchin Sturm: Boris Michailow, Wladimir Petrow (1), Waleri Charlamow, Chelmut Balderis (1), Wiktor Schluktow, Sergei Kapustin, Alexander Malzew, Wladimir Golikow (1), Alexander Golikow, Sergei Makarow, Juri Lebedew Trainer / Assistent: Wiktor Tichonow / Wladimir Jursinow | Tor: Wladislaw Tretjak Verteidigung: Gennadi Zygankow, Wjatscheslaw Fetissow, Sinetula Biljaletdinow, Wladimir Luttschenko, Waleri Wassiljew, Wassili Perwuchin Sturm: Boris Michailow, Wladimir Petrow (1), Waleri Charlamow, Chelmut Balderis (1), Wiktor Schluktow, Sergei Kapustin, Alexander Malzew, Wladimir Golikow (1), Alexander Golikow, Sergei Makarow, Juri Lebedew Trainer / Assistent: Wiktor Tichonow / Wladimir Jursinow | Tor: Wladislaw Tretjak Verteidigung: Gennadi Zygankow, Wjatscheslaw Fetissow, Sinetula Biljaletdinow, Wladimir Luttschenko, Waleri Wassiljew, Wassili Perwuchin Sturm: Boris Michailow, Wladimir Petrow (1), Waleri Charlamow, Chelmut Balderis (1), Wiktor Schluktow, Sergei Kapustin, Alexander Malzew, Wladimir Golikow (1), Alexander Golikow, Sergei Makarow, Juri Lebedew Trainer / Assistent: Wiktor Tichonow / Wladimir Jursinow | Tor: Wladislaw Tretjak Verteidigung: Gennadi Zygankow, Wjatscheslaw Fetissow, Sinetula Biljaletdinow, Wladimir Luttschenko, Waleri Wassiljew, Wassili Perwuchin Sturm: Boris Michailow, Wladimir Petrow (1), Waleri Charlamow, Chelmut Balderis (1), Wiktor Schluktow, Sergei Kapustin, Alexander Malzew, Wladimir Golikow (1), Alexander Golikow, Sergei Makarow, Juri Lebedew Trainer / Assistent: Wiktor Tichonow / Wladimir Jursinow | Tor: Wladislaw Tretjak Verteidigung: Gennadi Zygankow, Wjatscheslaw Fetissow, Sinetula Biljaletdinow, Wladimir Luttschenko, Waleri Wassiljew, Wassili Perwuchin Sturm: Boris Michailow, Wladimir Petrow (1), Waleri Charlamow, Chelmut Balderis (1), Wiktor Schluktow, Sergei Kapustin, Alexander Malzew, Wladimir Golikow (1), Alexander Golikow, Sergei Makarow, Juri Lebedew Trainer / Assistent: Wiktor Tichonow / Wladimir Jursinow | Tor: Wladislaw Tretjak Verteidigung: Gennadi Zygankow, Wjatscheslaw Fetissow, Sinetula Biljaletdinow, Wladimir Luttschenko, Waleri Wassiljew, Wassili Perwuchin Sturm: Boris Michailow, Wladimir Petrow (1), Waleri Charlamow, Chelmut Balderis (1), Wiktor Schluktow, Sergei Kapustin, Alexander Malzew, Wladimir Golikow (1), Alexander Golikow, Sergei Makarow, Juri Lebedew Trainer / Assistent: Wiktor Tichonow / Wladimir Jursinow |
| Nr. 515 19. September 1978 | 8:2 (2:1, 3:1, 3:0) | 0 Tschechoslowakei | A | 0Bratislava, TCH | 0Rudé Právo Cup | |
| Aufstellung                | Tor: Wladislaw Tretjak Verteidigung: Gennadi Zygankow, Sergei Starikow, Sinetula Biljaletdinow, Wjatscheslaw Fetissow, Waleri Wassiljew, Wassili Perwuchin Sturm: Boris Michailow, Wladimir Petrow (1), Waleri Charlamow (1), Chelmut Balderis (2), Wiktor Schluktow, Sergei Kapustin (2), Sergei Makarow, Michail Schostak (1), Wladimir Lawrentjew (1) Trainer / Assistent: Wiktor Tichonow / Wladimir Jursinow | Tor: Wladislaw Tretjak Verteidigung: Gennadi Zygankow, Sergei Starikow, Sinetula Biljaletdinow, Wjatscheslaw Fetissow, Waleri Wassiljew, Wassili Perwuchin Sturm: Boris Michailow, Wladimir Petrow (1), Waleri Charlamow (1), Chelmut Balderis (2), Wiktor Schluktow, Sergei Kapustin (2), Sergei Makarow, Michail Schostak (1), Wladimir Lawrentjew (1) Trainer / Assistent: Wiktor Tichonow / Wladimir Jursinow | Tor: Wladislaw Tretjak Verteidigung: Gennadi Zygankow, Sergei Starikow, Sinetula Biljaletdinow, Wjatscheslaw Fetissow, Waleri Wassiljew, Wassili Perwuchin Sturm: Boris Michailow, Wladimir Petrow (1), Waleri Charlamow (1), Chelmut Balderis (2), Wiktor Schluktow, Sergei Kapustin (2), Sergei Makarow, Michail Schostak (1), Wladimir Lawrentjew (1) Trainer / Assistent: Wiktor Tichonow / Wladimir Jursinow | Tor: Wladislaw Tretjak Verteidigung: Gennadi Zygankow, Sergei Starikow, Sinetula Biljaletdinow, Wjatscheslaw Fetissow, Waleri Wassiljew, Wassili Perwuchin Sturm: Boris Michailow, Wladimir Petrow (1), Waleri Charlamow (1), Chelmut Balderis (2), Wiktor Schluktow, Sergei Kapustin (2), Sergei Makarow, Michail Schostak (1), Wladimir Lawrentjew (1) Trainer / Assistent: Wiktor Tichonow / Wladimir Jursinow | Tor: Wladislaw Tretjak Verteidigung: Gennadi Zygankow, Sergei Starikow, Sinetula Biljaletdinow, Wjatscheslaw Fetissow, Waleri Wassiljew, Wassili Perwuchin Sturm: Boris Michailow, Wladimir Petrow (1), Waleri Charlamow (1), Chelmut Balderis (2), Wiktor Schluktow, Sergei Kapustin (2), Sergei Makarow, Michail Schostak (1), Wladimir Lawrentjew (1) Trainer / Assistent: Wiktor Tichonow / Wladimir Jursinow | Tor: Wladislaw Tretjak Verteidigung: Gennadi Zygankow, Sergei Starikow, Sinetula Biljaletdinow, Wjatscheslaw Fetissow, Waleri Wassiljew, Wassili Perwuchin Sturm: Boris Michailow, Wladimir Petrow (1), Waleri Charlamow (1), Chelmut Balderis (2), Wiktor Schluktow, Sergei Kapustin (2), Sergei Makarow, Michail Schostak (1), Wladimir Lawrentjew (1) Trainer / Assistent: Wiktor Tichonow / Wladimir Jursinow |
| Nr. 516 21. September 1978 | 5:4 (2:1, 2:0, 1:3) | 0 Tschechoslowakei | A | 0Pardubice, TCH | 0Rudé Právo Cup | |
| Aufstellung                | Tor: Wladimir Myschkin Verteidigung: Sinetula Biljaletdinow, Wjatscheslaw Fetissow (1), Waleri Wassiljew, Wassili Perwuchin, Wladimir Luttschenko, Sergei Starikow Sturm: Chelmut Balderis, Wiktor Schluktow (1), Sergei Kapustin (2), Juri Lebedew, Alexander Malzew (1), Alexander Golikow, Sergei Makarow, Michail Schostak, Wladimir Lawrentjew Trainer / Assistent: Wiktor Tichonow / Wladimir Jursinow | Tor: Wladimir Myschkin Verteidigung: Sinetula Biljaletdinow, Wjatscheslaw Fetissow (1), Waleri Wassiljew, Wassili Perwuchin, Wladimir Luttschenko, Sergei Starikow Sturm: Chelmut Balderis, Wiktor Schluktow (1), Sergei Kapustin (2), Juri Lebedew, Alexander Malzew (1), Alexander Golikow, Sergei Makarow, Michail Schostak, Wladimir Lawrentjew Trainer / Assistent: Wiktor Tichonow / Wladimir Jursinow | Tor: Wladimir Myschkin Verteidigung: Sinetula Biljaletdinow, Wjatscheslaw Fetissow (1), Waleri Wassiljew, Wassili Perwuchin, Wladimir Luttschenko, Sergei Starikow Sturm: Chelmut Balderis, Wiktor Schluktow (1), Sergei Kapustin (2), Juri Lebedew, Alexander Malzew (1), Alexander Golikow, Sergei Makarow, Michail Schostak, Wladimir Lawrentjew Trainer / Assistent: Wiktor Tichonow / Wladimir Jursinow | Tor: Wladimir Myschkin Verteidigung: Sinetula Biljaletdinow, Wjatscheslaw Fetissow (1), Waleri Wassiljew, Wassili Perwuchin, Wladimir Luttschenko, Sergei Starikow Sturm: Chelmut Balderis, Wiktor Schluktow (1), Sergei Kapustin (2), Juri Lebedew, Alexander Malzew (1), Alexander Golikow, Sergei Makarow, Michail Schostak, Wladimir Lawrentjew Trainer / Assistent: Wiktor Tichonow / Wladimir Jursinow | Tor: Wladimir Myschkin Verteidigung: Sinetula Biljaletdinow, Wjatscheslaw Fetissow (1), Waleri Wassiljew, Wassili Perwuchin, Wladimir Luttschenko, Sergei Starikow Sturm: Chelmut Balderis, Wiktor Schluktow (1), Sergei Kapustin (2), Juri Lebedew, Alexander Malzew (1), Alexander Golikow, Sergei Makarow, Michail Schostak, Wladimir Lawrentjew Trainer / Assistent: Wiktor Tichonow / Wladimir Jursinow | Tor: Wladimir Myschkin Verteidigung: Sinetula Biljaletdinow, Wjatscheslaw Fetissow (1), Waleri Wassiljew, Wassili Perwuchin, Wladimir Luttschenko, Sergei Starikow Sturm: Chelmut Balderis, Wiktor Schluktow (1), Sergei Kapustin (2), Juri Lebedew, Alexander Malzew (1), Alexander Golikow, Sergei Makarow, Michail Schostak, Wladimir Lawrentjew Trainer / Assistent: Wiktor Tichonow / Wladimir Jursinow |
| Nr. 517 23. September 1978 | 5:4 (0:2, 2:0, 3:2) | 0 Tschechoslowakei | A | 0Prag, TCH | 0Rudé Právo Cup | |
| Aufstellung                | Tor: Wladislaw Tretjak Verteidigung: Gennadi Zygankow, Sergei Starikow, Sinetula Biljaletdinow, Wjatscheslaw Fetissow (1), Waleri Wassiljew, Wassili Perwuchin Sturm: Boris Michailow, Wladimir Petrow (2), Waleri Charlamow, Chelmut Balderis, Wiktor Schluktow, Sergei Kapustin, Juri Lebedew, Alexander Malzew (2), Alexander Golikow, Sergei Makarow Trainer / Assistent: Wiktor Tichonow / Wladimir Jursinow | Tor: Wladislaw Tretjak Verteidigung: Gennadi Zygankow, Sergei Starikow, Sinetula Biljaletdinow, Wjatscheslaw Fetissow (1), Waleri Wassiljew, Wassili Perwuchin Sturm: Boris Michailow, Wladimir Petrow (2), Waleri Charlamow, Chelmut Balderis, Wiktor Schluktow, Sergei Kapustin, Juri Lebedew, Alexander Malzew (2), Alexander Golikow, Sergei Makarow Trainer / Assistent: Wiktor Tichonow / Wladimir Jursinow | Tor: Wladislaw Tretjak Verteidigung: Gennadi Zygankow, Sergei Starikow, Sinetula Biljaletdinow, Wjatscheslaw Fetissow (1), Waleri Wassiljew, Wassili Perwuchin Sturm: Boris Michailow, Wladimir Petrow (2), Waleri Charlamow, Chelmut Balderis, Wiktor Schluktow, Sergei Kapustin, Juri Lebedew, Alexander Malzew (2), Alexander Golikow, Sergei Makarow Trainer / Assistent: Wiktor Tichonow / Wladimir Jursinow | Tor: Wladislaw Tretjak Verteidigung: Gennadi Zygankow, Sergei Starikow, Sinetula Biljaletdinow, Wjatscheslaw Fetissow (1), Waleri Wassiljew, Wassili Perwuchin Sturm: Boris Michailow, Wladimir Petrow (2), Waleri Charlamow, Chelmut Balderis, Wiktor Schluktow, Sergei Kapustin, Juri Lebedew, Alexander Malzew (2), Alexander Golikow, Sergei Makarow Trainer / Assistent: Wiktor Tichonow / Wladimir Jursinow | Tor: Wladislaw Tretjak Verteidigung: Gennadi Zygankow, Sergei Starikow, Sinetula Biljaletdinow, Wjatscheslaw Fetissow (1), Waleri Wassiljew, Wassili Perwuchin Sturm: Boris Michailow, Wladimir Petrow (2), Waleri Charlamow, Chelmut Balderis, Wiktor Schluktow, Sergei Kapustin, Juri Lebedew, Alexander Malzew (2), Alexander Golikow, Sergei Makarow Trainer / Assistent: Wiktor Tichonow / Wladimir Jursinow | Tor: Wladislaw Tretjak Verteidigung: Gennadi Zygankow, Sergei Starikow, Sinetula Biljaletdinow, Wjatscheslaw Fetissow (1), Waleri Wassiljew, Wassili Perwuchin Sturm: Boris Michailow, Wladimir Petrow (2), Waleri Charlamow, Chelmut Balderis, Wiktor Schluktow, Sergei Kapustin, Juri Lebedew, Alexander Malzew (2), Alexander Golikow, Sergei Makarow Trainer / Assistent: Wiktor Tichonow / Wladimir Jursinow |
| Nr. 518 16. Dezember 1978  | 6:0 (2:0, 3:0, 1:0) | 0 Schweden | H | 0Moskau | 0Iswestija-Pokal 1978 | |
| Aufstellung                | Tor: Wladislaw Tretjak Verteidigung: Gennadi Zygankow, Sergei Starikow, Sergei Babinow, Wjatscheslaw Fetissow, Sinetula Biljaletdinow, Wassili Perwuchin, Waleri Wassiljew, Wiktor Chatulew Sturm: Boris Michailow, Wladimir Petrow, Waleri Charlamow (1), Chelmut Balderis, Wiktor Schluktow (3), Sergei Kapustin (1), Pjotr Prirodin, Wladimir Golikow, Alexander Golikow, Alexei Frolikow, Michail Schostak (1), Sergei Makarow Trainer / Assistent: Wiktor Tichonow / Wladimir Jursinow                                                        | Tor: Wladislaw Tretjak Verteidigung: Gennadi Zygankow, Sergei Starikow, Sergei Babinow, Wjatscheslaw Fetissow, Sinetula Biljaletdinow, Wassili Perwuchin, Waleri Wassiljew, Wiktor Chatulew Sturm: Boris Michailow, Wladimir Petrow, Waleri Charlamow (1), Chelmut Balderis, Wiktor Schluktow (3), Sergei Kapustin (1), Pjotr Prirodin, Wladimir Golikow, Alexander Golikow, Alexei Frolikow, Michail Schostak (1), Sergei Makarow Trainer / Assistent: Wiktor Tichonow / Wladimir Jursinow                                                        | Tor: Wladislaw Tretjak Verteidigung: Gennadi Zygankow, Sergei Starikow, Sergei Babinow, Wjatscheslaw Fetissow, Sinetula Biljaletdinow, Wassili Perwuchin, Waleri Wassiljew, Wiktor Chatulew Sturm: Boris Michailow, Wladimir Petrow, Waleri Charlamow (1), Chelmut Balderis, Wiktor Schluktow (3), Sergei Kapustin (1), Pjotr Prirodin, Wladimir Golikow, Alexander Golikow, Alexei Frolikow, Michail Schostak (1), Sergei Makarow Trainer / Assistent: Wiktor Tichonow / Wladimir Jursinow                                                        | Tor: Wladislaw Tretjak Verteidigung: Gennadi Zygankow, Sergei Starikow, Sergei Babinow, Wjatscheslaw Fetissow, Sinetula Biljaletdinow, Wassili Perwuchin, Waleri Wassiljew, Wiktor Chatulew Sturm: Boris Michailow, Wladimir Petrow, Waleri Charlamow (1), Chelmut Balderis, Wiktor Schluktow (3), Sergei Kapustin (1), Pjotr Prirodin, Wladimir Golikow, Alexander Golikow, Alexei Frolikow, Michail Schostak (1), Sergei Makarow Trainer / Assistent: Wiktor Tichonow / Wladimir Jursinow                                                        | Tor: Wladislaw Tretjak Verteidigung: Gennadi Zygankow, Sergei Starikow, Sergei Babinow, Wjatscheslaw Fetissow, Sinetula Biljaletdinow, Wassili Perwuchin, Waleri Wassiljew, Wiktor Chatulew Sturm: Boris Michailow, Wladimir Petrow, Waleri Charlamow (1), Chelmut Balderis, Wiktor Schluktow (3), Sergei Kapustin (1), Pjotr Prirodin, Wladimir Golikow, Alexander Golikow, Alexei Frolikow, Michail Schostak (1), Sergei Makarow Trainer / Assistent: Wiktor Tichonow / Wladimir Jursinow                                                        | Tor: Wladislaw Tretjak Verteidigung: Gennadi Zygankow, Sergei Starikow, Sergei Babinow, Wjatscheslaw Fetissow, Sinetula Biljaletdinow, Wassili Perwuchin, Waleri Wassiljew, Wiktor Chatulew Sturm: Boris Michailow, Wladimir Petrow, Waleri Charlamow (1), Chelmut Balderis, Wiktor Schluktow (3), Sergei Kapustin (1), Pjotr Prirodin, Wladimir Golikow, Alexander Golikow, Alexei Frolikow, Michail Schostak (1), Sergei Makarow Trainer / Assistent: Wiktor Tichonow / Wladimir Jursinow                                                        |
| Nr. 519 17. Dezember 1978  | 4:1 (2:1, 1:0, 1:0) | 0 Finnland | H | 0Moskau | 0Iswestija-Pokal 1978 | |
| Aufstellung                | Tor: Wiktor Doroschtschenko Verteidigung: Gennadi Zygankow, Sergei Starikow, Sergei Babinow, Wjatscheslaw Fetissow, Sinetula Biljaletdinow, Wassili Perwuchin, Waleri Wassiljew, Wiktor Chatulew Sturm: Boris Michailow (1), Wladimir Petrow, Waleri Charlamow, Chelmut Balderis (1), Wiktor Schluktow, Sergei Kapustin, Pjotr Prirodin, Wladimir Golikow, Alexander Golikow (2), Alexei Frolikow, Michail Schostak, Sergei Makarow Trainer / Assistent: Wiktor Tichonow / Wladimir Jursinow                                                       | Tor: Wiktor Doroschtschenko Verteidigung: Gennadi Zygankow, Sergei Starikow, Sergei Babinow, Wjatscheslaw Fetissow, Sinetula Biljaletdinow, Wassili Perwuchin, Waleri Wassiljew, Wiktor Chatulew Sturm: Boris Michailow (1), Wladimir Petrow, Waleri Charlamow, Chelmut Balderis (1), Wiktor Schluktow, Sergei Kapustin, Pjotr Prirodin, Wladimir Golikow, Alexander Golikow (2), Alexei Frolikow, Michail Schostak, Sergei Makarow Trainer / Assistent: Wiktor Tichonow / Wladimir Jursinow                                                       | Tor: Wiktor Doroschtschenko Verteidigung: Gennadi Zygankow, Sergei Starikow, Sergei Babinow, Wjatscheslaw Fetissow, Sinetula Biljaletdinow, Wassili Perwuchin, Waleri Wassiljew, Wiktor Chatulew Sturm: Boris Michailow (1), Wladimir Petrow, Waleri Charlamow, Chelmut Balderis (1), Wiktor Schluktow, Sergei Kapustin, Pjotr Prirodin, Wladimir Golikow, Alexander Golikow (2), Alexei Frolikow, Michail Schostak, Sergei Makarow Trainer / Assistent: Wiktor Tichonow / Wladimir Jursinow                                                       | Tor: Wiktor Doroschtschenko Verteidigung: Gennadi Zygankow, Sergei Starikow, Sergei Babinow, Wjatscheslaw Fetissow, Sinetula Biljaletdinow, Wassili Perwuchin, Waleri Wassiljew, Wiktor Chatulew Sturm: Boris Michailow (1), Wladimir Petrow, Waleri Charlamow, Chelmut Balderis (1), Wiktor Schluktow, Sergei Kapustin, Pjotr Prirodin, Wladimir Golikow, Alexander Golikow (2), Alexei Frolikow, Michail Schostak, Sergei Makarow Trainer / Assistent: Wiktor Tichonow / Wladimir Jursinow                                                       | Tor: Wiktor Doroschtschenko Verteidigung: Gennadi Zygankow, Sergei Starikow, Sergei Babinow, Wjatscheslaw Fetissow, Sinetula Biljaletdinow, Wassili Perwuchin, Waleri Wassiljew, Wiktor Chatulew Sturm: Boris Michailow (1), Wladimir Petrow, Waleri Charlamow, Chelmut Balderis (1), Wiktor Schluktow, Sergei Kapustin, Pjotr Prirodin, Wladimir Golikow, Alexander Golikow (2), Alexei Frolikow, Michail Schostak, Sergei Makarow Trainer / Assistent: Wiktor Tichonow / Wladimir Jursinow                                                       | Tor: Wiktor Doroschtschenko Verteidigung: Gennadi Zygankow, Sergei Starikow, Sergei Babinow, Wjatscheslaw Fetissow, Sinetula Biljaletdinow, Wassili Perwuchin, Waleri Wassiljew, Wiktor Chatulew Sturm: Boris Michailow (1), Wladimir Petrow, Waleri Charlamow, Chelmut Balderis (1), Wiktor Schluktow, Sergei Kapustin, Pjotr Prirodin, Wladimir Golikow, Alexander Golikow (2), Alexei Frolikow, Michail Schostak, Sergei Makarow Trainer / Assistent: Wiktor Tichonow / Wladimir Jursinow                                                       |
| Nr. 520 19. Dezember 1978  | 9:3 (4:1, 3:1, 2:1) | 0 Kanada | H | 0Moskau | 0Iswestija-Pokal 1978 | |
| Aufstellung                | Tor: Wladislaw Tretjak Verteidigung: Gennadi Zygankow, Sergei Starikow, Sergei Babinow, Wjatscheslaw Fetissow, Sinetula Biljaletdinow, Wassili Perwuchin, Waleri Wassiljew, Wiktor Chatulew Sturm: Boris Michailow (2), Wladimir Petrow (1), Waleri Charlamow, Chelmut Balderis (2), Wiktor Schluktow (1), Sergei Kapustin (2), Pjotr Prirodin, Wladimir Golikow, Alexander Golikow, Alexei Frolikow (1), Michail Schostak, Sergei Makarow Trainer / Assistent: Wiktor Tichonow / Wladimir Jursinow                                                | Tor: Wladislaw Tretjak Verteidigung: Gennadi Zygankow, Sergei Starikow, Sergei Babinow, Wjatscheslaw Fetissow, Sinetula Biljaletdinow, Wassili Perwuchin, Waleri Wassiljew, Wiktor Chatulew Sturm: Boris Michailow (2), Wladimir Petrow (1), Waleri Charlamow, Chelmut Balderis (2), Wiktor Schluktow (1), Sergei Kapustin (2), Pjotr Prirodin, Wladimir Golikow, Alexander Golikow, Alexei Frolikow (1), Michail Schostak, Sergei Makarow Trainer / Assistent: Wiktor Tichonow / Wladimir Jursinow                                                | Tor: Wladislaw Tretjak Verteidigung: Gennadi Zygankow, Sergei Starikow, Sergei Babinow, Wjatscheslaw Fetissow, Sinetula Biljaletdinow, Wassili Perwuchin, Waleri Wassiljew, Wiktor Chatulew Sturm: Boris Michailow (2), Wladimir Petrow (1), Waleri Charlamow, Chelmut Balderis (2), Wiktor Schluktow (1), Sergei Kapustin (2), Pjotr Prirodin, Wladimir Golikow, Alexander Golikow, Alexei Frolikow (1), Michail Schostak, Sergei Makarow Trainer / Assistent: Wiktor Tichonow / Wladimir Jursinow                                                | Tor: Wladislaw Tretjak Verteidigung: Gennadi Zygankow, Sergei Starikow, Sergei Babinow, Wjatscheslaw Fetissow, Sinetula Biljaletdinow, Wassili Perwuchin, Waleri Wassiljew, Wiktor Chatulew Sturm: Boris Michailow (2), Wladimir Petrow (1), Waleri Charlamow, Chelmut Balderis (2), Wiktor Schluktow (1), Sergei Kapustin (2), Pjotr Prirodin, Wladimir Golikow, Alexander Golikow, Alexei Frolikow (1), Michail Schostak, Sergei Makarow Trainer / Assistent: Wiktor Tichonow / Wladimir Jursinow                                                | Tor: Wladislaw Tretjak Verteidigung: Gennadi Zygankow, Sergei Starikow, Sergei Babinow, Wjatscheslaw Fetissow, Sinetula Biljaletdinow, Wassili Perwuchin, Waleri Wassiljew, Wiktor Chatulew Sturm: Boris Michailow (2), Wladimir Petrow (1), Waleri Charlamow, Chelmut Balderis (2), Wiktor Schluktow (1), Sergei Kapustin (2), Pjotr Prirodin, Wladimir Golikow, Alexander Golikow, Alexei Frolikow (1), Michail Schostak, Sergei Makarow Trainer / Assistent: Wiktor Tichonow / Wladimir Jursinow                                                | Tor: Wladislaw Tretjak Verteidigung: Gennadi Zygankow, Sergei Starikow, Sergei Babinow, Wjatscheslaw Fetissow, Sinetula Biljaletdinow, Wassili Perwuchin, Waleri Wassiljew, Wiktor Chatulew Sturm: Boris Michailow (2), Wladimir Petrow (1), Waleri Charlamow, Chelmut Balderis (2), Wiktor Schluktow (1), Sergei Kapustin (2), Pjotr Prirodin, Wladimir Golikow, Alexander Golikow, Alexei Frolikow (1), Michail Schostak, Sergei Makarow Trainer / Assistent: Wiktor Tichonow / Wladimir Jursinow                                                |
| Nr. 521 22. Dezember 1978  | 3:3 (0:1, 0:1, 3:1) | 0 Tschechoslowakei | H | 0Moskau | 0Iswestija-Pokal 1978 | 09. Gewinn im Iswestija-Pokal |
| Aufstellung                | Tor: Wladislaw Tretjak Verteidigung: Gennadi Zygankow, Sergei Starikow, Sergei Babinow, Wjatscheslaw Fetissow, Sinetula Biljaletdinow, Wassili Perwuchin, Waleri Wassiljew (1), Wiktor Chatulew Sturm: Boris Michailow (1), Wladimir Petrow, Waleri Charlamow, Chelmut Balderis, Wiktor Schluktow, Sergei Kapustin, Pjotr Prirodin, Wladimir Golikow, Alexander Golikow, Alexei Frolikow, Michail Schostak, Sergei Makarow (1) Trainer / Assistent: Wiktor Tichonow / Wladimir Jursinow                                                            | Tor: Wladislaw Tretjak Verteidigung: Gennadi Zygankow, Sergei Starikow, Sergei Babinow, Wjatscheslaw Fetissow, Sinetula Biljaletdinow, Wassili Perwuchin, Waleri Wassiljew (1), Wiktor Chatulew Sturm: Boris Michailow (1), Wladimir Petrow, Waleri Charlamow, Chelmut Balderis, Wiktor Schluktow, Sergei Kapustin, Pjotr Prirodin, Wladimir Golikow, Alexander Golikow, Alexei Frolikow, Michail Schostak, Sergei Makarow (1) Trainer / Assistent: Wiktor Tichonow / Wladimir Jursinow                                                            | Tor: Wladislaw Tretjak Verteidigung: Gennadi Zygankow, Sergei Starikow, Sergei Babinow, Wjatscheslaw Fetissow, Sinetula Biljaletdinow, Wassili Perwuchin, Waleri Wassiljew (1), Wiktor Chatulew Sturm: Boris Michailow (1), Wladimir Petrow, Waleri Charlamow, Chelmut Balderis, Wiktor Schluktow, Sergei Kapustin, Pjotr Prirodin, Wladimir Golikow, Alexander Golikow, Alexei Frolikow, Michail Schostak, Sergei Makarow (1) Trainer / Assistent: Wiktor Tichonow / Wladimir Jursinow                                                            | Tor: Wladislaw Tretjak Verteidigung: Gennadi Zygankow, Sergei Starikow, Sergei Babinow, Wjatscheslaw Fetissow, Sinetula Biljaletdinow, Wassili Perwuchin, Waleri Wassiljew (1), Wiktor Chatulew Sturm: Boris Michailow (1), Wladimir Petrow, Waleri Charlamow, Chelmut Balderis, Wiktor Schluktow, Sergei Kapustin, Pjotr Prirodin, Wladimir Golikow, Alexander Golikow, Alexei Frolikow, Michail Schostak, Sergei Makarow (1) Trainer / Assistent: Wiktor Tichonow / Wladimir Jursinow                                                            | Tor: Wladislaw Tretjak Verteidigung: Gennadi Zygankow, Sergei Starikow, Sergei Babinow, Wjatscheslaw Fetissow, Sinetula Biljaletdinow, Wassili Perwuchin, Waleri Wassiljew (1), Wiktor Chatulew Sturm: Boris Michailow (1), Wladimir Petrow, Waleri Charlamow, Chelmut Balderis, Wiktor Schluktow, Sergei Kapustin, Pjotr Prirodin, Wladimir Golikow, Alexander Golikow, Alexei Frolikow, Michail Schostak, Sergei Makarow (1) Trainer / Assistent: Wiktor Tichonow / Wladimir Jursinow                                                            | Tor: Wladislaw Tretjak Verteidigung: Gennadi Zygankow, Sergei Starikow, Sergei Babinow, Wjatscheslaw Fetissow, Sinetula Biljaletdinow, Wassili Perwuchin, Waleri Wassiljew (1), Wiktor Chatulew Sturm: Boris Michailow (1), Wladimir Petrow, Waleri Charlamow, Chelmut Balderis, Wiktor Schluktow, Sergei Kapustin, Pjotr Prirodin, Wladimir Golikow, Alexander Golikow, Alexei Frolikow, Michail Schostak, Sergei Makarow (1) Trainer / Assistent: Wiktor Tichonow / Wladimir Jursinow                                                            |
| Nr. 522 29. Dezember 1978  | 13:3 (3:3, 2:0, 8:0) | 0 Niederlande | A | 0Den Haag, NED | 0Freundschaftsspiel | |
| Aufstellung                | Tor: Wladislaw Tretjak, Wiktor Doroschtschenko (51. Min.) Verteidigung: Wladimir Luttschenko, Gennadi Zygankow, Waleri Wassiljew, Sergei Babinow, Sinetula Biljaletdinow (1), Wassili Perwuchin Sturm: Sergei Makarow, Wladimir Petrow (2), Waleri Charlamow (1), Chelmut Balderis (1), Wiktor Schluktow, Sergei Kapustin (1), Pjotr Prirodin (2), Alexander Golikow (2), Wladimir Golikow (3) Trainer / Assistent: Wiktor Tichonow / Wladimir Jursinow                                                                                            | Tor: Wladislaw Tretjak, Wiktor Doroschtschenko (51. Min.) Verteidigung: Wladimir Luttschenko, Gennadi Zygankow, Waleri Wassiljew, Sergei Babinow, Sinetula Biljaletdinow (1), Wassili Perwuchin Sturm: Sergei Makarow, Wladimir Petrow (2), Waleri Charlamow (1), Chelmut Balderis (1), Wiktor Schluktow, Sergei Kapustin (1), Pjotr Prirodin (2), Alexander Golikow (2), Wladimir Golikow (3) Trainer / Assistent: Wiktor Tichonow / Wladimir Jursinow                                                                                            | Tor: Wladislaw Tretjak, Wiktor Doroschtschenko (51. Min.) Verteidigung: Wladimir Luttschenko, Gennadi Zygankow, Waleri Wassiljew, Sergei Babinow, Sinetula Biljaletdinow (1), Wassili Perwuchin Sturm: Sergei Makarow, Wladimir Petrow (2), Waleri Charlamow (1), Chelmut Balderis (1), Wiktor Schluktow, Sergei Kapustin (1), Pjotr Prirodin (2), Alexander Golikow (2), Wladimir Golikow (3) Trainer / Assistent: Wiktor Tichonow / Wladimir Jursinow                                                                                            | Tor: Wladislaw Tretjak, Wiktor Doroschtschenko (51. Min.) Verteidigung: Wladimir Luttschenko, Gennadi Zygankow, Waleri Wassiljew, Sergei Babinow, Sinetula Biljaletdinow (1), Wassili Perwuchin Sturm: Sergei Makarow, Wladimir Petrow (2), Waleri Charlamow (1), Chelmut Balderis (1), Wiktor Schluktow, Sergei Kapustin (1), Pjotr Prirodin (2), Alexander Golikow (2), Wladimir Golikow (3) Trainer / Assistent: Wiktor Tichonow / Wladimir Jursinow                                                                                            | Tor: Wladislaw Tretjak, Wiktor Doroschtschenko (51. Min.) Verteidigung: Wladimir Luttschenko, Gennadi Zygankow, Waleri Wassiljew, Sergei Babinow, Sinetula Biljaletdinow (1), Wassili Perwuchin Sturm: Sergei Makarow, Wladimir Petrow (2), Waleri Charlamow (1), Chelmut Balderis (1), Wiktor Schluktow, Sergei Kapustin (1), Pjotr Prirodin (2), Alexander Golikow (2), Wladimir Golikow (3) Trainer / Assistent: Wiktor Tichonow / Wladimir Jursinow                                                                                            | Tor: Wladislaw Tretjak, Wiktor Doroschtschenko (51. Min.) Verteidigung: Wladimir Luttschenko, Gennadi Zygankow, Waleri Wassiljew, Sergei Babinow, Sinetula Biljaletdinow (1), Wassili Perwuchin Sturm: Sergei Makarow, Wladimir Petrow (2), Waleri Charlamow (1), Chelmut Balderis (1), Wiktor Schluktow, Sergei Kapustin (1), Pjotr Prirodin (2), Alexander Golikow (2), Wladimir Golikow (3) Trainer / Assistent: Wiktor Tichonow / Wladimir Jursinow                                                                                            |
| Nr. 523 30. Dezember 1978  | 10:5 (4:0, 4:2, 2:3) | 0 Niederlande | A | 0Groningen, NED | 0Freundschaftsspiel | |
| Aufstellung                | Tor: Wiktor Doroschtschenko Verteidigung: Waleri Wassiljew, Wassili Perwuchin, Sergei Babinow, Gennadi Zygankow, Sinetula Biljaletdinow Sturm: Boris Michailow (1), Wladimir Petrow, Sergei Makarow (3), Chelmut Balderis (1), Wiktor Schluktow (2), Sergei Kapustin, Pjotr Prirodin (1), Wladimir Golikow (1), Alexander Golikow (1) Trainer / Assistent: Wiktor Tichonow / Wladimir Jursinow | Tor: Wiktor Doroschtschenko Verteidigung: Waleri Wassiljew, Wassili Perwuchin, Sergei Babinow, Gennadi Zygankow, Sinetula Biljaletdinow Sturm: Boris Michailow (1), Wladimir Petrow, Sergei Makarow (3), Chelmut Balderis (1), Wiktor Schluktow (2), Sergei Kapustin, Pjotr Prirodin (1), Wladimir Golikow (1), Alexander Golikow (1) Trainer / Assistent: Wiktor Tichonow / Wladimir Jursinow | Tor: Wiktor Doroschtschenko Verteidigung: Waleri Wassiljew, Wassili Perwuchin, Sergei Babinow, Gennadi Zygankow, Sinetula Biljaletdinow Sturm: Boris Michailow (1), Wladimir Petrow, Sergei Makarow (3), Chelmut Balderis (1), Wiktor Schluktow (2), Sergei Kapustin, Pjotr Prirodin (1), Wladimir Golikow (1), Alexander Golikow (1) Trainer / Assistent: Wiktor Tichonow / Wladimir Jursinow | Tor: Wiktor Doroschtschenko Verteidigung: Waleri Wassiljew, Wassili Perwuchin, Sergei Babinow, Gennadi Zygankow, Sinetula Biljaletdinow Sturm: Boris Michailow (1), Wladimir Petrow, Sergei Makarow (3), Chelmut Balderis (1), Wiktor Schluktow (2), Sergei Kapustin, Pjotr Prirodin (1), Wladimir Golikow (1), Alexander Golikow (1) Trainer / Assistent: Wiktor Tichonow / Wladimir Jursinow | Tor: Wiktor Doroschtschenko Verteidigung: Waleri Wassiljew, Wassili Perwuchin, Sergei Babinow, Gennadi Zygankow, Sinetula Biljaletdinow Sturm: Boris Michailow (1), Wladimir Petrow, Sergei Makarow (3), Chelmut Balderis (1), Wiktor Schluktow (2), Sergei Kapustin, Pjotr Prirodin (1), Wladimir Golikow (1), Alexander Golikow (1) Trainer / Assistent: Wiktor Tichonow / Wladimir Jursinow | Tor: Wiktor Doroschtschenko Verteidigung: Waleri Wassiljew, Wassili Perwuchin, Sergei Babinow, Gennadi Zygankow, Sinetula Biljaletdinow Sturm: Boris Michailow (1), Wladimir Petrow, Sergei Makarow (3), Chelmut Balderis (1), Wiktor Schluktow (2), Sergei Kapustin, Pjotr Prirodin (1), Wladimir Golikow (1), Alexander Golikow (1) Trainer / Assistent: Wiktor Tichonow / Wladimir Jursinow |
| Nr. 524 4. Januar 1979     | 18:1 (8:0, 2:0, 8:1) | 0 Niederlande | A | 0Assen, NED | 0Freundschaftsspiel | |
| Aufstellung                | Tor: Wladislaw Tretjak Verteidigung: Waleri Wassiljew, Sergei Babinow, Sinetula Biljaletdinow, Wassili Perwuchin, Wladimir Luttschenko (1) Sturm: Boris Michailow (2), Wladimir Petrow, Waleri Charlamow (1), Chelmut Balderis (2), Wiktor Schluktow (1), Sergei Kapustin (3), Pjotr Prirodin (4), Wladimir Golikow (1), Alexander Golikow (1), Sergei Makarow (2) Trainer / Assistent: Wiktor Tichonow / Wladimir Jursinow | Tor: Wladislaw Tretjak Verteidigung: Waleri Wassiljew, Sergei Babinow, Sinetula Biljaletdinow, Wassili Perwuchin, Wladimir Luttschenko (1) Sturm: Boris Michailow (2), Wladimir Petrow, Waleri Charlamow (1), Chelmut Balderis (2), Wiktor Schluktow (1), Sergei Kapustin (3), Pjotr Prirodin (4), Wladimir Golikow (1), Alexander Golikow (1), Sergei Makarow (2) Trainer / Assistent: Wiktor Tichonow / Wladimir Jursinow | Tor: Wladislaw Tretjak Verteidigung: Waleri Wassiljew, Sergei Babinow, Sinetula Biljaletdinow, Wassili Perwuchin, Wladimir Luttschenko (1) Sturm: Boris Michailow (2), Wladimir Petrow, Waleri Charlamow (1), Chelmut Balderis (2), Wiktor Schluktow (1), Sergei Kapustin (3), Pjotr Prirodin (4), Wladimir Golikow (1), Alexander Golikow (1), Sergei Makarow (2) Trainer / Assistent: Wiktor Tichonow / Wladimir Jursinow | Tor: Wladislaw Tretjak Verteidigung: Waleri Wassiljew, Sergei Babinow, Sinetula Biljaletdinow, Wassili Perwuchin, Wladimir Luttschenko (1) Sturm: Boris Michailow (2), Wladimir Petrow, Waleri Charlamow (1), Chelmut Balderis (2), Wiktor Schluktow (1), Sergei Kapustin (3), Pjotr Prirodin (4), Wladimir Golikow (1), Alexander Golikow (1), Sergei Makarow (2) Trainer / Assistent: Wiktor Tichonow / Wladimir Jursinow | Tor: Wladislaw Tretjak Verteidigung: Waleri Wassiljew, Sergei Babinow, Sinetula Biljaletdinow, Wassili Perwuchin, Wladimir Luttschenko (1) Sturm: Boris Michailow (2), Wladimir Petrow, Waleri Charlamow (1), Chelmut Balderis (2), Wiktor Schluktow (1), Sergei Kapustin (3), Pjotr Prirodin (4), Wladimir Golikow (1), Alexander Golikow (1), Sergei Makarow (2) Trainer / Assistent: Wiktor Tichonow / Wladimir Jursinow | Tor: Wladislaw Tretjak Verteidigung: Waleri Wassiljew, Sergei Babinow, Sinetula Biljaletdinow, Wassili Perwuchin, Wladimir Luttschenko (1) Sturm: Boris Michailow (2), Wladimir Petrow, Waleri Charlamow (1), Chelmut Balderis (2), Wiktor Schluktow (1), Sergei Kapustin (3), Pjotr Prirodin (4), Wladimir Golikow (1), Alexander Golikow (1), Sergei Makarow (2) Trainer / Assistent: Wiktor Tichonow / Wladimir Jursinow |
| Nr. 525 8. Februar 1979    | 2:4 (1:3, 0:1, 1:0) | 0 NHL All-Stars | * | 0New York, USA | 0Challenge Cup 1979 | |
| Aufstellung                | Tor: Wladislaw Tretjak Verteidigung: Gennadi Zygankow, Sergei Starikow, Waleri Wassiljew, Juri Fjodorow, Sinetula Biljaletdinow, Wassili Perwuchin Sturm: Boris Michailow (1), Wladimir Petrow, Waleri Charlamow, Chelmut Balderis, Wiktor Schluktow, Sergei Kapustin, Sergei Makarow, Wladimir Golikow (1), Alexander Golikow, Alexander Skworzow, Wladimir Kowin, Michail Warnakow Trainer / Assistent: Wiktor Tichonow / Wladimir Jursinow | Tor: Wladislaw Tretjak Verteidigung: Gennadi Zygankow, Sergei Starikow, Waleri Wassiljew, Juri Fjodorow, Sinetula Biljaletdinow, Wassili Perwuchin Sturm: Boris Michailow (1), Wladimir Petrow, Waleri Charlamow, Chelmut Balderis, Wiktor Schluktow, Sergei Kapustin, Sergei Makarow, Wladimir Golikow (1), Alexander Golikow, Alexander Skworzow, Wladimir Kowin, Michail Warnakow Trainer / Assistent: Wiktor Tichonow / Wladimir Jursinow | Tor: Wladislaw Tretjak Verteidigung: Gennadi Zygankow, Sergei Starikow, Waleri Wassiljew, Juri Fjodorow, Sinetula Biljaletdinow, Wassili Perwuchin Sturm: Boris Michailow (1), Wladimir Petrow, Waleri Charlamow, Chelmut Balderis, Wiktor Schluktow, Sergei Kapustin, Sergei Makarow, Wladimir Golikow (1), Alexander Golikow, Alexander Skworzow, Wladimir Kowin, Michail Warnakow Trainer / Assistent: Wiktor Tichonow / Wladimir Jursinow | Tor: Wladislaw Tretjak Verteidigung: Gennadi Zygankow, Sergei Starikow, Waleri Wassiljew, Juri Fjodorow, Sinetula Biljaletdinow, Wassili Perwuchin Sturm: Boris Michailow (1), Wladimir Petrow, Waleri Charlamow, Chelmut Balderis, Wiktor Schluktow, Sergei Kapustin, Sergei Makarow, Wladimir Golikow (1), Alexander Golikow, Alexander Skworzow, Wladimir Kowin, Michail Warnakow Trainer / Assistent: Wiktor Tichonow / Wladimir Jursinow | Tor: Wladislaw Tretjak Verteidigung: Gennadi Zygankow, Sergei Starikow, Waleri Wassiljew, Juri Fjodorow, Sinetula Biljaletdinow, Wassili Perwuchin Sturm: Boris Michailow (1), Wladimir Petrow, Waleri Charlamow, Chelmut Balderis, Wiktor Schluktow, Sergei Kapustin, Sergei Makarow, Wladimir Golikow (1), Alexander Golikow, Alexander Skworzow, Wladimir Kowin, Michail Warnakow Trainer / Assistent: Wiktor Tichonow / Wladimir Jursinow | Tor: Wladislaw Tretjak Verteidigung: Gennadi Zygankow, Sergei Starikow, Waleri Wassiljew, Juri Fjodorow, Sinetula Biljaletdinow, Wassili Perwuchin Sturm: Boris Michailow (1), Wladimir Petrow, Waleri Charlamow, Chelmut Balderis, Wiktor Schluktow, Sergei Kapustin, Sergei Makarow, Wladimir Golikow (1), Alexander Golikow, Alexander Skworzow, Wladimir Kowin, Michail Warnakow Trainer / Assistent: Wiktor Tichonow / Wladimir Jursinow |
| Nr. 526 10. Februar 1979   | 5:4 (1:2, 3:2, 1:0) | 0 NHL All-Stars | * | 0New York, USA | 0Challenge Cup 1979 | |
| Aufstellung                | Tor: Wladislaw Tretjak Verteidigung: Waleri Wassiljew, Sergei Starikow, Sergei Babinow, Juri Fjodorow, Sinetula Biljaletdinow, Wassili Perwuchin Sturm: Boris Michailow (1), Wladimir Petrow, Wiktor Tjumenew, Chelmut Balderis, Wiktor Schluktow, Sergei Kapustin (2), Sergei Makarow, Alexander Golikow, Wladimir Golikow (1), Alexander Skworzow, Wladimir Kowin, Michail Warnakow (1) Trainer / Assistent: Wiktor Tichonow / Wladimir Jursinow                                                                                                 | Tor: Wladislaw Tretjak Verteidigung: Waleri Wassiljew, Sergei Starikow, Sergei Babinow, Juri Fjodorow, Sinetula Biljaletdinow, Wassili Perwuchin Sturm: Boris Michailow (1), Wladimir Petrow, Wiktor Tjumenew, Chelmut Balderis, Wiktor Schluktow, Sergei Kapustin (2), Sergei Makarow, Alexander Golikow, Wladimir Golikow (1), Alexander Skworzow, Wladimir Kowin, Michail Warnakow (1) Trainer / Assistent: Wiktor Tichonow / Wladimir Jursinow                                                                                                 | Tor: Wladislaw Tretjak Verteidigung: Waleri Wassiljew, Sergei Starikow, Sergei Babinow, Juri Fjodorow, Sinetula Biljaletdinow, Wassili Perwuchin Sturm: Boris Michailow (1), Wladimir Petrow, Wiktor Tjumenew, Chelmut Balderis, Wiktor Schluktow, Sergei Kapustin (2), Sergei Makarow, Alexander Golikow, Wladimir Golikow (1), Alexander Skworzow, Wladimir Kowin, Michail Warnakow (1) Trainer / Assistent: Wiktor Tichonow / Wladimir Jursinow                                                                                                 | Tor: Wladislaw Tretjak Verteidigung: Waleri Wassiljew, Sergei Starikow, Sergei Babinow, Juri Fjodorow, Sinetula Biljaletdinow, Wassili Perwuchin Sturm: Boris Michailow (1), Wladimir Petrow, Wiktor Tjumenew, Chelmut Balderis, Wiktor Schluktow, Sergei Kapustin (2), Sergei Makarow, Alexander Golikow, Wladimir Golikow (1), Alexander Skworzow, Wladimir Kowin, Michail Warnakow (1) Trainer / Assistent: Wiktor Tichonow / Wladimir Jursinow                                                                                                 | Tor: Wladislaw Tretjak Verteidigung: Waleri Wassiljew, Sergei Starikow, Sergei Babinow, Juri Fjodorow, Sinetula Biljaletdinow, Wassili Perwuchin Sturm: Boris Michailow (1), Wladimir Petrow, Wiktor Tjumenew, Chelmut Balderis, Wiktor Schluktow, Sergei Kapustin (2), Sergei Makarow, Alexander Golikow, Wladimir Golikow (1), Alexander Skworzow, Wladimir Kowin, Michail Warnakow (1) Trainer / Assistent: Wiktor Tichonow / Wladimir Jursinow                                                                                                 | Tor: Wladislaw Tretjak Verteidigung: Waleri Wassiljew, Sergei Starikow, Sergei Babinow, Juri Fjodorow, Sinetula Biljaletdinow, Wassili Perwuchin Sturm: Boris Michailow (1), Wladimir Petrow, Wiktor Tjumenew, Chelmut Balderis, Wiktor Schluktow, Sergei Kapustin (2), Sergei Makarow, Alexander Golikow, Wladimir Golikow (1), Alexander Skworzow, Wladimir Kowin, Michail Warnakow (1) Trainer / Assistent: Wiktor Tichonow / Wladimir Jursinow                                                                                                 |
| Nr. 527 11. Februar 1979   | 6:0 (0:0, 2:0, 4:0) | 0 NHL All-Stars | * | 0New York, USA | 0Challenge Cup 1979 | |
| Aufstellung                | Tor: Wladimir Myschkin Verteidigung: Waleri Wassiljew, Sergei Starikow, Sergei Babinow, Juri Fjodorow, Sinetula Biljaletdinow, Wassili Perwuchin Sturm: Boris Michailow (1), Wladimir Petrow, Alexander Golikow (1), Chelmut Balderis (1), Wiktor Schluktow (1), Sergei Kapustin, Sergei Makarow (1), Irek Gimajew, Wiktor Tjumenew, Alexander Skworzow, Wladimir Kowin (1), Michail Warnakow Trainer / Assistent: Wiktor Tichonow / Wladimir Jursinow                                                                                             | Tor: Wladimir Myschkin Verteidigung: Waleri Wassiljew, Sergei Starikow, Sergei Babinow, Juri Fjodorow, Sinetula Biljaletdinow, Wassili Perwuchin Sturm: Boris Michailow (1), Wladimir Petrow, Alexander Golikow (1), Chelmut Balderis (1), Wiktor Schluktow (1), Sergei Kapustin, Sergei Makarow (1), Irek Gimajew, Wiktor Tjumenew, Alexander Skworzow, Wladimir Kowin (1), Michail Warnakow Trainer / Assistent: Wiktor Tichonow / Wladimir Jursinow                                                                                             | Tor: Wladimir Myschkin Verteidigung: Waleri Wassiljew, Sergei Starikow, Sergei Babinow, Juri Fjodorow, Sinetula Biljaletdinow, Wassili Perwuchin Sturm: Boris Michailow (1), Wladimir Petrow, Alexander Golikow (1), Chelmut Balderis (1), Wiktor Schluktow (1), Sergei Kapustin, Sergei Makarow (1), Irek Gimajew, Wiktor Tjumenew, Alexander Skworzow, Wladimir Kowin (1), Michail Warnakow Trainer / Assistent: Wiktor Tichonow / Wladimir Jursinow                                                                                             | Tor: Wladimir Myschkin Verteidigung: Waleri Wassiljew, Sergei Starikow, Sergei Babinow, Juri Fjodorow, Sinetula Biljaletdinow, Wassili Perwuchin Sturm: Boris Michailow (1), Wladimir Petrow, Alexander Golikow (1), Chelmut Balderis (1), Wiktor Schluktow (1), Sergei Kapustin, Sergei Makarow (1), Irek Gimajew, Wiktor Tjumenew, Alexander Skworzow, Wladimir Kowin (1), Michail Warnakow Trainer / Assistent: Wiktor Tichonow / Wladimir Jursinow                                                                                             | Tor: Wladimir Myschkin Verteidigung: Waleri Wassiljew, Sergei Starikow, Sergei Babinow, Juri Fjodorow, Sinetula Biljaletdinow, Wassili Perwuchin Sturm: Boris Michailow (1), Wladimir Petrow, Alexander Golikow (1), Chelmut Balderis (1), Wiktor Schluktow (1), Sergei Kapustin, Sergei Makarow (1), Irek Gimajew, Wiktor Tjumenew, Alexander Skworzow, Wladimir Kowin (1), Michail Warnakow Trainer / Assistent: Wiktor Tichonow / Wladimir Jursinow                                                                                             | Tor: Wladimir Myschkin Verteidigung: Waleri Wassiljew, Sergei Starikow, Sergei Babinow, Juri Fjodorow, Sinetula Biljaletdinow, Wassili Perwuchin Sturm: Boris Michailow (1), Wladimir Petrow, Alexander Golikow (1), Chelmut Balderis (1), Wiktor Schluktow (1), Sergei Kapustin, Sergei Makarow (1), Irek Gimajew, Wiktor Tjumenew, Alexander Skworzow, Wladimir Kowin (1), Michail Warnakow Trainer / Assistent: Wiktor Tichonow / Wladimir Jursinow                                                                                             |
| Nr. 528 28. März 1979      | 8:1 (4:0, 1:0, 3:1) | 0 Finnland | A | 0Helsinki, Finnland | 0Freundschaftsspiel | |
| Aufstellung                | Tor: Wladislaw Tretjak Verteidigung: Sergei Starikow, Wladimir Krikunow, Waleri Wassiljew, Sergei Babinow, Sinetula Biljaletdinow, Wassili Perwuchin, Irek Gimajew, Juri Fjodorow Sturm: Boris Michailow, Wladimir Petrow, Waleri Charlamow (1), Chelmut Balderis (1), Wiktor Schluktow, Sergei Kapustin, Sergei Makarow (1), Wladimir Golikow (1), Alexander Golikow (1), Alexander Skworzow (2), Wladimir Kowin (1), Michail Warnakow, Alexander Jakuschew Trainer / Assistent: Wiktor Tichonow / Wladimir Jursinow                              | Tor: Wladislaw Tretjak Verteidigung: Sergei Starikow, Wladimir Krikunow, Waleri Wassiljew, Sergei Babinow, Sinetula Biljaletdinow, Wassili Perwuchin, Irek Gimajew, Juri Fjodorow Sturm: Boris Michailow, Wladimir Petrow, Waleri Charlamow (1), Chelmut Balderis (1), Wiktor Schluktow, Sergei Kapustin, Sergei Makarow (1), Wladimir Golikow (1), Alexander Golikow (1), Alexander Skworzow (2), Wladimir Kowin (1), Michail Warnakow, Alexander Jakuschew Trainer / Assistent: Wiktor Tichonow / Wladimir Jursinow                              | Tor: Wladislaw Tretjak Verteidigung: Sergei Starikow, Wladimir Krikunow, Waleri Wassiljew, Sergei Babinow, Sinetula Biljaletdinow, Wassili Perwuchin, Irek Gimajew, Juri Fjodorow Sturm: Boris Michailow, Wladimir Petrow, Waleri Charlamow (1), Chelmut Balderis (1), Wiktor Schluktow, Sergei Kapustin, Sergei Makarow (1), Wladimir Golikow (1), Alexander Golikow (1), Alexander Skworzow (2), Wladimir Kowin (1), Michail Warnakow, Alexander Jakuschew Trainer / Assistent: Wiktor Tichonow / Wladimir Jursinow                              | Tor: Wladislaw Tretjak Verteidigung: Sergei Starikow, Wladimir Krikunow, Waleri Wassiljew, Sergei Babinow, Sinetula Biljaletdinow, Wassili Perwuchin, Irek Gimajew, Juri Fjodorow Sturm: Boris Michailow, Wladimir Petrow, Waleri Charlamow (1), Chelmut Balderis (1), Wiktor Schluktow, Sergei Kapustin, Sergei Makarow (1), Wladimir Golikow (1), Alexander Golikow (1), Alexander Skworzow (2), Wladimir Kowin (1), Michail Warnakow, Alexander Jakuschew Trainer / Assistent: Wiktor Tichonow / Wladimir Jursinow                              | Tor: Wladislaw Tretjak Verteidigung: Sergei Starikow, Wladimir Krikunow, Waleri Wassiljew, Sergei Babinow, Sinetula Biljaletdinow, Wassili Perwuchin, Irek Gimajew, Juri Fjodorow Sturm: Boris Michailow, Wladimir Petrow, Waleri Charlamow (1), Chelmut Balderis (1), Wiktor Schluktow, Sergei Kapustin, Sergei Makarow (1), Wladimir Golikow (1), Alexander Golikow (1), Alexander Skworzow (2), Wladimir Kowin (1), Michail Warnakow, Alexander Jakuschew Trainer / Assistent: Wiktor Tichonow / Wladimir Jursinow                              | Tor: Wladislaw Tretjak Verteidigung: Sergei Starikow, Wladimir Krikunow, Waleri Wassiljew, Sergei Babinow, Sinetula Biljaletdinow, Wassili Perwuchin, Irek Gimajew, Juri Fjodorow Sturm: Boris Michailow, Wladimir Petrow, Waleri Charlamow (1), Chelmut Balderis (1), Wiktor Schluktow, Sergei Kapustin, Sergei Makarow (1), Wladimir Golikow (1), Alexander Golikow (1), Alexander Skworzow (2), Wladimir Kowin (1), Michail Warnakow, Alexander Jakuschew Trainer / Assistent: Wiktor Tichonow / Wladimir Jursinow                              |
| Nr. 529 29. März 1979      | 4:2 (2:2, 0:0, 2:0) | 0 Finnland | A | 0Pori, Finnland | 0Freundschaftsspiel | |
| Aufstellung                | Tor: Wladimir Myschkin Verteidigung: Sergei Starikow, Alexei Kassatonow, Waleri Wassiljew, Sergei Babinow, Sinetula Biljaletdinow, Wassili Perwuchin, Irek Gimajew, Juri Fjodorow Sturm: Boris Michailow, Wladimir Petrow, Waleri Charlamow (1), Chelmut Balderis, Wiktor Schluktow, Sergei Kapustin, Sergei Makarow (1), Wladimir Golikow (1), Alexander Golikow (1), Michail Warnakow, Wladimir Kowin, Alexander Jakuschew Trainer / Assistent: Wiktor Tichonow / Wladimir Jursinow                                                              | Tor: Wladimir Myschkin Verteidigung: Sergei Starikow, Alexei Kassatonow, Waleri Wassiljew, Sergei Babinow, Sinetula Biljaletdinow, Wassili Perwuchin, Irek Gimajew, Juri Fjodorow Sturm: Boris Michailow, Wladimir Petrow, Waleri Charlamow (1), Chelmut Balderis, Wiktor Schluktow, Sergei Kapustin, Sergei Makarow (1), Wladimir Golikow (1), Alexander Golikow (1), Michail Warnakow, Wladimir Kowin, Alexander Jakuschew Trainer / Assistent: Wiktor Tichonow / Wladimir Jursinow                                                              | Tor: Wladimir Myschkin Verteidigung: Sergei Starikow, Alexei Kassatonow, Waleri Wassiljew, Sergei Babinow, Sinetula Biljaletdinow, Wassili Perwuchin, Irek Gimajew, Juri Fjodorow Sturm: Boris Michailow, Wladimir Petrow, Waleri Charlamow (1), Chelmut Balderis, Wiktor Schluktow, Sergei Kapustin, Sergei Makarow (1), Wladimir Golikow (1), Alexander Golikow (1), Michail Warnakow, Wladimir Kowin, Alexander Jakuschew Trainer / Assistent: Wiktor Tichonow / Wladimir Jursinow                                                              | Tor: Wladimir Myschkin Verteidigung: Sergei Starikow, Alexei Kassatonow, Waleri Wassiljew, Sergei Babinow, Sinetula Biljaletdinow, Wassili Perwuchin, Irek Gimajew, Juri Fjodorow Sturm: Boris Michailow, Wladimir Petrow, Waleri Charlamow (1), Chelmut Balderis, Wiktor Schluktow, Sergei Kapustin, Sergei Makarow (1), Wladimir Golikow (1), Alexander Golikow (1), Michail Warnakow, Wladimir Kowin, Alexander Jakuschew Trainer / Assistent: Wiktor Tichonow / Wladimir Jursinow                                                              | Tor: Wladimir Myschkin Verteidigung: Sergei Starikow, Alexei Kassatonow, Waleri Wassiljew, Sergei Babinow, Sinetula Biljaletdinow, Wassili Perwuchin, Irek Gimajew, Juri Fjodorow Sturm: Boris Michailow, Wladimir Petrow, Waleri Charlamow (1), Chelmut Balderis, Wiktor Schluktow, Sergei Kapustin, Sergei Makarow (1), Wladimir Golikow (1), Alexander Golikow (1), Michail Warnakow, Wladimir Kowin, Alexander Jakuschew Trainer / Assistent: Wiktor Tichonow / Wladimir Jursinow                                                              | Tor: Wladimir Myschkin Verteidigung: Sergei Starikow, Alexei Kassatonow, Waleri Wassiljew, Sergei Babinow, Sinetula Biljaletdinow, Wassili Perwuchin, Irek Gimajew, Juri Fjodorow Sturm: Boris Michailow, Wladimir Petrow, Waleri Charlamow (1), Chelmut Balderis, Wiktor Schluktow, Sergei Kapustin, Sergei Makarow (1), Wladimir Golikow (1), Alexander Golikow (1), Michail Warnakow, Wladimir Kowin, Alexander Jakuschew Trainer / Assistent: Wiktor Tichonow / Wladimir Jursinow                                                              |
| Nr. 530 1. April 1979      | 7:5 (1:1, 3:3, 3:1) | 0 Schweden | A | 0Stockholm, SWE | 0Freundschaftsspiel | |
| Aufstellung                | Tor: Wladislaw Tretjak, Wladimir Myschkin (30. Min.) Verteidigung: Sergei Starikow, Wladimir Krikunow, Waleri Wassiljew, Alexei Kassatonow, Sinetula Biljaletdinow, Wassili Perwuchin, Irek Gimajew (1), Juri Fjodorow Sturm: Boris Michailow (2), Wladimir Petrow (1), Waleri Charlamow, Chelmut Balderis, Wiktor Schluktow, Sergei Kapustin, Sergei Makarow (1), Wladimir Golikow, Alexander Golikow (1), Alexander Skworzow, Wladimir Kowin, Michail Warnakow (1) Trainer / Assistent: Wiktor Tichonow / Wladimir Jursinow                      | Tor: Wladislaw Tretjak, Wladimir Myschkin (30. Min.) Verteidigung: Sergei Starikow, Wladimir Krikunow, Waleri Wassiljew, Alexei Kassatonow, Sinetula Biljaletdinow, Wassili Perwuchin, Irek Gimajew (1), Juri Fjodorow Sturm: Boris Michailow (2), Wladimir Petrow (1), Waleri Charlamow, Chelmut Balderis, Wiktor Schluktow, Sergei Kapustin, Sergei Makarow (1), Wladimir Golikow, Alexander Golikow (1), Alexander Skworzow, Wladimir Kowin, Michail Warnakow (1) Trainer / Assistent: Wiktor Tichonow / Wladimir Jursinow                      | Tor: Wladislaw Tretjak, Wladimir Myschkin (30. Min.) Verteidigung: Sergei Starikow, Wladimir Krikunow, Waleri Wassiljew, Alexei Kassatonow, Sinetula Biljaletdinow, Wassili Perwuchin, Irek Gimajew (1), Juri Fjodorow Sturm: Boris Michailow (2), Wladimir Petrow (1), Waleri Charlamow, Chelmut Balderis, Wiktor Schluktow, Sergei Kapustin, Sergei Makarow (1), Wladimir Golikow, Alexander Golikow (1), Alexander Skworzow, Wladimir Kowin, Michail Warnakow (1) Trainer / Assistent: Wiktor Tichonow / Wladimir Jursinow                      | Tor: Wladislaw Tretjak, Wladimir Myschkin (30. Min.) Verteidigung: Sergei Starikow, Wladimir Krikunow, Waleri Wassiljew, Alexei Kassatonow, Sinetula Biljaletdinow, Wassili Perwuchin, Irek Gimajew (1), Juri Fjodorow Sturm: Boris Michailow (2), Wladimir Petrow (1), Waleri Charlamow, Chelmut Balderis, Wiktor Schluktow, Sergei Kapustin, Sergei Makarow (1), Wladimir Golikow, Alexander Golikow (1), Alexander Skworzow, Wladimir Kowin, Michail Warnakow (1) Trainer / Assistent: Wiktor Tichonow / Wladimir Jursinow                      | Tor: Wladislaw Tretjak, Wladimir Myschkin (30. Min.) Verteidigung: Sergei Starikow, Wladimir Krikunow, Waleri Wassiljew, Alexei Kassatonow, Sinetula Biljaletdinow, Wassili Perwuchin, Irek Gimajew (1), Juri Fjodorow Sturm: Boris Michailow (2), Wladimir Petrow (1), Waleri Charlamow, Chelmut Balderis, Wiktor Schluktow, Sergei Kapustin, Sergei Makarow (1), Wladimir Golikow, Alexander Golikow (1), Alexander Skworzow, Wladimir Kowin, Michail Warnakow (1) Trainer / Assistent: Wiktor Tichonow / Wladimir Jursinow                      | Tor: Wladislaw Tretjak, Wladimir Myschkin (30. Min.) Verteidigung: Sergei Starikow, Wladimir Krikunow, Waleri Wassiljew, Alexei Kassatonow, Sinetula Biljaletdinow, Wassili Perwuchin, Irek Gimajew (1), Juri Fjodorow Sturm: Boris Michailow (2), Wladimir Petrow (1), Waleri Charlamow, Chelmut Balderis, Wiktor Schluktow, Sergei Kapustin, Sergei Makarow (1), Wladimir Golikow, Alexander Golikow (1), Alexander Skworzow, Wladimir Kowin, Michail Warnakow (1) Trainer / Assistent: Wiktor Tichonow / Wladimir Jursinow                      |
| Nr. 531 2. April 1979      | 8:0 (0:0, 3:0, 5:0) | 0 Schweden | A | 0Stockholm, SWE | 0Freundschaftsspiel | |
| Aufstellung                | Tor: Wladislaw Tretjak Verteidigung: Sergei Starikow, Wladimir Krikunow, Waleri Wassiljew (1), Irek Gimajew, Sinetula Biljaletdinow, Wassili Perwuchin, Juri Fjodorow, Sergei Babinow Sturm: Boris Michailow (2), Wladimir Petrow, Waleri Charlamow, Sergei Kapustin (1), Wiktor Schluktow (1), Alexander Jakuschew (2), Sergei Makarow, Wladimir Golikow, Alexander Golikow, Alexander Skworzow, Wladimir Kowin, Michail Warnakow (1) Trainer / Assistent: Wiktor Tichonow / Wladimir Jursinow                                                    | Tor: Wladislaw Tretjak Verteidigung: Sergei Starikow, Wladimir Krikunow, Waleri Wassiljew (1), Irek Gimajew, Sinetula Biljaletdinow, Wassili Perwuchin, Juri Fjodorow, Sergei Babinow Sturm: Boris Michailow (2), Wladimir Petrow, Waleri Charlamow, Sergei Kapustin (1), Wiktor Schluktow (1), Alexander Jakuschew (2), Sergei Makarow, Wladimir Golikow, Alexander Golikow, Alexander Skworzow, Wladimir Kowin, Michail Warnakow (1) Trainer / Assistent: Wiktor Tichonow / Wladimir Jursinow                                                    | Tor: Wladislaw Tretjak Verteidigung: Sergei Starikow, Wladimir Krikunow, Waleri Wassiljew (1), Irek Gimajew, Sinetula Biljaletdinow, Wassili Perwuchin, Juri Fjodorow, Sergei Babinow Sturm: Boris Michailow (2), Wladimir Petrow, Waleri Charlamow, Sergei Kapustin (1), Wiktor Schluktow (1), Alexander Jakuschew (2), Sergei Makarow, Wladimir Golikow, Alexander Golikow, Alexander Skworzow, Wladimir Kowin, Michail Warnakow (1) Trainer / Assistent: Wiktor Tichonow / Wladimir Jursinow                                                    | Tor: Wladislaw Tretjak Verteidigung: Sergei Starikow, Wladimir Krikunow, Waleri Wassiljew (1), Irek Gimajew, Sinetula Biljaletdinow, Wassili Perwuchin, Juri Fjodorow, Sergei Babinow Sturm: Boris Michailow (2), Wladimir Petrow, Waleri Charlamow, Sergei Kapustin (1), Wiktor Schluktow (1), Alexander Jakuschew (2), Sergei Makarow, Wladimir Golikow, Alexander Golikow, Alexander Skworzow, Wladimir Kowin, Michail Warnakow (1) Trainer / Assistent: Wiktor Tichonow / Wladimir Jursinow                                                    | Tor: Wladislaw Tretjak Verteidigung: Sergei Starikow, Wladimir Krikunow, Waleri Wassiljew (1), Irek Gimajew, Sinetula Biljaletdinow, Wassili Perwuchin, Juri Fjodorow, Sergei Babinow Sturm: Boris Michailow (2), Wladimir Petrow, Waleri Charlamow, Sergei Kapustin (1), Wiktor Schluktow (1), Alexander Jakuschew (2), Sergei Makarow, Wladimir Golikow, Alexander Golikow, Alexander Skworzow, Wladimir Kowin, Michail Warnakow (1) Trainer / Assistent: Wiktor Tichonow / Wladimir Jursinow                                                    | Tor: Wladislaw Tretjak Verteidigung: Sergei Starikow, Wladimir Krikunow, Waleri Wassiljew (1), Irek Gimajew, Sinetula Biljaletdinow, Wassili Perwuchin, Juri Fjodorow, Sergei Babinow Sturm: Boris Michailow (2), Wladimir Petrow, Waleri Charlamow, Sergei Kapustin (1), Wiktor Schluktow (1), Alexander Jakuschew (2), Sergei Makarow, Wladimir Golikow, Alexander Golikow, Alexander Skworzow, Wladimir Kowin, Michail Warnakow (1) Trainer / Assistent: Wiktor Tichonow / Wladimir Jursinow                                                    |
| Nr. 532 14. April 1979     | 7:0 (2:0, 1:0, 4:0) | 0 Polen | H | 0Moskau | 0WM 1979 / EM 1979 | |
| Aufstellung                | Tor: Wladislaw Tretjak Verteidigung: Gennadi Zygankow, Wladimir Luttschenko, Waleri Wassiljew, Sergei Babinow (1), Sinetula Biljaletdinow, Wassili Perwuchin Sturm: Boris Michailow, Wladimir Petrow (1), Waleri Charlamow (1), Chelmut Balderis, Wiktor Schluktow, Sergei Kapustin (1), Sergei Makarow, Wladimir Golikow, Alexander Golikow (1), Alexander Skworzow (2), Juri Lebedew, Alexander Jakuschew Trainer / Assistent: Wiktor Tichonow / Wladimir Jursinow                                                                               | Tor: Wladislaw Tretjak Verteidigung: Gennadi Zygankow, Wladimir Luttschenko, Waleri Wassiljew, Sergei Babinow (1), Sinetula Biljaletdinow, Wassili Perwuchin Sturm: Boris Michailow, Wladimir Petrow (1), Waleri Charlamow (1), Chelmut Balderis, Wiktor Schluktow, Sergei Kapustin (1), Sergei Makarow, Wladimir Golikow, Alexander Golikow (1), Alexander Skworzow (2), Juri Lebedew, Alexander Jakuschew Trainer / Assistent: Wiktor Tichonow / Wladimir Jursinow                                                                               | Tor: Wladislaw Tretjak Verteidigung: Gennadi Zygankow, Wladimir Luttschenko, Waleri Wassiljew, Sergei Babinow (1), Sinetula Biljaletdinow, Wassili Perwuchin Sturm: Boris Michailow, Wladimir Petrow (1), Waleri Charlamow (1), Chelmut Balderis, Wiktor Schluktow, Sergei Kapustin (1), Sergei Makarow, Wladimir Golikow, Alexander Golikow (1), Alexander Skworzow (2), Juri Lebedew, Alexander Jakuschew Trainer / Assistent: Wiktor Tichonow / Wladimir Jursinow                                                                               | Tor: Wladislaw Tretjak Verteidigung: Gennadi Zygankow, Wladimir Luttschenko, Waleri Wassiljew, Sergei Babinow (1), Sinetula Biljaletdinow, Wassili Perwuchin Sturm: Boris Michailow, Wladimir Petrow (1), Waleri Charlamow (1), Chelmut Balderis, Wiktor Schluktow, Sergei Kapustin (1), Sergei Makarow, Wladimir Golikow, Alexander Golikow (1), Alexander Skworzow (2), Juri Lebedew, Alexander Jakuschew Trainer / Assistent: Wiktor Tichonow / Wladimir Jursinow                                                                               | Tor: Wladislaw Tretjak Verteidigung: Gennadi Zygankow, Wladimir Luttschenko, Waleri Wassiljew, Sergei Babinow (1), Sinetula Biljaletdinow, Wassili Perwuchin Sturm: Boris Michailow, Wladimir Petrow (1), Waleri Charlamow (1), Chelmut Balderis, Wiktor Schluktow, Sergei Kapustin (1), Sergei Makarow, Wladimir Golikow, Alexander Golikow (1), Alexander Skworzow (2), Juri Lebedew, Alexander Jakuschew Trainer / Assistent: Wiktor Tichonow / Wladimir Jursinow                                                                               | Tor: Wladislaw Tretjak Verteidigung: Gennadi Zygankow, Wladimir Luttschenko, Waleri Wassiljew, Sergei Babinow (1), Sinetula Biljaletdinow, Wassili Perwuchin Sturm: Boris Michailow, Wladimir Petrow (1), Waleri Charlamow (1), Chelmut Balderis, Wiktor Schluktow, Sergei Kapustin (1), Sergei Makarow, Wladimir Golikow, Alexander Golikow (1), Alexander Skworzow (2), Juri Lebedew, Alexander Jakuschew Trainer / Assistent: Wiktor Tichonow / Wladimir Jursinow                                                                               |
| Nr. 533 15. April 1979     | 3:2 (2:0, 1:2, 0:0) | 0 BR Deutschland | H | 0Moskau | 0WM 1979 / EM 1979 | |
| Aufstellung                | Tor: Wladimir Myschkin Verteidigung: Gennadi Zygankow, Wladimir Luttschenko, Waleri Wassiljew, Sergei Starikow, Sinetula Biljaletdinow, Irek Gimajew Sturm: Boris Michailow, Wladimir Petrow (1), Waleri Charlamow (1), Chelmut Balderis, Wiktor Schluktow (1), Sergei Kapustin, Sergei Makarow, Wladimir Golikow, Alexander Golikow, Alexander Skworzow, Juri Lebedew, Alexander Jakuschew Trainer / Assistent: Wiktor Tichonow / Wladimir Jursinow                                                                                               | Tor: Wladimir Myschkin Verteidigung: Gennadi Zygankow, Wladimir Luttschenko, Waleri Wassiljew, Sergei Starikow, Sinetula Biljaletdinow, Irek Gimajew Sturm: Boris Michailow, Wladimir Petrow (1), Waleri Charlamow (1), Chelmut Balderis, Wiktor Schluktow (1), Sergei Kapustin, Sergei Makarow, Wladimir Golikow, Alexander Golikow, Alexander Skworzow, Juri Lebedew, Alexander Jakuschew Trainer / Assistent: Wiktor Tichonow / Wladimir Jursinow                                                                                               | Tor: Wladimir Myschkin Verteidigung: Gennadi Zygankow, Wladimir Luttschenko, Waleri Wassiljew, Sergei Starikow, Sinetula Biljaletdinow, Irek Gimajew Sturm: Boris Michailow, Wladimir Petrow (1), Waleri Charlamow (1), Chelmut Balderis, Wiktor Schluktow (1), Sergei Kapustin, Sergei Makarow, Wladimir Golikow, Alexander Golikow, Alexander Skworzow, Juri Lebedew, Alexander Jakuschew Trainer / Assistent: Wiktor Tichonow / Wladimir Jursinow                                                                                               | Tor: Wladimir Myschkin Verteidigung: Gennadi Zygankow, Wladimir Luttschenko, Waleri Wassiljew, Sergei Starikow, Sinetula Biljaletdinow, Irek Gimajew Sturm: Boris Michailow, Wladimir Petrow (1), Waleri Charlamow (1), Chelmut Balderis, Wiktor Schluktow (1), Sergei Kapustin, Sergei Makarow, Wladimir Golikow, Alexander Golikow, Alexander Skworzow, Juri Lebedew, Alexander Jakuschew Trainer / Assistent: Wiktor Tichonow / Wladimir Jursinow                                                                                               | Tor: Wladimir Myschkin Verteidigung: Gennadi Zygankow, Wladimir Luttschenko, Waleri Wassiljew, Sergei Starikow, Sinetula Biljaletdinow, Irek Gimajew Sturm: Boris Michailow, Wladimir Petrow (1), Waleri Charlamow (1), Chelmut Balderis, Wiktor Schluktow (1), Sergei Kapustin, Sergei Makarow, Wladimir Golikow, Alexander Golikow, Alexander Skworzow, Juri Lebedew, Alexander Jakuschew Trainer / Assistent: Wiktor Tichonow / Wladimir Jursinow                                                                                               | Tor: Wladimir Myschkin Verteidigung: Gennadi Zygankow, Wladimir Luttschenko, Waleri Wassiljew, Sergei Starikow, Sinetula Biljaletdinow, Irek Gimajew Sturm: Boris Michailow, Wladimir Petrow (1), Waleri Charlamow (1), Chelmut Balderis, Wiktor Schluktow (1), Sergei Kapustin, Sergei Makarow, Wladimir Golikow, Alexander Golikow, Alexander Skworzow, Juri Lebedew, Alexander Jakuschew Trainer / Assistent: Wiktor Tichonow / Wladimir Jursinow                                                                                               |
| Nr. 534 17. April 1979     | 9:3 (3:0, 3:1, 3:2) | 0 Schweden | H | 0Moskau | 0WM 1979 / EM 1979 | |
| Aufstellung                | Tor: Wladislaw Tretjak Verteidigung: Gennadi Zygankow (1), Wladimir Luttschenko, Waleri Wassiljew (1), Sergei Babinow, Sinetula Biljaletdinow (1), Wassili Perwuchin Sturm: Boris Michailow (1), Wladimir Petrow, Waleri Charlamow (1), Chelmut Balderis (2), Wiktor Schluktow, Sergei Kapustin, Sergei Makarow, Wladimir Golikow (1), Alexander Golikow, Alexander Skworzow, Irek Gimajew, Alexander Jakuschew (1) Trainer / Assistent: Wiktor Tichonow / Wladimir Jursinow                                                                       | Tor: Wladislaw Tretjak Verteidigung: Gennadi Zygankow (1), Wladimir Luttschenko, Waleri Wassiljew (1), Sergei Babinow, Sinetula Biljaletdinow (1), Wassili Perwuchin Sturm: Boris Michailow (1), Wladimir Petrow, Waleri Charlamow (1), Chelmut Balderis (2), Wiktor Schluktow, Sergei Kapustin, Sergei Makarow, Wladimir Golikow (1), Alexander Golikow, Alexander Skworzow, Irek Gimajew, Alexander Jakuschew (1) Trainer / Assistent: Wiktor Tichonow / Wladimir Jursinow                                                                       | Tor: Wladislaw Tretjak Verteidigung: Gennadi Zygankow (1), Wladimir Luttschenko, Waleri Wassiljew (1), Sergei Babinow, Sinetula Biljaletdinow (1), Wassili Perwuchin Sturm: Boris Michailow (1), Wladimir Petrow, Waleri Charlamow (1), Chelmut Balderis (2), Wiktor Schluktow, Sergei Kapustin, Sergei Makarow, Wladimir Golikow (1), Alexander Golikow, Alexander Skworzow, Irek Gimajew, Alexander Jakuschew (1) Trainer / Assistent: Wiktor Tichonow / Wladimir Jursinow                                                                       | Tor: Wladislaw Tretjak Verteidigung: Gennadi Zygankow (1), Wladimir Luttschenko, Waleri Wassiljew (1), Sergei Babinow, Sinetula Biljaletdinow (1), Wassili Perwuchin Sturm: Boris Michailow (1), Wladimir Petrow, Waleri Charlamow (1), Chelmut Balderis (2), Wiktor Schluktow, Sergei Kapustin, Sergei Makarow, Wladimir Golikow (1), Alexander Golikow, Alexander Skworzow, Irek Gimajew, Alexander Jakuschew (1) Trainer / Assistent: Wiktor Tichonow / Wladimir Jursinow                                                                       | Tor: Wladislaw Tretjak Verteidigung: Gennadi Zygankow (1), Wladimir Luttschenko, Waleri Wassiljew (1), Sergei Babinow, Sinetula Biljaletdinow (1), Wassili Perwuchin Sturm: Boris Michailow (1), Wladimir Petrow, Waleri Charlamow (1), Chelmut Balderis (2), Wiktor Schluktow, Sergei Kapustin, Sergei Makarow, Wladimir Golikow (1), Alexander Golikow, Alexander Skworzow, Irek Gimajew, Alexander Jakuschew (1) Trainer / Assistent: Wiktor Tichonow / Wladimir Jursinow                                                                       | Tor: Wladislaw Tretjak Verteidigung: Gennadi Zygankow (1), Wladimir Luttschenko, Waleri Wassiljew (1), Sergei Babinow, Sinetula Biljaletdinow (1), Wassili Perwuchin Sturm: Boris Michailow (1), Wladimir Petrow, Waleri Charlamow (1), Chelmut Balderis (2), Wiktor Schluktow, Sergei Kapustin, Sergei Makarow, Wladimir Golikow (1), Alexander Golikow, Alexander Skworzow, Irek Gimajew, Alexander Jakuschew (1) Trainer / Assistent: Wiktor Tichonow / Wladimir Jursinow                                                                       |
| Nr. 535 19. April 1979     | 5:2 (2:0, 1:1, 2:1) | 0 Kanada | H | 0Moskau | 0WM 1979 / EM 1979 | |
| Aufstellung                | Tor: Wladislaw Tretjak Verteidigung: Gennadi Zygankow, Wladimir Luttschenko, Waleri Wassiljew, Sergei Babinow, Sinetula Biljaletdinow (1), Wassili Perwuchin Sturm: Boris Michailow, Wladimir Petrow (2), Waleri Charlamow, Chelmut Balderis, Wiktor Schluktow, Sergei Kapustin, Sergei Makarow (1), Wladimir Golikow, Alexander Golikow, Irek Gimajew, Juri Lebedew, Alexander Jakuschew (1) Trainer / Assistent: Wiktor Tichonow / Wladimir Jursinow                                                                                             | Tor: Wladislaw Tretjak Verteidigung: Gennadi Zygankow, Wladimir Luttschenko, Waleri Wassiljew, Sergei Babinow, Sinetula Biljaletdinow (1), Wassili Perwuchin Sturm: Boris Michailow, Wladimir Petrow (2), Waleri Charlamow, Chelmut Balderis, Wiktor Schluktow, Sergei Kapustin, Sergei Makarow (1), Wladimir Golikow, Alexander Golikow, Irek Gimajew, Juri Lebedew, Alexander Jakuschew (1) Trainer / Assistent: Wiktor Tichonow / Wladimir Jursinow                                                                                             | Tor: Wladislaw Tretjak Verteidigung: Gennadi Zygankow, Wladimir Luttschenko, Waleri Wassiljew, Sergei Babinow, Sinetula Biljaletdinow (1), Wassili Perwuchin Sturm: Boris Michailow, Wladimir Petrow (2), Waleri Charlamow, Chelmut Balderis, Wiktor Schluktow, Sergei Kapustin, Sergei Makarow (1), Wladimir Golikow, Alexander Golikow, Irek Gimajew, Juri Lebedew, Alexander Jakuschew (1) Trainer / Assistent: Wiktor Tichonow / Wladimir Jursinow                                                                                             | Tor: Wladislaw Tretjak Verteidigung: Gennadi Zygankow, Wladimir Luttschenko, Waleri Wassiljew, Sergei Babinow, Sinetula Biljaletdinow (1), Wassili Perwuchin Sturm: Boris Michailow, Wladimir Petrow (2), Waleri Charlamow, Chelmut Balderis, Wiktor Schluktow, Sergei Kapustin, Sergei Makarow (1), Wladimir Golikow, Alexander Golikow, Irek Gimajew, Juri Lebedew, Alexander Jakuschew (1) Trainer / Assistent: Wiktor Tichonow / Wladimir Jursinow                                                                                             | Tor: Wladislaw Tretjak Verteidigung: Gennadi Zygankow, Wladimir Luttschenko, Waleri Wassiljew, Sergei Babinow, Sinetula Biljaletdinow (1), Wassili Perwuchin Sturm: Boris Michailow, Wladimir Petrow (2), Waleri Charlamow, Chelmut Balderis, Wiktor Schluktow, Sergei Kapustin, Sergei Makarow (1), Wladimir Golikow, Alexander Golikow, Irek Gimajew, Juri Lebedew, Alexander Jakuschew (1) Trainer / Assistent: Wiktor Tichonow / Wladimir Jursinow                                                                                             | Tor: Wladislaw Tretjak Verteidigung: Gennadi Zygankow, Wladimir Luttschenko, Waleri Wassiljew, Sergei Babinow, Sinetula Biljaletdinow (1), Wassili Perwuchin Sturm: Boris Michailow, Wladimir Petrow (2), Waleri Charlamow, Chelmut Balderis, Wiktor Schluktow, Sergei Kapustin, Sergei Makarow (1), Wladimir Golikow, Alexander Golikow, Irek Gimajew, Juri Lebedew, Alexander Jakuschew (1) Trainer / Assistent: Wiktor Tichonow / Wladimir Jursinow                                                                                             |
| Nr. 536 21. April 1979     | 11:1 (4:0, 5:1, 2:0) | 0 Tschechoslowakei | H | 0Moskau | 0WM 1979 / EM 1979 | |
| Aufstellung                | Tor: Wladislaw Tretjak Verteidigung: Gennadi Zygankow, Wladimir Luttschenko, Waleri Wassiljew, Sergei Babinow (1), Sinetula Biljaletdinow (1), Wassili Perwuchin Sturm: Boris Michailow, Wladimir Petrow, Waleri Charlamow, Chelmut Balderis (1), Wiktor Schluktow (1), Sergei Kapustin (2), Sergei Makarow (3), Wladimir Golikow, Alexander Golikow (1), Alexander Skworzow, Juri Lebedew (1), Alexander Jakuschew Trainer / Assistent: Wiktor Tichonow / Wladimir Jursinow                                                                       | Tor: Wladislaw Tretjak Verteidigung: Gennadi Zygankow, Wladimir Luttschenko, Waleri Wassiljew, Sergei Babinow (1), Sinetula Biljaletdinow (1), Wassili Perwuchin Sturm: Boris Michailow, Wladimir Petrow, Waleri Charlamow, Chelmut Balderis (1), Wiktor Schluktow (1), Sergei Kapustin (2), Sergei Makarow (3), Wladimir Golikow, Alexander Golikow (1), Alexander Skworzow, Juri Lebedew (1), Alexander Jakuschew Trainer / Assistent: Wiktor Tichonow / Wladimir Jursinow                                                                       | Tor: Wladislaw Tretjak Verteidigung: Gennadi Zygankow, Wladimir Luttschenko, Waleri Wassiljew, Sergei Babinow (1), Sinetula Biljaletdinow (1), Wassili Perwuchin Sturm: Boris Michailow, Wladimir Petrow, Waleri Charlamow, Chelmut Balderis (1), Wiktor Schluktow (1), Sergei Kapustin (2), Sergei Makarow (3), Wladimir Golikow, Alexander Golikow (1), Alexander Skworzow, Juri Lebedew (1), Alexander Jakuschew Trainer / Assistent: Wiktor Tichonow / Wladimir Jursinow                                                                       | Tor: Wladislaw Tretjak Verteidigung: Gennadi Zygankow, Wladimir Luttschenko, Waleri Wassiljew, Sergei Babinow (1), Sinetula Biljaletdinow (1), Wassili Perwuchin Sturm: Boris Michailow, Wladimir Petrow, Waleri Charlamow, Chelmut Balderis (1), Wiktor Schluktow (1), Sergei Kapustin (2), Sergei Makarow (3), Wladimir Golikow, Alexander Golikow (1), Alexander Skworzow, Juri Lebedew (1), Alexander Jakuschew Trainer / Assistent: Wiktor Tichonow / Wladimir Jursinow                                                                       | Tor: Wladislaw Tretjak Verteidigung: Gennadi Zygankow, Wladimir Luttschenko, Waleri Wassiljew, Sergei Babinow (1), Sinetula Biljaletdinow (1), Wassili Perwuchin Sturm: Boris Michailow, Wladimir Petrow, Waleri Charlamow, Chelmut Balderis (1), Wiktor Schluktow (1), Sergei Kapustin (2), Sergei Makarow (3), Wladimir Golikow, Alexander Golikow (1), Alexander Skworzow, Juri Lebedew (1), Alexander Jakuschew Trainer / Assistent: Wiktor Tichonow / Wladimir Jursinow                                                                       | Tor: Wladislaw Tretjak Verteidigung: Gennadi Zygankow, Wladimir Luttschenko, Waleri Wassiljew, Sergei Babinow (1), Sinetula Biljaletdinow (1), Wassili Perwuchin Sturm: Boris Michailow, Wladimir Petrow, Waleri Charlamow, Chelmut Balderis (1), Wiktor Schluktow (1), Sergei Kapustin (2), Sergei Makarow (3), Wladimir Golikow, Alexander Golikow (1), Alexander Skworzow, Juri Lebedew (1), Alexander Jakuschew Trainer / Assistent: Wiktor Tichonow / Wladimir Jursinow                                                                       |
| Nr. 537 23. April 1979     | 11:3 (3:0, 5:2, 3:1) | 0 Schweden | H | 0Moskau | 0WM 1979 / EM 1979 | |
| Aufstellung                | Tor: Wladislaw Tretjak Verteidigung: Gennadi Zygankow, Wladimir Luttschenko, Waleri Wassiljew, Sergei Babinow, Sinetula Biljaletdinow, Wassili Perwuchin Sturm: Boris Michailow (1), Wladimir Petrow, Waleri Charlamow (1), Chelmut Balderis (1), Wiktor Schluktow (1), Sergei Kapustin (2), Sergei Makarow (1), Wladimir Golikow, Alexander Golikow (1), Alexander Skworzow, Juri Lebedew (1), Alexander Jakuschew (2) Trainer / Assistent: Wiktor Tichonow / Wladimir Jursinow                                                                   | Tor: Wladislaw Tretjak Verteidigung: Gennadi Zygankow, Wladimir Luttschenko, Waleri Wassiljew, Sergei Babinow, Sinetula Biljaletdinow, Wassili Perwuchin Sturm: Boris Michailow (1), Wladimir Petrow, Waleri Charlamow (1), Chelmut Balderis (1), Wiktor Schluktow (1), Sergei Kapustin (2), Sergei Makarow (1), Wladimir Golikow, Alexander Golikow (1), Alexander Skworzow, Juri Lebedew (1), Alexander Jakuschew (2) Trainer / Assistent: Wiktor Tichonow / Wladimir Jursinow                                                                   | Tor: Wladislaw Tretjak Verteidigung: Gennadi Zygankow, Wladimir Luttschenko, Waleri Wassiljew, Sergei Babinow, Sinetula Biljaletdinow, Wassili Perwuchin Sturm: Boris Michailow (1), Wladimir Petrow, Waleri Charlamow (1), Chelmut Balderis (1), Wiktor Schluktow (1), Sergei Kapustin (2), Sergei Makarow (1), Wladimir Golikow, Alexander Golikow (1), Alexander Skworzow, Juri Lebedew (1), Alexander Jakuschew (2) Trainer / Assistent: Wiktor Tichonow / Wladimir Jursinow                                                                   | Tor: Wladislaw Tretjak Verteidigung: Gennadi Zygankow, Wladimir Luttschenko, Waleri Wassiljew, Sergei Babinow, Sinetula Biljaletdinow, Wassili Perwuchin Sturm: Boris Michailow (1), Wladimir Petrow, Waleri Charlamow (1), Chelmut Balderis (1), Wiktor Schluktow (1), Sergei Kapustin (2), Sergei Makarow (1), Wladimir Golikow, Alexander Golikow (1), Alexander Skworzow, Juri Lebedew (1), Alexander Jakuschew (2) Trainer / Assistent: Wiktor Tichonow / Wladimir Jursinow                                                                   | Tor: Wladislaw Tretjak Verteidigung: Gennadi Zygankow, Wladimir Luttschenko, Waleri Wassiljew, Sergei Babinow, Sinetula Biljaletdinow, Wassili Perwuchin Sturm: Boris Michailow (1), Wladimir Petrow, Waleri Charlamow (1), Chelmut Balderis (1), Wiktor Schluktow (1), Sergei Kapustin (2), Sergei Makarow (1), Wladimir Golikow, Alexander Golikow (1), Alexander Skworzow, Juri Lebedew (1), Alexander Jakuschew (2) Trainer / Assistent: Wiktor Tichonow / Wladimir Jursinow                                                                   | Tor: Wladislaw Tretjak Verteidigung: Gennadi Zygankow, Wladimir Luttschenko, Waleri Wassiljew, Sergei Babinow, Sinetula Biljaletdinow, Wassili Perwuchin Sturm: Boris Michailow (1), Wladimir Petrow, Waleri Charlamow (1), Chelmut Balderis (1), Wiktor Schluktow (1), Sergei Kapustin (2), Sergei Makarow (1), Wladimir Golikow, Alexander Golikow (1), Alexander Skworzow, Juri Lebedew (1), Alexander Jakuschew (2) Trainer / Assistent: Wiktor Tichonow / Wladimir Jursinow                                                                   |
| Nr. 538 25. April 1979     | 9:2 (4:0, 3:2, 2:0) | 0 Kanada | H | 0Moskau | 0WM 1979 / EM 1979 | |
| Aufstellung                | Tor: Wladislaw Tretjak Verteidigung: Gennadi Zygankow, Wladimir Luttschenko, Waleri Wassiljew, Sergei Babinow, Sinetula Biljaletdinow, Wassili Perwuchin Sturm: Boris Michailow (2), Wladimir Petrow (1), Waleri Charlamow (1), Chelmut Balderis, Wiktor Schluktow (1), Sergei Kapustin (1), Sergei Makarow (2), Wladimir Golikow, Alexander Golikow (1), Alexander Skworzow, Juri Lebedew, Alexander Jakuschew Trainer / Assistent: Wiktor Tichonow / Wladimir Jursinow                                                                           | Tor: Wladislaw Tretjak Verteidigung: Gennadi Zygankow, Wladimir Luttschenko, Waleri Wassiljew, Sergei Babinow, Sinetula Biljaletdinow, Wassili Perwuchin Sturm: Boris Michailow (2), Wladimir Petrow (1), Waleri Charlamow (1), Chelmut Balderis, Wiktor Schluktow (1), Sergei Kapustin (1), Sergei Makarow (2), Wladimir Golikow, Alexander Golikow (1), Alexander Skworzow, Juri Lebedew, Alexander Jakuschew Trainer / Assistent: Wiktor Tichonow / Wladimir Jursinow                                                                           | Tor: Wladislaw Tretjak Verteidigung: Gennadi Zygankow, Wladimir Luttschenko, Waleri Wassiljew, Sergei Babinow, Sinetula Biljaletdinow, Wassili Perwuchin Sturm: Boris Michailow (2), Wladimir Petrow (1), Waleri Charlamow (1), Chelmut Balderis, Wiktor Schluktow (1), Sergei Kapustin (1), Sergei Makarow (2), Wladimir Golikow, Alexander Golikow (1), Alexander Skworzow, Juri Lebedew, Alexander Jakuschew Trainer / Assistent: Wiktor Tichonow / Wladimir Jursinow                                                                           | Tor: Wladislaw Tretjak Verteidigung: Gennadi Zygankow, Wladimir Luttschenko, Waleri Wassiljew, Sergei Babinow, Sinetula Biljaletdinow, Wassili Perwuchin Sturm: Boris Michailow (2), Wladimir Petrow (1), Waleri Charlamow (1), Chelmut Balderis, Wiktor Schluktow (1), Sergei Kapustin (1), Sergei Makarow (2), Wladimir Golikow, Alexander Golikow (1), Alexander Skworzow, Juri Lebedew, Alexander Jakuschew Trainer / Assistent: Wiktor Tichonow / Wladimir Jursinow                                                                           | Tor: Wladislaw Tretjak Verteidigung: Gennadi Zygankow, Wladimir Luttschenko, Waleri Wassiljew, Sergei Babinow, Sinetula Biljaletdinow, Wassili Perwuchin Sturm: Boris Michailow (2), Wladimir Petrow (1), Waleri Charlamow (1), Chelmut Balderis, Wiktor Schluktow (1), Sergei Kapustin (1), Sergei Makarow (2), Wladimir Golikow, Alexander Golikow (1), Alexander Skworzow, Juri Lebedew, Alexander Jakuschew Trainer / Assistent: Wiktor Tichonow / Wladimir Jursinow                                                                           | Tor: Wladislaw Tretjak Verteidigung: Gennadi Zygankow, Wladimir Luttschenko, Waleri Wassiljew, Sergei Babinow, Sinetula Biljaletdinow, Wassili Perwuchin Sturm: Boris Michailow (2), Wladimir Petrow (1), Waleri Charlamow (1), Chelmut Balderis, Wiktor Schluktow (1), Sergei Kapustin (1), Sergei Makarow (2), Wladimir Golikow, Alexander Golikow (1), Alexander Skworzow, Juri Lebedew, Alexander Jakuschew Trainer / Assistent: Wiktor Tichonow / Wladimir Jursinow                                                                           |
| Nr. 539 27. April 1979     | 6:1 (2:1, 2:0, 2:0) | 0 Tschechoslowakei | H | 0Moskau | 0WM 1979 / EM 1979 | 016. WM-Titel 019. EM-Titel |
| Aufstellung                | Tor: Wladislaw Tretjak, Wladimir Myschkin (48. Min.) Verteidigung: Irek Gimajew, Wladimir Luttschenko, Waleri Wassiljew, Sergei Babinow, Sinetula Biljaletdinow, Wassili Perwuchin Sturm: Boris Michailow, Wladimir Petrow (1), Waleri Charlamow (2), Chelmut Balderis, Wiktor Schluktow, Sergei Kapustin (1), Sergei Makarow (1), Wladimir Golikow, Alexander Golikow (1), Alexander Skworzow, Juri Lebedew, Alexander Jakuschew Trainer / Assistent: Wiktor Tichonow / Wladimir Jursinow                                                         | Tor: Wladislaw Tretjak, Wladimir Myschkin (48. Min.) Verteidigung: Irek Gimajew, Wladimir Luttschenko, Waleri Wassiljew, Sergei Babinow, Sinetula Biljaletdinow, Wassili Perwuchin Sturm: Boris Michailow, Wladimir Petrow (1), Waleri Charlamow (2), Chelmut Balderis, Wiktor Schluktow, Sergei Kapustin (1), Sergei Makarow (1), Wladimir Golikow, Alexander Golikow (1), Alexander Skworzow, Juri Lebedew, Alexander Jakuschew Trainer / Assistent: Wiktor Tichonow / Wladimir Jursinow                                                         | Tor: Wladislaw Tretjak, Wladimir Myschkin (48. Min.) Verteidigung: Irek Gimajew, Wladimir Luttschenko, Waleri Wassiljew, Sergei Babinow, Sinetula Biljaletdinow, Wassili Perwuchin Sturm: Boris Michailow, Wladimir Petrow (1), Waleri Charlamow (2), Chelmut Balderis, Wiktor Schluktow, Sergei Kapustin (1), Sergei Makarow (1), Wladimir Golikow, Alexander Golikow (1), Alexander Skworzow, Juri Lebedew, Alexander Jakuschew Trainer / Assistent: Wiktor Tichonow / Wladimir Jursinow                                                         | Tor: Wladislaw Tretjak, Wladimir Myschkin (48. Min.) Verteidigung: Irek Gimajew, Wladimir Luttschenko, Waleri Wassiljew, Sergei Babinow, Sinetula Biljaletdinow, Wassili Perwuchin Sturm: Boris Michailow, Wladimir Petrow (1), Waleri Charlamow (2), Chelmut Balderis, Wiktor Schluktow, Sergei Kapustin (1), Sergei Makarow (1), Wladimir Golikow, Alexander Golikow (1), Alexander Skworzow, Juri Lebedew, Alexander Jakuschew Trainer / Assistent: Wiktor Tichonow / Wladimir Jursinow                                                         | Tor: Wladislaw Tretjak, Wladimir Myschkin (48. Min.) Verteidigung: Irek Gimajew, Wladimir Luttschenko, Waleri Wassiljew, Sergei Babinow, Sinetula Biljaletdinow, Wassili Perwuchin Sturm: Boris Michailow, Wladimir Petrow (1), Waleri Charlamow (2), Chelmut Balderis, Wiktor Schluktow, Sergei Kapustin (1), Sergei Makarow (1), Wladimir Golikow, Alexander Golikow (1), Alexander Skworzow, Juri Lebedew, Alexander Jakuschew Trainer / Assistent: Wiktor Tichonow / Wladimir Jursinow                                                         | Tor: Wladislaw Tretjak, Wladimir Myschkin (48. Min.) Verteidigung: Irek Gimajew, Wladimir Luttschenko, Waleri Wassiljew, Sergei Babinow, Sinetula Biljaletdinow, Wassili Perwuchin Sturm: Boris Michailow, Wladimir Petrow (1), Waleri Charlamow (2), Chelmut Balderis, Wiktor Schluktow, Sergei Kapustin (1), Sergei Makarow (1), Wladimir Golikow, Alexander Golikow (1), Alexander Skworzow, Juri Lebedew, Alexander Jakuschew Trainer / Assistent: Wiktor Tichonow / Wladimir Jursinow                                                         |
| Nr. 540 8. September 1979  | 5:3 (1:1, 3:1, 1:1) | 0 Kanada | H | 0Moskau | 0Rudé Právo Cup | |
| Aufstellung                | Tor: Wladislaw Tretjak Verteidigung: Alexei Kassatonow, Wladimir Luttschenko, Sergei Babinow, Wjatscheslaw Fetissow, Sinetula Biljaletdinow, Wassili Perwuchin (1), Waleri Wassiljew, Sergei Starikow Sturm: Boris Michailow, Wladimir Petrow, Waleri Charlamow (1), Chelmut Balderis, Wiktor Schluktow, Sergei Kapustin (1), Sergei Makarow (1), Wladimir Golikow, Alexander Golikow (1), Alexander Malzew, Michail Schostak, Alexander Jakuschew Trainer / Assistent: Wiktor Tichonow / Wladimir Jursinow                                        | Tor: Wladislaw Tretjak Verteidigung: Alexei Kassatonow, Wladimir Luttschenko, Sergei Babinow, Wjatscheslaw Fetissow, Sinetula Biljaletdinow, Wassili Perwuchin (1), Waleri Wassiljew, Sergei Starikow Sturm: Boris Michailow, Wladimir Petrow, Waleri Charlamow (1), Chelmut Balderis, Wiktor Schluktow, Sergei Kapustin (1), Sergei Makarow (1), Wladimir Golikow, Alexander Golikow (1), Alexander Malzew, Michail Schostak, Alexander Jakuschew Trainer / Assistent: Wiktor Tichonow / Wladimir Jursinow                                        | Tor: Wladislaw Tretjak Verteidigung: Alexei Kassatonow, Wladimir Luttschenko, Sergei Babinow, Wjatscheslaw Fetissow, Sinetula Biljaletdinow, Wassili Perwuchin (1), Waleri Wassiljew, Sergei Starikow Sturm: Boris Michailow, Wladimir Petrow, Waleri Charlamow (1), Chelmut Balderis, Wiktor Schluktow, Sergei Kapustin (1), Sergei Makarow (1), Wladimir Golikow, Alexander Golikow (1), Alexander Malzew, Michail Schostak, Alexander Jakuschew Trainer / Assistent: Wiktor Tichonow / Wladimir Jursinow                                        | Tor: Wladislaw Tretjak Verteidigung: Alexei Kassatonow, Wladimir Luttschenko, Sergei Babinow, Wjatscheslaw Fetissow, Sinetula Biljaletdinow, Wassili Perwuchin (1), Waleri Wassiljew, Sergei Starikow Sturm: Boris Michailow, Wladimir Petrow, Waleri Charlamow (1), Chelmut Balderis, Wiktor Schluktow, Sergei Kapustin (1), Sergei Makarow (1), Wladimir Golikow, Alexander Golikow (1), Alexander Malzew, Michail Schostak, Alexander Jakuschew Trainer / Assistent: Wiktor Tichonow / Wladimir Jursinow                                        | Tor: Wladislaw Tretjak Verteidigung: Alexei Kassatonow, Wladimir Luttschenko, Sergei Babinow, Wjatscheslaw Fetissow, Sinetula Biljaletdinow, Wassili Perwuchin (1), Waleri Wassiljew, Sergei Starikow Sturm: Boris Michailow, Wladimir Petrow, Waleri Charlamow (1), Chelmut Balderis, Wiktor Schluktow, Sergei Kapustin (1), Sergei Makarow (1), Wladimir Golikow, Alexander Golikow (1), Alexander Malzew, Michail Schostak, Alexander Jakuschew Trainer / Assistent: Wiktor Tichonow / Wladimir Jursinow                                        | Tor: Wladislaw Tretjak Verteidigung: Alexei Kassatonow, Wladimir Luttschenko, Sergei Babinow, Wjatscheslaw Fetissow, Sinetula Biljaletdinow, Wassili Perwuchin (1), Waleri Wassiljew, Sergei Starikow Sturm: Boris Michailow, Wladimir Petrow, Waleri Charlamow (1), Chelmut Balderis, Wiktor Schluktow, Sergei Kapustin (1), Sergei Makarow (1), Wladimir Golikow, Alexander Golikow (1), Alexander Malzew, Michail Schostak, Alexander Jakuschew Trainer / Assistent: Wiktor Tichonow / Wladimir Jursinow                                        |
| Nr. 541 9. September 1979  | 4:1 (1:0, 1:1, 2:0) | 0 Finnland | A | 0Prag, TCH | 0Rudé Právo Cup | |
| Aufstellung                | Tor: Wladimir Myschkin Verteidigung: Alexei Kassatonow, Wladimir Luttschenko, Sergei Babinow (1), Wjatscheslaw Fetissow, Sinetula Biljaletdinow (1), Wassili Perwuchin, Waleri Wassiljew, Sergei Starikow Sturm: Boris Michailow, Wladimir Petrow, Waleri Charlamow, Chelmut Balderis (1), Wiktor Schluktow, Sergei Kapustin, Sergei Makarow, Wladimir Golikow (1), Alexander Golikow, Alexander Malzew, Michail Schostak, Alexander Jakuschew Trainer / Assistent: Wiktor Tichonow / Wladimir Jursinow                                            | Tor: Wladimir Myschkin Verteidigung: Alexei Kassatonow, Wladimir Luttschenko, Sergei Babinow (1), Wjatscheslaw Fetissow, Sinetula Biljaletdinow (1), Wassili Perwuchin, Waleri Wassiljew, Sergei Starikow Sturm: Boris Michailow, Wladimir Petrow, Waleri Charlamow, Chelmut Balderis (1), Wiktor Schluktow, Sergei Kapustin, Sergei Makarow, Wladimir Golikow (1), Alexander Golikow, Alexander Malzew, Michail Schostak, Alexander Jakuschew Trainer / Assistent: Wiktor Tichonow / Wladimir Jursinow                                            | Tor: Wladimir Myschkin Verteidigung: Alexei Kassatonow, Wladimir Luttschenko, Sergei Babinow (1), Wjatscheslaw Fetissow, Sinetula Biljaletdinow (1), Wassili Perwuchin, Waleri Wassiljew, Sergei Starikow Sturm: Boris Michailow, Wladimir Petrow, Waleri Charlamow, Chelmut Balderis (1), Wiktor Schluktow, Sergei Kapustin, Sergei Makarow, Wladimir Golikow (1), Alexander Golikow, Alexander Malzew, Michail Schostak, Alexander Jakuschew Trainer / Assistent: Wiktor Tichonow / Wladimir Jursinow                                            | Tor: Wladimir Myschkin Verteidigung: Alexei Kassatonow, Wladimir Luttschenko, Sergei Babinow (1), Wjatscheslaw Fetissow, Sinetula Biljaletdinow (1), Wassili Perwuchin, Waleri Wassiljew, Sergei Starikow Sturm: Boris Michailow, Wladimir Petrow, Waleri Charlamow, Chelmut Balderis (1), Wiktor Schluktow, Sergei Kapustin, Sergei Makarow, Wladimir Golikow (1), Alexander Golikow, Alexander Malzew, Michail Schostak, Alexander Jakuschew Trainer / Assistent: Wiktor Tichonow / Wladimir Jursinow                                            | Tor: Wladimir Myschkin Verteidigung: Alexei Kassatonow, Wladimir Luttschenko, Sergei Babinow (1), Wjatscheslaw Fetissow, Sinetula Biljaletdinow (1), Wassili Perwuchin, Waleri Wassiljew, Sergei Starikow Sturm: Boris Michailow, Wladimir Petrow, Waleri Charlamow, Chelmut Balderis (1), Wiktor Schluktow, Sergei Kapustin, Sergei Makarow, Wladimir Golikow (1), Alexander Golikow, Alexander Malzew, Michail Schostak, Alexander Jakuschew Trainer / Assistent: Wiktor Tichonow / Wladimir Jursinow                                            | Tor: Wladimir Myschkin Verteidigung: Alexei Kassatonow, Wladimir Luttschenko, Sergei Babinow (1), Wjatscheslaw Fetissow, Sinetula Biljaletdinow (1), Wassili Perwuchin, Waleri Wassiljew, Sergei Starikow Sturm: Boris Michailow, Wladimir Petrow, Waleri Charlamow, Chelmut Balderis (1), Wiktor Schluktow, Sergei Kapustin, Sergei Makarow, Wladimir Golikow (1), Alexander Golikow, Alexander Malzew, Michail Schostak, Alexander Jakuschew Trainer / Assistent: Wiktor Tichonow / Wladimir Jursinow                                            |
| Nr. 542 11. September 1979 | 8:2 (1:1, 4:0, 3:1) | 0 Schweden | A | 0Prag, TCH | 0Rudé Právo Cup | |
| Aufstellung                | Tor: Wladislaw Tretjak Verteidigung: Alexei Kassatonow, Wladimir Luttschenko, Sergei Babinow, Wjatscheslaw Fetissow, Sinetula Biljaletdinow, Wassili Perwuchin (2), Waleri Wassiljew, Sergei Starikow Sturm: Boris Michailow, Wladimir Petrow (1), Waleri Charlamow (1), Chelmut Balderis, Wiktor Schluktow (1), Sergei Kapustin (1), Sergei Makarow, Wladimir Golikow (1), Alexander Golikow, Alexander Malzew, Michail Schostak, Alexander Jakuschew (1) Trainer / Assistent: Wiktor Tichonow / Wladimir Jursinow                                | Tor: Wladislaw Tretjak Verteidigung: Alexei Kassatonow, Wladimir Luttschenko, Sergei Babinow, Wjatscheslaw Fetissow, Sinetula Biljaletdinow, Wassili Perwuchin (2), Waleri Wassiljew, Sergei Starikow Sturm: Boris Michailow, Wladimir Petrow (1), Waleri Charlamow (1), Chelmut Balderis, Wiktor Schluktow (1), Sergei Kapustin (1), Sergei Makarow, Wladimir Golikow (1), Alexander Golikow, Alexander Malzew, Michail Schostak, Alexander Jakuschew (1) Trainer / Assistent: Wiktor Tichonow / Wladimir Jursinow                                | Tor: Wladislaw Tretjak Verteidigung: Alexei Kassatonow, Wladimir Luttschenko, Sergei Babinow, Wjatscheslaw Fetissow, Sinetula Biljaletdinow, Wassili Perwuchin (2), Waleri Wassiljew, Sergei Starikow Sturm: Boris Michailow, Wladimir Petrow (1), Waleri Charlamow (1), Chelmut Balderis, Wiktor Schluktow (1), Sergei Kapustin (1), Sergei Makarow, Wladimir Golikow (1), Alexander Golikow, Alexander Malzew, Michail Schostak, Alexander Jakuschew (1) Trainer / Assistent: Wiktor Tichonow / Wladimir Jursinow                                | Tor: Wladislaw Tretjak Verteidigung: Alexei Kassatonow, Wladimir Luttschenko, Sergei Babinow, Wjatscheslaw Fetissow, Sinetula Biljaletdinow, Wassili Perwuchin (2), Waleri Wassiljew, Sergei Starikow Sturm: Boris Michailow, Wladimir Petrow (1), Waleri Charlamow (1), Chelmut Balderis, Wiktor Schluktow (1), Sergei Kapustin (1), Sergei Makarow, Wladimir Golikow (1), Alexander Golikow, Alexander Malzew, Michail Schostak, Alexander Jakuschew (1) Trainer / Assistent: Wiktor Tichonow / Wladimir Jursinow                                | Tor: Wladislaw Tretjak Verteidigung: Alexei Kassatonow, Wladimir Luttschenko, Sergei Babinow, Wjatscheslaw Fetissow, Sinetula Biljaletdinow, Wassili Perwuchin (2), Waleri Wassiljew, Sergei Starikow Sturm: Boris Michailow, Wladimir Petrow (1), Waleri Charlamow (1), Chelmut Balderis, Wiktor Schluktow (1), Sergei Kapustin (1), Sergei Makarow, Wladimir Golikow (1), Alexander Golikow, Alexander Malzew, Michail Schostak, Alexander Jakuschew (1) Trainer / Assistent: Wiktor Tichonow / Wladimir Jursinow                                | Tor: Wladislaw Tretjak Verteidigung: Alexei Kassatonow, Wladimir Luttschenko, Sergei Babinow, Wjatscheslaw Fetissow, Sinetula Biljaletdinow, Wassili Perwuchin (2), Waleri Wassiljew, Sergei Starikow Sturm: Boris Michailow, Wladimir Petrow (1), Waleri Charlamow (1), Chelmut Balderis, Wiktor Schluktow (1), Sergei Kapustin (1), Sergei Makarow, Wladimir Golikow (1), Alexander Golikow, Alexander Malzew, Michail Schostak, Alexander Jakuschew (1) Trainer / Assistent: Wiktor Tichonow / Wladimir Jursinow                                |
| Nr. 543 13. September 1979 | 6:4 (1:0, 2:4, 3:0) | 0 Tschechoslowakei | A | 0Prag, TCH | 0Rudé Právo Cup | |
| Aufstellung                | Tor: Wladislaw Tretjak Verteidigung: Alexei Kassatonow, Wladimir Luttschenko (1), Sergei Babinow, Wjatscheslaw Fetissow, Sinetula Biljaletdinow, Wassili Perwuchin, Waleri Wassiljew, Sergei Starikow Sturm: Boris Michailow, Wladimir Petrow (1), Waleri Charlamow, Chelmut Balderis, Wiktor Schluktow (1), Sergei Kapustin, Sergei Makarow (1), Wladimir Golikow, Alexander Golikow (1), Alexander Malzew, Michail Schostak, Alexander Jakuschew (1) Trainer / Assistent: Wiktor Tichonow / Wladimir Jursinow                                    | Tor: Wladislaw Tretjak Verteidigung: Alexei Kassatonow, Wladimir Luttschenko (1), Sergei Babinow, Wjatscheslaw Fetissow, Sinetula Biljaletdinow, Wassili Perwuchin, Waleri Wassiljew, Sergei Starikow Sturm: Boris Michailow, Wladimir Petrow (1), Waleri Charlamow, Chelmut Balderis, Wiktor Schluktow (1), Sergei Kapustin, Sergei Makarow (1), Wladimir Golikow, Alexander Golikow (1), Alexander Malzew, Michail Schostak, Alexander Jakuschew (1) Trainer / Assistent: Wiktor Tichonow / Wladimir Jursinow                                    | Tor: Wladislaw Tretjak Verteidigung: Alexei Kassatonow, Wladimir Luttschenko (1), Sergei Babinow, Wjatscheslaw Fetissow, Sinetula Biljaletdinow, Wassili Perwuchin, Waleri Wassiljew, Sergei Starikow Sturm: Boris Michailow, Wladimir Petrow (1), Waleri Charlamow, Chelmut Balderis, Wiktor Schluktow (1), Sergei Kapustin, Sergei Makarow (1), Wladimir Golikow, Alexander Golikow (1), Alexander Malzew, Michail Schostak, Alexander Jakuschew (1) Trainer / Assistent: Wiktor Tichonow / Wladimir Jursinow                                    | Tor: Wladislaw Tretjak Verteidigung: Alexei Kassatonow, Wladimir Luttschenko (1), Sergei Babinow, Wjatscheslaw Fetissow, Sinetula Biljaletdinow, Wassili Perwuchin, Waleri Wassiljew, Sergei Starikow Sturm: Boris Michailow, Wladimir Petrow (1), Waleri Charlamow, Chelmut Balderis, Wiktor Schluktow (1), Sergei Kapustin, Sergei Makarow (1), Wladimir Golikow, Alexander Golikow (1), Alexander Malzew, Michail Schostak, Alexander Jakuschew (1) Trainer / Assistent: Wiktor Tichonow / Wladimir Jursinow                                    | Tor: Wladislaw Tretjak Verteidigung: Alexei Kassatonow, Wladimir Luttschenko (1), Sergei Babinow, Wjatscheslaw Fetissow, Sinetula Biljaletdinow, Wassili Perwuchin, Waleri Wassiljew, Sergei Starikow Sturm: Boris Michailow, Wladimir Petrow (1), Waleri Charlamow, Chelmut Balderis, Wiktor Schluktow (1), Sergei Kapustin, Sergei Makarow (1), Wladimir Golikow, Alexander Golikow (1), Alexander Malzew, Michail Schostak, Alexander Jakuschew (1) Trainer / Assistent: Wiktor Tichonow / Wladimir Jursinow                                    | Tor: Wladislaw Tretjak Verteidigung: Alexei Kassatonow, Wladimir Luttschenko (1), Sergei Babinow, Wjatscheslaw Fetissow, Sinetula Biljaletdinow, Wassili Perwuchin, Waleri Wassiljew, Sergei Starikow Sturm: Boris Michailow, Wladimir Petrow (1), Waleri Charlamow, Chelmut Balderis, Wiktor Schluktow (1), Sergei Kapustin, Sergei Makarow (1), Wladimir Golikow, Alexander Golikow (1), Alexander Malzew, Michail Schostak, Alexander Jakuschew (1) Trainer / Assistent: Wiktor Tichonow / Wladimir Jursinow                                    |
| Nr. 544 16. Dezember 1979  | 5:1 (0:1, 3:0, 2:0) | 0 Schweden | H | 0Moskau | 0Iswestija-Pokal 1979 | |
| Aufstellung                | Tor: Wladislaw Tretjak Verteidigung: Sergei Babinow, Wjatscheslaw Fetissow, Sinetula Biljaletdinow, Wassili Perwuchin, Waleri Wassiljew, Sergei Starikow, Sinetula Biljaletdinow, Wassili Perwuchin, Alexei Kassatonow, Wladimir Luttschenko Sturm: Boris Michailow (1), Wladimir Petrow, Waleri Charlamow, Sergei Makarow, Wiktor Schluktow (1), Chelmut Balderis (1), Alexander Malzew (1), Wladimir Golikow, Alexander Golikow (1), Juri Lebedew, Wladimir Lawrentjew, Sergei Kapustin Trainer / Assistent: Wiktor Tichonow / Wladimir Jursinow | Tor: Wladislaw Tretjak Verteidigung: Sergei Babinow, Wjatscheslaw Fetissow, Sinetula Biljaletdinow, Wassili Perwuchin, Waleri Wassiljew, Sergei Starikow, Sinetula Biljaletdinow, Wassili Perwuchin, Alexei Kassatonow, Wladimir Luttschenko Sturm: Boris Michailow (1), Wladimir Petrow, Waleri Charlamow, Sergei Makarow, Wiktor Schluktow (1), Chelmut Balderis (1), Alexander Malzew (1), Wladimir Golikow, Alexander Golikow (1), Juri Lebedew, Wladimir Lawrentjew, Sergei Kapustin Trainer / Assistent: Wiktor Tichonow / Wladimir Jursinow | Tor: Wladislaw Tretjak Verteidigung: Sergei Babinow, Wjatscheslaw Fetissow, Sinetula Biljaletdinow, Wassili Perwuchin, Waleri Wassiljew, Sergei Starikow, Sinetula Biljaletdinow, Wassili Perwuchin, Alexei Kassatonow, Wladimir Luttschenko Sturm: Boris Michailow (1), Wladimir Petrow, Waleri Charlamow, Sergei Makarow, Wiktor Schluktow (1), Chelmut Balderis (1), Alexander Malzew (1), Wladimir Golikow, Alexander Golikow (1), Juri Lebedew, Wladimir Lawrentjew, Sergei Kapustin Trainer / Assistent: Wiktor Tichonow / Wladimir Jursinow | Tor: Wladislaw Tretjak Verteidigung: Sergei Babinow, Wjatscheslaw Fetissow, Sinetula Biljaletdinow, Wassili Perwuchin, Waleri Wassiljew, Sergei Starikow, Sinetula Biljaletdinow, Wassili Perwuchin, Alexei Kassatonow, Wladimir Luttschenko Sturm: Boris Michailow (1), Wladimir Petrow, Waleri Charlamow, Sergei Makarow, Wiktor Schluktow (1), Chelmut Balderis (1), Alexander Malzew (1), Wladimir Golikow, Alexander Golikow (1), Juri Lebedew, Wladimir Lawrentjew, Sergei Kapustin Trainer / Assistent: Wiktor Tichonow / Wladimir Jursinow | Tor: Wladislaw Tretjak Verteidigung: Sergei Babinow, Wjatscheslaw Fetissow, Sinetula Biljaletdinow, Wassili Perwuchin, Waleri Wassiljew, Sergei Starikow, Sinetula Biljaletdinow, Wassili Perwuchin, Alexei Kassatonow, Wladimir Luttschenko Sturm: Boris Michailow (1), Wladimir Petrow, Waleri Charlamow, Sergei Makarow, Wiktor Schluktow (1), Chelmut Balderis (1), Alexander Malzew (1), Wladimir Golikow, Alexander Golikow (1), Juri Lebedew, Wladimir Lawrentjew, Sergei Kapustin Trainer / Assistent: Wiktor Tichonow / Wladimir Jursinow | Tor: Wladislaw Tretjak Verteidigung: Sergei Babinow, Wjatscheslaw Fetissow, Sinetula Biljaletdinow, Wassili Perwuchin, Waleri Wassiljew, Sergei Starikow, Sinetula Biljaletdinow, Wassili Perwuchin, Alexei Kassatonow, Wladimir Luttschenko Sturm: Boris Michailow (1), Wladimir Petrow, Waleri Charlamow, Sergei Makarow, Wiktor Schluktow (1), Chelmut Balderis (1), Alexander Malzew (1), Wladimir Golikow, Alexander Golikow (1), Juri Lebedew, Wladimir Lawrentjew, Sergei Kapustin Trainer / Assistent: Wiktor Tichonow / Wladimir Jursinow |
| Nr. 545 18. Dezember 1979  | 6:3 (1:1, 1:1, 4:1) | 0 Finnland | H | 0Moskau | 0Iswestija-Pokal 1979 | |
| Aufstellung                | Tor: Wladimir Myschkin Verteidigung: Sergei Babinow (1), Wjatscheslaw Fetissow (1), Waleri Wassiljew, Sergei Starikow, Sinetula Biljaletdinow, Wassili Perwuchin, Alexei Kassatonow, Wladimir Luttschenko Sturm: Boris Michailow, Wladimir Petrow, Waleri Charlamow (1), Sergei Makarow (2), Wiktor Schluktow, Chelmut Balderis (1), Alexander Malzew, Wladimir Golikow, Alexander Golikow, Juri Lebedew, Wladimir Lawrentjew, Sergei Kapustin Trainer / Assistent: Wiktor Tichonow / Wladimir Jursinow                                            | Tor: Wladimir Myschkin Verteidigung: Sergei Babinow (1), Wjatscheslaw Fetissow (1), Waleri Wassiljew, Sergei Starikow, Sinetula Biljaletdinow, Wassili Perwuchin, Alexei Kassatonow, Wladimir Luttschenko Sturm: Boris Michailow, Wladimir Petrow, Waleri Charlamow (1), Sergei Makarow (2), Wiktor Schluktow, Chelmut Balderis (1), Alexander Malzew, Wladimir Golikow, Alexander Golikow, Juri Lebedew, Wladimir Lawrentjew, Sergei Kapustin Trainer / Assistent: Wiktor Tichonow / Wladimir Jursinow                                            | Tor: Wladimir Myschkin Verteidigung: Sergei Babinow (1), Wjatscheslaw Fetissow (1), Waleri Wassiljew, Sergei Starikow, Sinetula Biljaletdinow, Wassili Perwuchin, Alexei Kassatonow, Wladimir Luttschenko Sturm: Boris Michailow, Wladimir Petrow, Waleri Charlamow (1), Sergei Makarow (2), Wiktor Schluktow, Chelmut Balderis (1), Alexander Malzew, Wladimir Golikow, Alexander Golikow, Juri Lebedew, Wladimir Lawrentjew, Sergei Kapustin Trainer / Assistent: Wiktor Tichonow / Wladimir Jursinow                                            | Tor: Wladimir Myschkin Verteidigung: Sergei Babinow (1), Wjatscheslaw Fetissow (1), Waleri Wassiljew, Sergei Starikow, Sinetula Biljaletdinow, Wassili Perwuchin, Alexei Kassatonow, Wladimir Luttschenko Sturm: Boris Michailow, Wladimir Petrow, Waleri Charlamow (1), Sergei Makarow (2), Wiktor Schluktow, Chelmut Balderis (1), Alexander Malzew, Wladimir Golikow, Alexander Golikow, Juri Lebedew, Wladimir Lawrentjew, Sergei Kapustin Trainer / Assistent: Wiktor Tichonow / Wladimir Jursinow                                            | Tor: Wladimir Myschkin Verteidigung: Sergei Babinow (1), Wjatscheslaw Fetissow (1), Waleri Wassiljew, Sergei Starikow, Sinetula Biljaletdinow, Wassili Perwuchin, Alexei Kassatonow, Wladimir Luttschenko Sturm: Boris Michailow, Wladimir Petrow, Waleri Charlamow (1), Sergei Makarow (2), Wiktor Schluktow, Chelmut Balderis (1), Alexander Malzew, Wladimir Golikow, Alexander Golikow, Juri Lebedew, Wladimir Lawrentjew, Sergei Kapustin Trainer / Assistent: Wiktor Tichonow / Wladimir Jursinow                                            | Tor: Wladimir Myschkin Verteidigung: Sergei Babinow (1), Wjatscheslaw Fetissow (1), Waleri Wassiljew, Sergei Starikow, Sinetula Biljaletdinow, Wassili Perwuchin, Alexei Kassatonow, Wladimir Luttschenko Sturm: Boris Michailow, Wladimir Petrow, Waleri Charlamow (1), Sergei Makarow (2), Wiktor Schluktow, Chelmut Balderis (1), Alexander Malzew, Wladimir Golikow, Alexander Golikow, Juri Lebedew, Wladimir Lawrentjew, Sergei Kapustin Trainer / Assistent: Wiktor Tichonow / Wladimir Jursinow                                            |
| Nr. 546 19. Dezember 1979  | 5:2 (1:0, 2:1, 2:1) | 0 Kanada | H | 0Moskau | 0Iswestija-Pokal 1979 | |
| Aufstellung                | Tor: Wladimir Myschkin Verteidigung: Sergei Babinow, Wjatscheslaw Fetissow, Waleri Wassiljew (1), Sergei Starikow, Sinetula Biljaletdinow, Wassili Perwuchin, Alexei Kassatonow, Wladimir Luttschenko Sturm: Boris Michailow (1), Wladimir Petrow (1), Waleri Charlamow, Sergei Makarow, Wiktor Schluktow (1), Chelmut Balderis, Alexander Malzew, Wladimir Golikow, Alexander Golikow (1), Juri Lebedew, Wladimir Lawrentjew, Sergei Kapustin Trainer / Assistent: Wiktor Tichonow / Wladimir Jursinow                                            | Tor: Wladimir Myschkin Verteidigung: Sergei Babinow, Wjatscheslaw Fetissow, Waleri Wassiljew (1), Sergei Starikow, Sinetula Biljaletdinow, Wassili Perwuchin, Alexei Kassatonow, Wladimir Luttschenko Sturm: Boris Michailow (1), Wladimir Petrow (1), Waleri Charlamow, Sergei Makarow, Wiktor Schluktow (1), Chelmut Balderis, Alexander Malzew, Wladimir Golikow, Alexander Golikow (1), Juri Lebedew, Wladimir Lawrentjew, Sergei Kapustin Trainer / Assistent: Wiktor Tichonow / Wladimir Jursinow                                            | Tor: Wladimir Myschkin Verteidigung: Sergei Babinow, Wjatscheslaw Fetissow, Waleri Wassiljew (1), Sergei Starikow, Sinetula Biljaletdinow, Wassili Perwuchin, Alexei Kassatonow, Wladimir Luttschenko Sturm: Boris Michailow (1), Wladimir Petrow (1), Waleri Charlamow, Sergei Makarow, Wiktor Schluktow (1), Chelmut Balderis, Alexander Malzew, Wladimir Golikow, Alexander Golikow (1), Juri Lebedew, Wladimir Lawrentjew, Sergei Kapustin Trainer / Assistent: Wiktor Tichonow / Wladimir Jursinow                                            | Tor: Wladimir Myschkin Verteidigung: Sergei Babinow, Wjatscheslaw Fetissow, Waleri Wassiljew (1), Sergei Starikow, Sinetula Biljaletdinow, Wassili Perwuchin, Alexei Kassatonow, Wladimir Luttschenko Sturm: Boris Michailow (1), Wladimir Petrow (1), Waleri Charlamow, Sergei Makarow, Wiktor Schluktow (1), Chelmut Balderis, Alexander Malzew, Wladimir Golikow, Alexander Golikow (1), Juri Lebedew, Wladimir Lawrentjew, Sergei Kapustin Trainer / Assistent: Wiktor Tichonow / Wladimir Jursinow                                            | Tor: Wladimir Myschkin Verteidigung: Sergei Babinow, Wjatscheslaw Fetissow, Waleri Wassiljew (1), Sergei Starikow, Sinetula Biljaletdinow, Wassili Perwuchin, Alexei Kassatonow, Wladimir Luttschenko Sturm: Boris Michailow (1), Wladimir Petrow (1), Waleri Charlamow, Sergei Makarow, Wiktor Schluktow (1), Chelmut Balderis, Alexander Malzew, Wladimir Golikow, Alexander Golikow (1), Juri Lebedew, Wladimir Lawrentjew, Sergei Kapustin Trainer / Assistent: Wiktor Tichonow / Wladimir Jursinow                                            | Tor: Wladimir Myschkin Verteidigung: Sergei Babinow, Wjatscheslaw Fetissow, Waleri Wassiljew (1), Sergei Starikow, Sinetula Biljaletdinow, Wassili Perwuchin, Alexei Kassatonow, Wladimir Luttschenko Sturm: Boris Michailow (1), Wladimir Petrow (1), Waleri Charlamow, Sergei Makarow, Wiktor Schluktow (1), Chelmut Balderis, Alexander Malzew, Wladimir Golikow, Alexander Golikow (1), Juri Lebedew, Wladimir Lawrentjew, Sergei Kapustin Trainer / Assistent: Wiktor Tichonow / Wladimir Jursinow                                            |
| Nr. 547 21. Dezember 1979  | 3:2 (2:2, 1:0, 0:0) | 0 Tschechoslowakei | H | 0Moskau | 0Iswestija-Pokal 1979 | 010. Gewinn im Iswestija-Pokal |
| Aufstellung                | Tor: Wladislaw Tretjak Verteidigung: Waleri Wassiljew, Sergei Starikow, Sinetula Biljaletdinow, Wassili Perwuchin, Alexei Kassatonow, Wladimir Luttschenko, Wjatscheslaw Fetissow Sturm: Boris Michailow, Wladimir Petrow, Waleri Charlamow (1), Sergei Makarow, Wiktor Schluktow, Chelmut Balderis (1), Alexander Malzew, Wladimir Golikow, Alexander Golikow (1), Juri Lebedew, Wladimir Lawrentjew, Sergei Kapustin Trainer / Assistent: Wiktor Tichonow / Wladimir Jursinow                                                                    | Tor: Wladislaw Tretjak Verteidigung: Waleri Wassiljew, Sergei Starikow, Sinetula Biljaletdinow, Wassili Perwuchin, Alexei Kassatonow, Wladimir Luttschenko, Wjatscheslaw Fetissow Sturm: Boris Michailow, Wladimir Petrow, Waleri Charlamow (1), Sergei Makarow, Wiktor Schluktow, Chelmut Balderis (1), Alexander Malzew, Wladimir Golikow, Alexander Golikow (1), Juri Lebedew, Wladimir Lawrentjew, Sergei Kapustin Trainer / Assistent: Wiktor Tichonow / Wladimir Jursinow                                                                    | Tor: Wladislaw Tretjak Verteidigung: Waleri Wassiljew, Sergei Starikow, Sinetula Biljaletdinow, Wassili Perwuchin, Alexei Kassatonow, Wladimir Luttschenko, Wjatscheslaw Fetissow Sturm: Boris Michailow, Wladimir Petrow, Waleri Charlamow (1), Sergei Makarow, Wiktor Schluktow, Chelmut Balderis (1), Alexander Malzew, Wladimir Golikow, Alexander Golikow (1), Juri Lebedew, Wladimir Lawrentjew, Sergei Kapustin Trainer / Assistent: Wiktor Tichonow / Wladimir Jursinow                                                                    | Tor: Wladislaw Tretjak Verteidigung: Waleri Wassiljew, Sergei Starikow, Sinetula Biljaletdinow, Wassili Perwuchin, Alexei Kassatonow, Wladimir Luttschenko, Wjatscheslaw Fetissow Sturm: Boris Michailow, Wladimir Petrow, Waleri Charlamow (1), Sergei Makarow, Wiktor Schluktow, Chelmut Balderis (1), Alexander Malzew, Wladimir Golikow, Alexander Golikow (1), Juri Lebedew, Wladimir Lawrentjew, Sergei Kapustin Trainer / Assistent: Wiktor Tichonow / Wladimir Jursinow                                                                    | Tor: Wladislaw Tretjak Verteidigung: Waleri Wassiljew, Sergei Starikow, Sinetula Biljaletdinow, Wassili Perwuchin, Alexei Kassatonow, Wladimir Luttschenko, Wjatscheslaw Fetissow Sturm: Boris Michailow, Wladimir Petrow, Waleri Charlamow (1), Sergei Makarow, Wiktor Schluktow, Chelmut Balderis (1), Alexander Malzew, Wladimir Golikow, Alexander Golikow (1), Juri Lebedew, Wladimir Lawrentjew, Sergei Kapustin Trainer / Assistent: Wiktor Tichonow / Wladimir Jursinow                                                                    | Tor: Wladislaw Tretjak Verteidigung: Waleri Wassiljew, Sergei Starikow, Sinetula Biljaletdinow, Wassili Perwuchin, Alexei Kassatonow, Wladimir Luttschenko, Wjatscheslaw Fetissow Sturm: Boris Michailow, Wladimir Petrow, Waleri Charlamow (1), Sergei Makarow, Wiktor Schluktow, Chelmut Balderis (1), Alexander Malzew, Wladimir Golikow, Alexander Golikow (1), Juri Lebedew, Wladimir Lawrentjew, Sergei Kapustin Trainer / Assistent: Wiktor Tichonow / Wladimir Jursinow                                                                    |